# 裸体 (艺术)

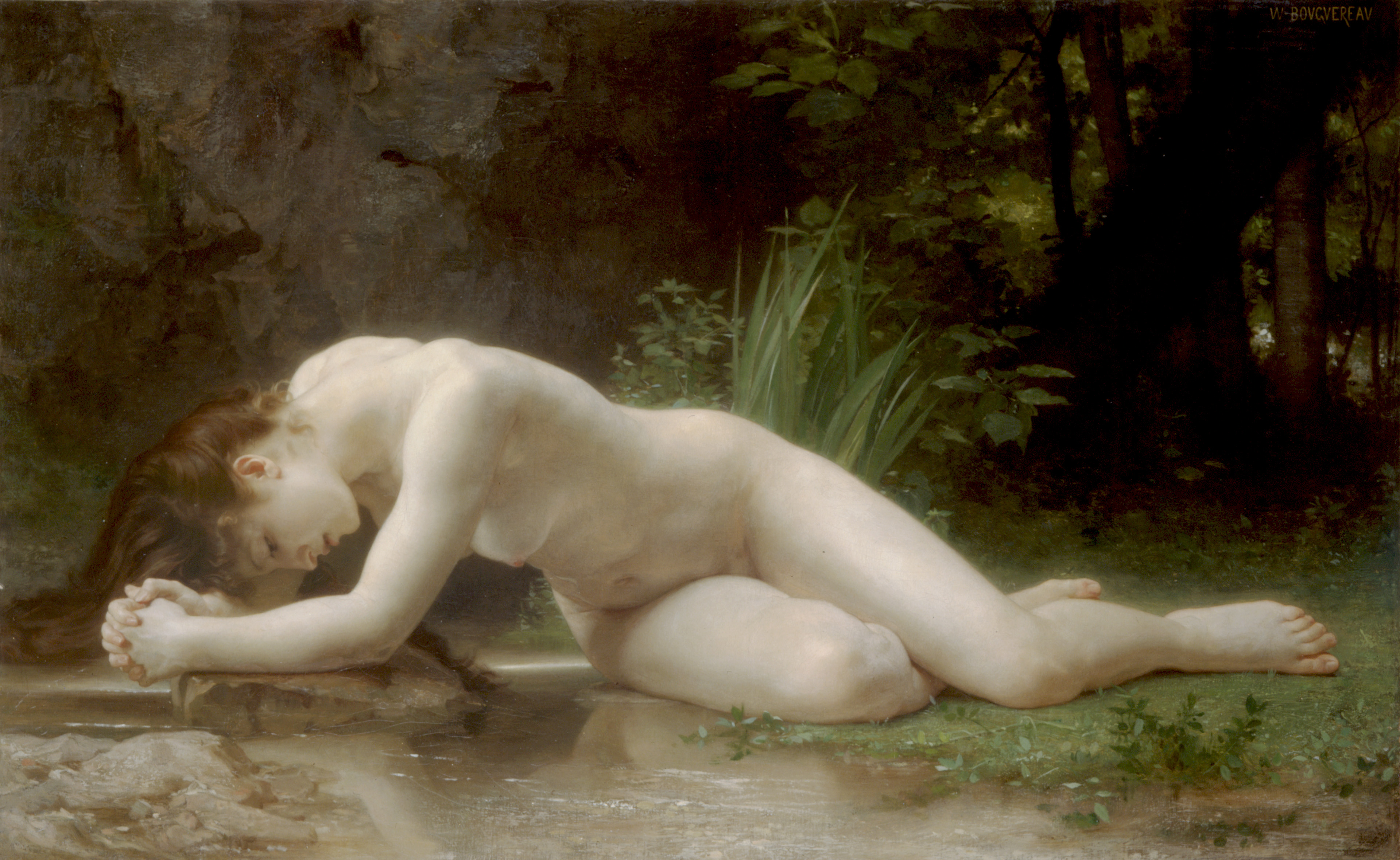
法国画家威廉·阿道夫·布格罗的《彼布莉絲》

裸體作為一種專注於裸身人體的視覺藝術形式，是西方藝術中經久不衰的傳統。古希臘藝術中經常能看到裸體藝術，在中世紀的半休眠期之後（中世纪只有與宗教有關時才能出現裸體藝術），隨著文藝復興的到來，它又回到了中心位置。裸體人物也在其他類型的藝術中發揮作用，例如歷史繪畫、寓言、宗教藝術、肖像畫或裝飾藝術。從史前到最早的文明，裸體女性的形象通常被認為是生育或幸福的象徵。
在印度，建於公元950年至1050年之間的克久拉霍紀念碑群以其色情雕塑而聞名，這些雕塑約佔寺廟裝飾的10%。日本版畫是少數可以稱為裸體的非西方傳統之一，但日本的公共沐浴活動被描繪成另一種社會活動，沒有西方存在的缺乏服裝的意義。在每個時代，裸體都反映了關於性、性別角色和社會結構態度的變化。
藝術史上經常引用的一本關於裸體的書是«The Nude: A Study in Ideal Form by Lord Kenneth Clark»，此書於1956年首次出版。介紹「性」的章節（儘管並非起源）對裸體和裸體藝術之間經常被引用的區別進行了區分。克拉克說：「裸體，就是被剝奪了衣服，並暗示著尷尬和羞恥，而裸體作為一件藝術品，則沒有這樣的內涵。」這種藝術形式與社會和文化問題的分離有關，長期以來基本上沒有受到古典藝術史家的檢驗。
現代藝術的標誌性特徵之一是，裸體和裸體藝術之間的界限模糊。這個情況可能最先發生在戈雅1797年的畫作«The Nude Maja»當中，這幅畫在1815 年引起了西班牙宗教裁判所的注意，這幅畫令人震驚的元素是，它在那個時代展示了一個特殊的模型，她們的陰部並不像希臘女神、寧芙那樣光滑無毛，並且她們與觀眾對視，而非移開視線。近70年後，當馬奈展出他的奧林匹亞時，一些相同的特徵令人震驚，這不是因為宗教問題，而是因為它的現代性，並不是成為一個永恆的宮女才可以安全地觀看，馬奈的形像被認為是那個時代的妓女，也許是指男性觀眾的自慰行為。

## 概述
人體藝術，是艺术家表现裸露人体美感的一种艺术形式，可以是绘画、雕塑、摄影，或者复合形式。
早期（文藝復興時期）在他们的艺术作品中使用裸体模特的艺术家有桑德罗·波提切利、列奥纳多·达·芬奇、米开朗基罗和提香。

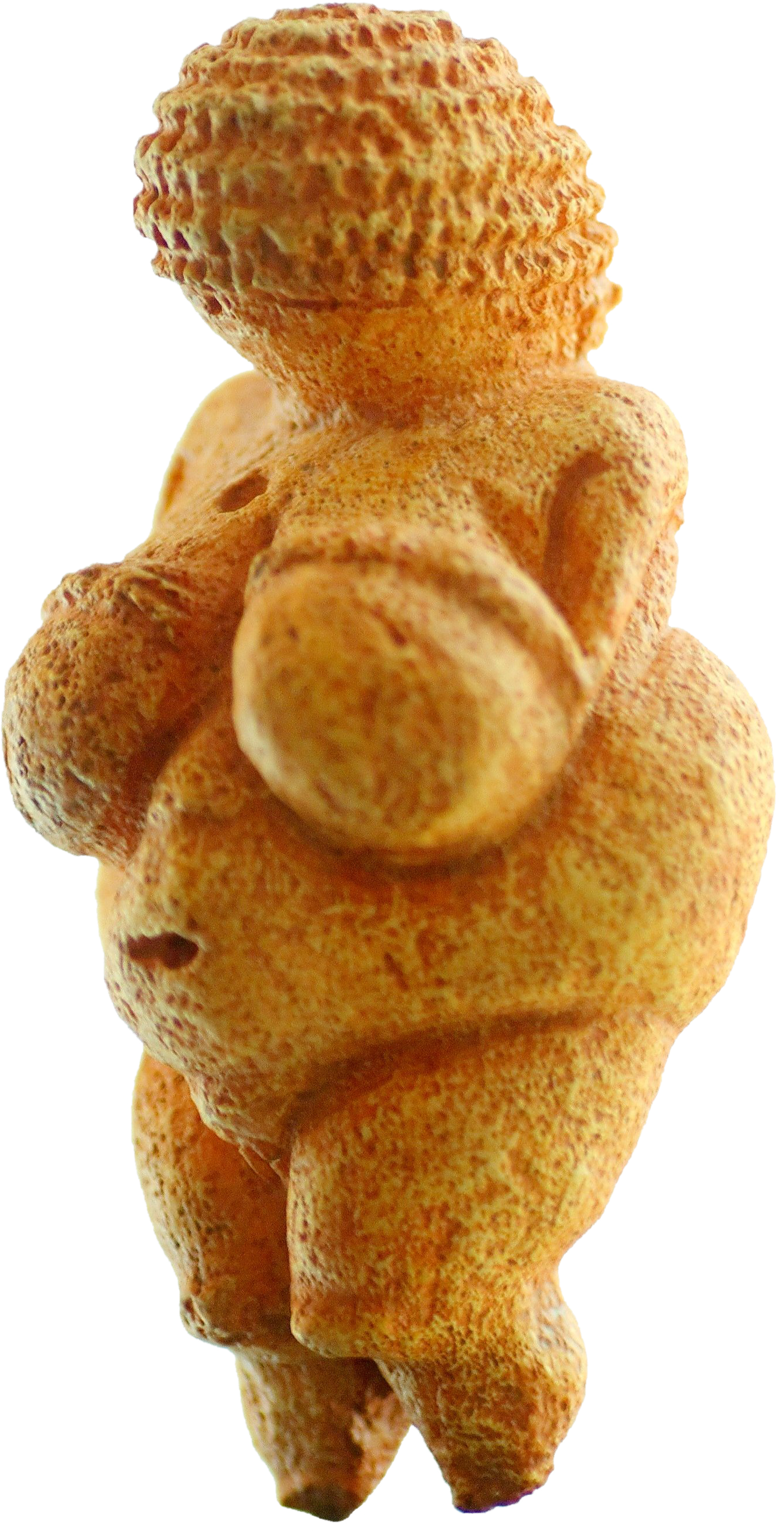
維倫多爾夫的維納斯，公元前24000至前22000年，現藏於自然史博物館
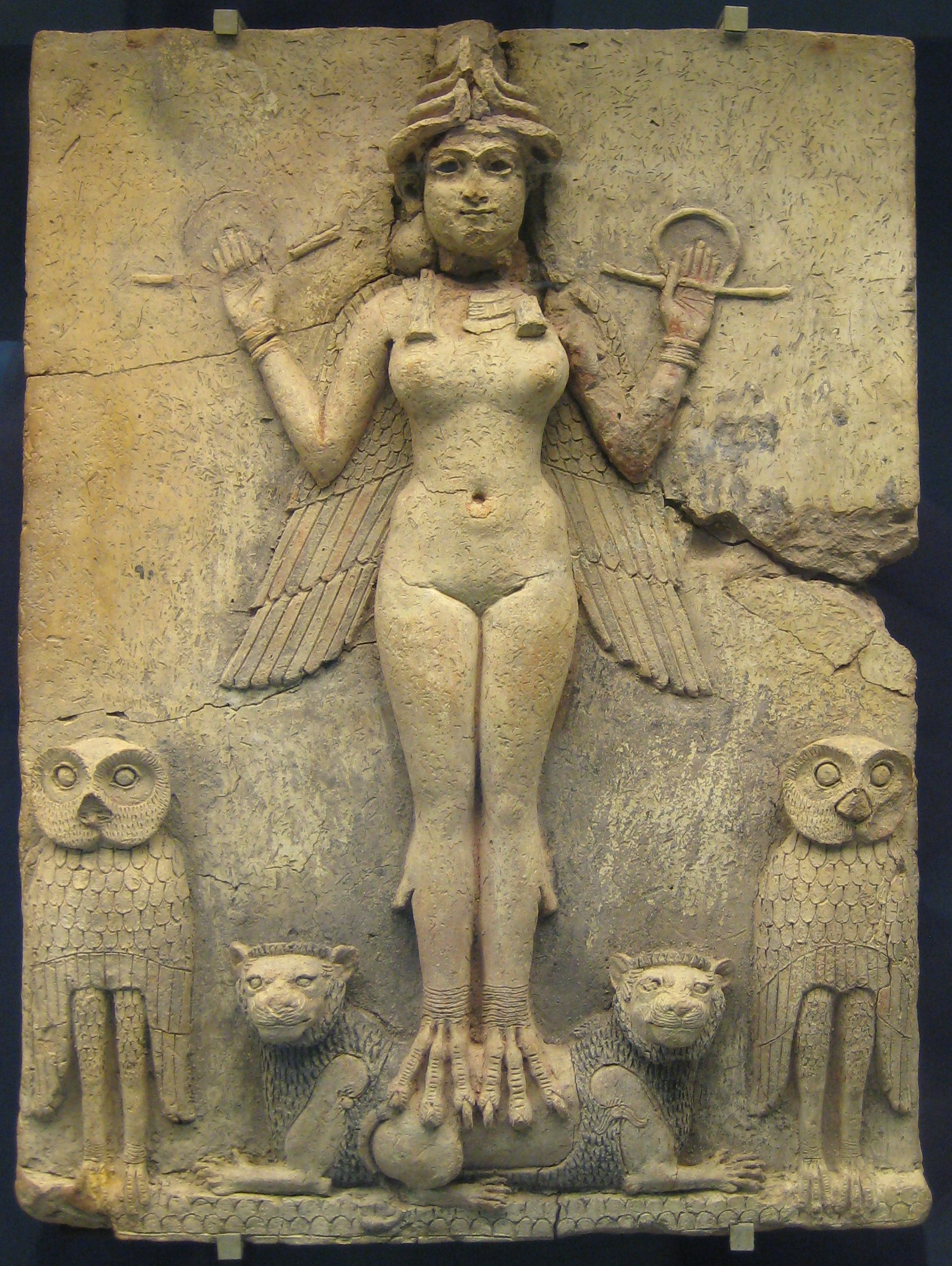
埃列什基伽勒（冥界之后），公元前19世紀至前18世紀，現藏於大英博物館
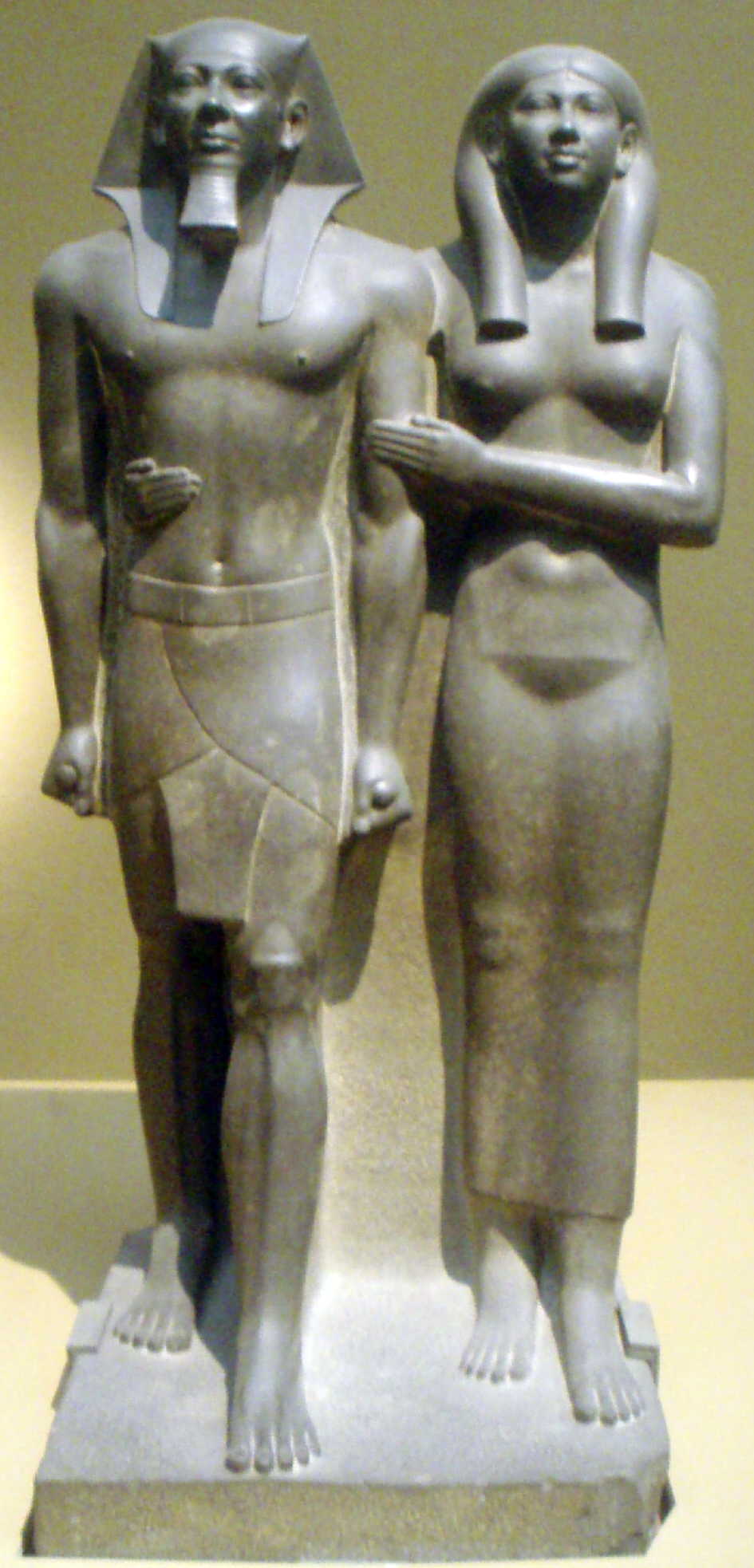
孟卡拉與其妻，約公元前2548至前2530年，現藏於波士頓美術館
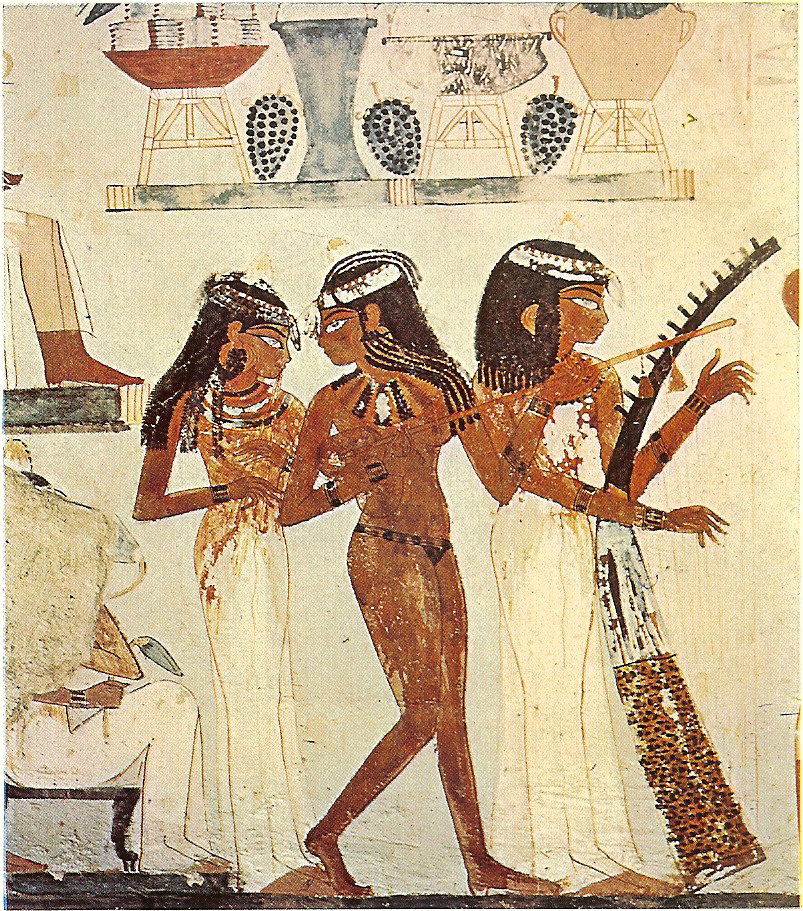
《三個演奏者》墓室壁畫，約公元前1422至前1411年，底比斯古城
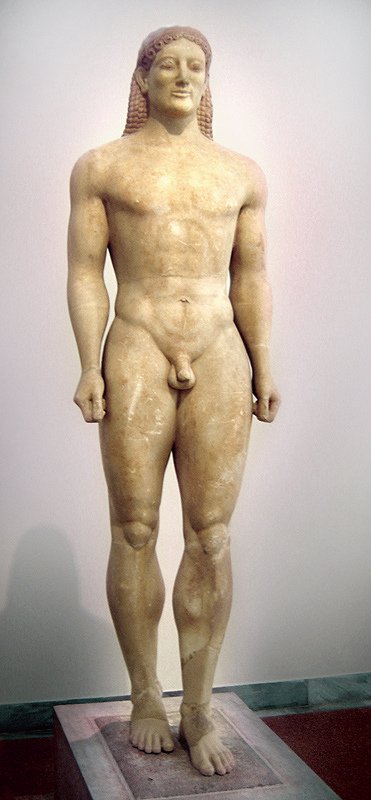
克羅伊索斯青年雕像，公元前530至前520年，現藏於雅典國家考古博物館
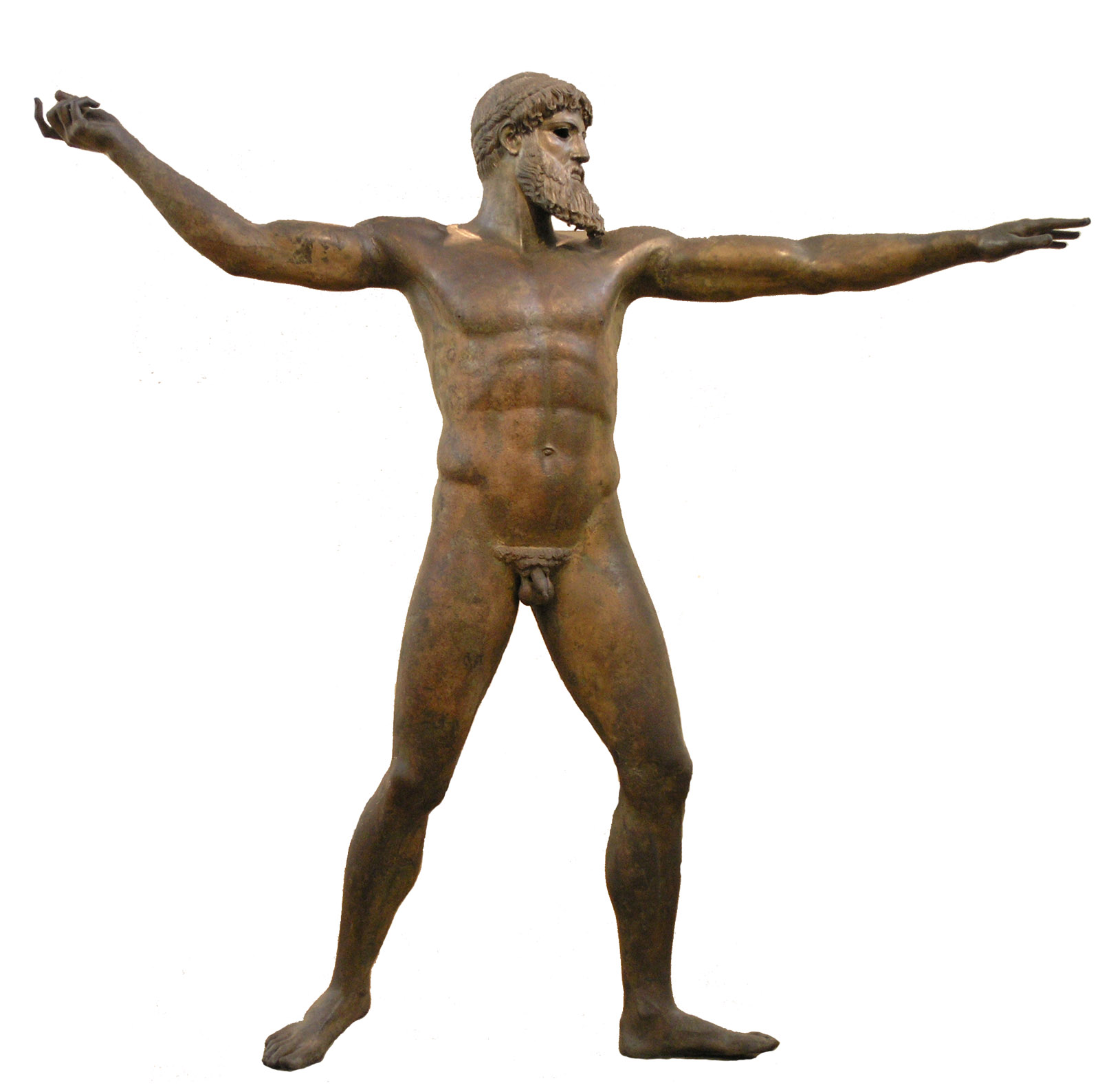
波賽冬青銅像，約公元前460年，現藏於雅典國家考古博物館
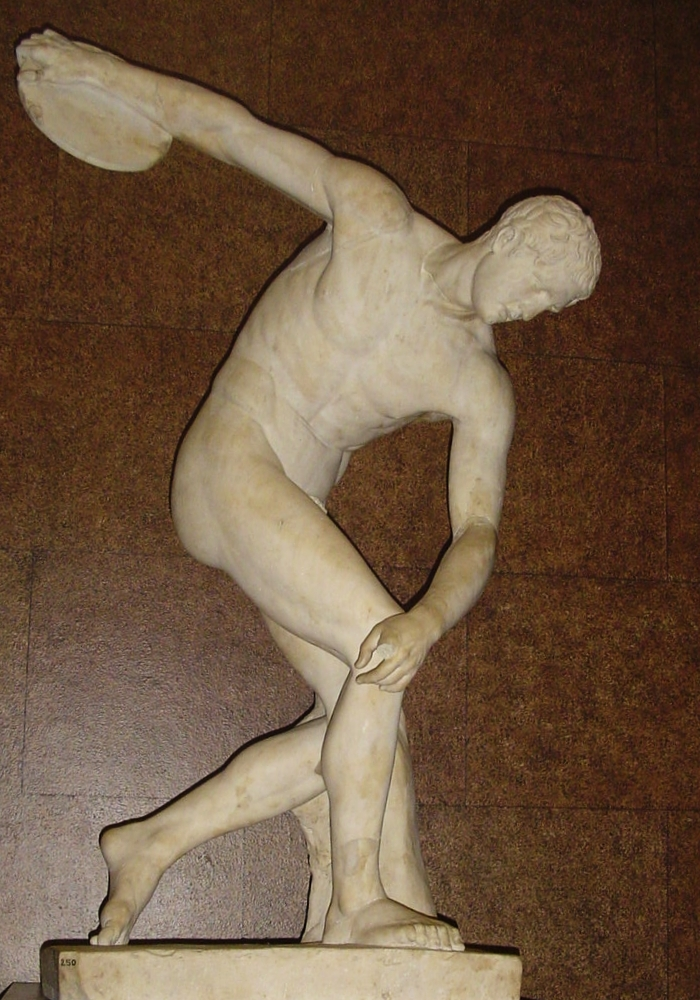
米隆《擲鐵餅者》，青銅原件創作於公元前460至前450年，今已佚失，大理石複製品現藏於梵蒂岡博物館、羅馬國家博物館及大英博物館
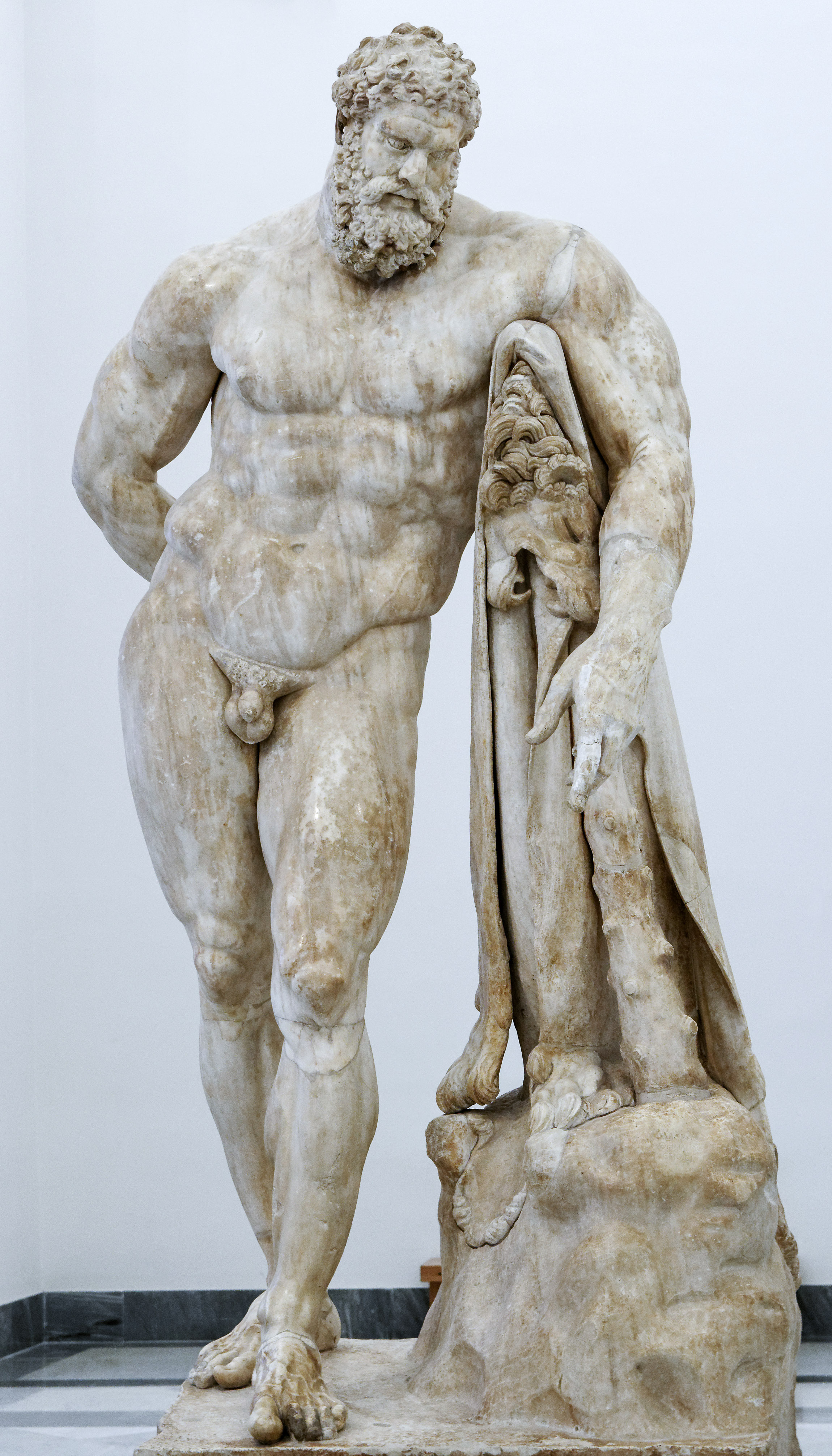
留西波斯《海克力斯像（英语：Farnese Hercules）》，青銅原件創作於公元前4世紀，大理石複製品現藏於拿坡里國立考古博物館
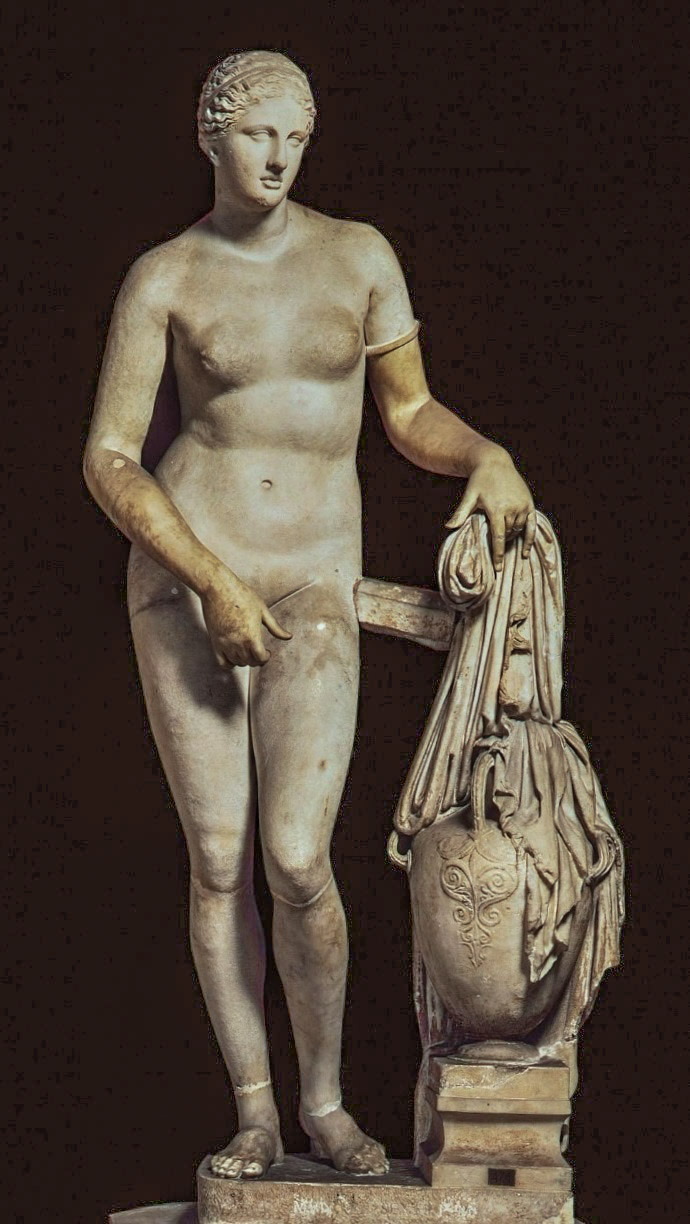
普拉克西特列斯《克尼多斯的阿芙蘿黛蒂》，約公元前360至前340年，現藏於梵蒂岡博物館
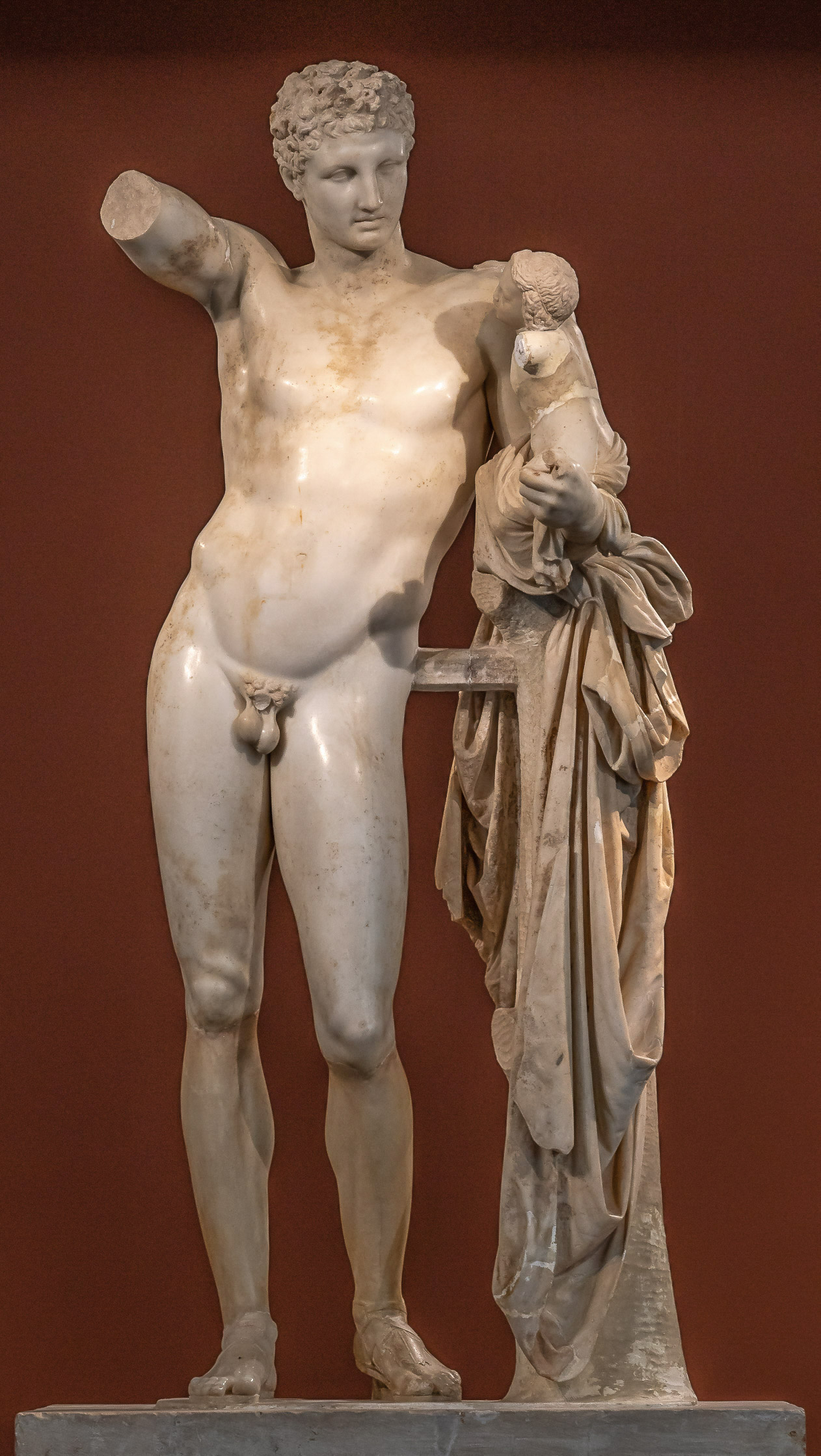
（傳）普拉克西特列斯《赫耳墨斯和嬰兒酒神》，公元前350至前330年，現藏於奧林匹亞考古博物館（英语：Archaeological Museum of Olympia）
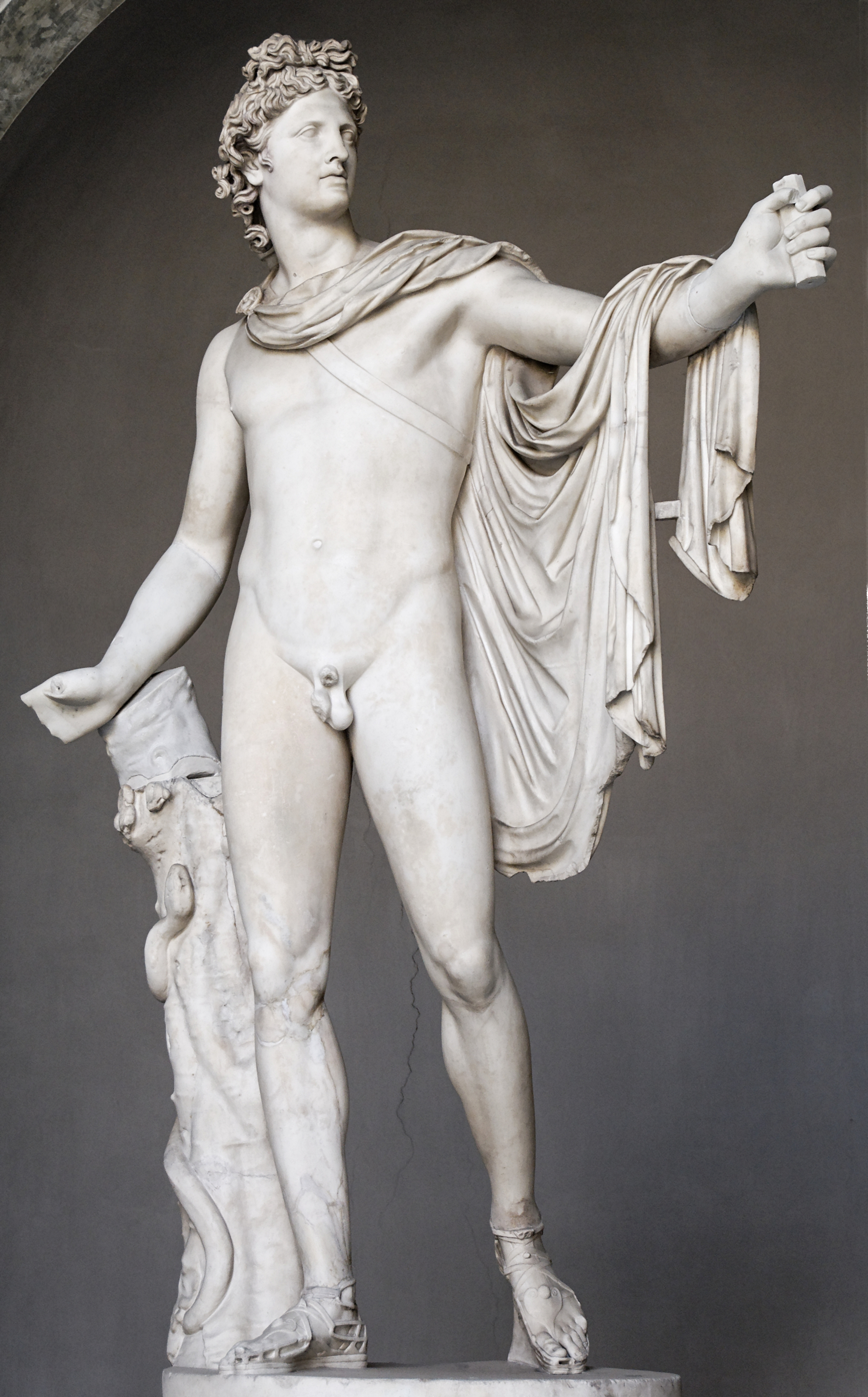
莱奥卡雷斯《觀景殿的阿波羅》，約公元前330至前320年，現藏於梵蒂岡
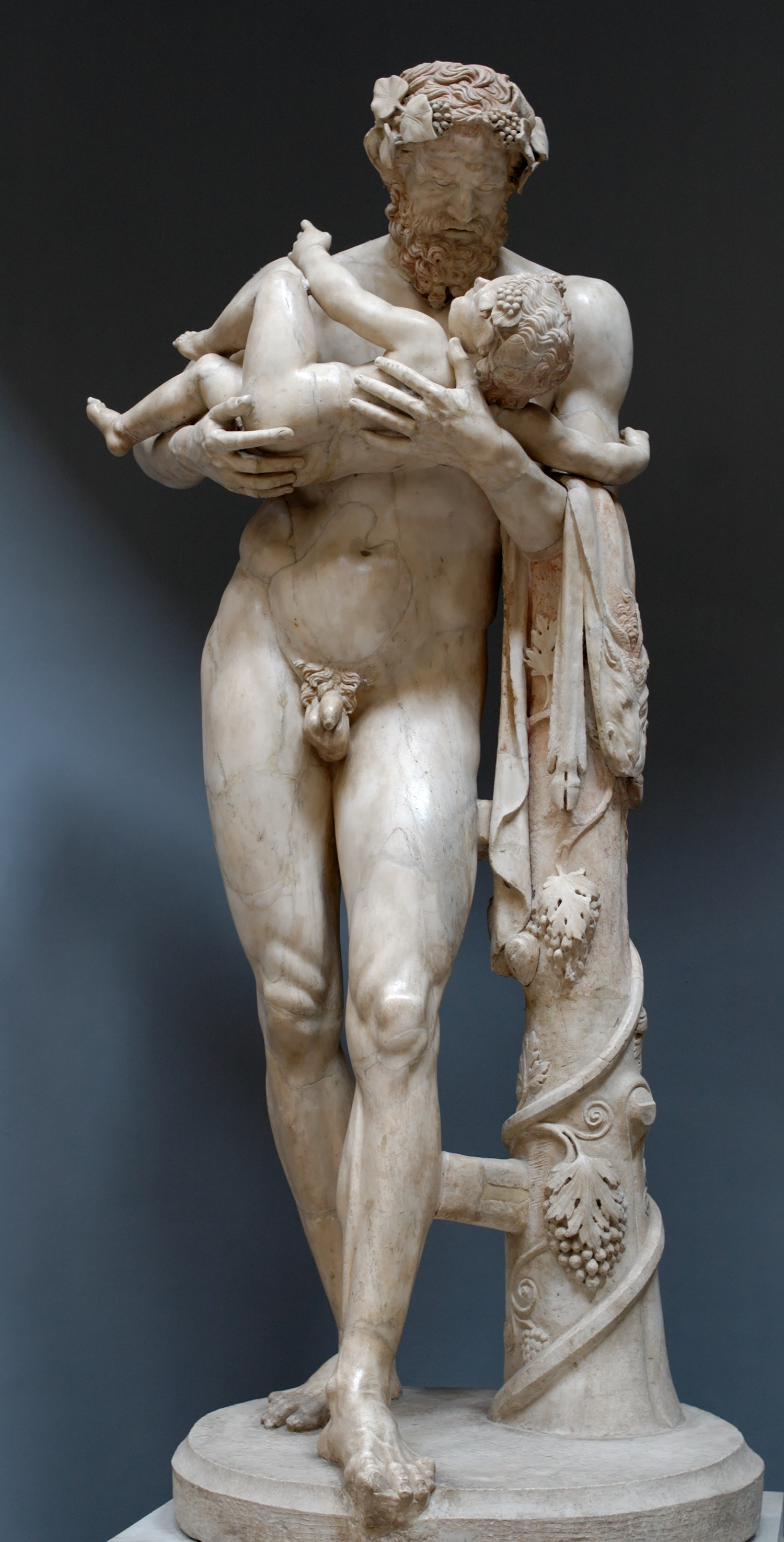
留西波斯《西勒努斯與年幼的狄俄倪索斯》，約公元前300年，現藏於梵蒂岡博物館
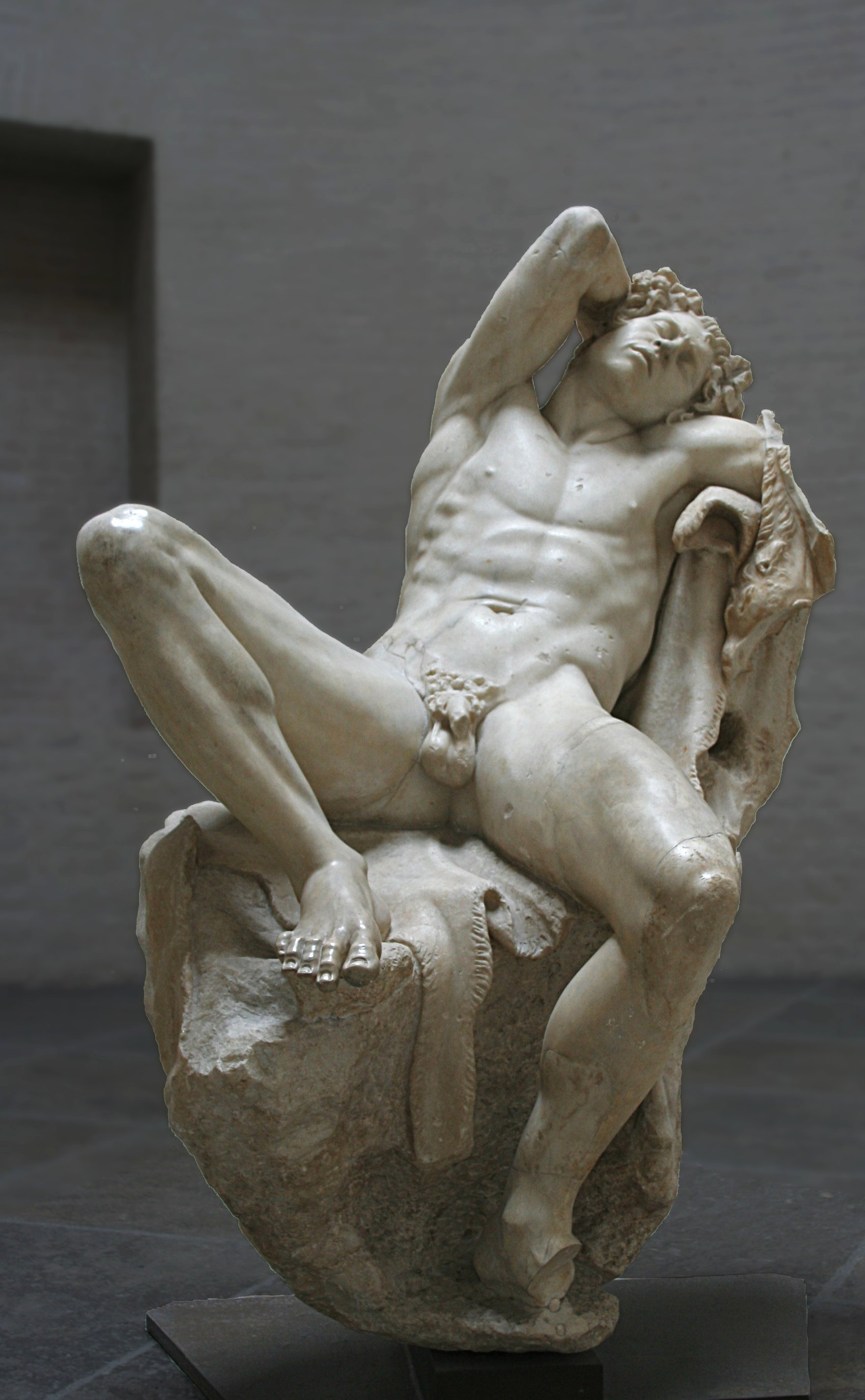
《沉睡的牧神（英语：Barberini Faun）》，青銅原件創作於公元前220至前200年，1620年代由吉安·洛倫佐·貝尼尼重現，現藏於古代雕塑展覽館
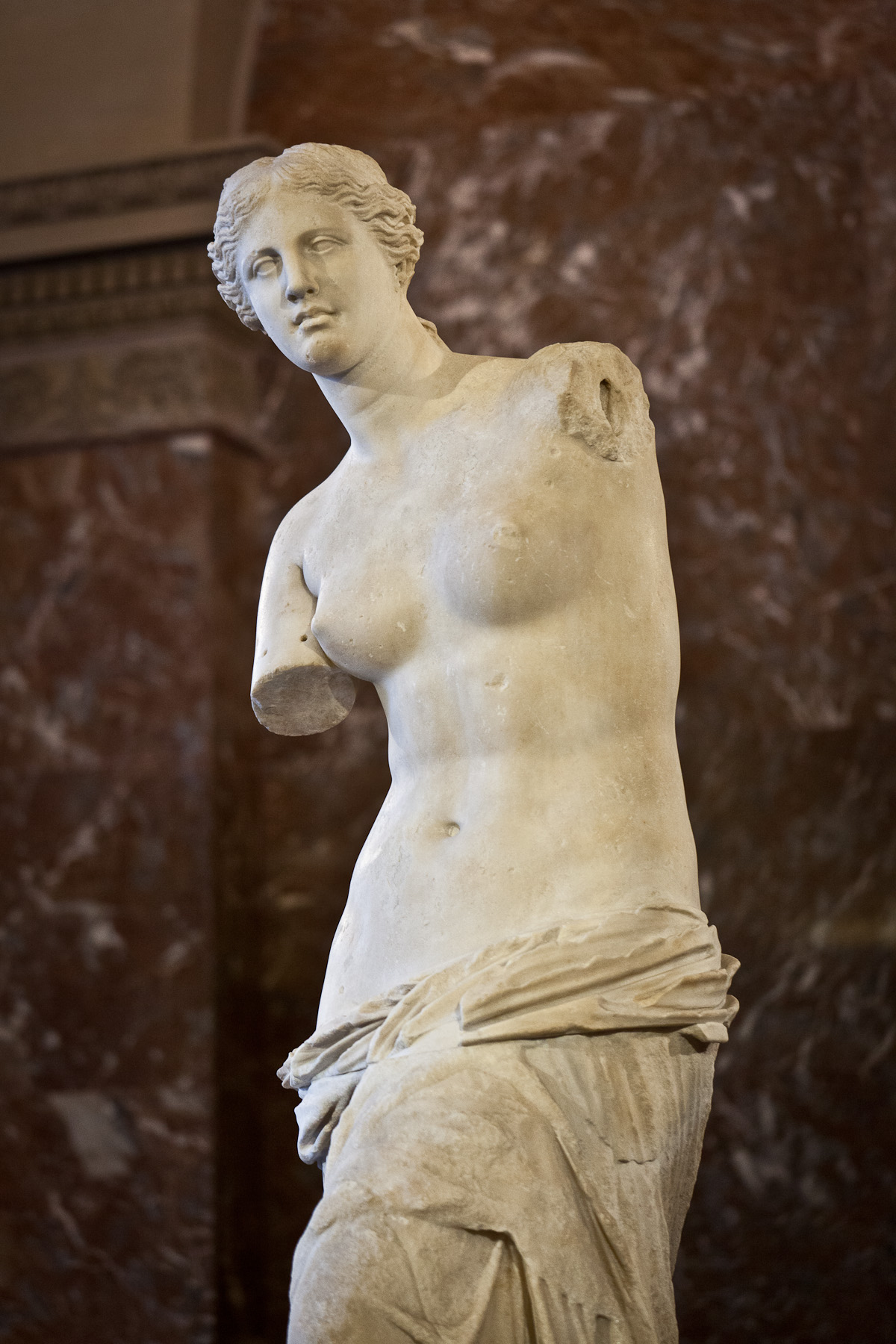
《米洛的維納斯》，西元前130至前100年，現藏於羅浮宮
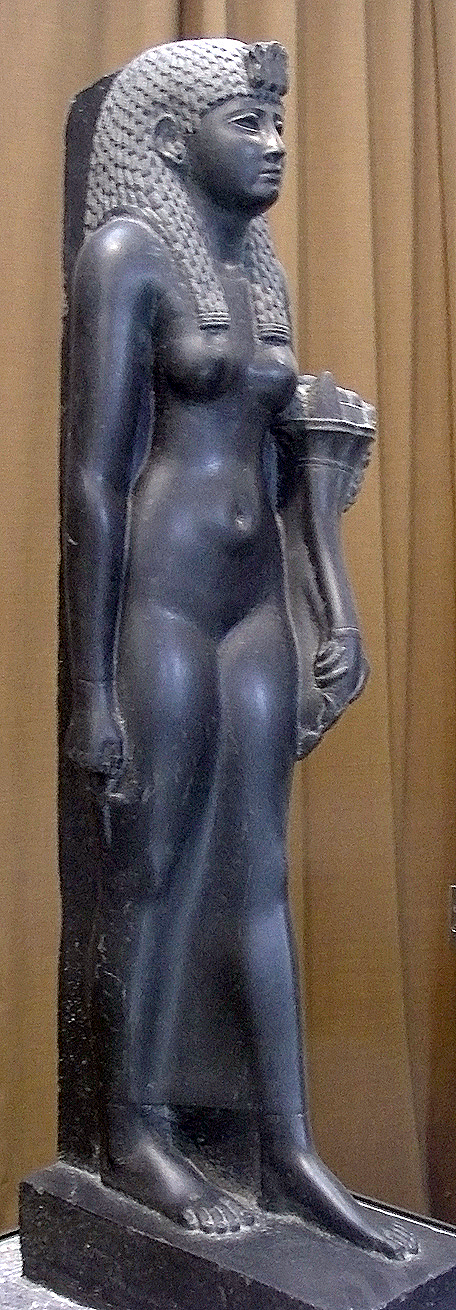
扮成埃及女神的克麗奧佩脫拉七世（玄武岩雕像），西元前1世紀下半葉，現藏於埃爾米塔日博物館
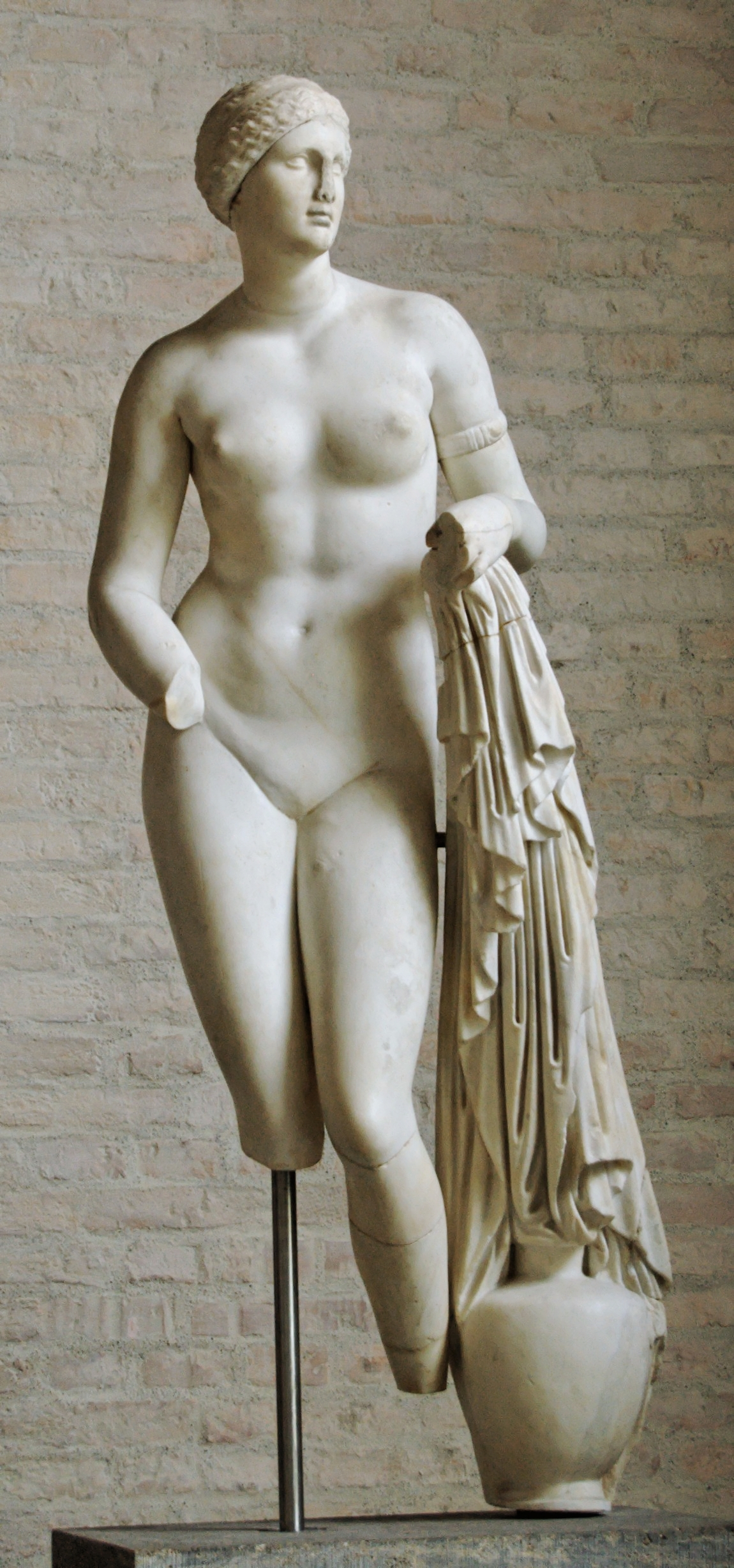
《Aphrodite Braschi》（仿照《克尼多斯的阿芙蘿黛蒂》所作），公元前1世紀，現藏於古代雕塑展覽館
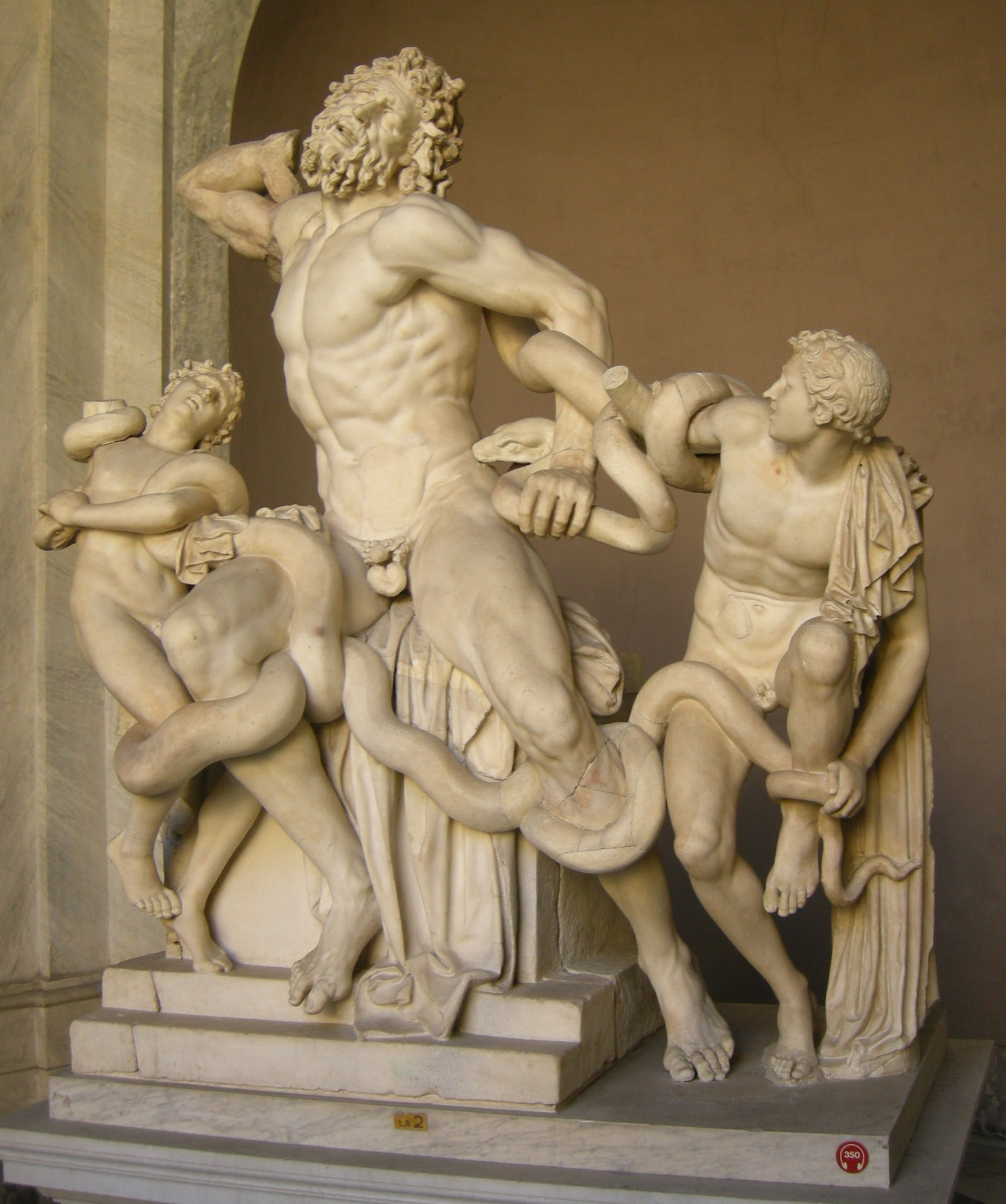
《拉奥孔與兒子們》，公元前42年至前20年，現藏於梵蒂岡博物館
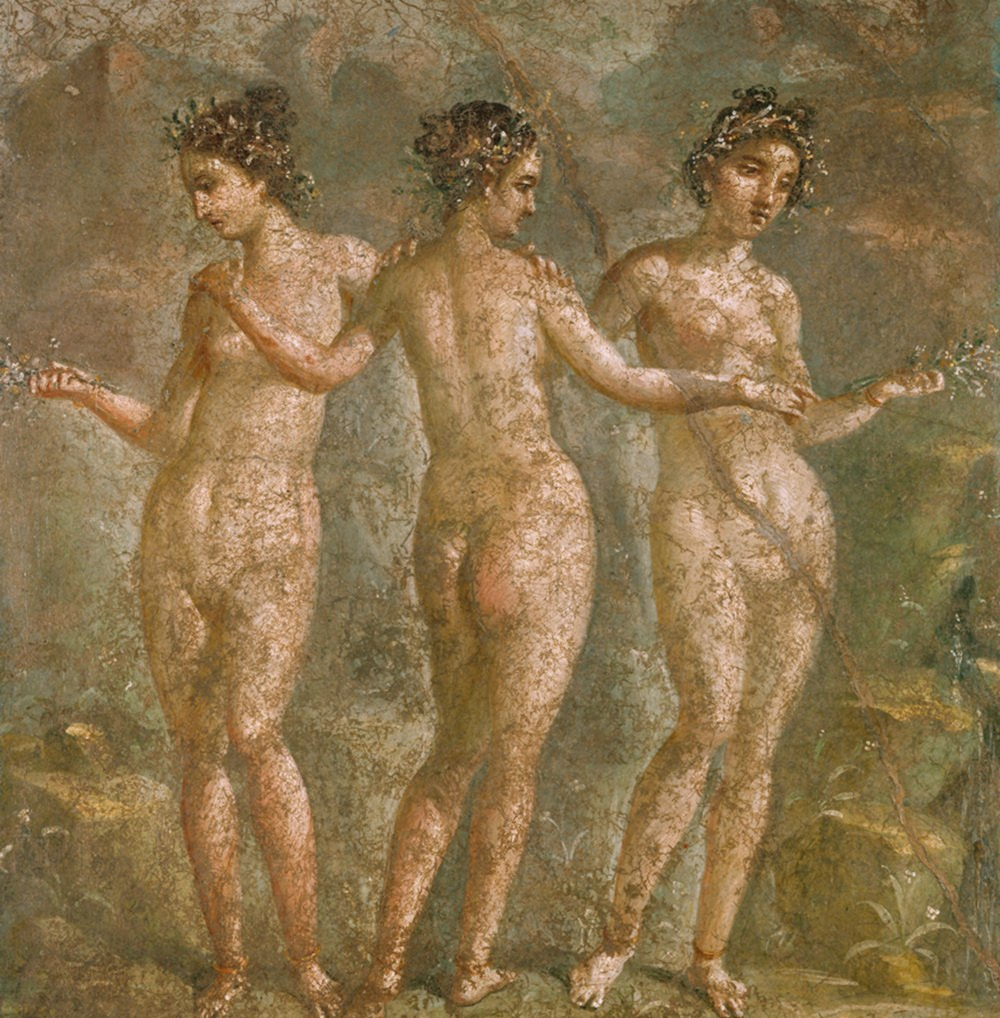
龐貝壁畫《美惠三女神》，公元1世紀
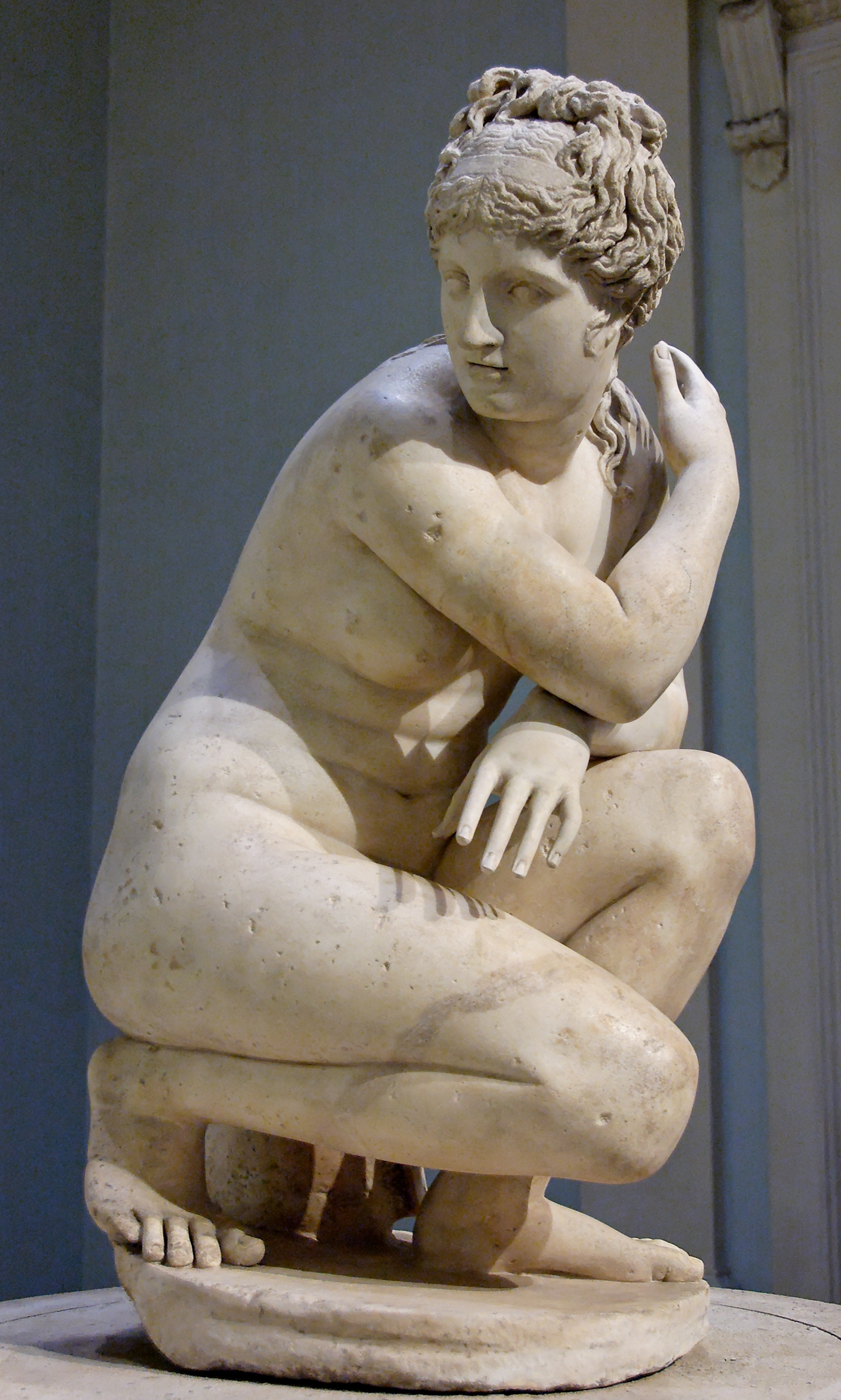
蹲下的維納斯》（又名萊利維納斯），1世紀，Peter Lely長期借予大英博物館展出
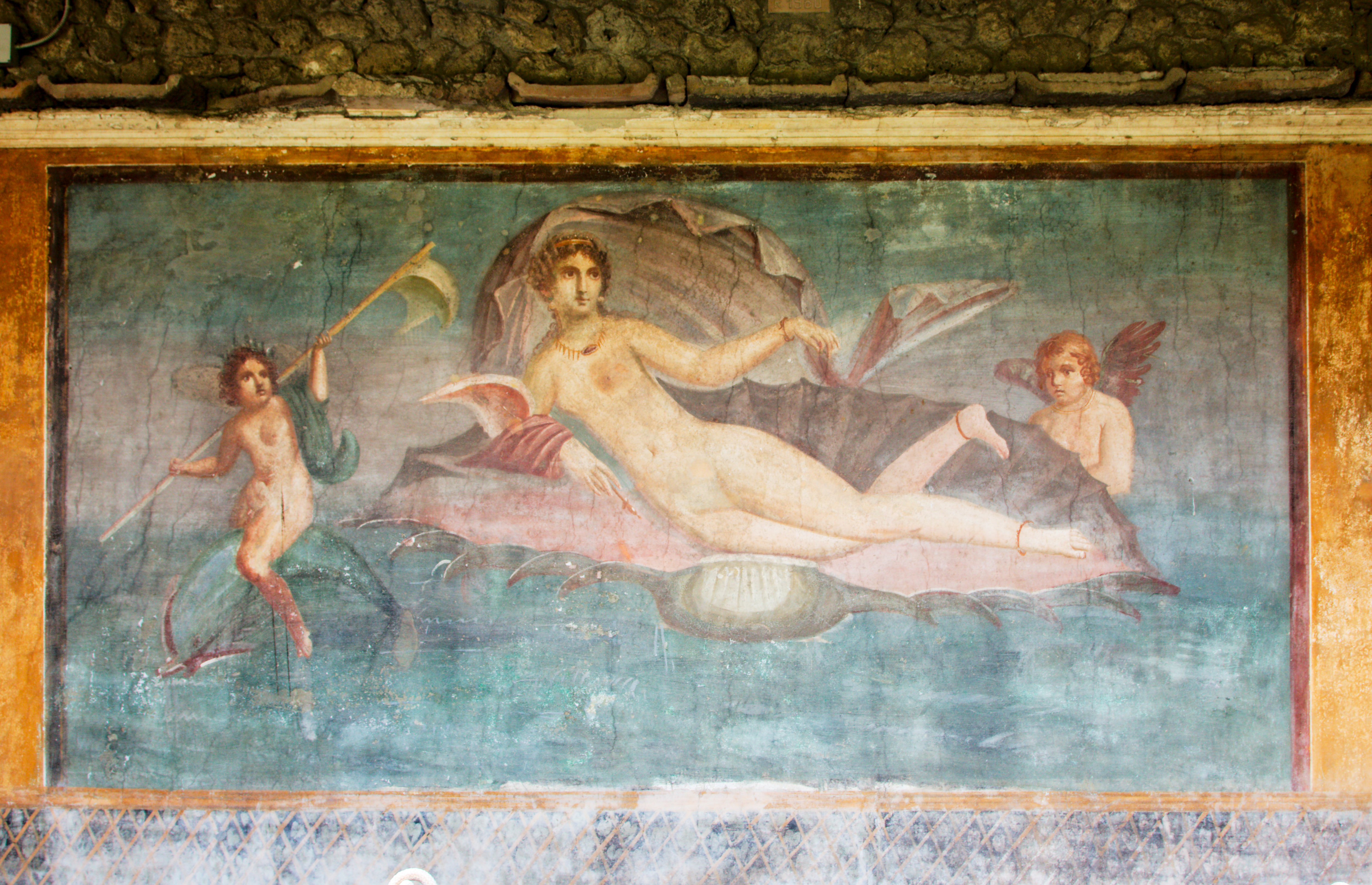
龐貝壁畫，攝於House of "Venus in shell"
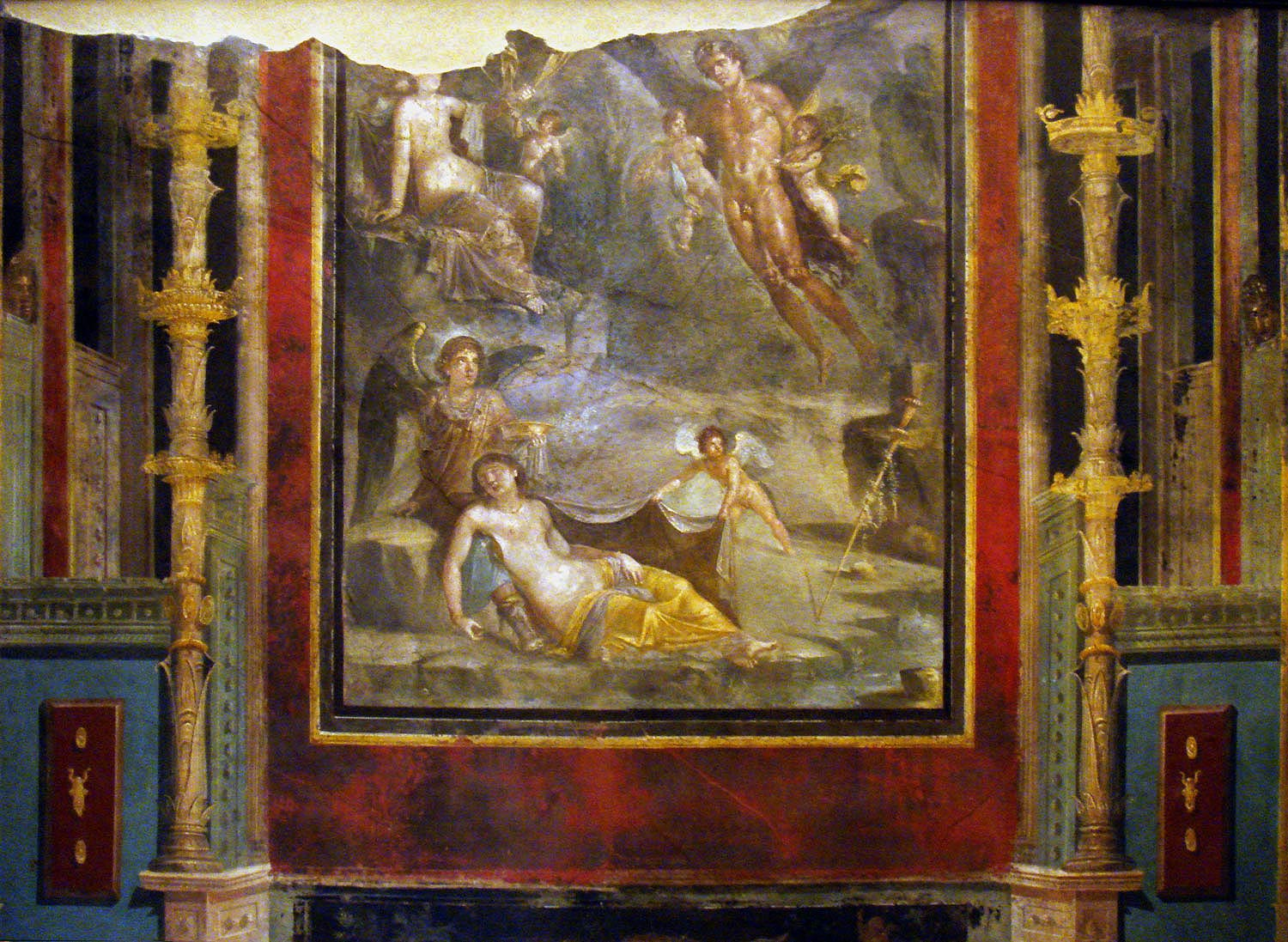
龐貝壁畫《克洛莉絲之婚》，公元54至68年
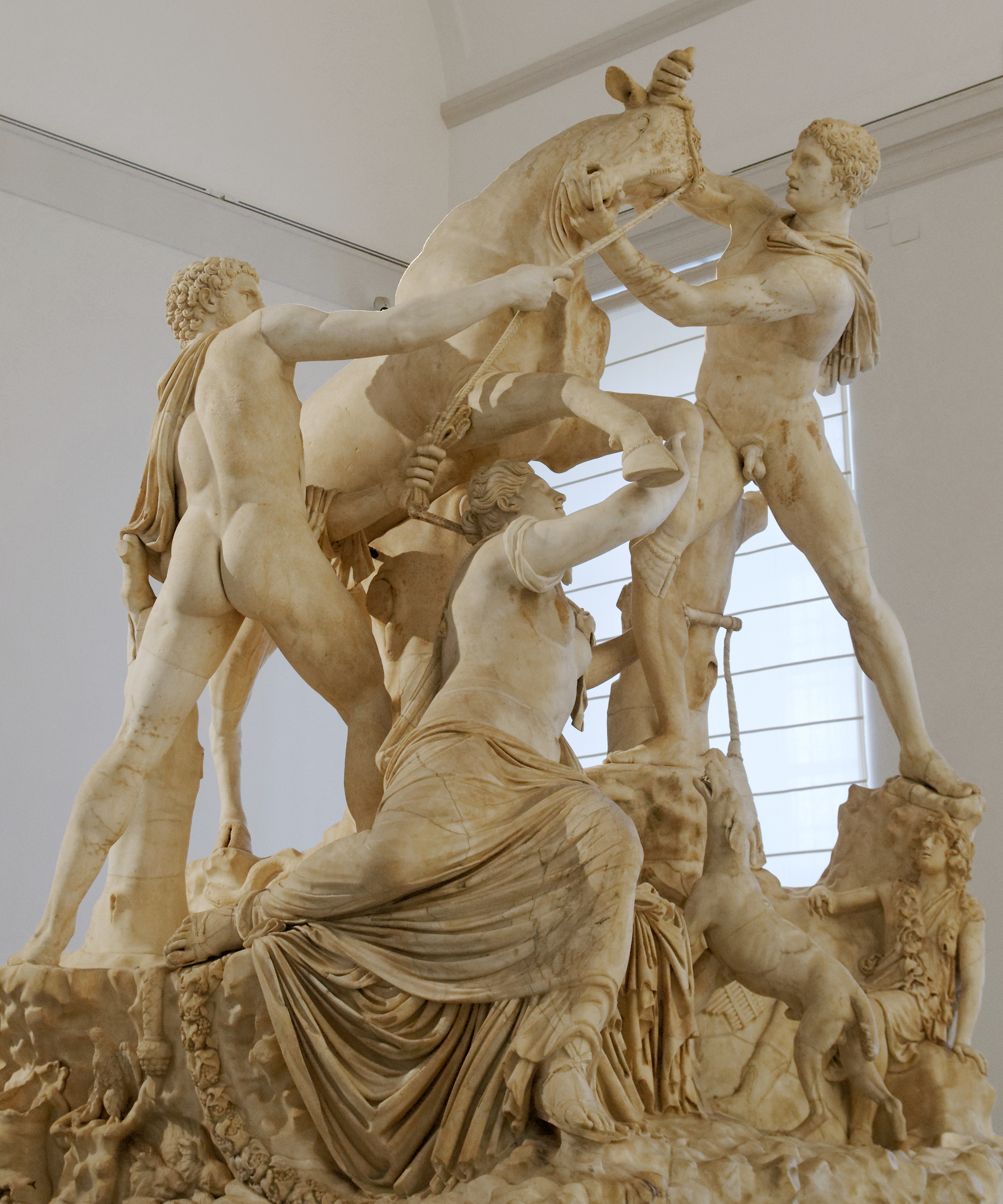
《法爾內塞公牛》（複製品），原件創作於公元3世紀早期
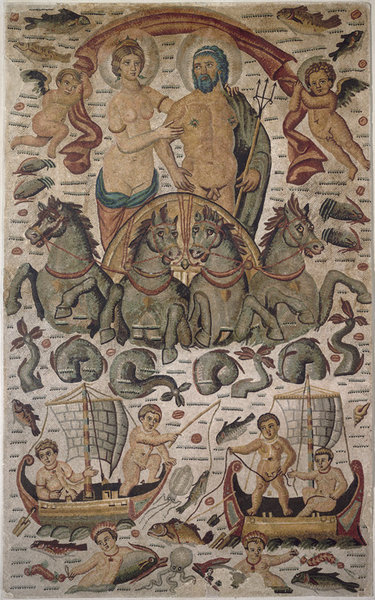
《涅普頓與安菲特里忒的凱旋》，315至325年，現藏於羅浮宮
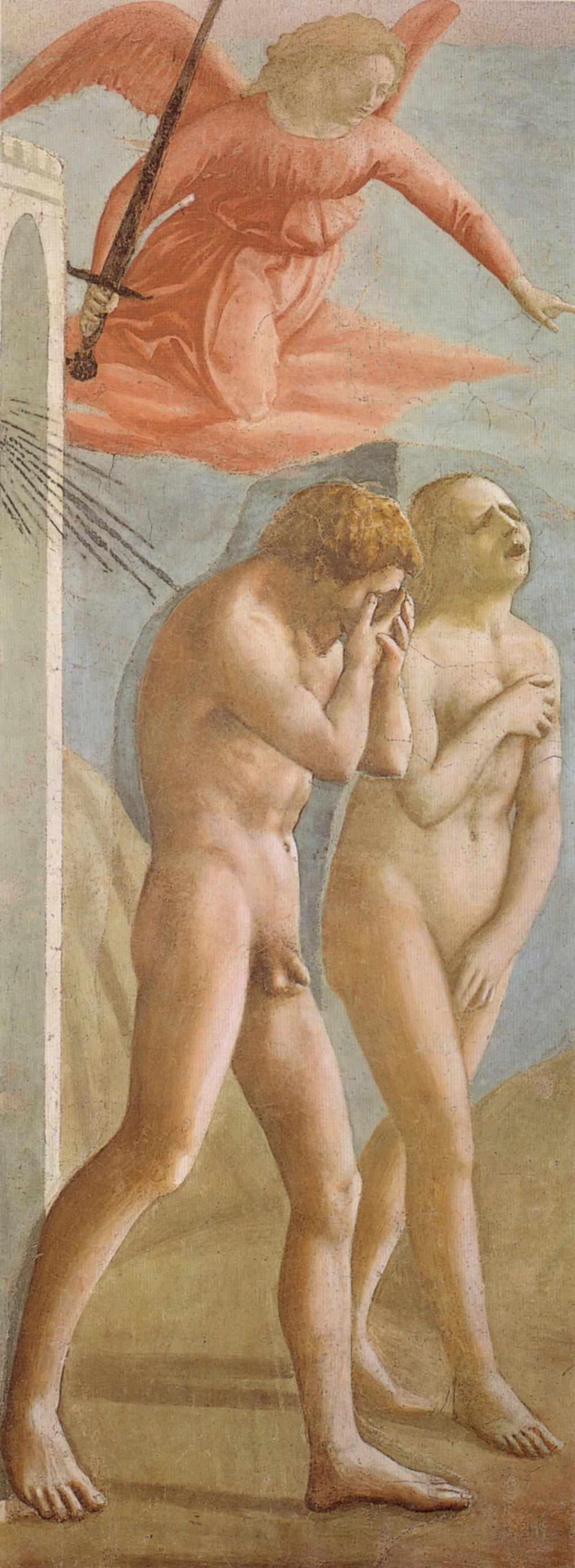
馬薩喬《逐出伊甸園》，1424至1425年，現存於布蘭卡契小堂左側牆上
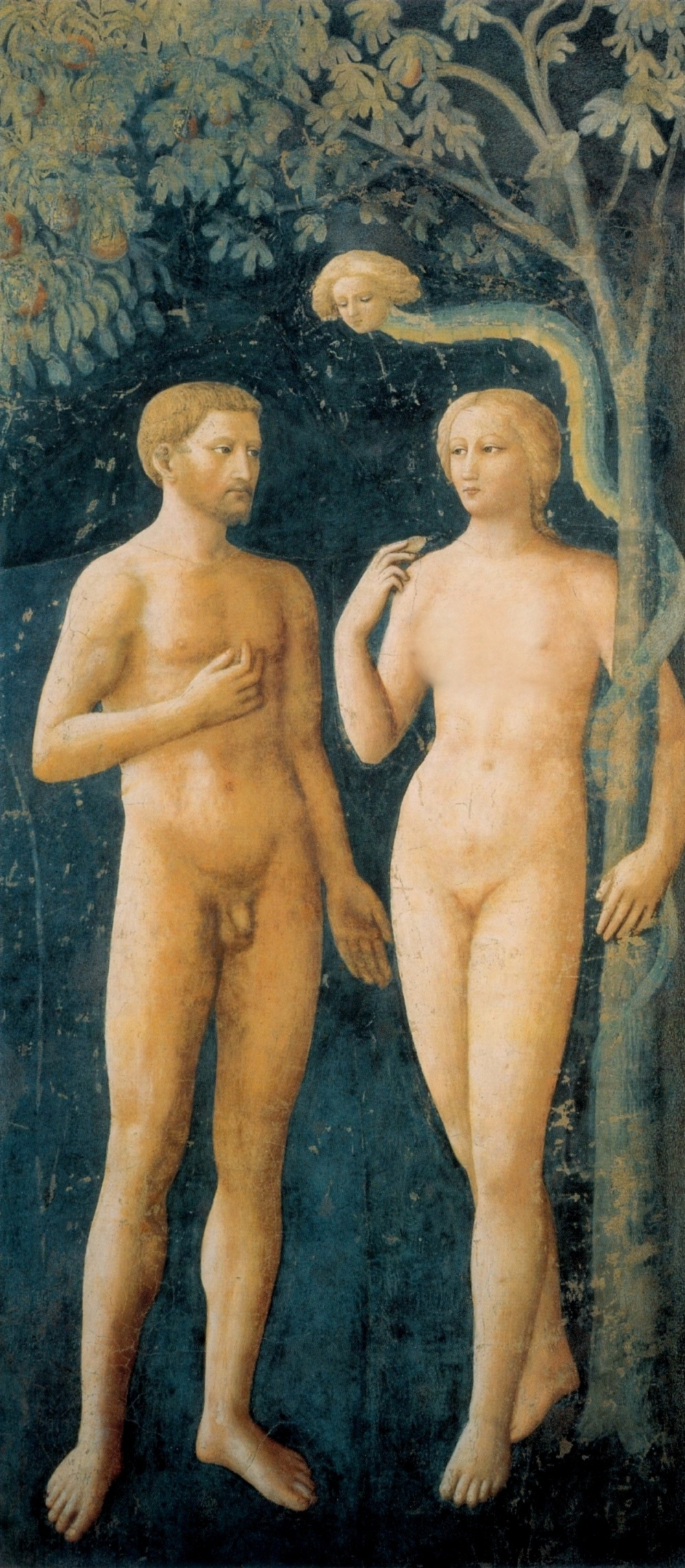
馬索利諾《亞當與夏娃（原罪）》，1424至1425年，現存於布蘭卡契小堂右側牆上
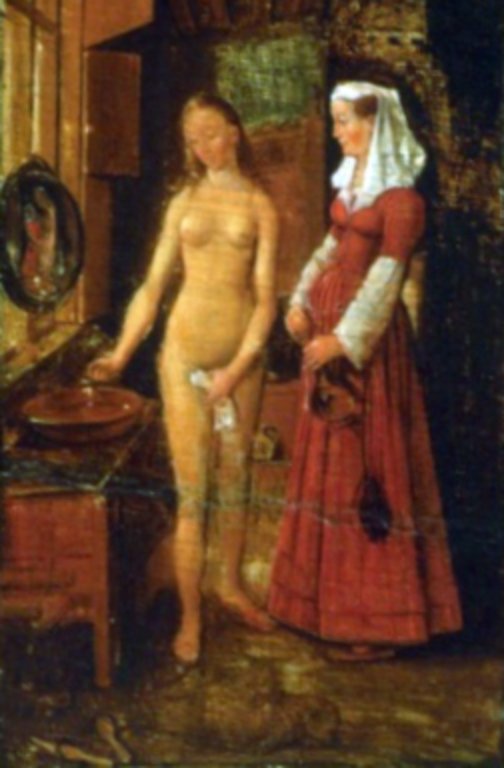
揚·范艾克《女人（可能為拔示巴）洗澡》，原畫（創作於1420年代末至1430年代初）遺失
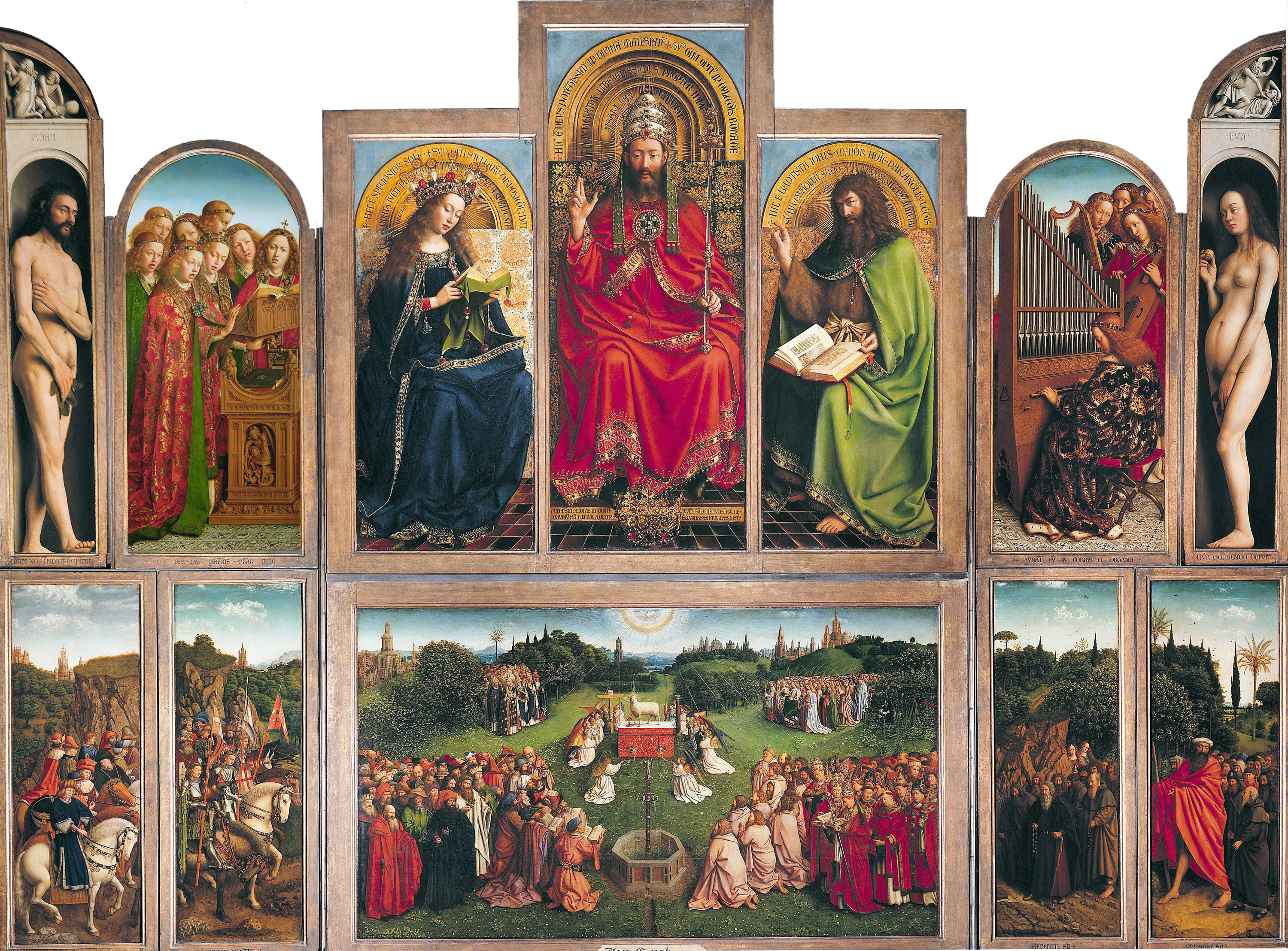
許貝特·范艾克、揚·范艾克兄弟《根特祭壇畫》，完成於1432年，現藏於聖巴夫主教座堂
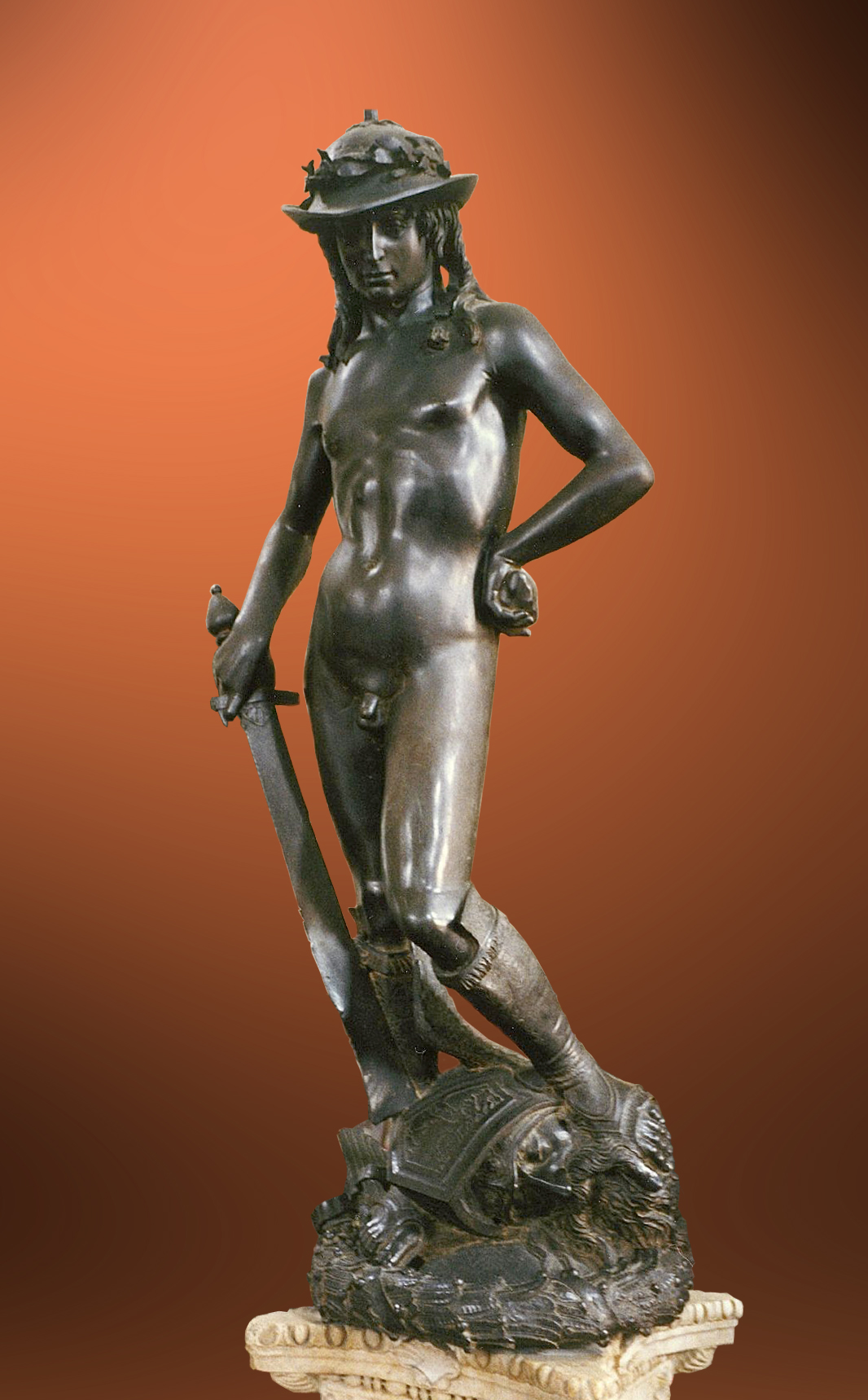
多那太羅《大衛》，約1430至1440年，現藏於巴傑羅美術館
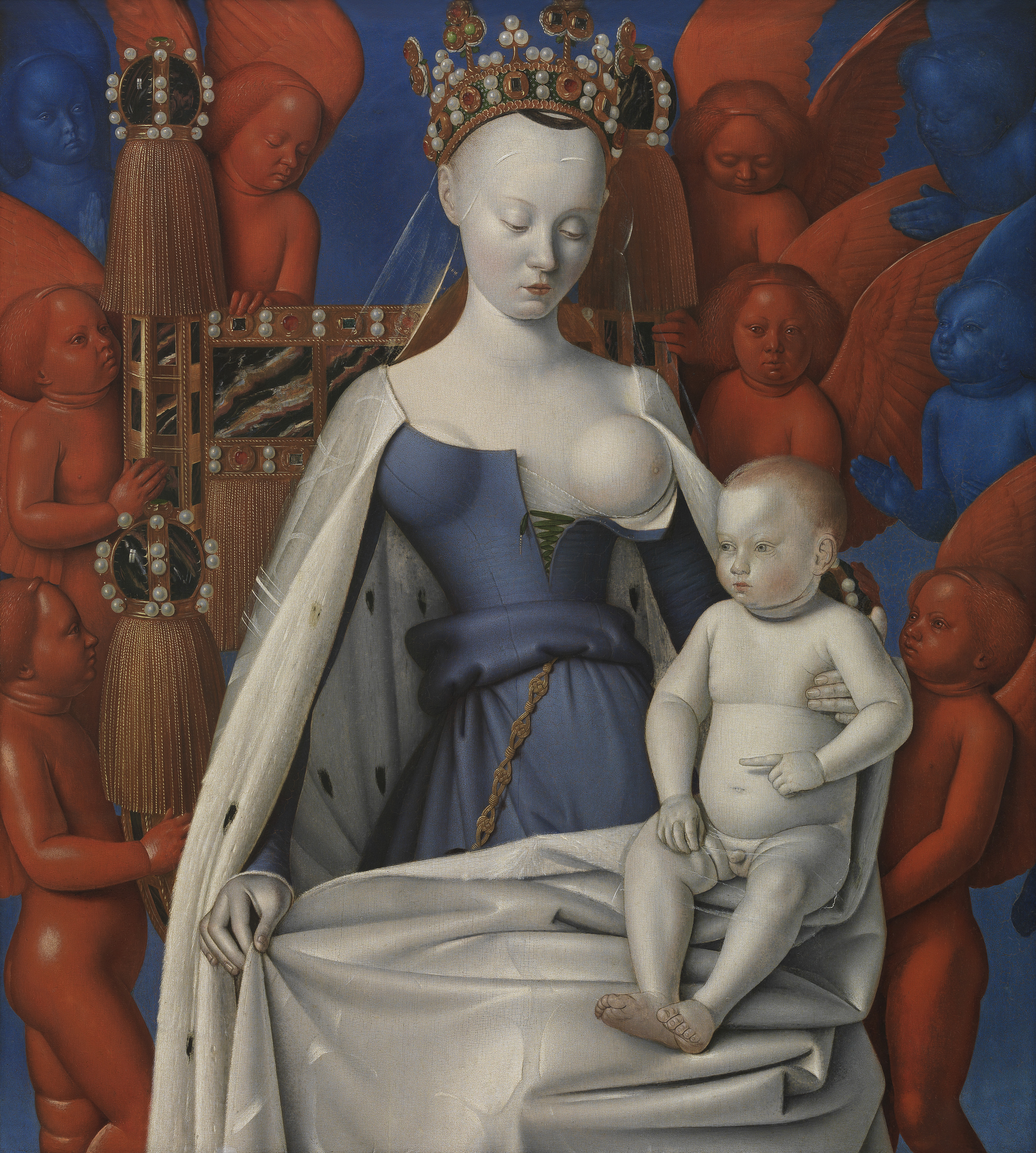
讓·富凱《天使圍繞著聖母子》，1450年代
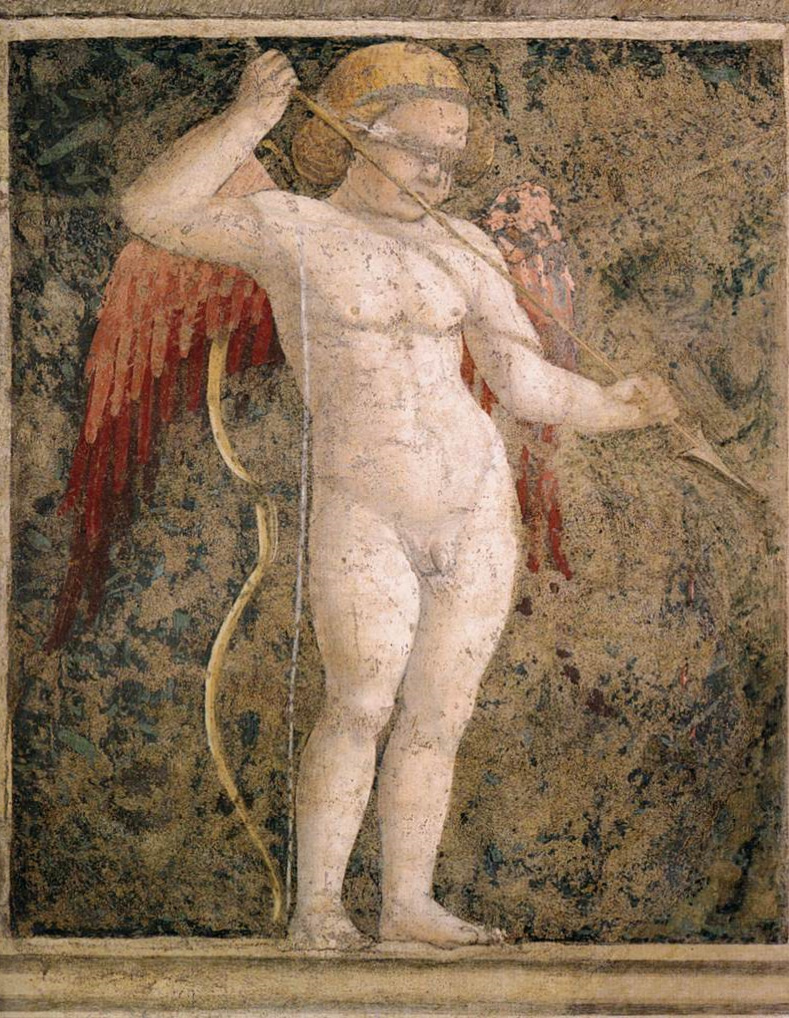
皮耶羅·德拉·弗朗切斯卡《蒙眼的邱比特》，1452至1466年
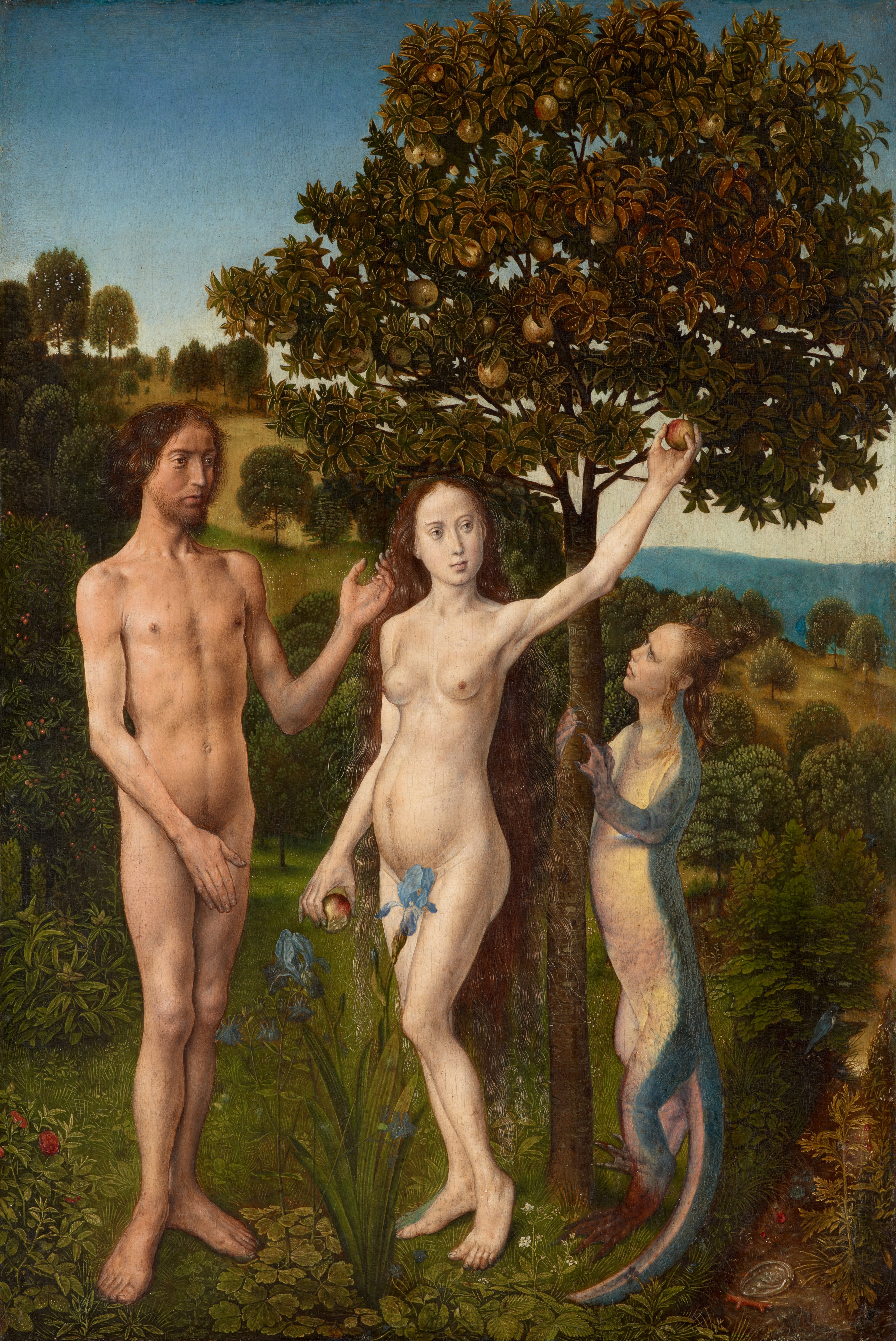
雨果·凡·德·古斯《人類的墮落》（亞當與夏娃），1467至1468年，現藏於藝術史博物館
波提切利《維納斯的誕生》（局部），1482至1486年，現藏於烏菲茲美術館
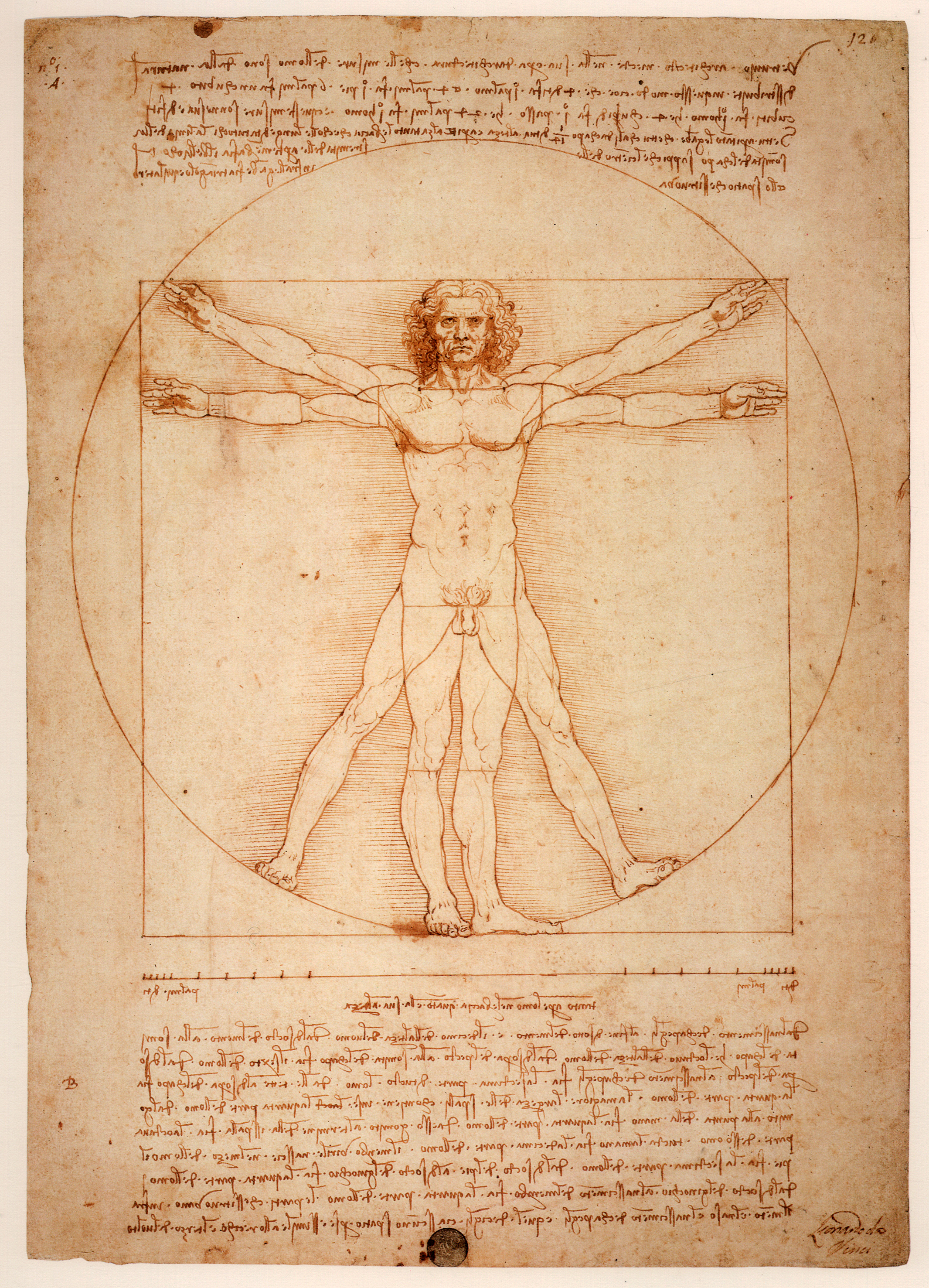
達文西《維特魯威人》，約1490年，現藏於學院美術館
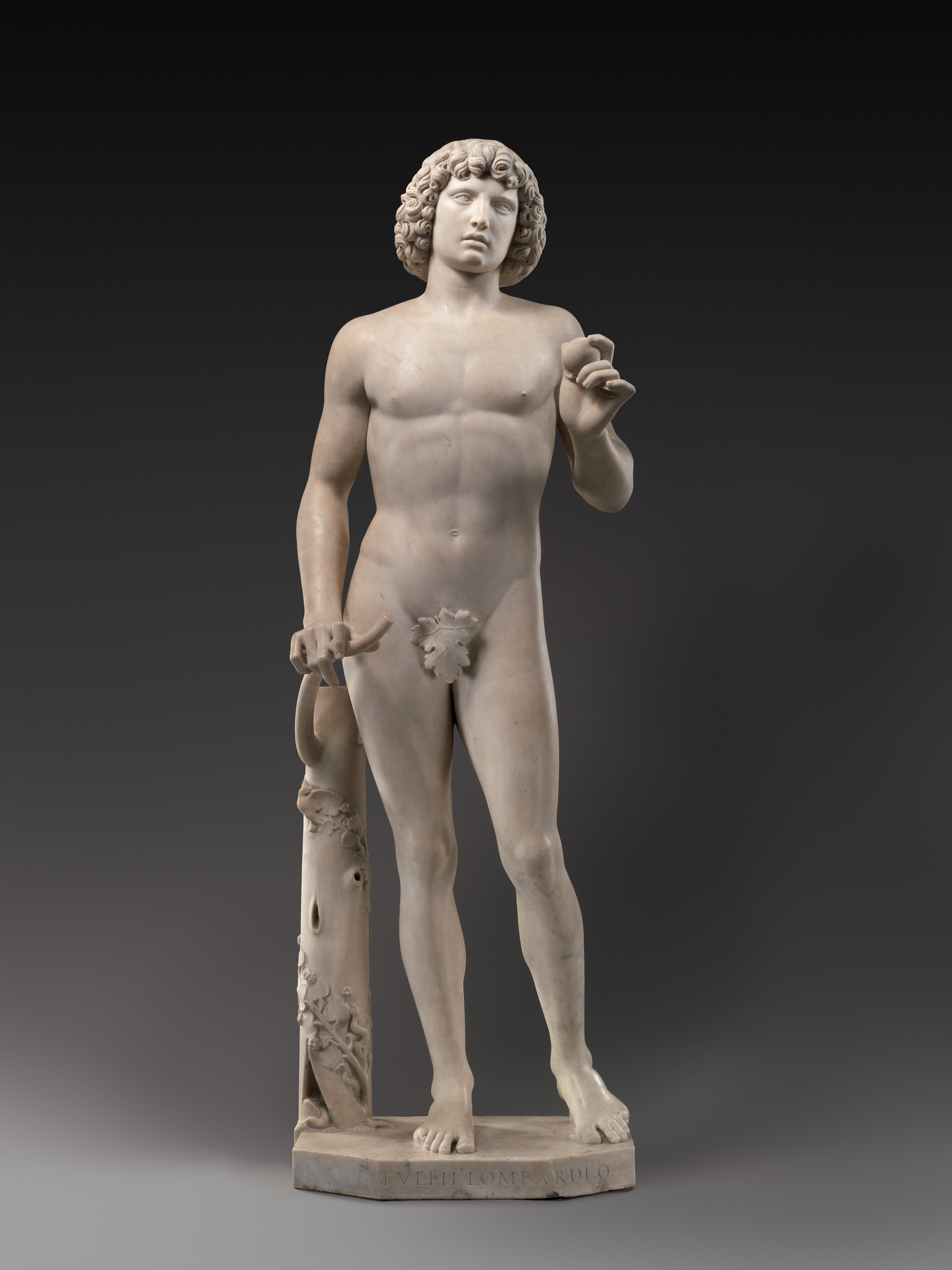
圖里歐·隆巴多（英语：Tullio Lombardo）《亞當》，約1490至1495年，現藏於大都會藝術博物館
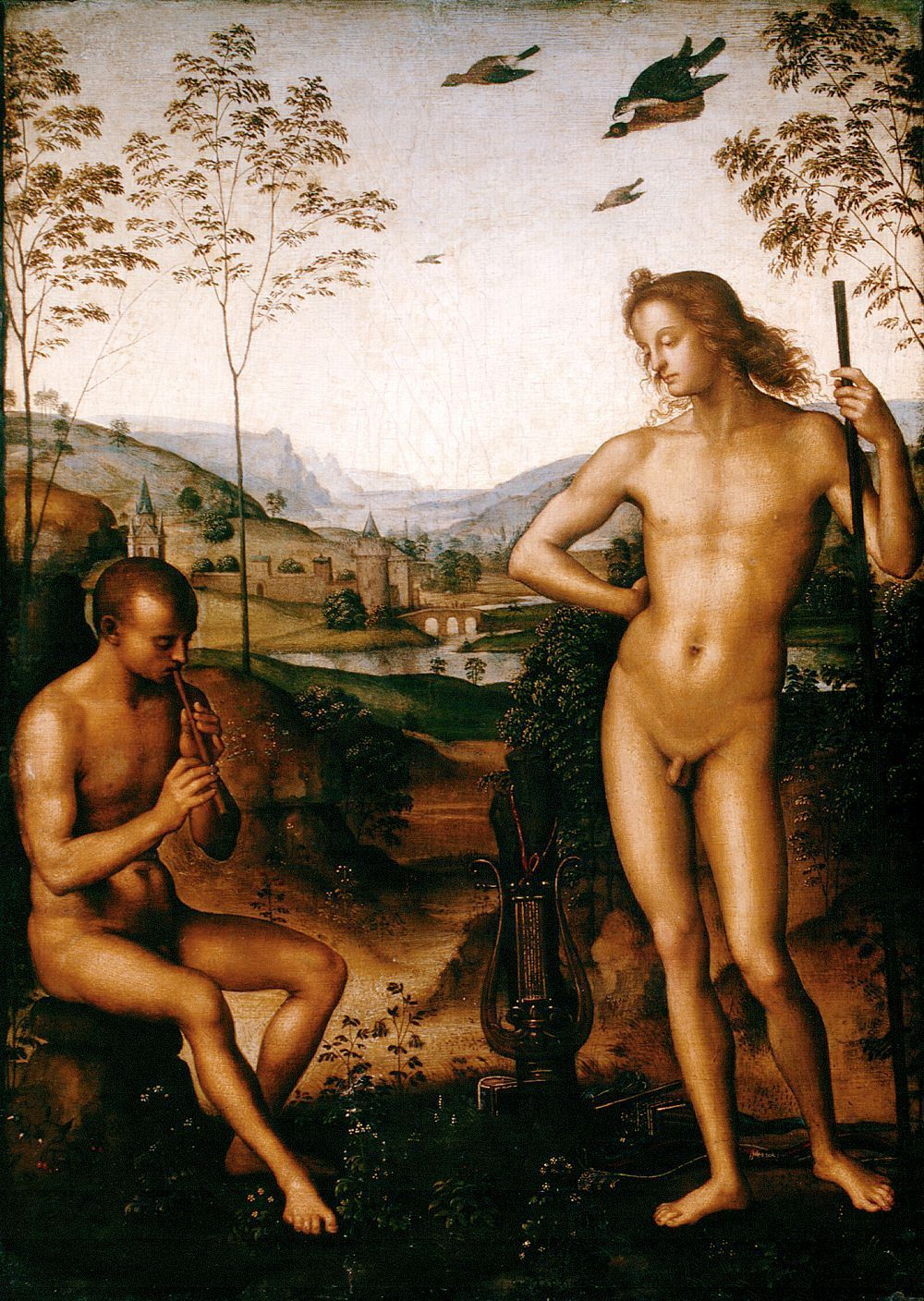
彼得羅·佩魯吉諾《阿波羅與馬夏斯》，1490至1495年，現藏於羅浮宮
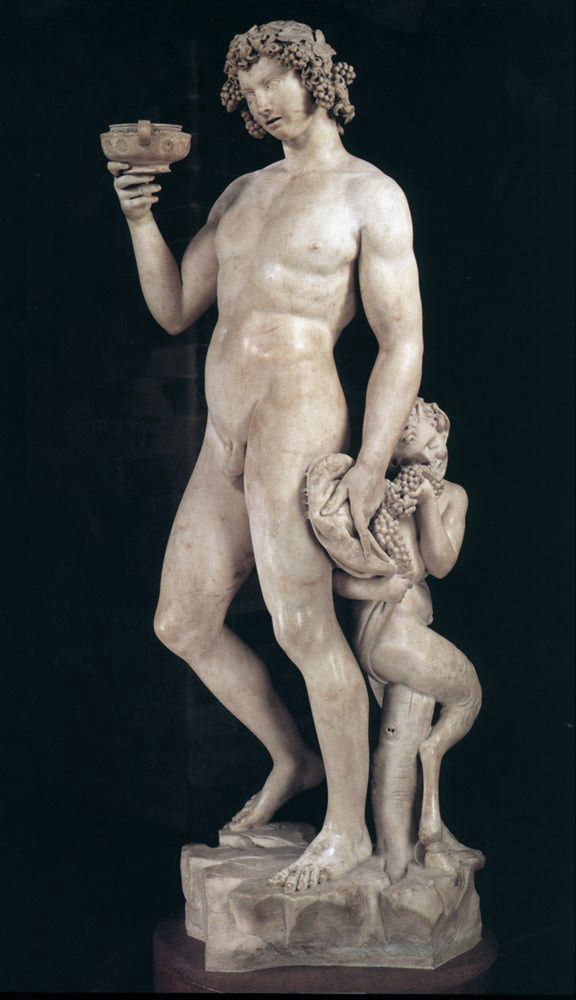
米開朗基羅《酒神巴克科斯》，1496至1497年，現藏於巴傑羅美術館
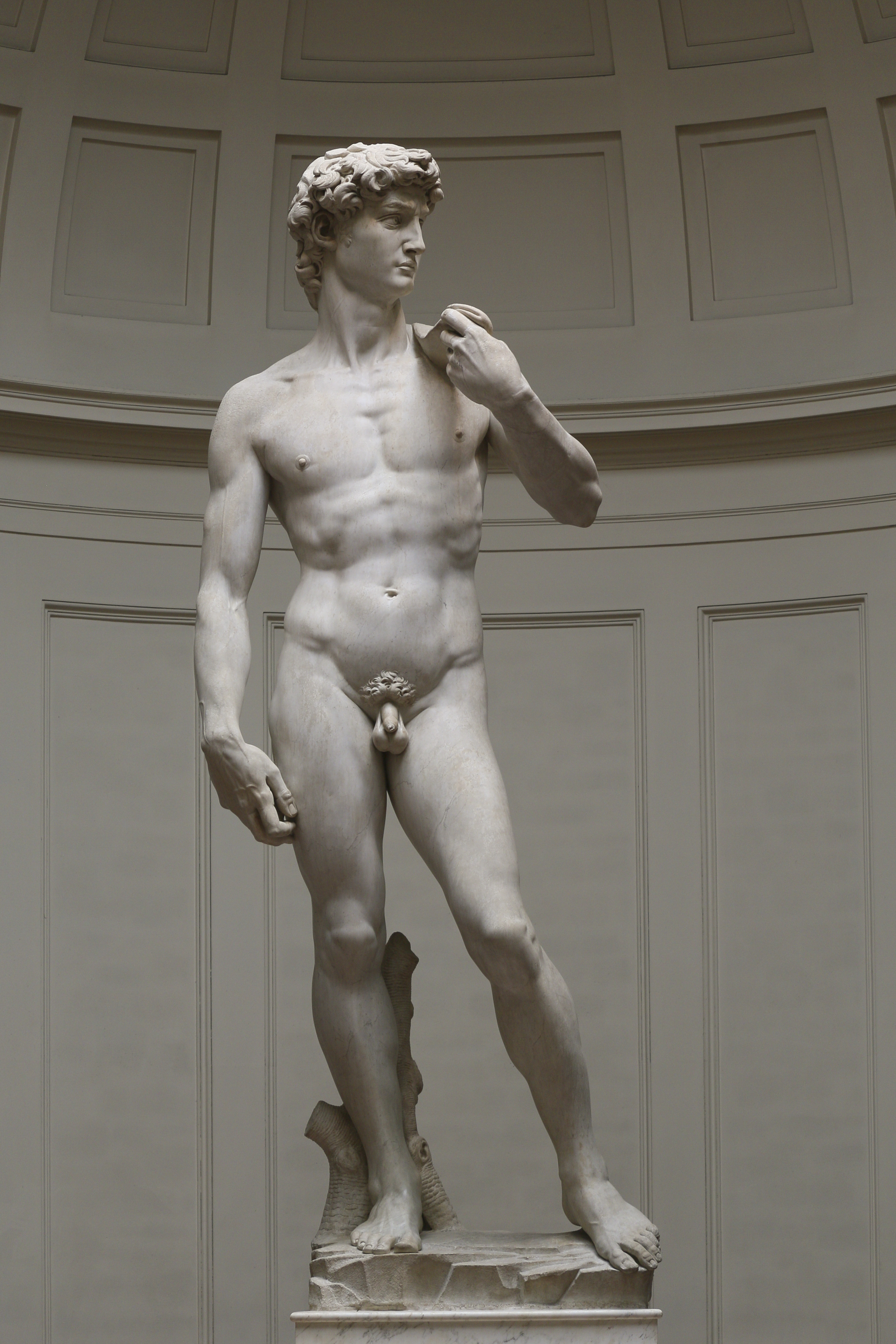
米開朗基羅《大衛像》，1501至1504年，現藏於佛羅倫斯美術學院
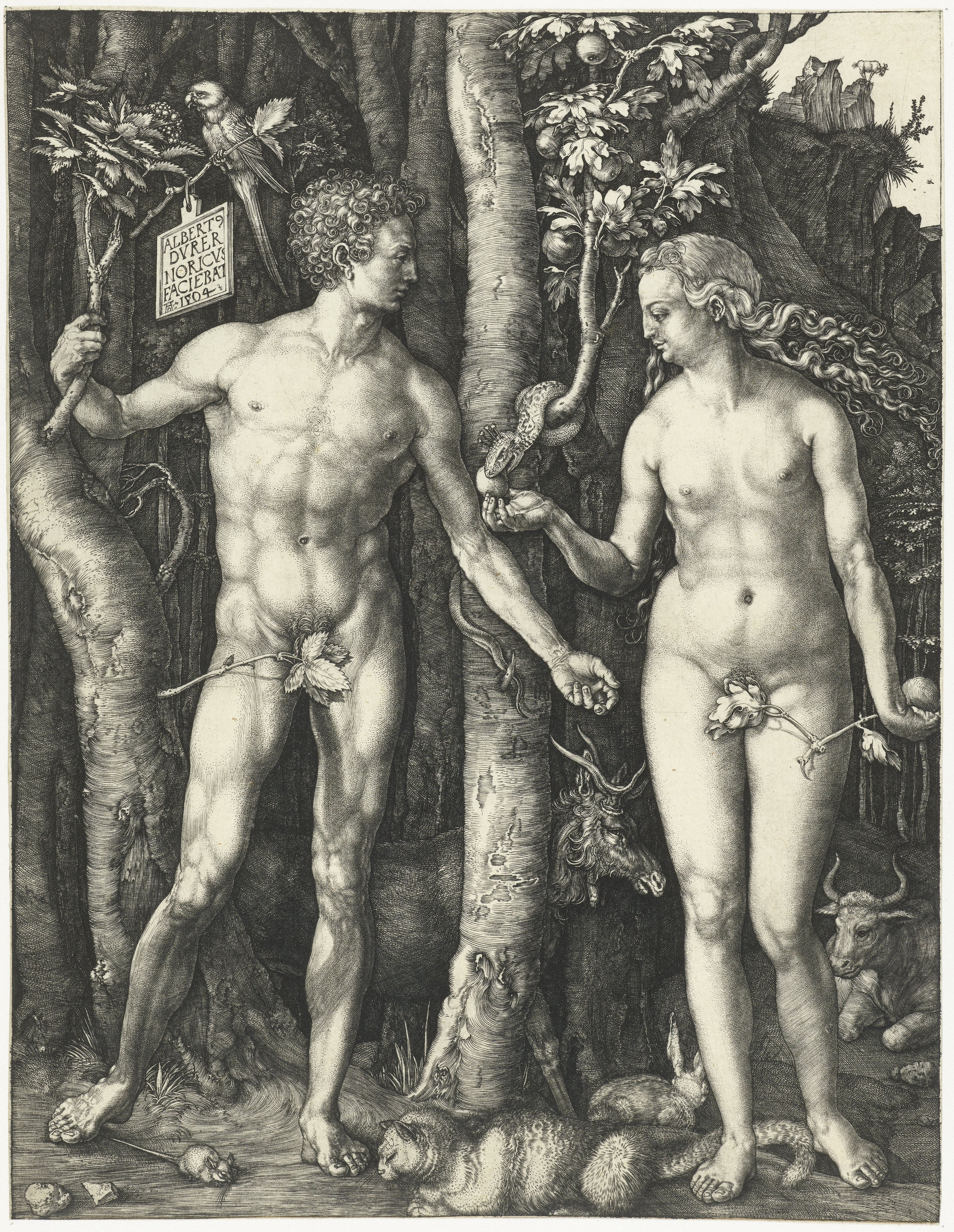
阿爾布雷希特·杜勒《亞當和夏娃》版畫，1504年
耶羅尼米斯·波希《人間樂園》，約1490至1505年，現藏於普拉多博物館
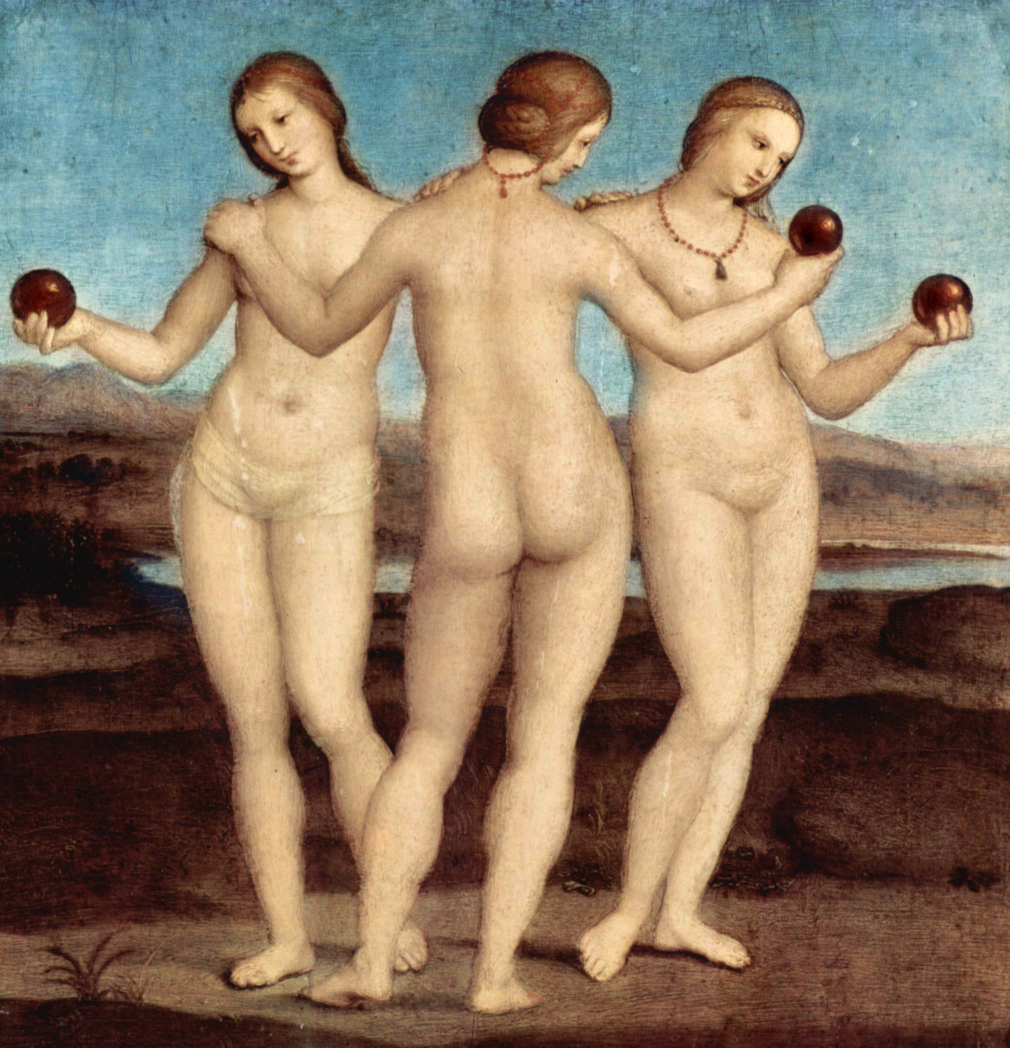
拉斐爾·聖齊奧《美惠三女神》，1504至1505年，現藏於孔黛博物館
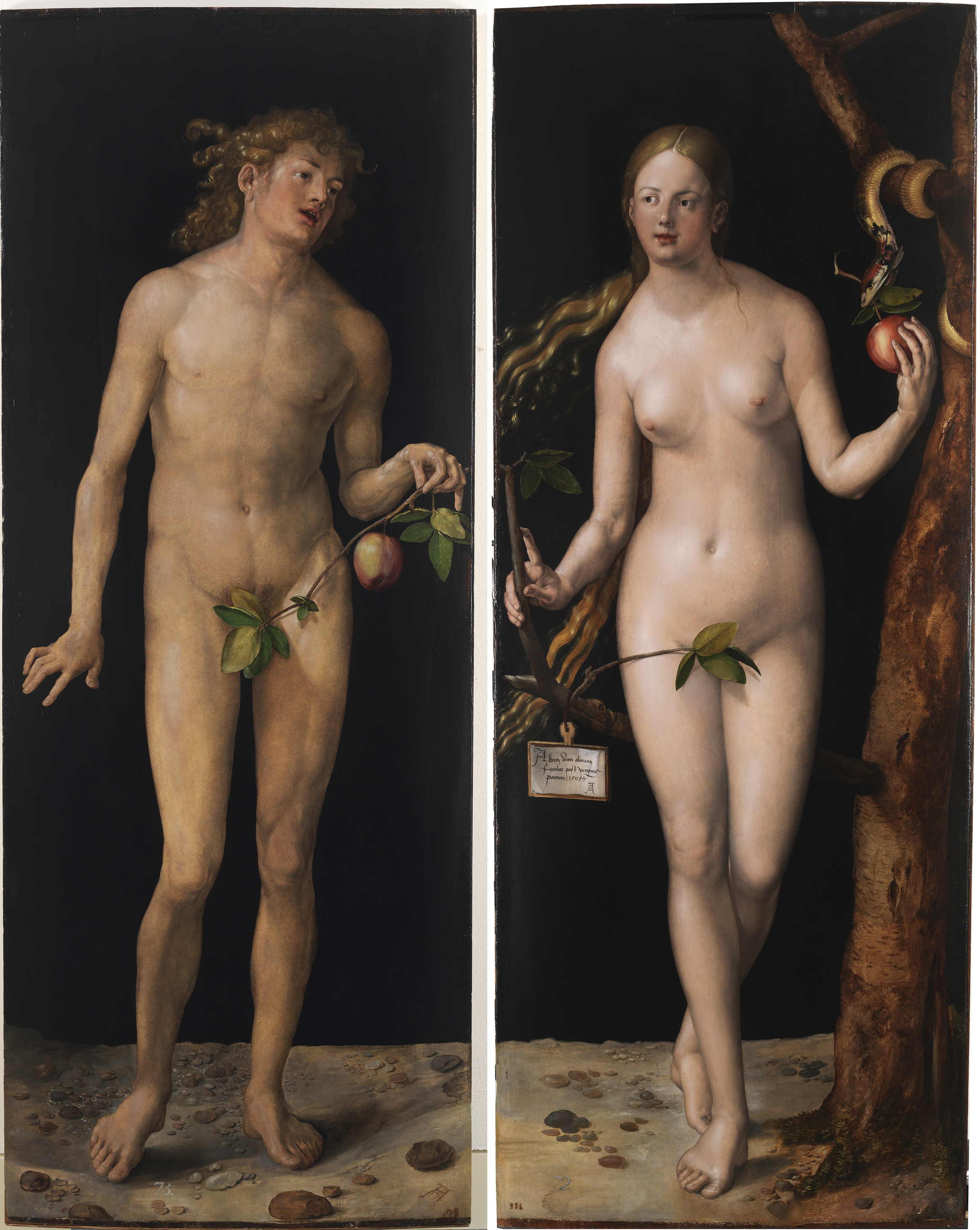
阿爾布雷希特·杜勒《亞當和夏娃》，1507年，現藏於普拉多博物館
喬爾喬內《暴風雨》（局部），約1508年，現藏於學院美術館
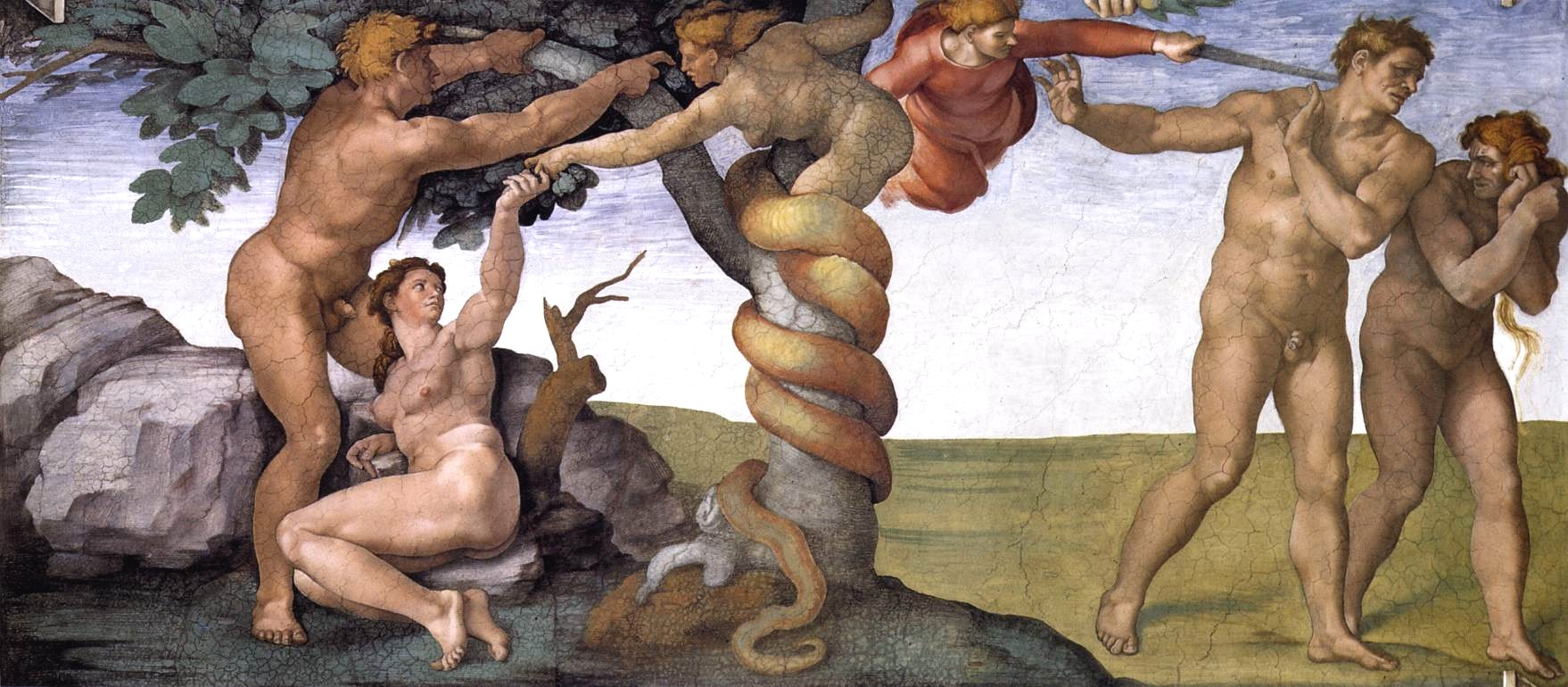
米開朗基羅《偷嘗禁果（原罪）與逐出樂園》，1509至1510年，屬於西斯汀小堂穹頂畫的一部分
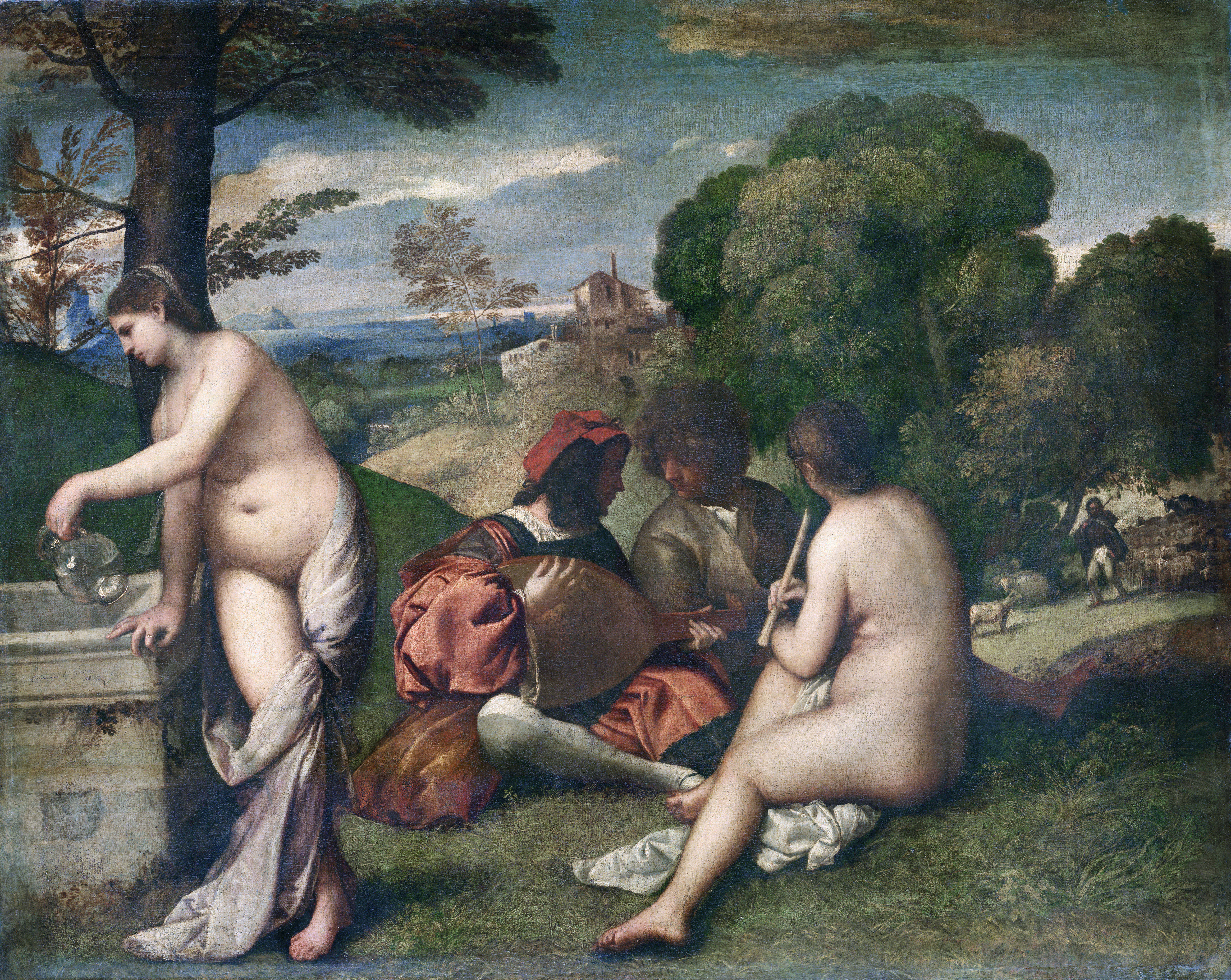
提香《鄉間音樂會（田園合奏）》，約1509或1510年，現藏於羅浮宮
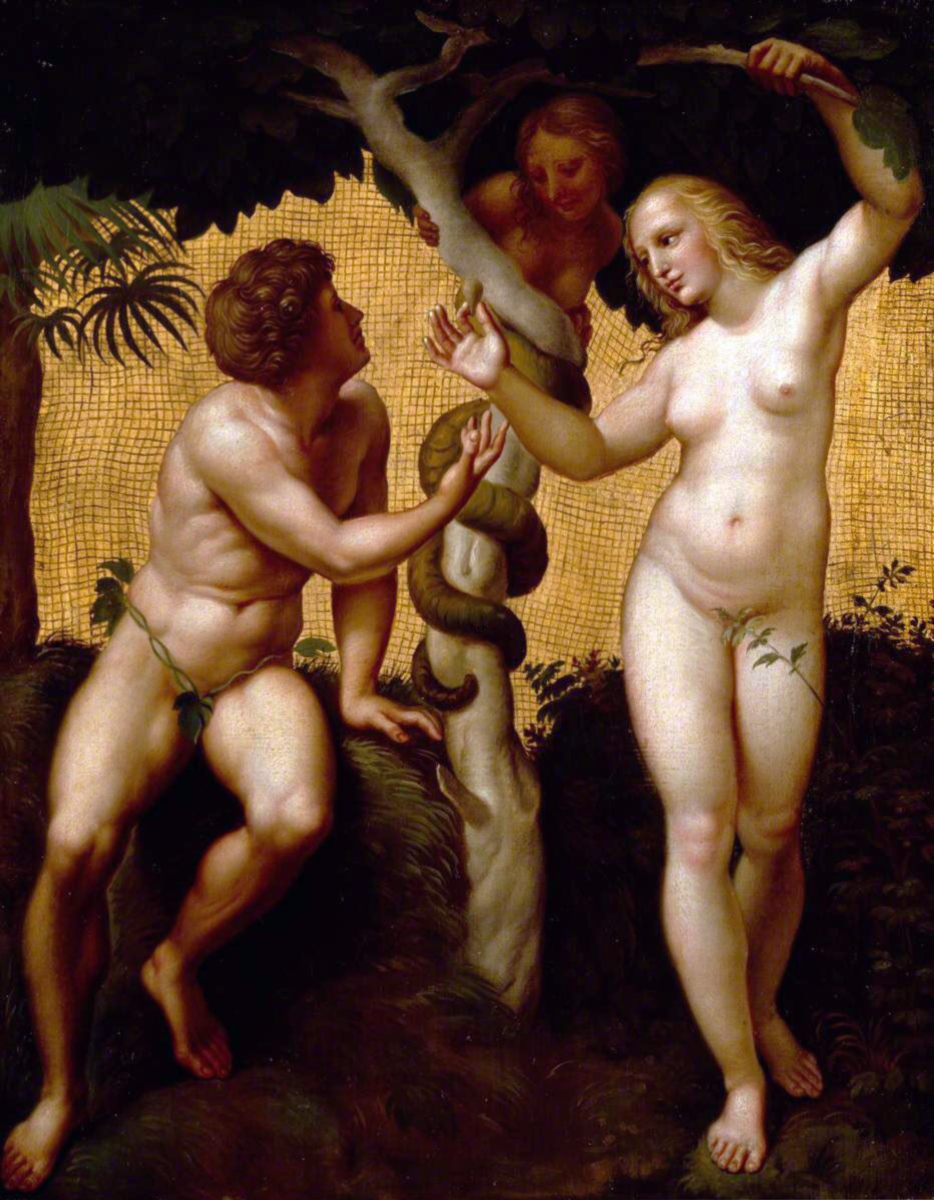
拉斐爾·聖齊奧《亞當與夏娃》，1509至1511年，位於拉斐爾客房簽字廳的天頂畫
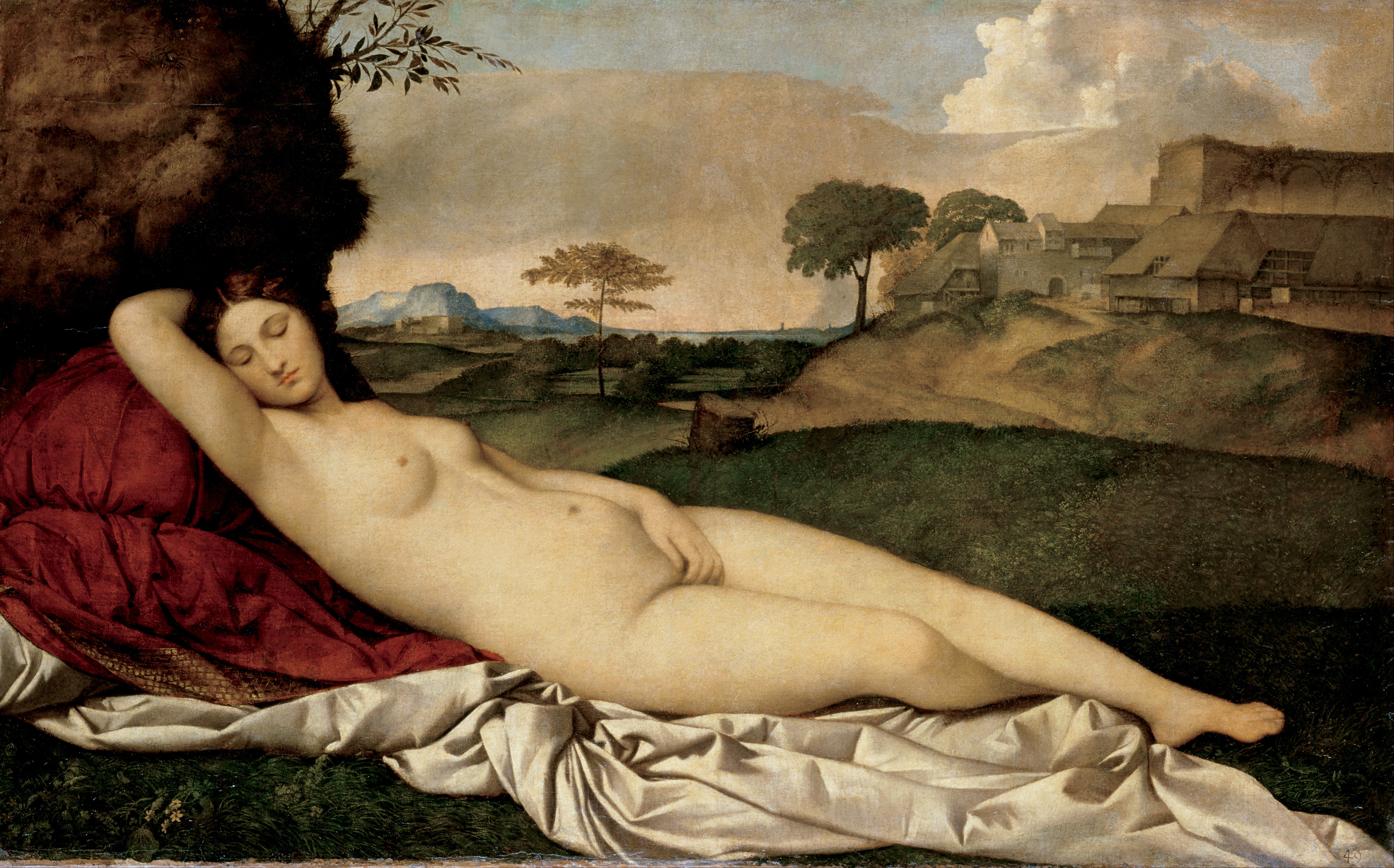
喬爾喬內（未完成即去世，由提香補完）《沉睡的維納斯》，1510年，現藏於歷代大師畫廊
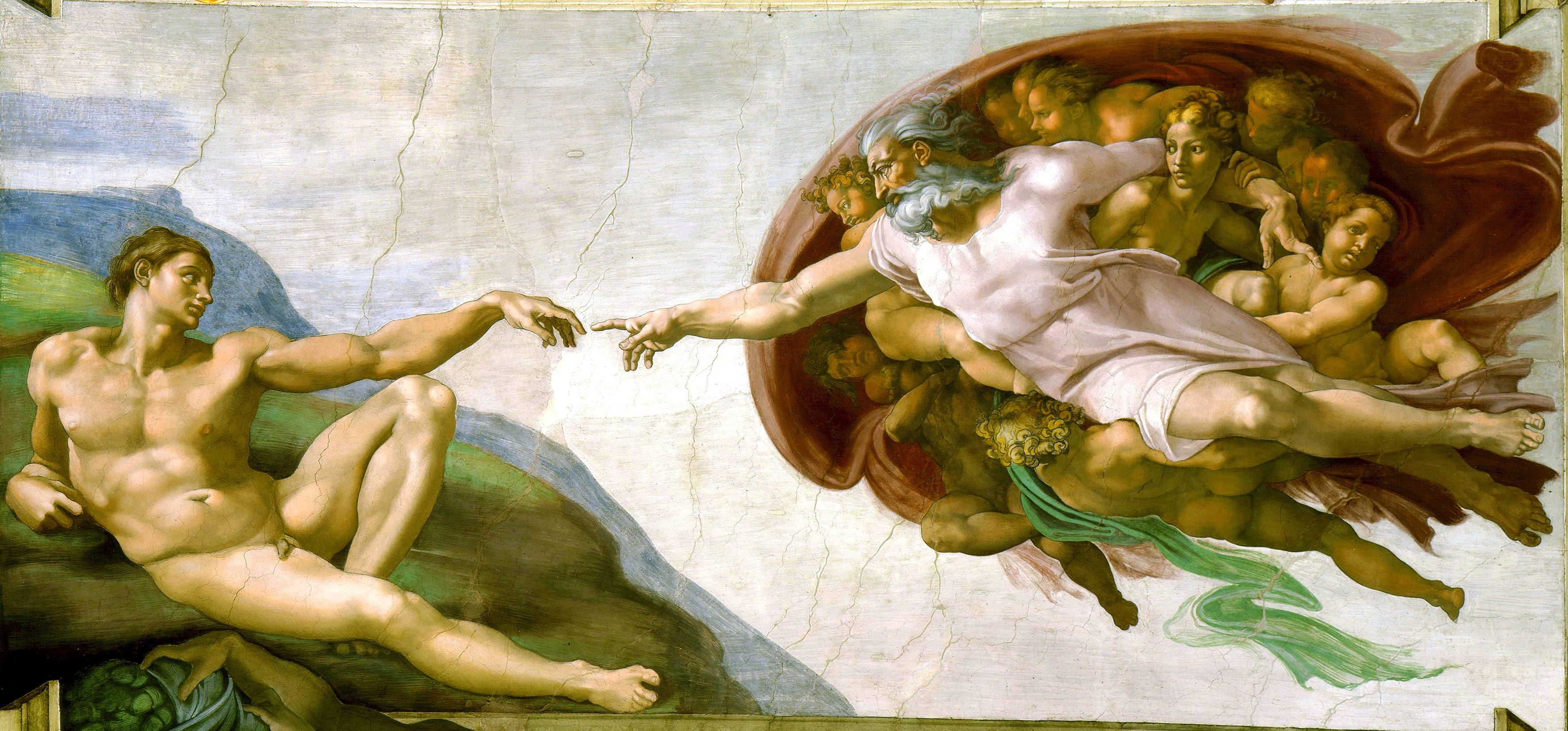
米開朗基羅《創造亞當》，1510至1512年，屬於西斯汀小堂穹頂畫的一部分
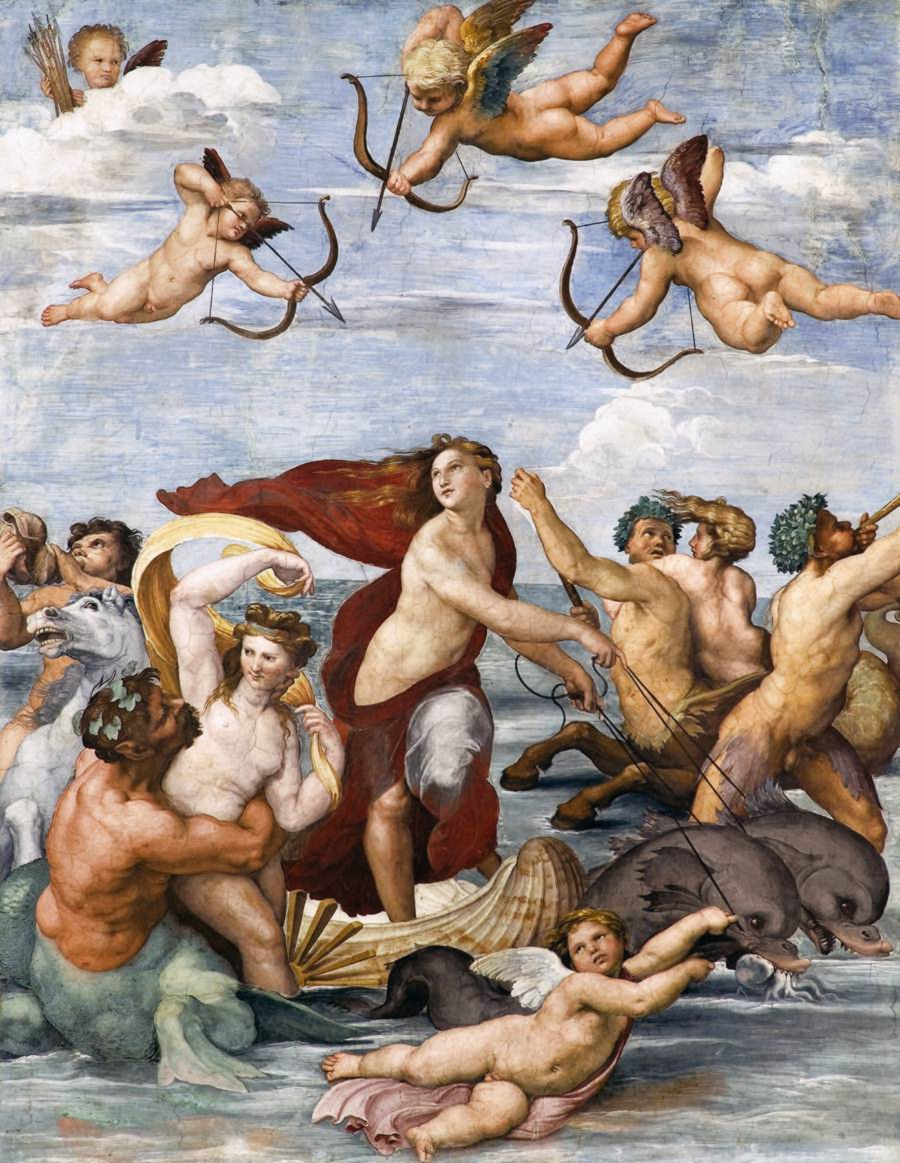
拉斐爾·聖齊奧《伽拉忒亞的凱旋》，1511年，藏於法爾內西納別墅
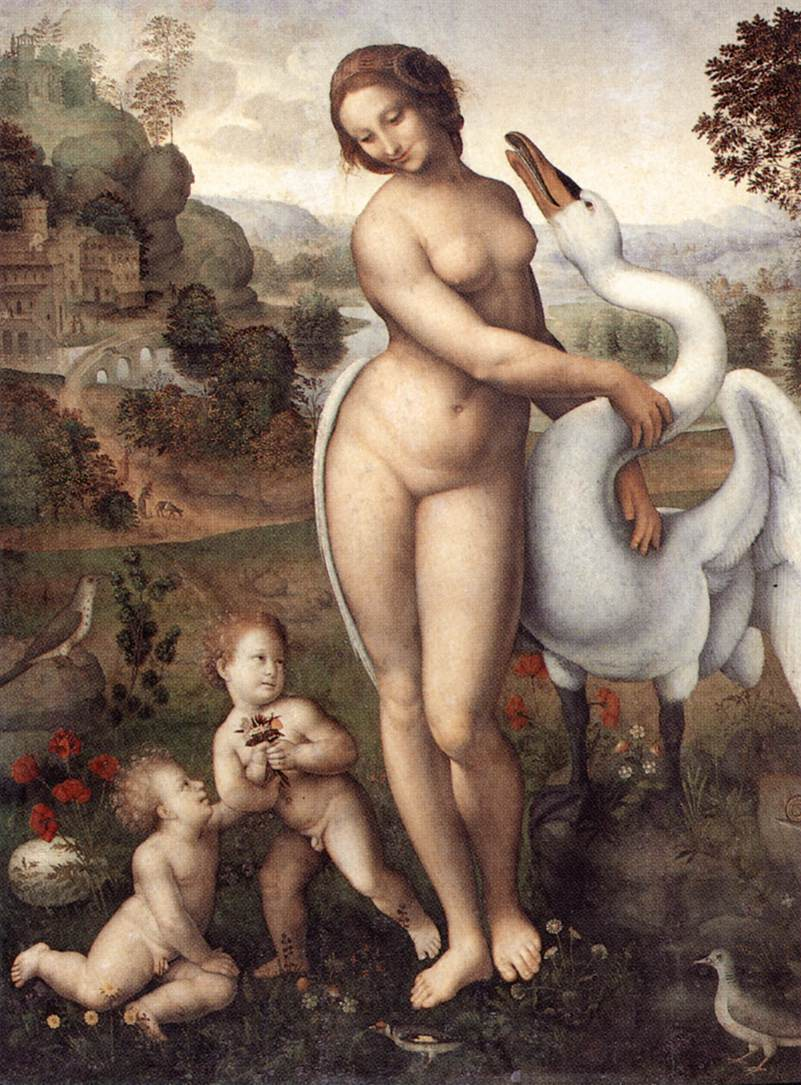
（傳）達文西原作《麗達與天鵝》，1510至1515年，現藏於博爾蓋塞美術館
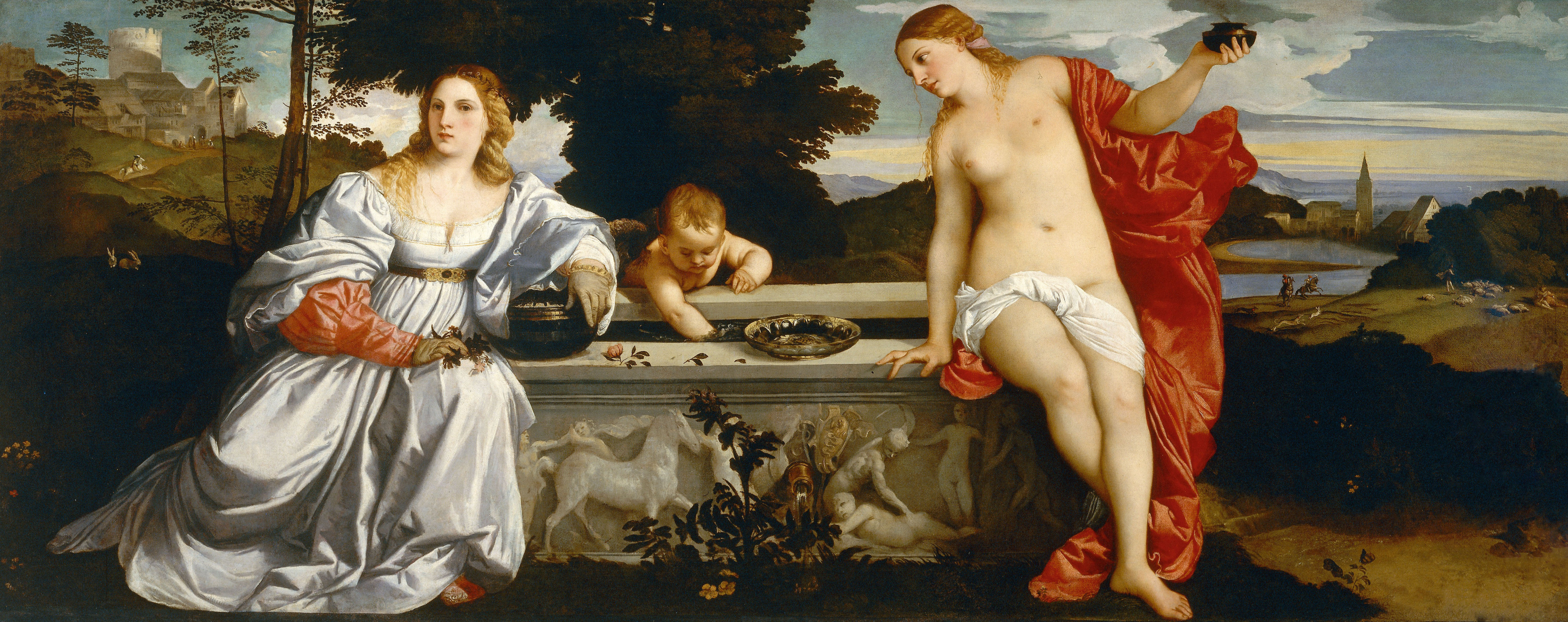
提香《神聖的愛與世俗（褻瀆）的愛》，1514年，現藏於博爾蓋塞美術館
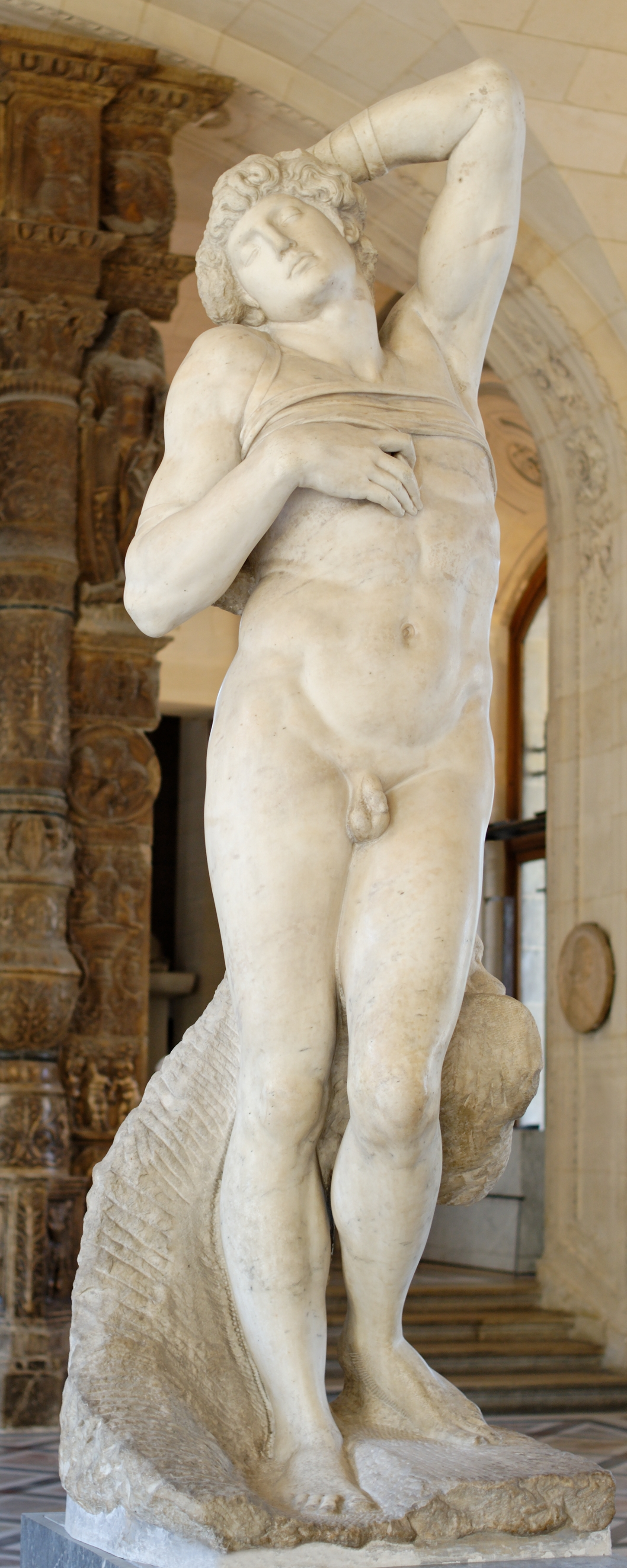
米開朗基羅《垂死的奴隸》，1513至1515年，現藏於羅浮宮
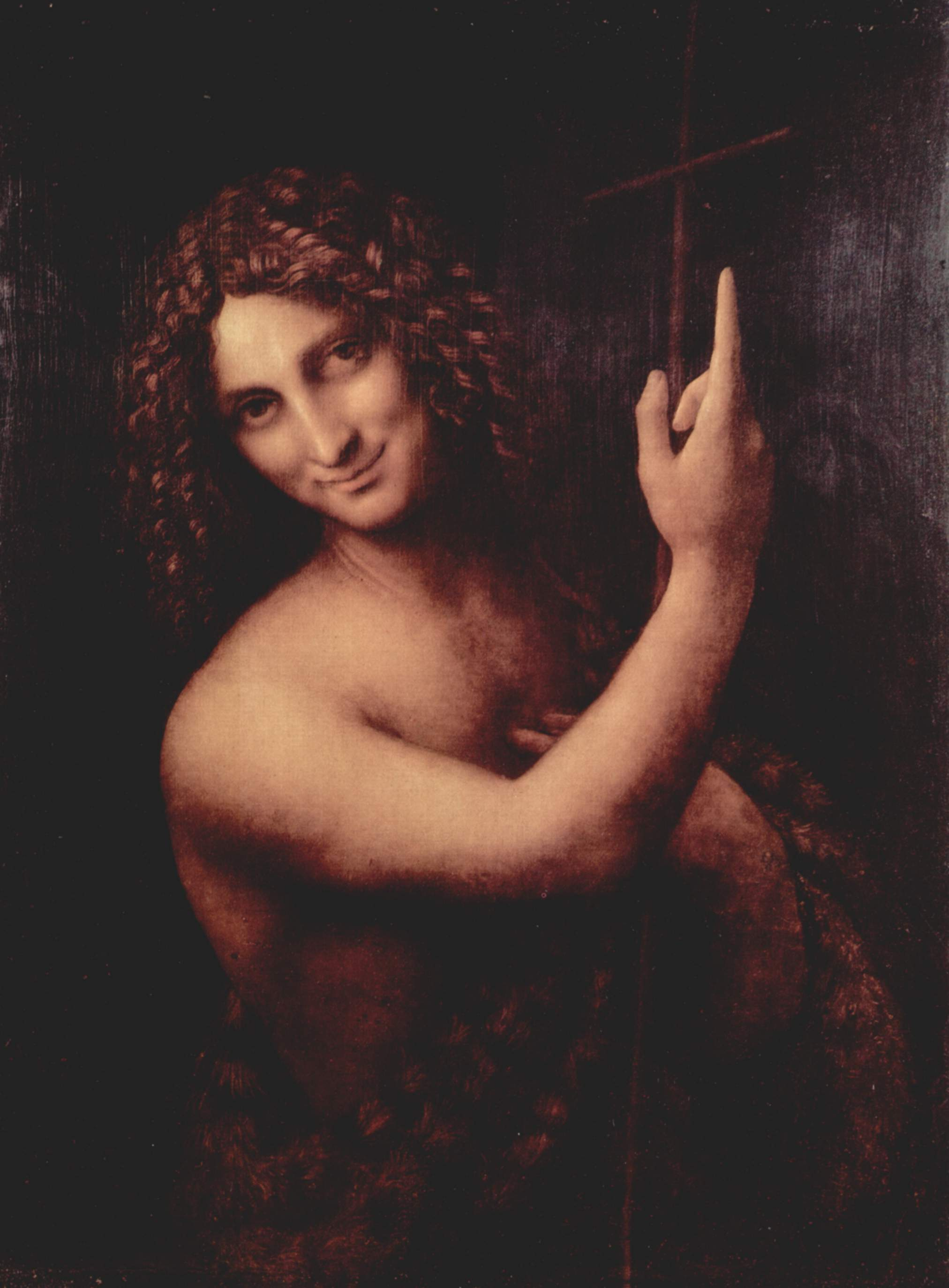
達文西《施洗者聖約翰》，1513至1516年，現藏於羅浮宮
漢斯·巴爾東·格里恩《死神與少女》，1517年，現藏於巴塞爾美術館
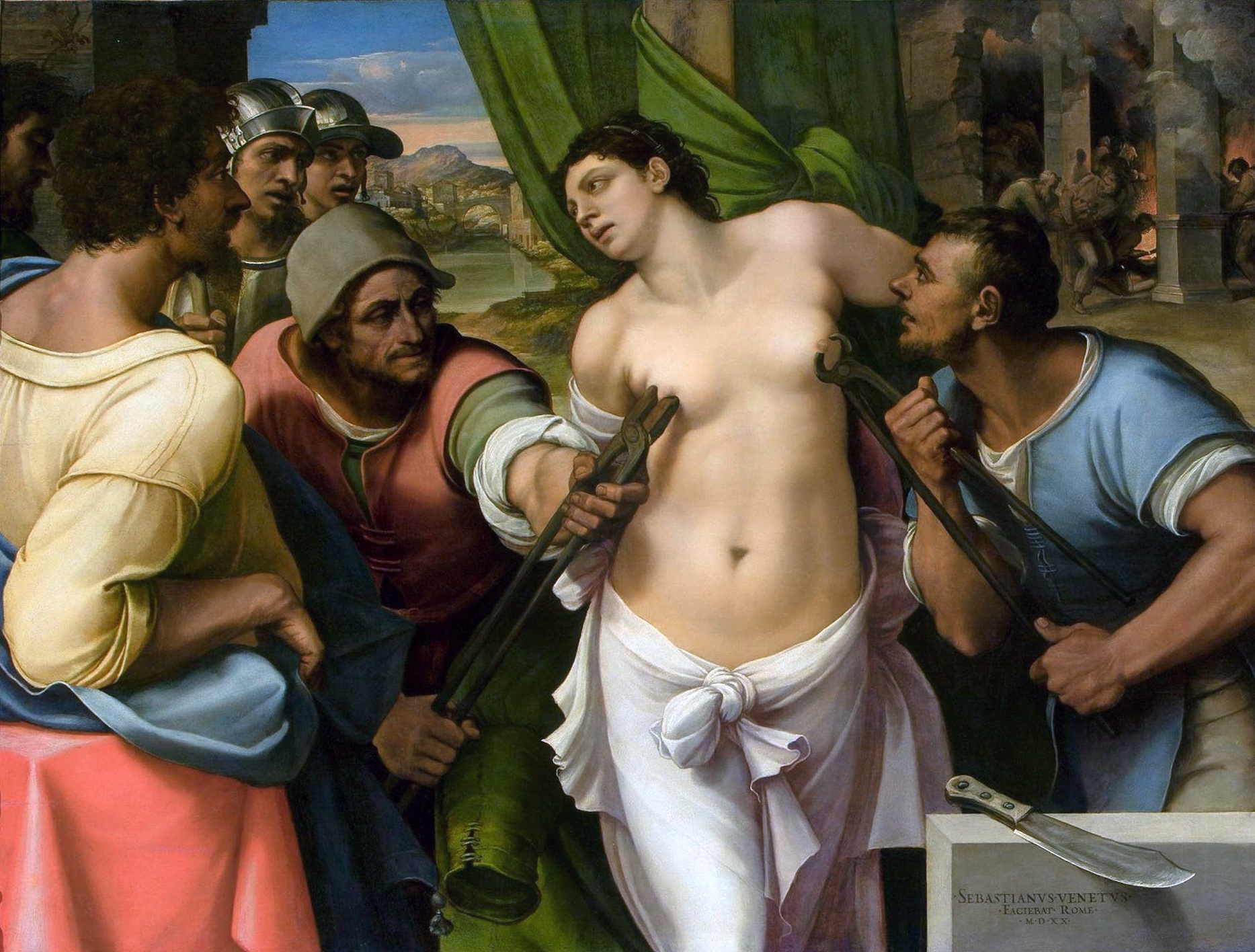
塞巴斯恰諾·德爾·畢翁伯（英语：Sebastiano del Piombo）《聖阿加莎的殉難》，1520年，現藏於彼提宮
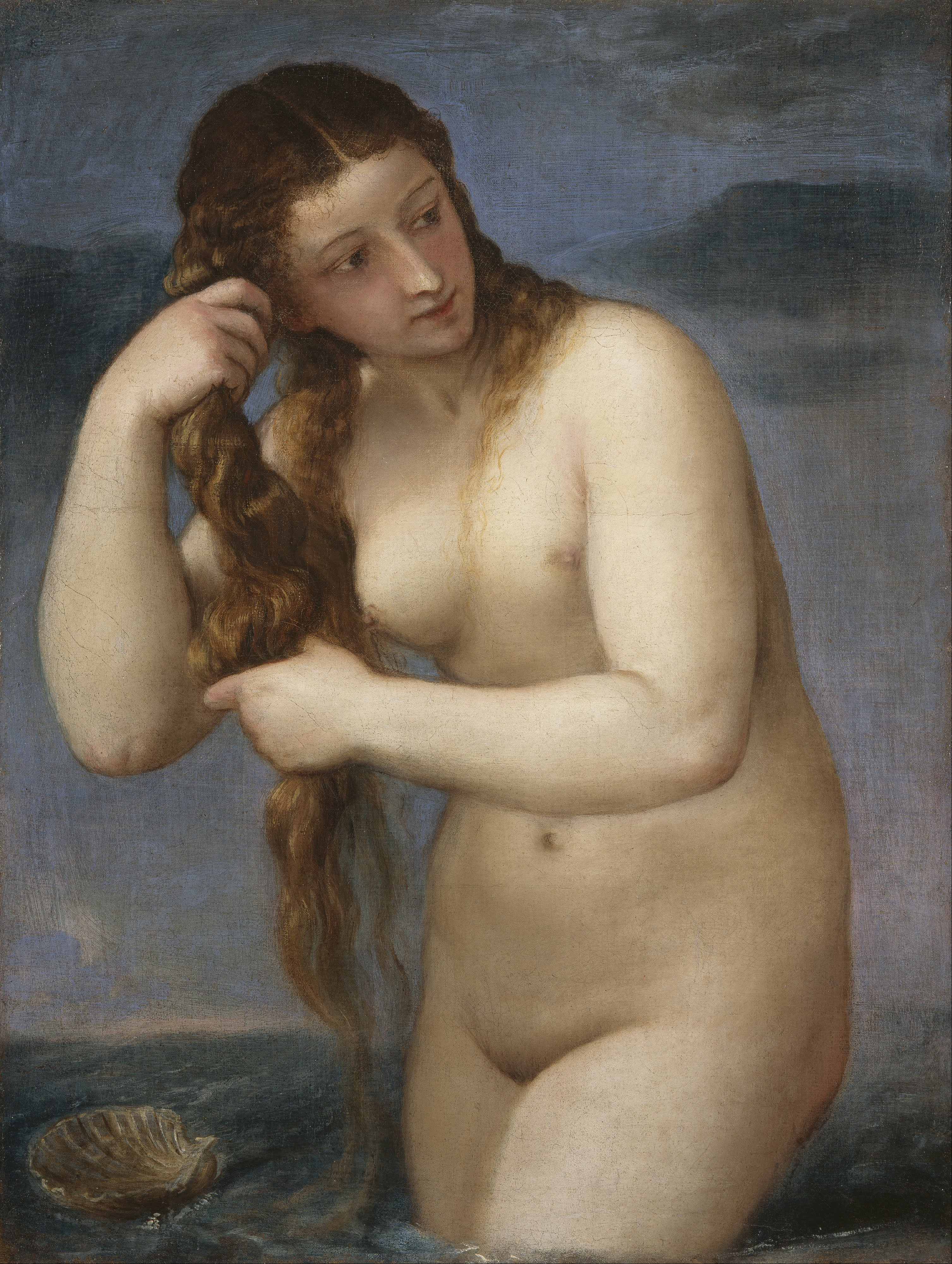
提香《維納斯自海上升起》，約1520年，現藏於蘇格蘭國家畫廊
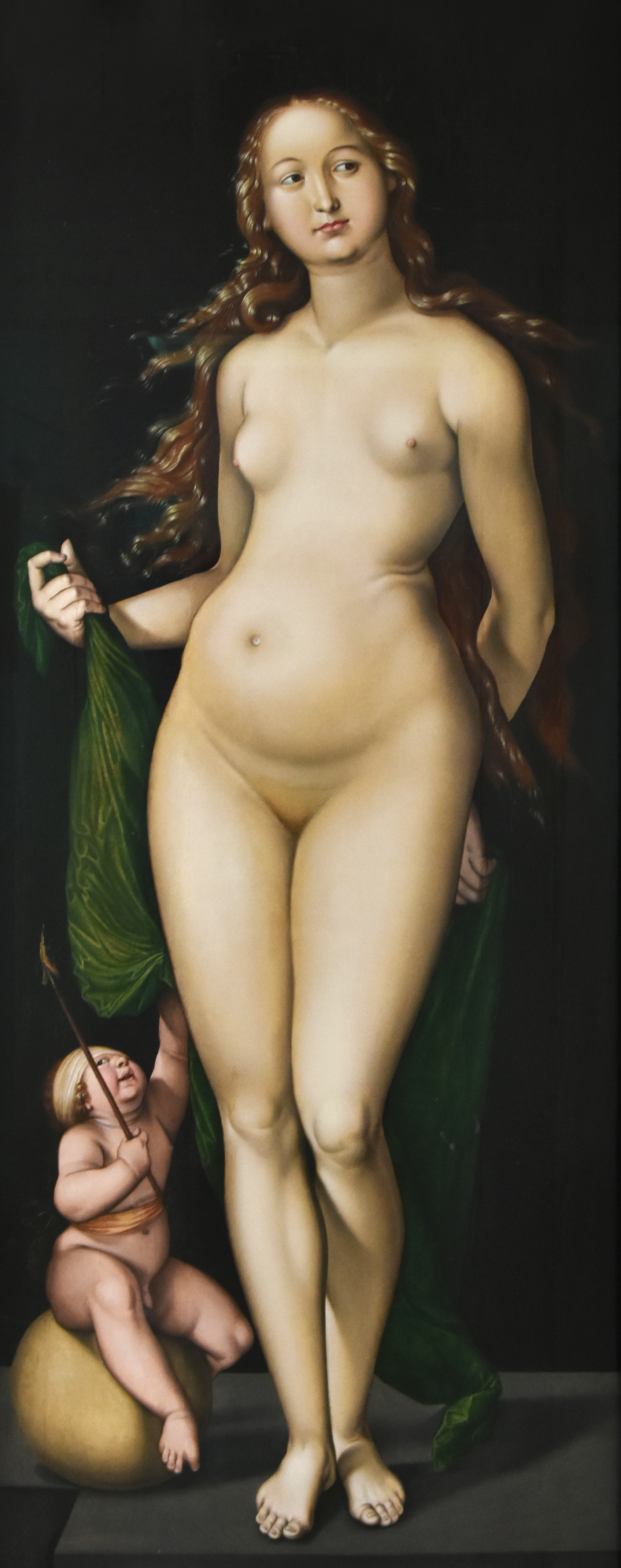
漢斯·巴爾東·格里恩《維納斯與小愛神》，1524至1525年，現藏於克勒勒-米勒博物館
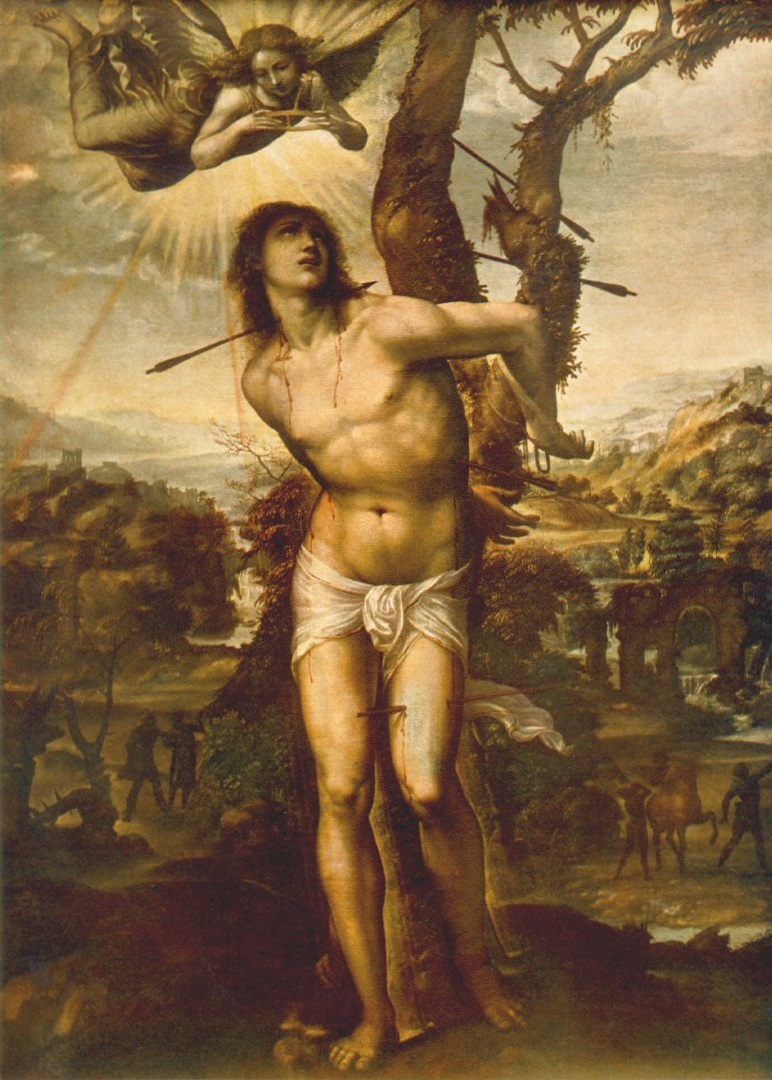
伊爾·索多瑪（英语：Il Sodoma）《聖巴斯弟盎的殉教》，約1525年
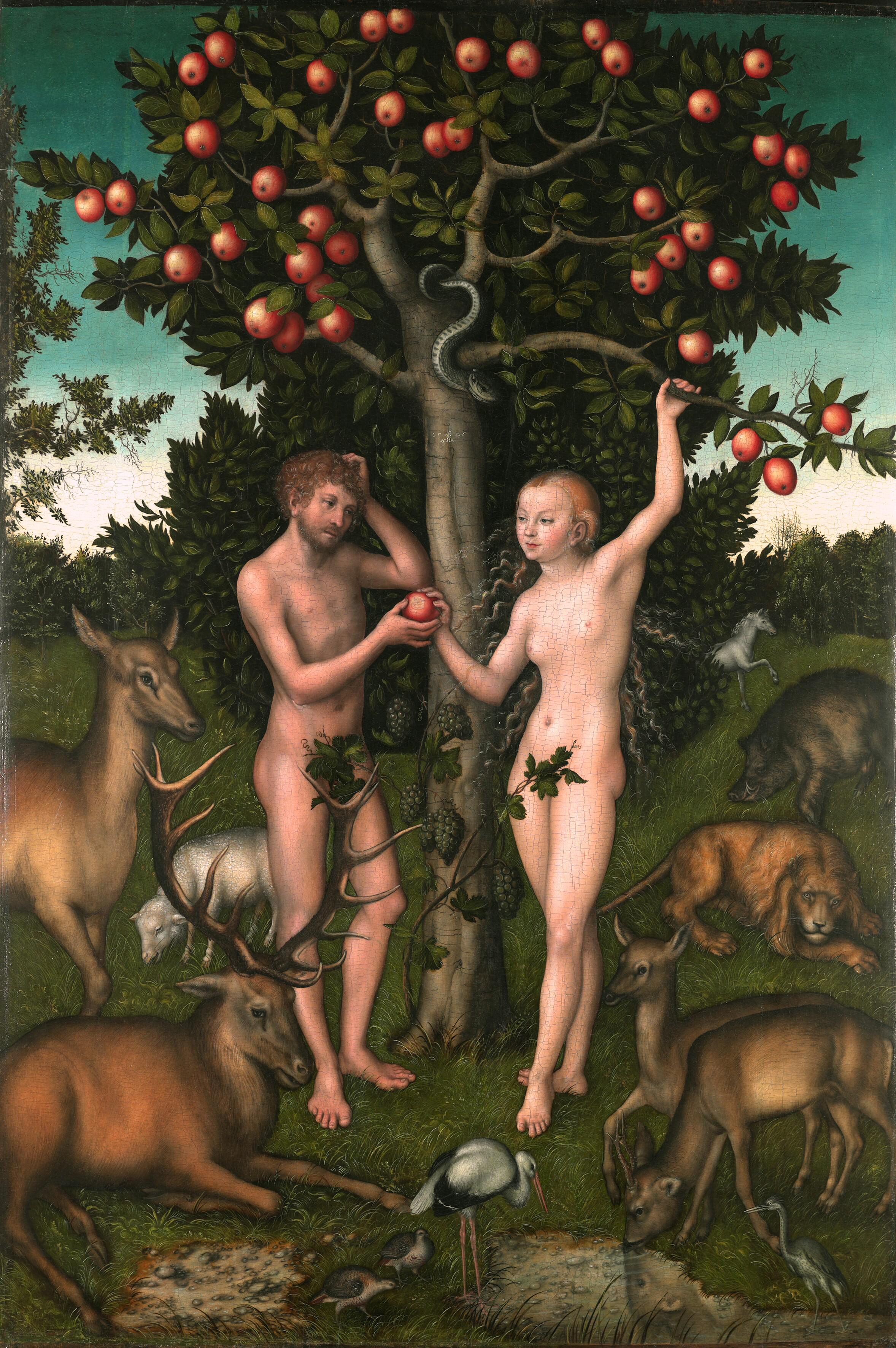
老盧卡斯·克拉納赫《亞當和夏娃》，1526年，現藏於科陶德藝術學院
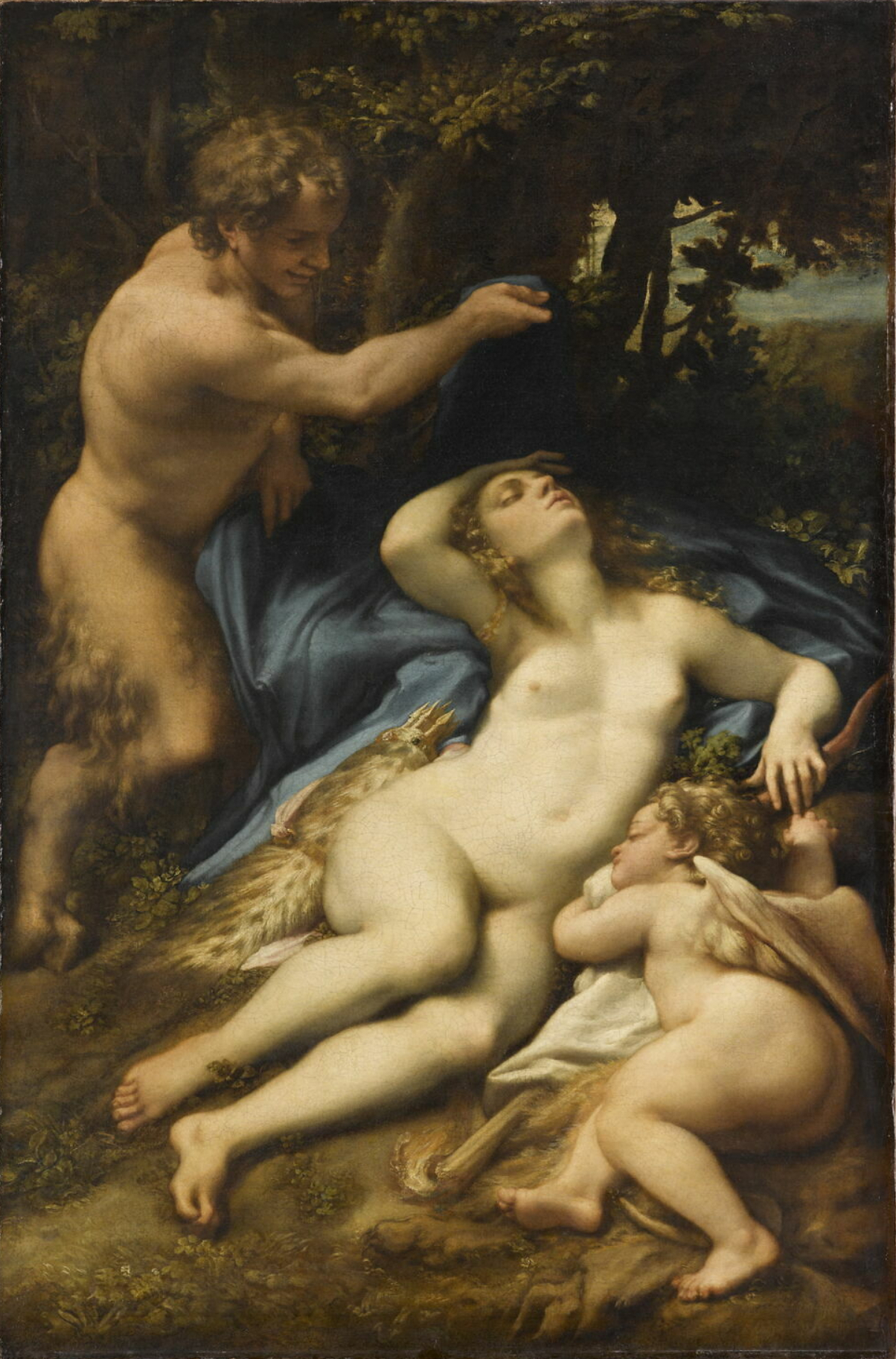
科雷吉歐《維納斯、邱比特與薩堤爾》，約1524至1527年，現藏於羅浮宮
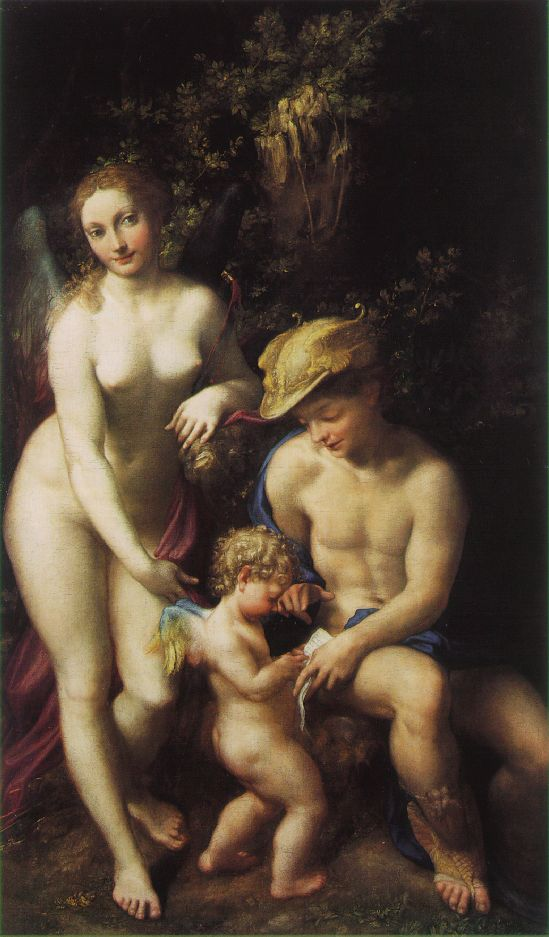
科雷吉歐《愛的教育（維納斯、墨丘利還有邱比特）》，約1527年，現藏於國家美術館
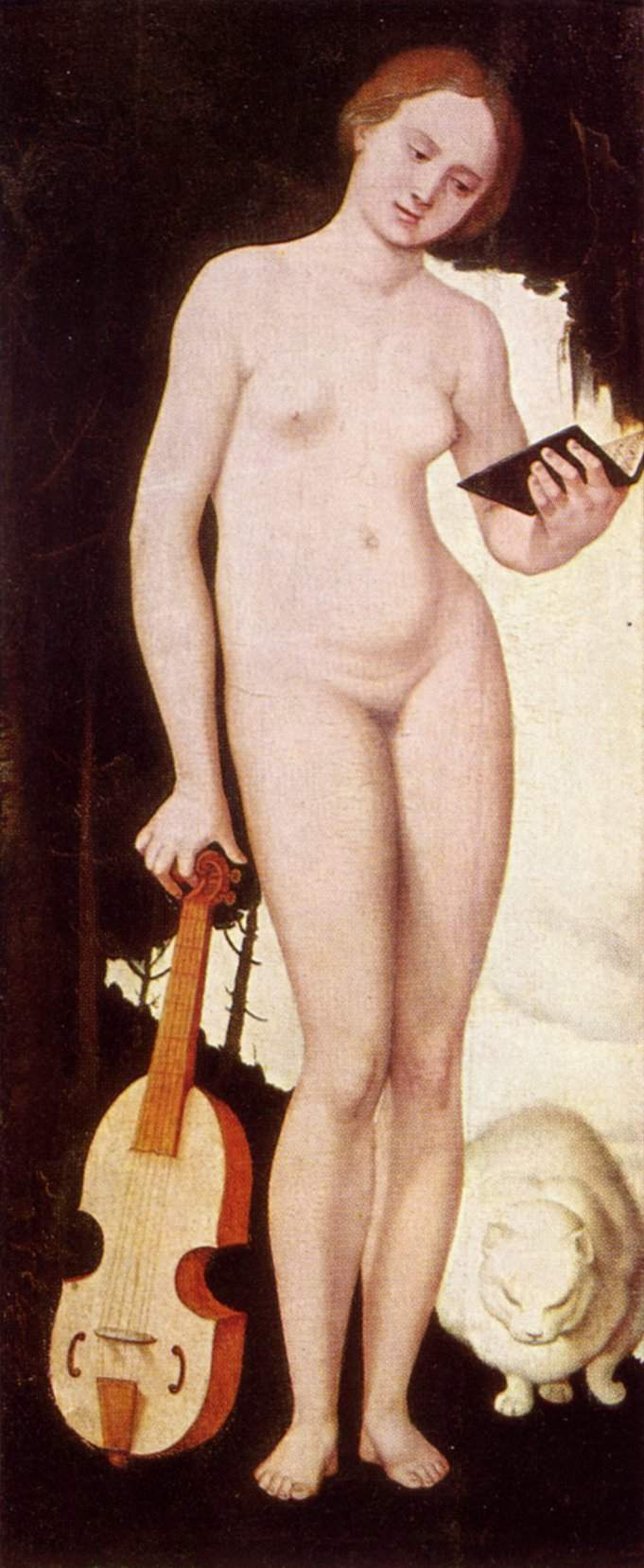
漢斯·巴爾東·格里恩《音樂的寓意》，1529年，現藏於老繪畫陳列館
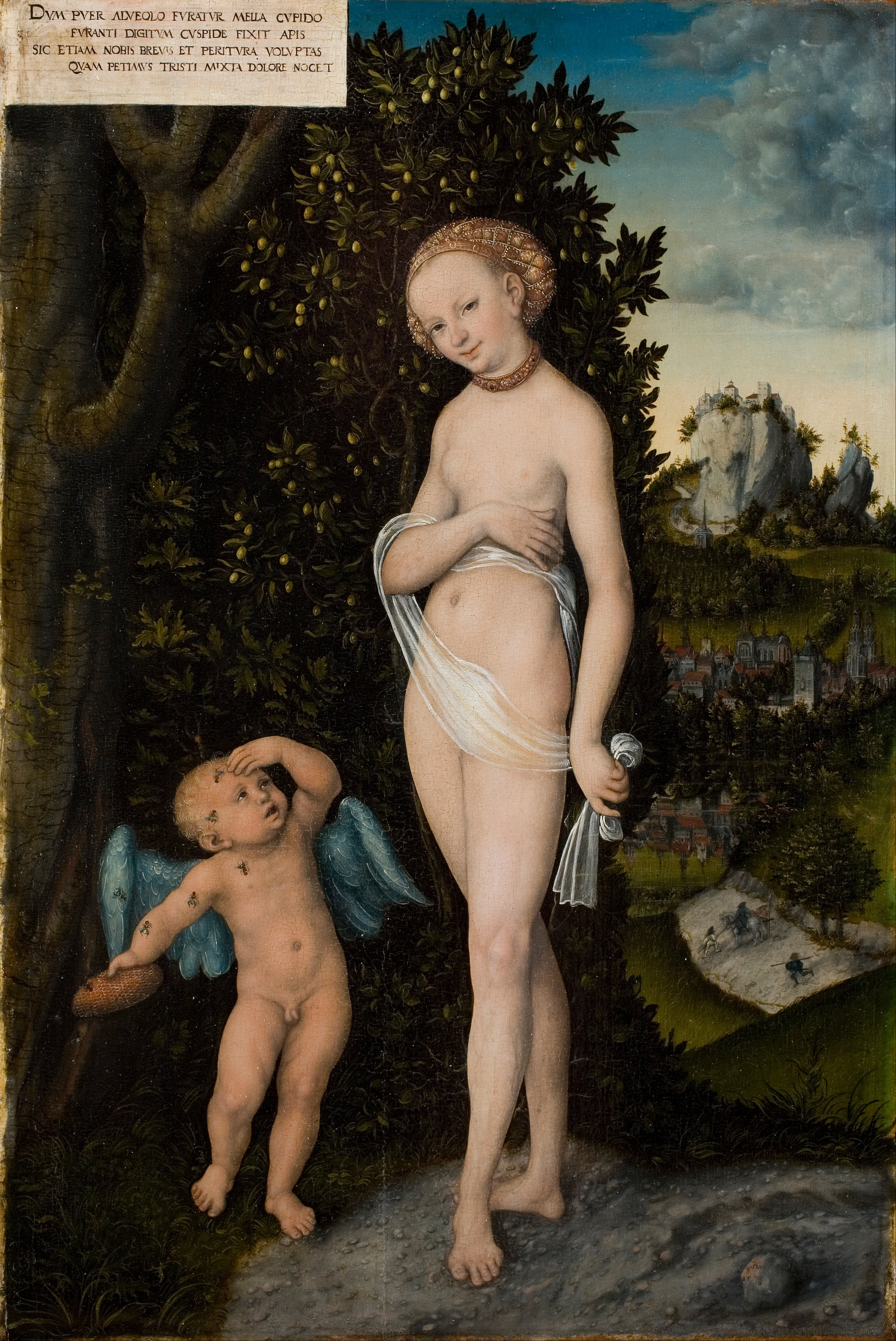
老盧卡斯·克拉納赫《維納斯與邱比特，竊蜜引蜂》，1530年
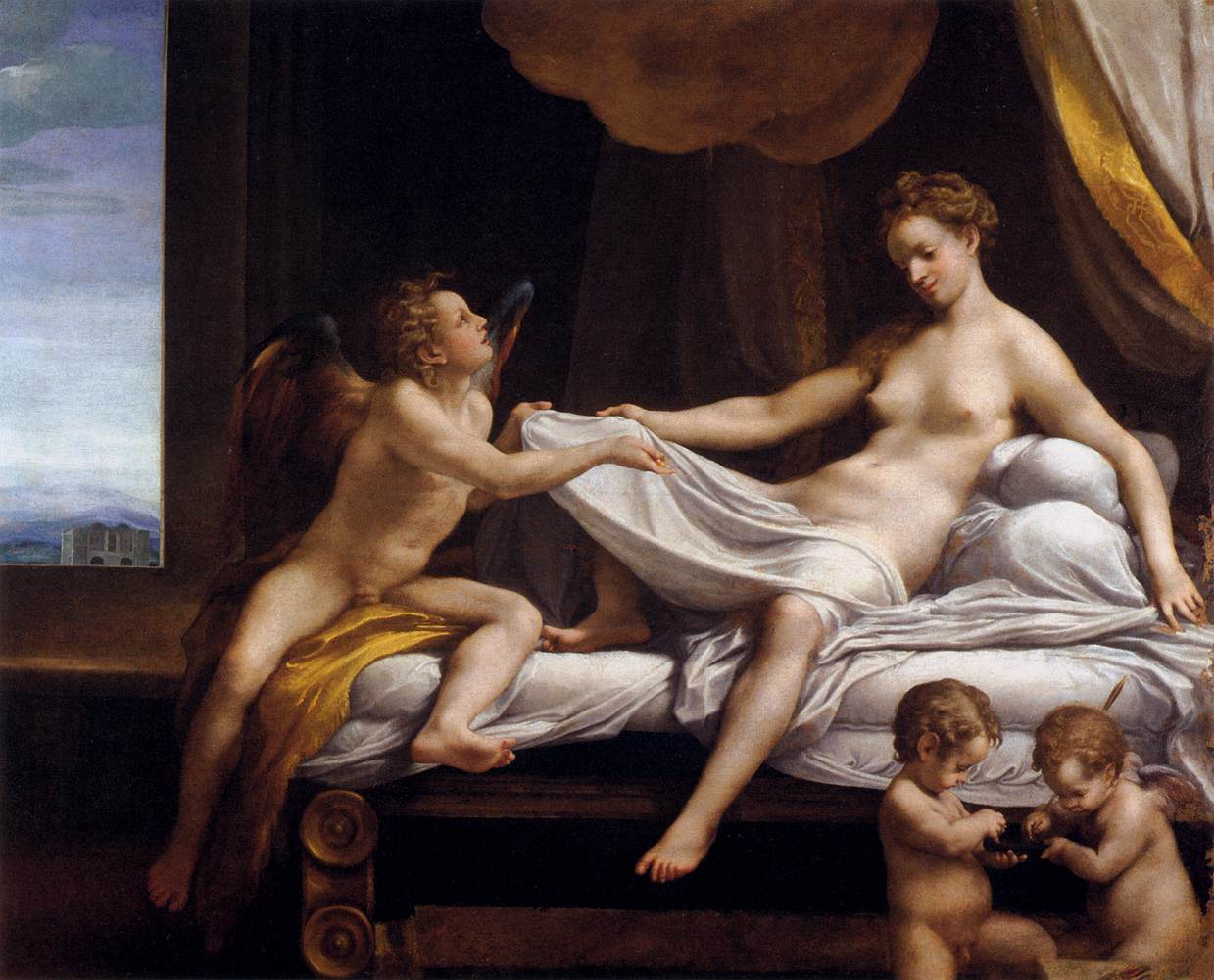
科雷吉歐《達那厄》，1530年，現藏於博爾蓋塞美術館
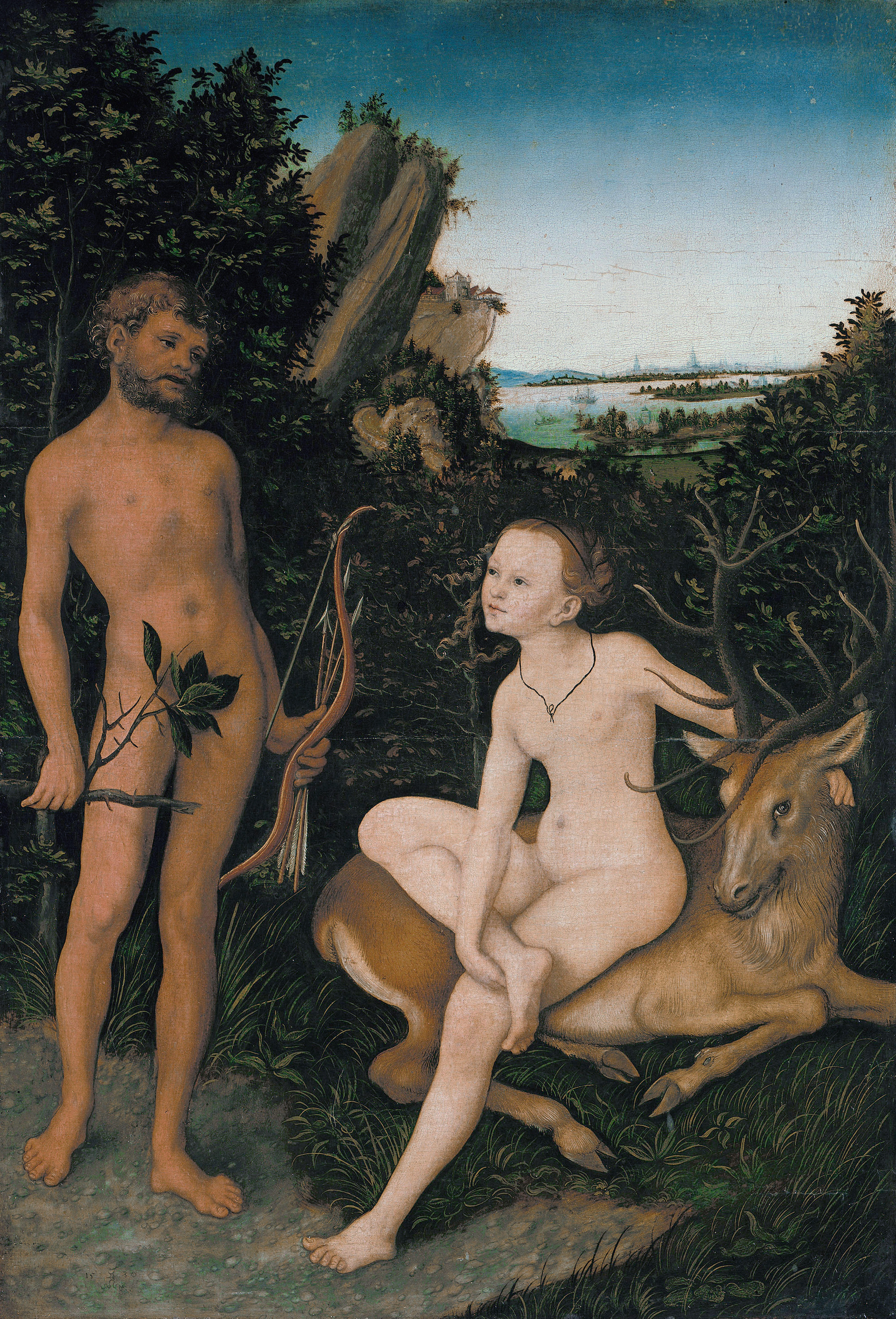
老盧卡斯·克拉納赫《阿波羅與黛安娜在森林》，1530年
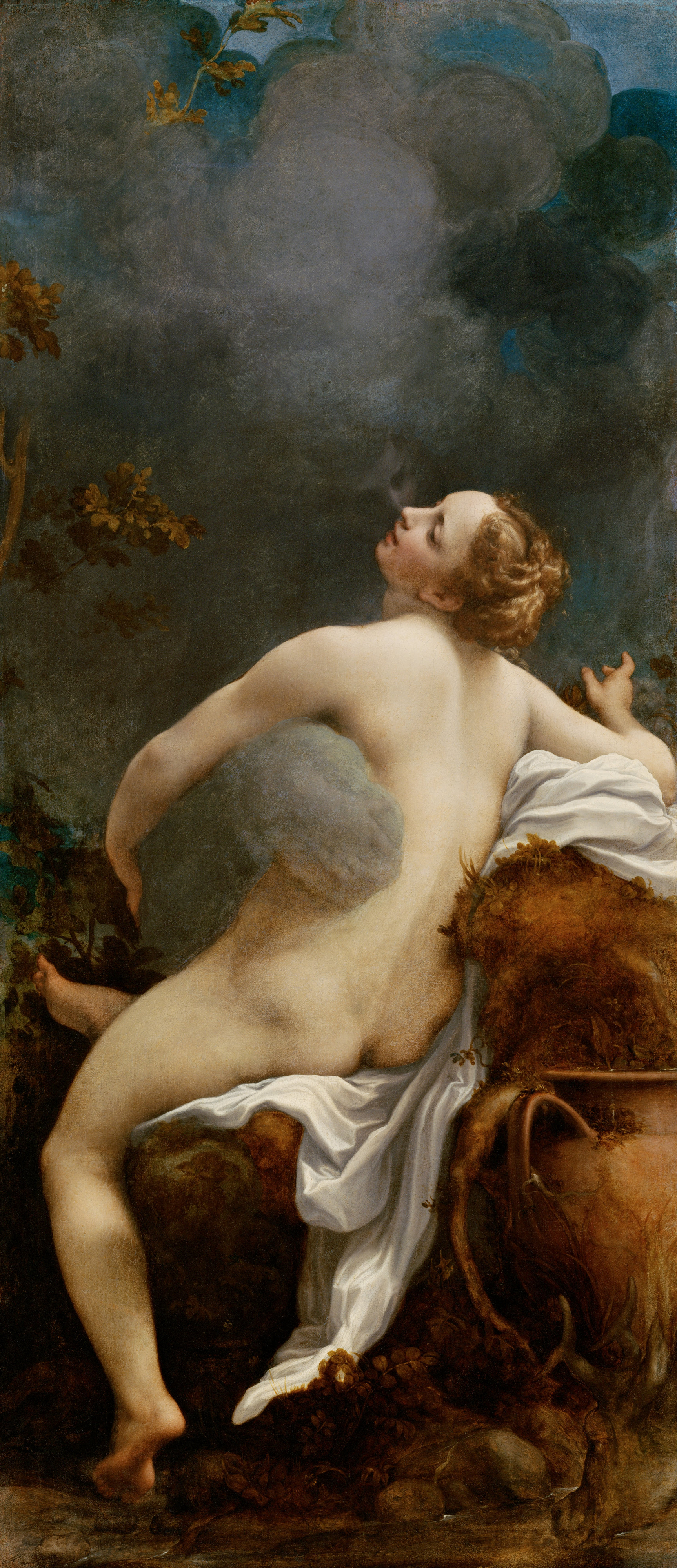
科雷吉《朱庇特與伊俄》，約1530年
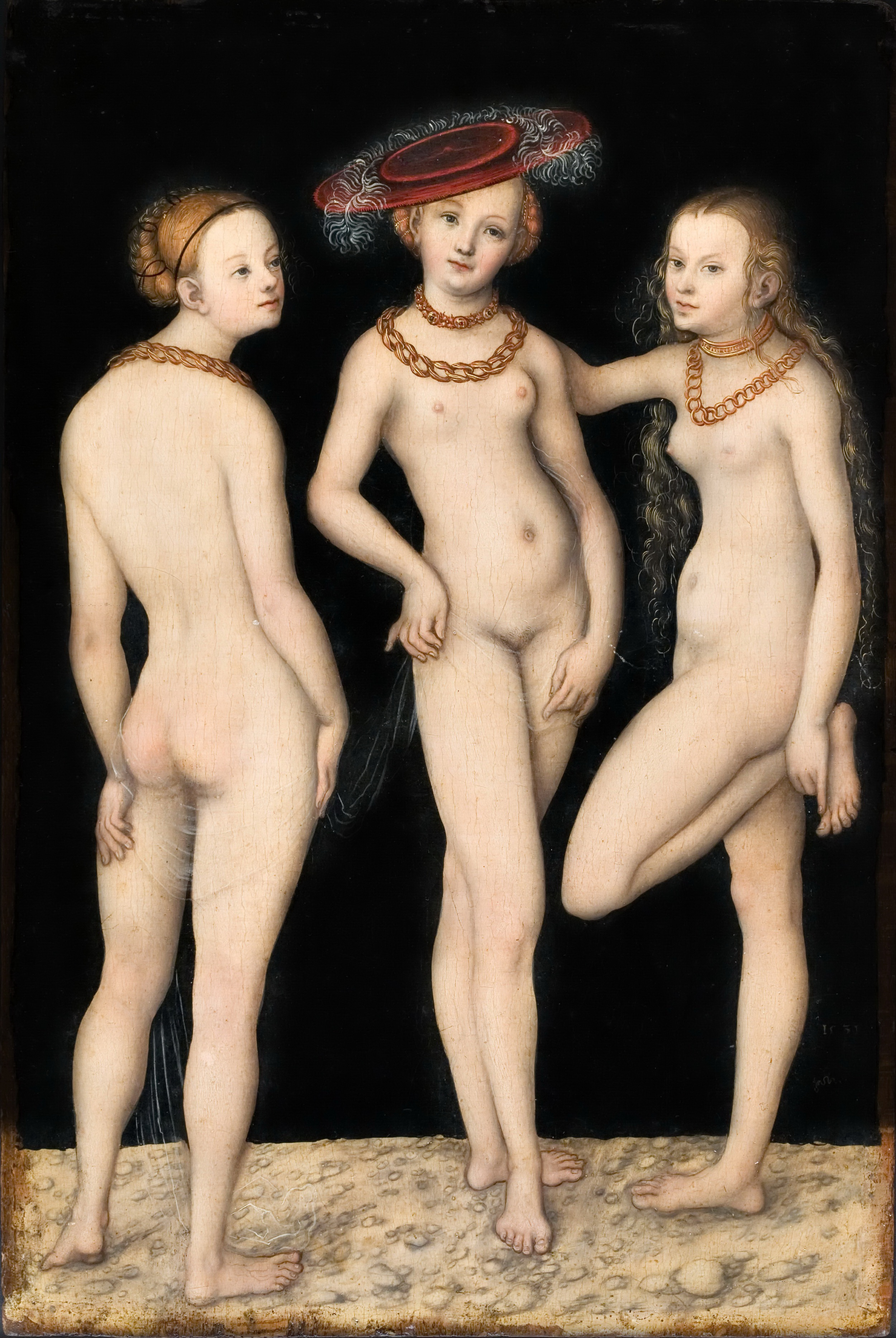
老盧卡斯·克拉納赫《美惠三女神》，1531年，現藏於羅浮宮
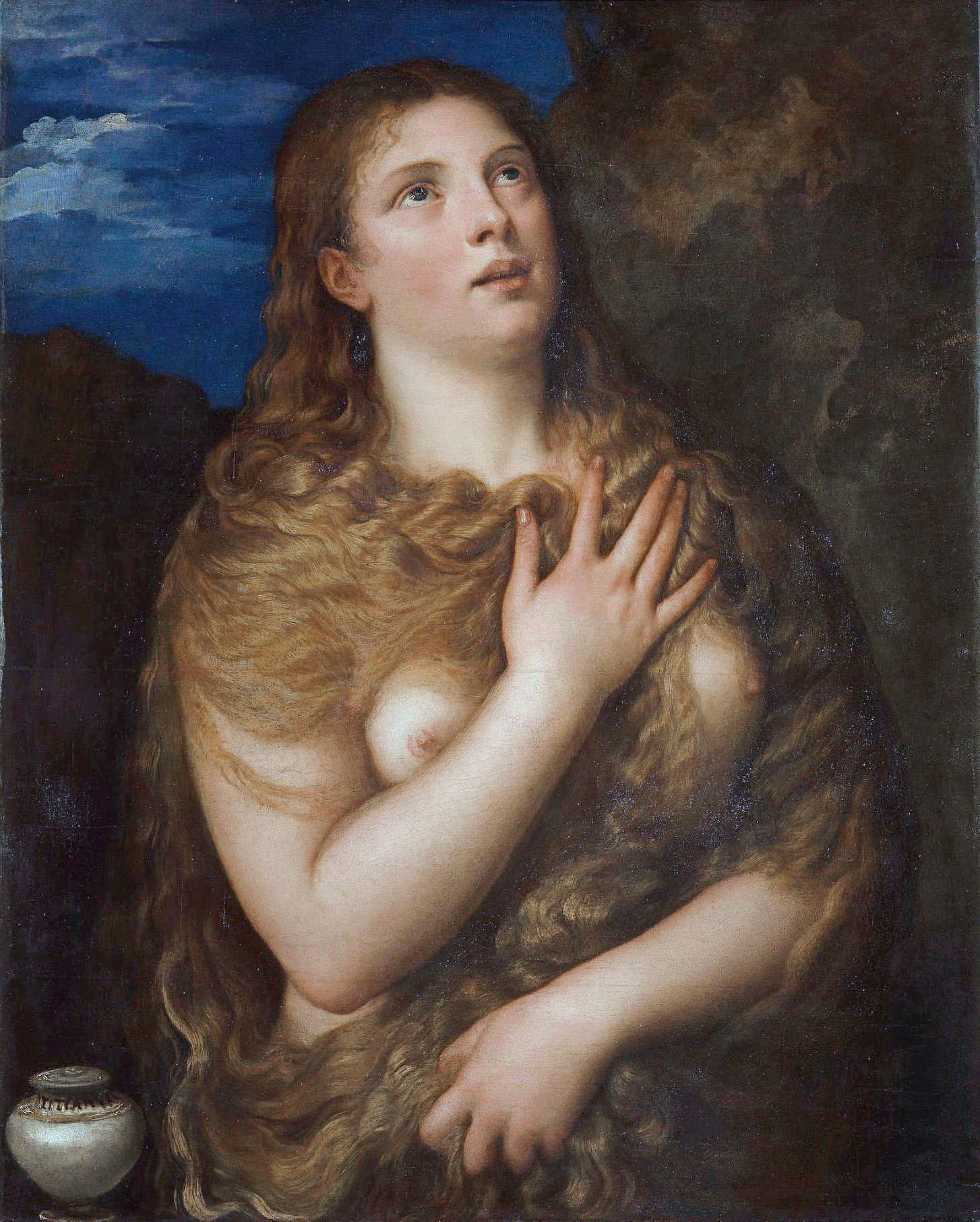
提香《懺悔的抹大拉》，約1531至1532年，現藏於彼提宮
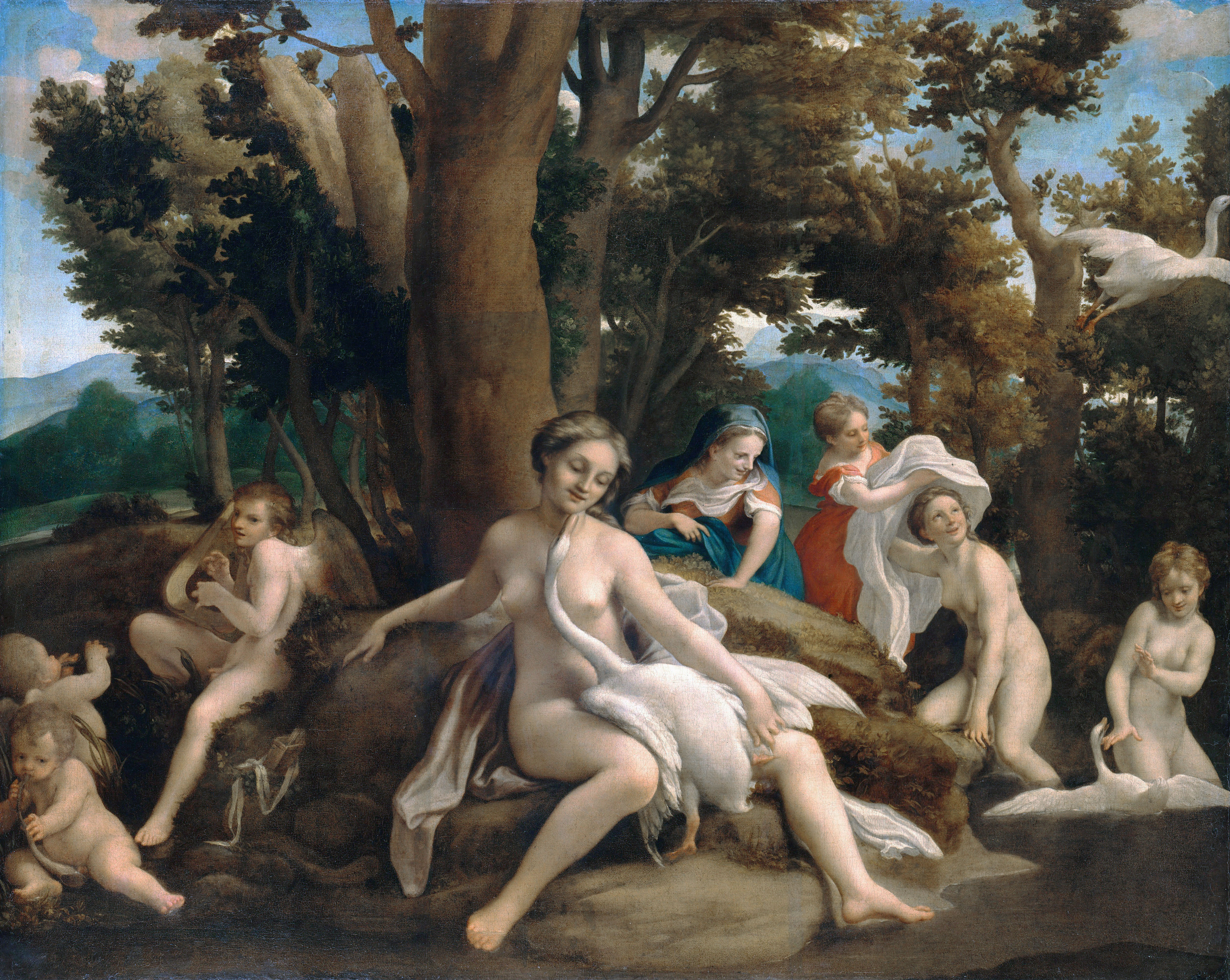
科雷吉歐《麗達與天鵝》，約1532年，現藏於畫廊 (柏林)
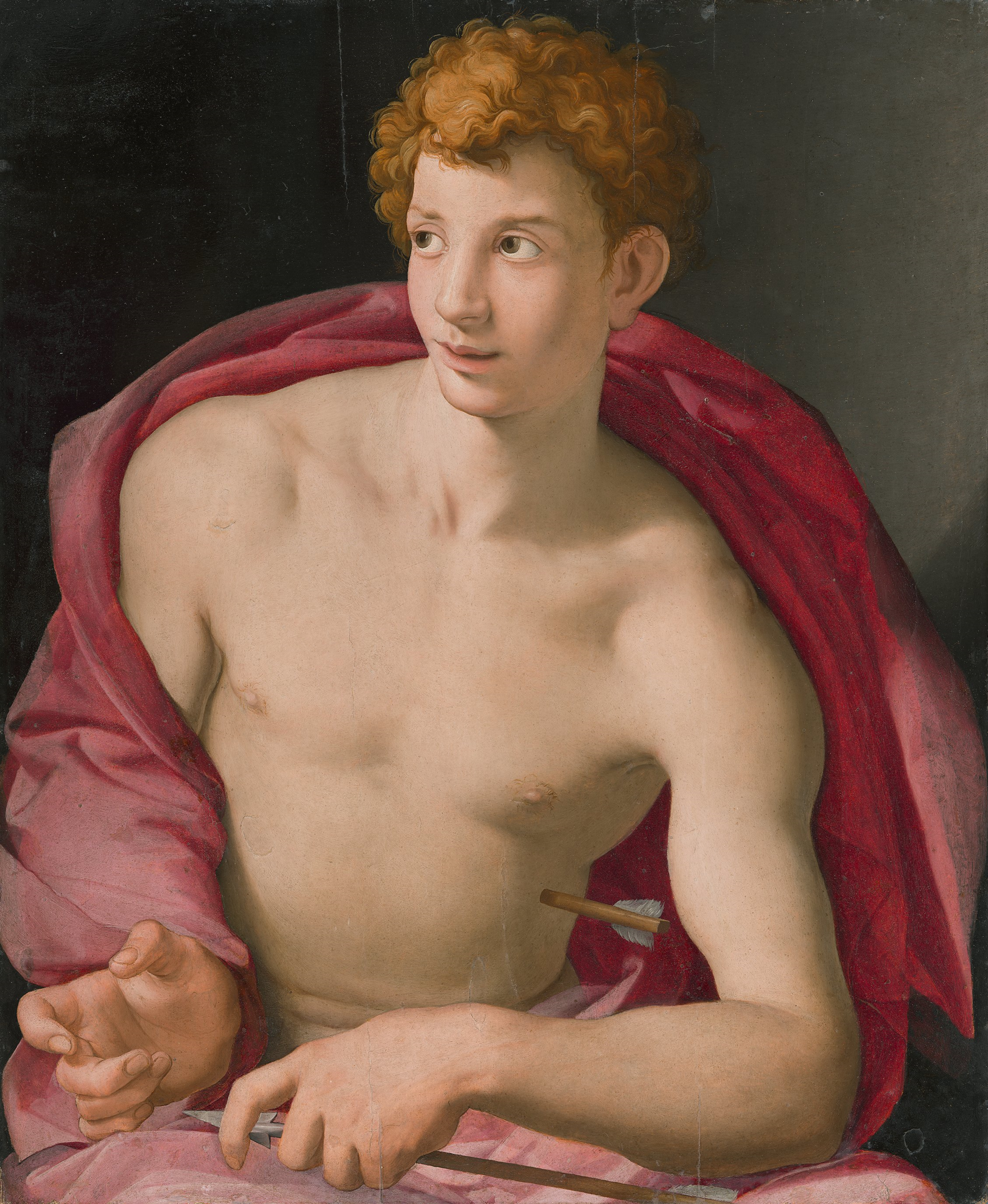
布龍齊諾《聖巴斯弟盎》，約1533年，現藏於提森-博內米薩博物館
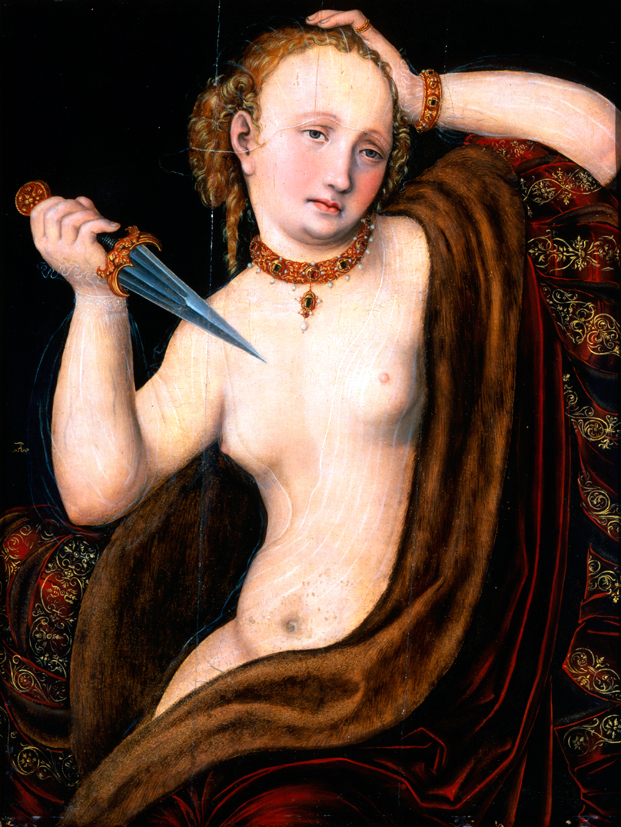
老盧卡斯·克拉納赫《欲自盡的盧克麗霞》，1530年代，現藏於索馬亞博物館
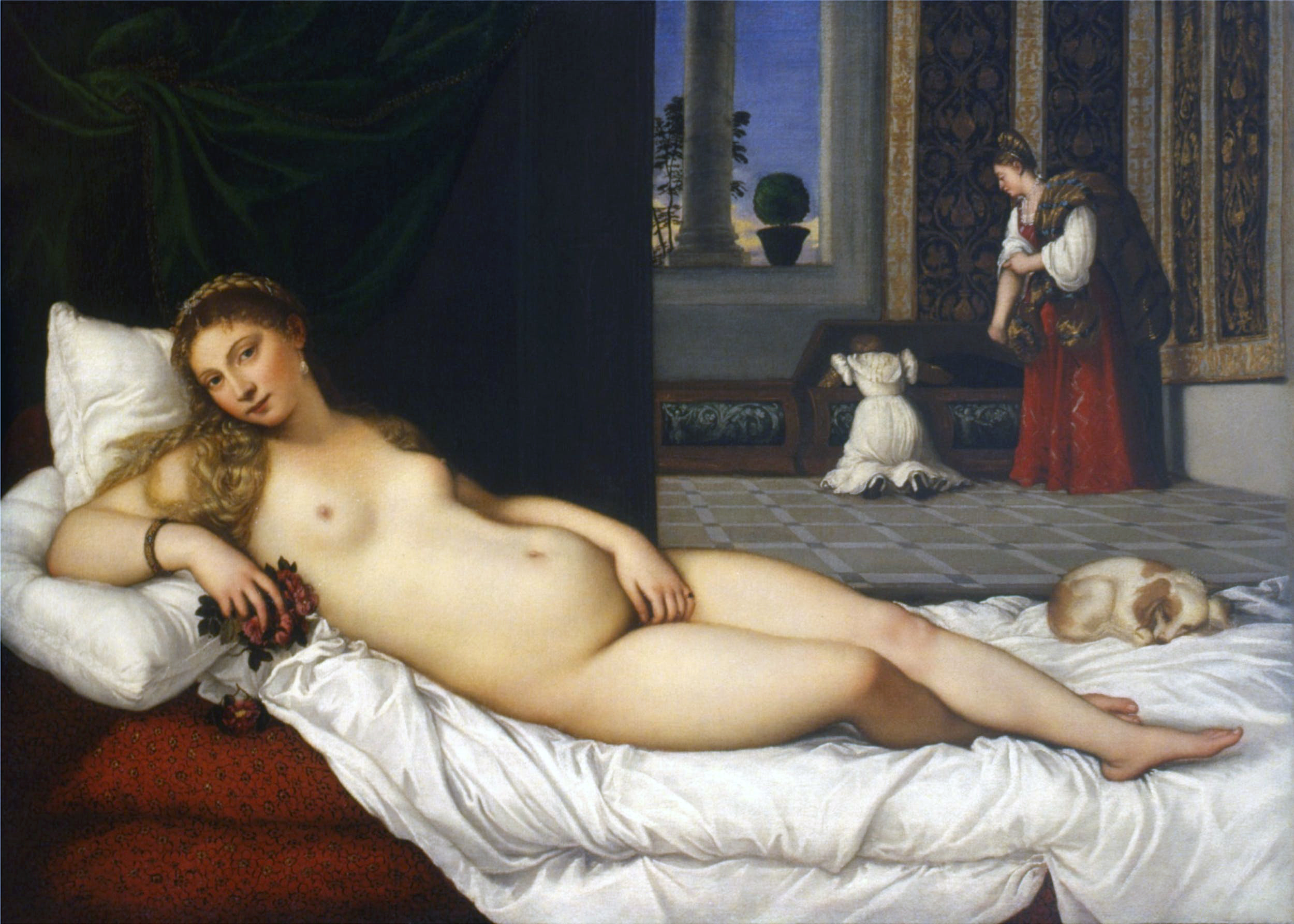
提香《烏爾比諾的維納斯》，1538年，現藏於烏菲茲美術館
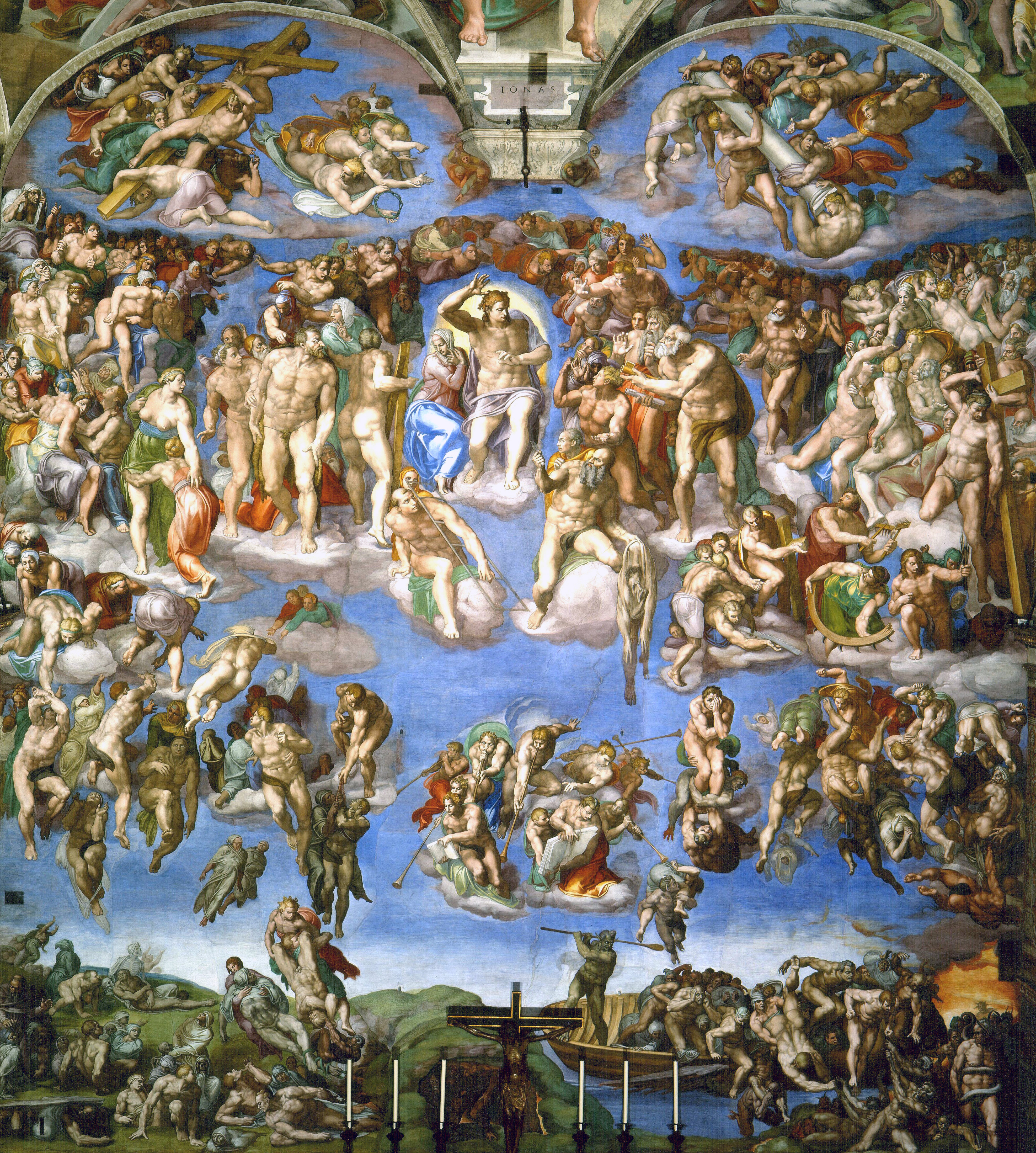
米開朗基羅《最後的審判》，約1536至1541年，現藏於普拉多博物館
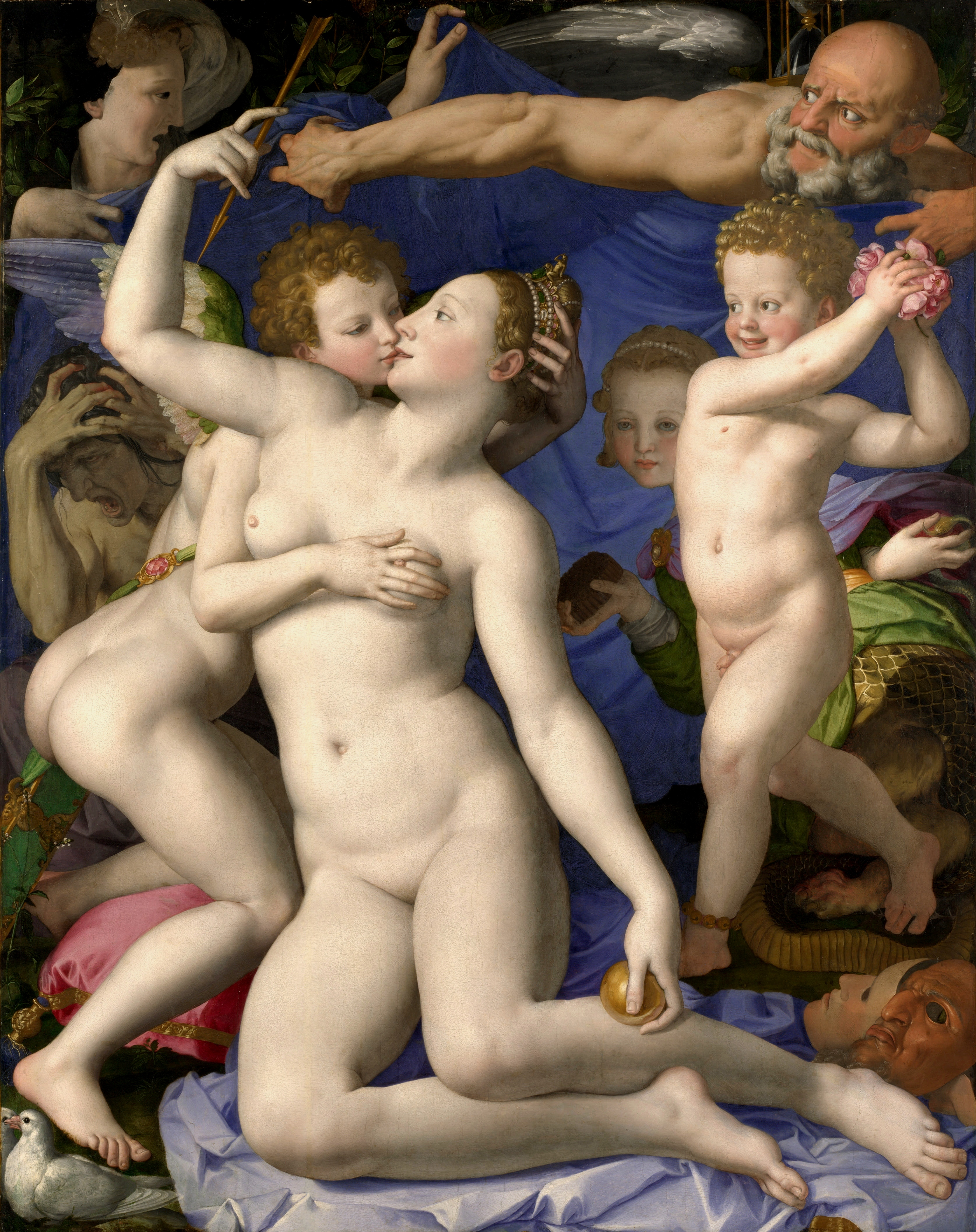
布龍齊諾《愛神，放蕩與時間（愛的寓意）》，1540至1545年，現藏於倫敦國家美術館
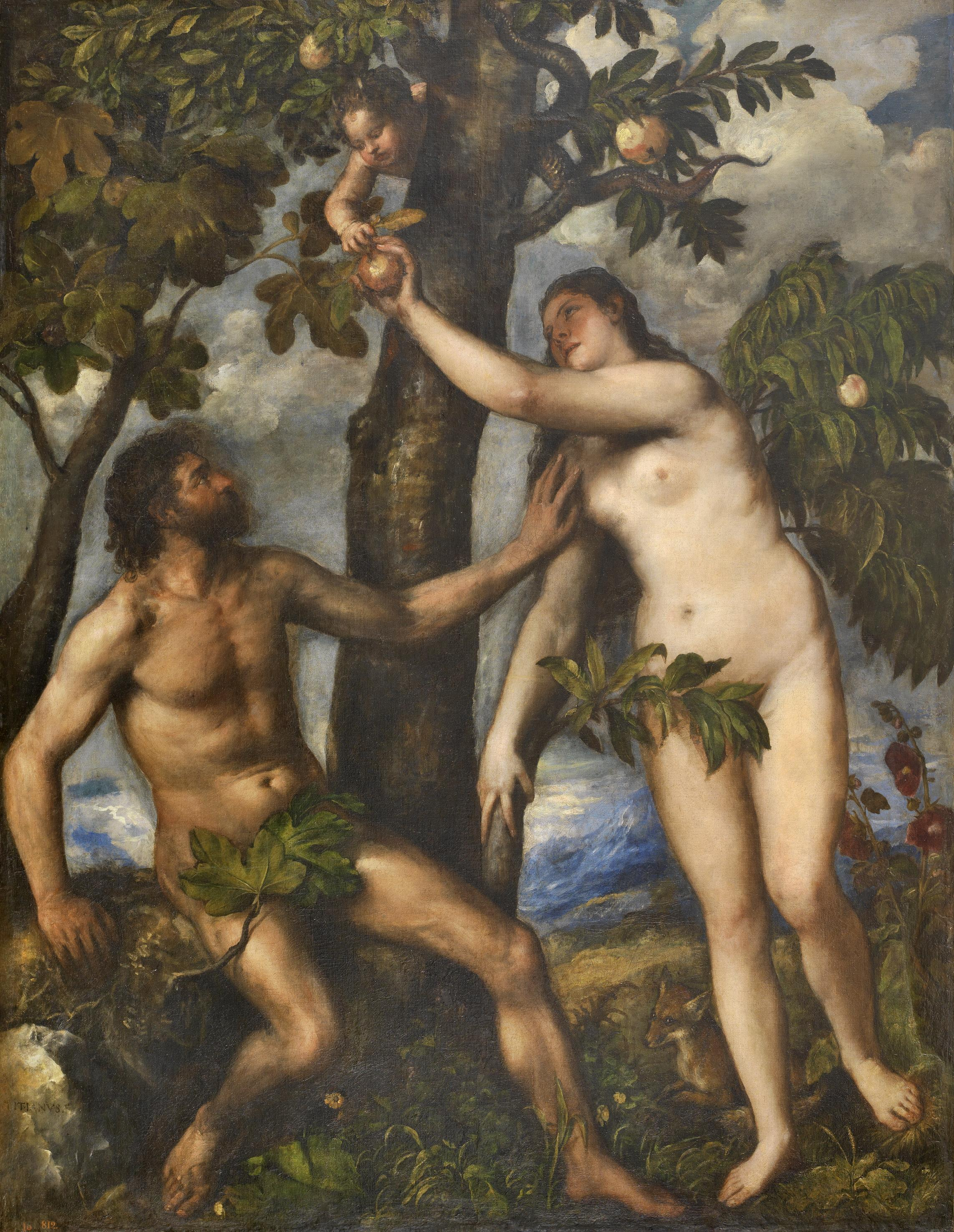
提香《人類的墮落》，約1550年，現藏於普拉多博物館
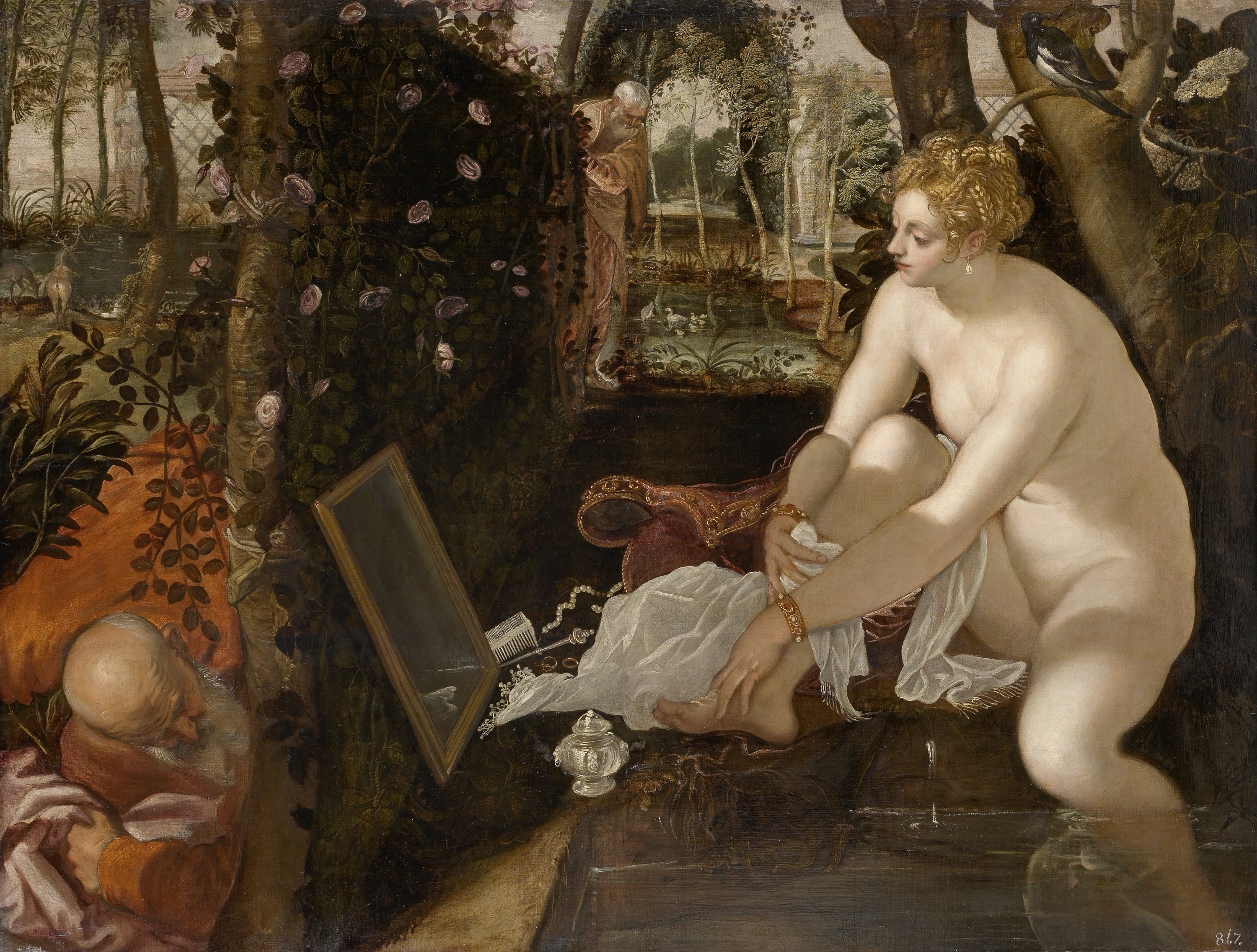
丁托列托《蘇珊娜與長者》，約1555年，現藏於藝術史博物館
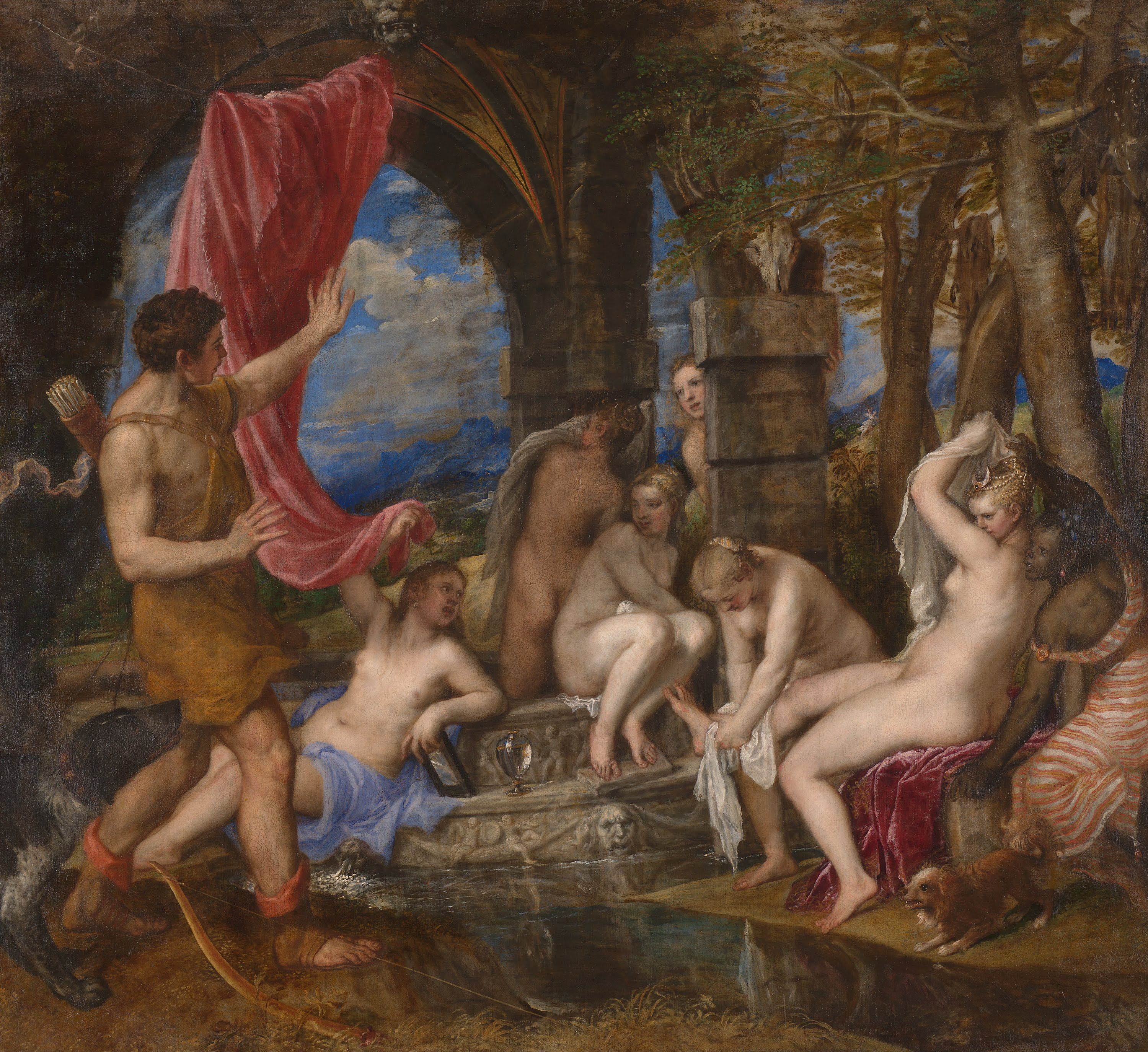
提香《黛安娜與阿克泰翁》，1556至1559年，現藏於倫敦國家美術館
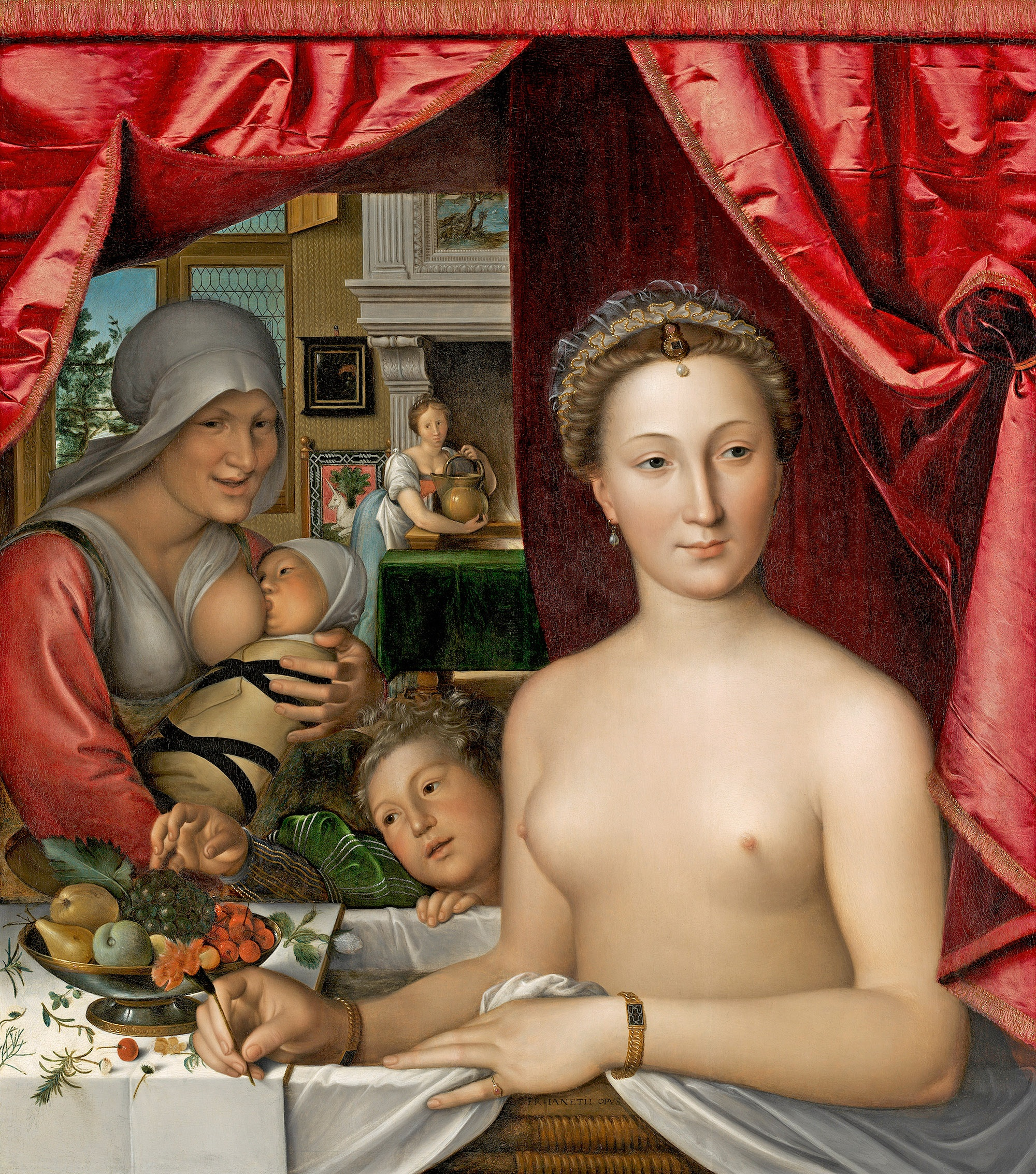
弗朗索瓦·克盧埃《沐浴女子（黛安·德·波迪耶）》，約1571年，現藏於國家藝廊
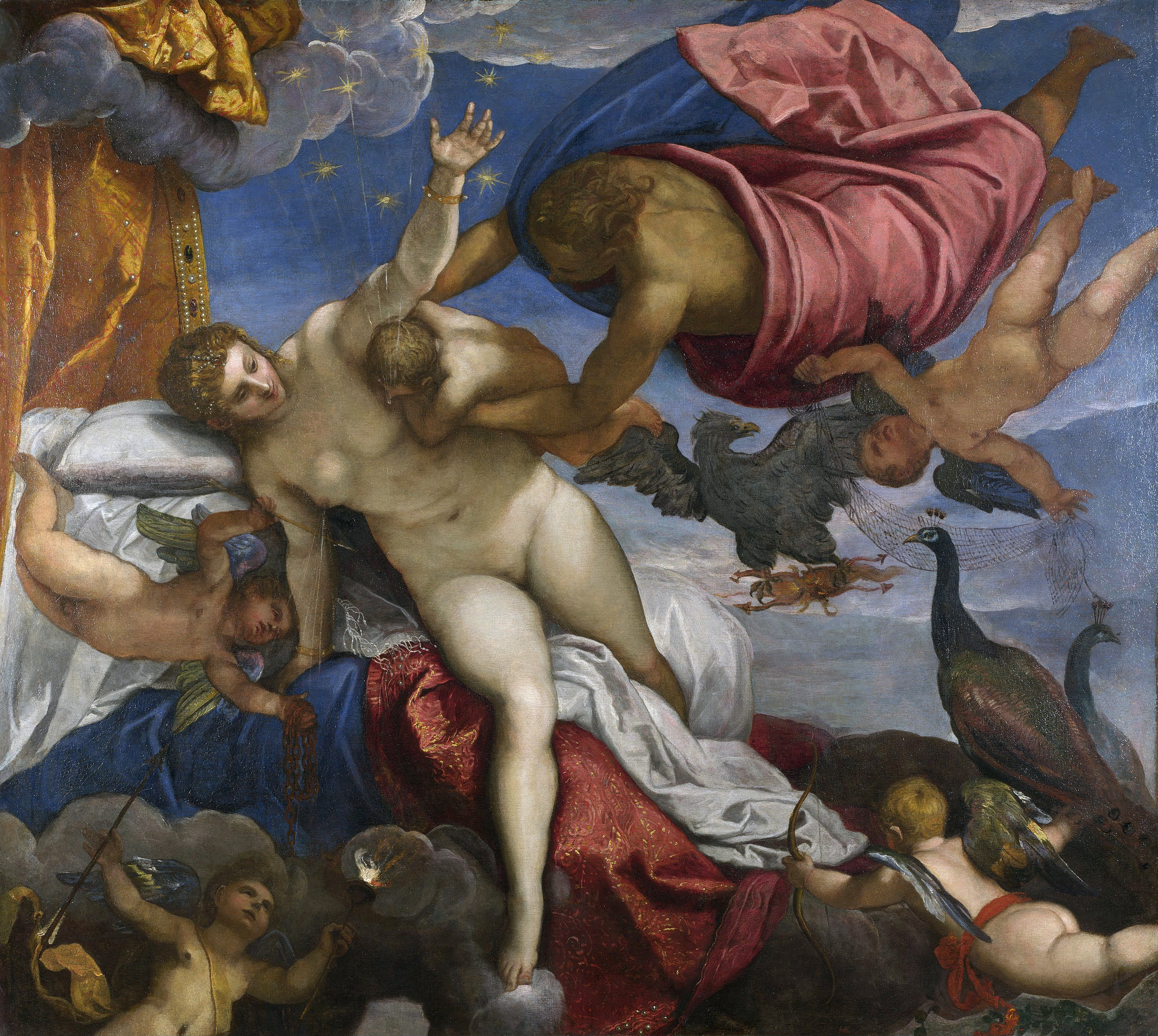
丁托列托《銀河的起源》，1575年，現藏於倫敦國家美術館
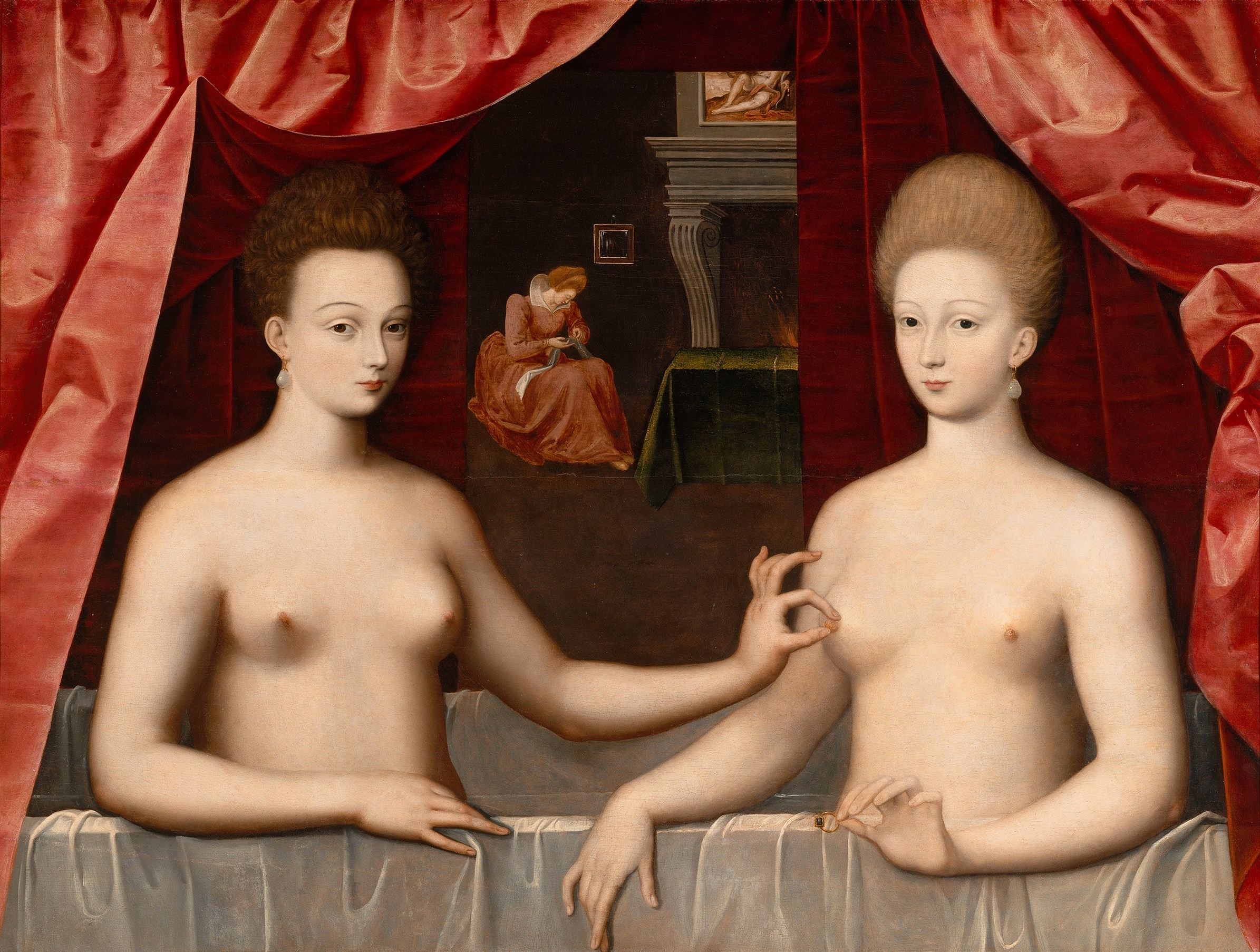
不知名楓丹白露畫派藝術家《加布莉埃爾與她的一位姐妹》，約1594年，現藏於羅浮宮
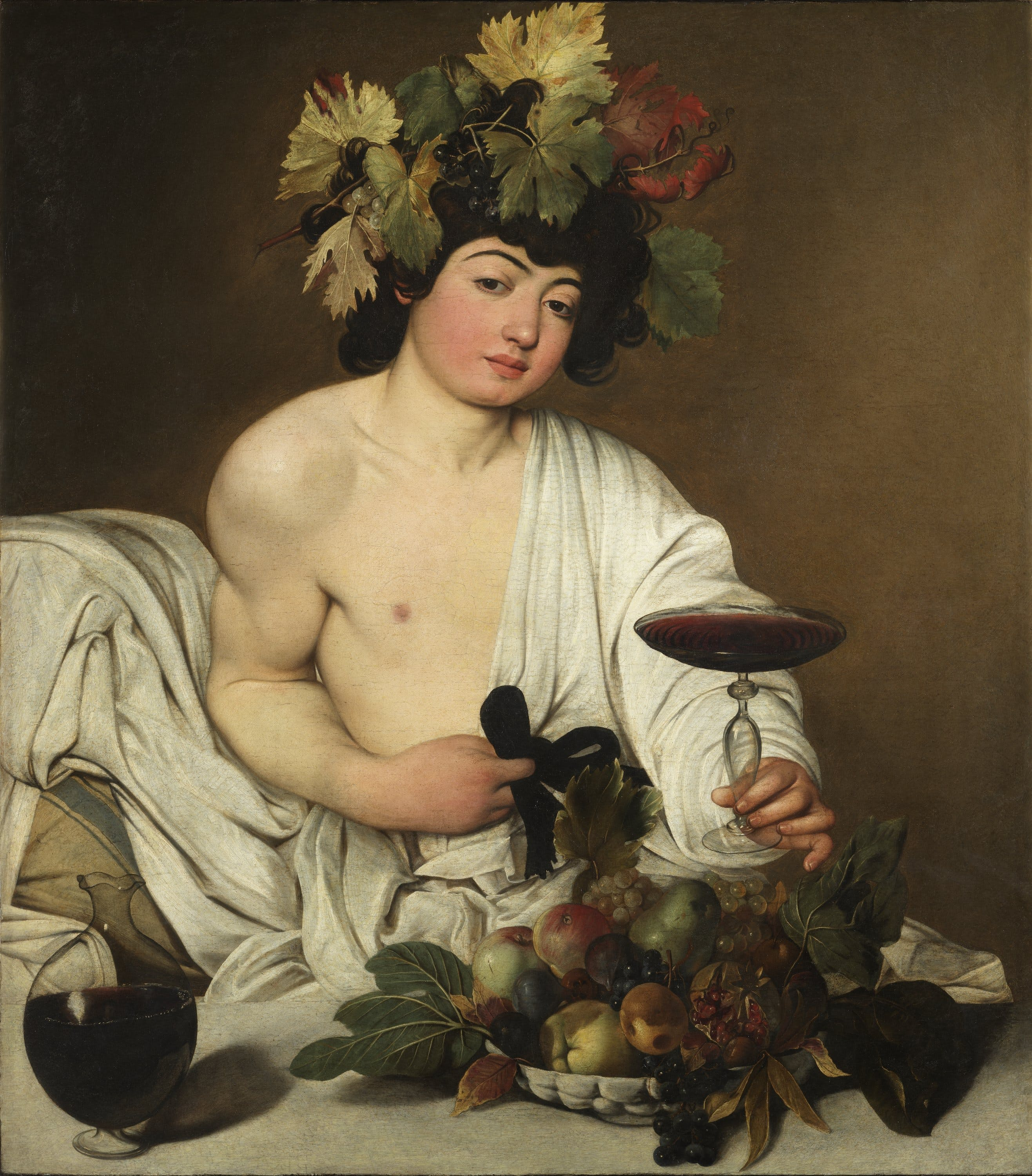
卡拉瓦喬《酒神巴克科斯》，約1598年，現藏於烏菲茲美術館
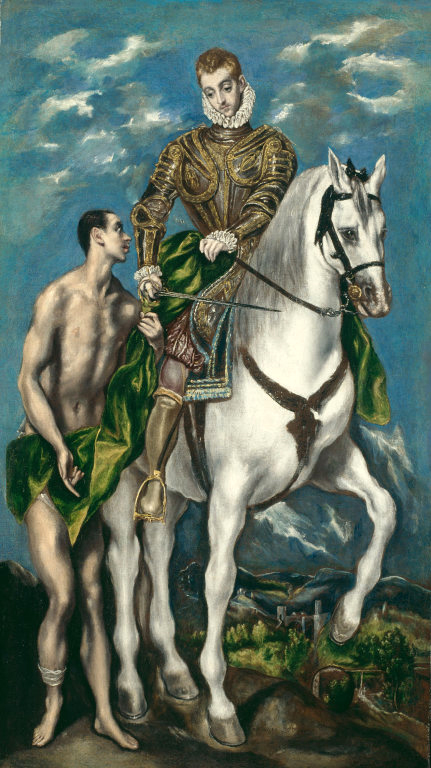
艾爾·葛雷柯《聖馬丁與乞丐》，約1597至1600年，現藏於芝加哥藝術博物館
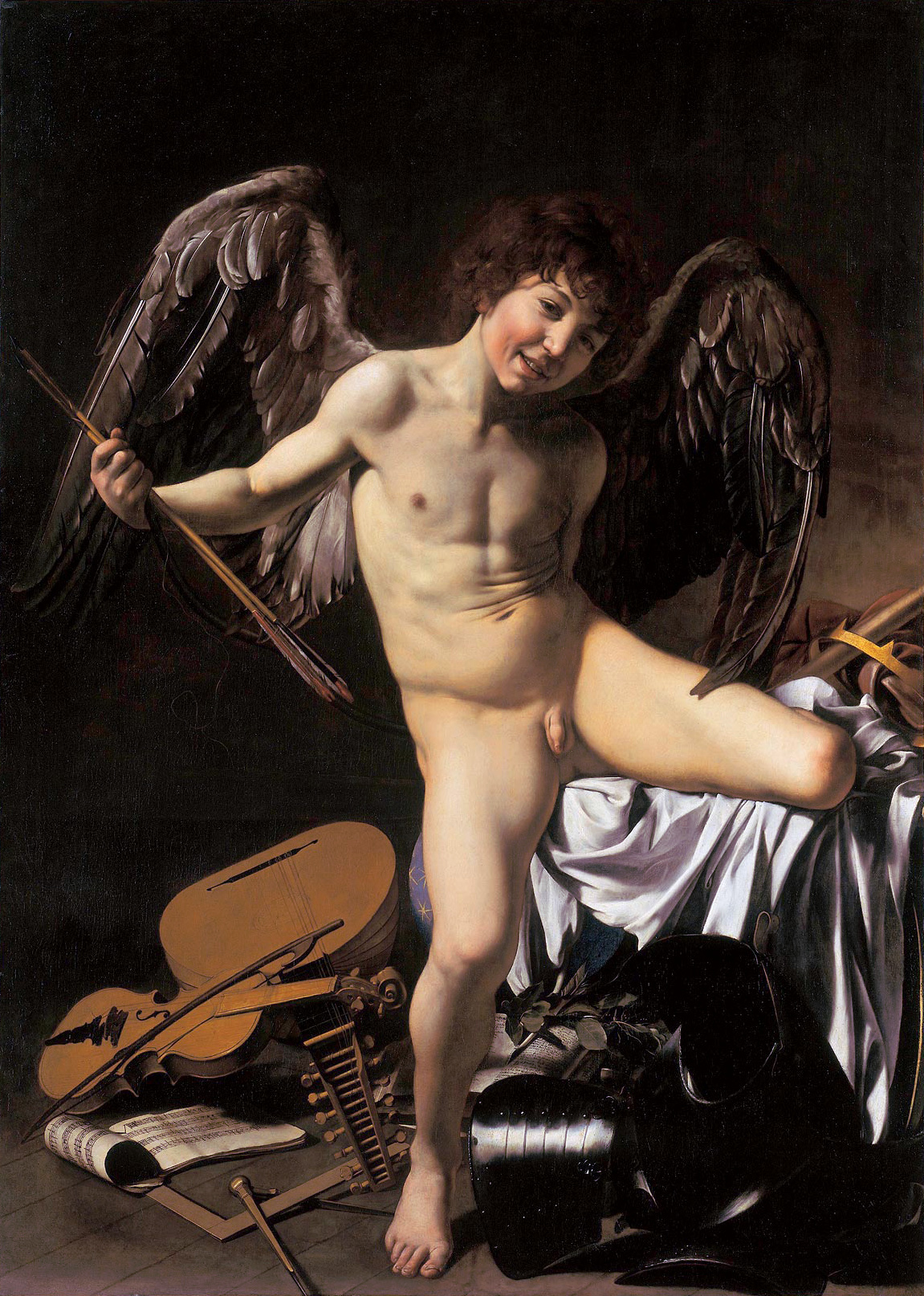
卡拉瓦喬《征服一切唯有愛》，1601至1602年，現藏於畫廊 (柏林)
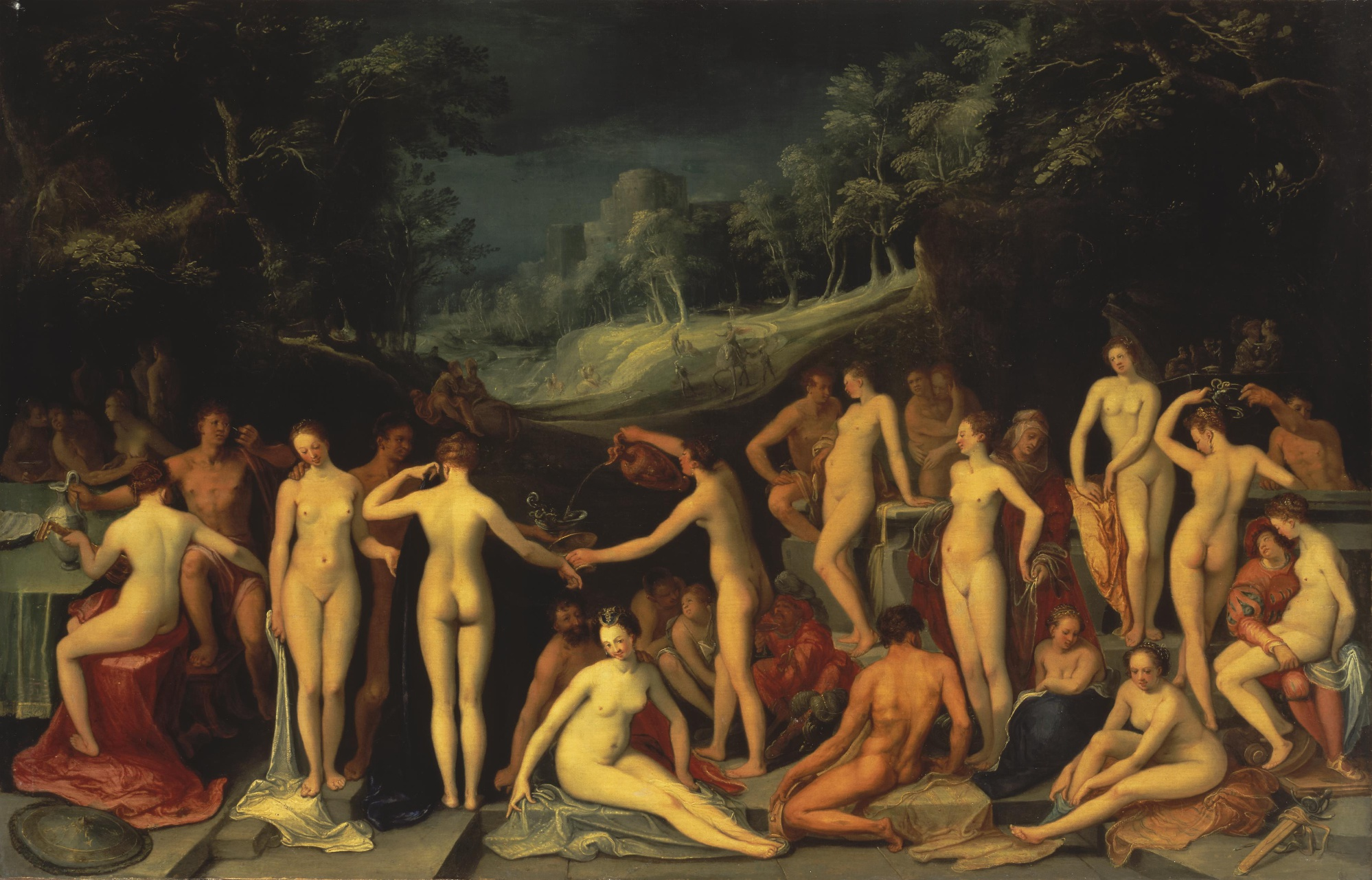
老卡雷爾·凡·曼德（英语：Karel van Mander）《愛之園》，1602年
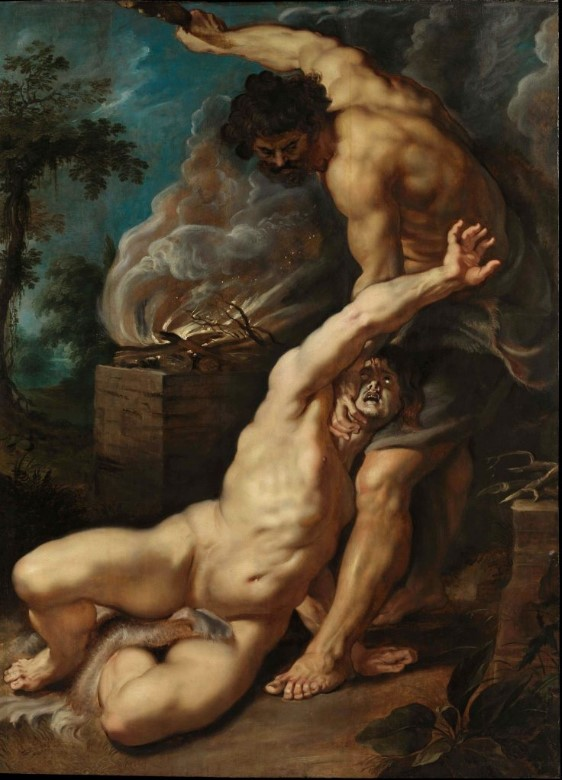
彼得·保羅·魯本斯《該隱殺害亞伯》，1608至1609年，現藏於科陶德藝術學院
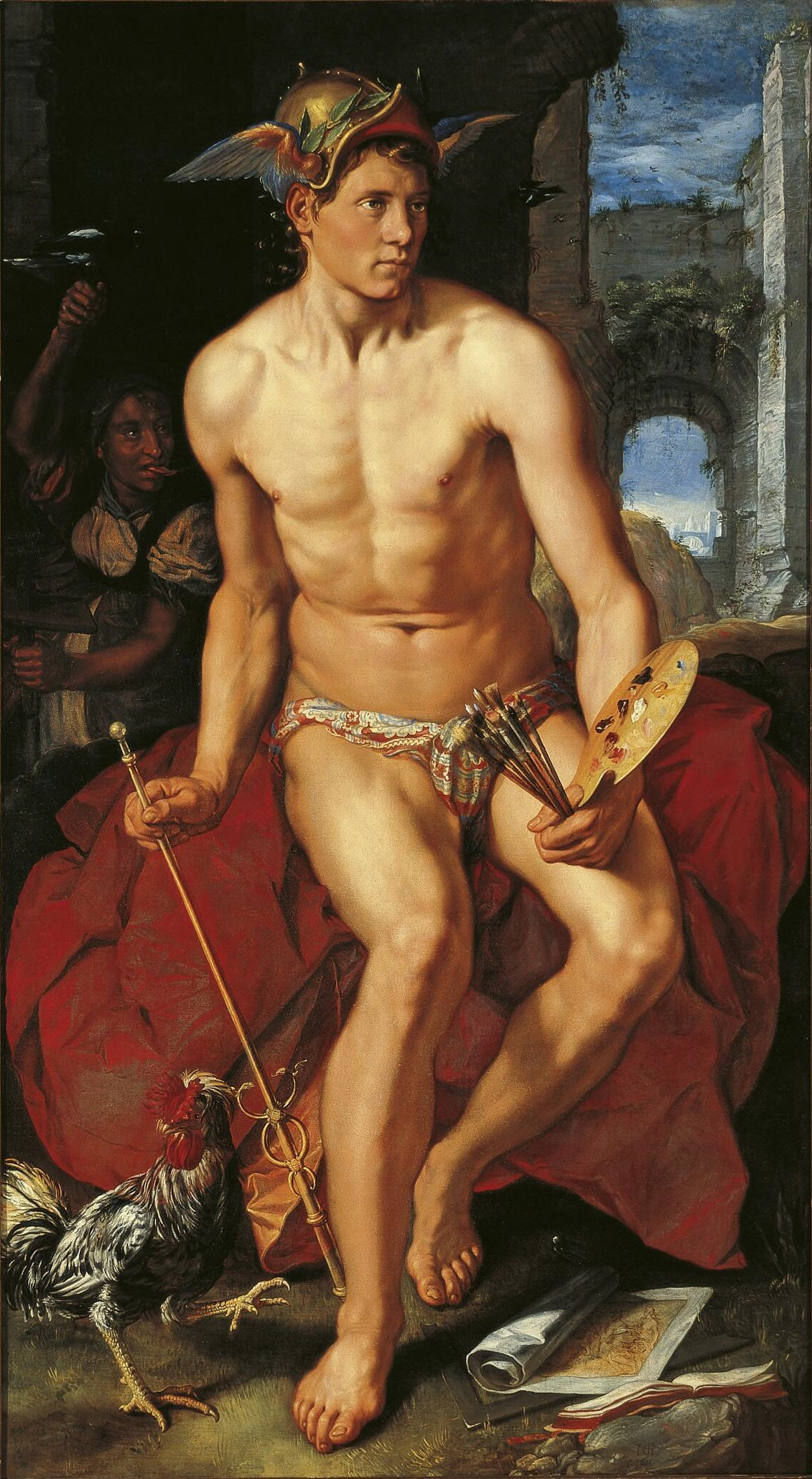
亨德里克·霍爾奇尼斯《墨丘利》，1611年，現藏於弗蘭斯·哈爾斯博物館
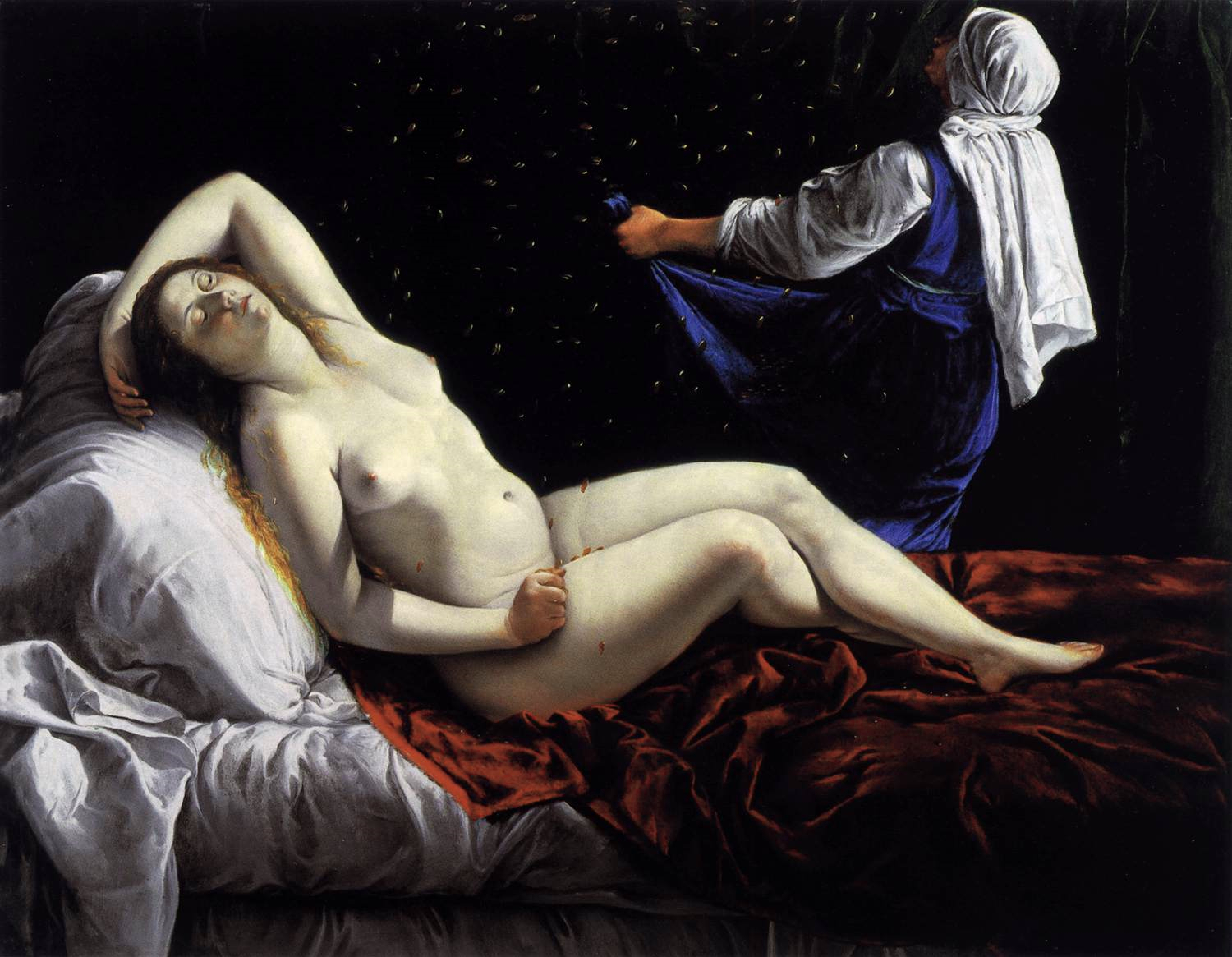
阿尔泰米西娅·真蒂莱斯基《達那厄》，約1612年，現藏於聖路易斯藝術博物館
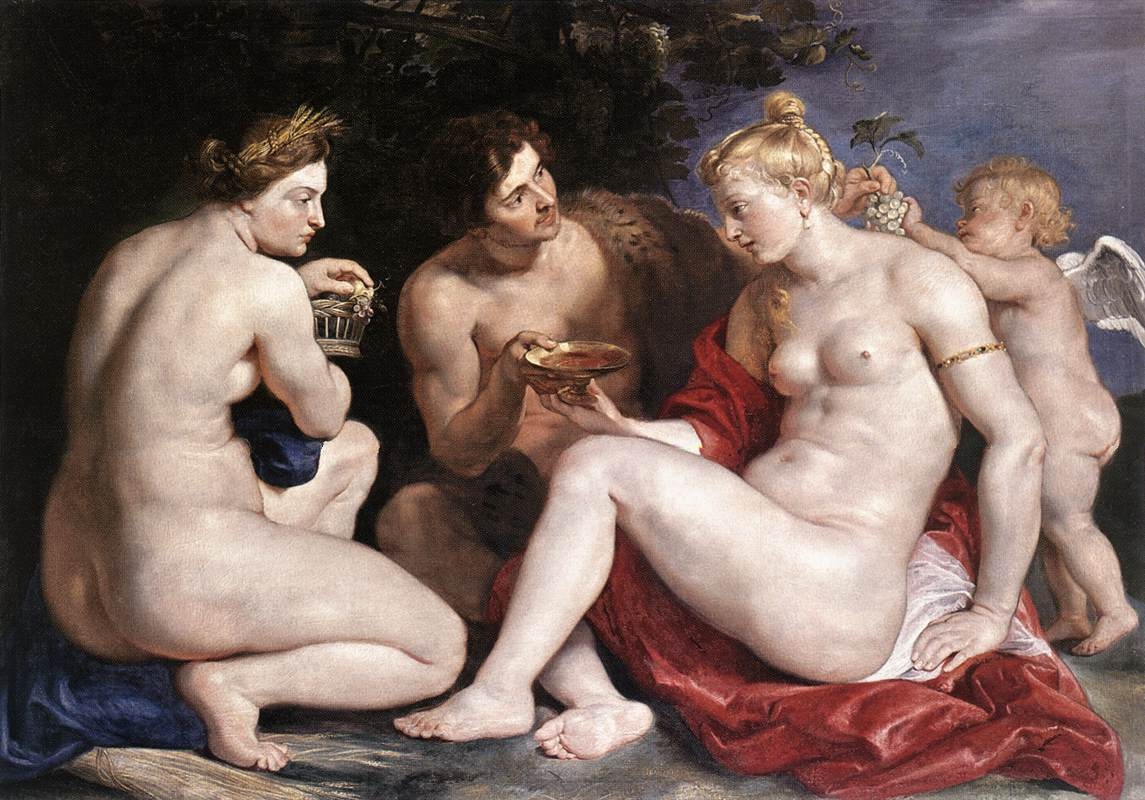
彼得·保羅·魯本斯《維納斯、邱比特、酒神與穀神》，1612至1613年
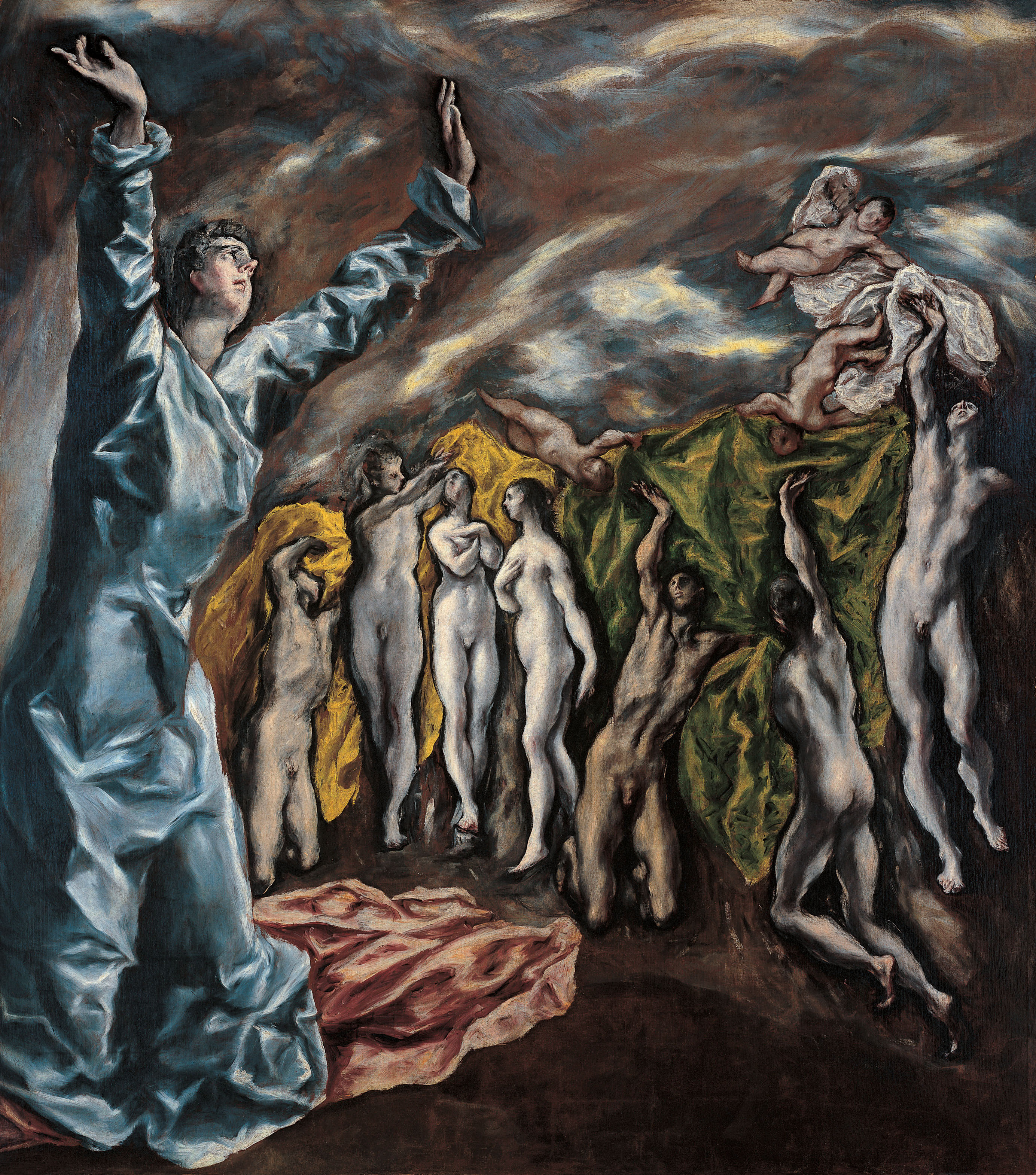
艾爾·葛雷柯《揭開第五印》，1608至1614年，現藏於大都會藝術博物館
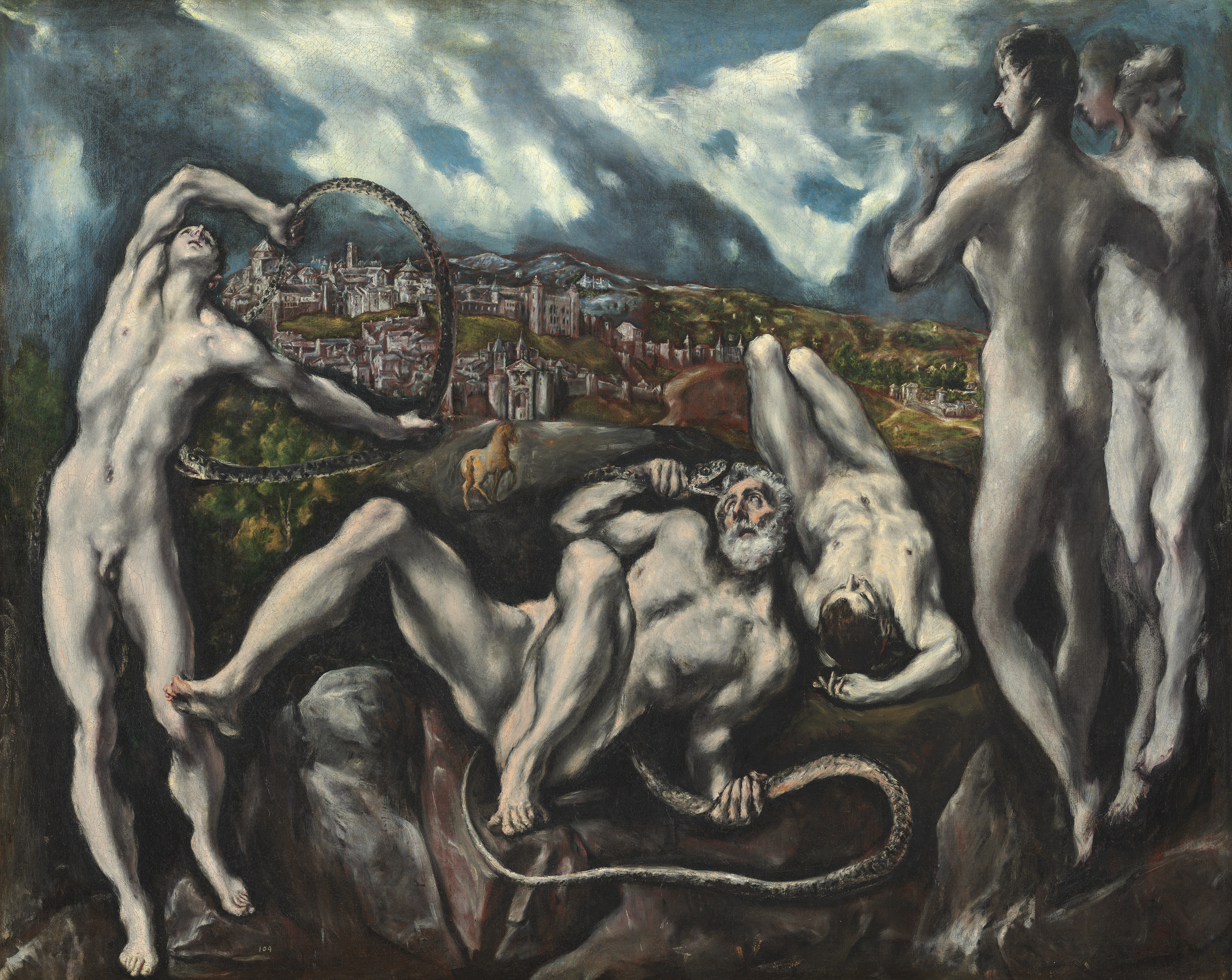
艾爾·葛雷柯《拉奥孔》，1610至1614年，現藏於華盛頓國家藝廊
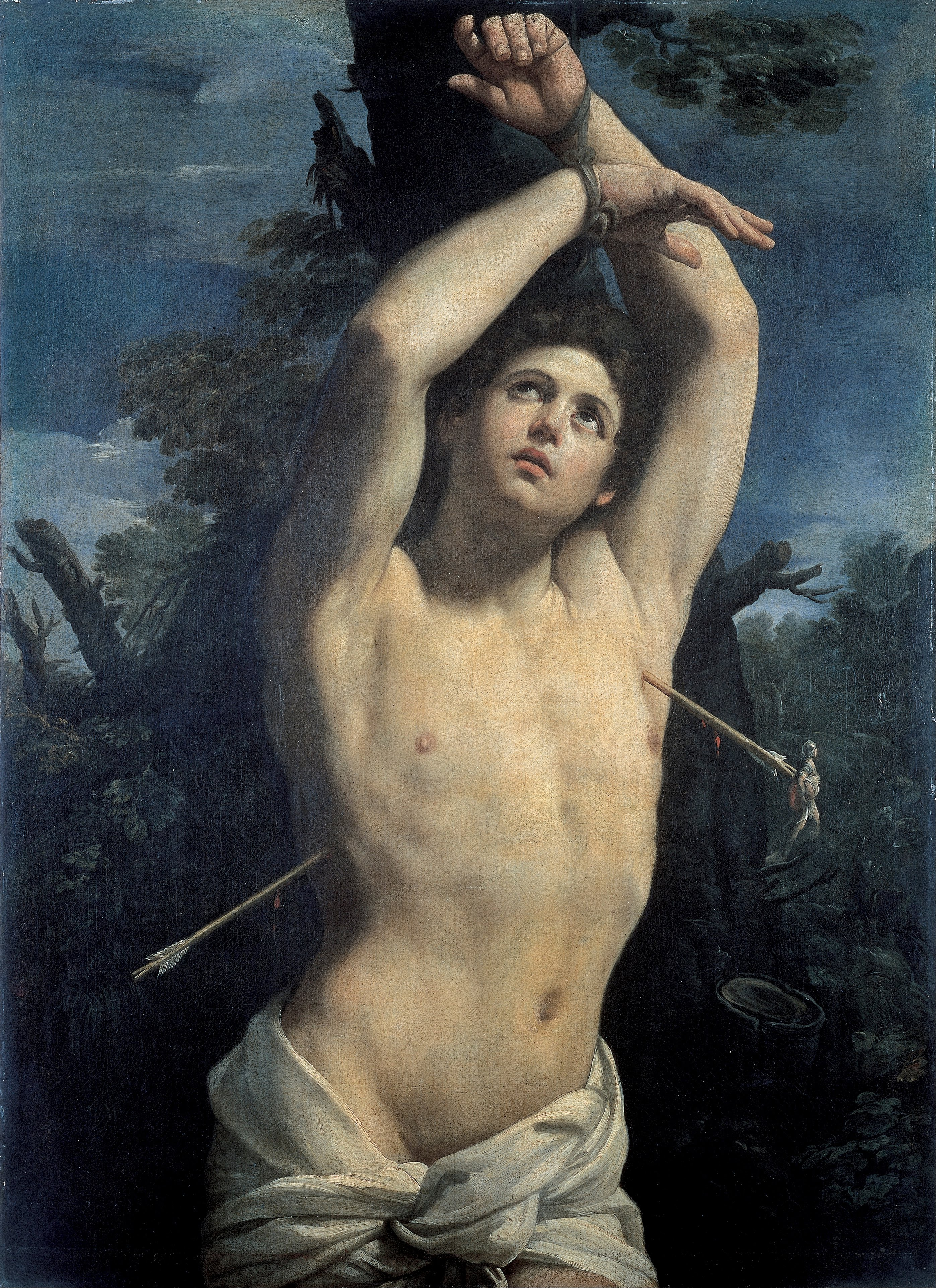
圭多·雷尼《聖巴斯弟盎》，約1615年，現藏於新街博物館
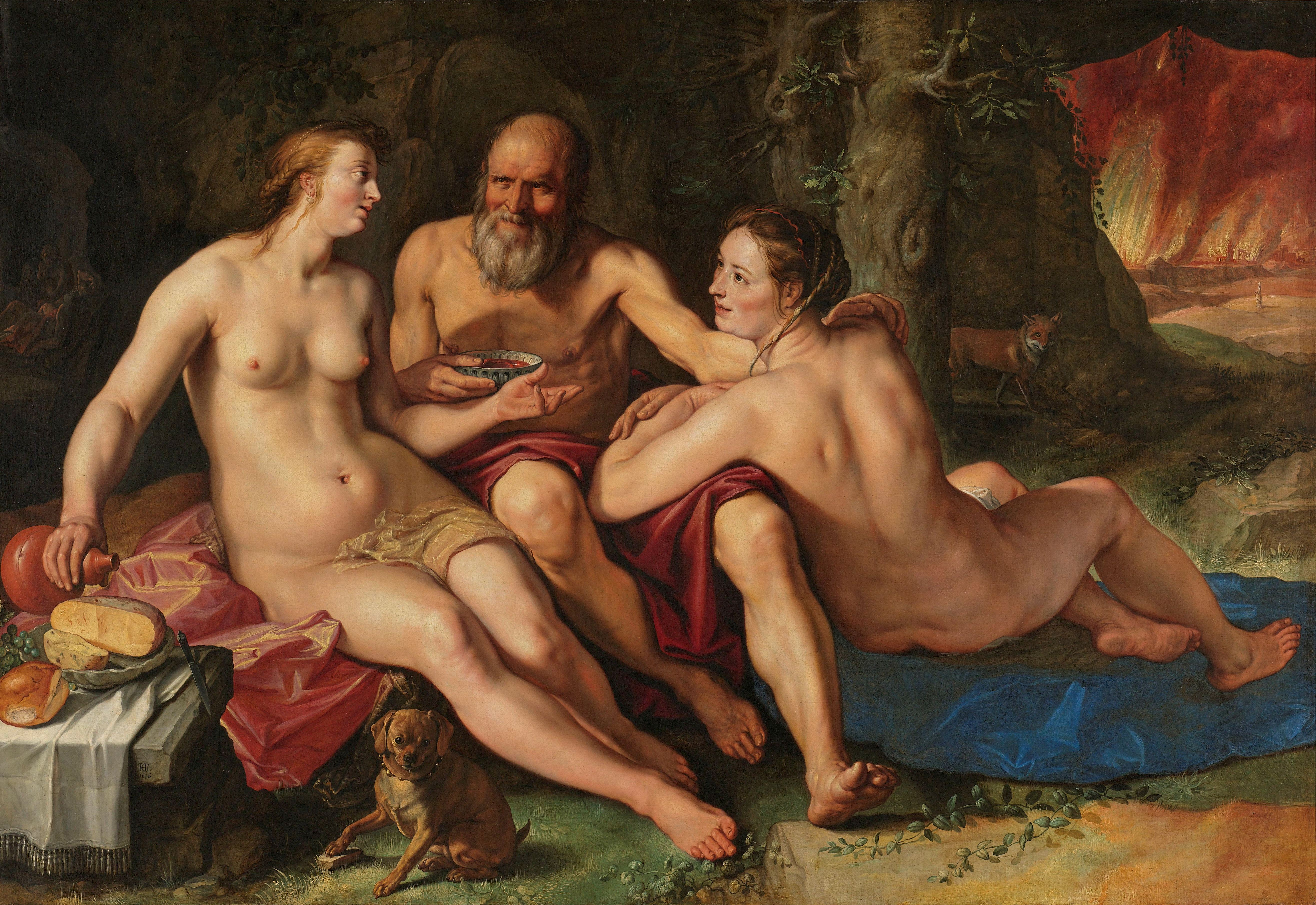
亨德里克·霍爾奇尼斯《羅得和他的女兒們》，1616年，現藏於阿姆斯特丹國家博物館
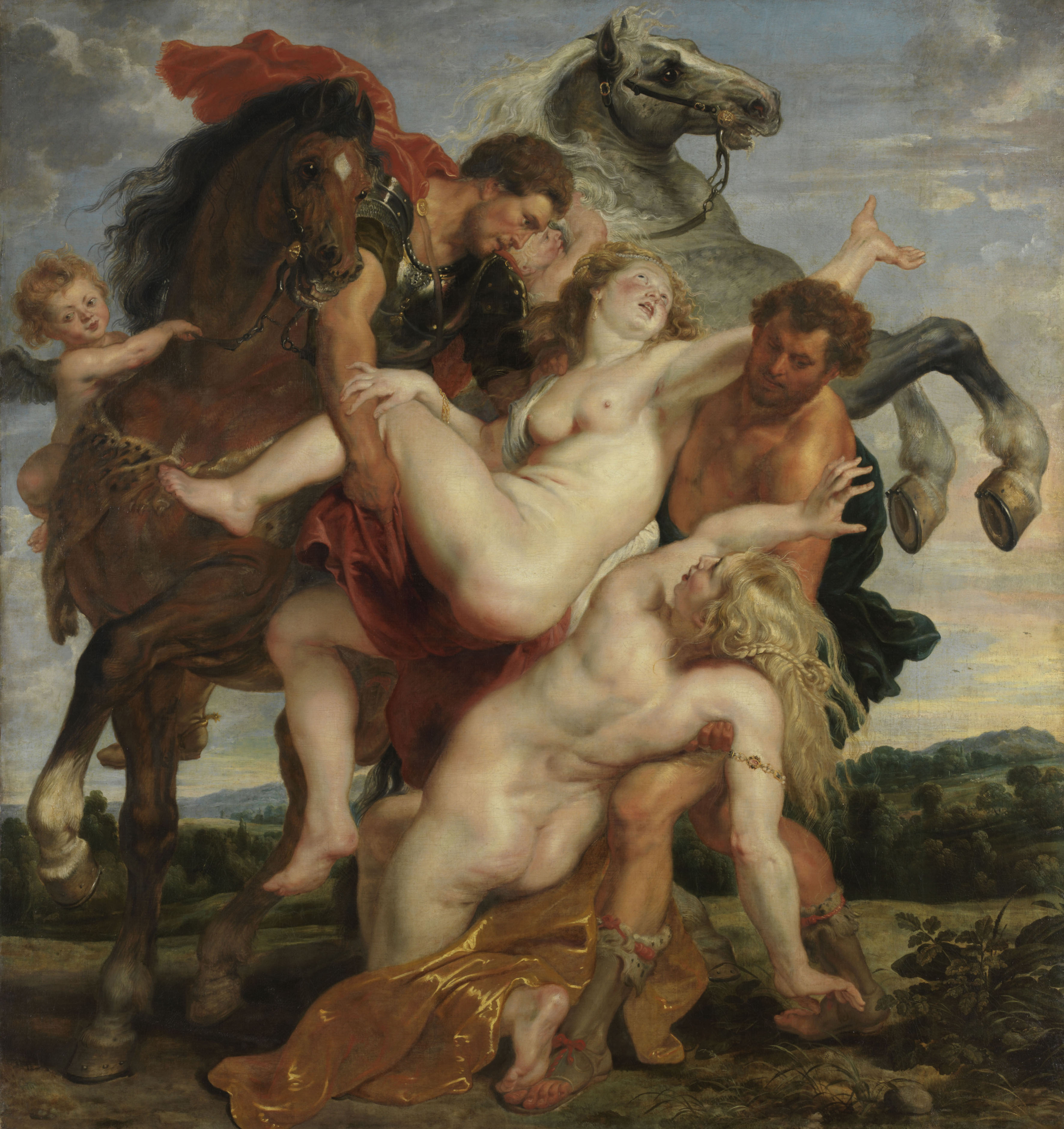
彼得·保羅·魯本斯《劫掠留基伯的女兒》，約1618年，現藏於老繪畫陳列館
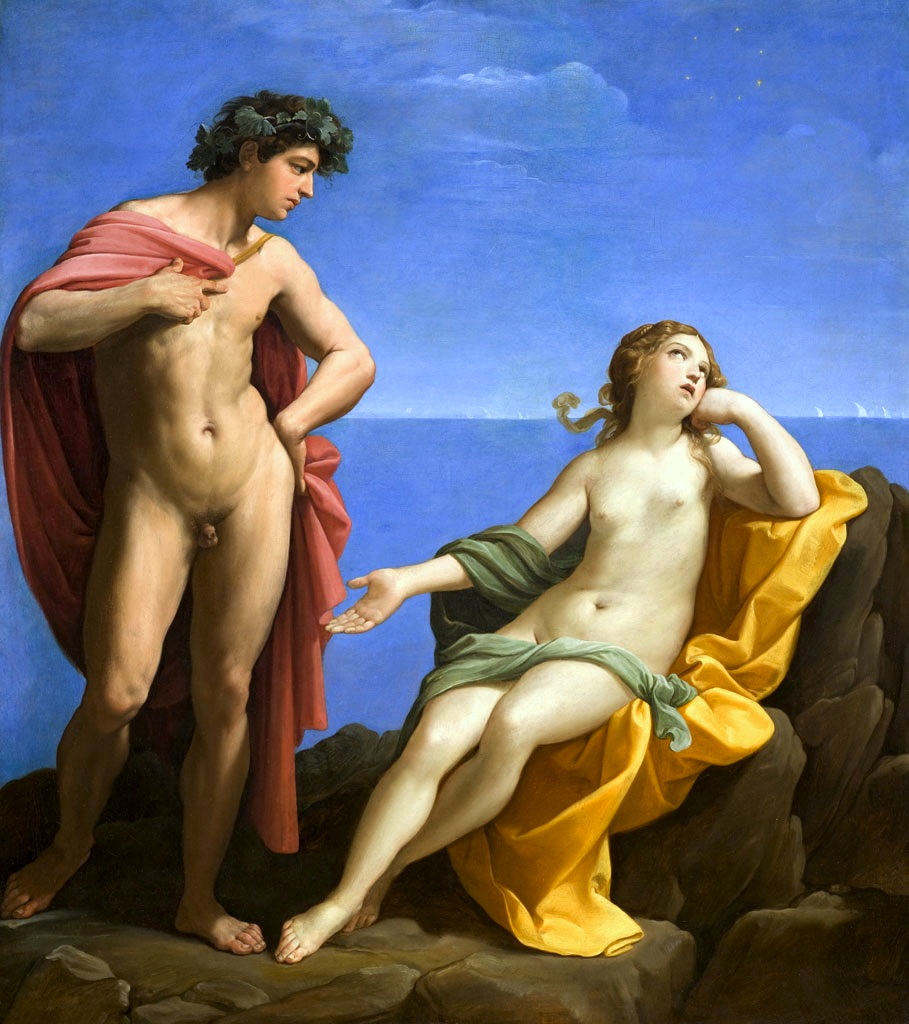
圭多·雷尼《酒神巴克科斯與阿里阿德涅》，1619至1620年，現藏於洛杉磯縣美術館
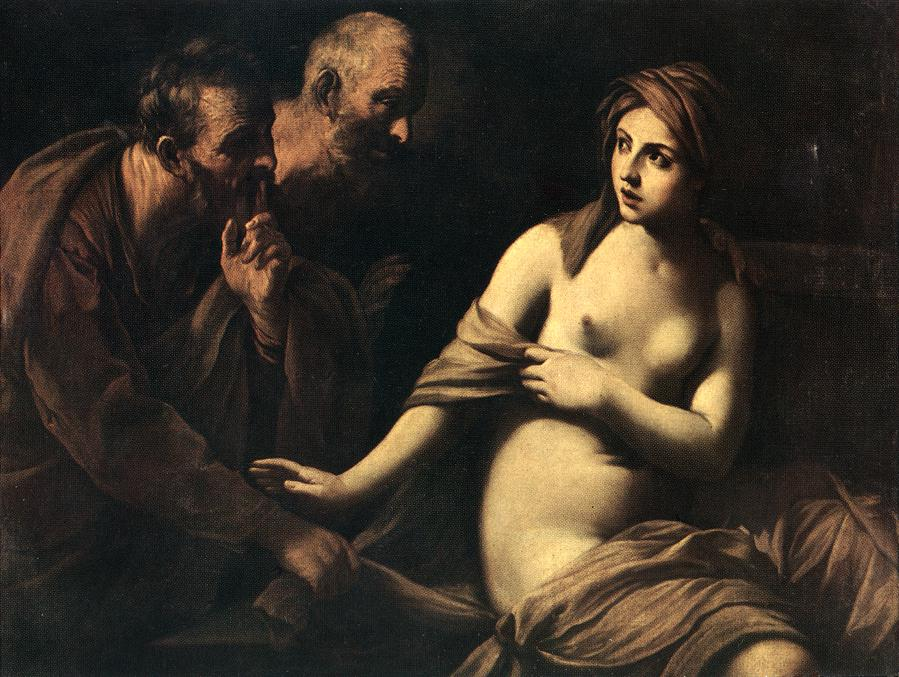
圭多·雷尼（原作）《蘇珊娜與長者》，約1620至1625年
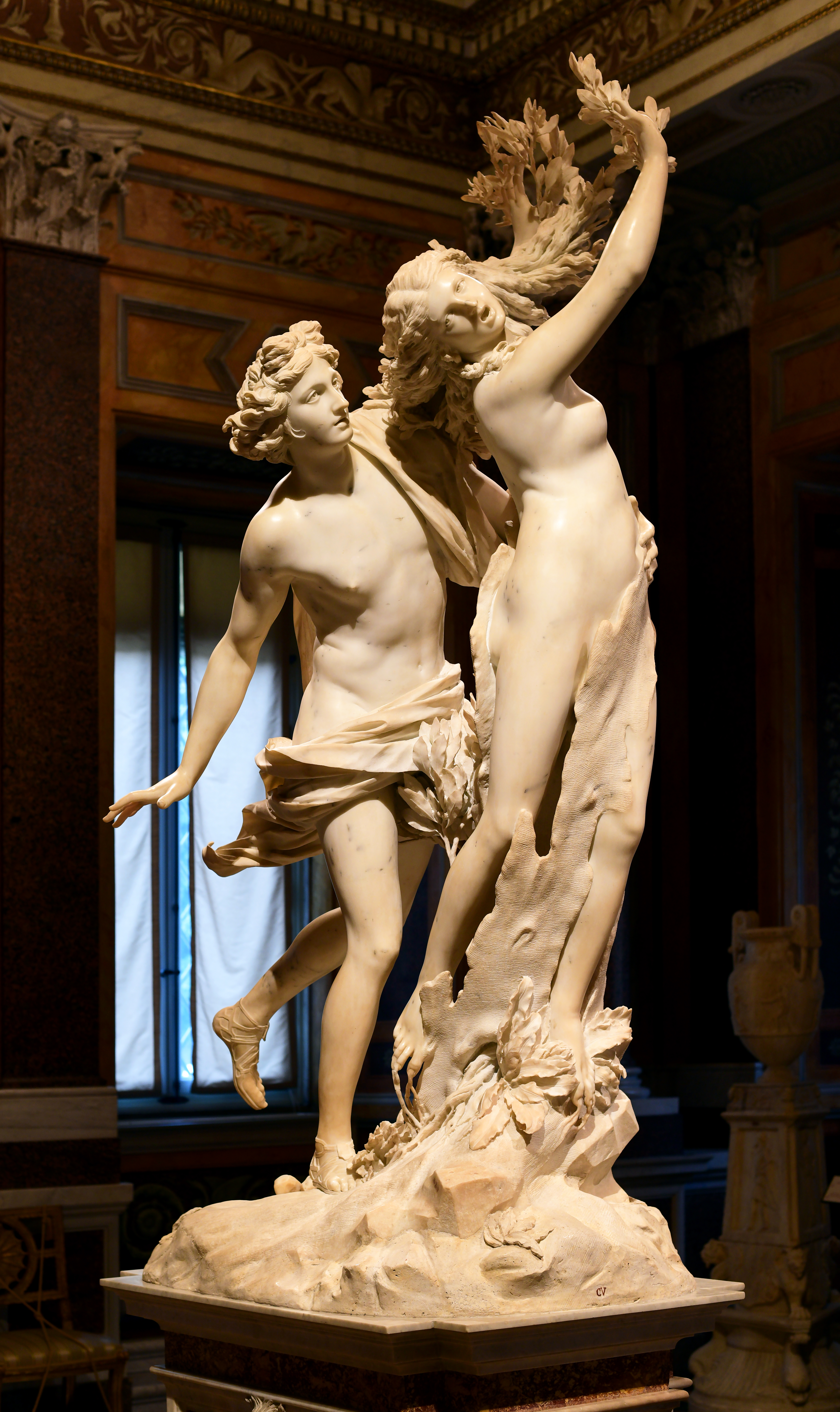
吉安·洛倫佐·貝尼尼《阿波羅與黛芙妮》，1622至1625年，現藏於博爾蓋塞美術館
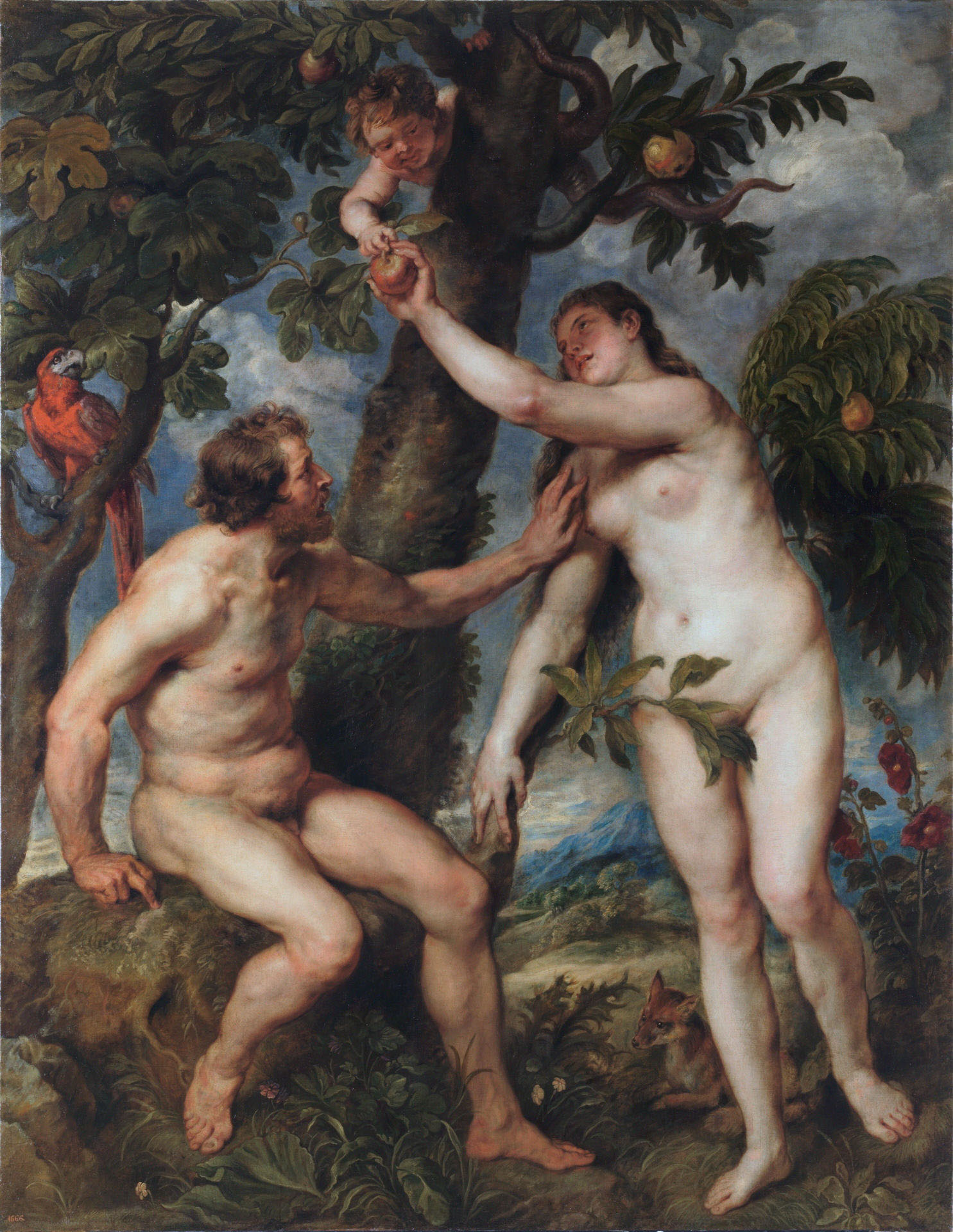
彼得·保羅·魯本斯《人類的墮落》（仿提香），1628至1629年，現藏於普拉多博物館
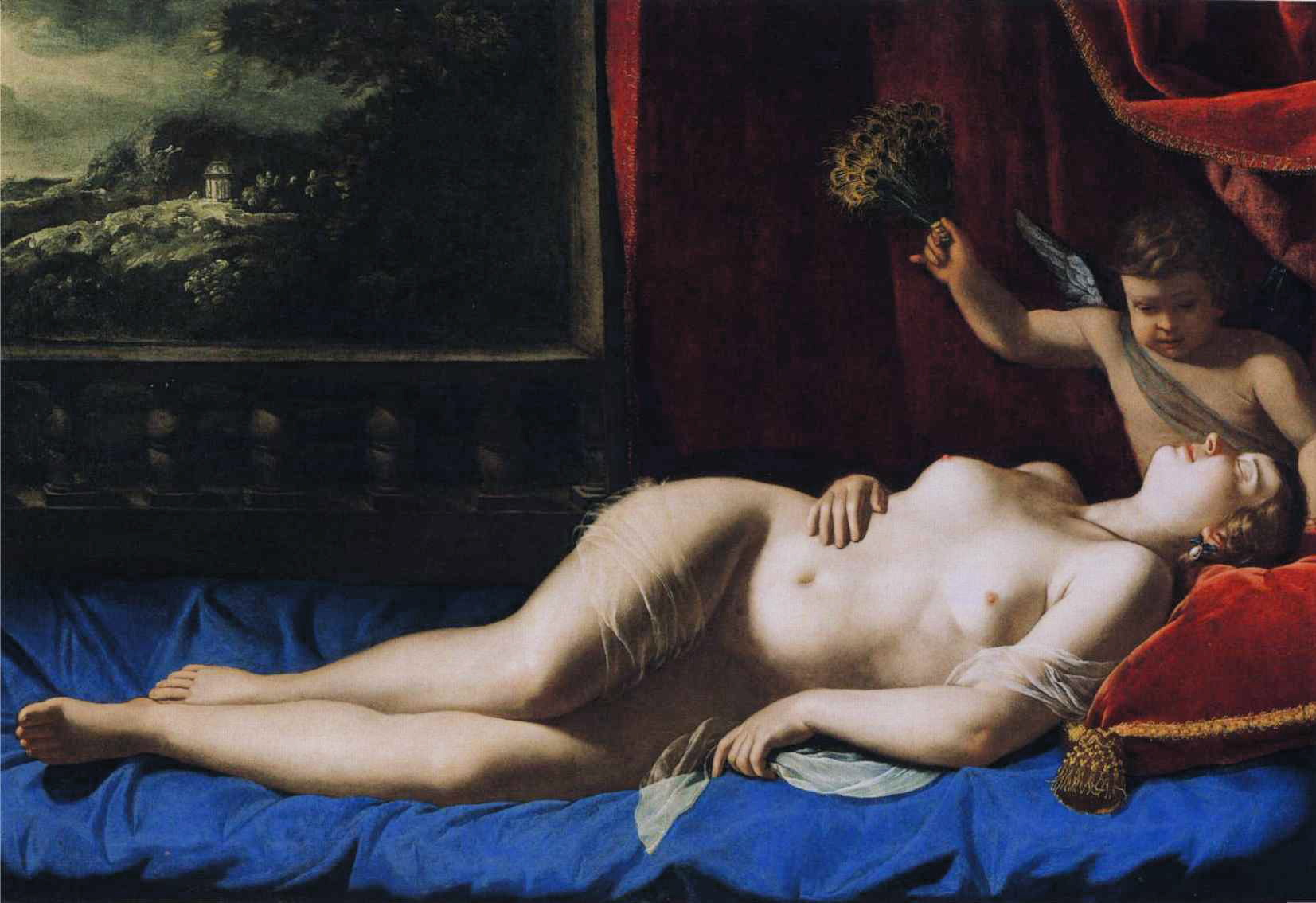
阿尔泰米西娅·真蒂莱斯基《沉睡的維納斯》，1625至1630年，現藏於維吉尼亞美術館
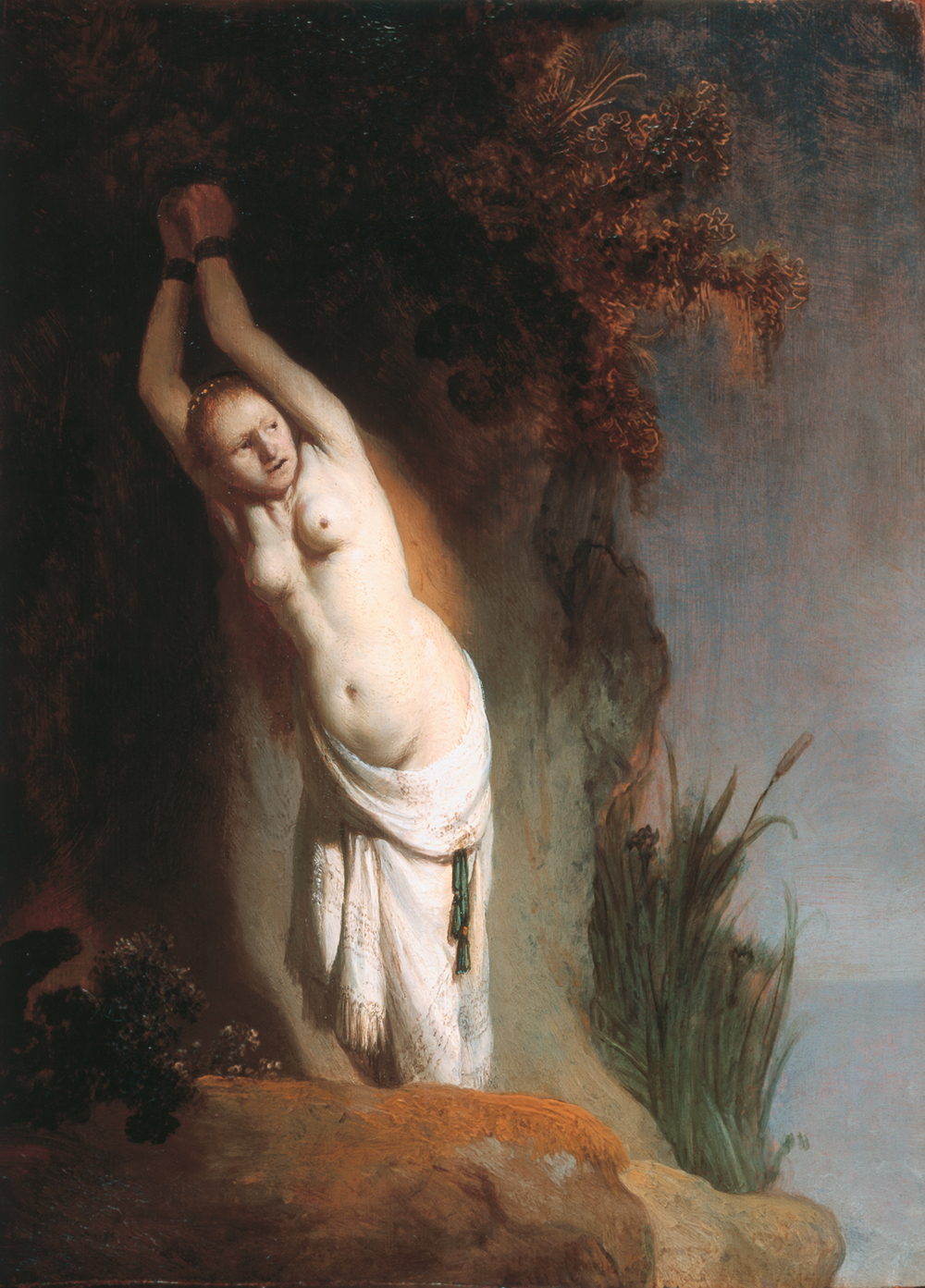
林布蘭《安朵美達》，約1630年，現藏於莫瑞泰斯皇家美術館
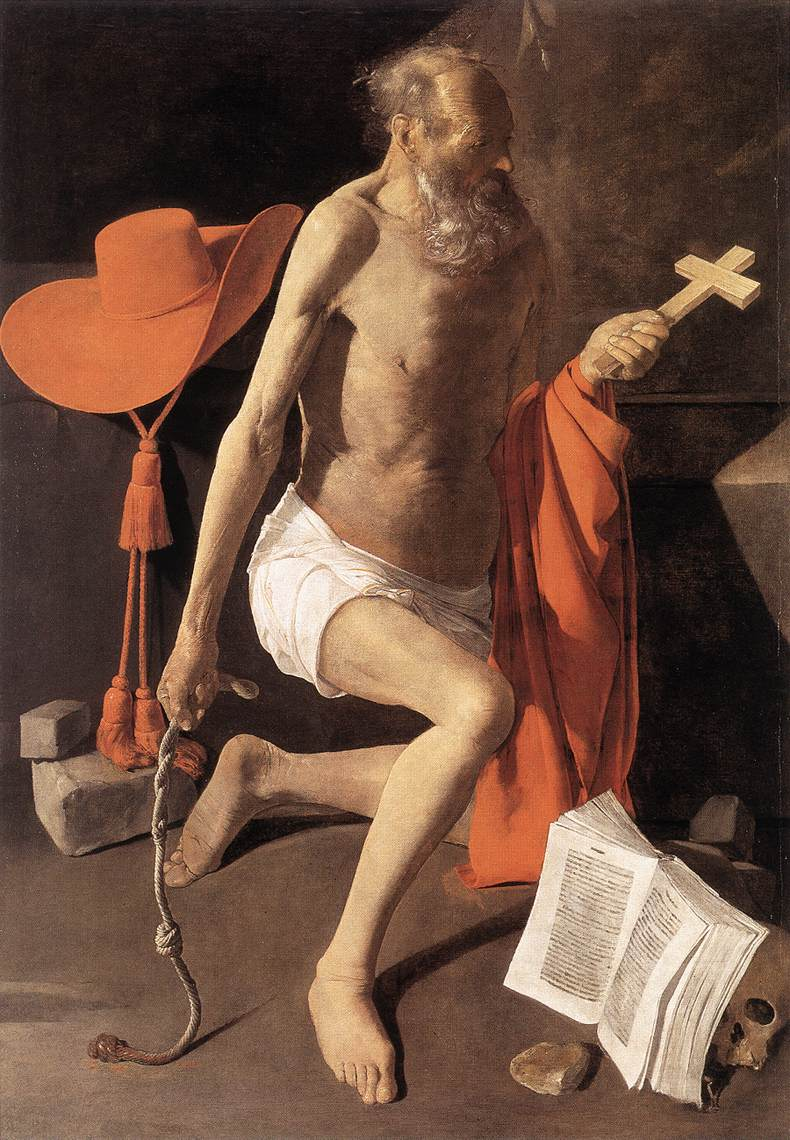
喬治·德·拉·圖爾《懺悔的聖傑羅姆》，約1630至1632年，現藏於瑞典國立博物館
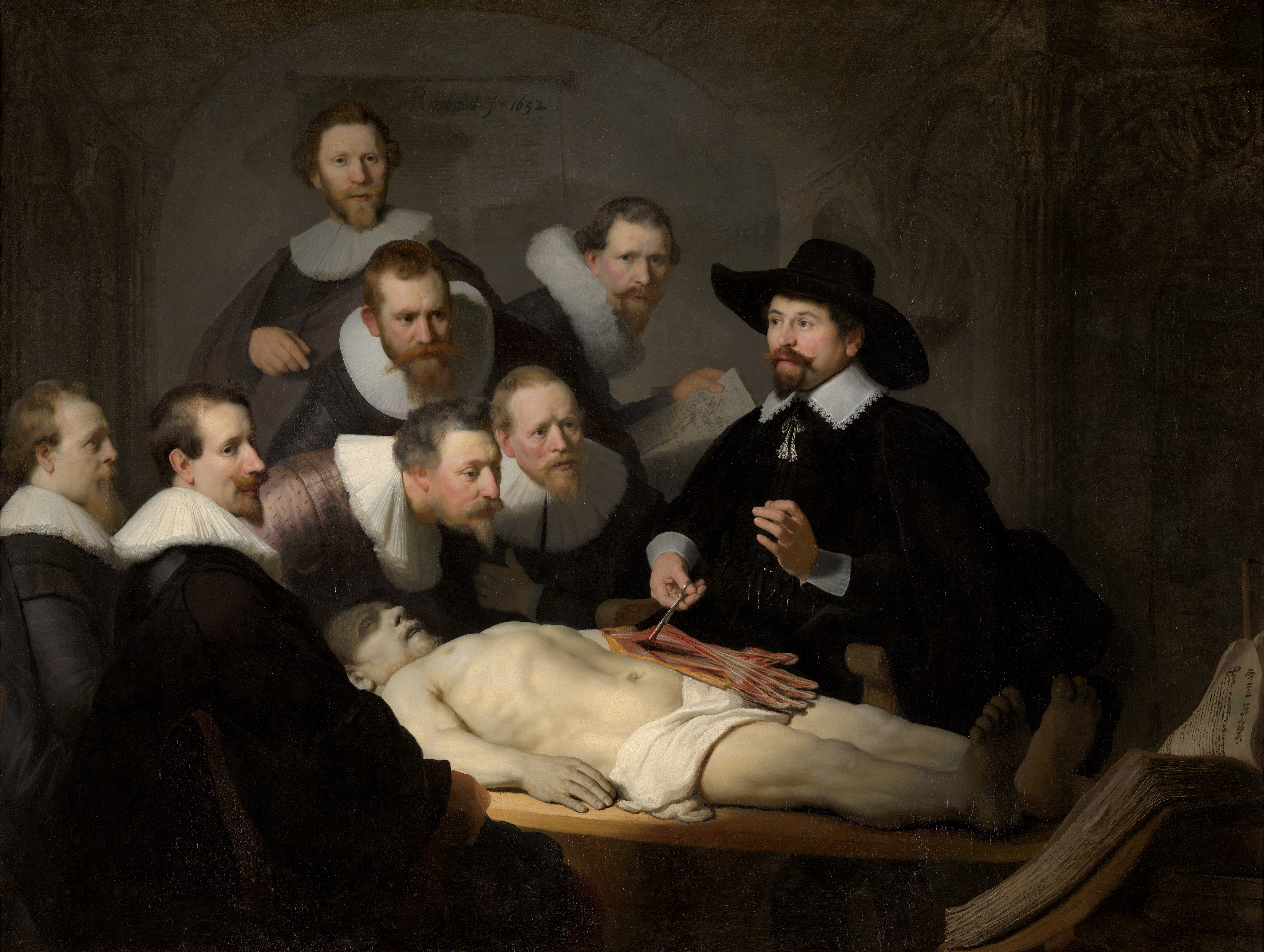
林布蘭《尼古拉斯·杜爾博士的解剖學課》，1632年，現藏於莫瑞泰斯皇家美術館
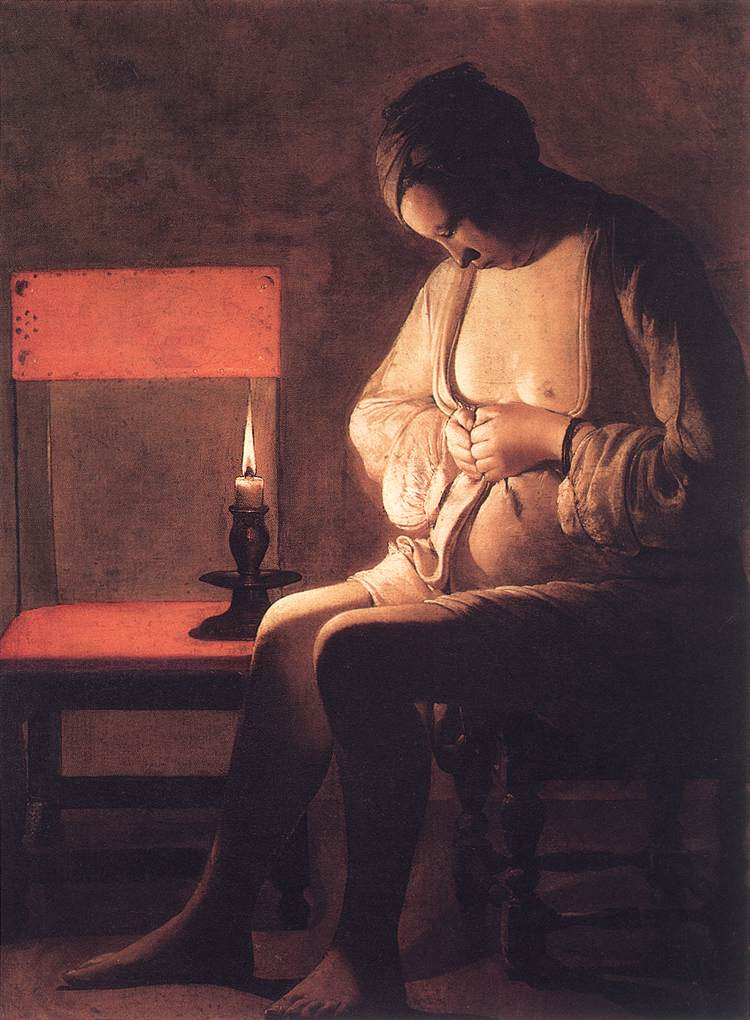
喬治·德·拉·圖爾《捉跳蚤的女人》，1630年代
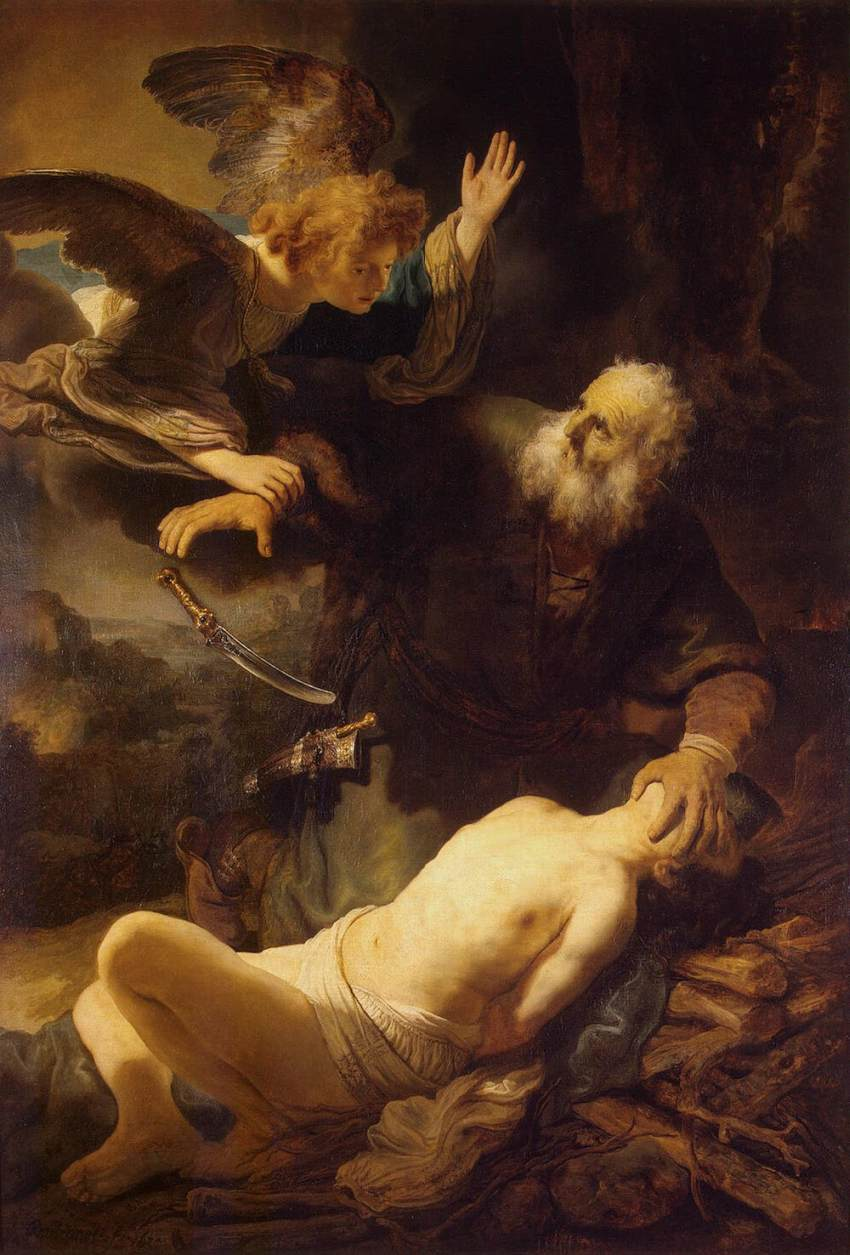
林布蘭《以撒的犧牲》，1635年，現藏於埃爾米塔日博物館
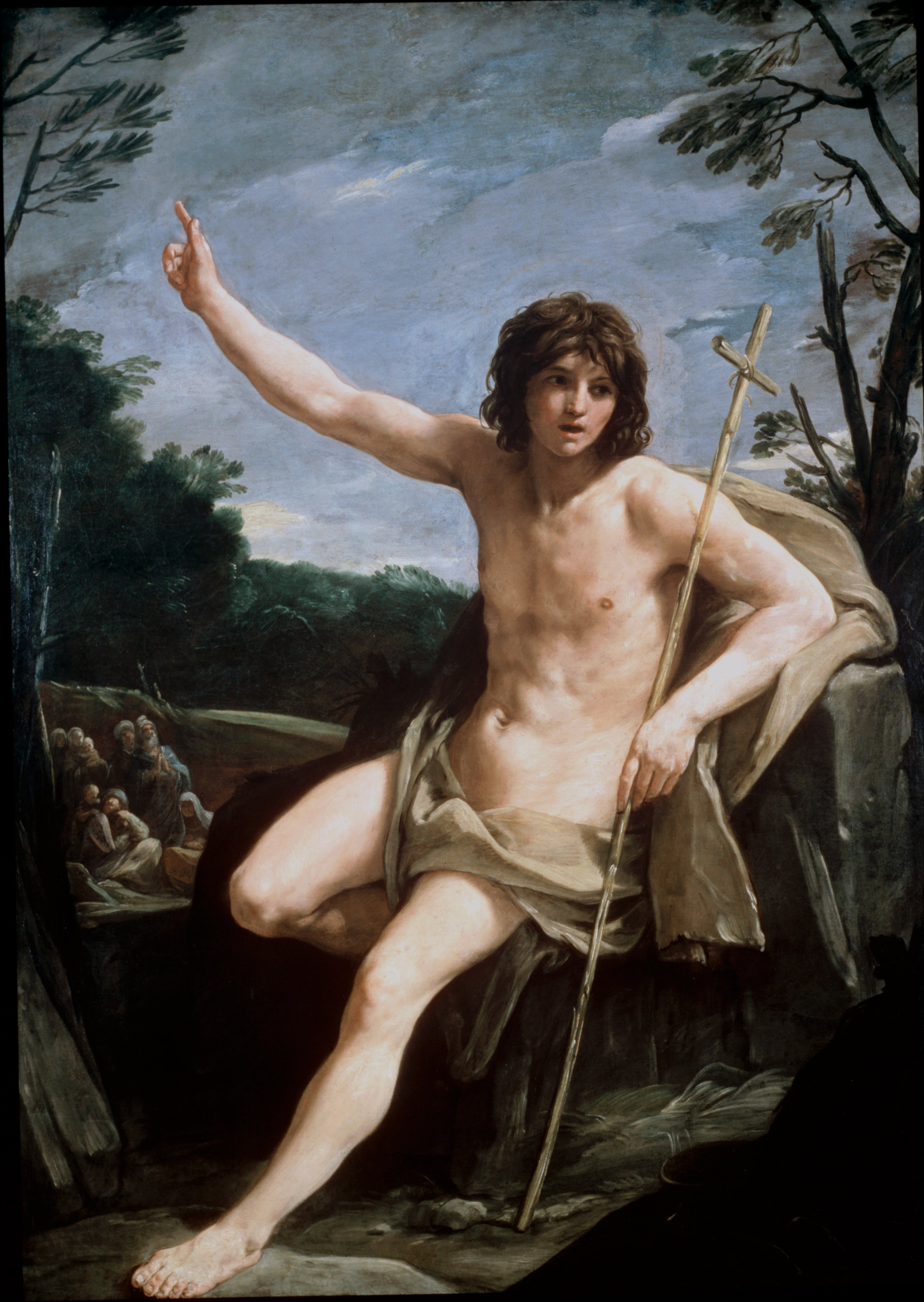
圭多·雷尼《曠野中的施洗者約翰》，約1636至1637年，現藏於杜爾維治美術館
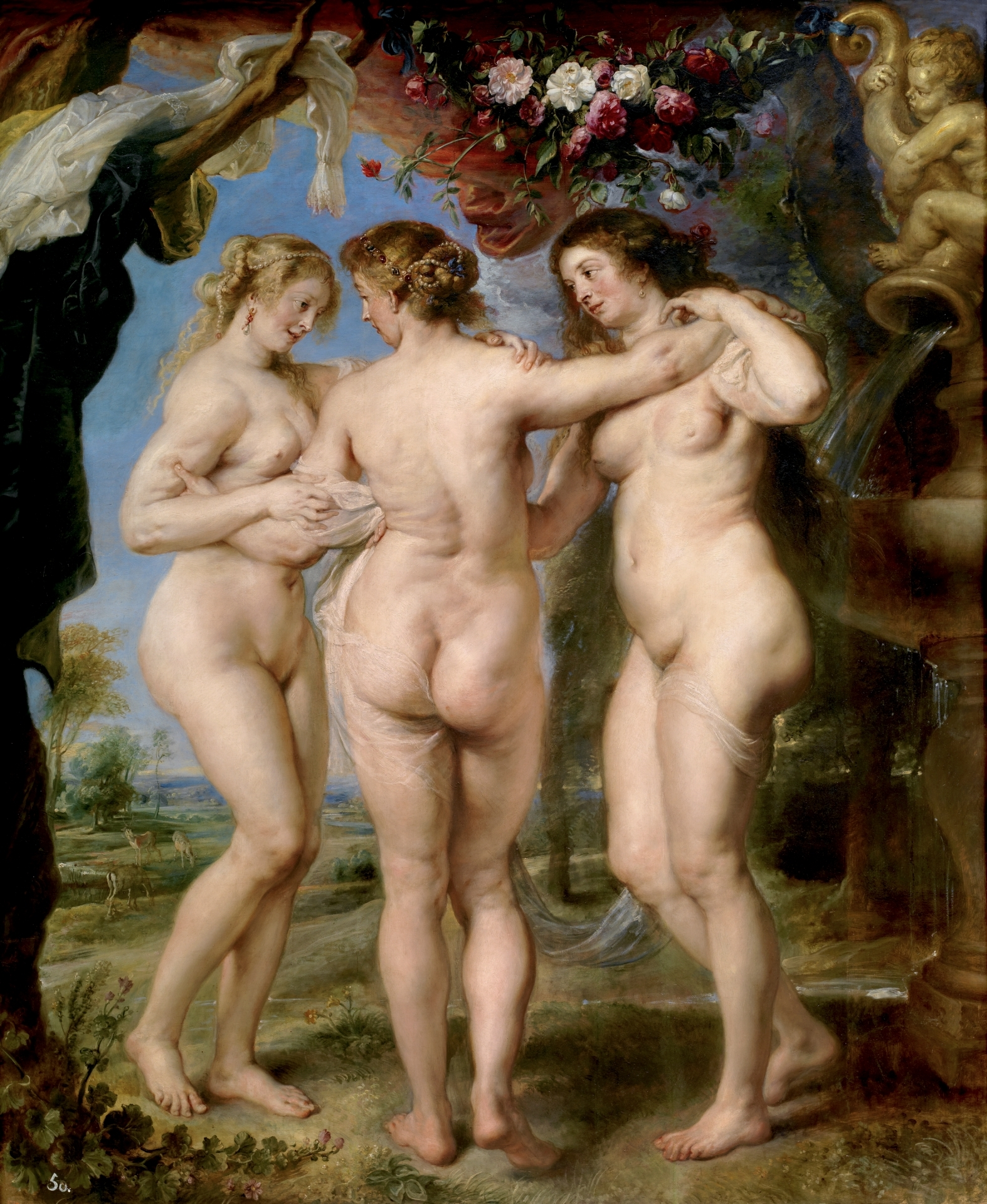
彼得·保羅·魯本斯《美惠三女神》，1636至1639年，現藏於普拉多博物館
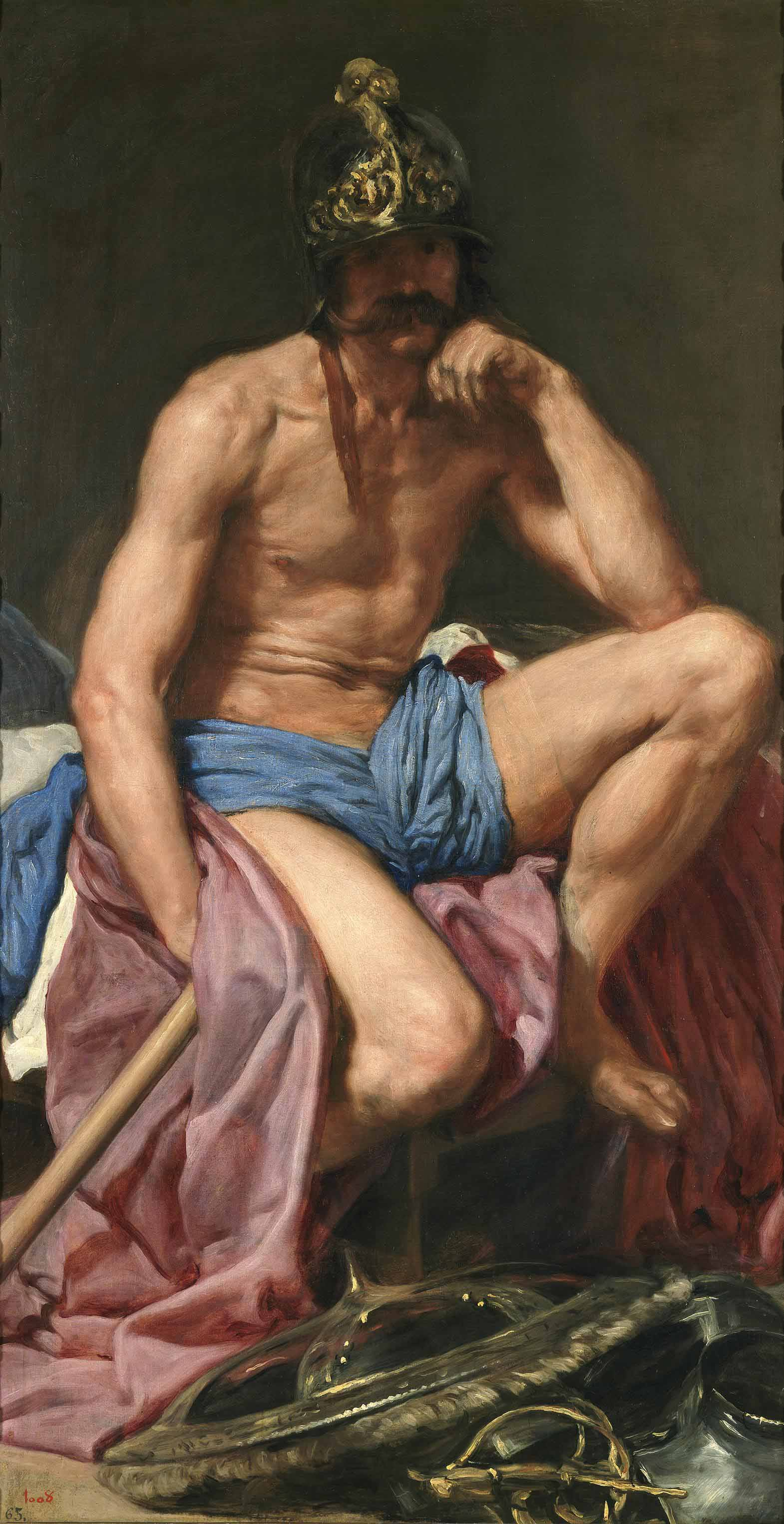
委拉斯開茲《休憩的戰神瑪爾斯》，約1640年，現藏於普拉多博物館
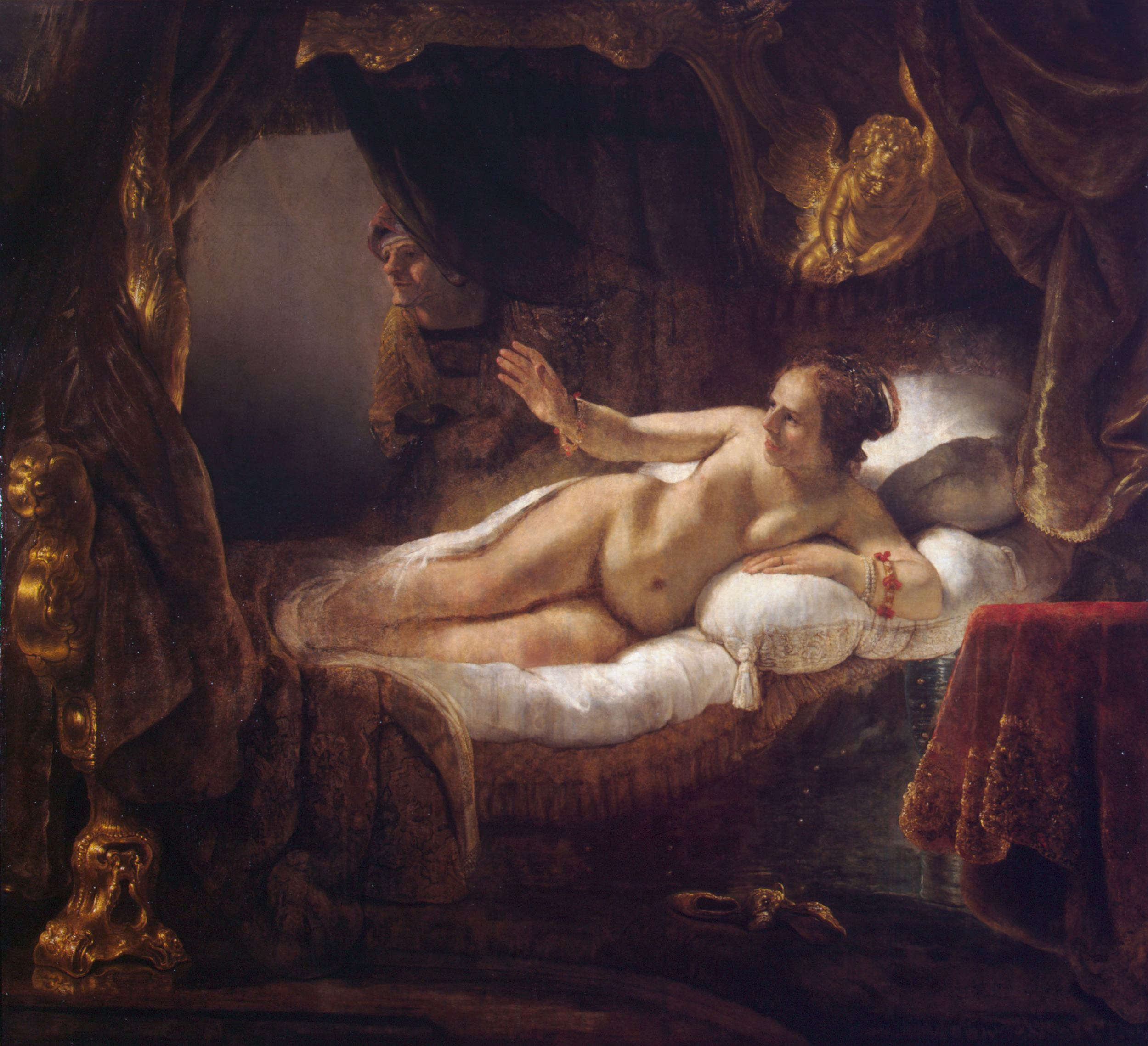
林布蘭《達那厄》，1636至1643年，現藏於埃爾米塔日博物館
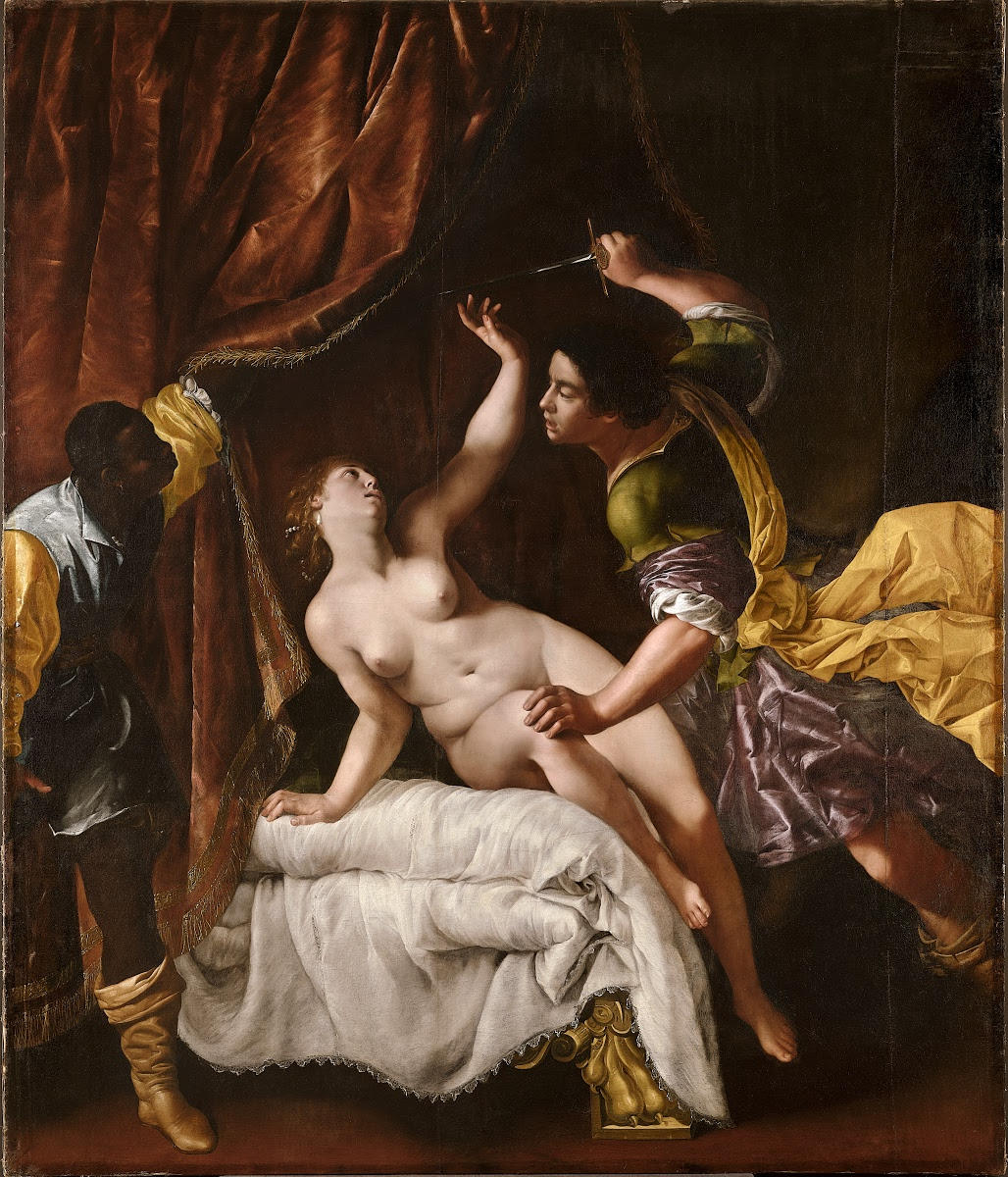
阿尔泰米西娅·真蒂莱斯基《盧克麗霞受辱》，約1645至1650年，現藏於新宮 (波茨坦)
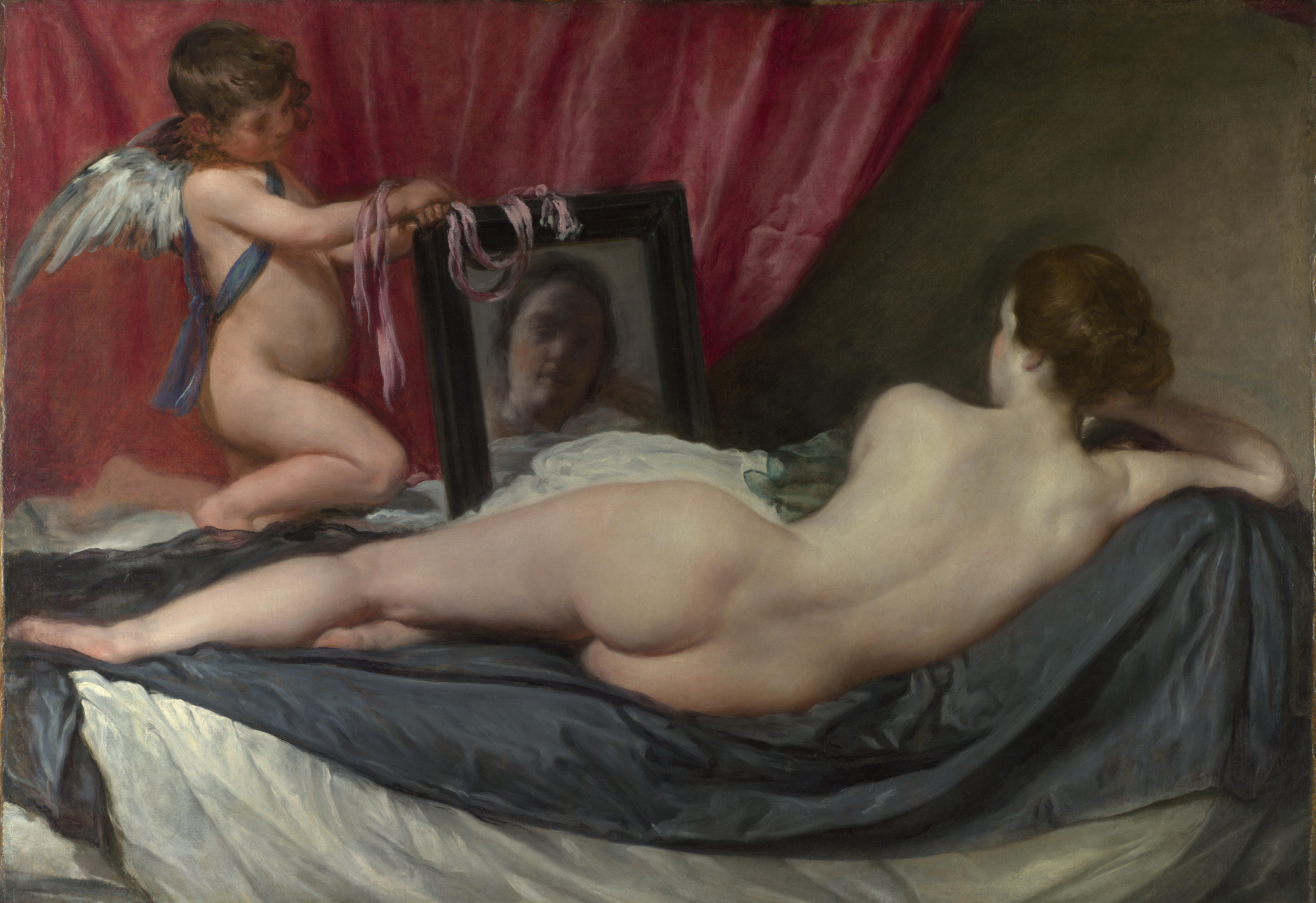
委拉斯開茲《鏡前的維納斯》，約1647至1651年，現藏於國家美術館
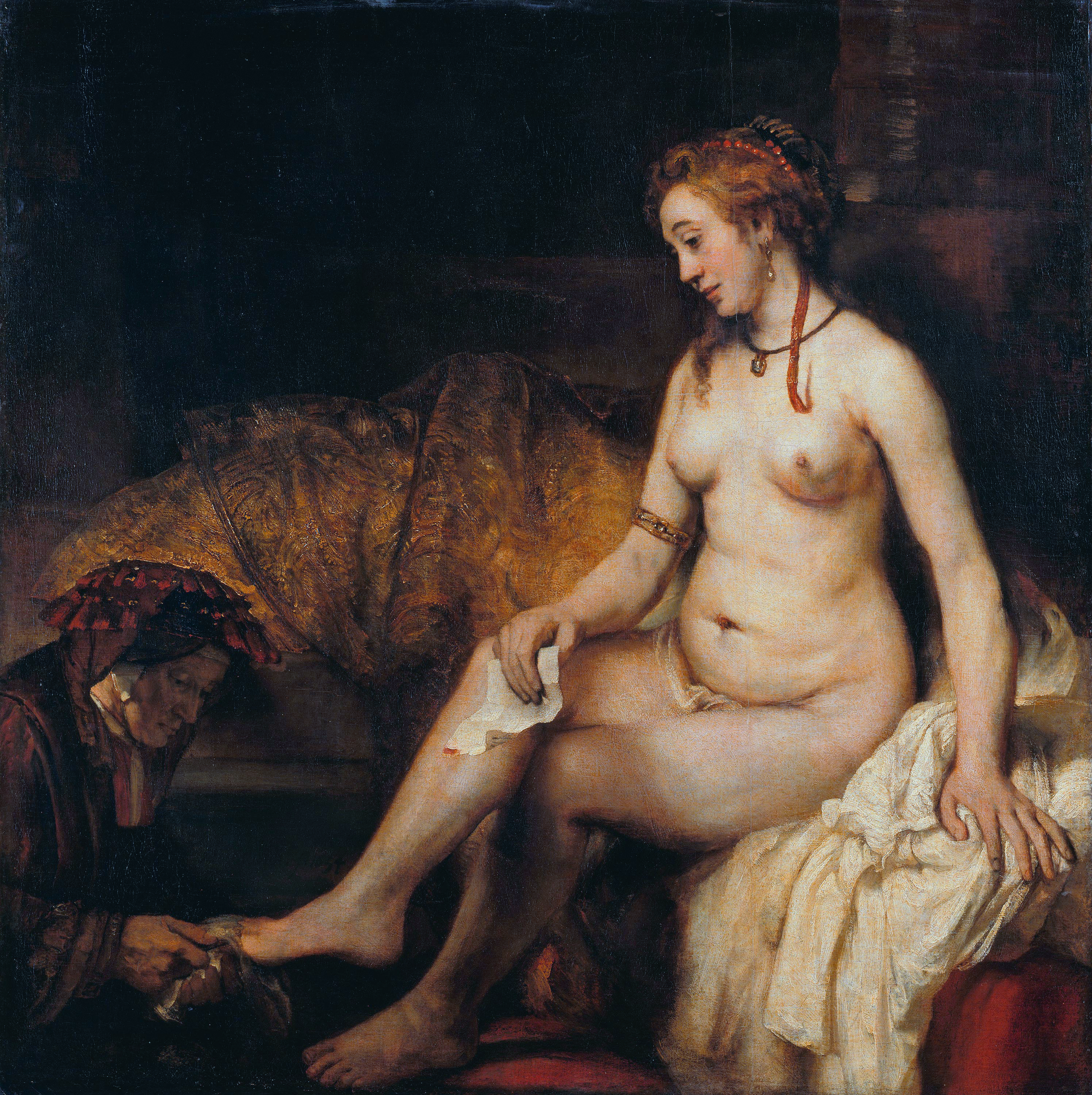
林布蘭《沐浴的拔示巴》，1654年，現藏於羅浮宮
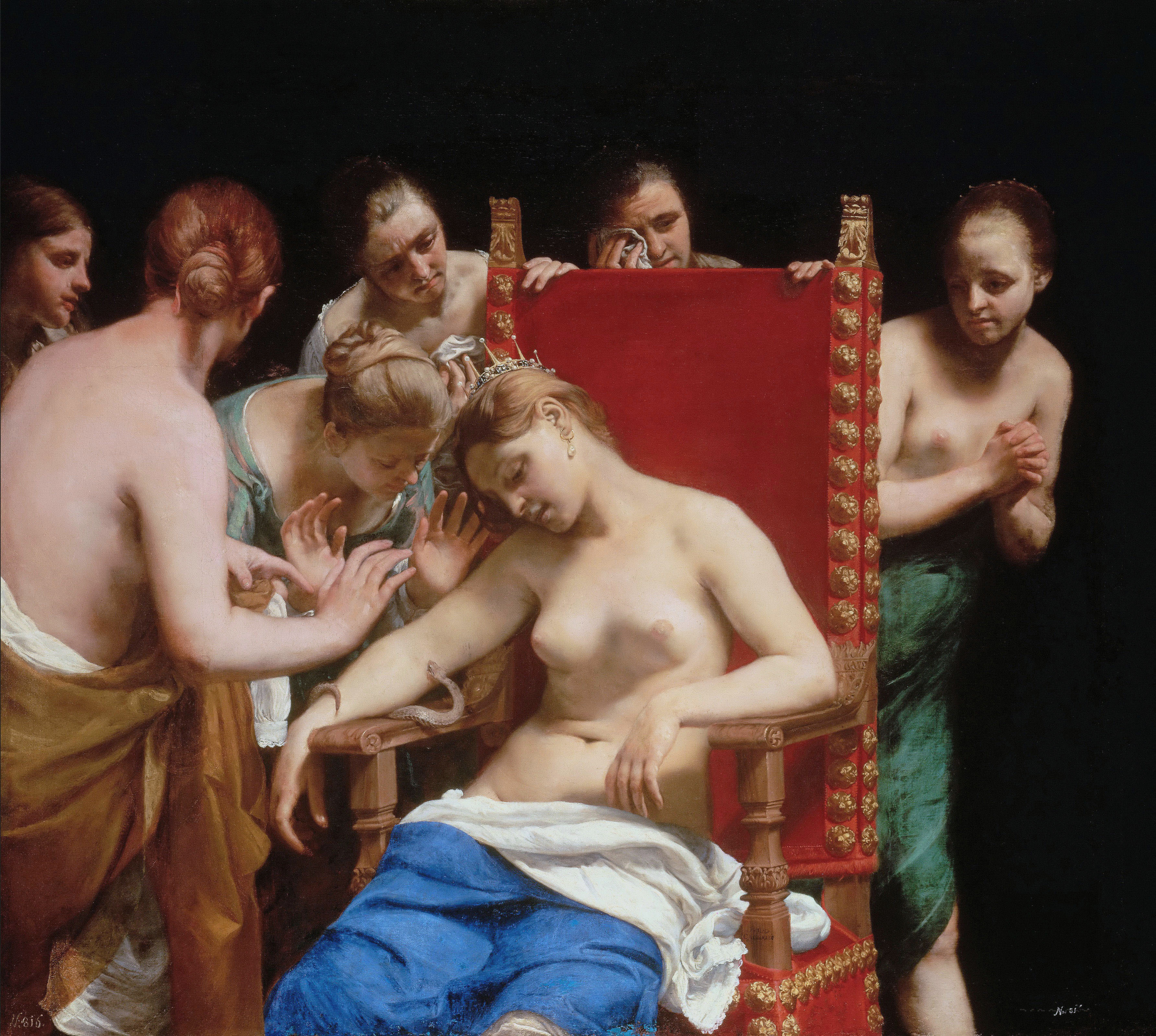
圭多·卡納契（英语：Guido Cagnacci）《克麗奧佩脫拉之死》，約在1658到1662之間，現藏於藝術史博物館
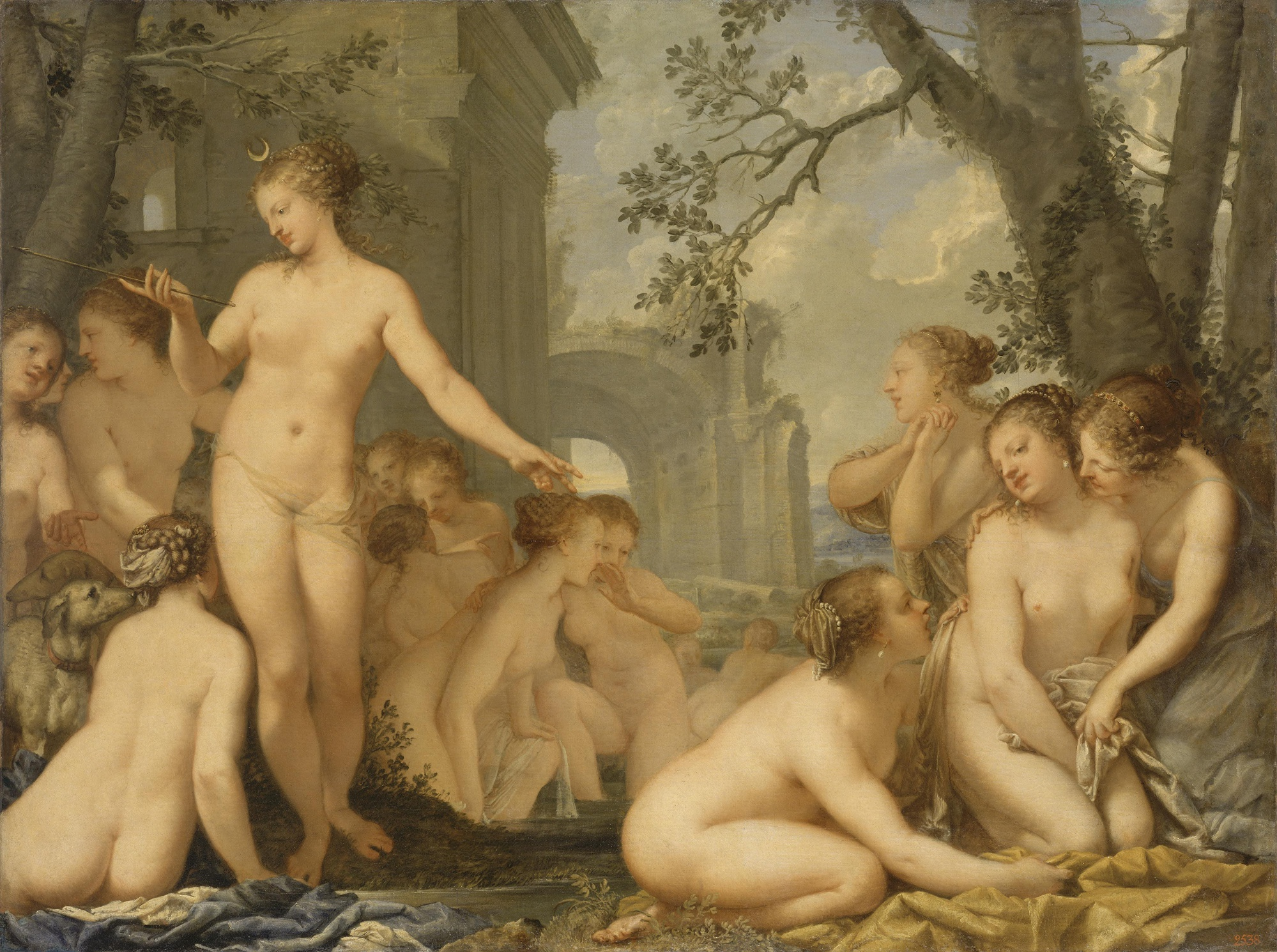
彼得羅·利卑里（英语：Pietro Liberi）《黛安娜與卡利斯托》，1670年，現藏於埃爾米塔日博物館
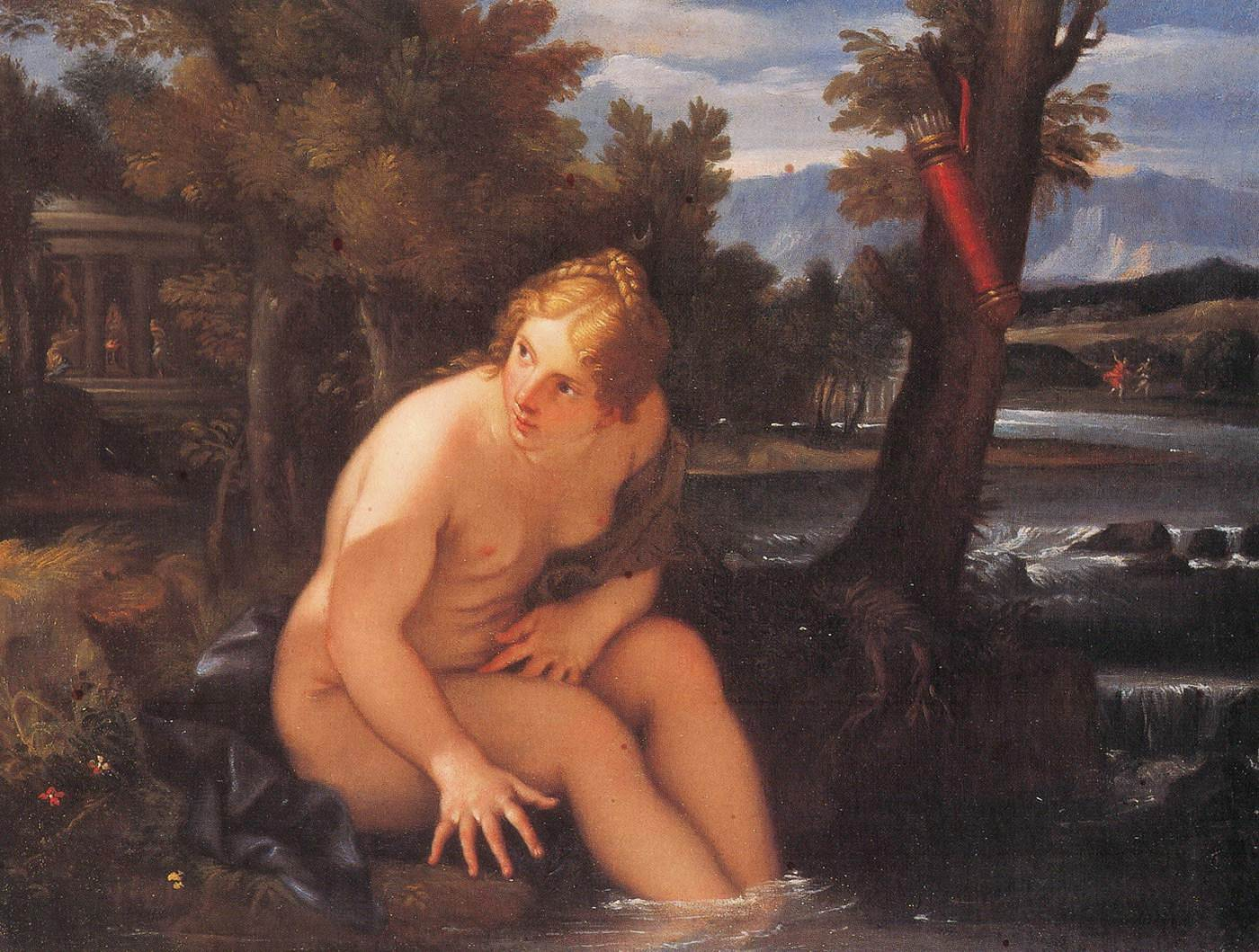
卡洛·馬拉塔（英语：Carlo Maratta）《沐浴的黛安娜》，1684年
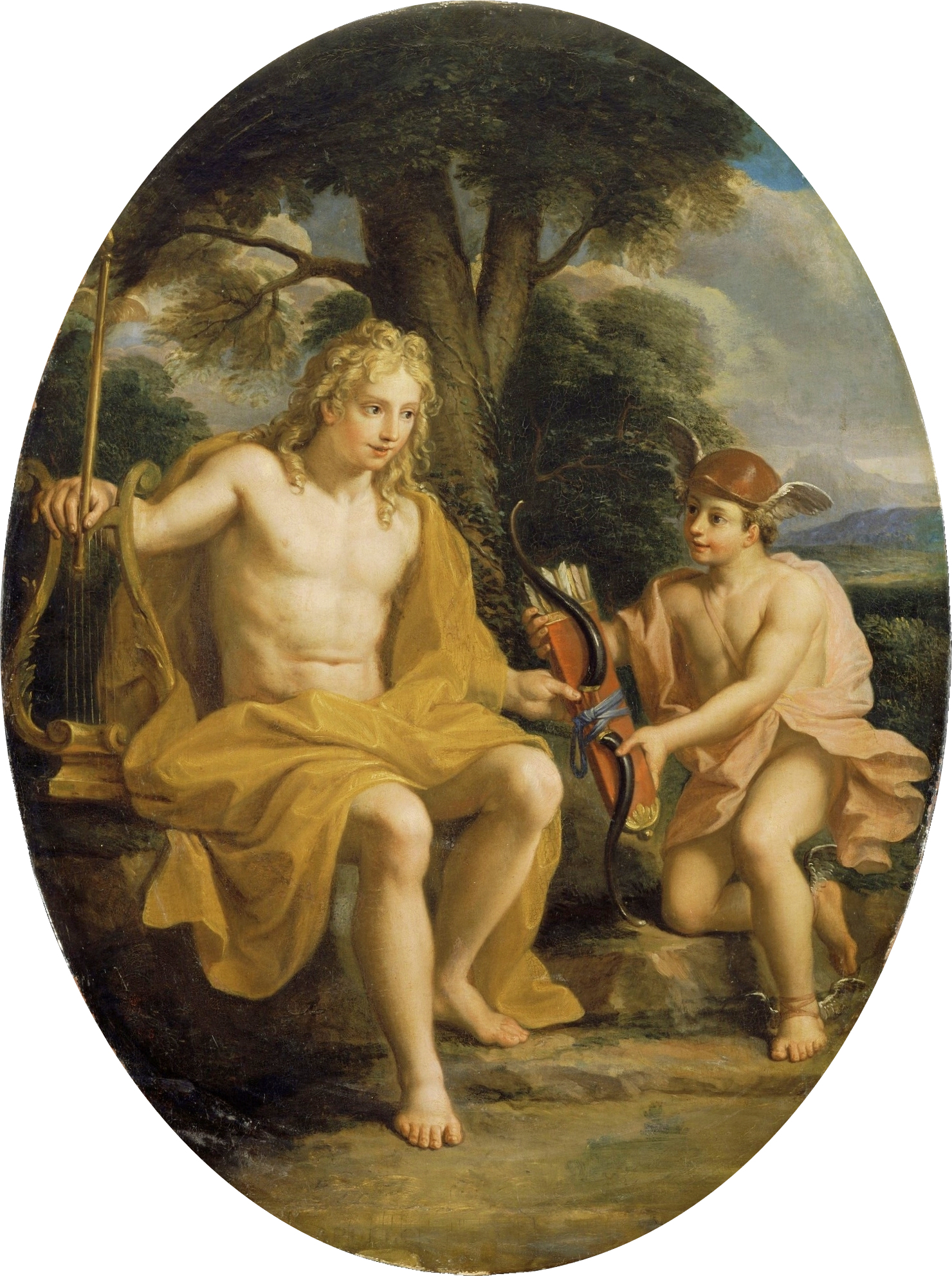
諾埃爾·科佩爾（英语：Noël Coypel）《阿波羅與墨丘利》，約1688年，現藏於凡爾賽宮
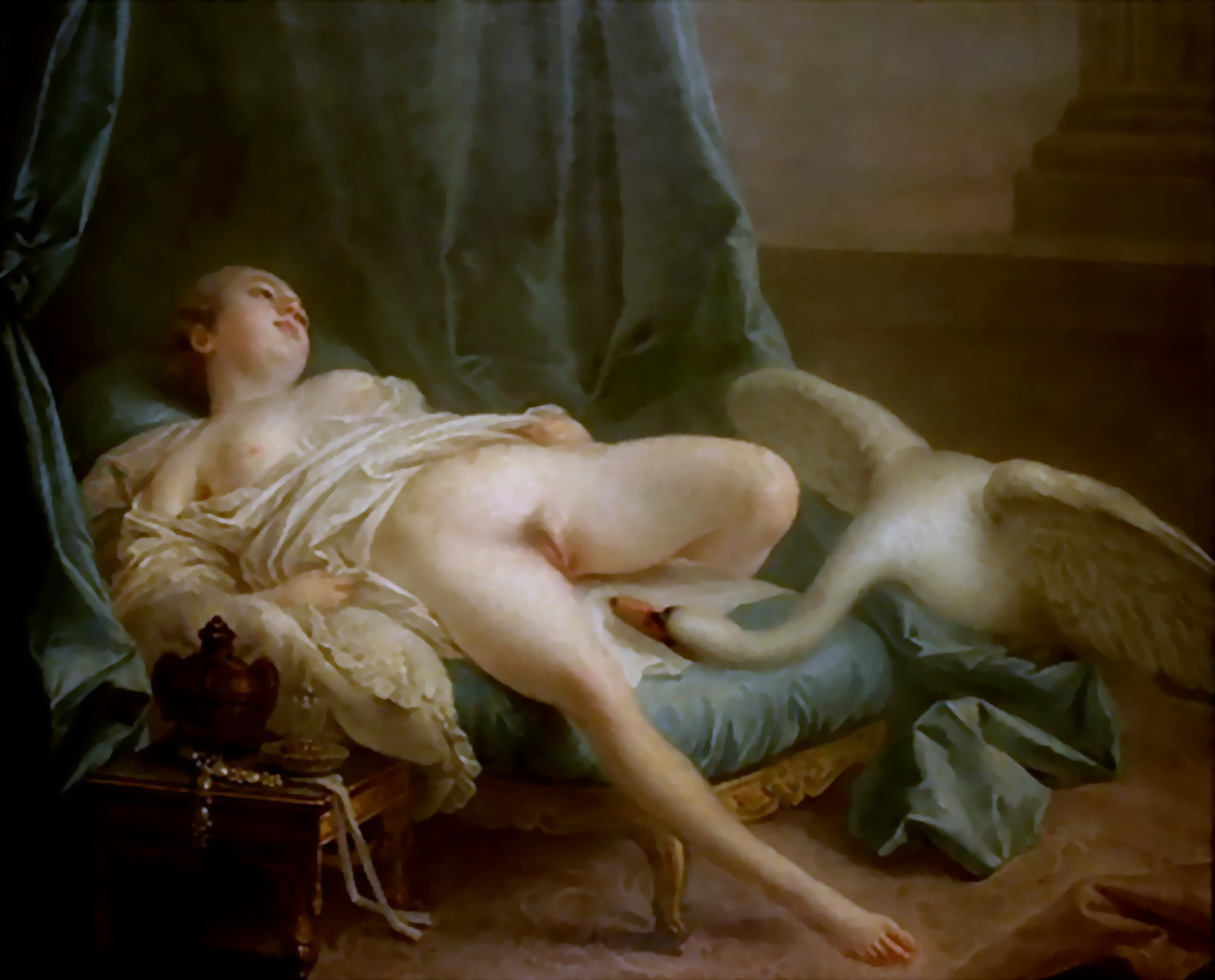
弗朗索瓦·布歇《麗達與天鵝》，約1740年
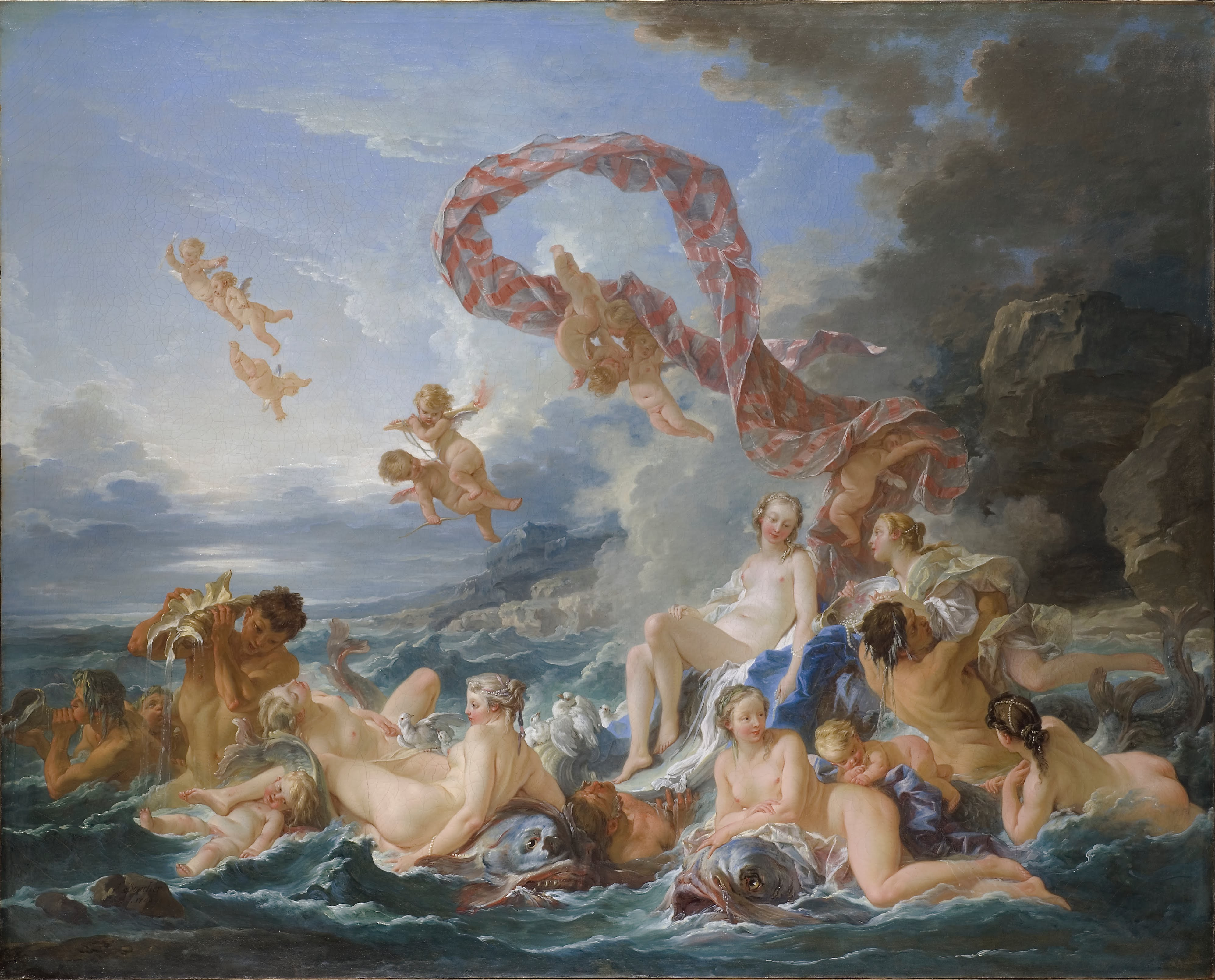
弗朗索瓦·布歇《維納斯的凱旋》，1740年，現藏於瑞典國立博物館
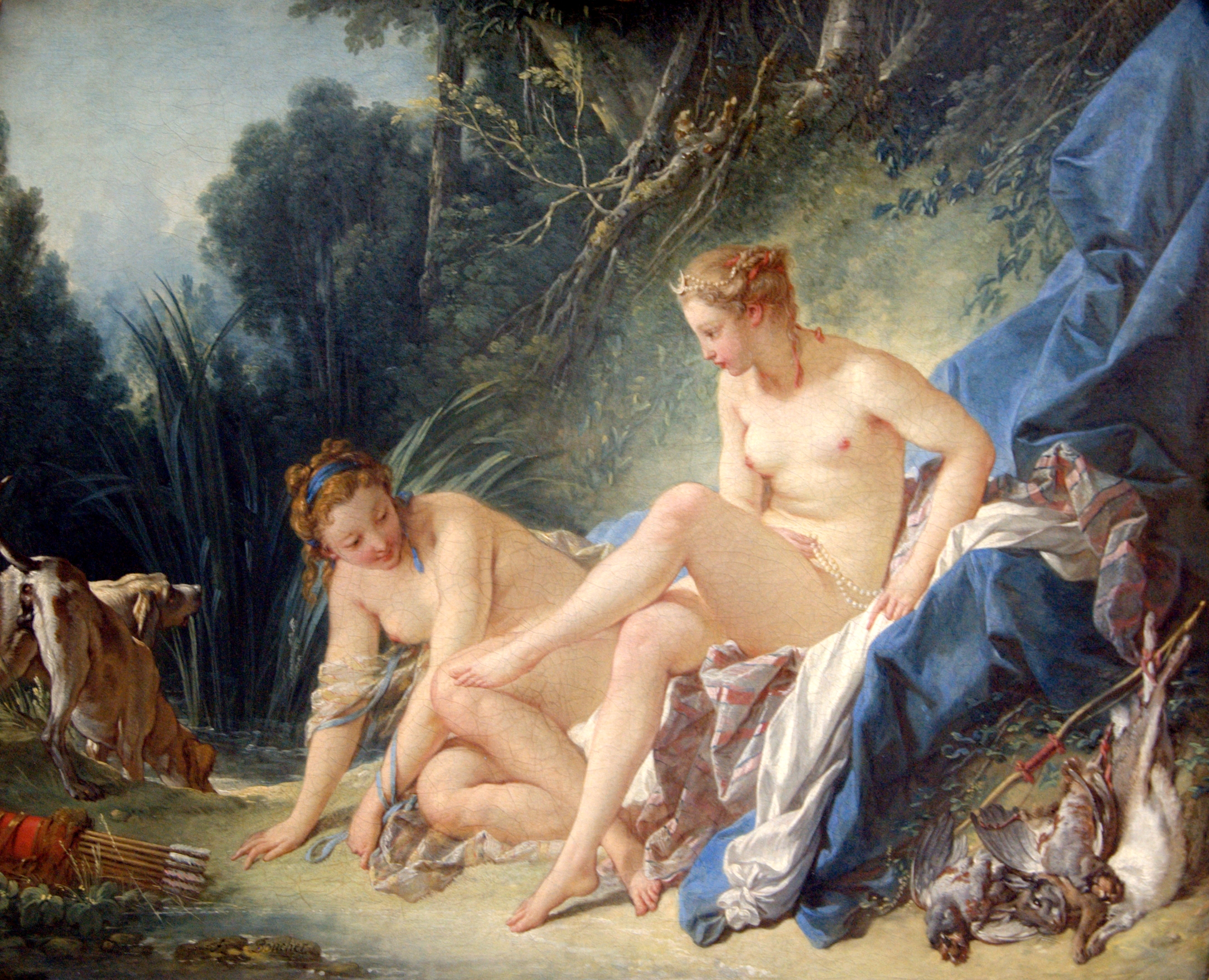
弗朗索瓦·布歇《沐浴後的月神黛安娜》，1742年，現藏於羅浮宮
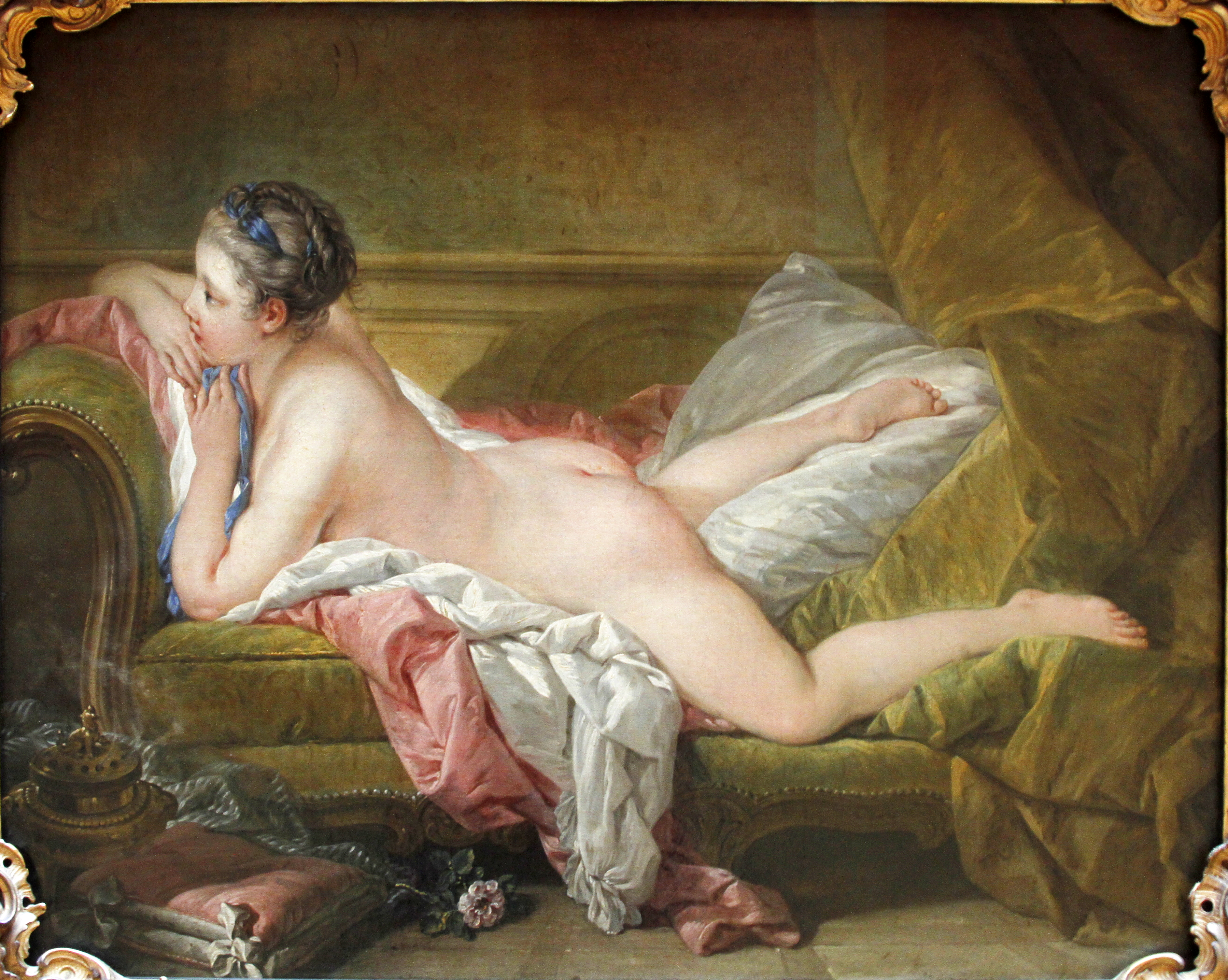
弗朗索瓦·布歇《趴著休憩的女子（瑪莉·路易絲·歐莫菲（英语：Marie-Louise O'Murphy））》，1752年，現藏於老繪畫陳列館
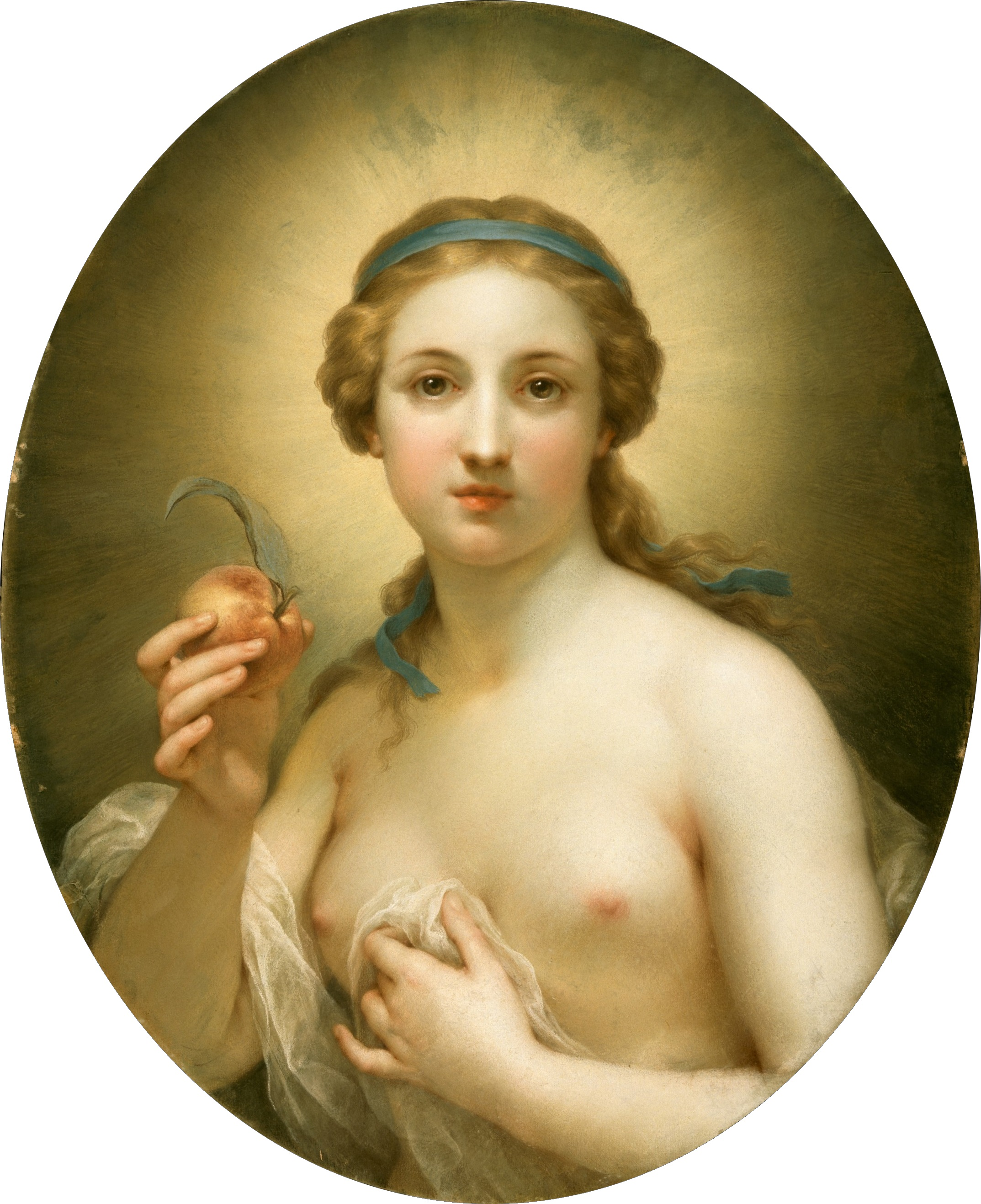
安東·拉斐爾·門斯《真理》，1756年，現藏於休士頓美術館
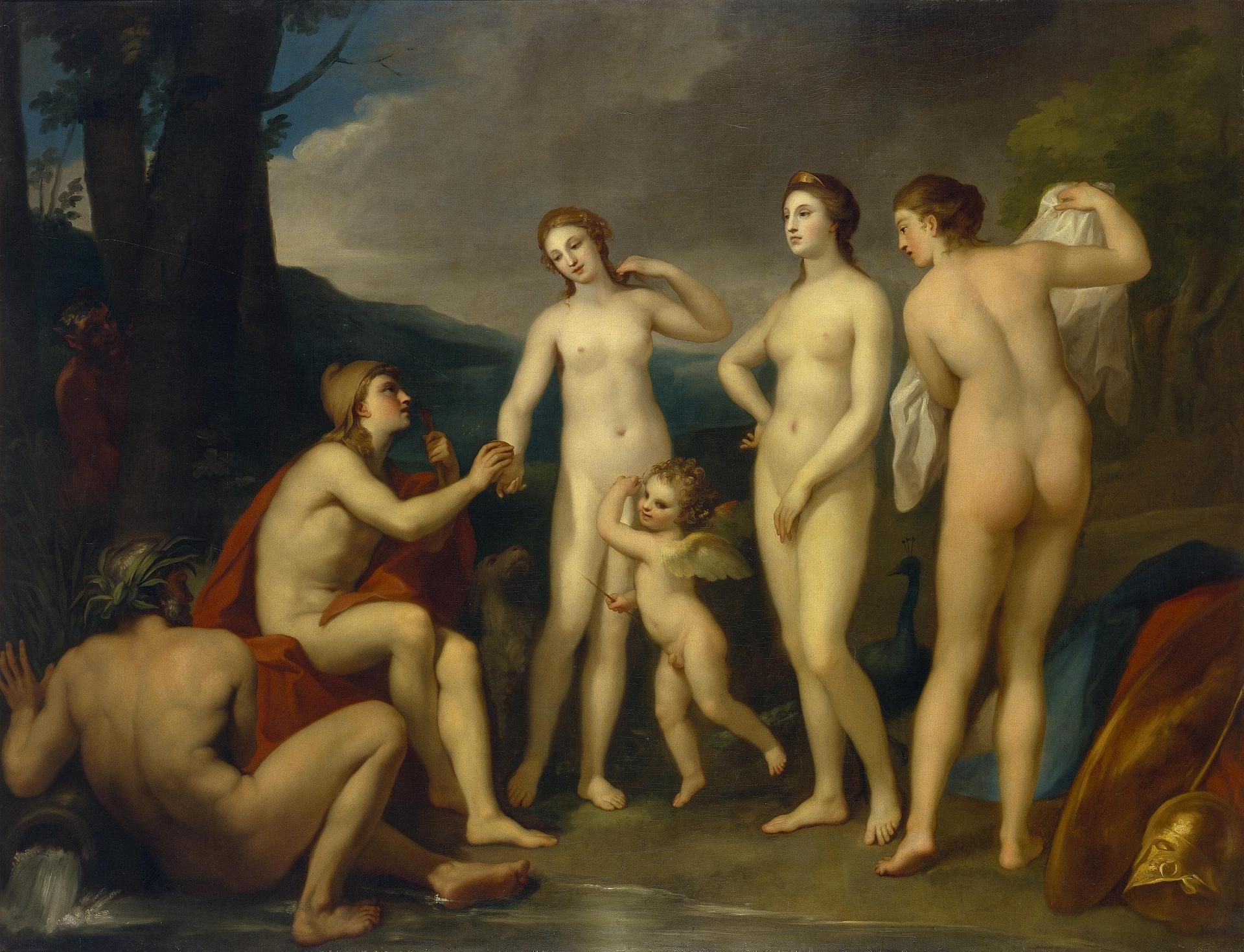
安東·拉斐爾·門斯《帕里斯的評判》，約1757年，現藏於埃爾米塔日博物館
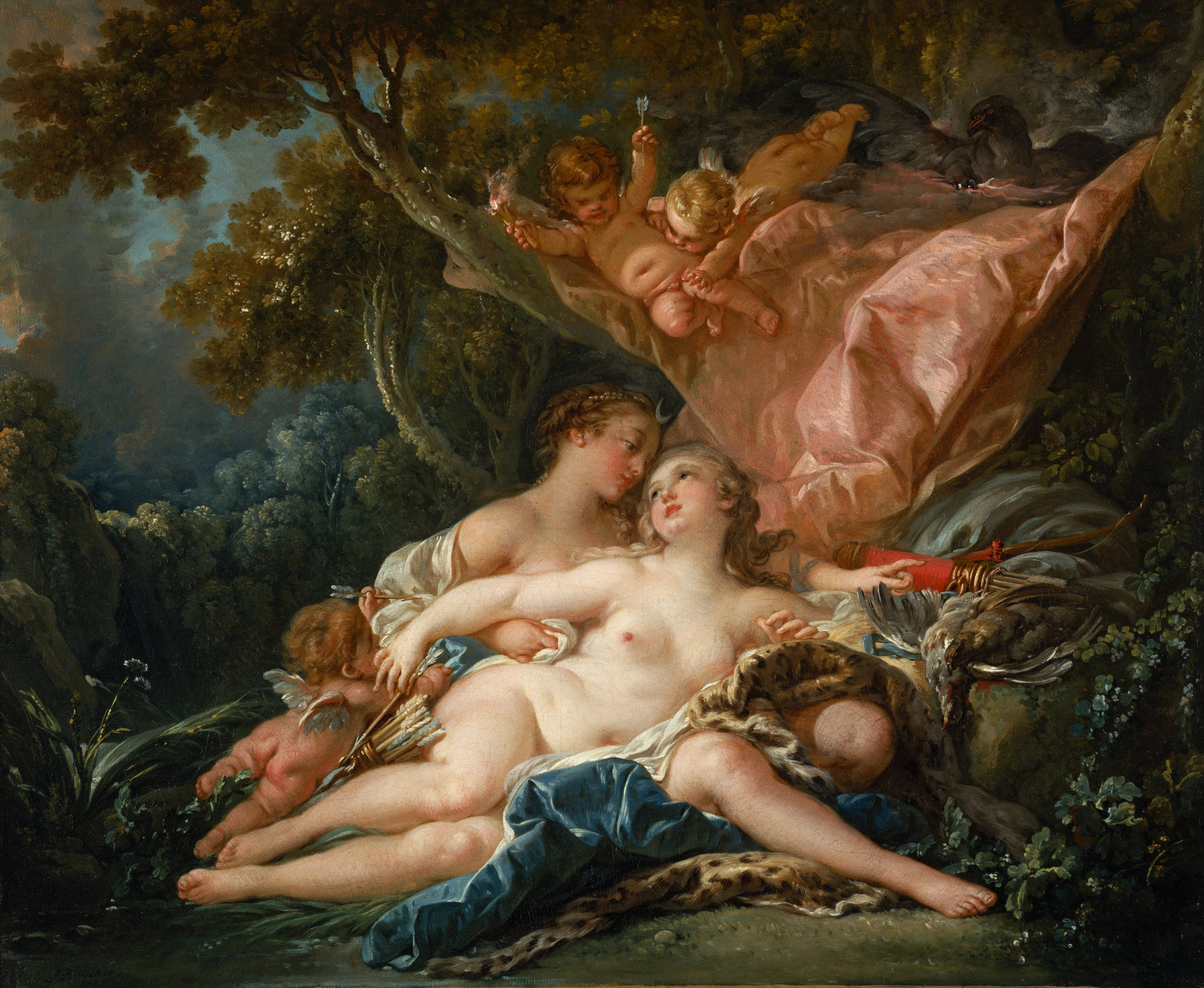
弗朗索瓦·布歇《卡利斯托與偽裝成黛安娜的朱庇特》，1759年
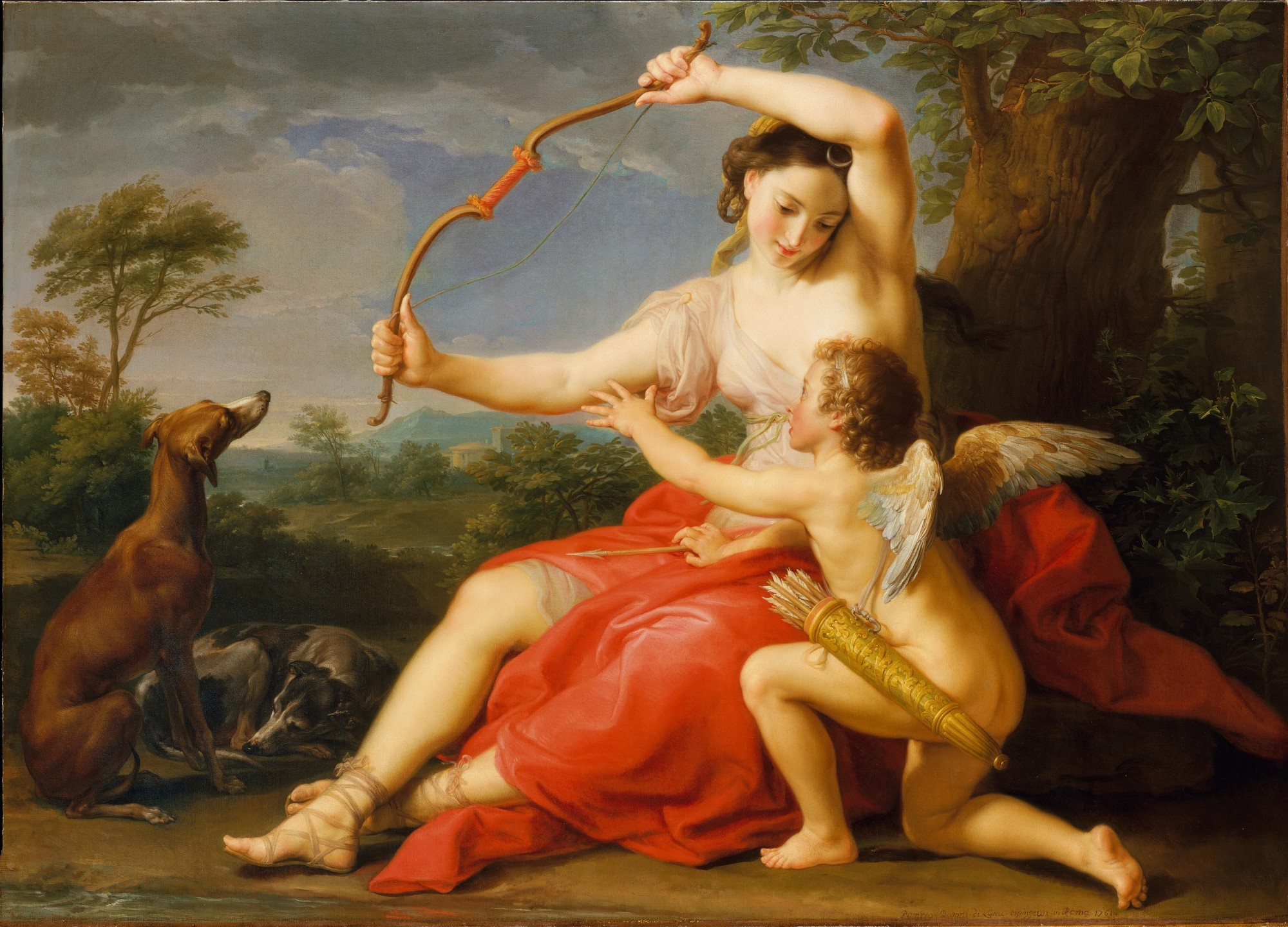
龐培歐·巴托尼《黛安娜與邱比特》，1761年，現藏於大都會藝術博物館
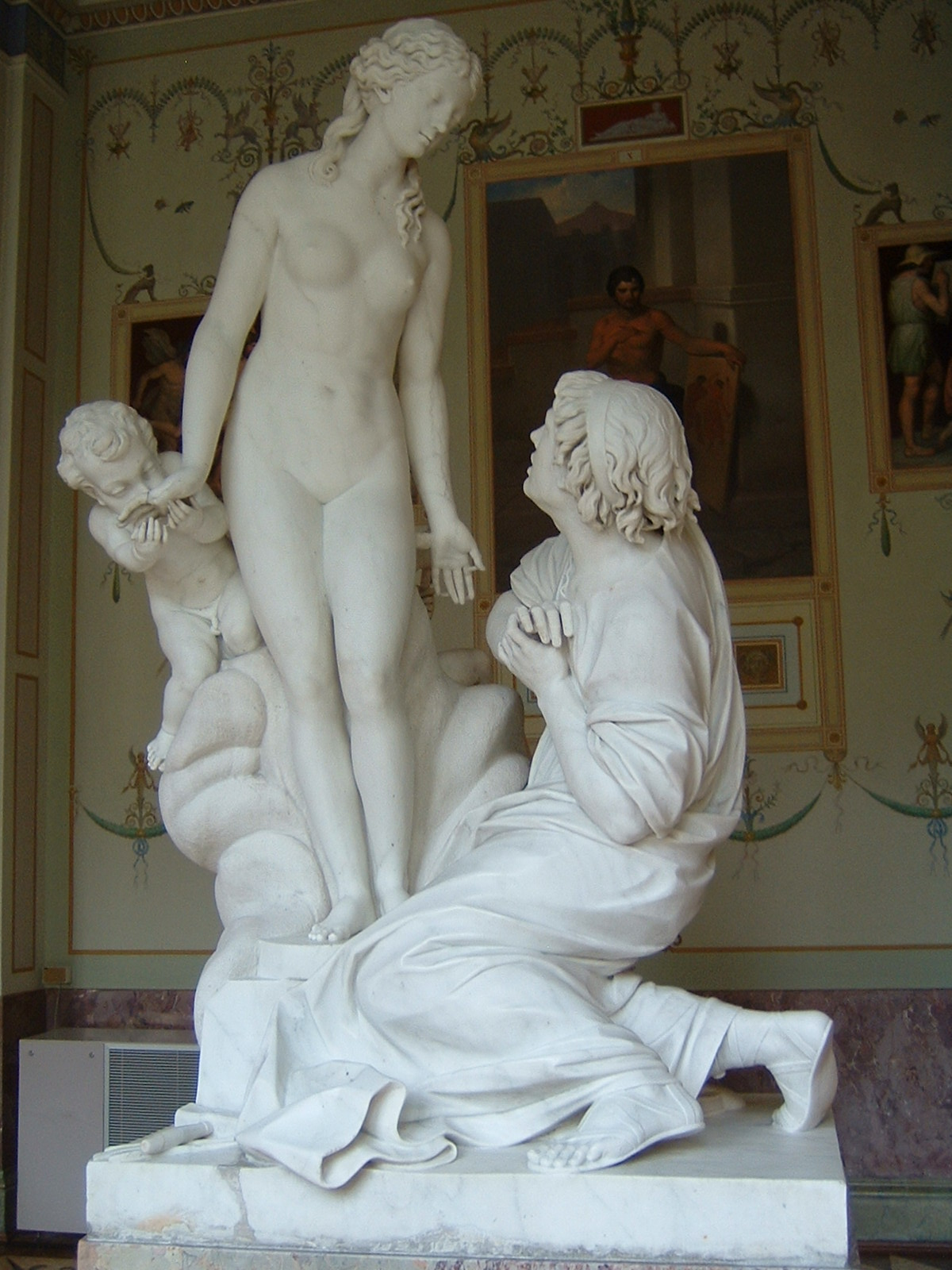
《畢馬龍和伽拉忒亞》，1763年
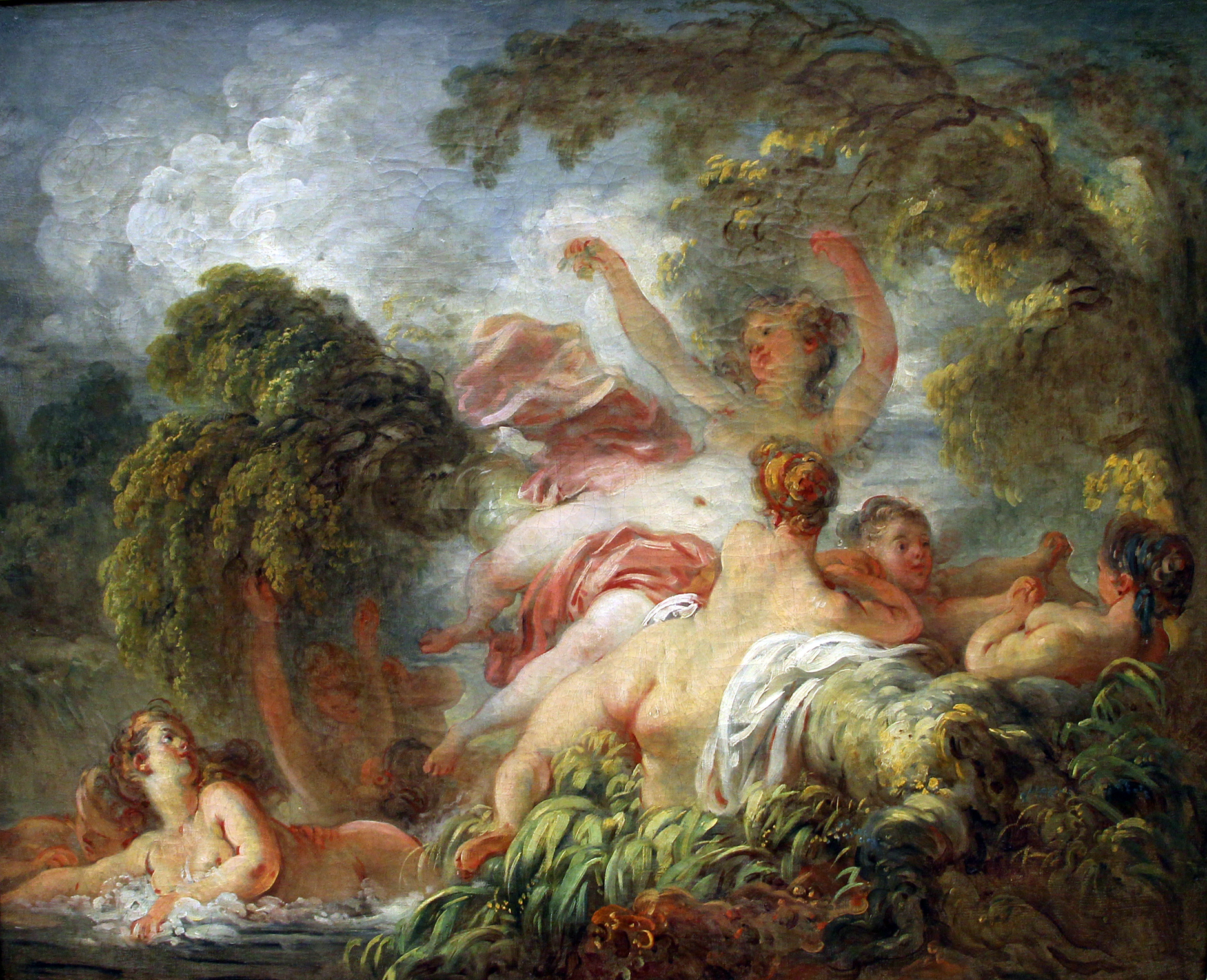
讓-奧諾雷·弗拉戈納爾《沐浴》，1765年，現藏於羅浮宮
鳥居清長《澡堂裡的女人》，稍晚於1780年
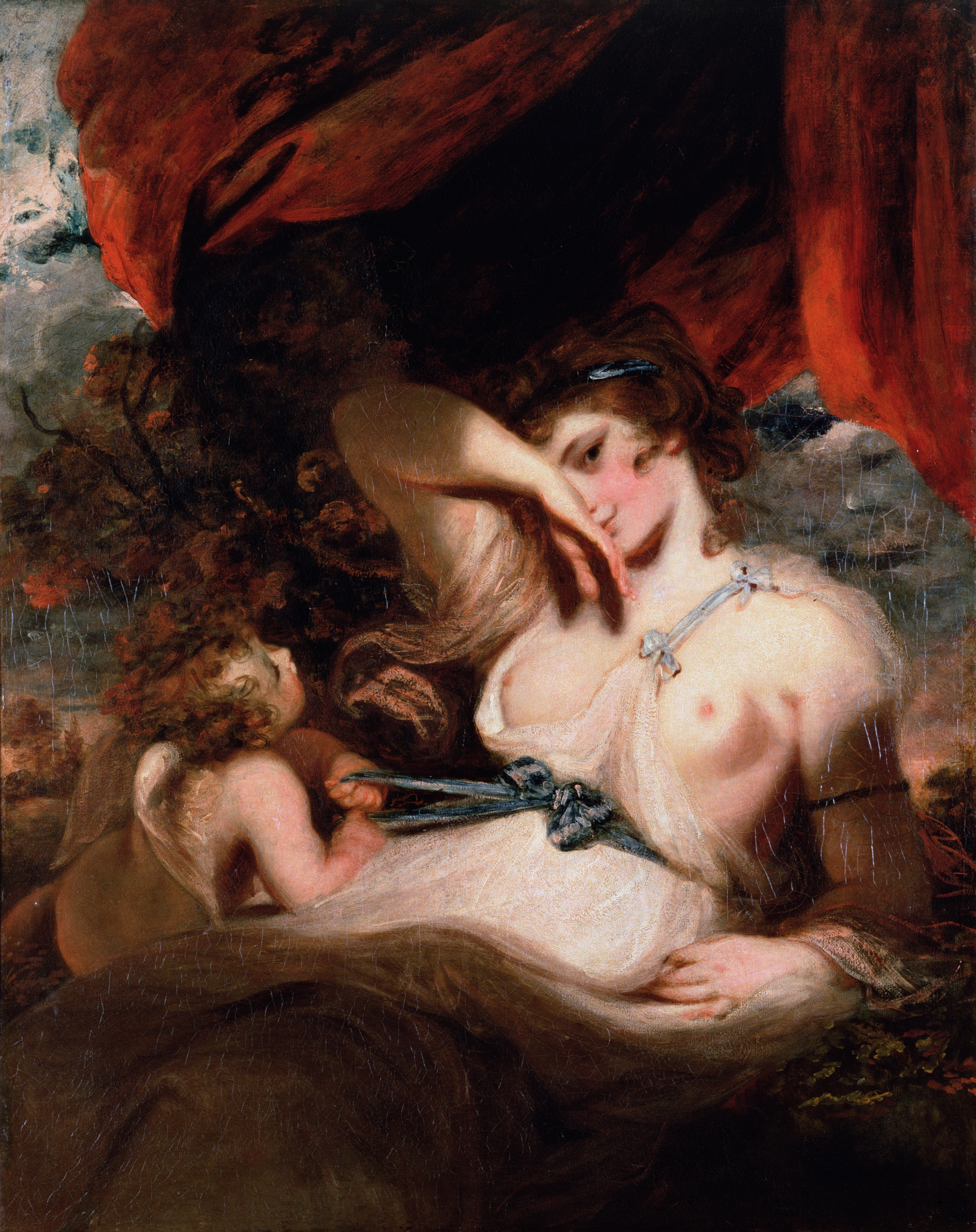
約書亞·雷諾茲《邱比特替維納斯鬆綁》，1784與1788年
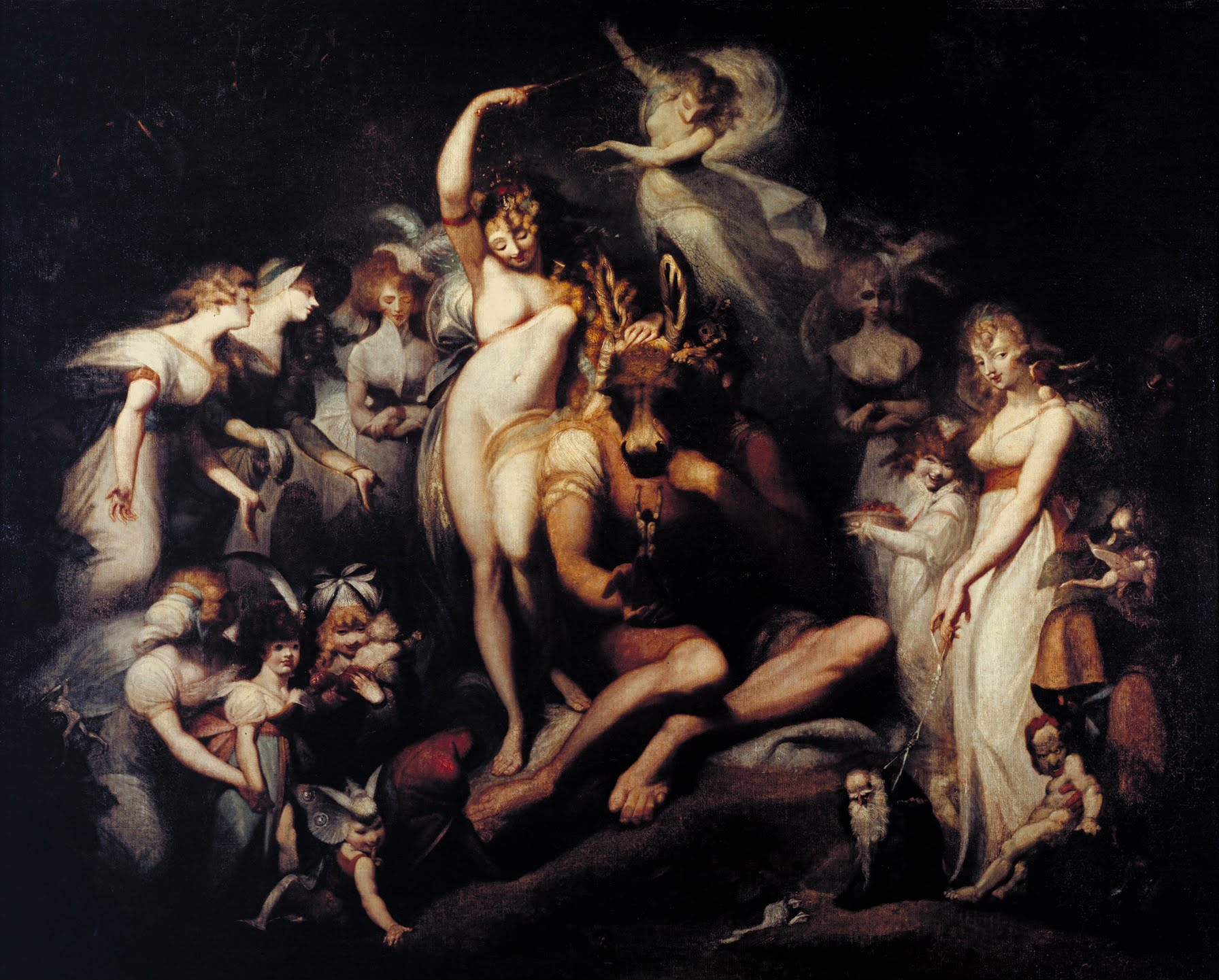
約翰·亨利希·菲斯利《緹坦妮雅與波頓》，約1790年，現藏於倫敦國家美術館
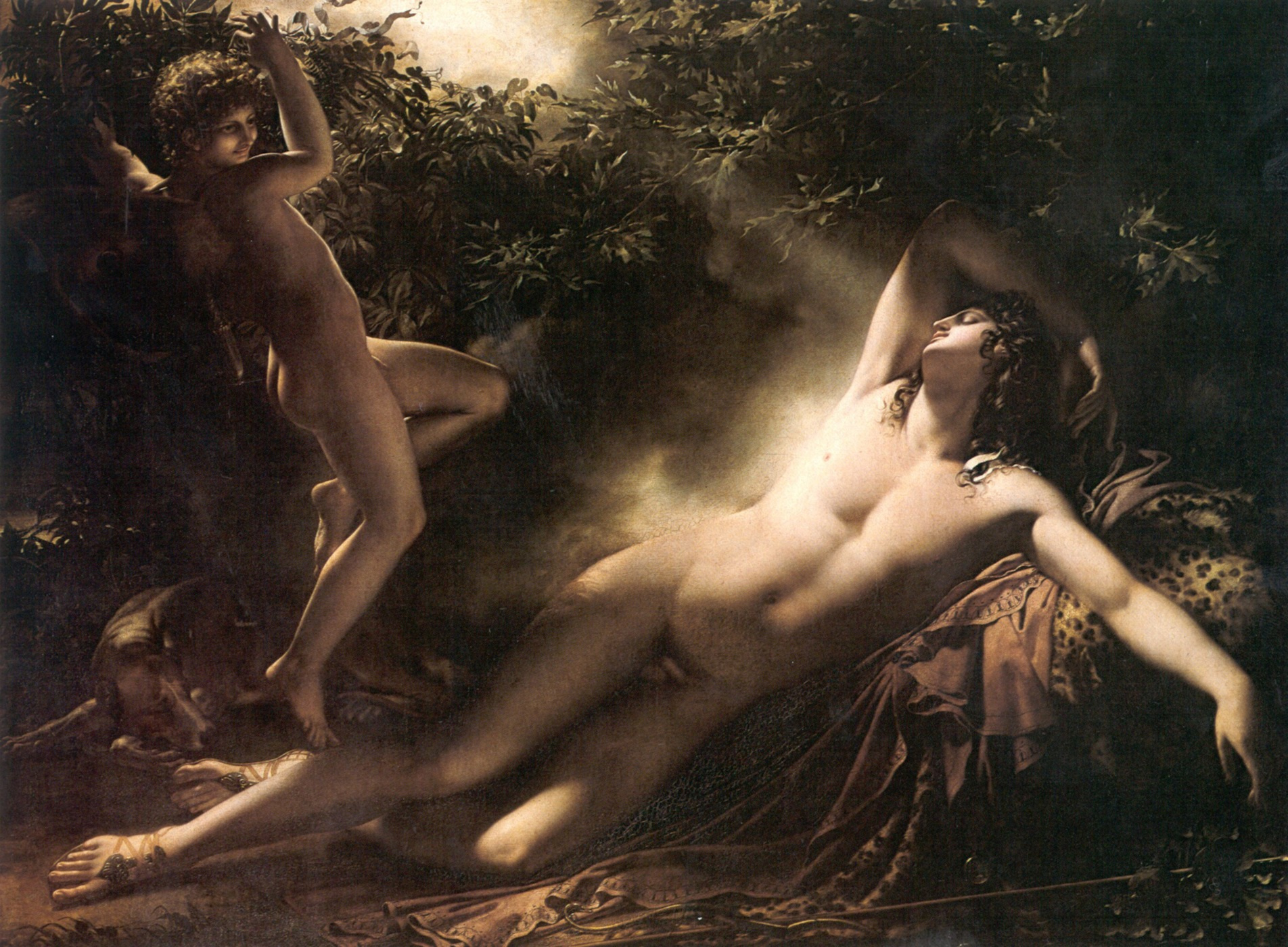
安·路易·吉羅代·特里奧松《沉睡的恩底彌翁》，1791年，現藏於羅浮宮
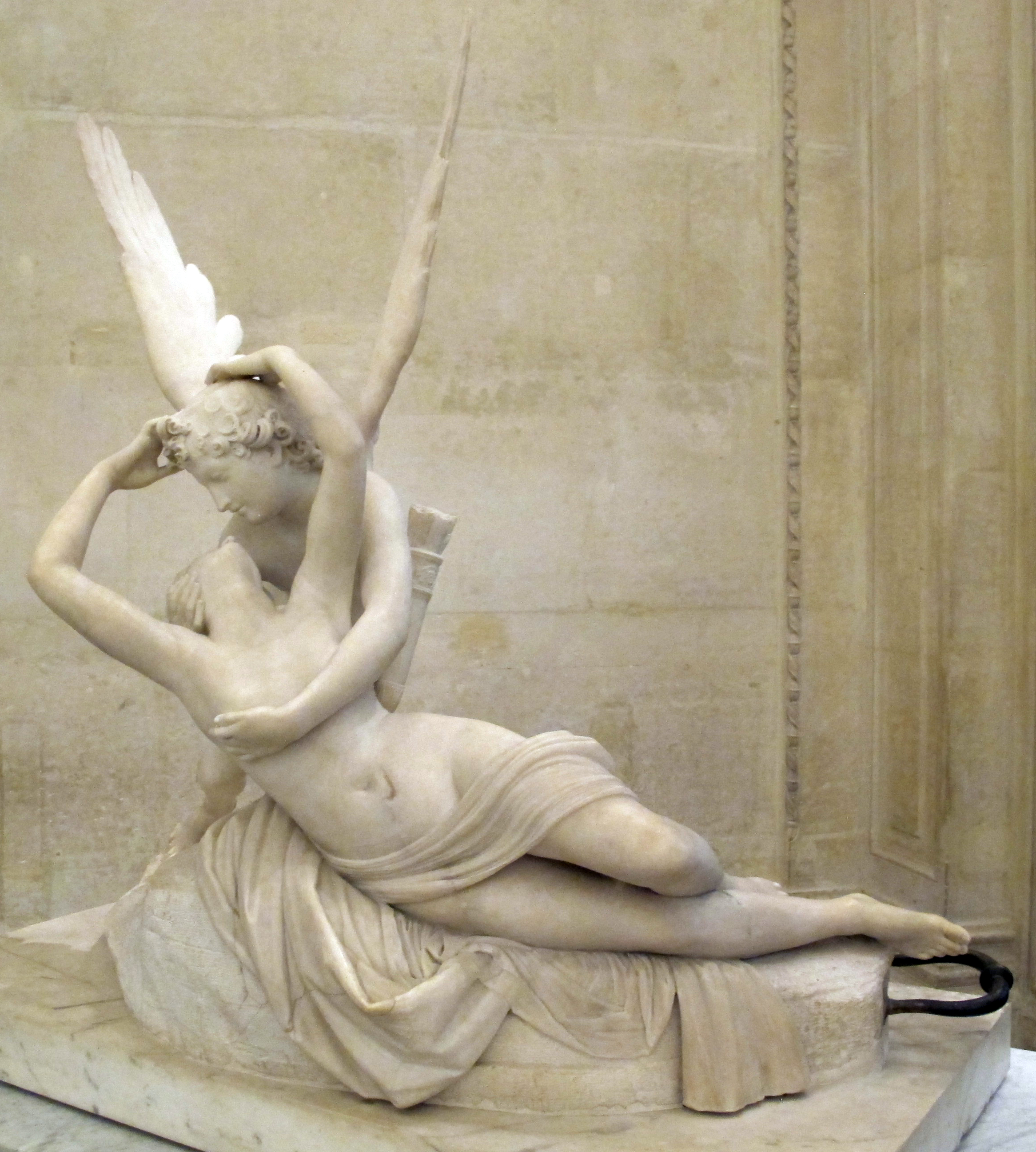
安東尼奧·卡諾瓦《普西莎與愛神》，1788至1793年，現藏於埃爾米塔日博物館
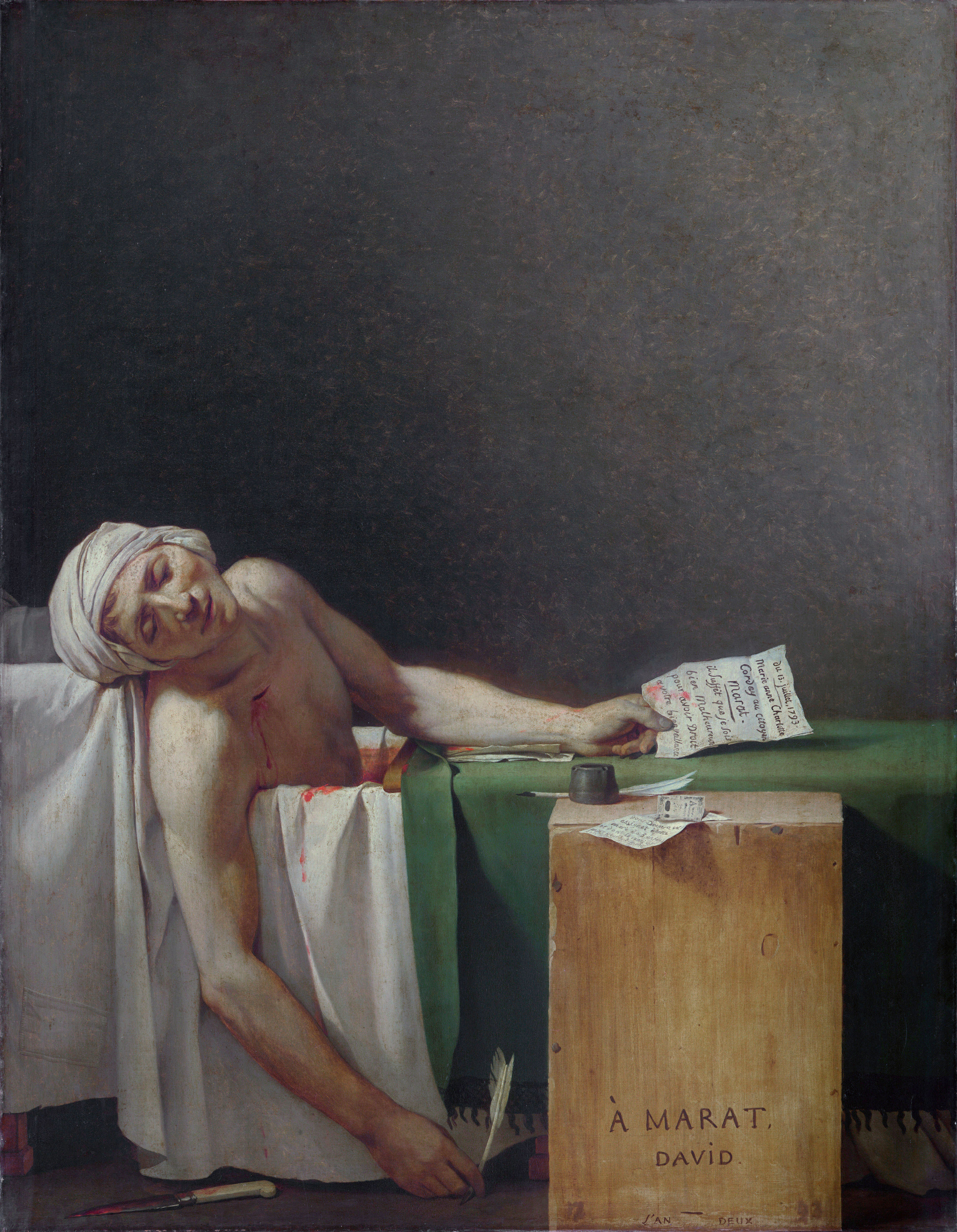
雅克-路易·大衛《馬拉之死》，1793年，現藏於比利時皇家美術博物館
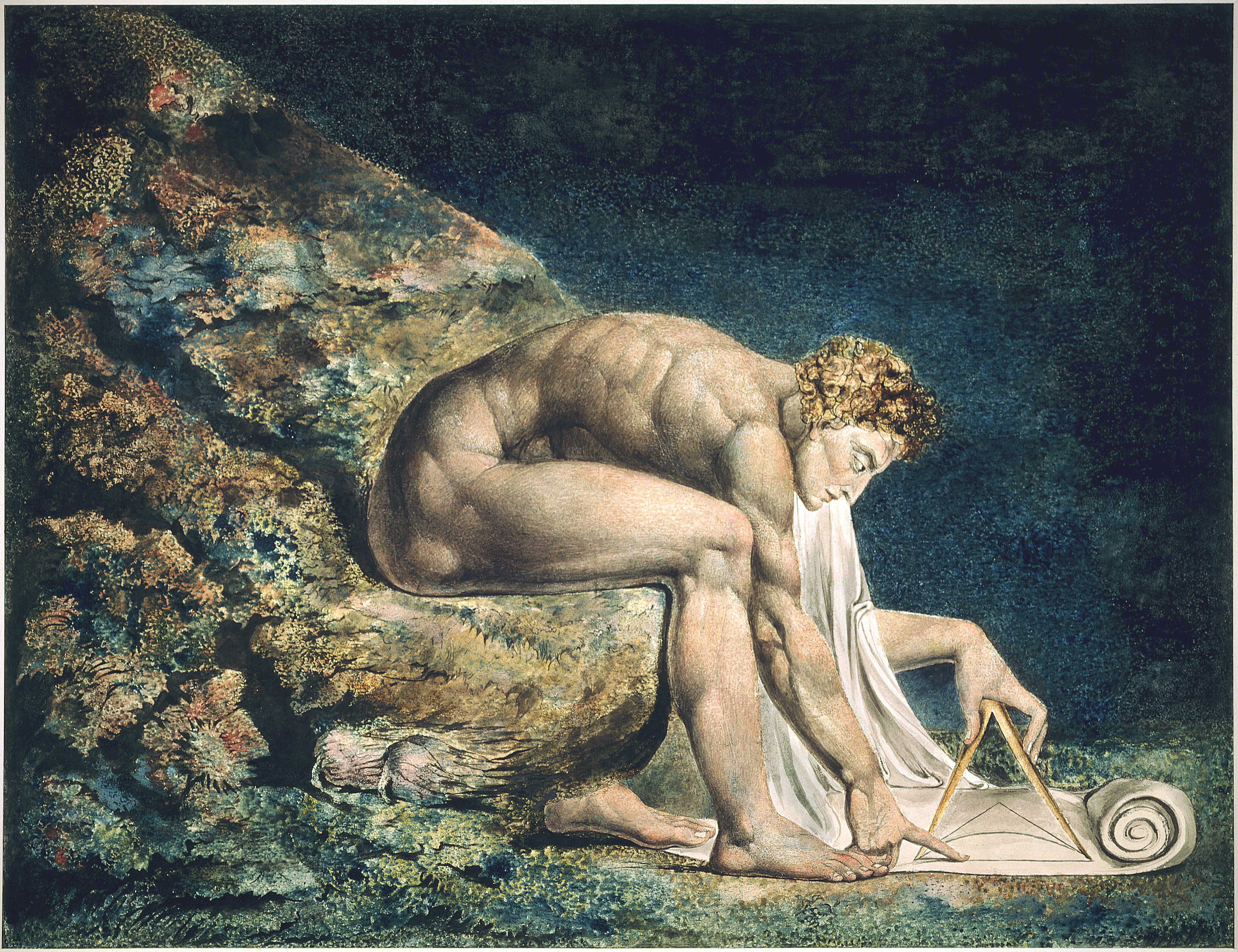
威廉·布萊克《牛頓》，1795與1805年
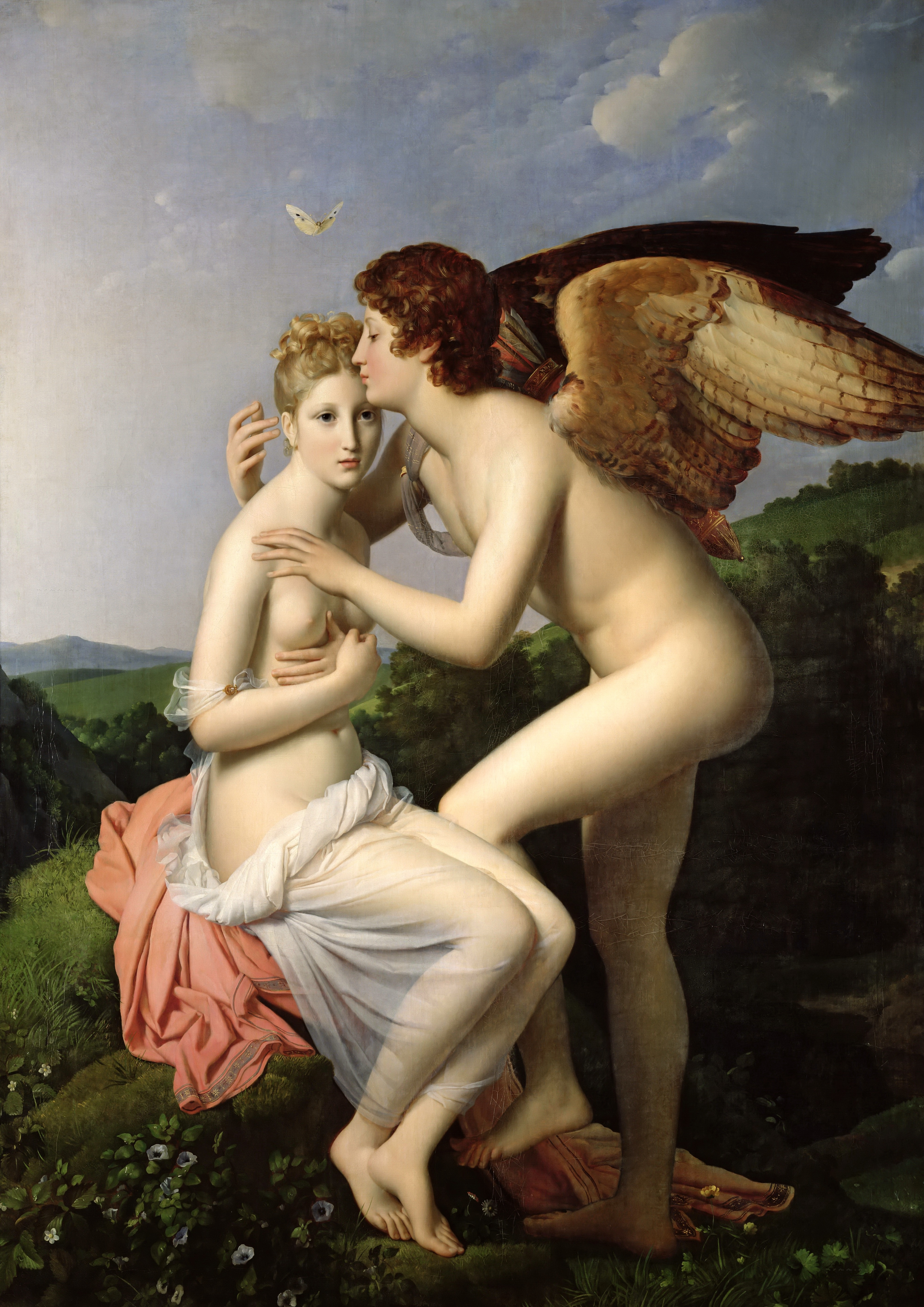
弗朗索瓦·热拉尔《丘比特與普塞克》，1798年，現藏於羅浮宮
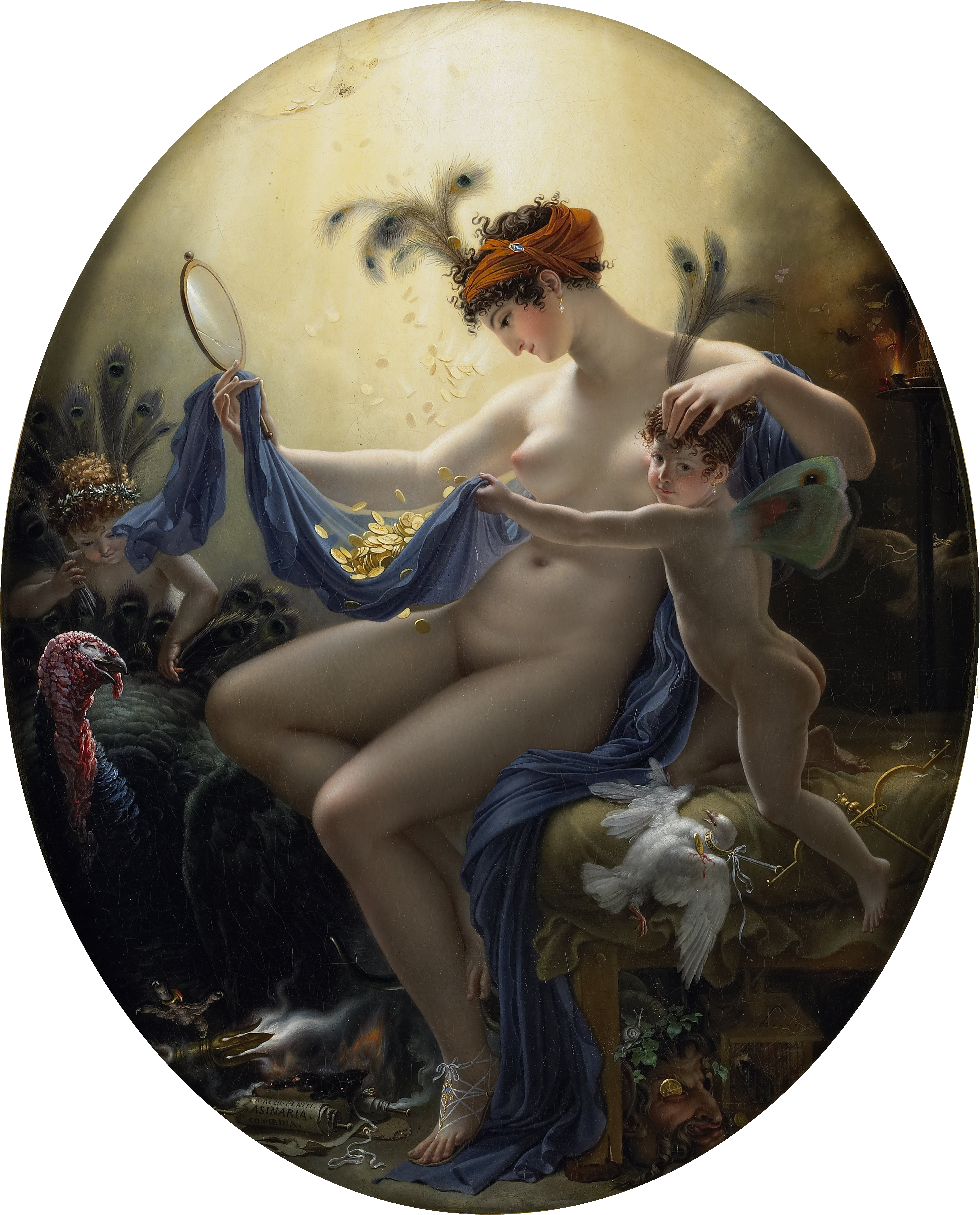
安·路易·吉羅代·特里奧松《朗治小姐扮的達娜厄》，1799年，現藏於明尼阿波利斯美術館
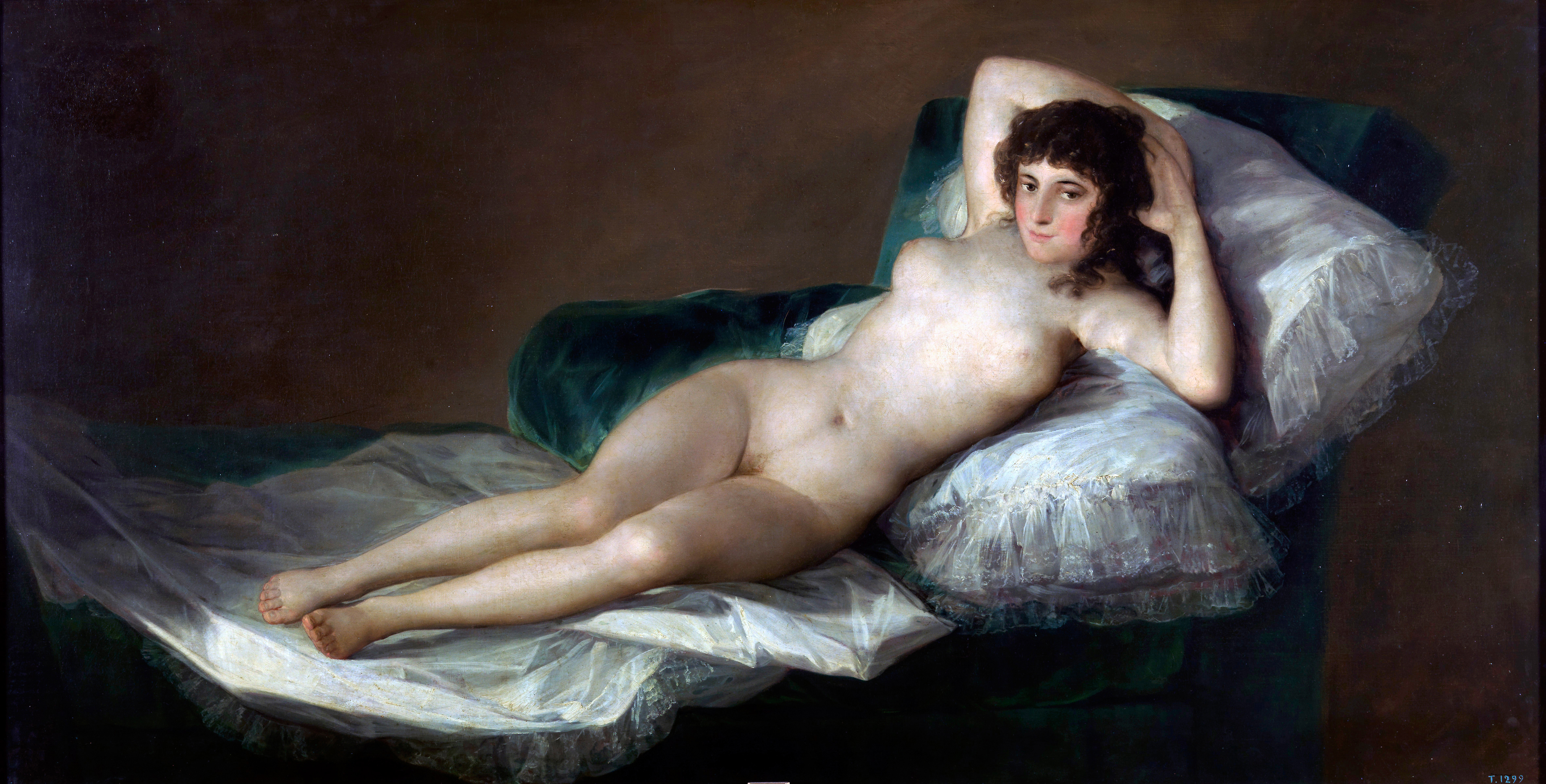
弗朗西斯科·戈雅《裸體的馬哈》，1797-1800年，現藏於普拉多博物館
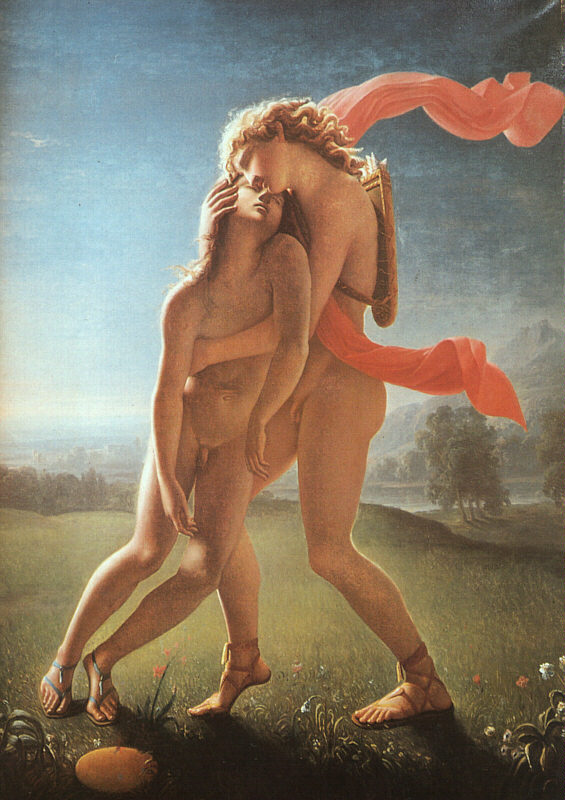
讓·布羅克（英语：Jean Broc）《雅辛托斯之死》，1801年，現藏於聖十字博物館 (普瓦捷)
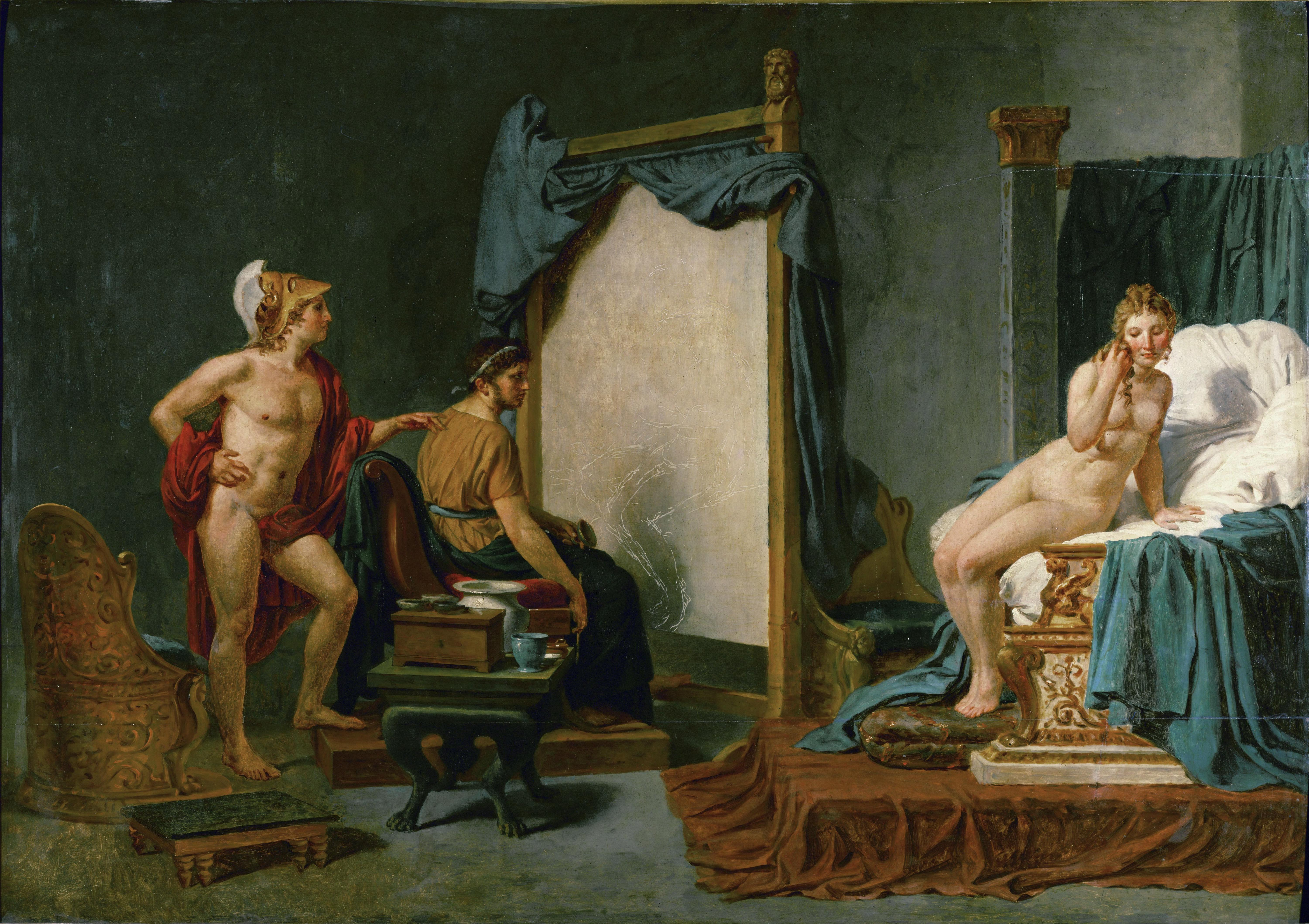
雅克-路易·大衛《亞歷山大大帝和坎帕斯佩（英语：Campaspe）在阿佩萊斯的畫室》，約1802年，現藏於里爾美術宮
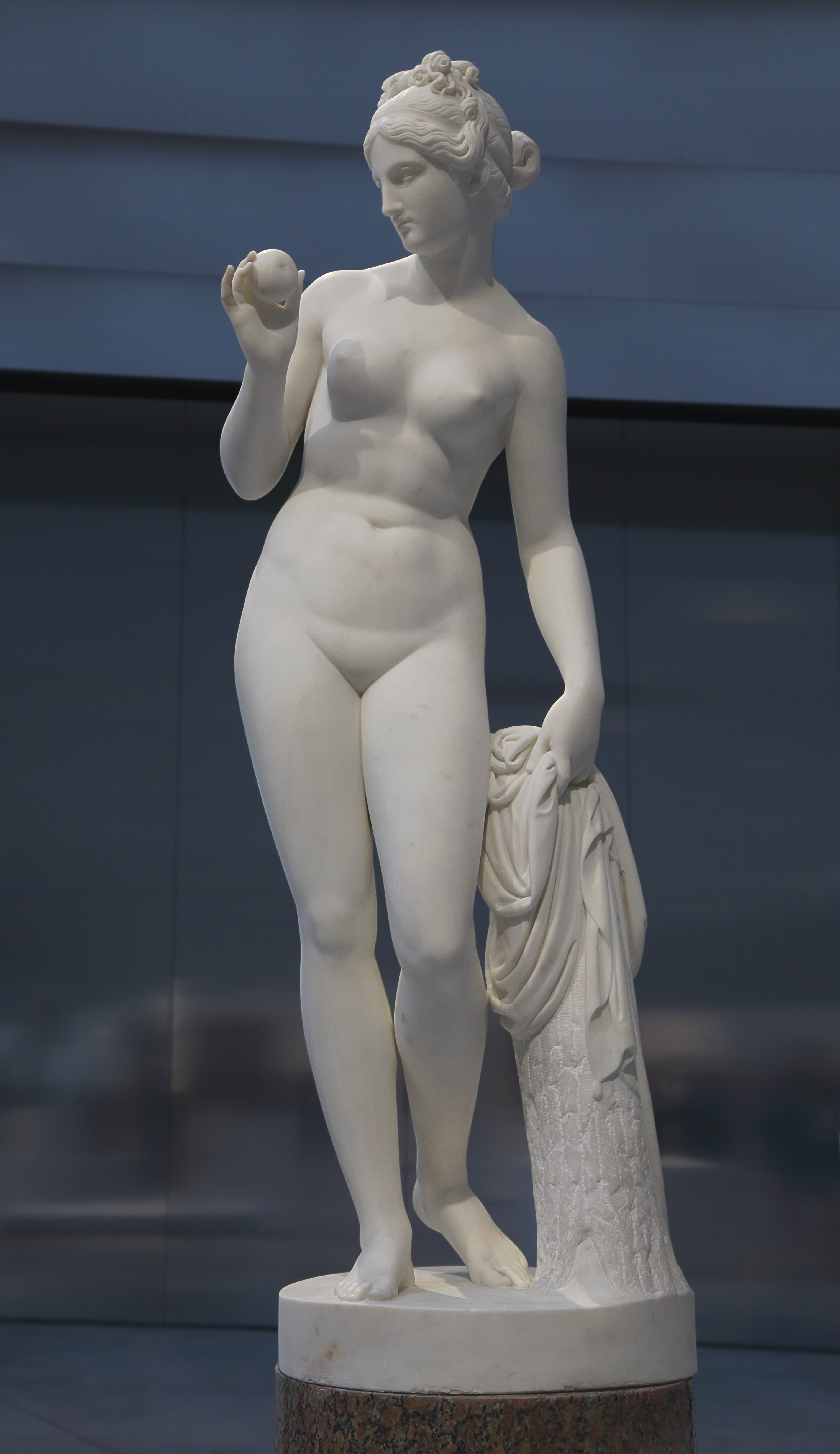
貝特爾·托瓦爾森《維納斯與蘋果》，約1805年
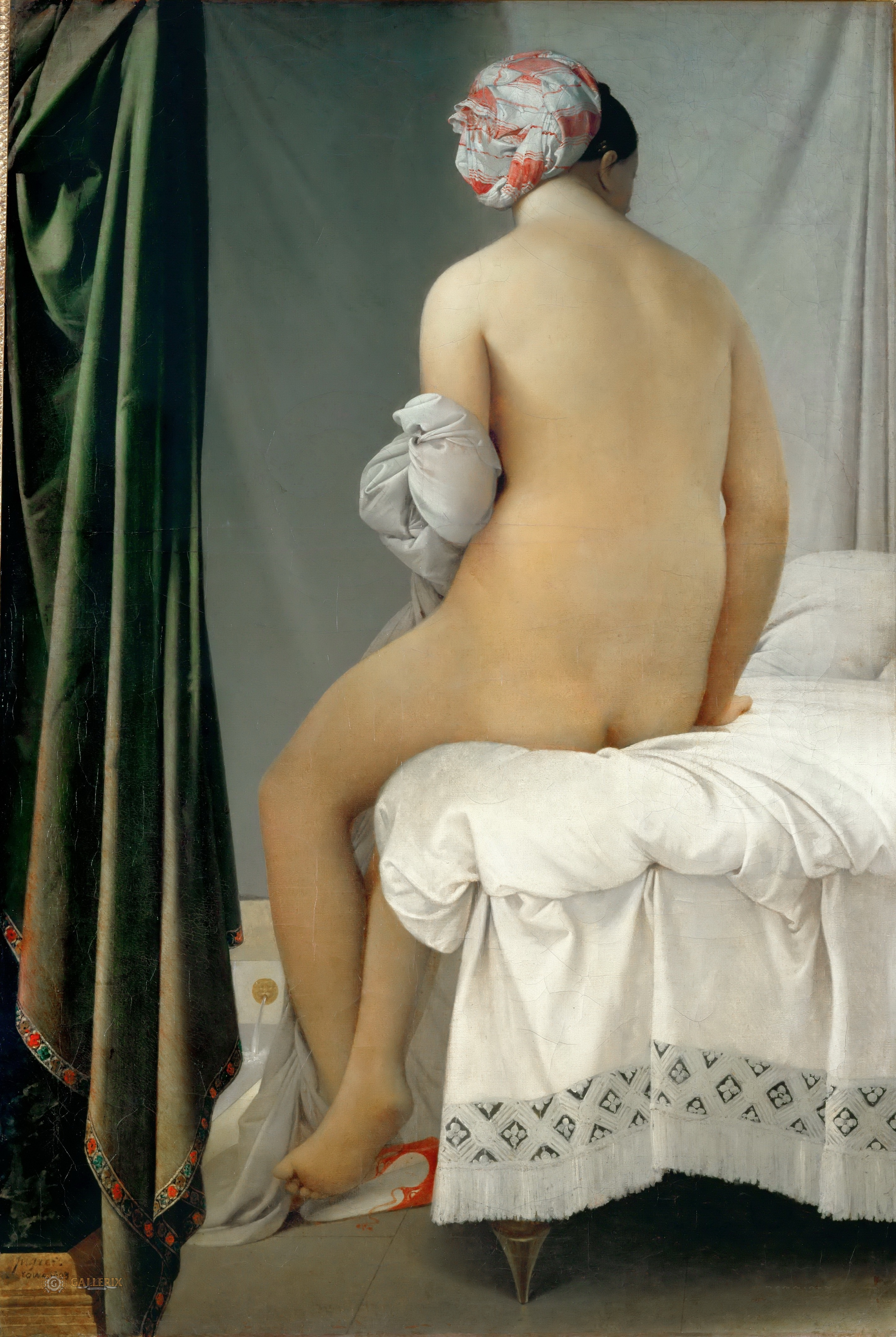
讓·奧古斯特·多米尼克·安格爾《瓦平松的浴女》，1808年，現藏於羅浮宮
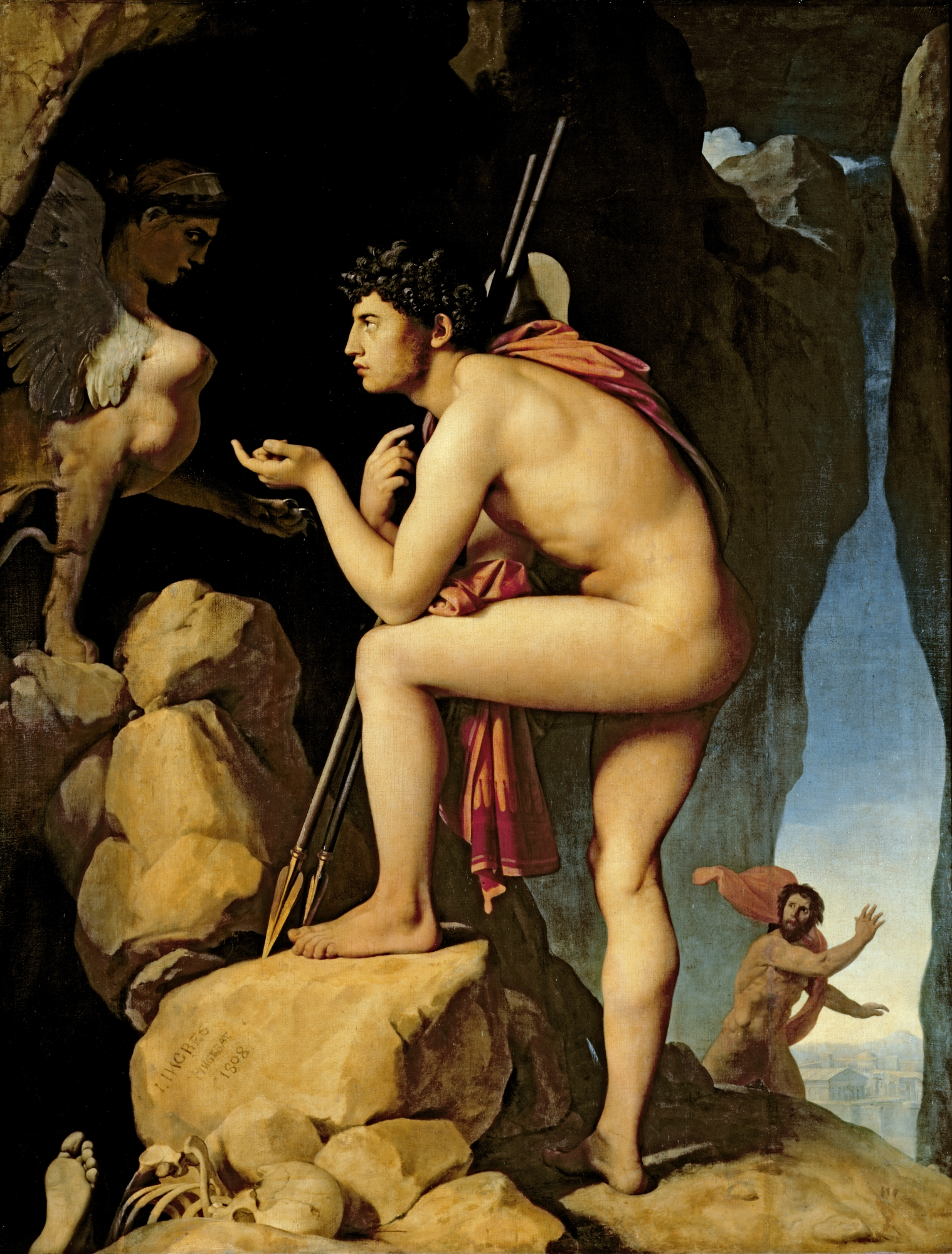
讓·奧古斯特·多米尼克·安格爾《伊底帕斯與斯芬克斯》，署名日期為1808年，1827年補完，現藏於羅浮宮
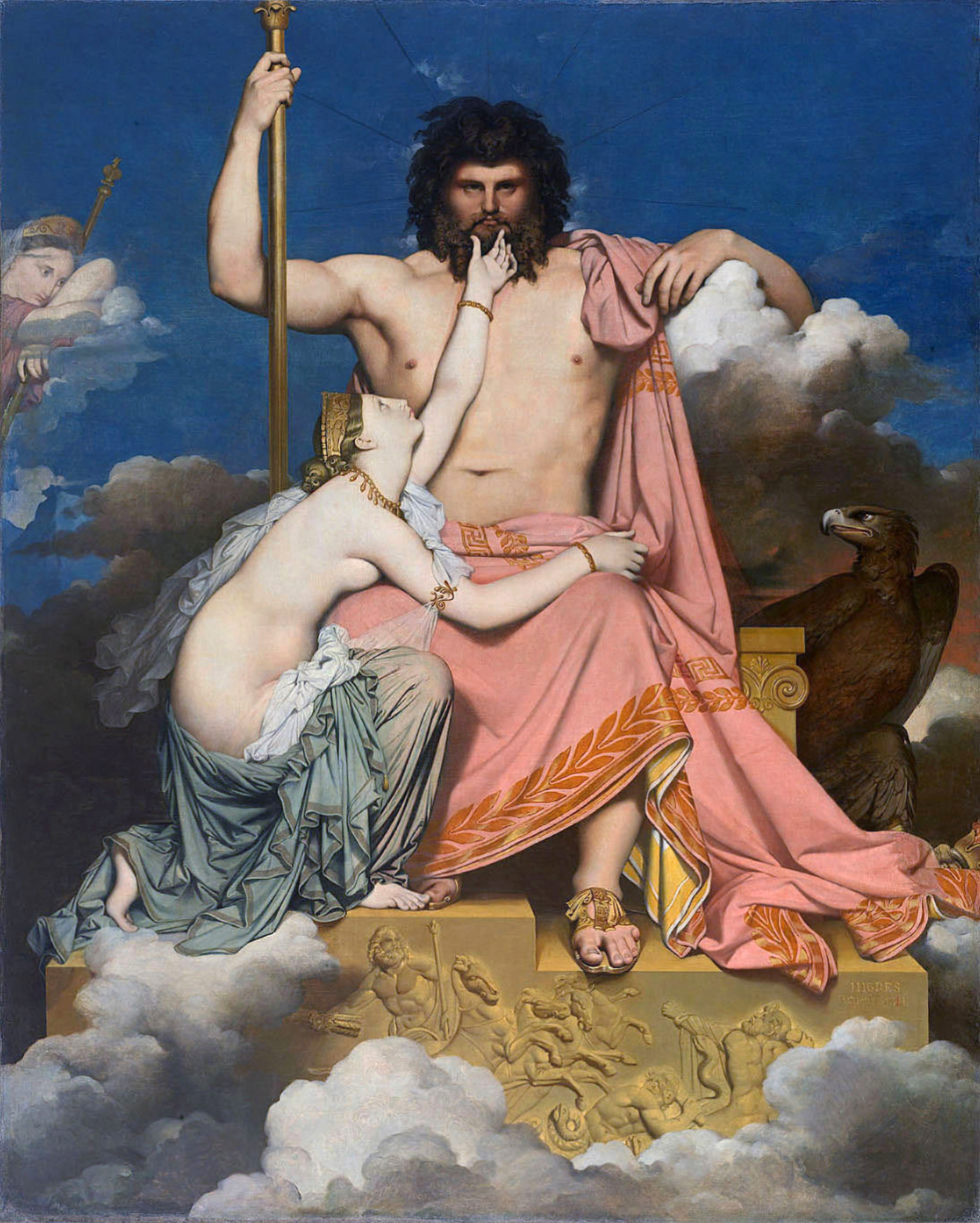
讓·奧古斯特·多米尼克·安格爾《朱庇特與忒提斯》，1811年，現藏於格拉內博物館
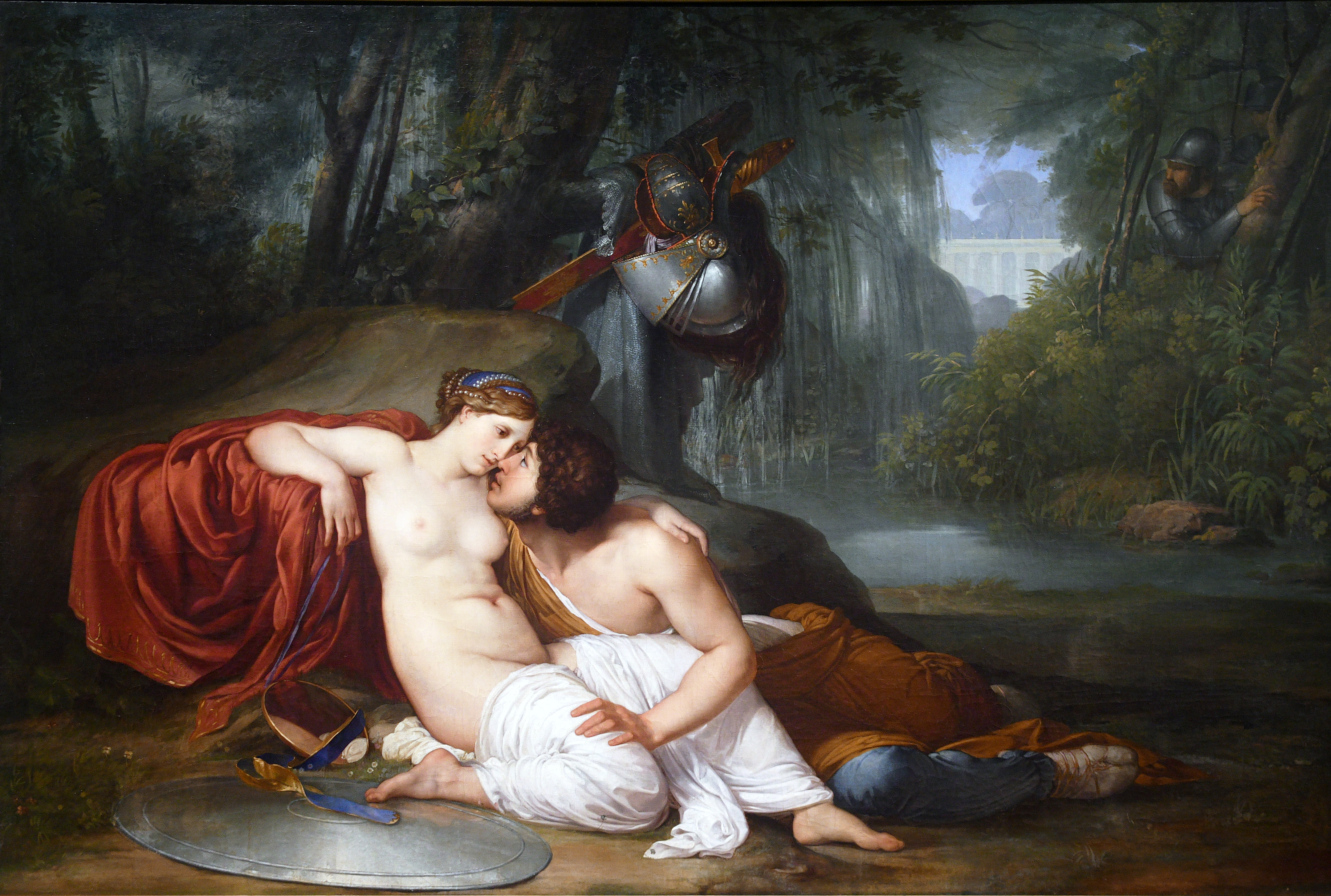
弗朗西斯科·哈耶兹《里納多與亞爾彌妲》，1812至1813年
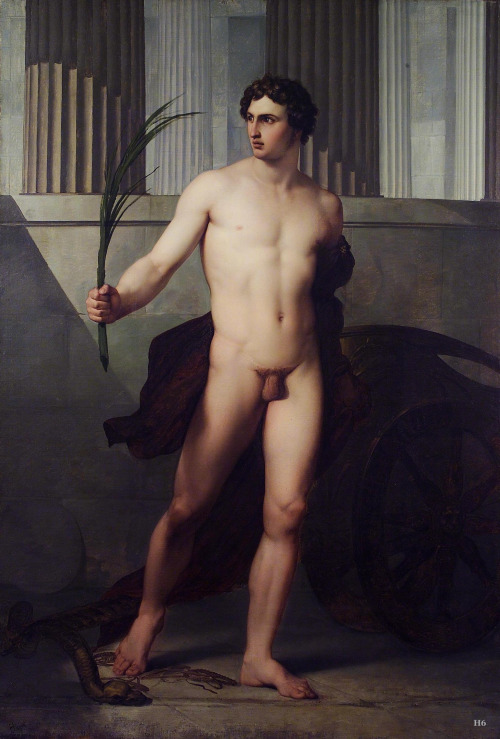
弗朗西斯科·哈耶兹《得勝的運動選手》，1813年，現藏於聖路加學院
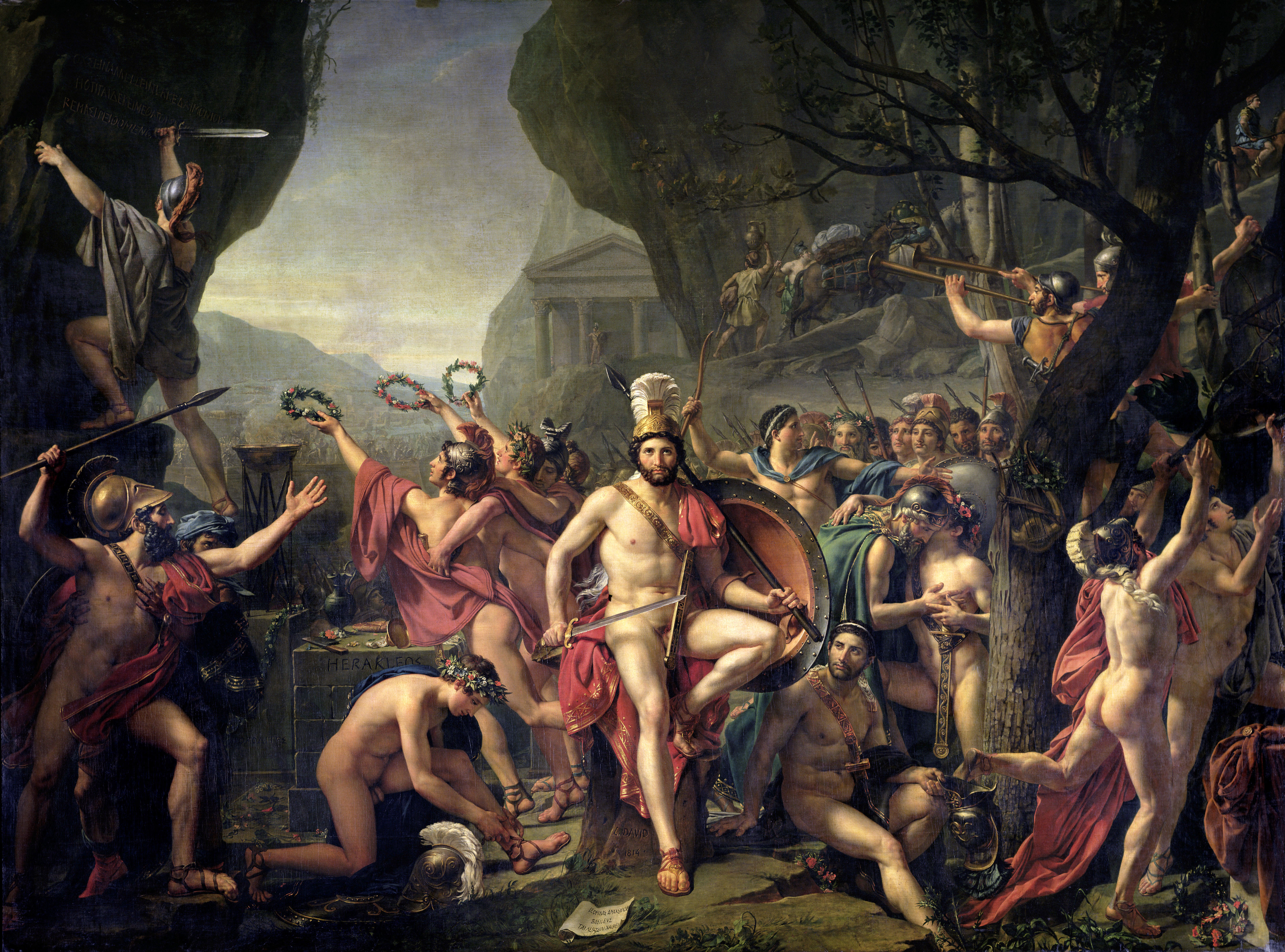
雅克-路易·大衛《列奧尼達在溫泉關》，1813至1814年，現藏於羅浮宮
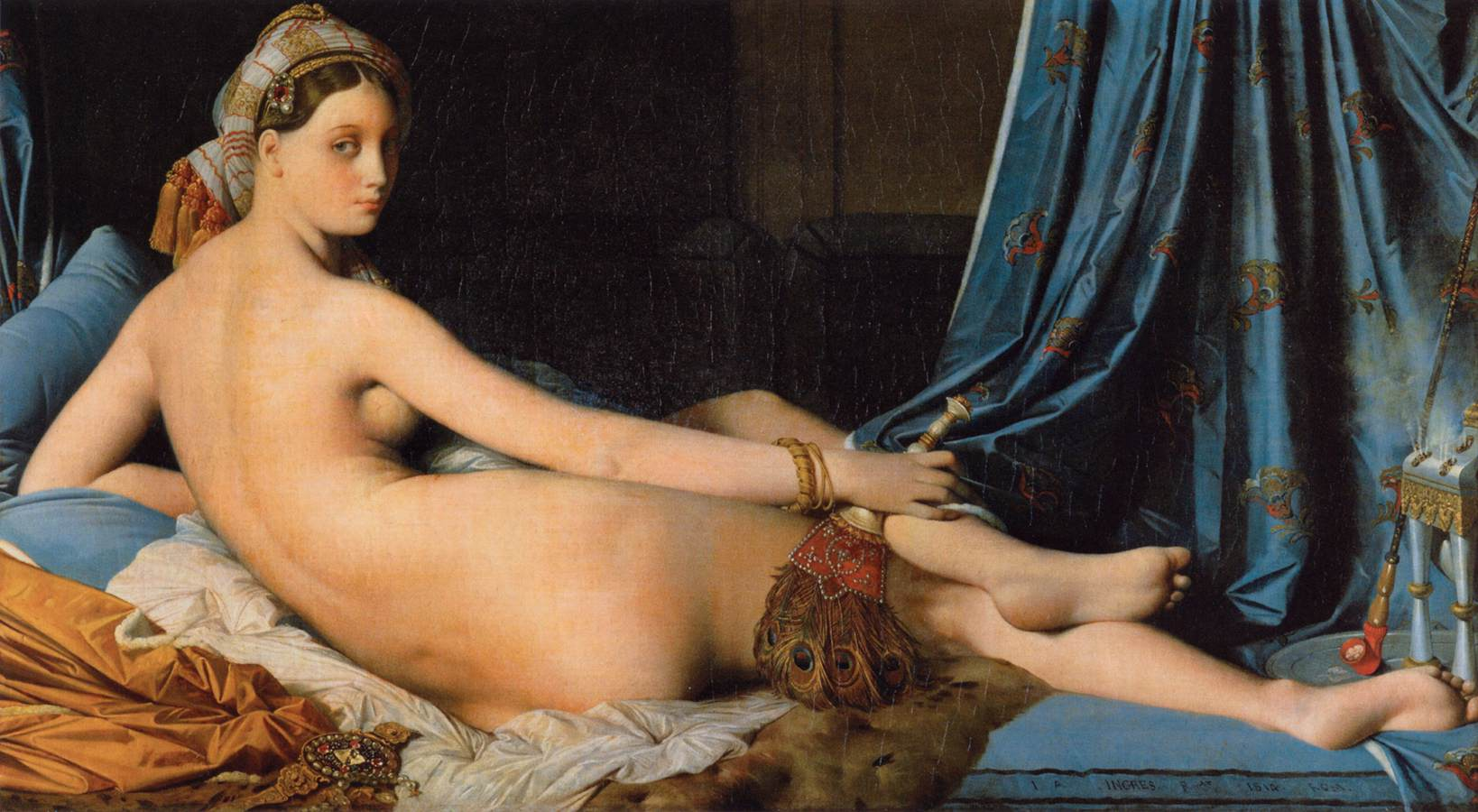
讓·奧古斯特·多米尼克·安格爾《大宮女》，1814年，現藏於羅浮宮
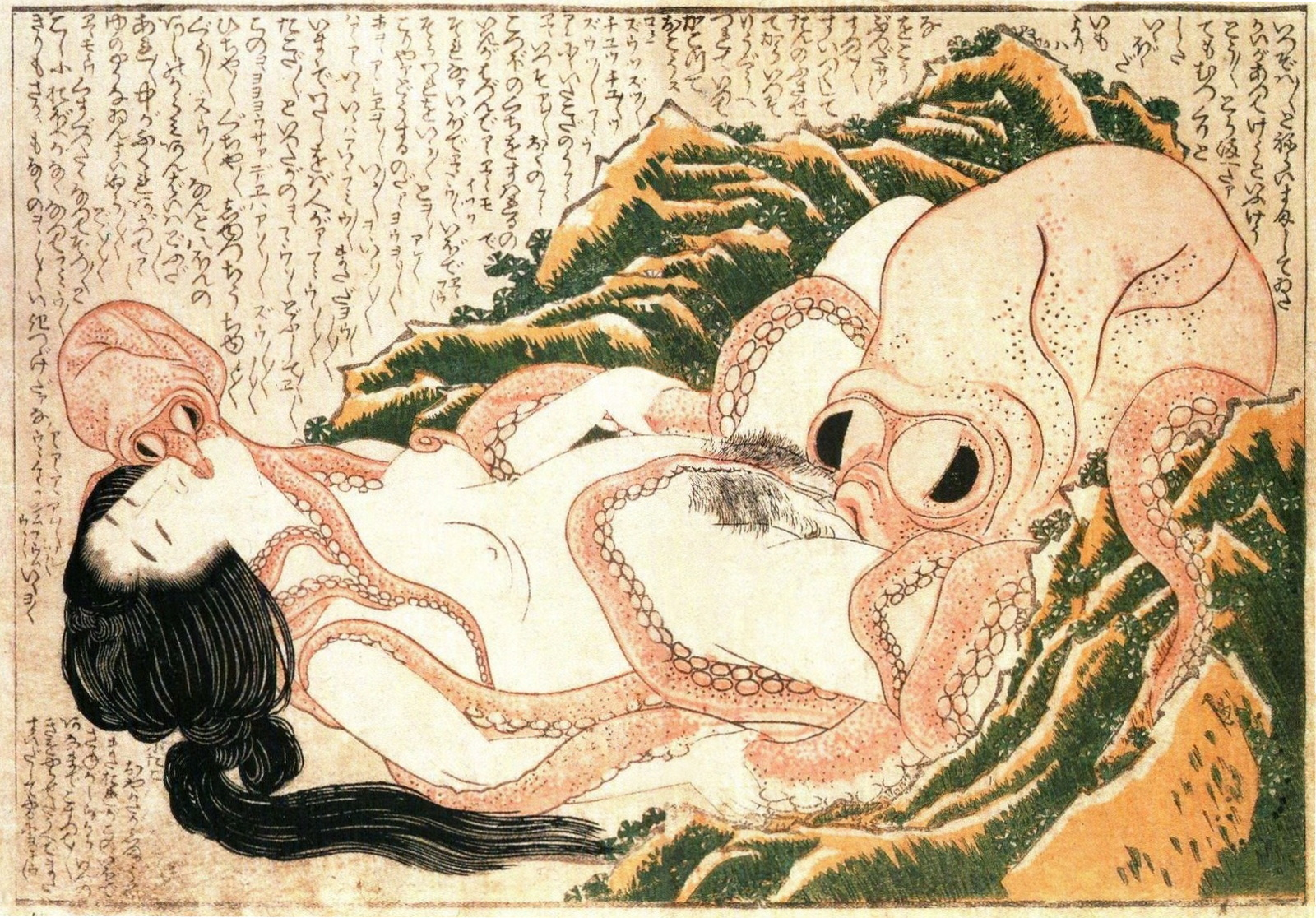
葛飾北齋《章魚與海女圖》，1814年
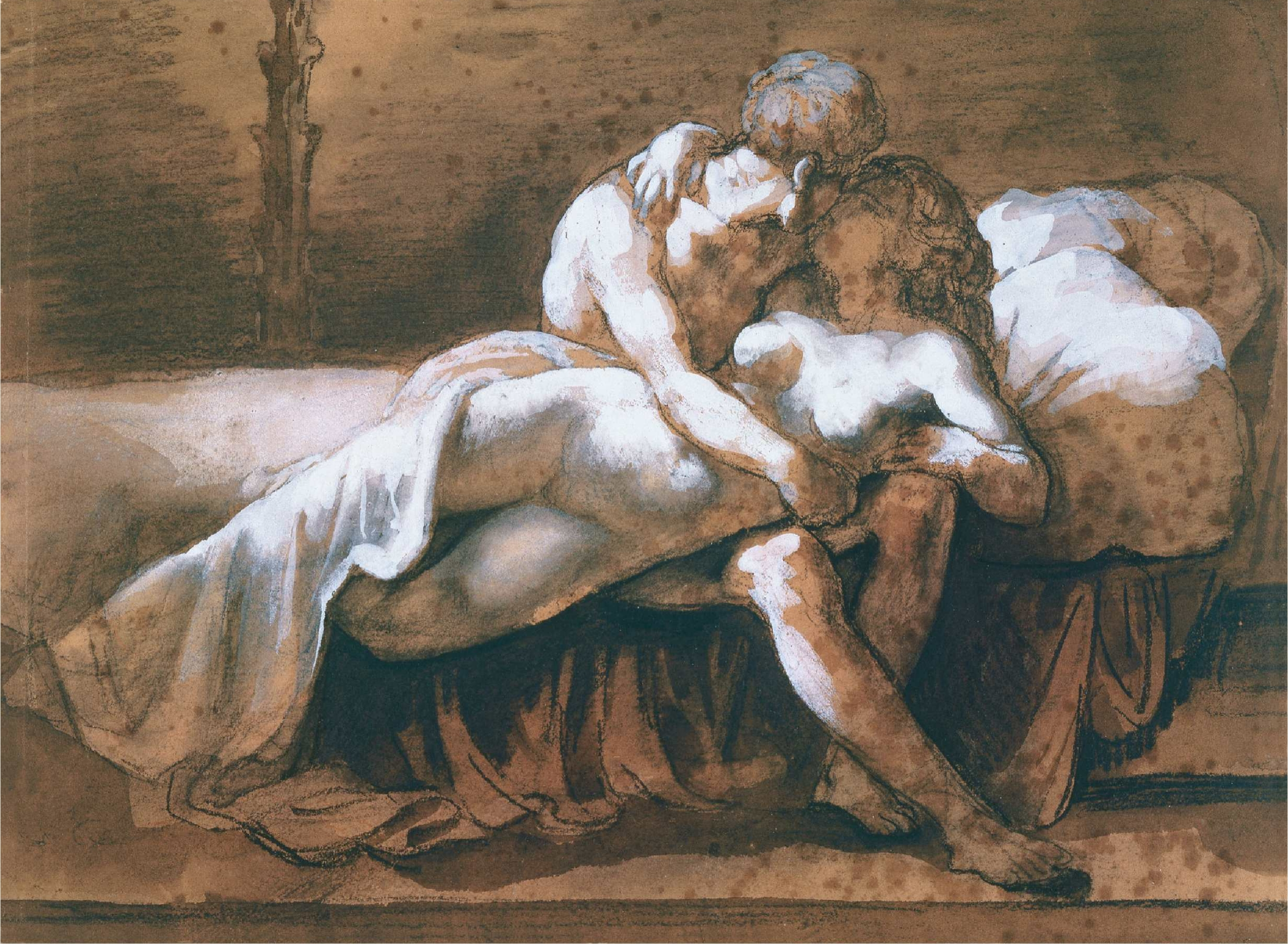
西奧多·傑利柯《吻》，約1816至1817年，現藏於提森-博內米薩博物館
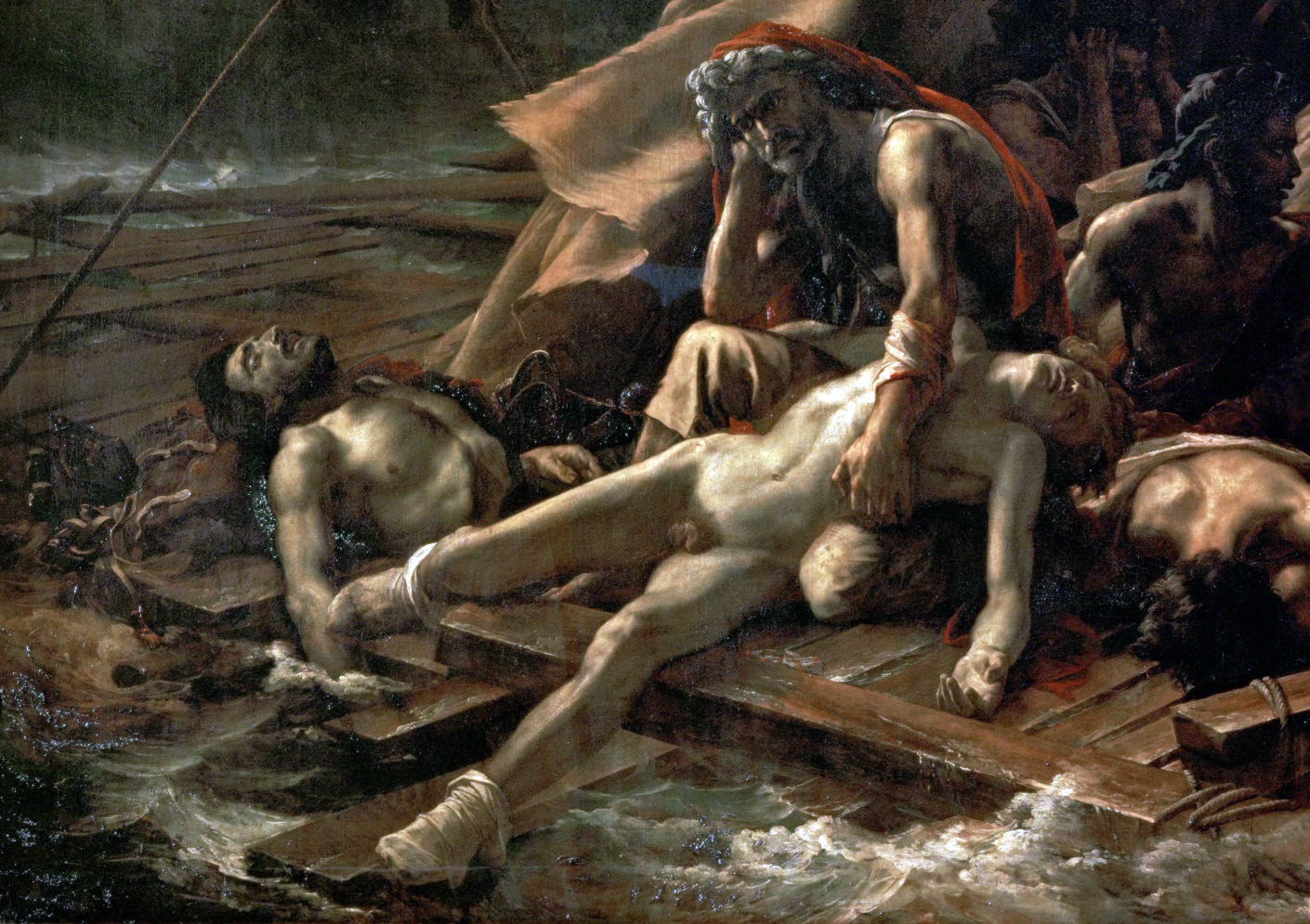
西奧多·傑利柯《梅杜薩之筏》（局部），1818至1819年，現藏於羅浮宮
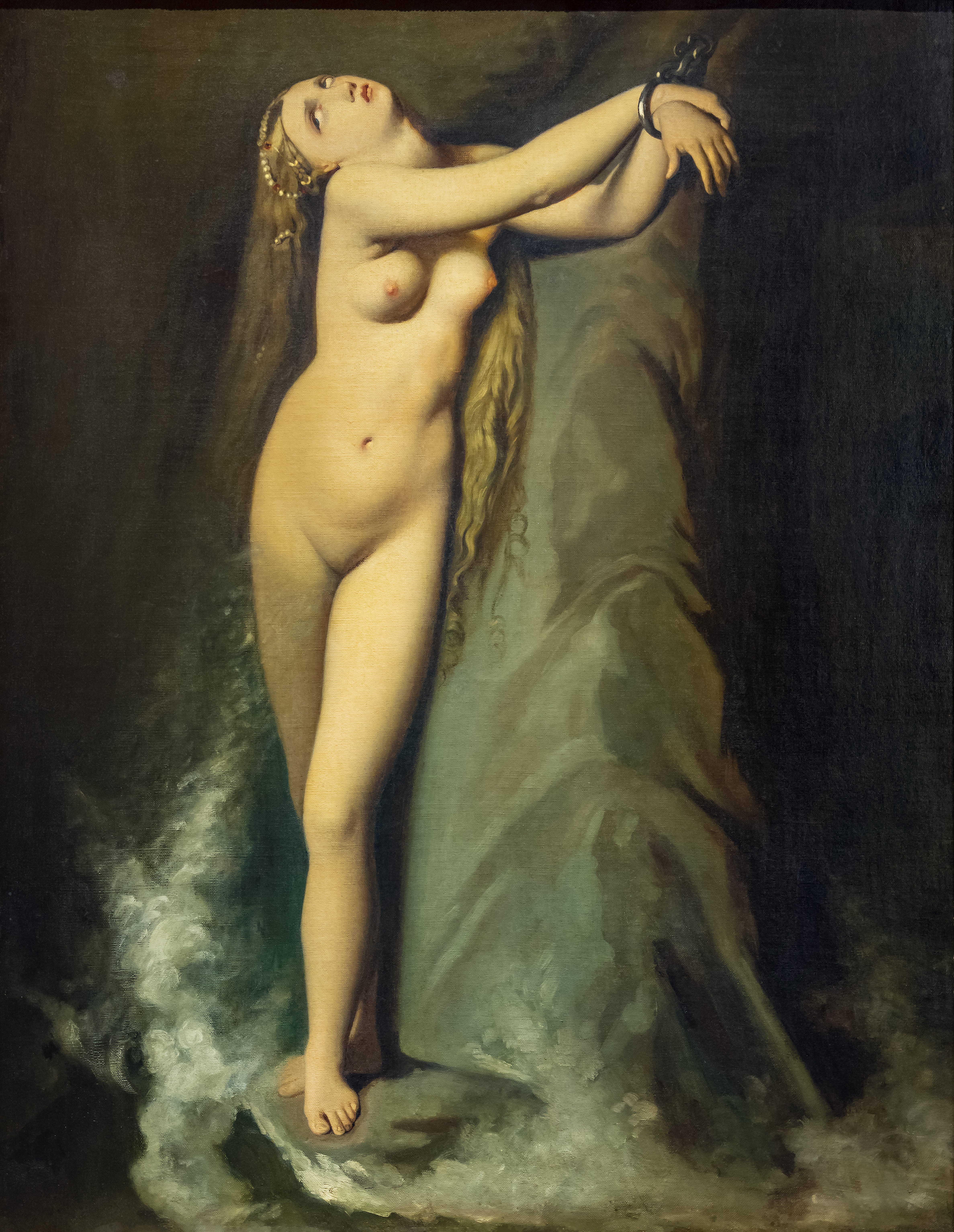
讓·奧古斯特·多米尼克·安格爾《安潔莉卡（英语：Angelica (character)）》，1819年，現藏於安格爾博物館
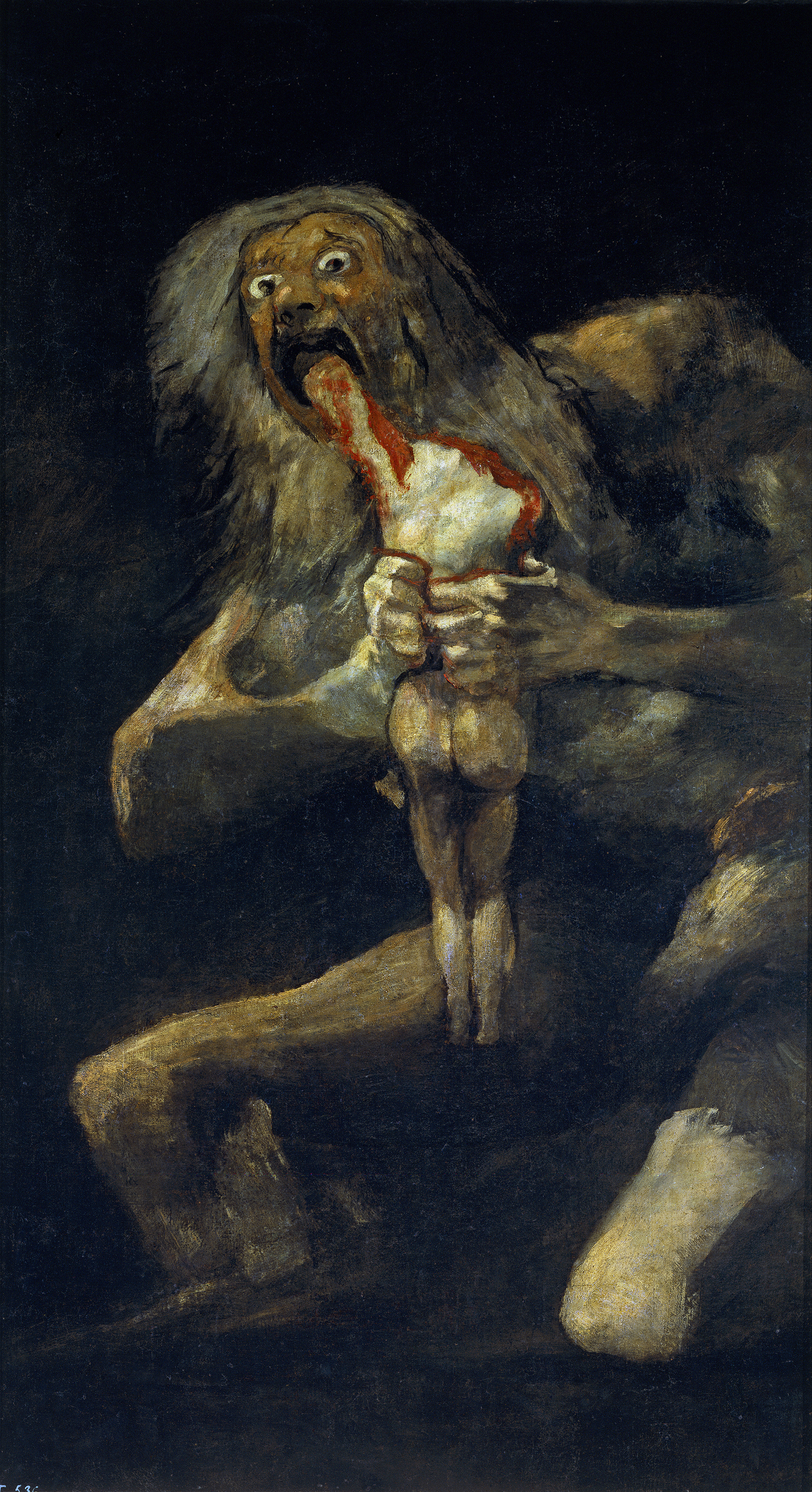
弗朗西斯科·戈雅《農神吞噬其子》，1819至1823年，現藏於普拉多博物館
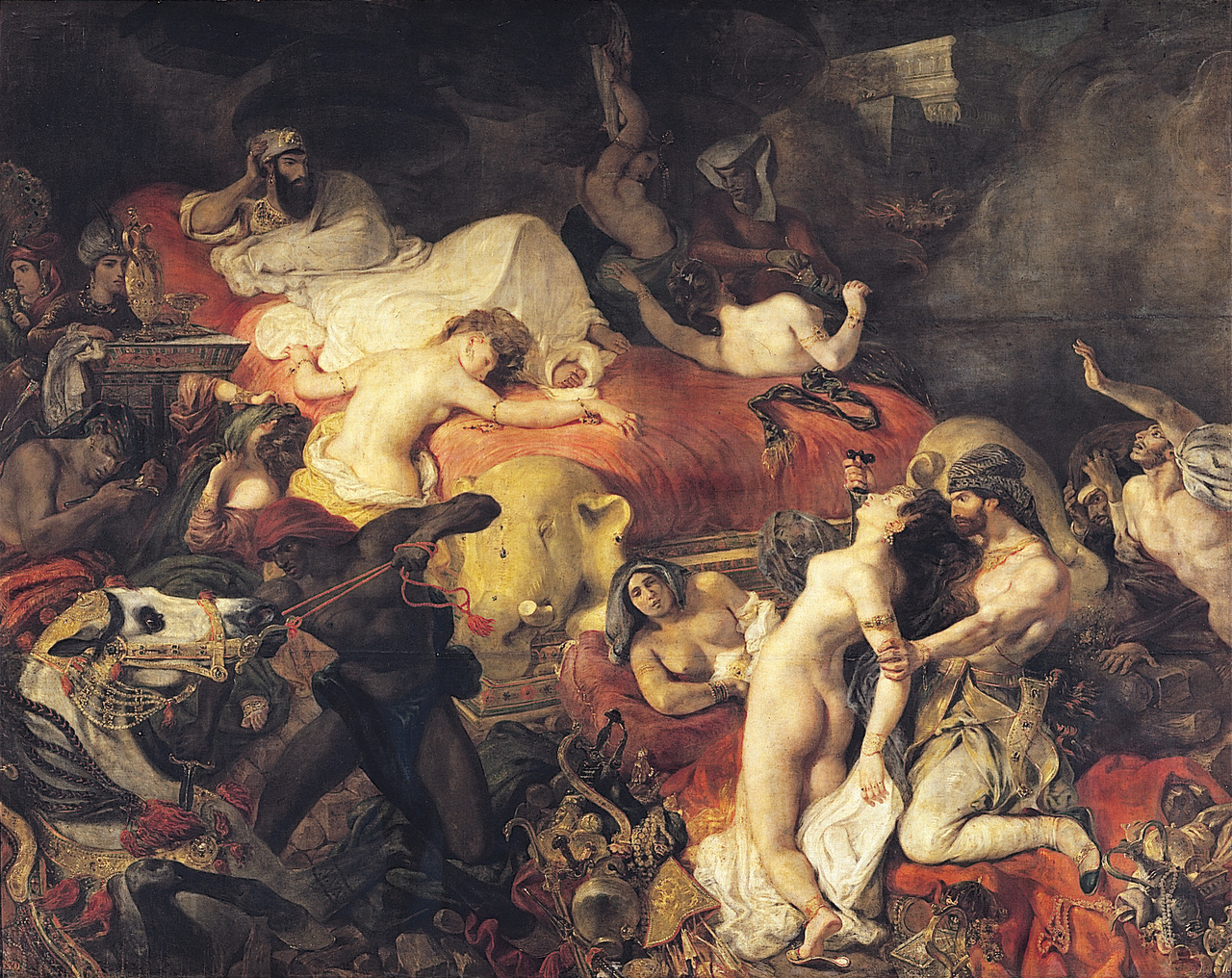
歐仁·德拉克羅瓦《薩達那帕拉之死》，1827與1844年，現藏於羅浮宮和費城藝術博物館
歐仁·德拉克羅瓦《自由引導人民》，1830年，現藏於羅浮宮
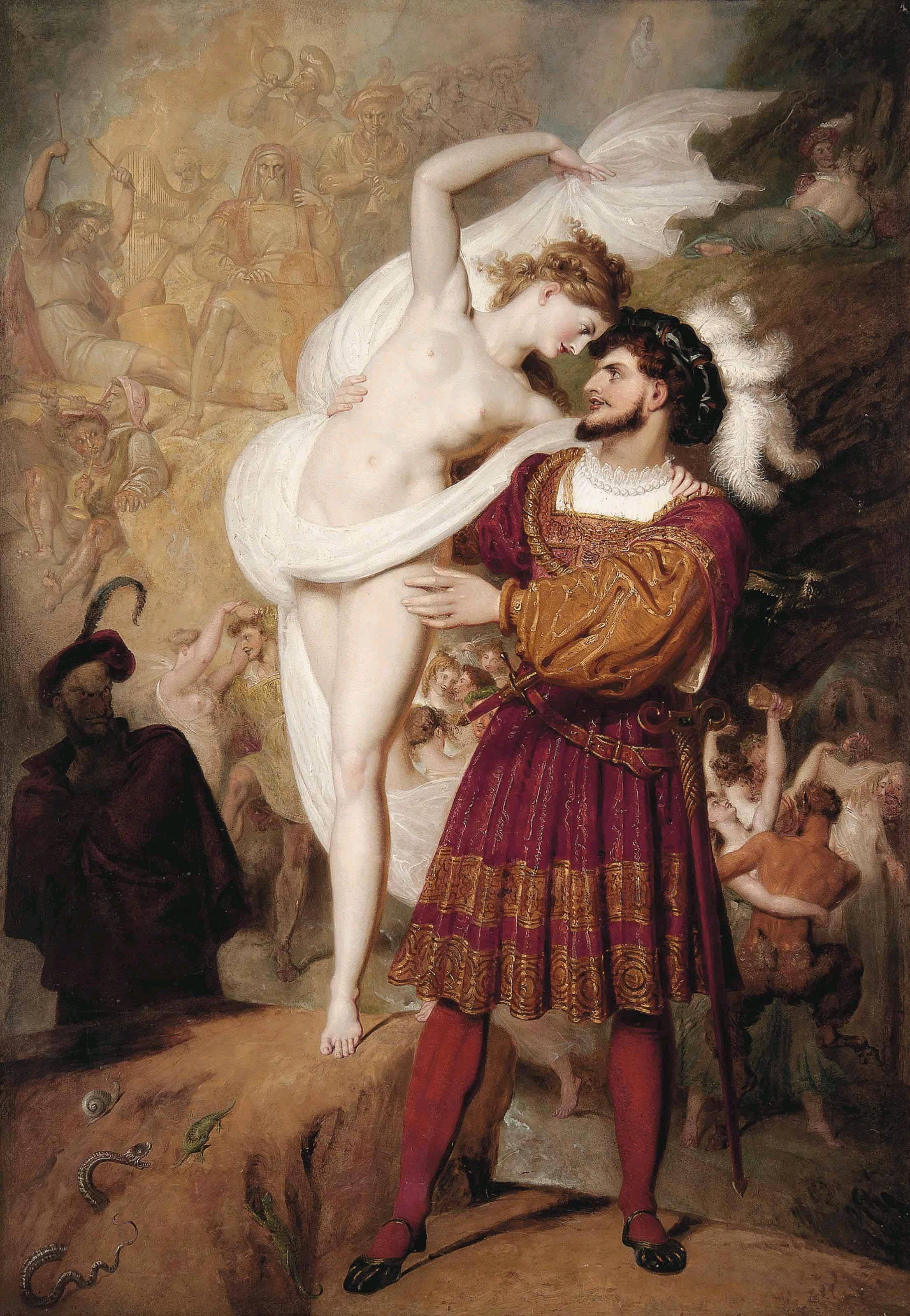
理查德·韋斯托爾《浮士德與莉莉絲》，1831年
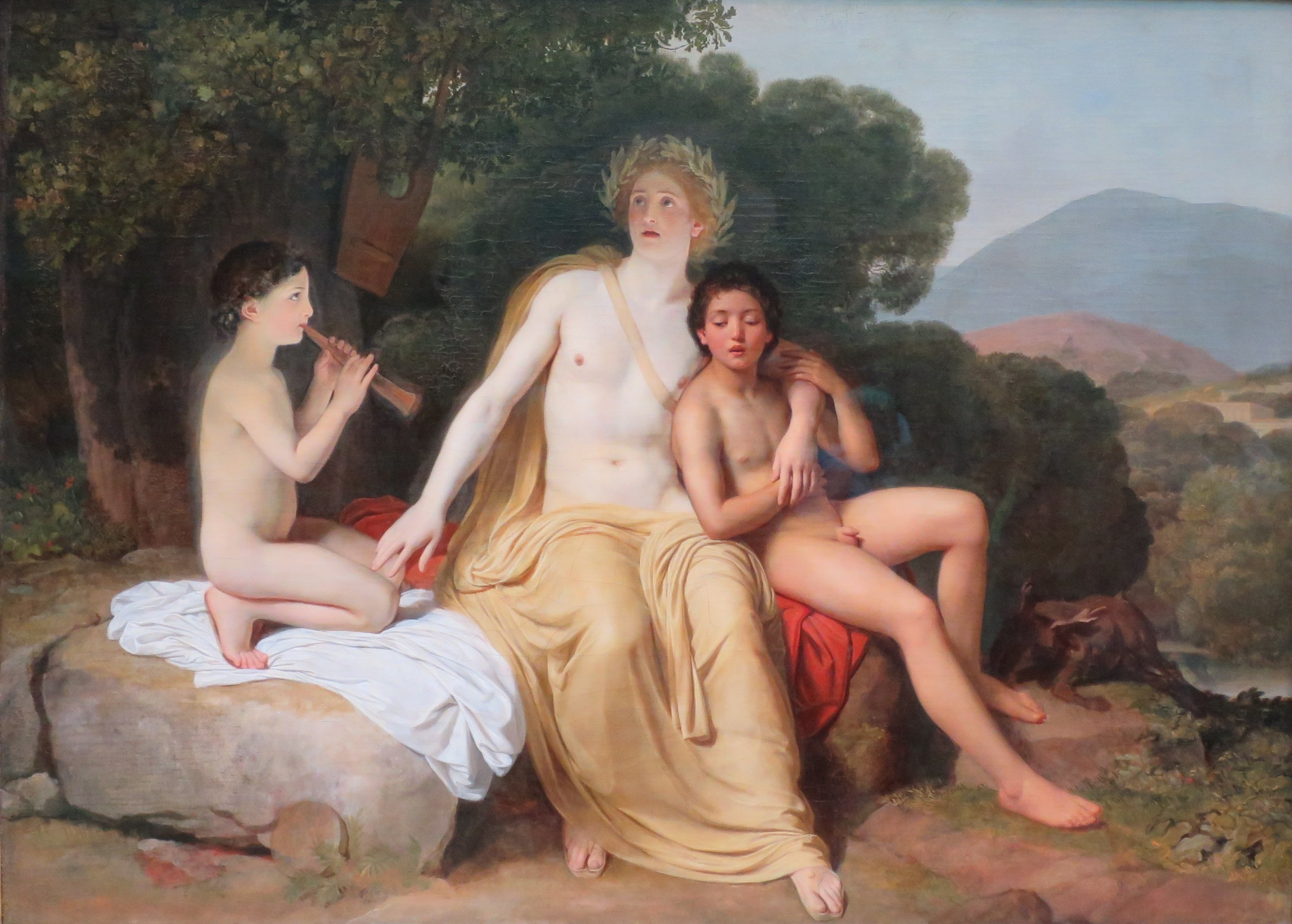
亞歷山大·安德烈耶維奇·伊萬諾夫《Apollo, Hyacinthus and Cyparis》，1834年，現藏於特列季亞科夫畫廊
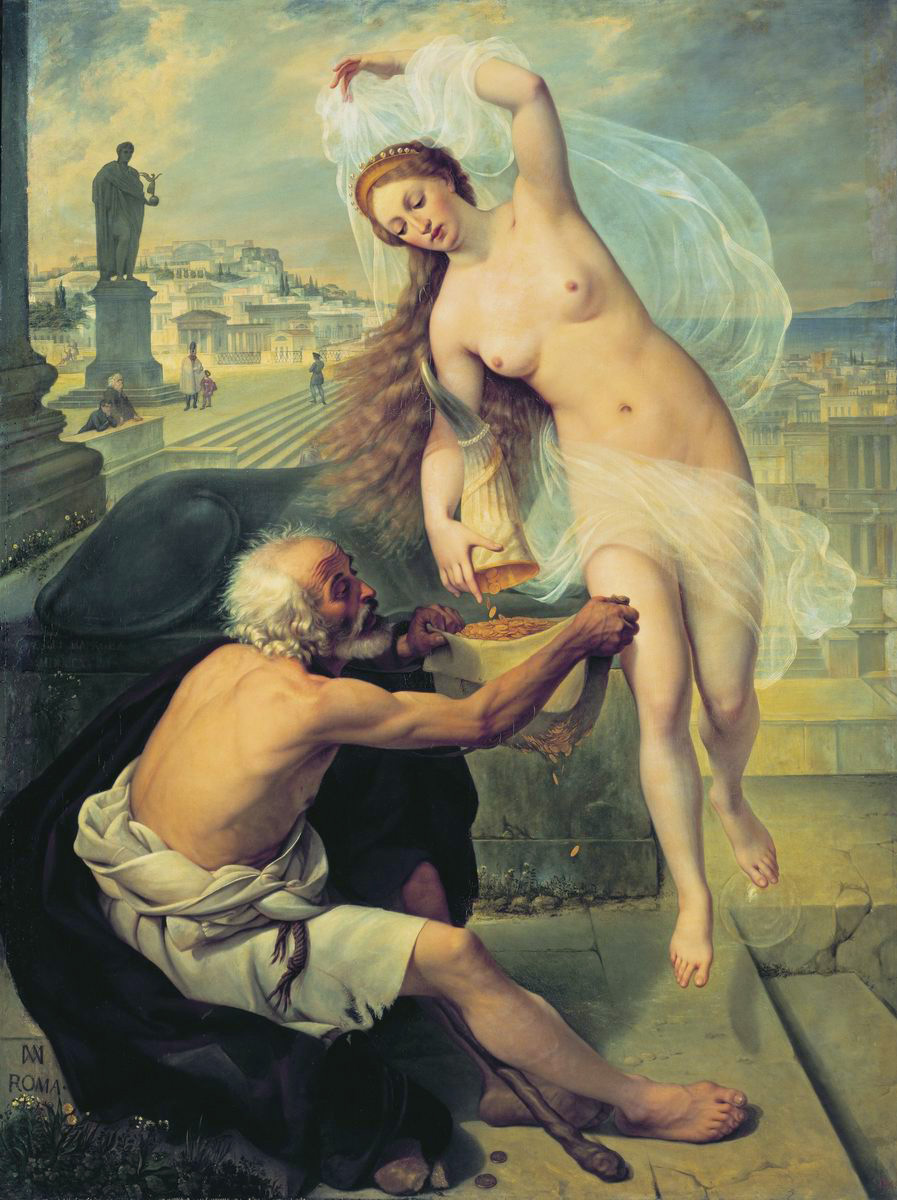
阿列克謝·塔拉索維奇·馬可夫（英语：Alexey Tarasovich Markov）《命運女神與老乞丐》，1836年，現藏於俄羅斯博物館
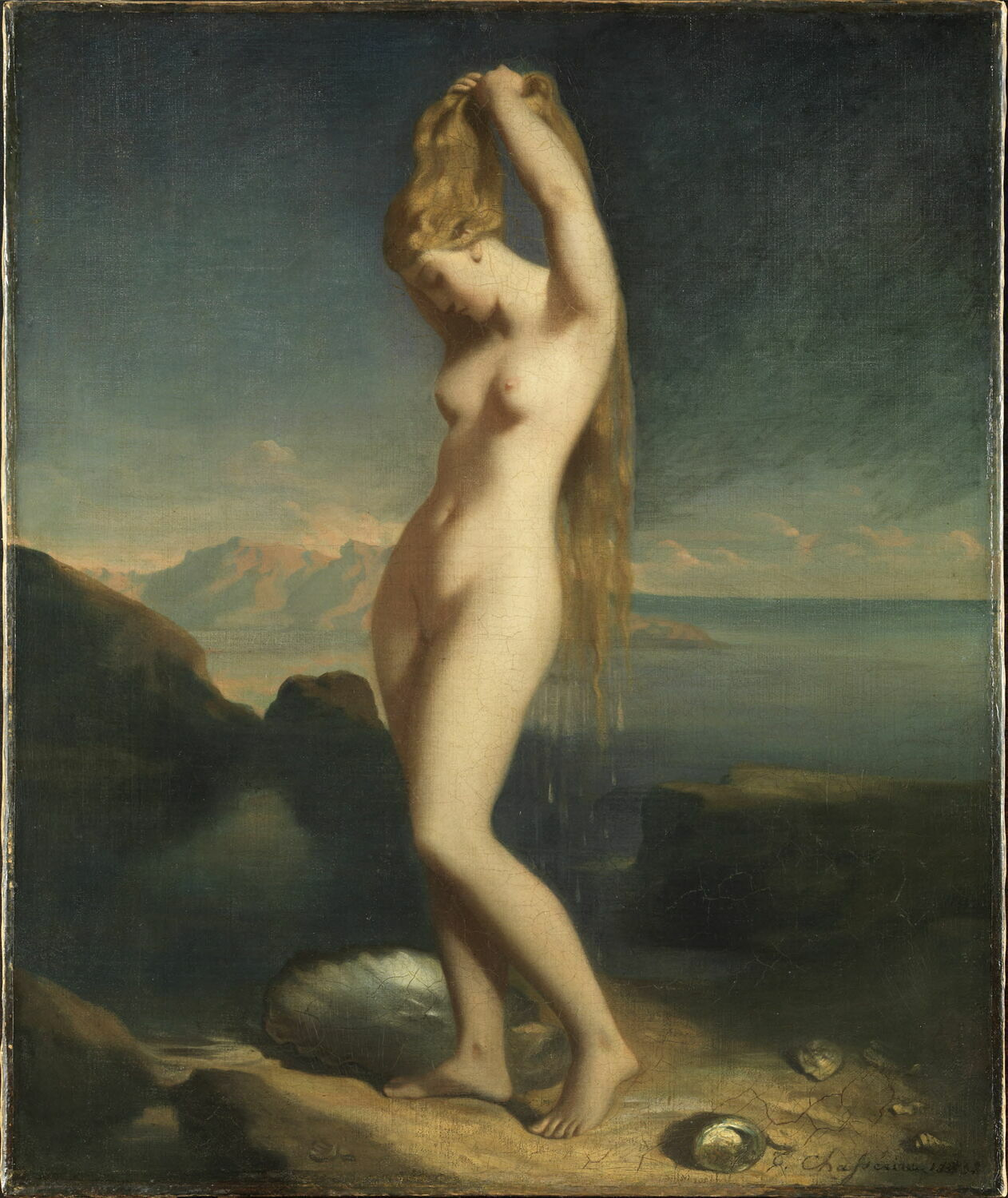
泰奧多爾·夏塞里奧《維納斯自海中誕生》，1838年，現藏於羅浮宮
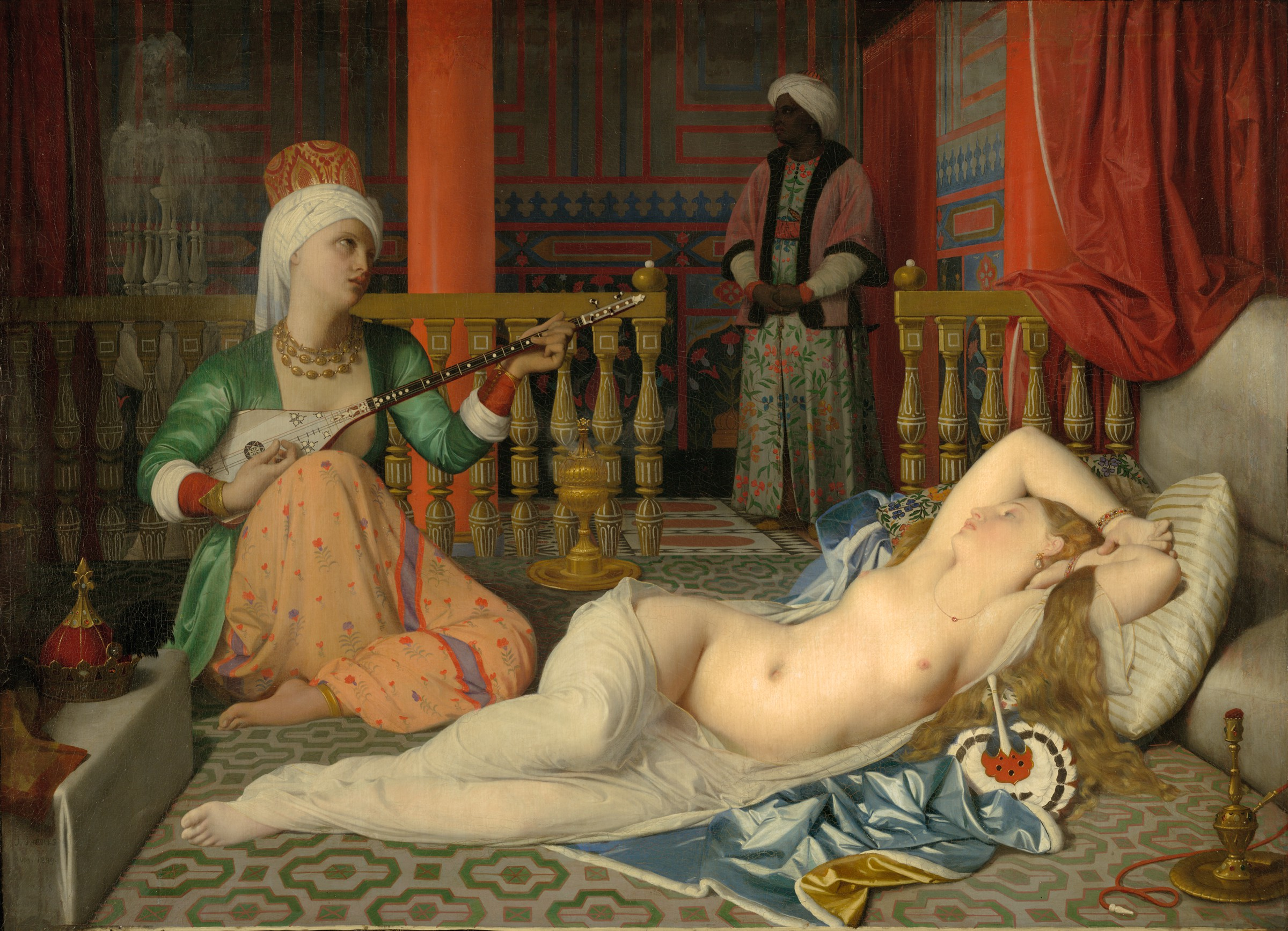
讓·奧古斯特·多米尼克·安格爾《宮女與奴僕》，1839至1840年（另一版本繪於1842年）
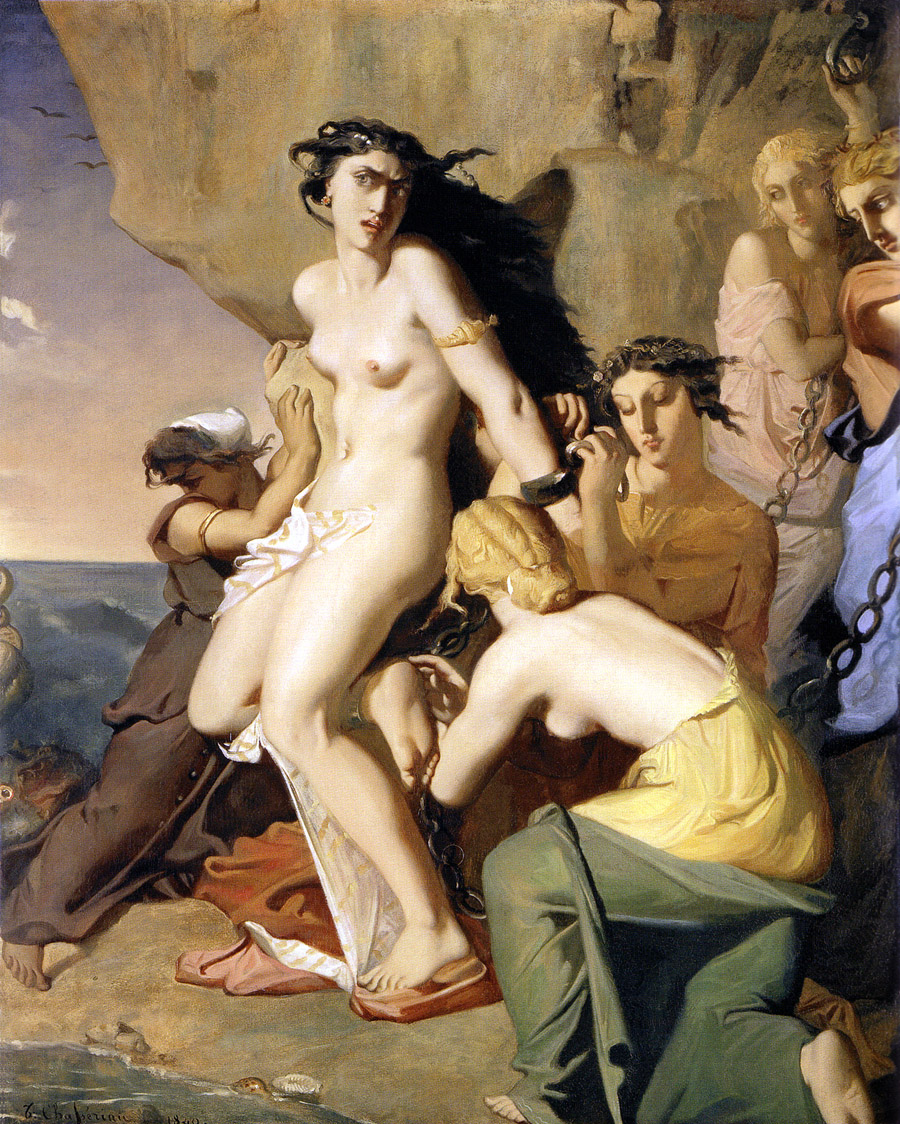
泰奧多爾·夏塞里奧《安朵美達被鐵鍊困在海岸岩邊》，1840年，現藏於羅浮宮
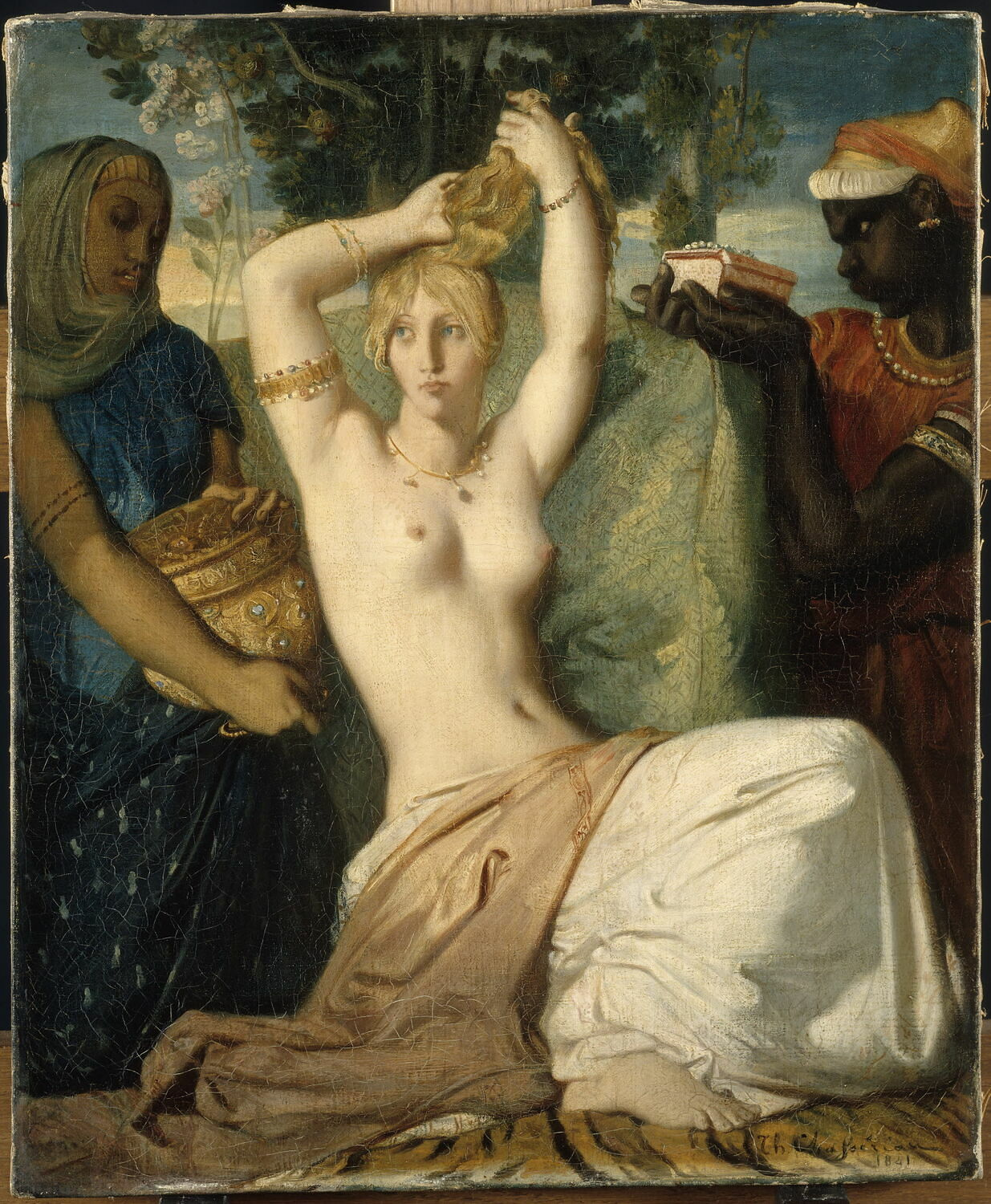
泰奧多爾·夏塞里奧《以斯帖梳妝》，1841年，現藏於羅浮宮
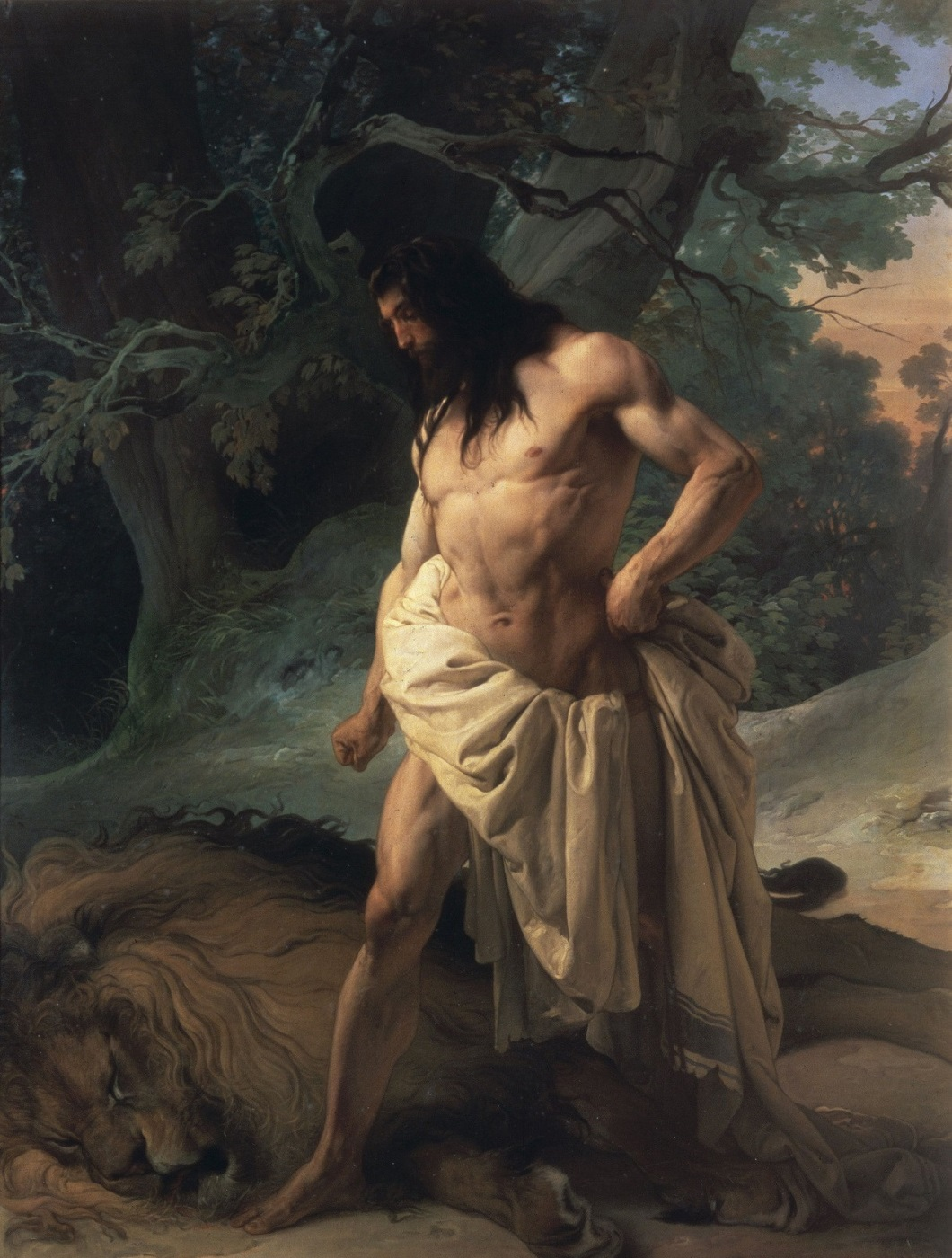
法蘭切斯柯·哈耶茲《參孫殺死獅子》，1842年
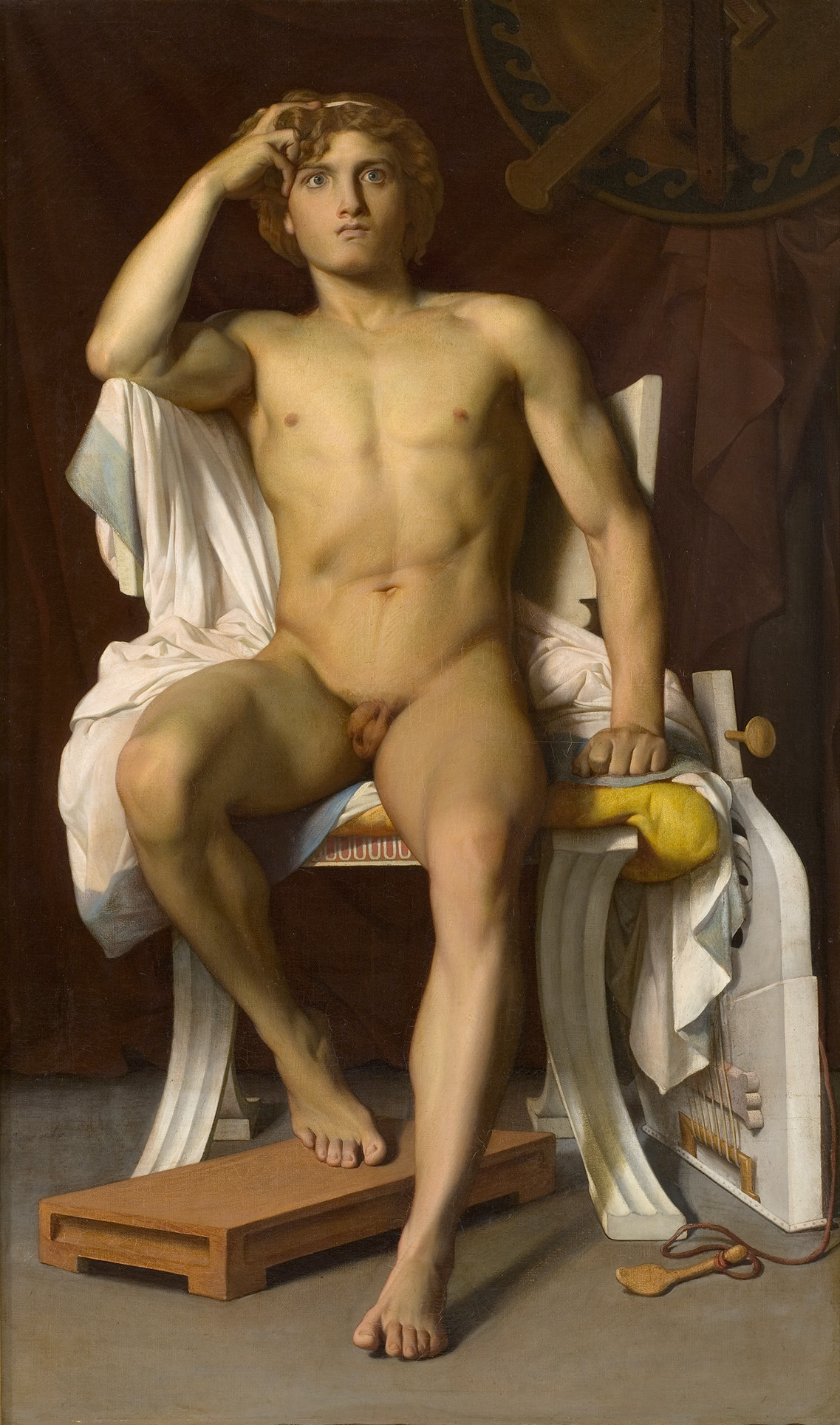
弗朗索瓦-莱昂·伯努维尔（英语：François-Léon Benouville）《阿基里斯之怒》，1842年，現藏於法布爾博物館
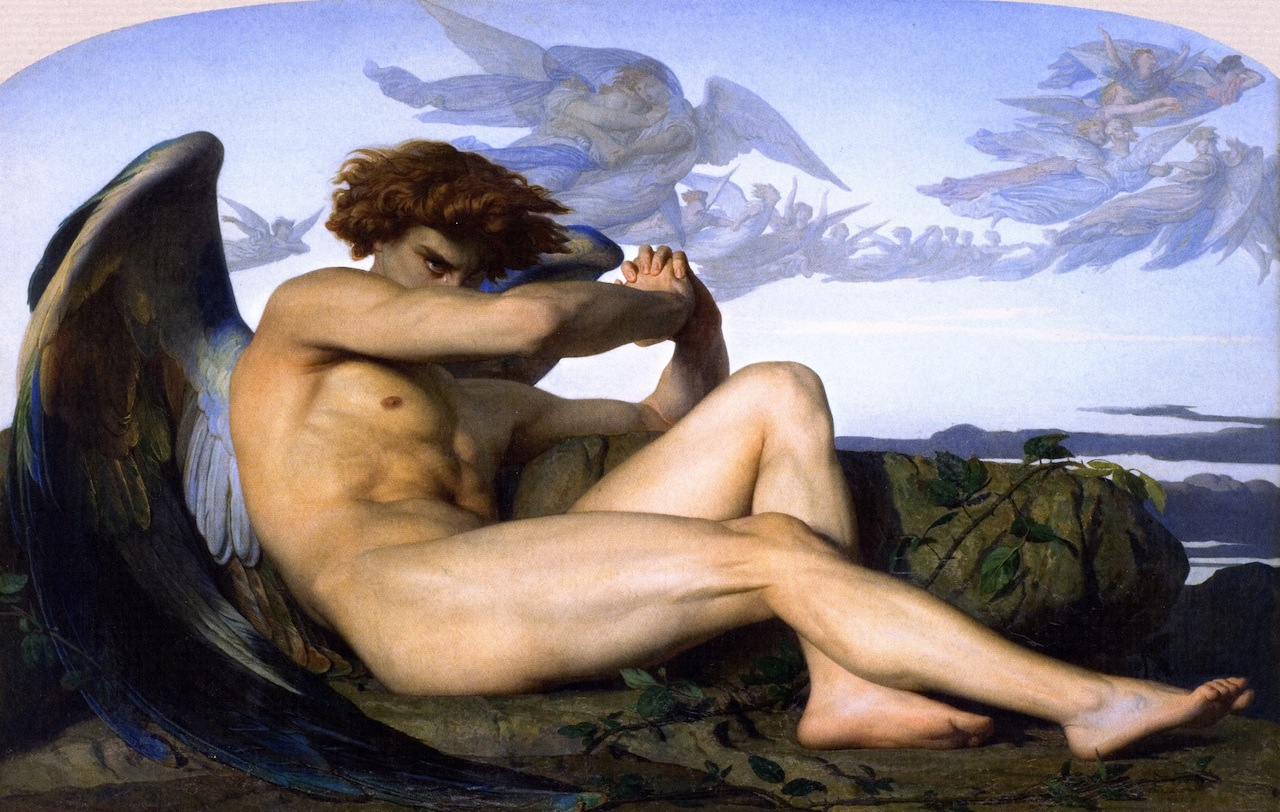
亞歷山大·卡巴內爾《墮天使》，1847年，現藏於法布爾博物館
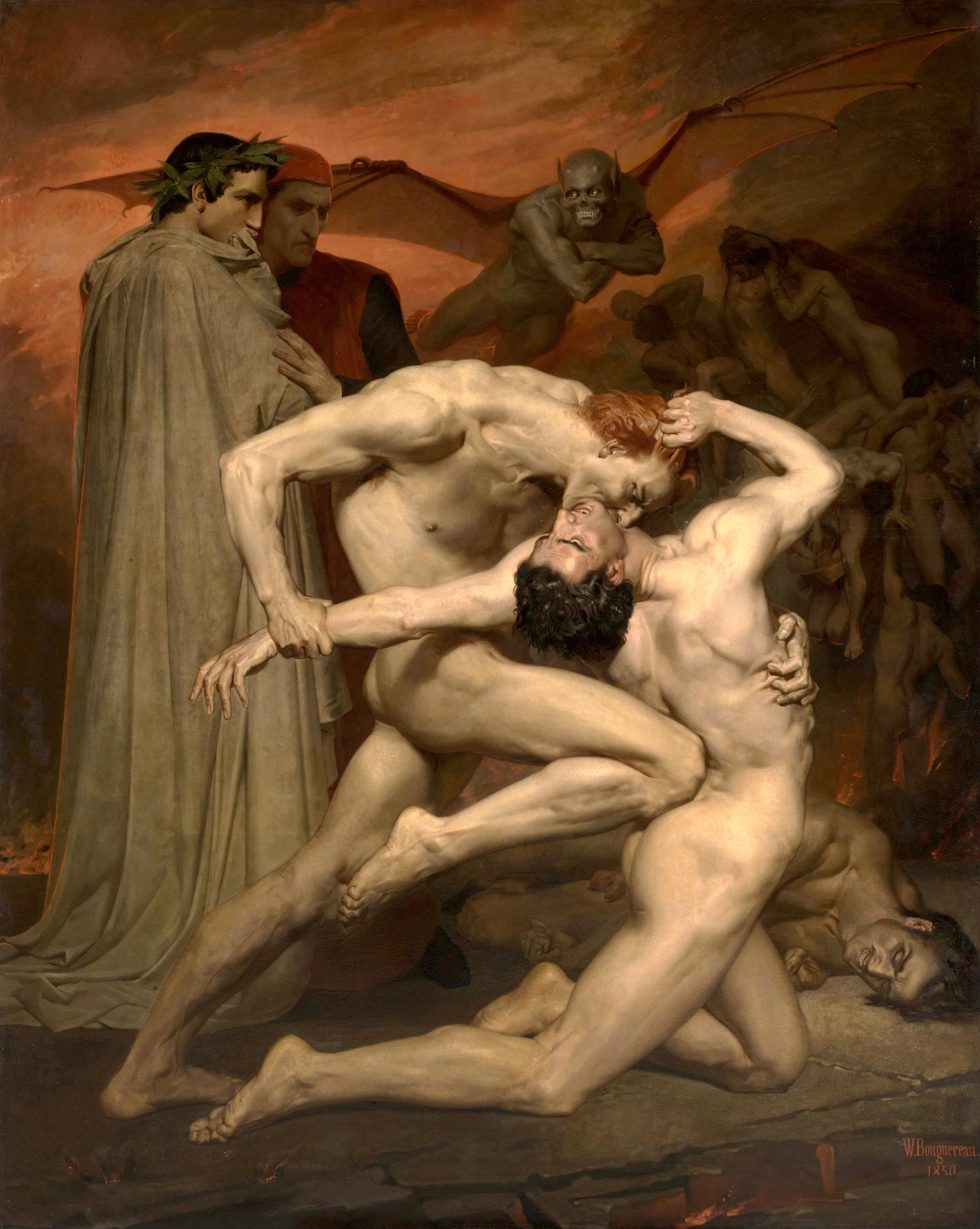
威廉·阿道夫·布格羅《但丁與維吉爾在地獄》，1850年，現藏於奧賽美術館
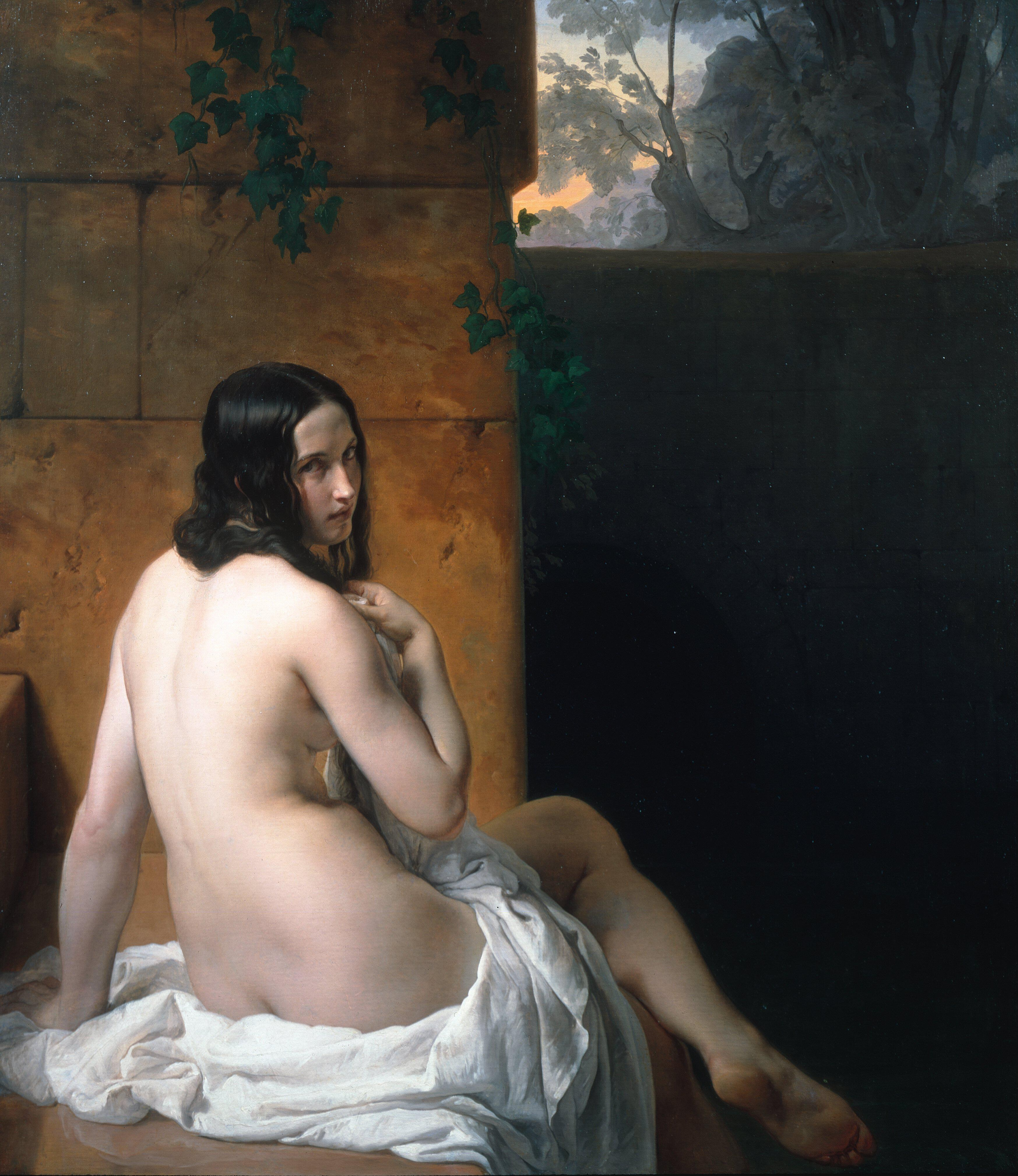
法蘭切斯柯·哈耶茲《沐浴的蘇珊娜》，1850與1859年，現藏於國家美術館與布雷拉畫廊
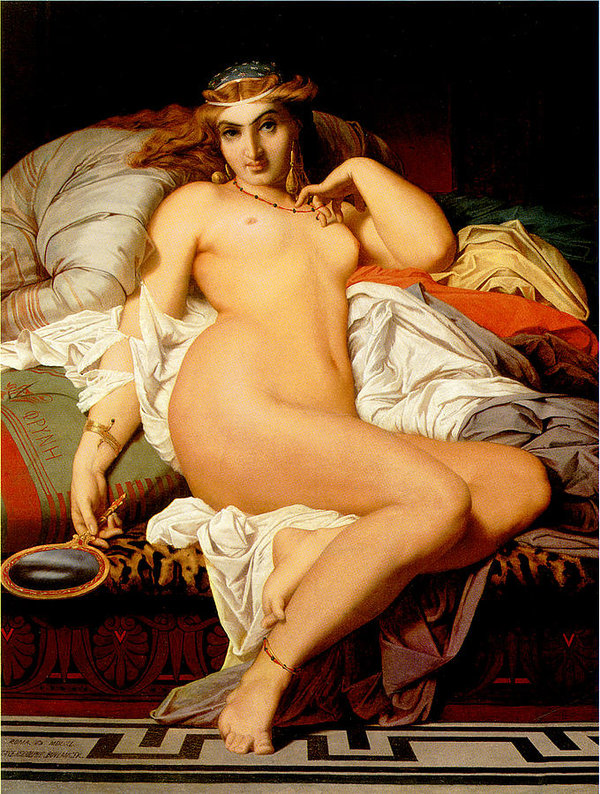
古斯塔夫·布朗熱（英语：Gustave Boulanger）《芙里尼》，1850年，現藏於梵谷博物館
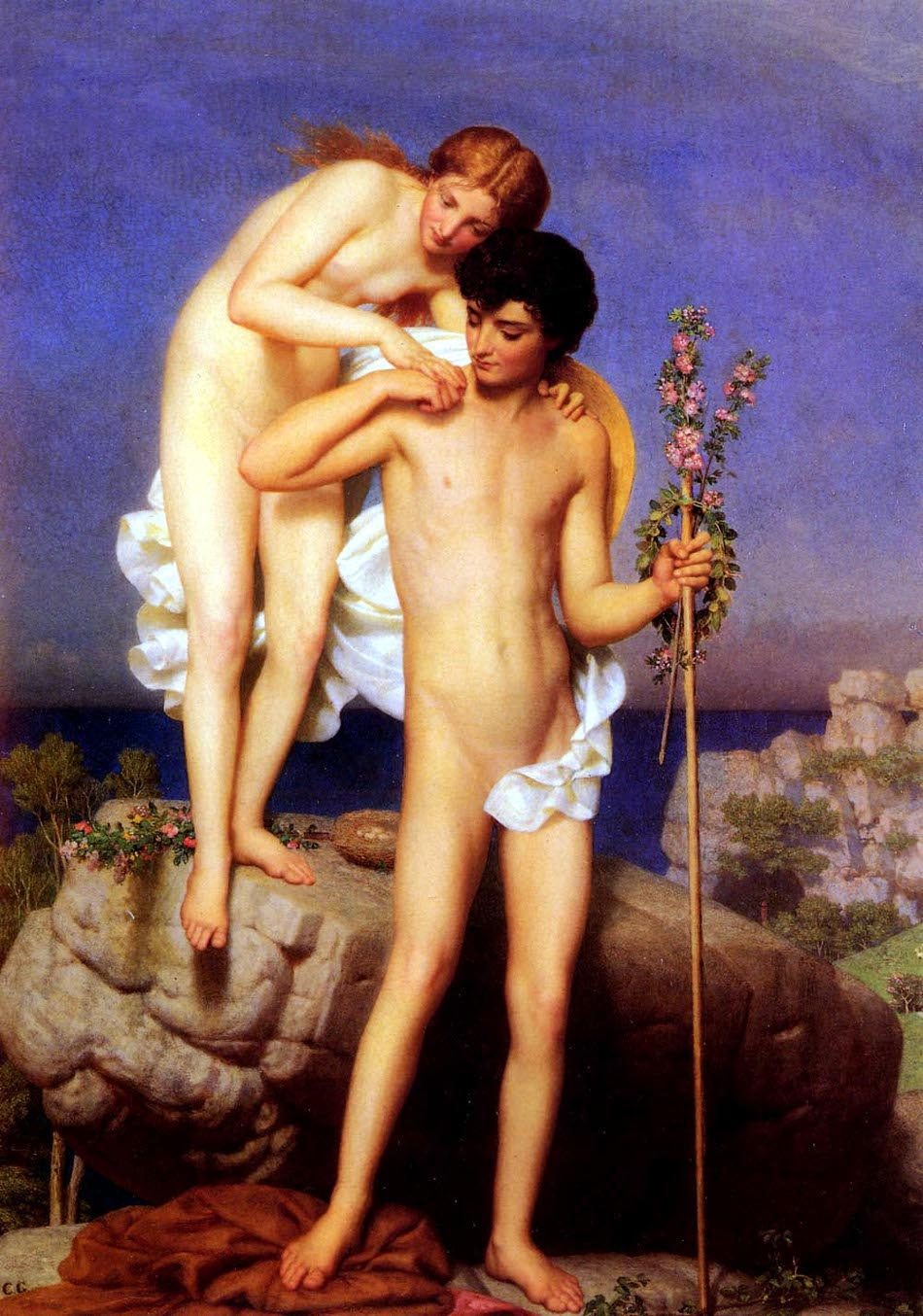
夏爾·格萊爾《達夫尼與克羅伊》，約1850年，私人收藏
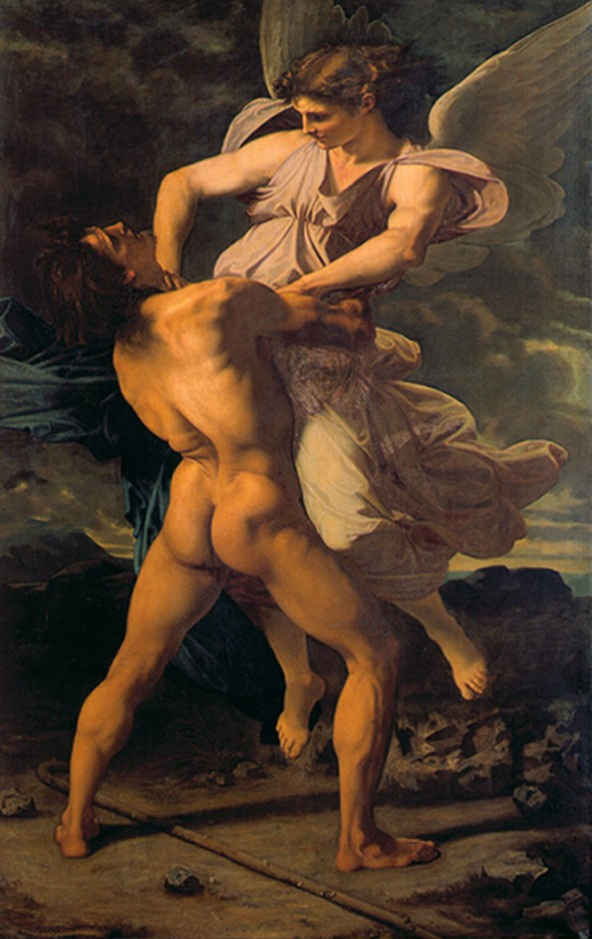
保羅·伯哲（英语：Paul-Jacques-Aimé Baudry）《雅各與天使摔跤》，1853年
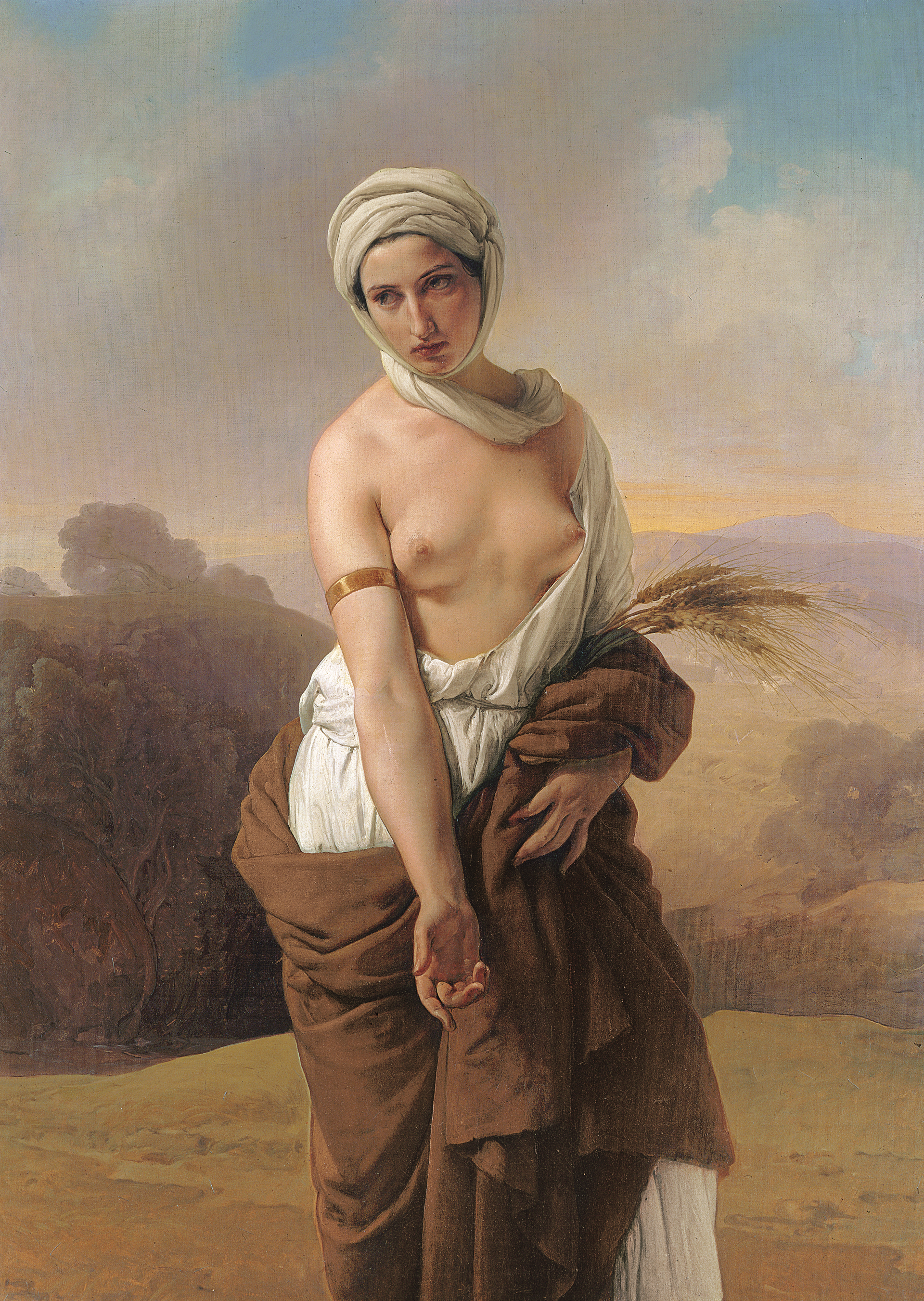
法蘭切斯柯·哈耶茲《路得》，1853（或1835）年，現藏於Palazzo Mazzetti
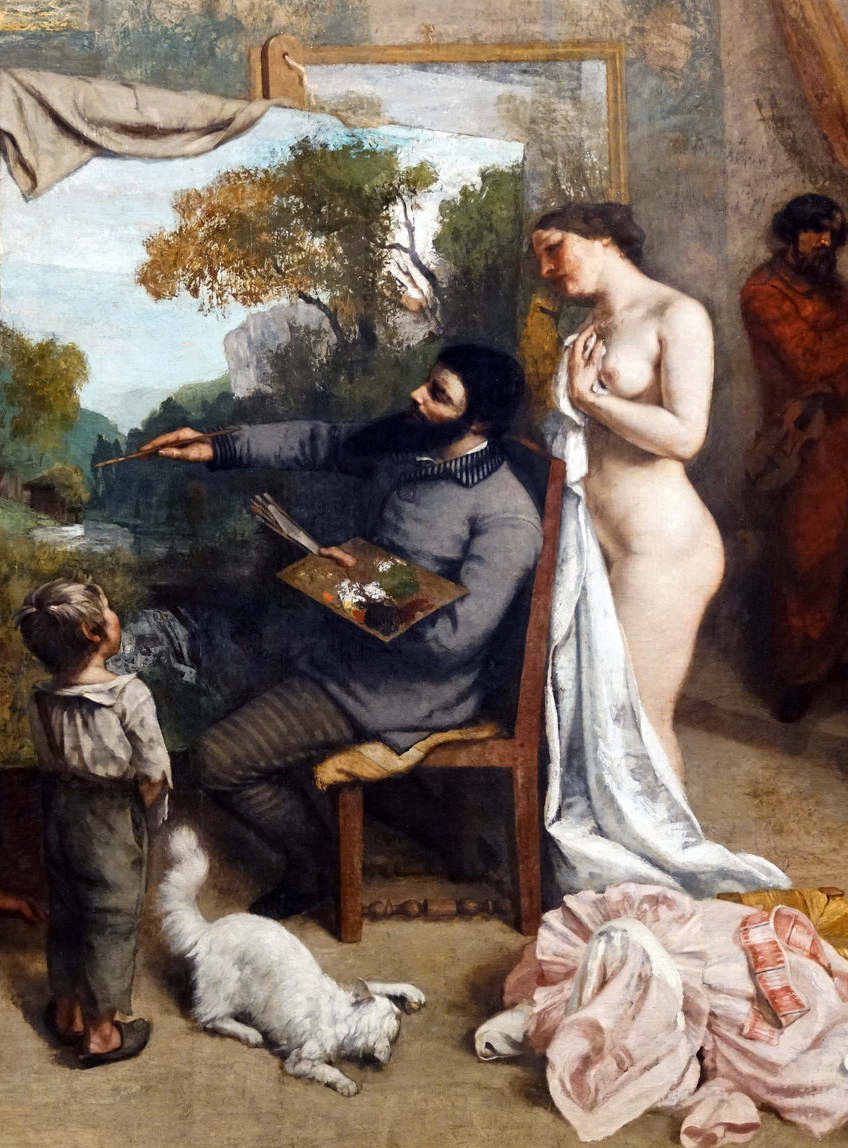
居斯塔夫·庫爾貝《畫室》（局部），1855年，現藏於奧賽美術館
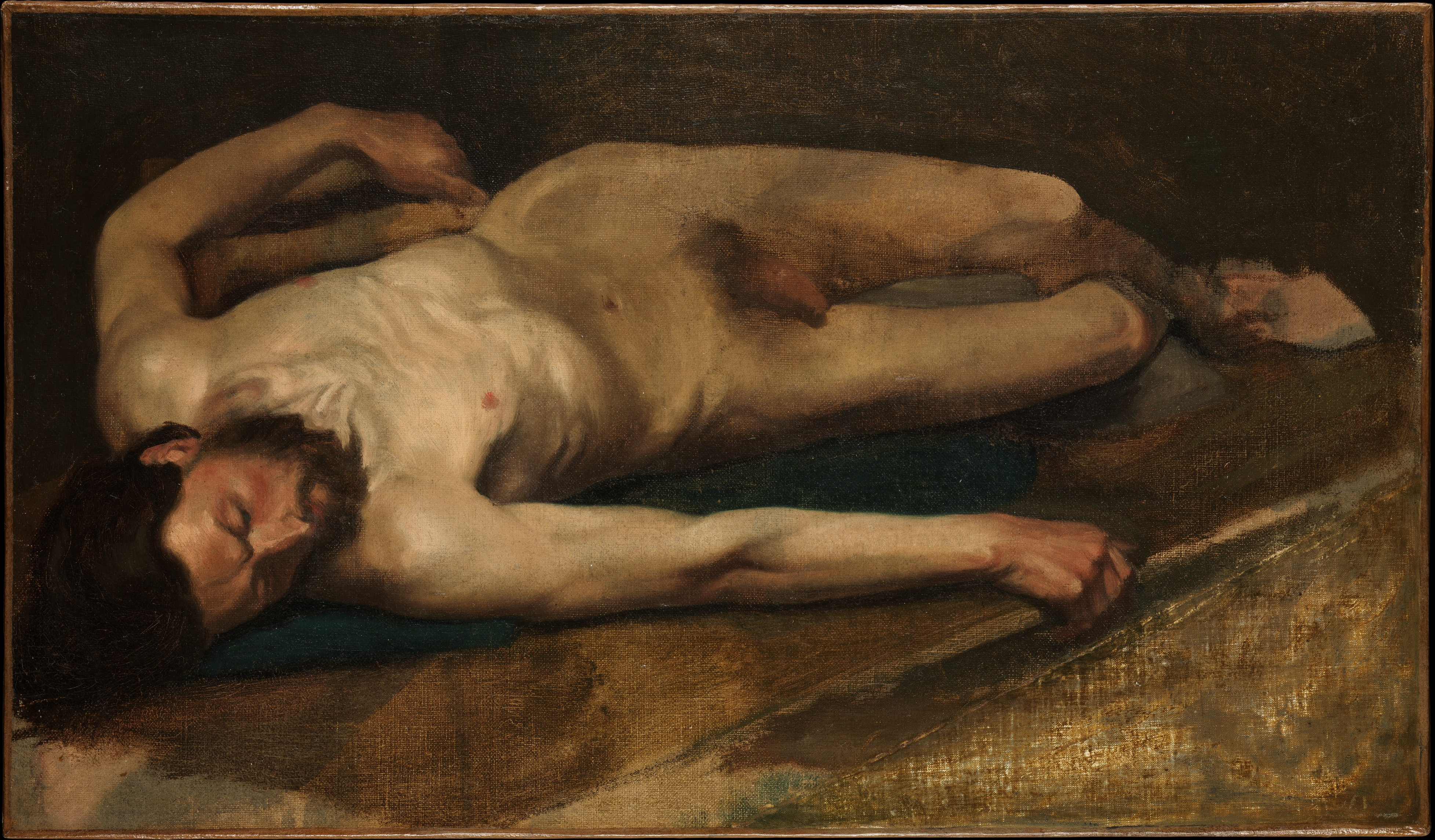
艾德加·竇加《裸男》，1856年，現藏於大都會藝術博物館
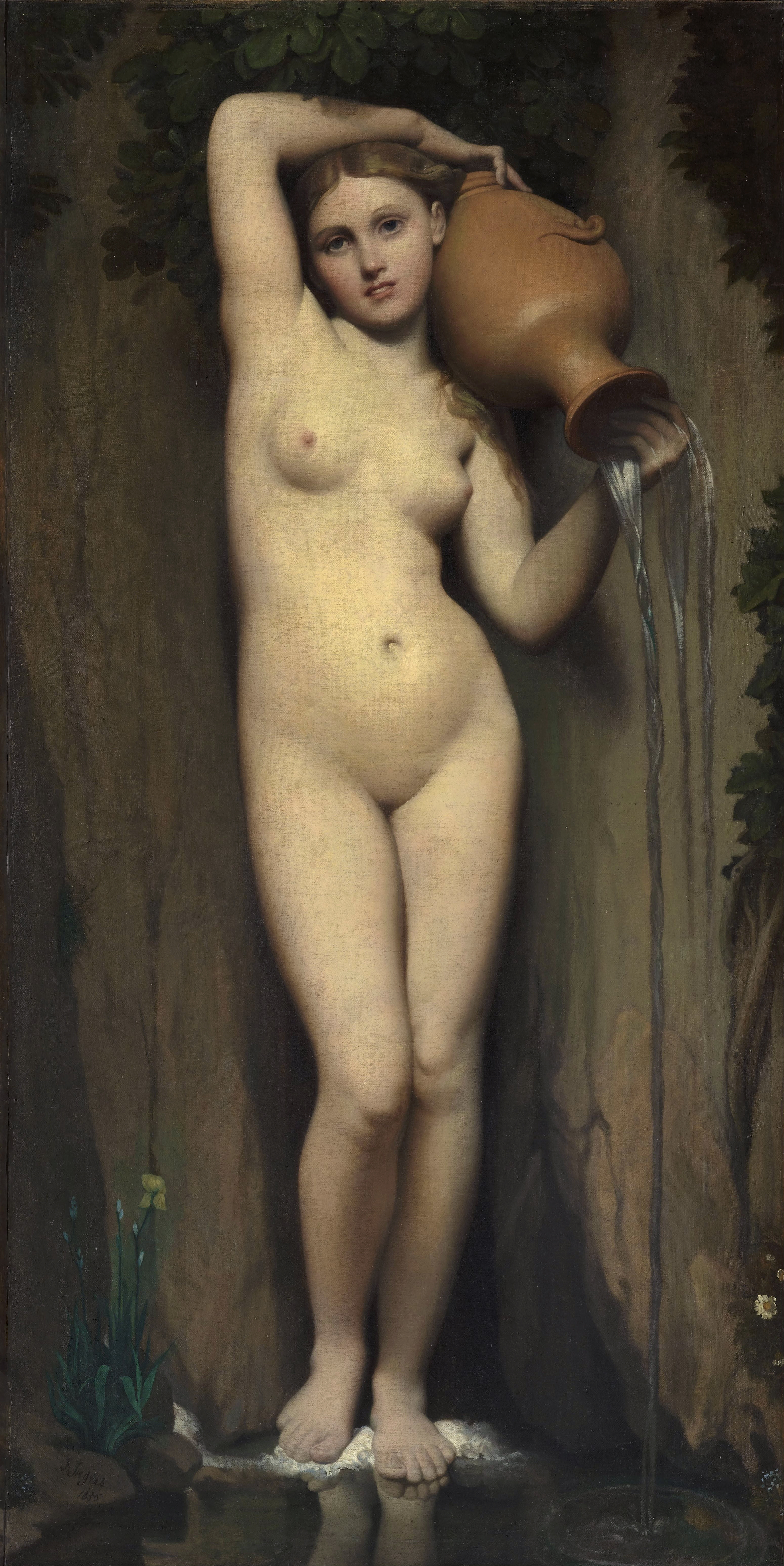
讓·奧古斯特·多米尼克·安格爾《泉》，1820至1856年，現藏於奧賽美術館
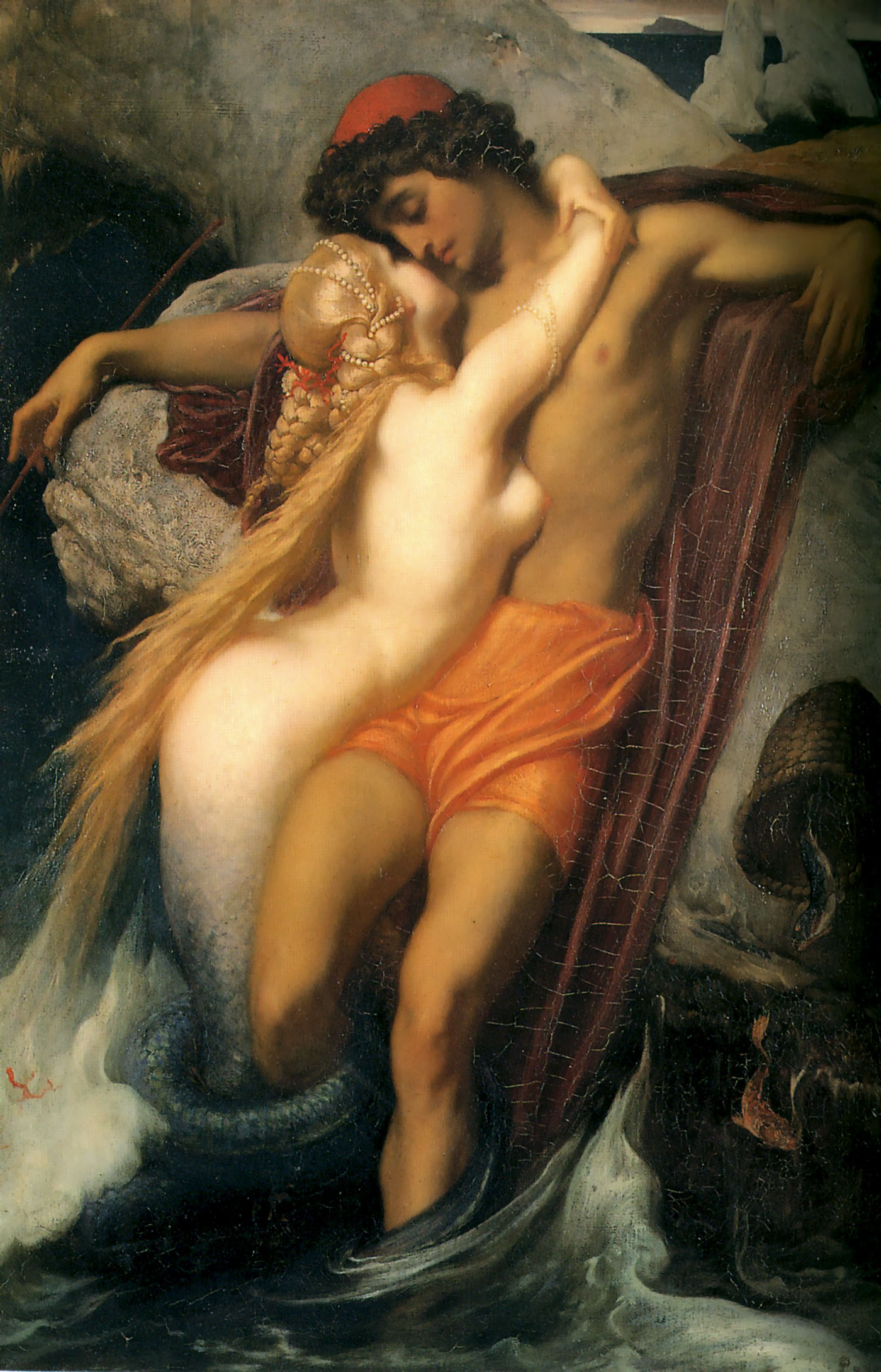
弗雷德里克·雷頓爵士《漁人與賽壬》，1856至1858年，現藏於布里斯托城市博物館與美術館
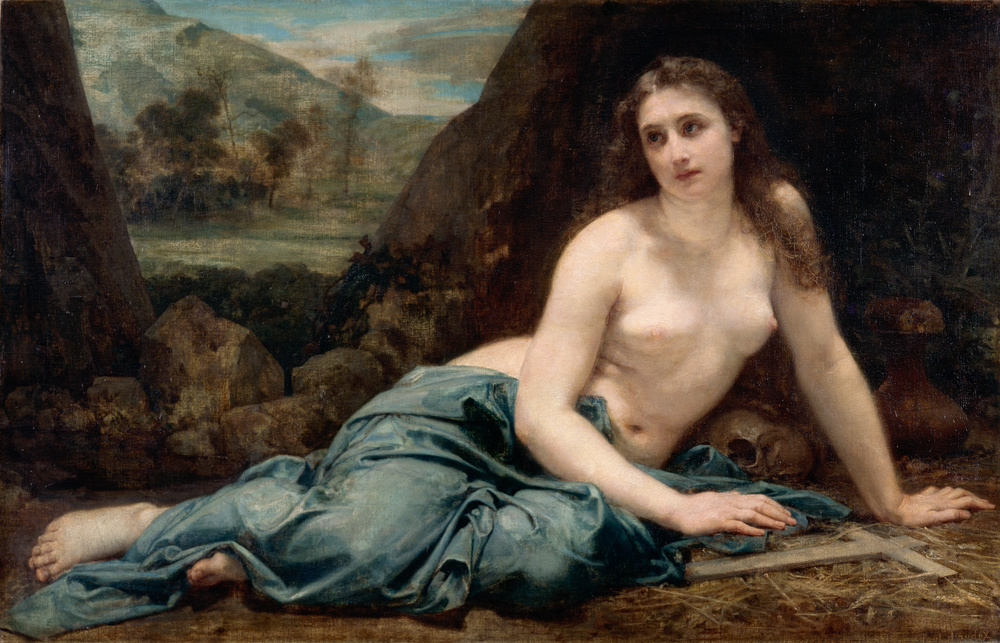
保羅·伯哲《懺悔的抹大拉》，1858年，現藏於南特美術館
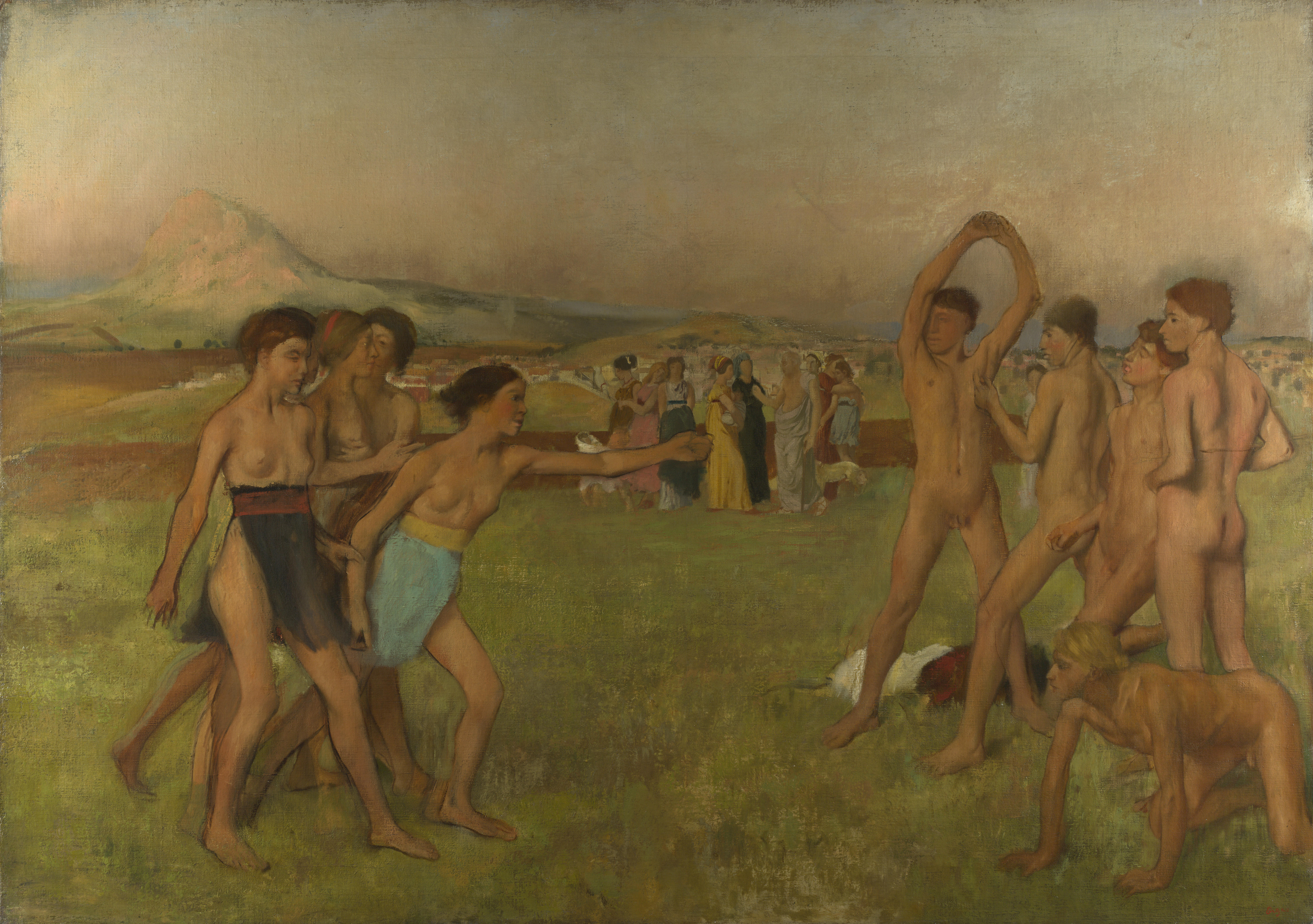
艾德加·竇加《斯巴達年輕人的健身鍛鍊》，約1860年，現藏於國家美術館
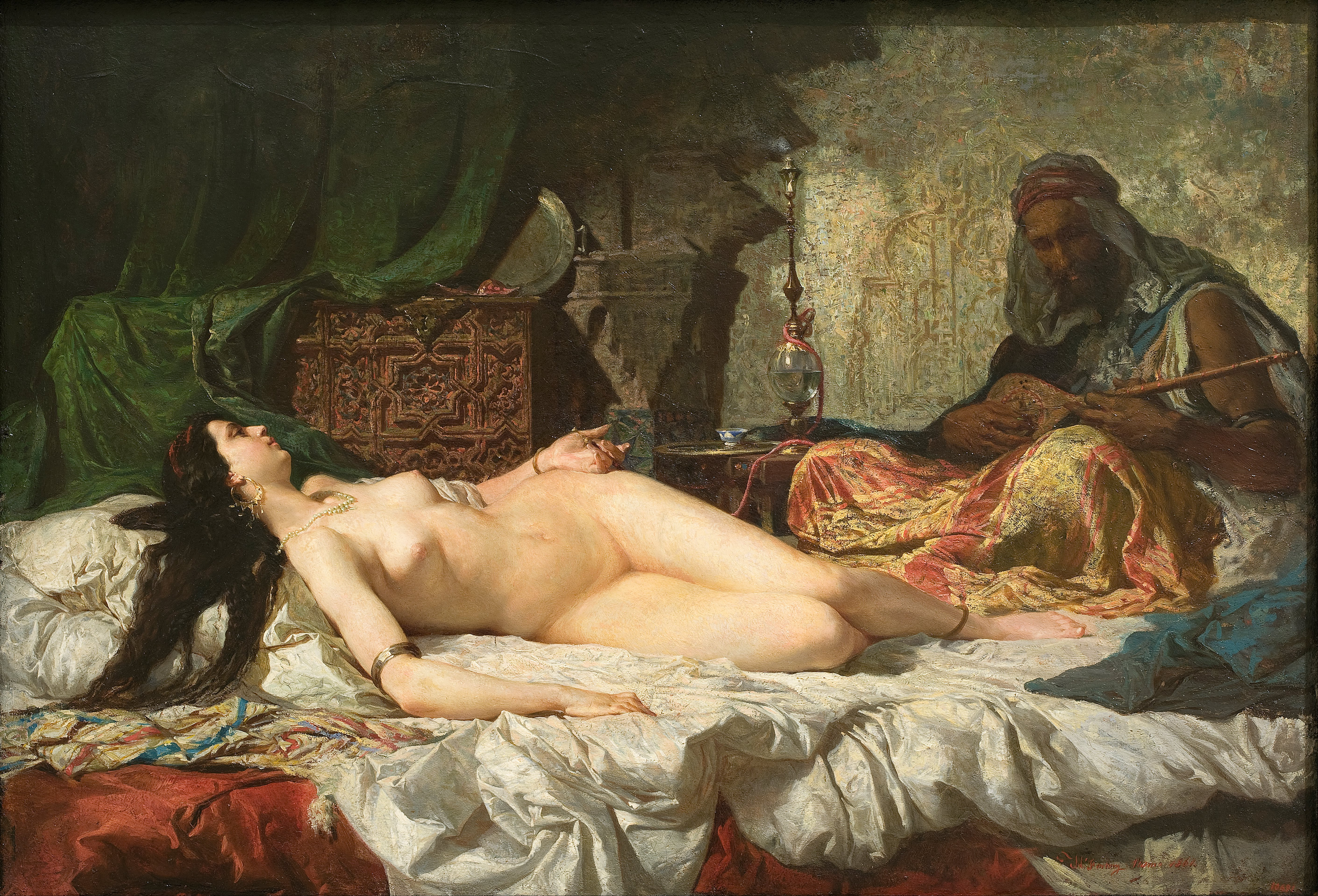
馬里亞·福爾圖尼《宮女》，1861年，現藏於加泰隆尼亞國家藝術博物館
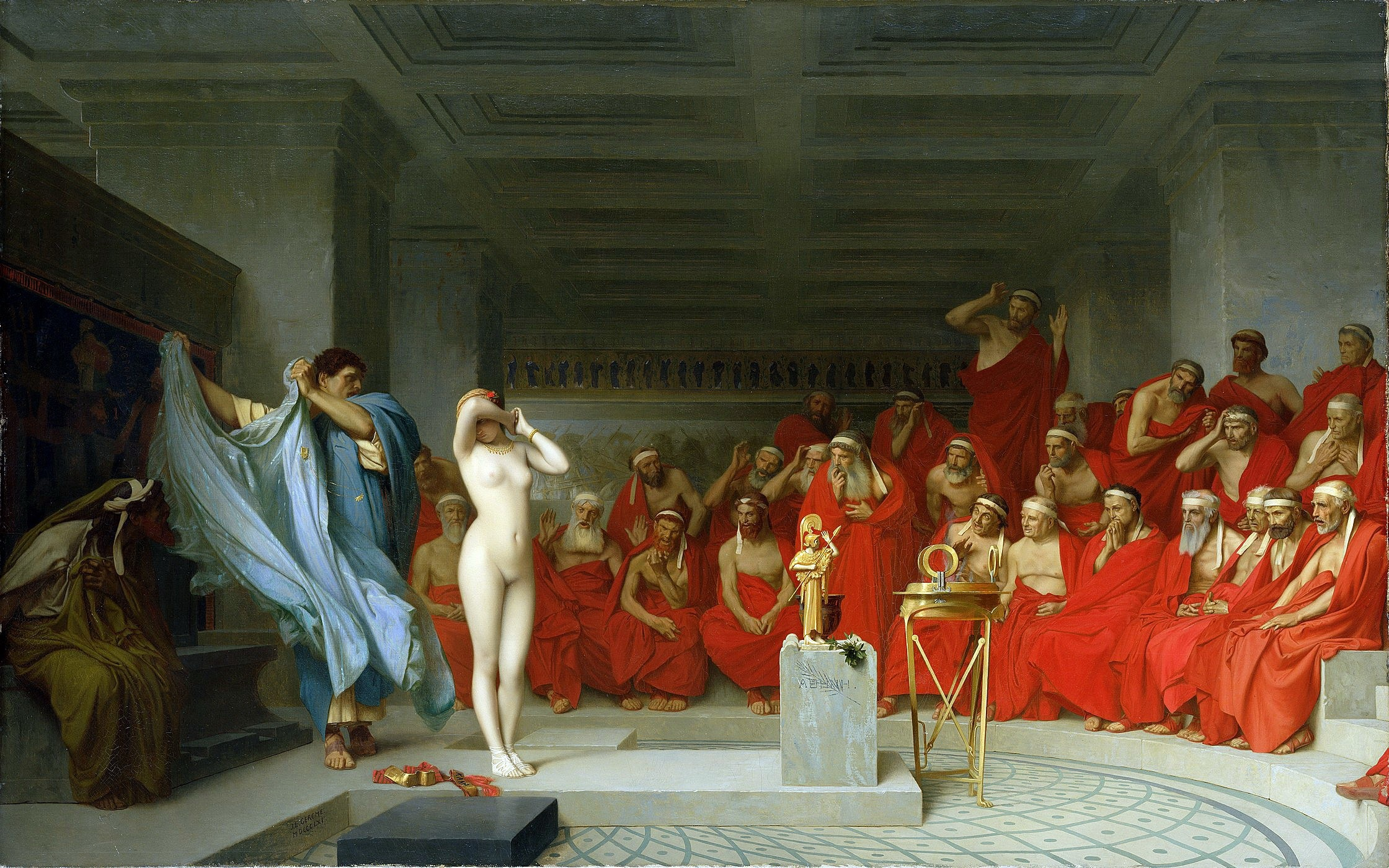
讓-里奧·傑洛姆《法庭上的芙里尼》，1861年，現藏於漢堡美術館
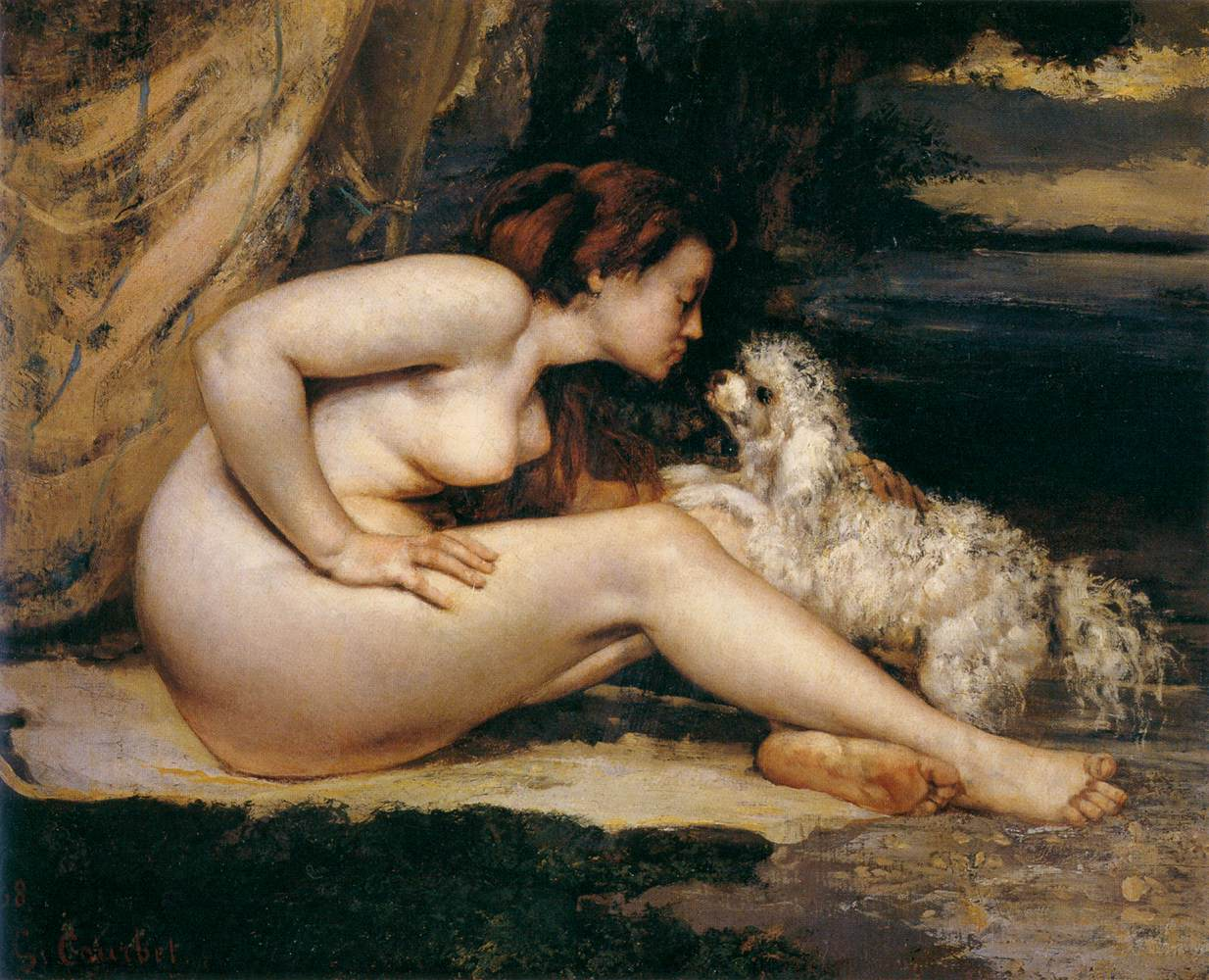
居斯塔夫·庫爾貝《裸女與狗》，1861至1862年，現藏於奧賽美術館
讓·奧古斯特·多米尼克·安格爾《土耳其浴女》，1862年，現藏於羅浮宮
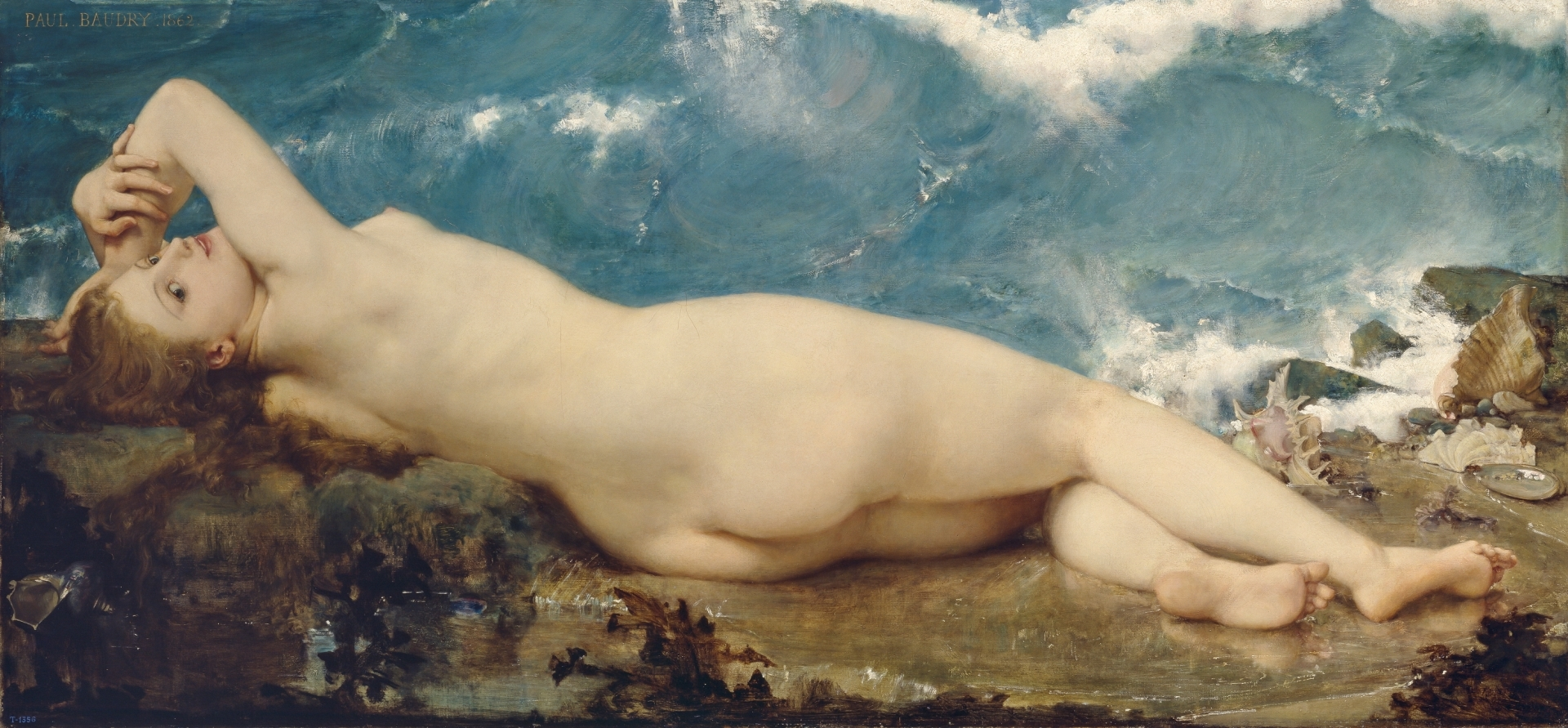
保羅·伯哲《珍珠與海潮》，1862年，現藏於普拉多博物館
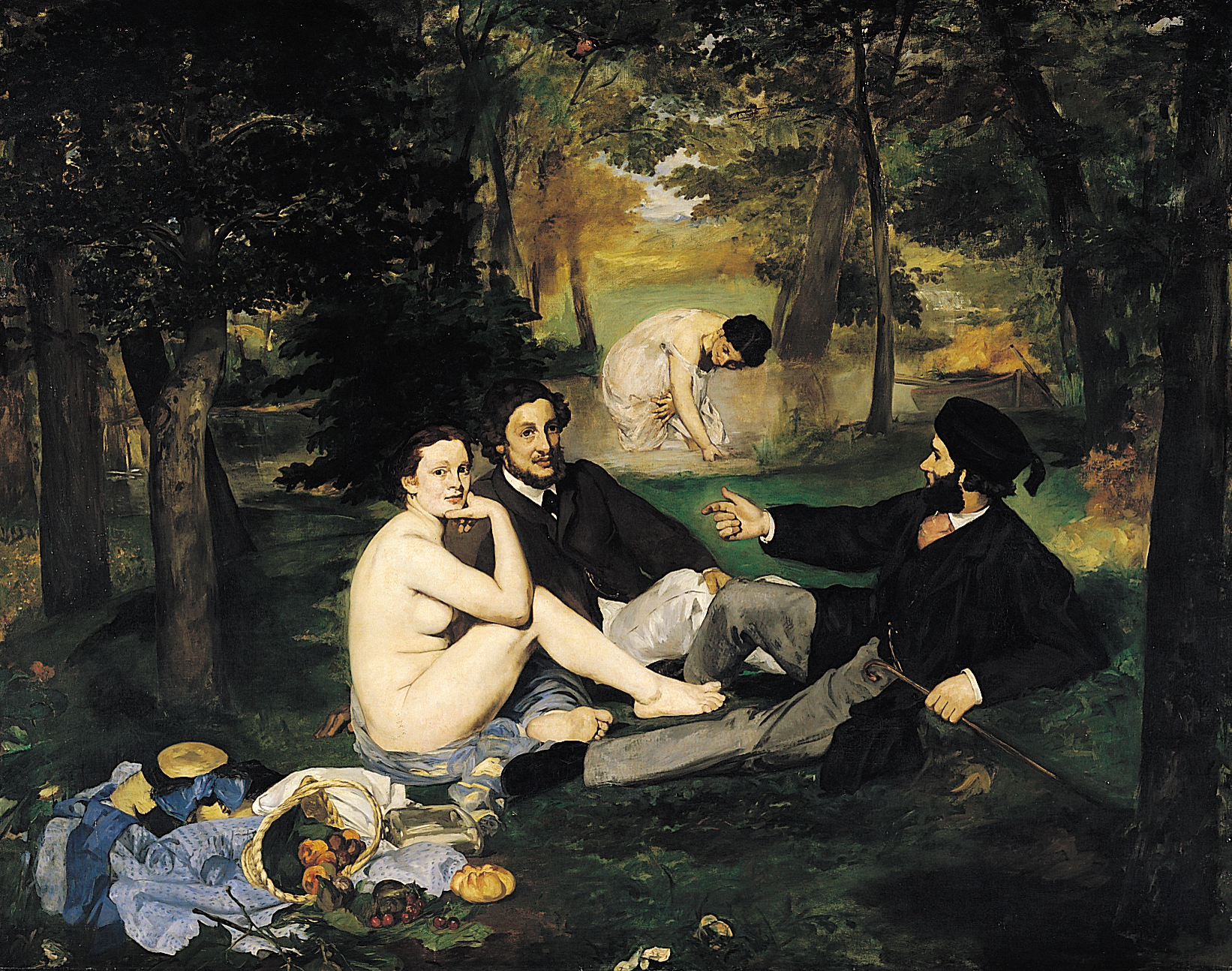
愛德華·馬奈《草地上的午餐》，1862至1863年，現藏於奧塞美術館
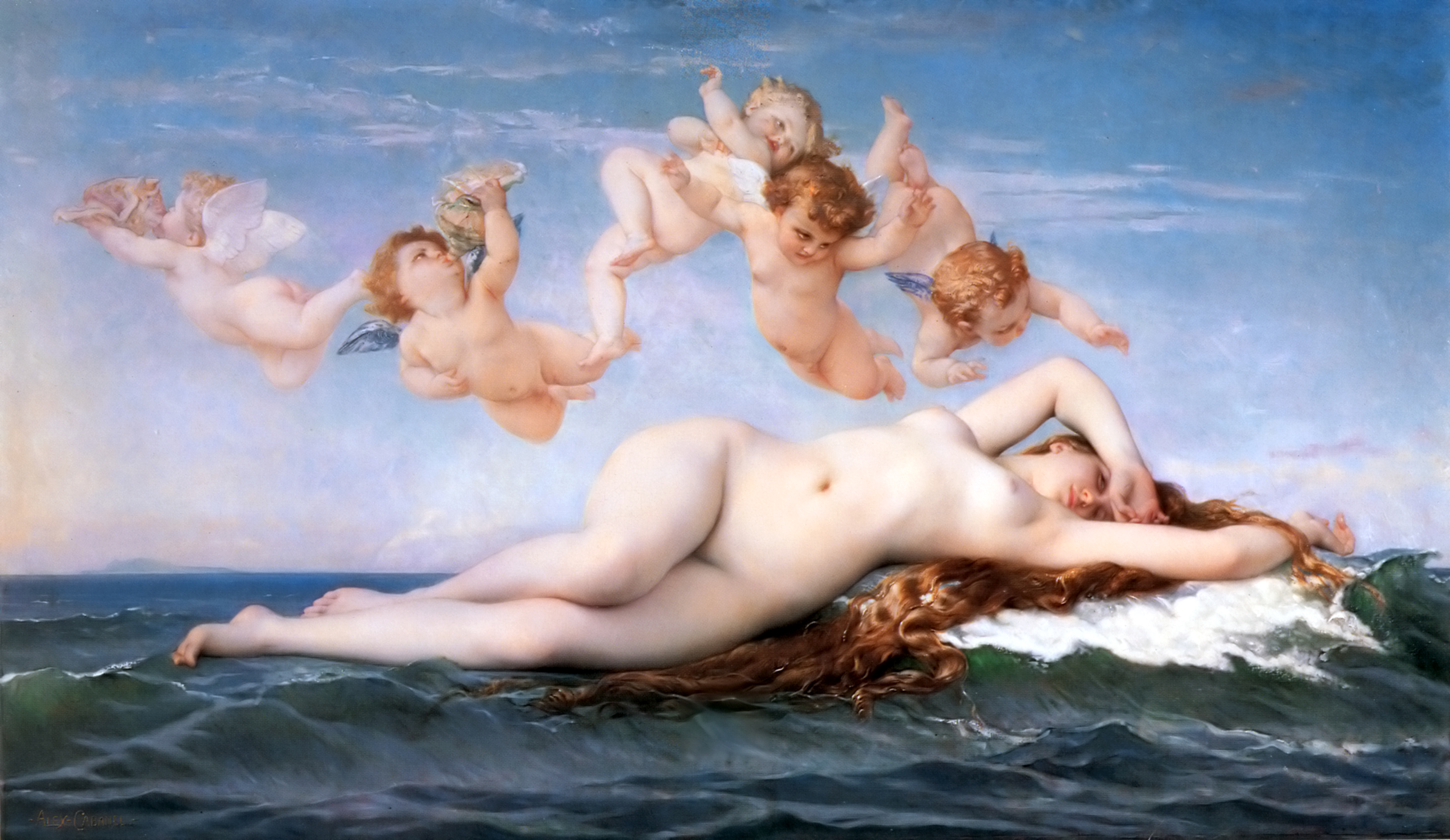
亞歷山大·卡巴內爾《維納斯的誕生》，1863年，現藏於奧塞美術館
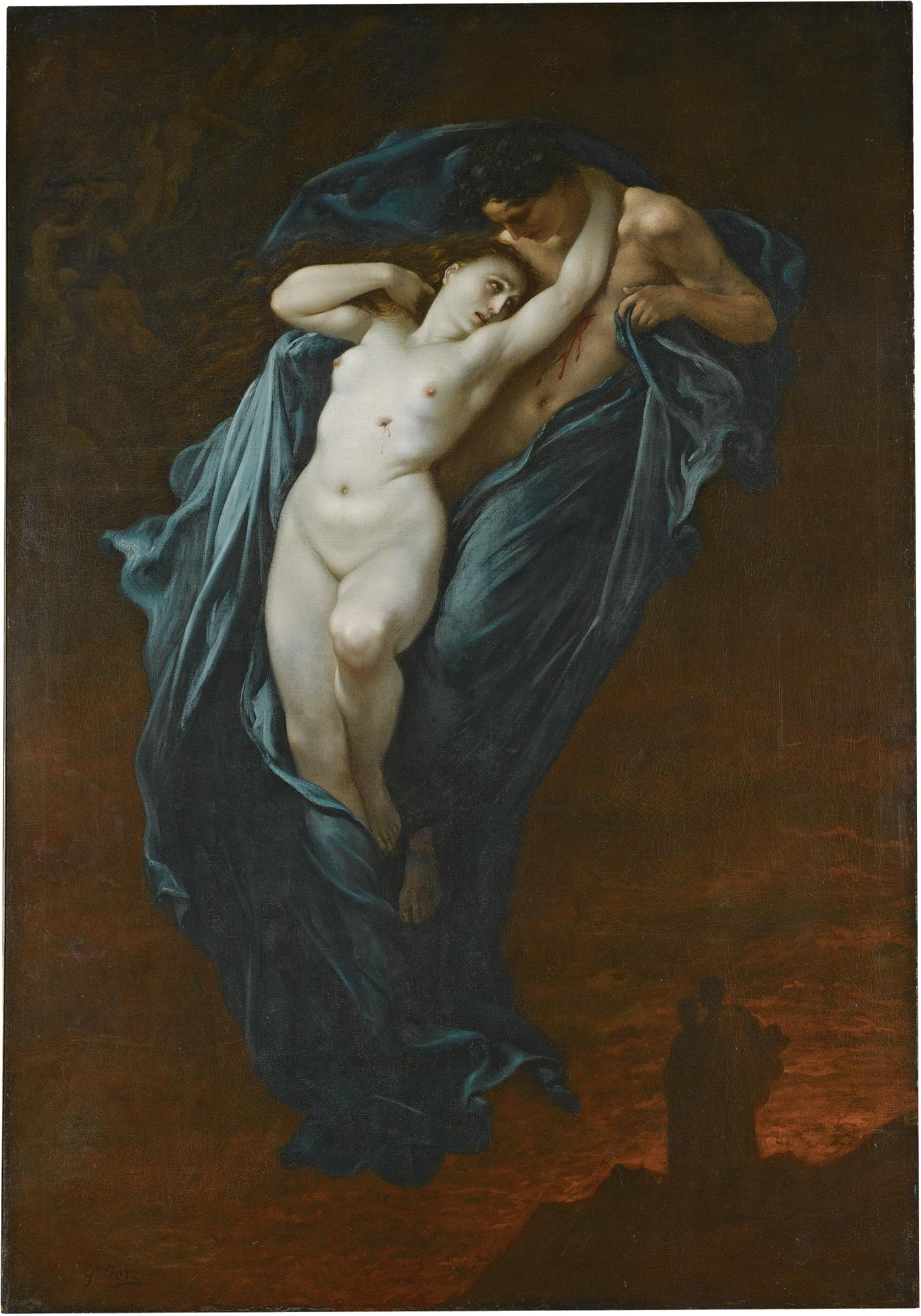
古斯塔夫·多雷《Paolo and Francesca da Rimini》，1863年
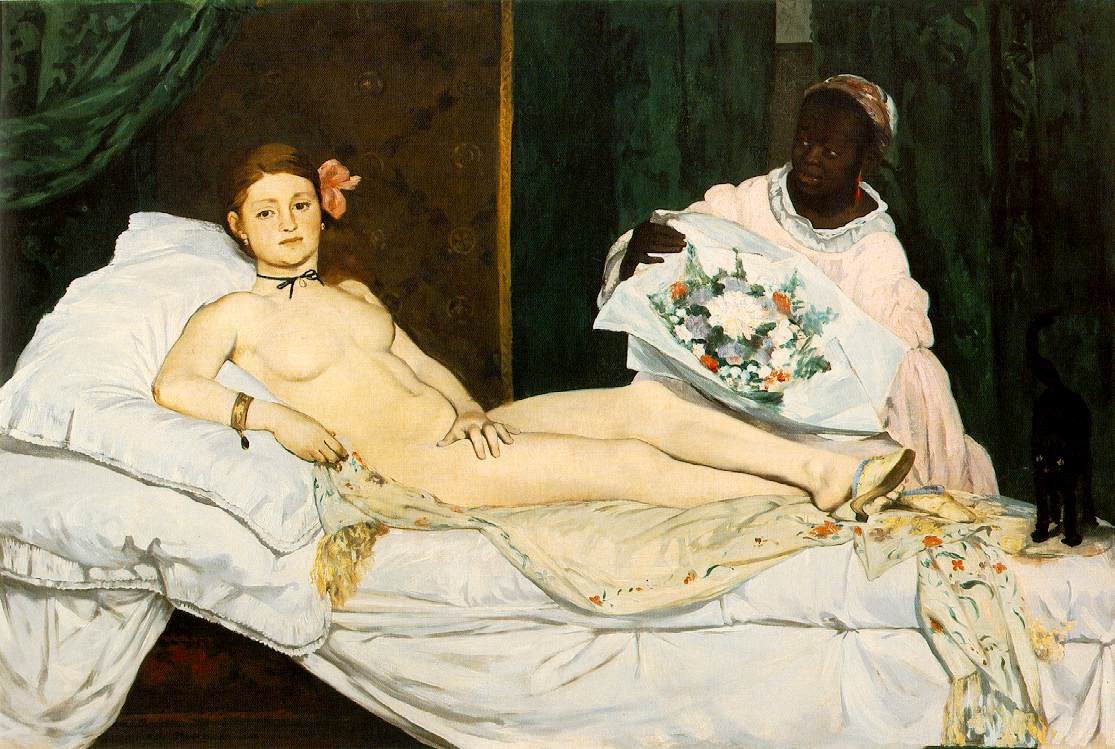
愛德華·馬奈《奧林匹亞》，1863年，現藏於奧塞美術館
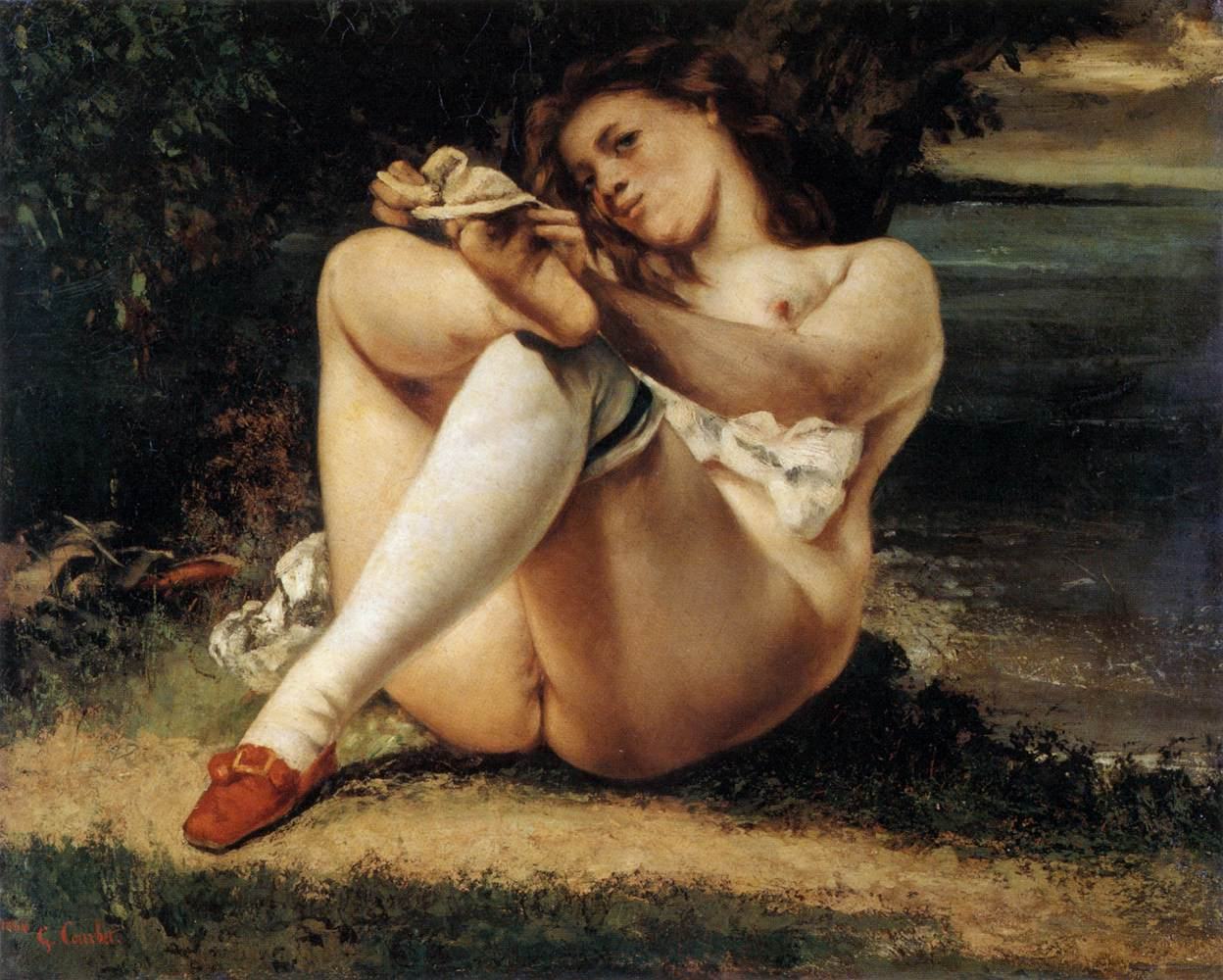
居斯塔夫·庫爾貝《穿白襪的女人》，1864（一說1861）年，現藏於巴恩斯基金會
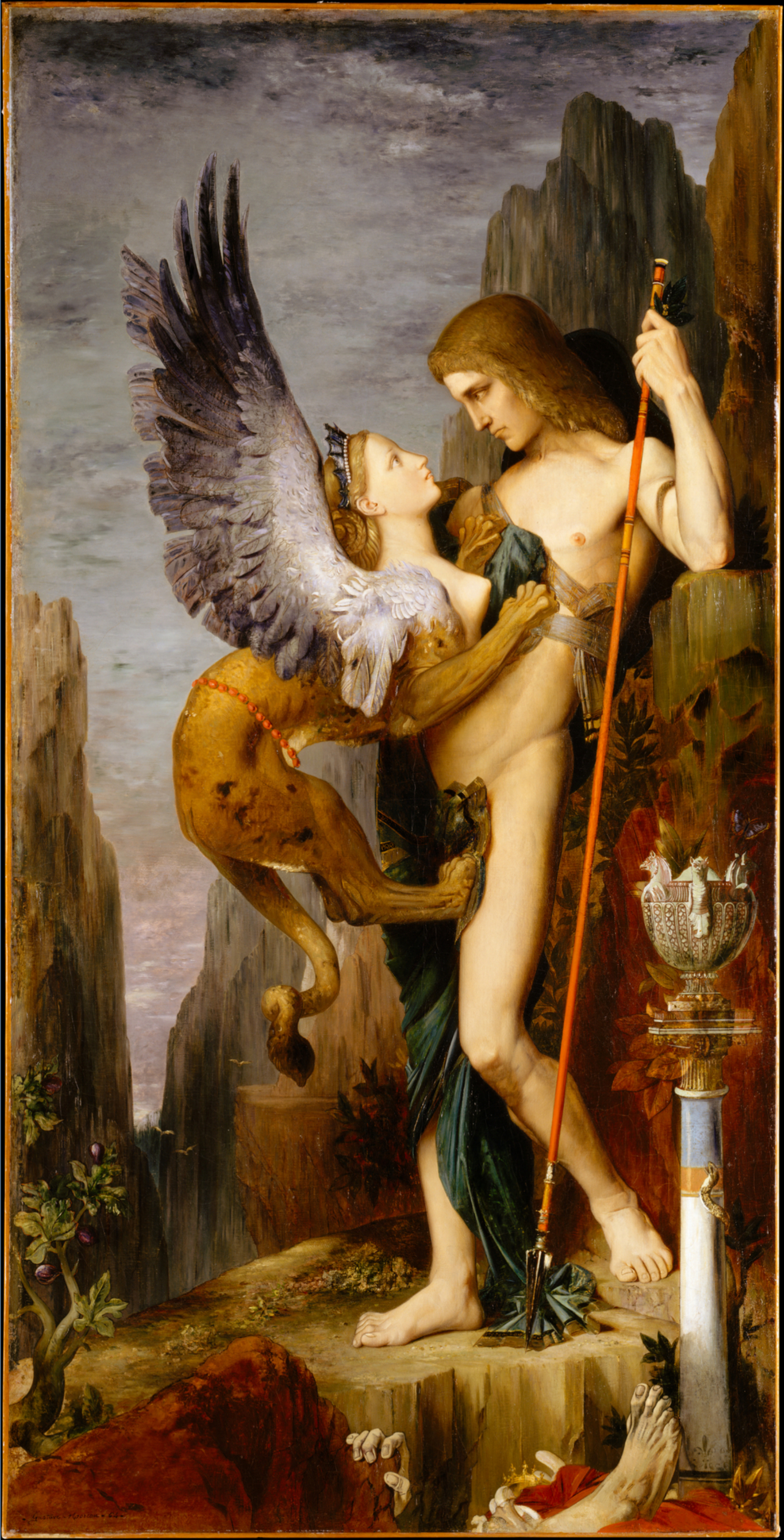
居斯塔夫·莫羅《伊底帕斯與斯芬克斯》，1864年，現藏於大都會藝術博物館
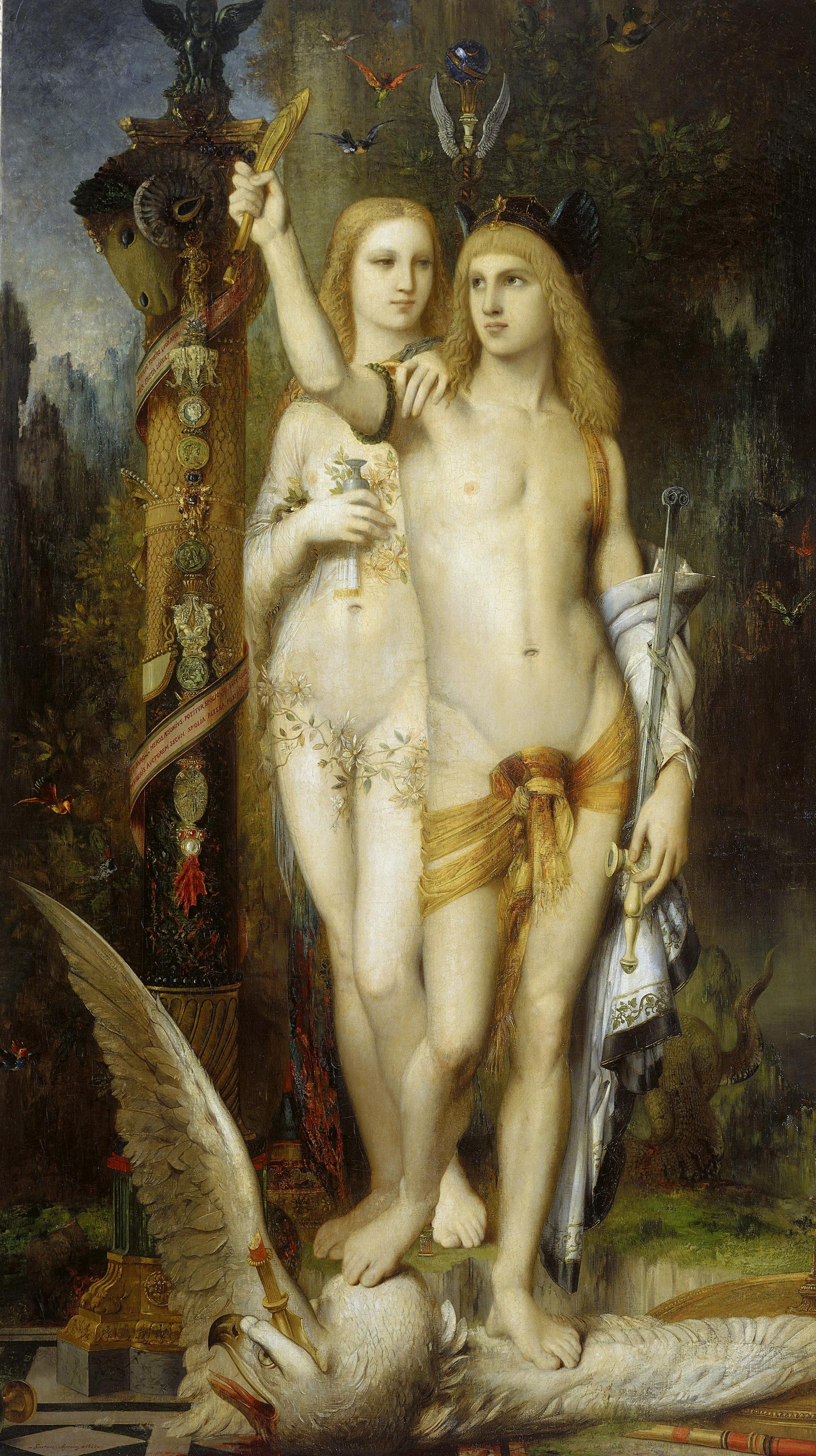
居斯塔夫·莫羅《伊阿宋與美狄亞》，1865年，現藏於奧塞美術館
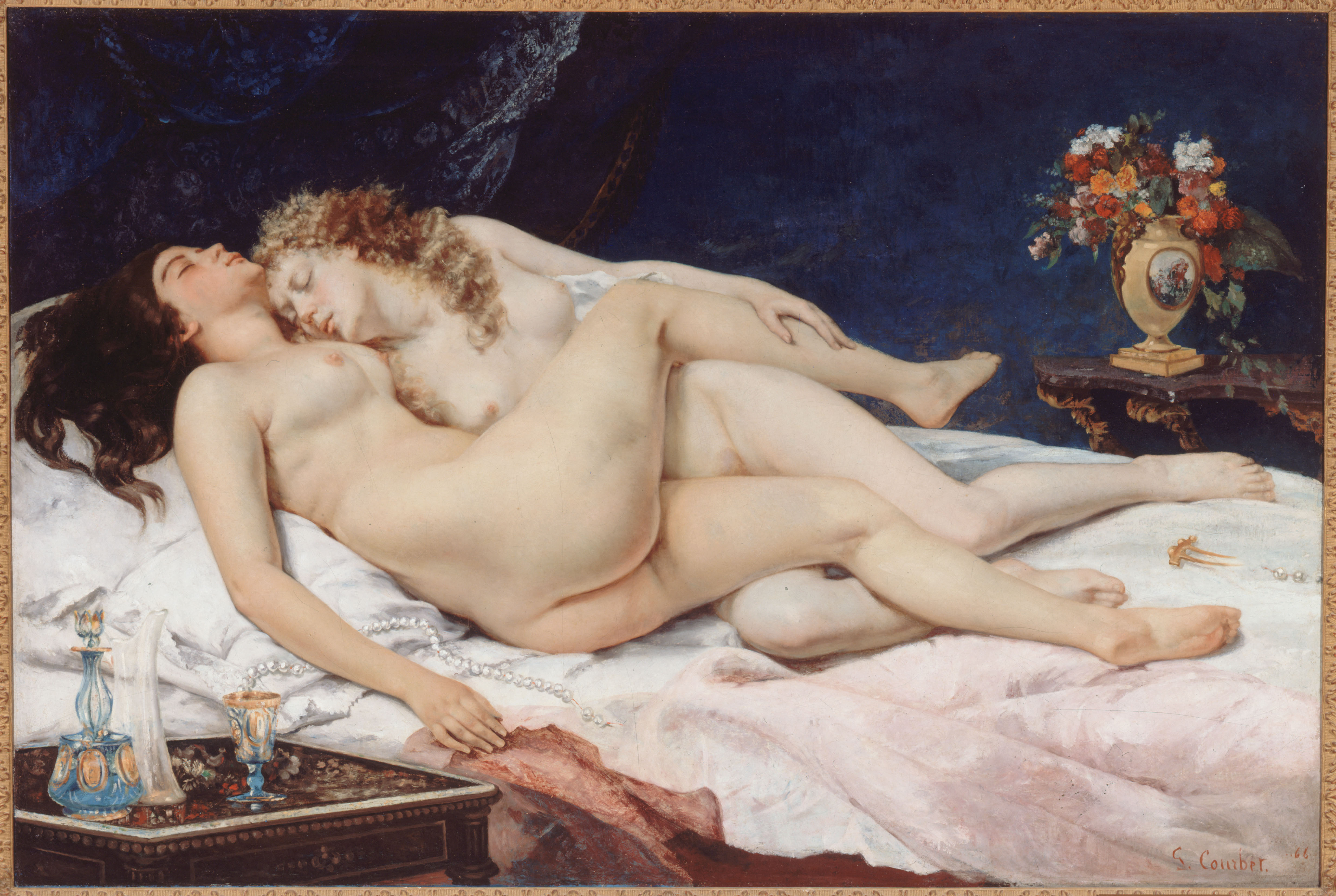
居斯塔夫·庫爾貝《睡覺》，1866年，現藏於小皇宮美術館
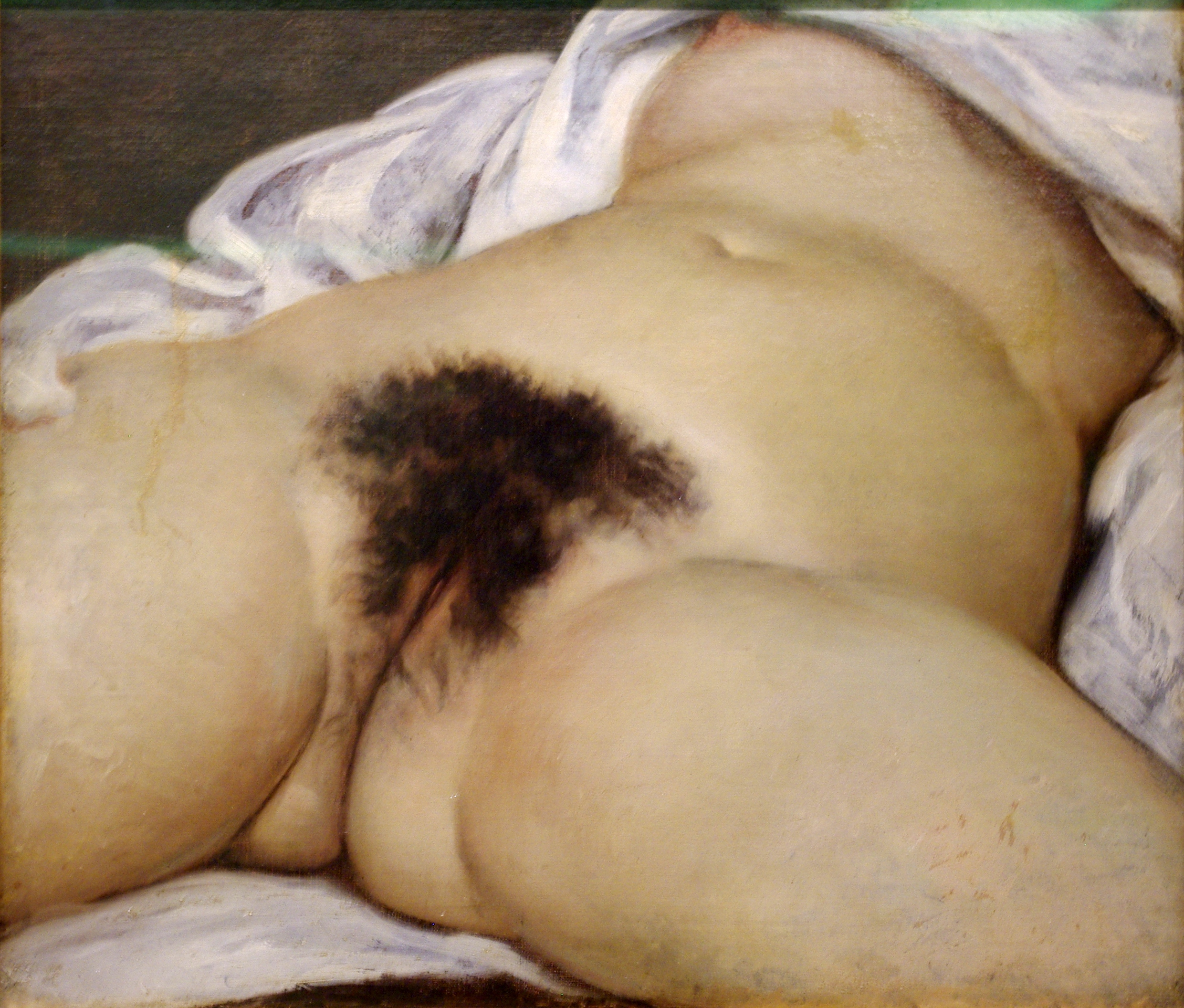
居斯塔夫·庫爾貝《世界的起源》，1866年，現藏於奧塞美術館
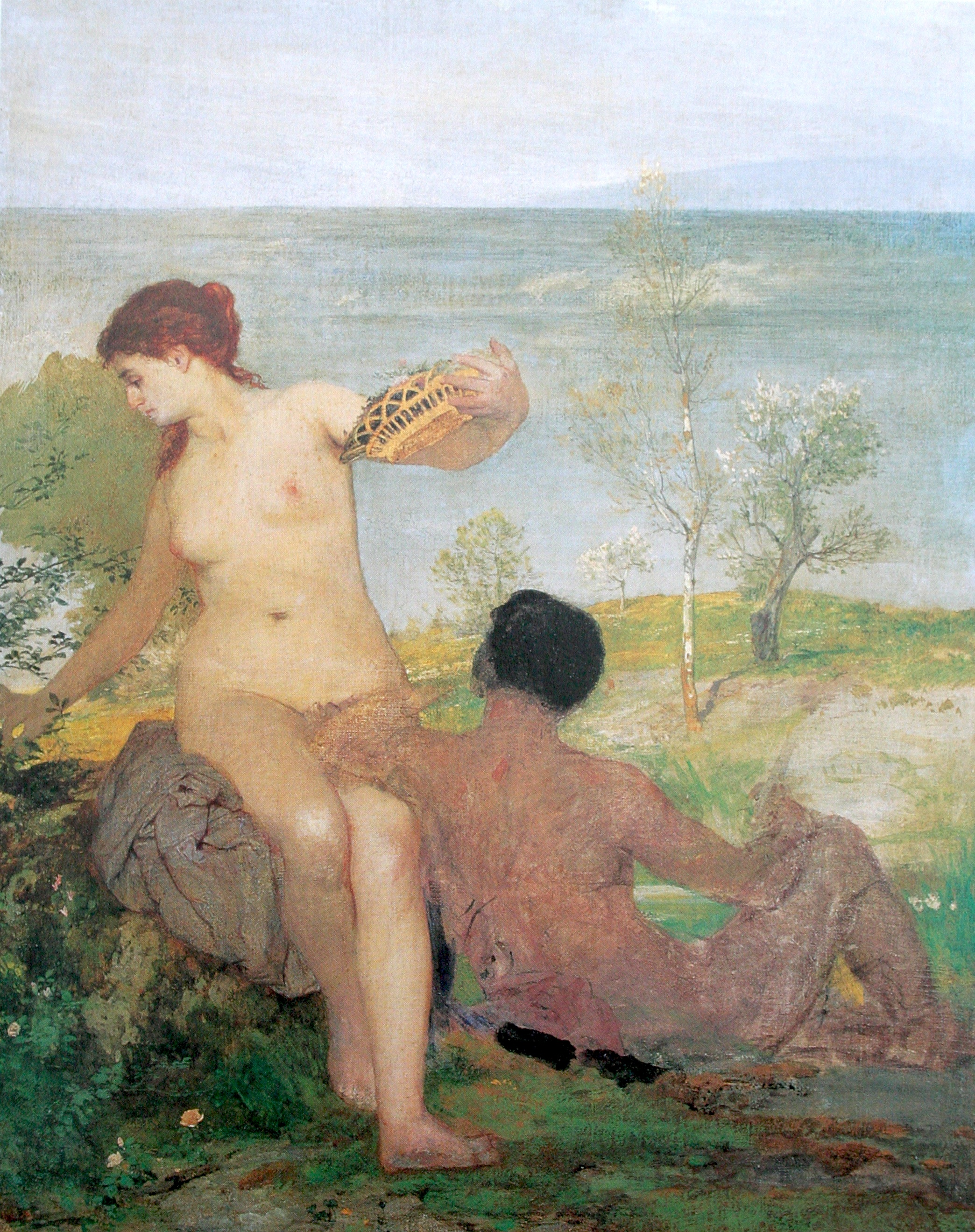
阿諾德·勃克林《採花女孩與少年》，約1866年，現藏於蘇黎世美術館
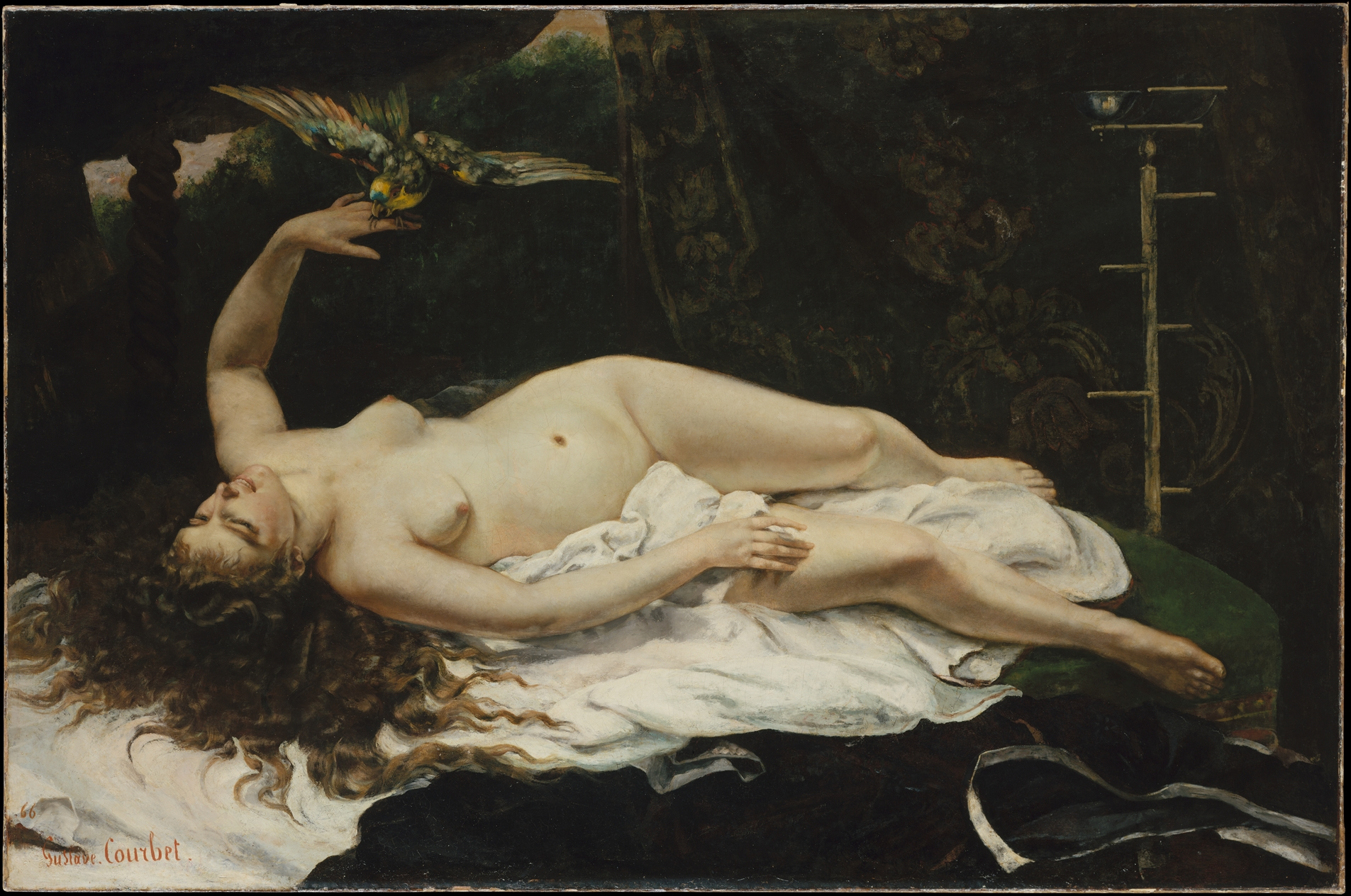
居斯塔夫·庫爾貝《女人與鸚鵡》，1866年，現藏於大都會藝術博物館
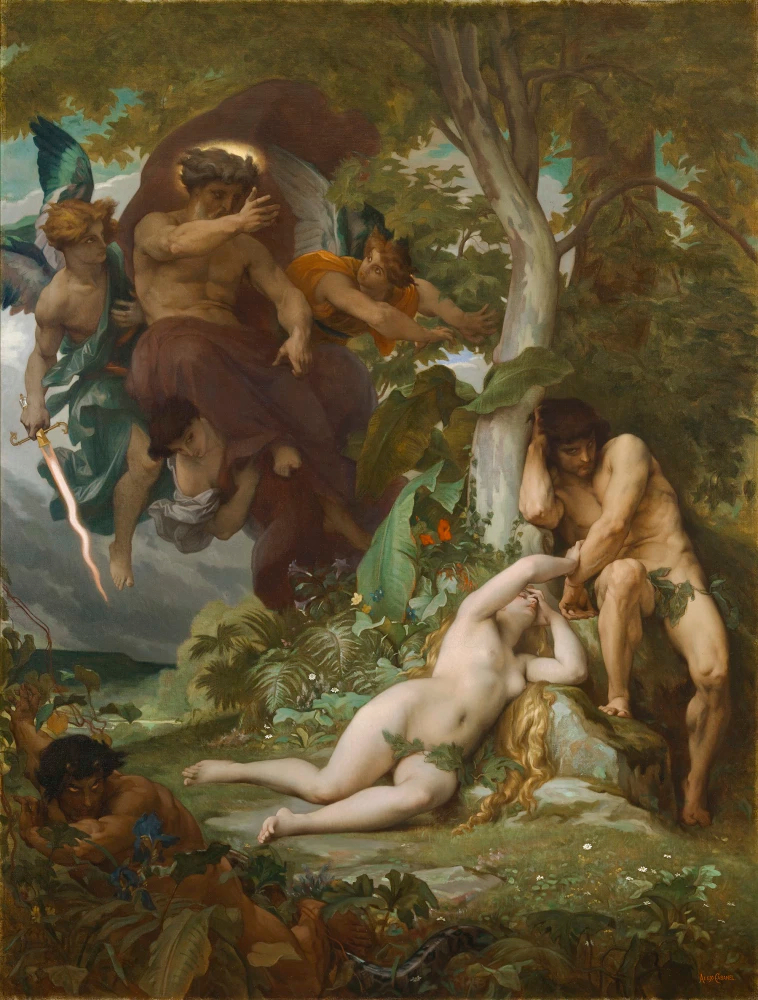
亞歷山大·卡巴內爾《逐出伊甸園（失樂園）》，1867年，現藏於奧塞美術館
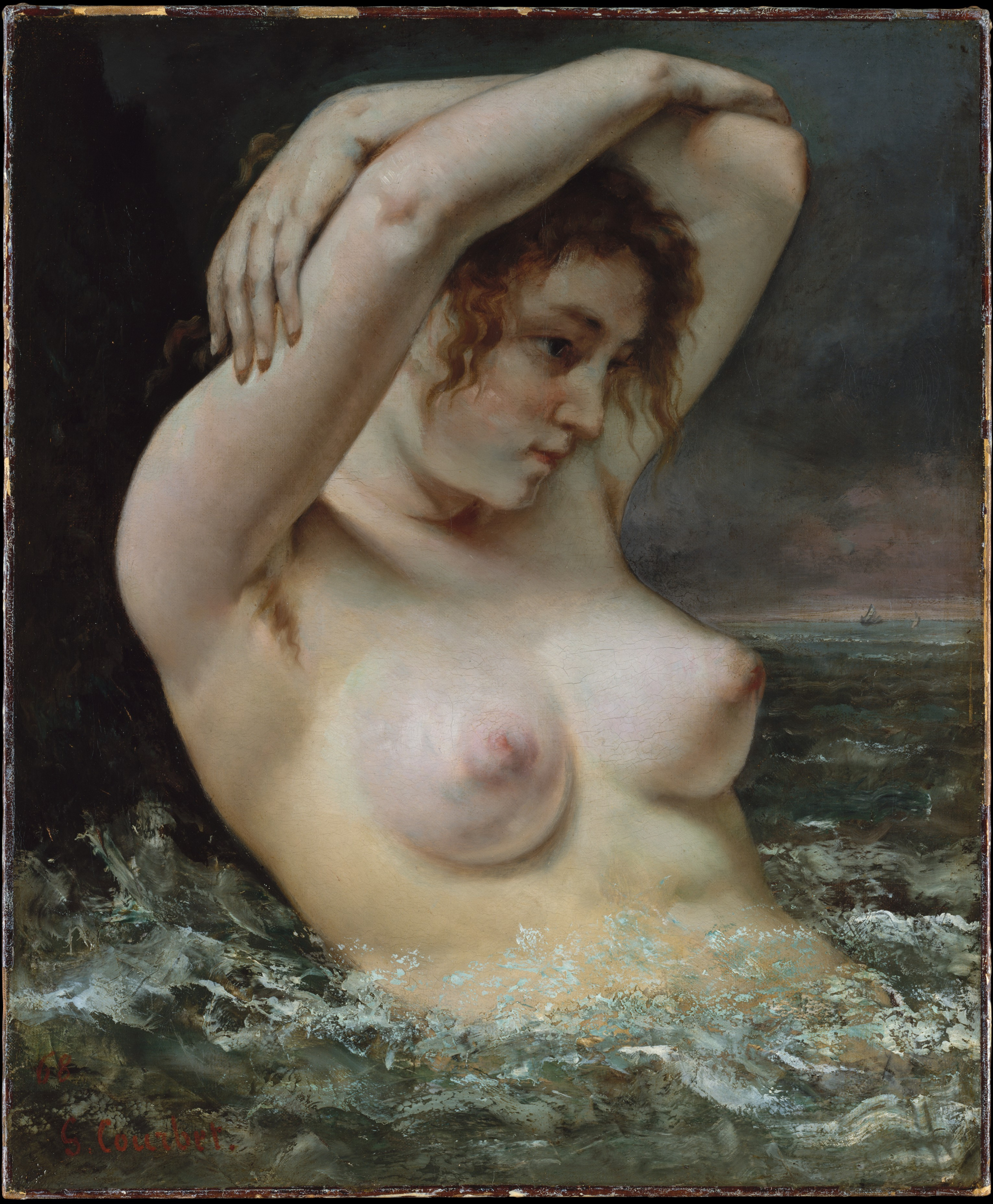
居斯塔夫·庫爾貝《海浪裡的女人》，1868年，現藏於大都會藝術博物館
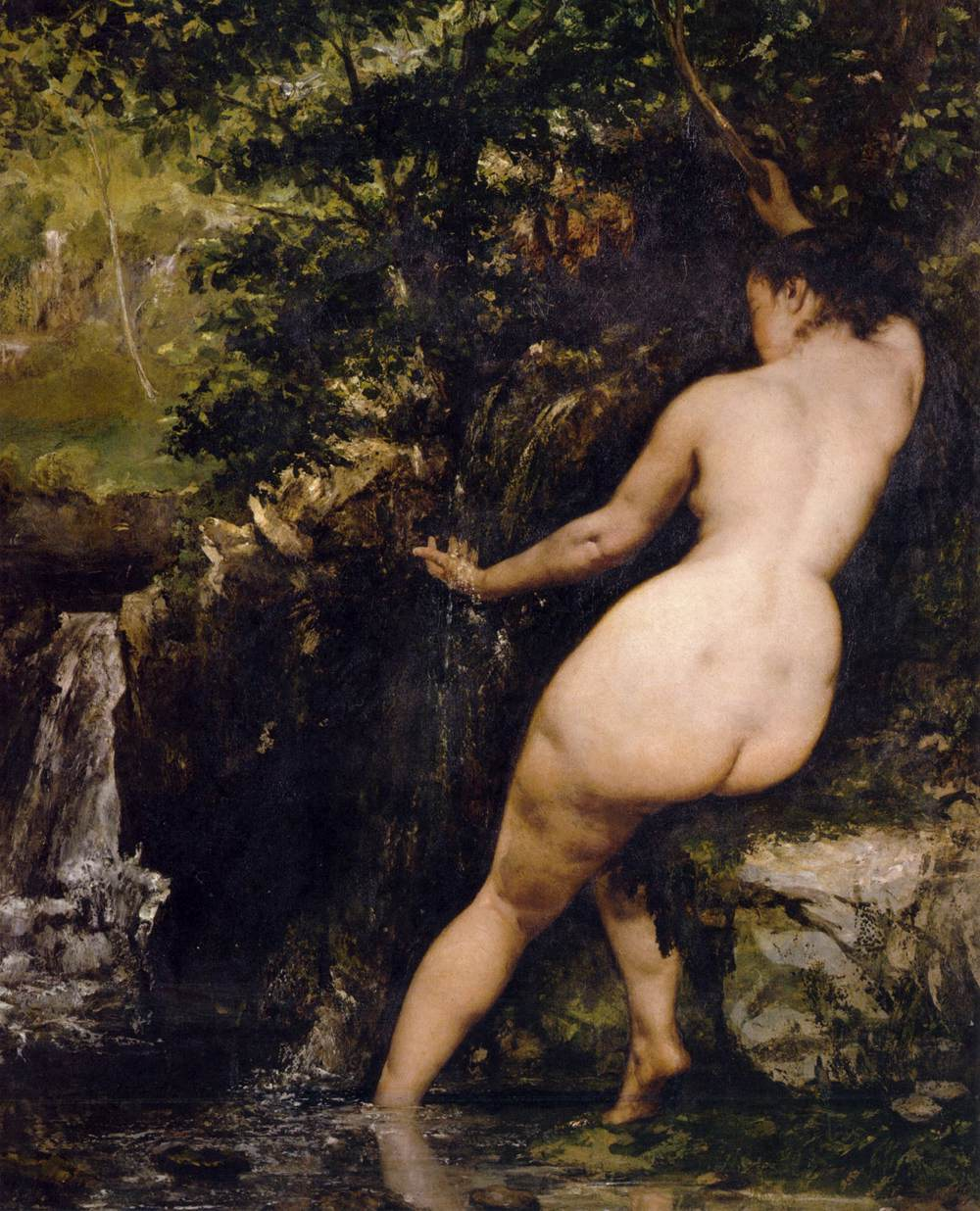
居斯塔夫·庫爾貝《泉》，1868年，現藏於奧賽美術館
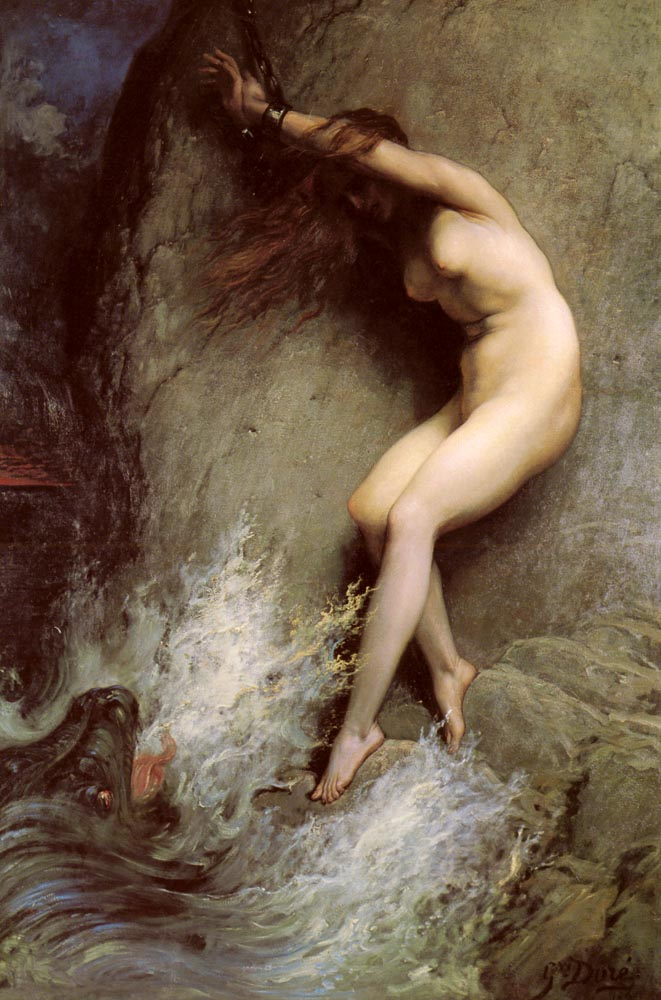
古斯塔夫·多雷《安朵美達》，1869年，私人收藏
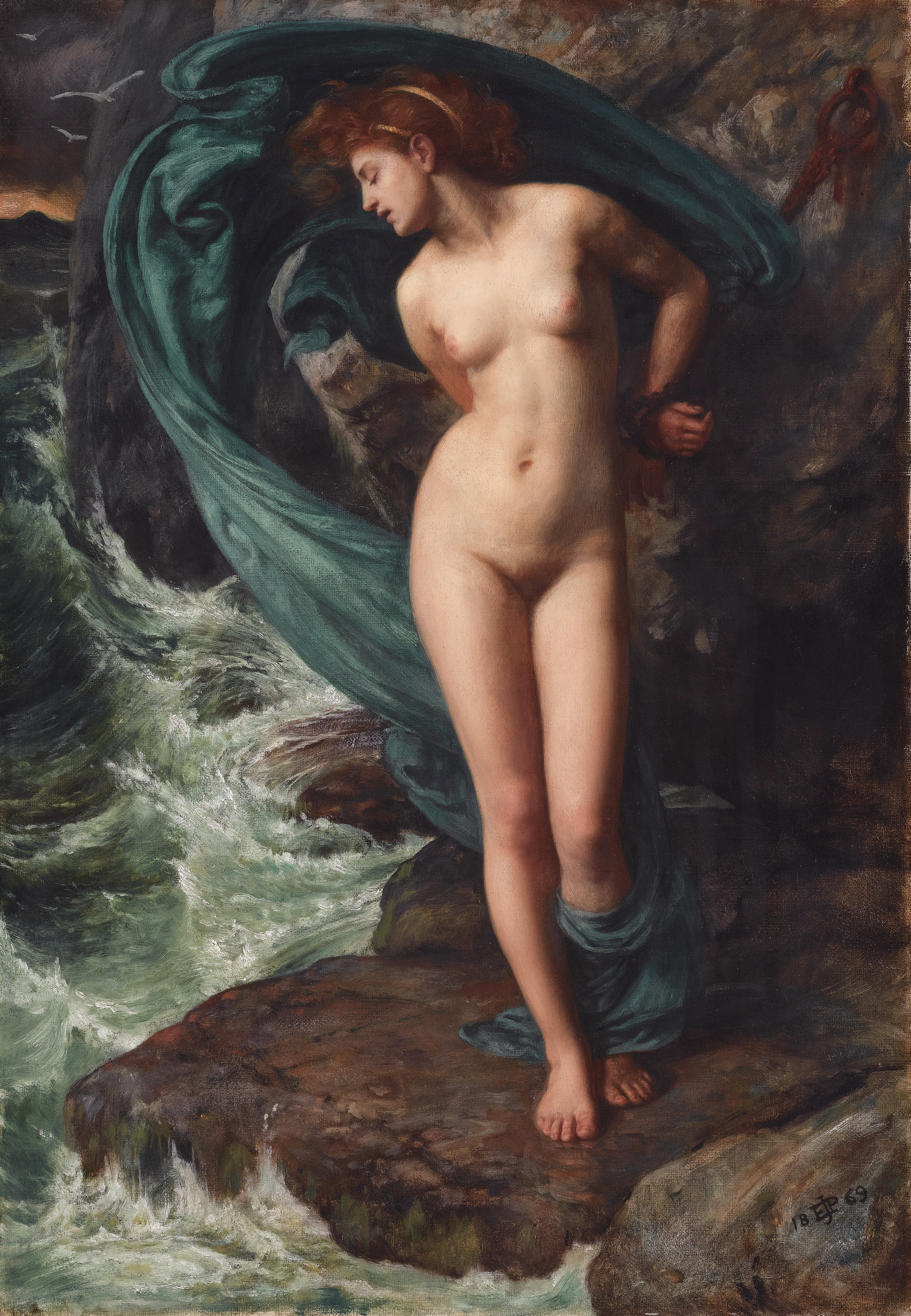
愛德華·波因特《安朵美達》，1869年，私人收藏
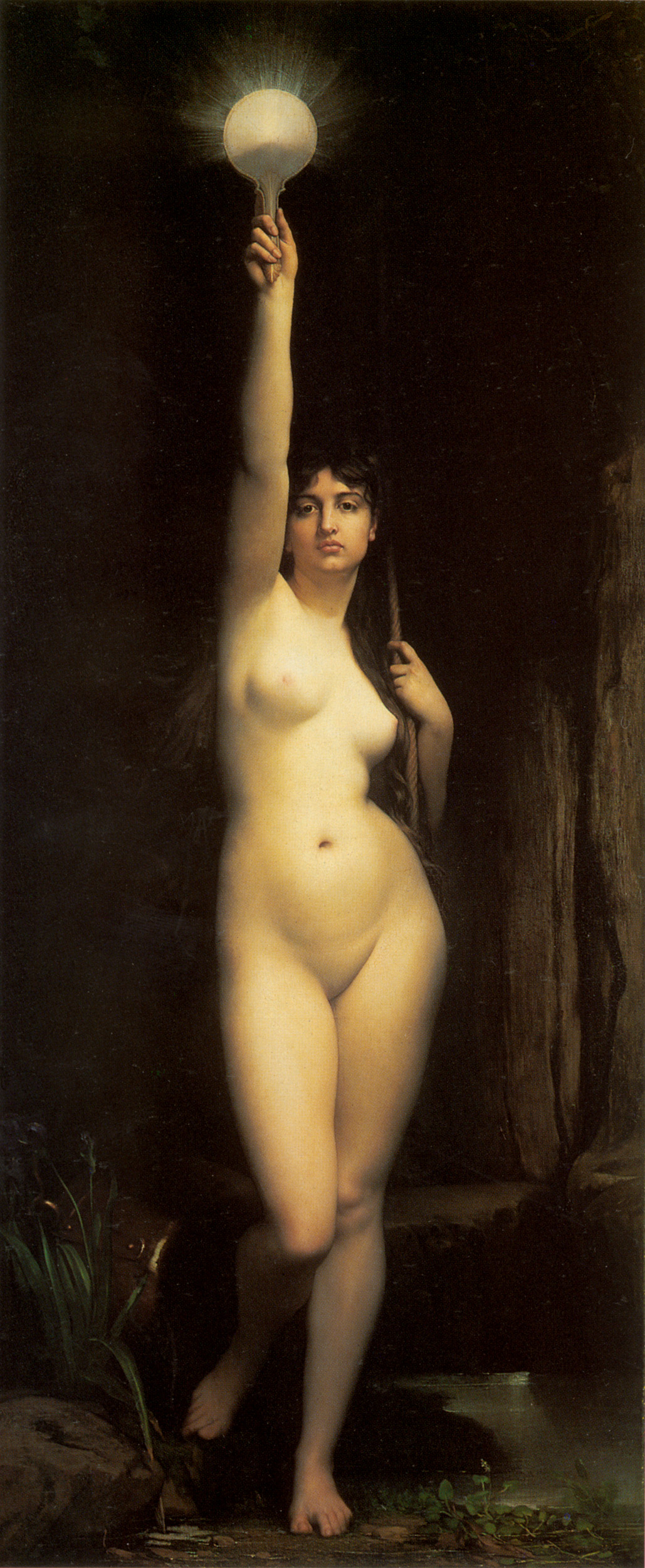
儒勒·勒菲弗爾（英语：Jules Joseph Lefebvre）《真理》，1870年，現藏於奧塞美術館
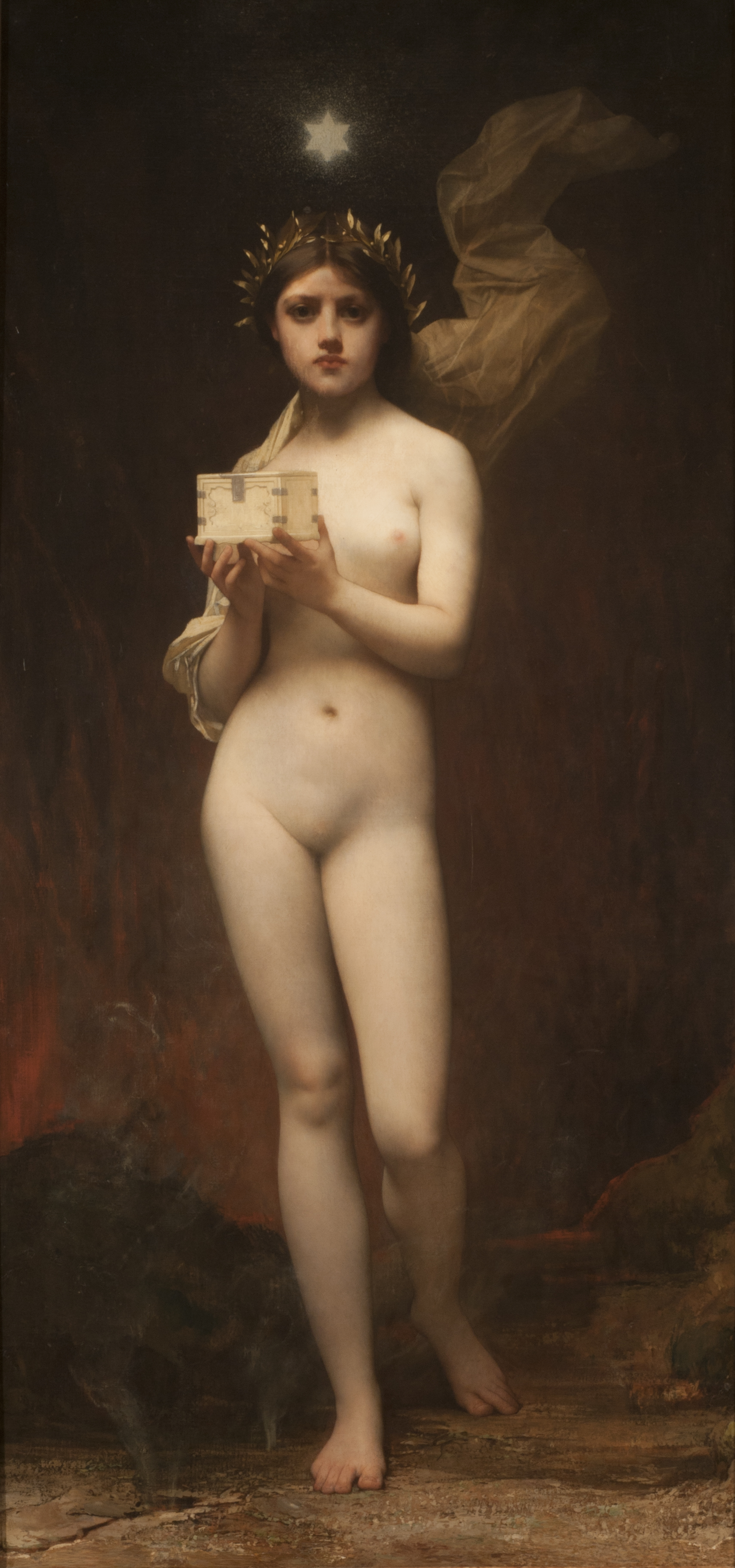
儒勒·勒菲弗爾《潘多拉》，1872年，現藏於國立貝拉斯藝術博物館
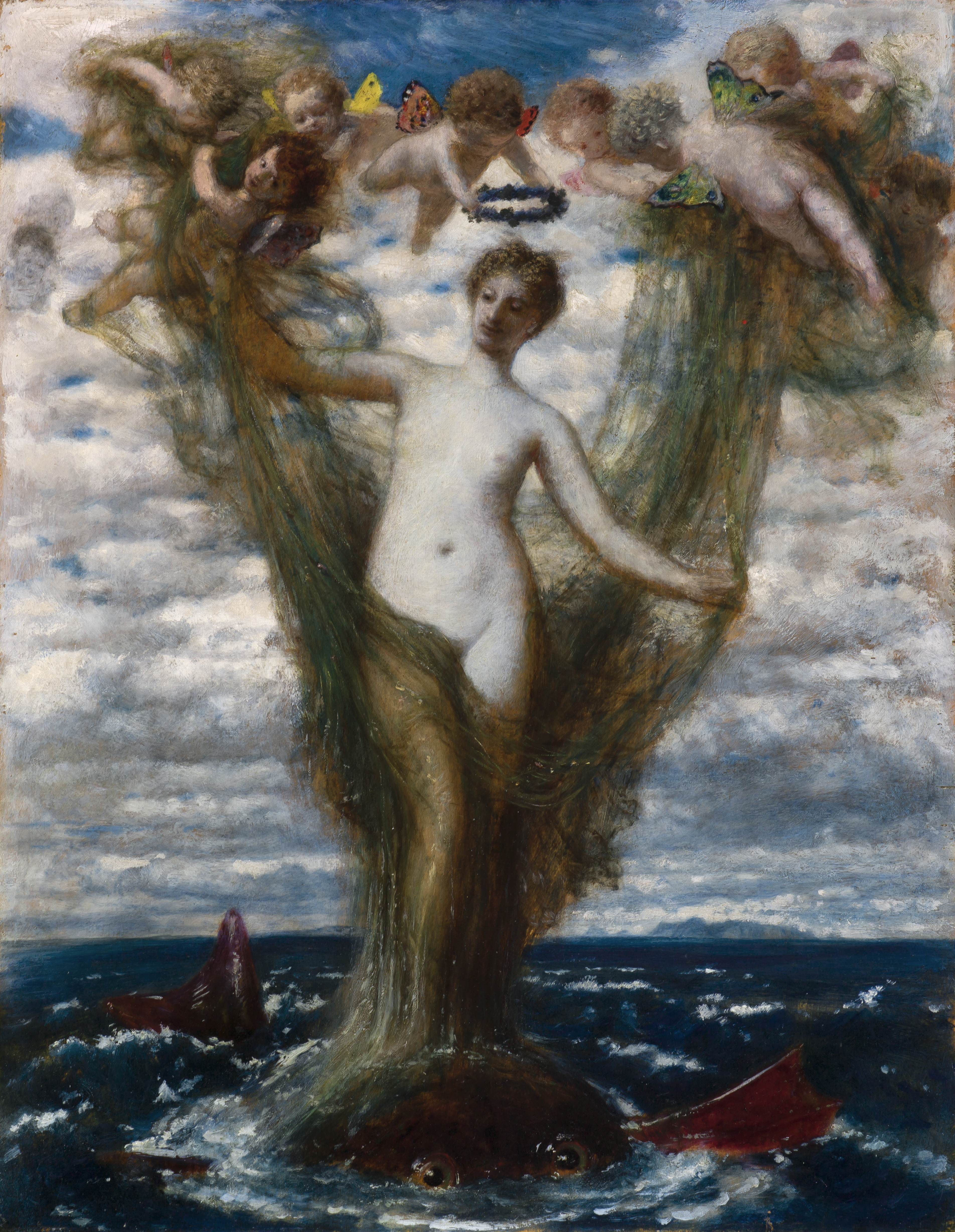
阿諾德·勃克林《維納斯自海中升起》，1872年，現藏於聖路易斯藝術博物館
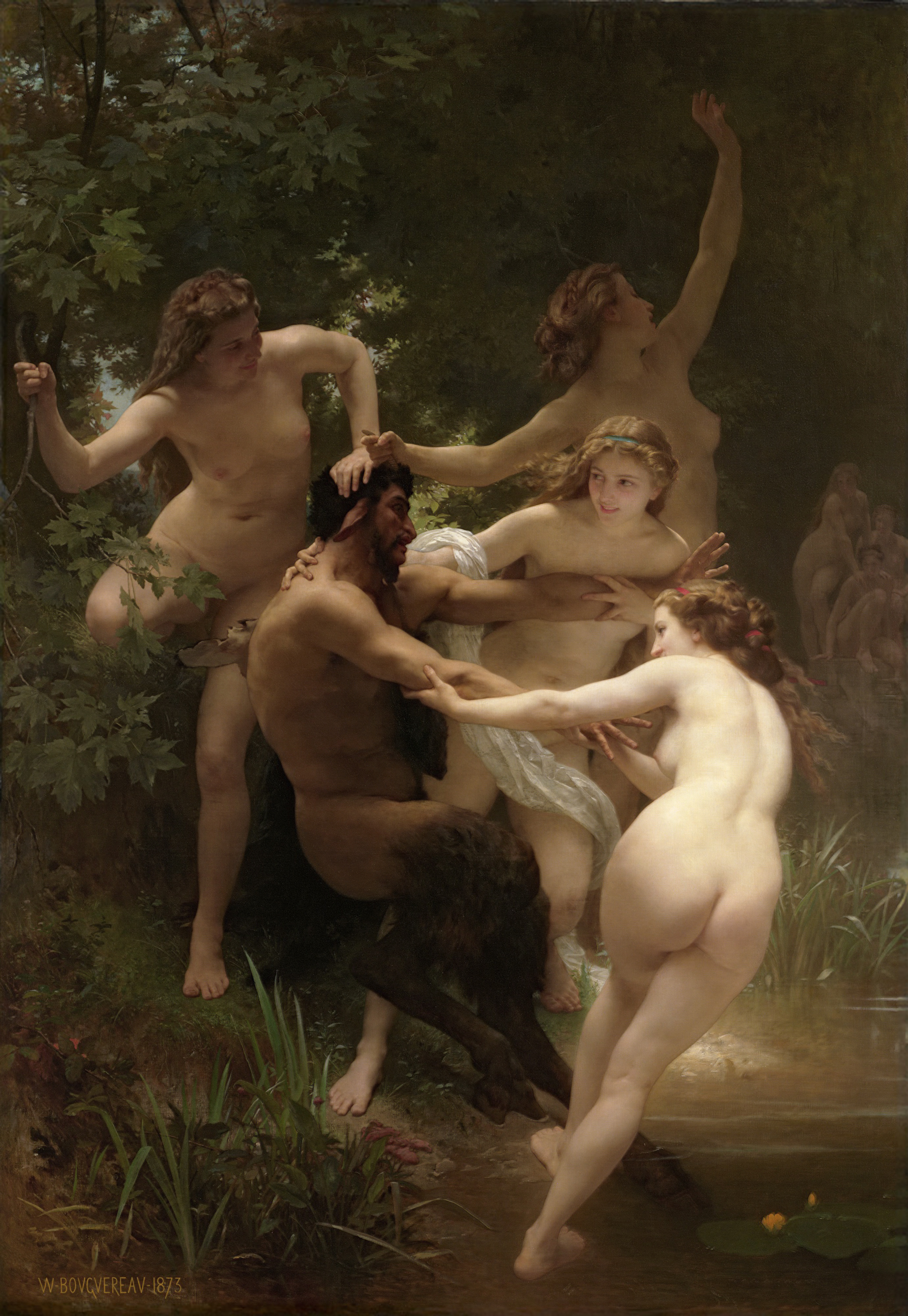
威廉·阿道夫·布格羅《寧芙與薩堤爾》，1873年，現藏於克拉克美術研究所
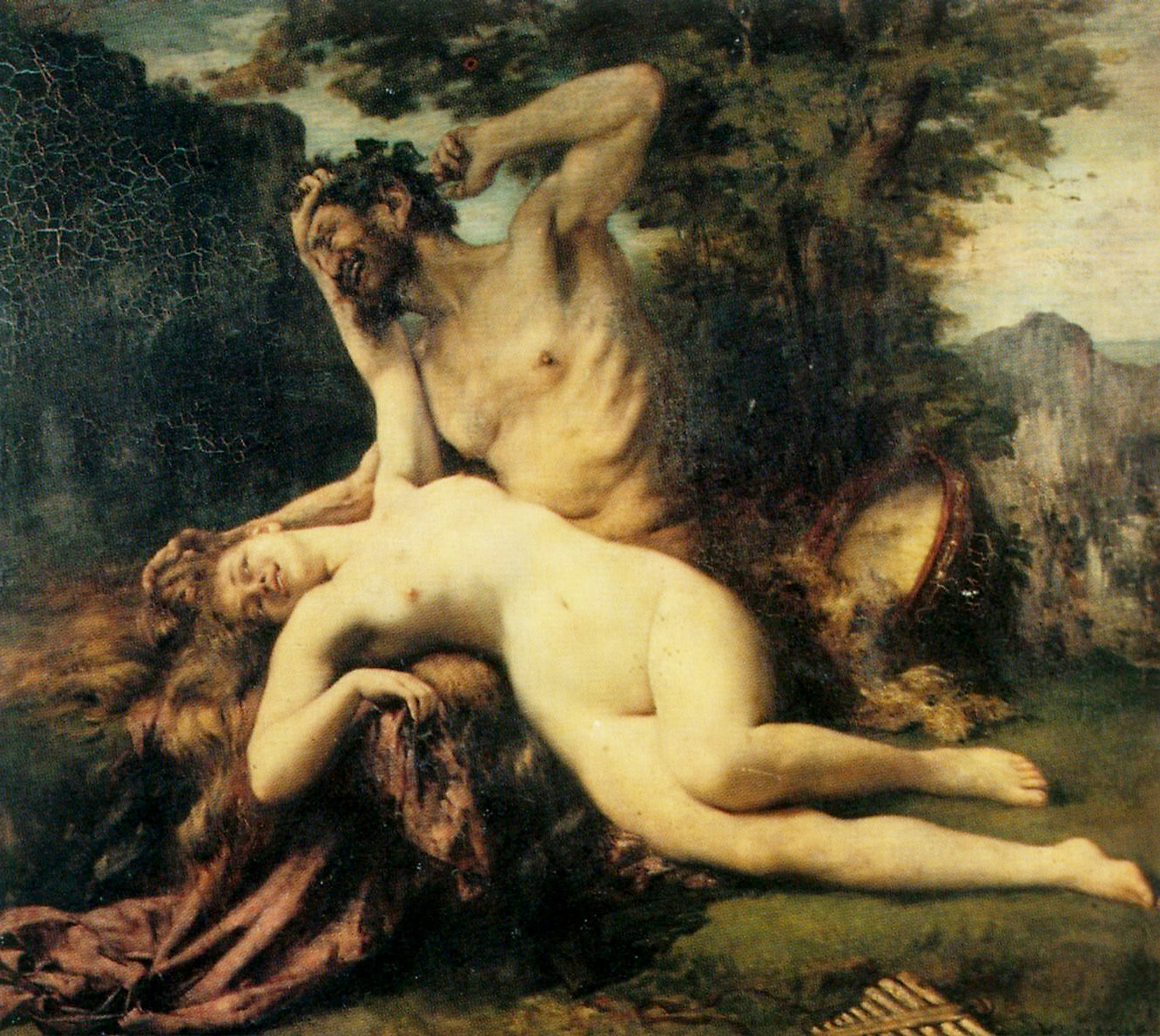
亨利·熱爾韋《薩堤爾與酒神女祭司Menade》，1874年
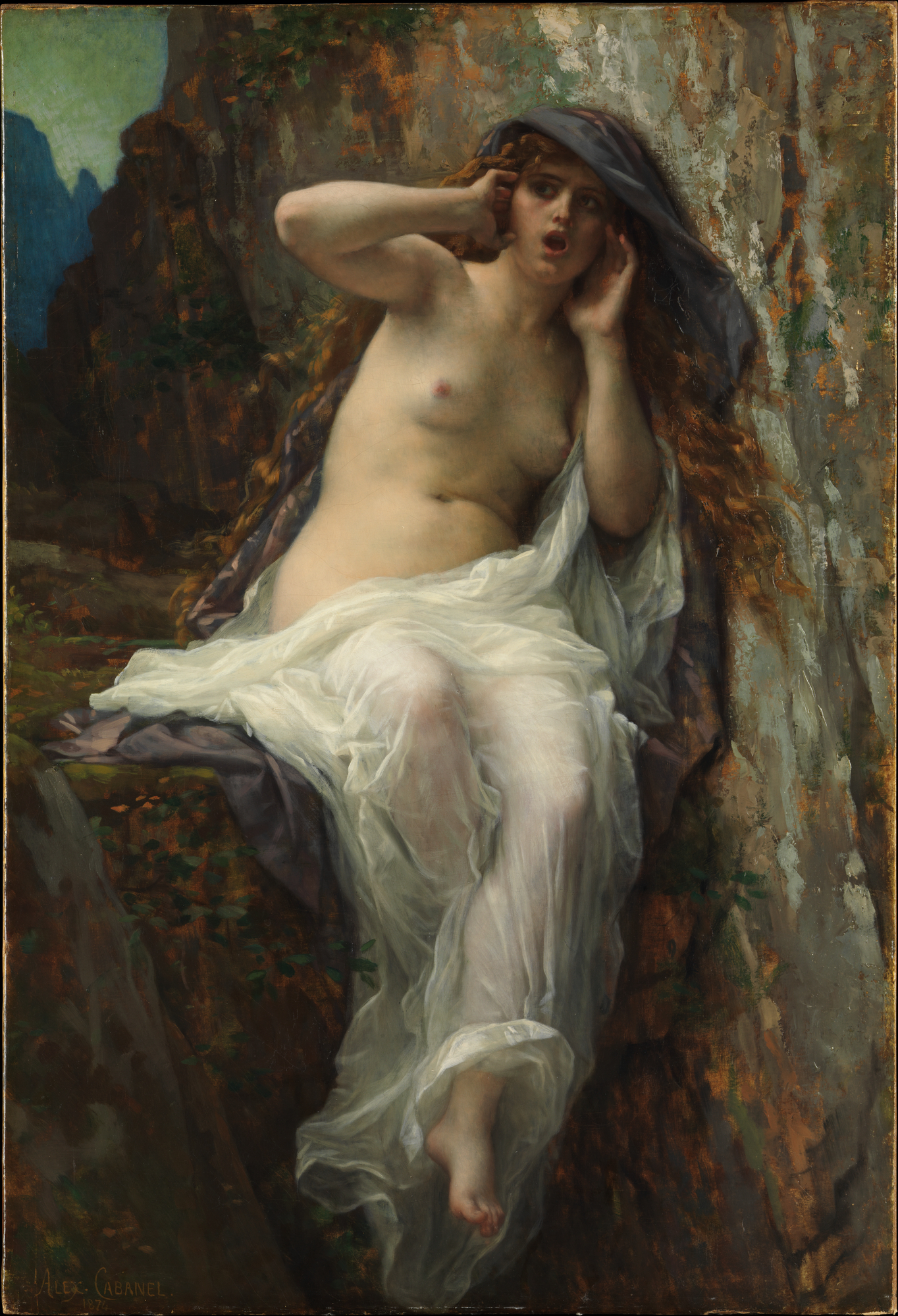
亞歷山大·卡巴內爾《回聲》，1874年，現藏於大都會藝術博物館
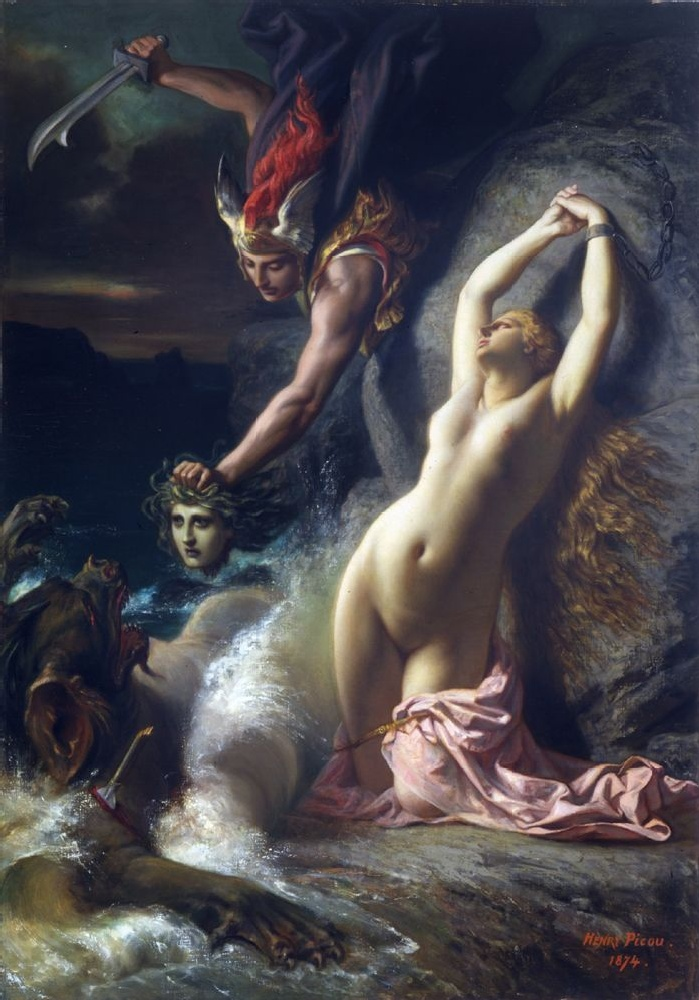
亨利-皮埃爾·比古（英语：Henri-Pierre Picou）《安朵美達與珀爾修斯》，1874年
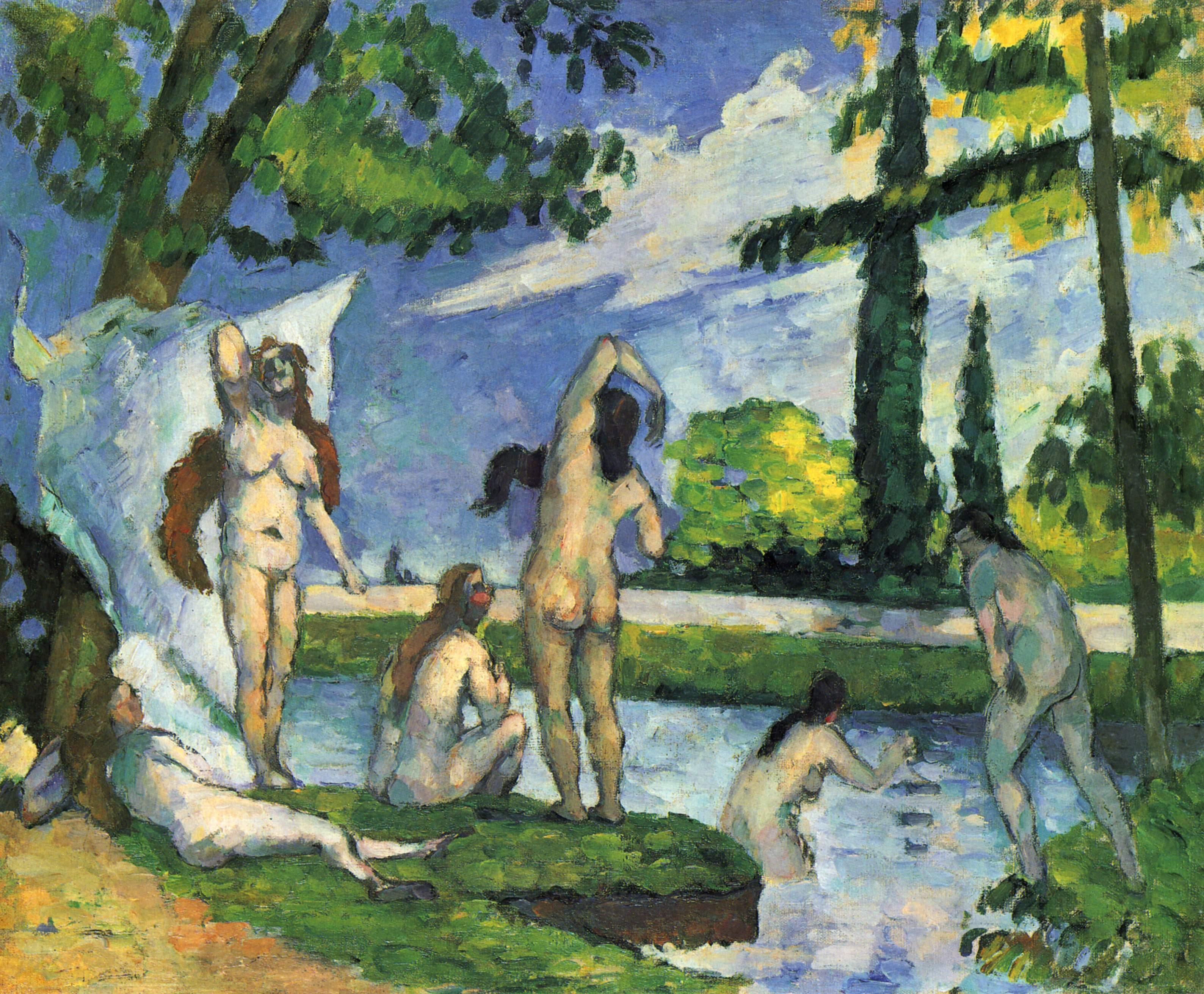
保羅·塞尚《浴者（戲水）》，1874至1875年，現藏於大都會藝術博物館
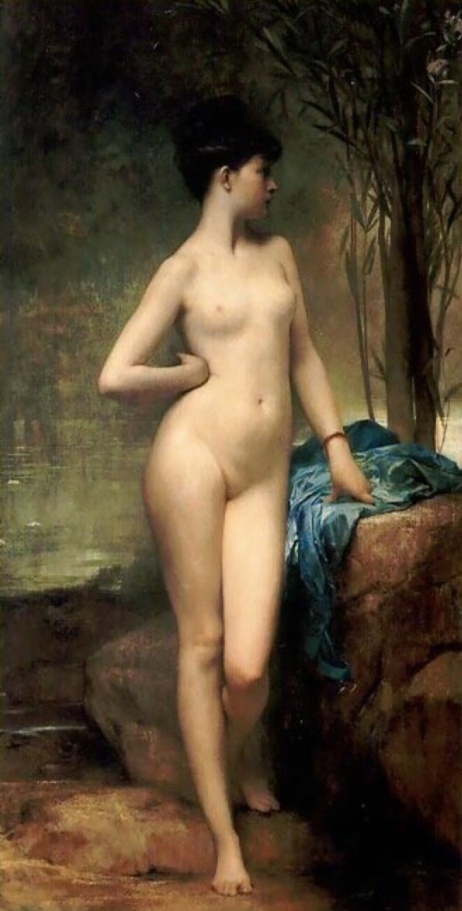
儒勒·勒菲弗爾《Chloe》，1875年，私人收藏
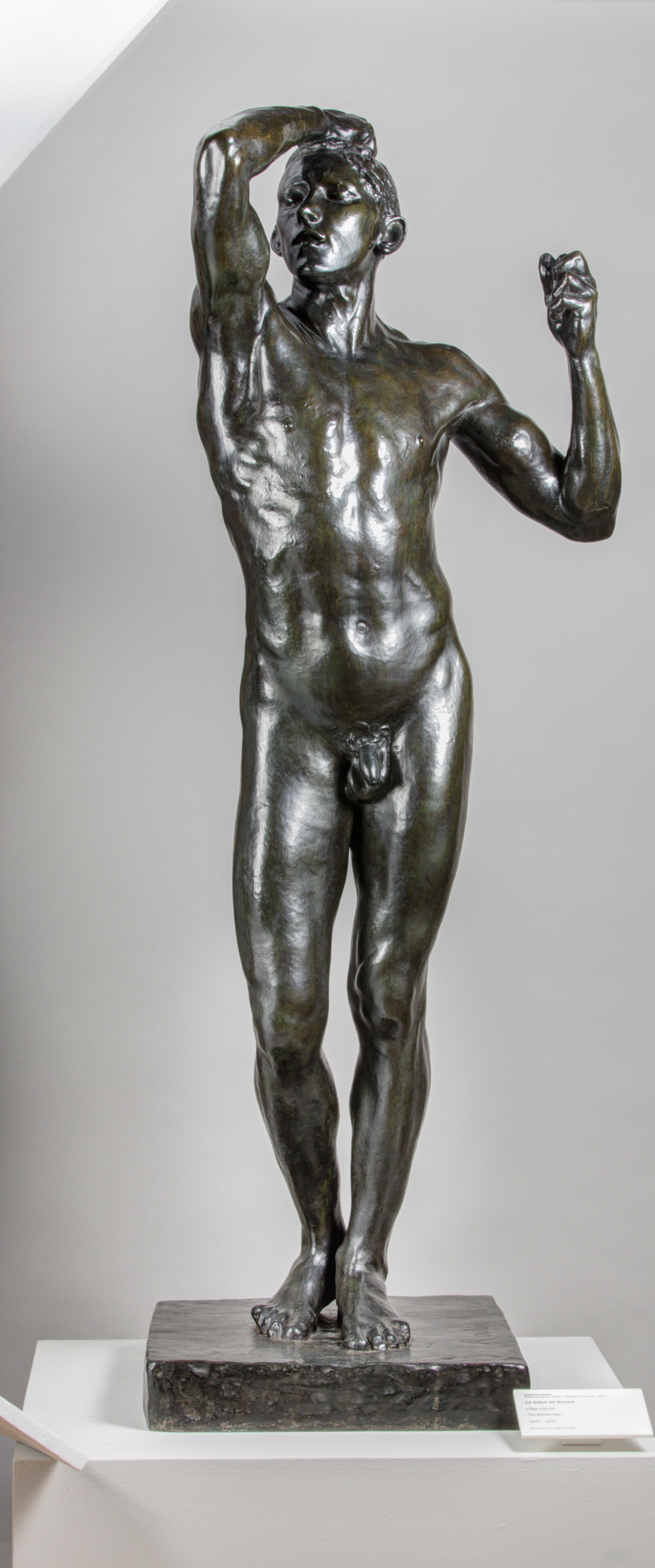
奥古斯特·罗丹《青銅時代》，1877年（仿照比利時士兵創作）
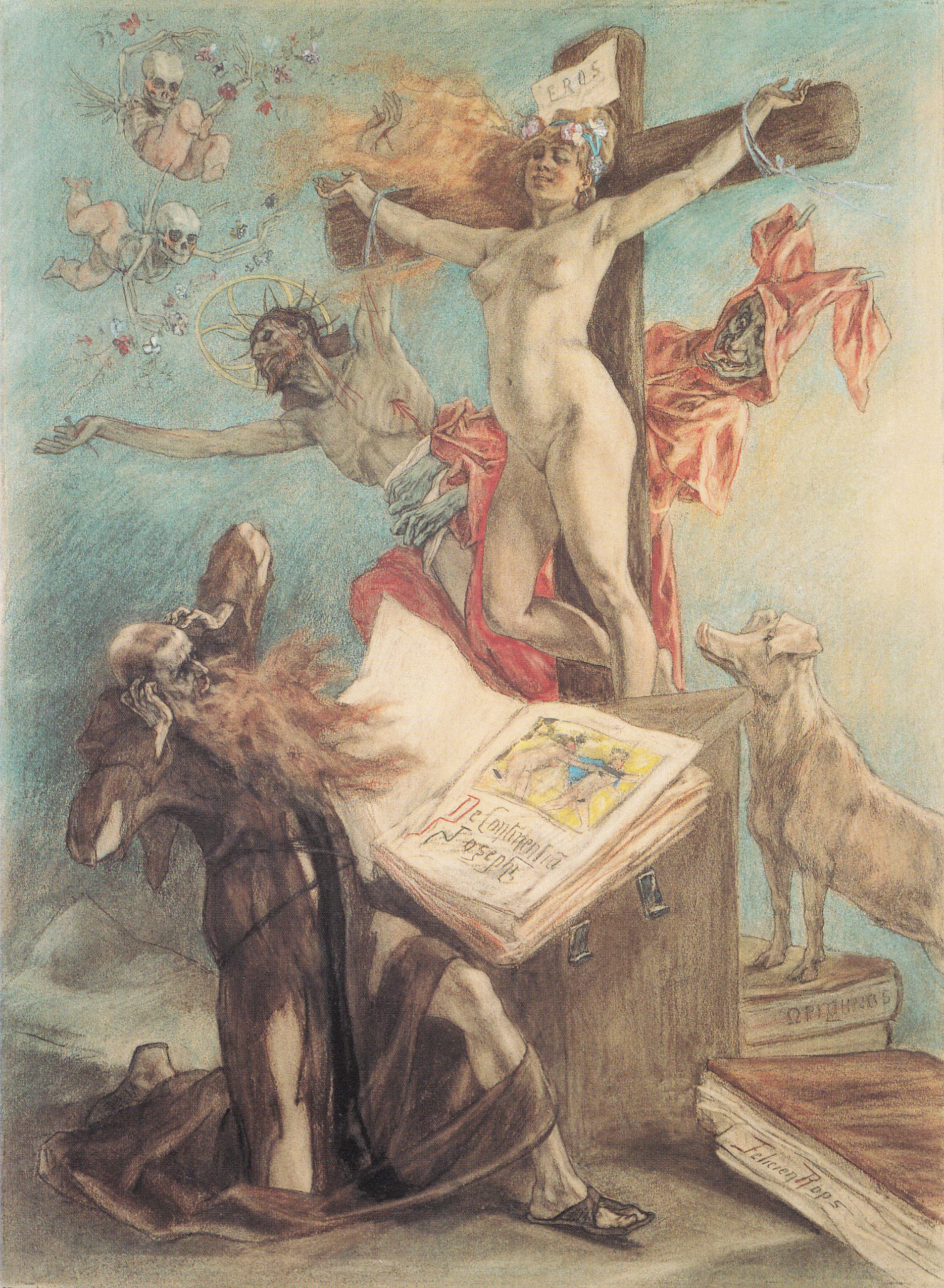
費利西安·羅普斯《聖安東尼的誘惑》，1878年
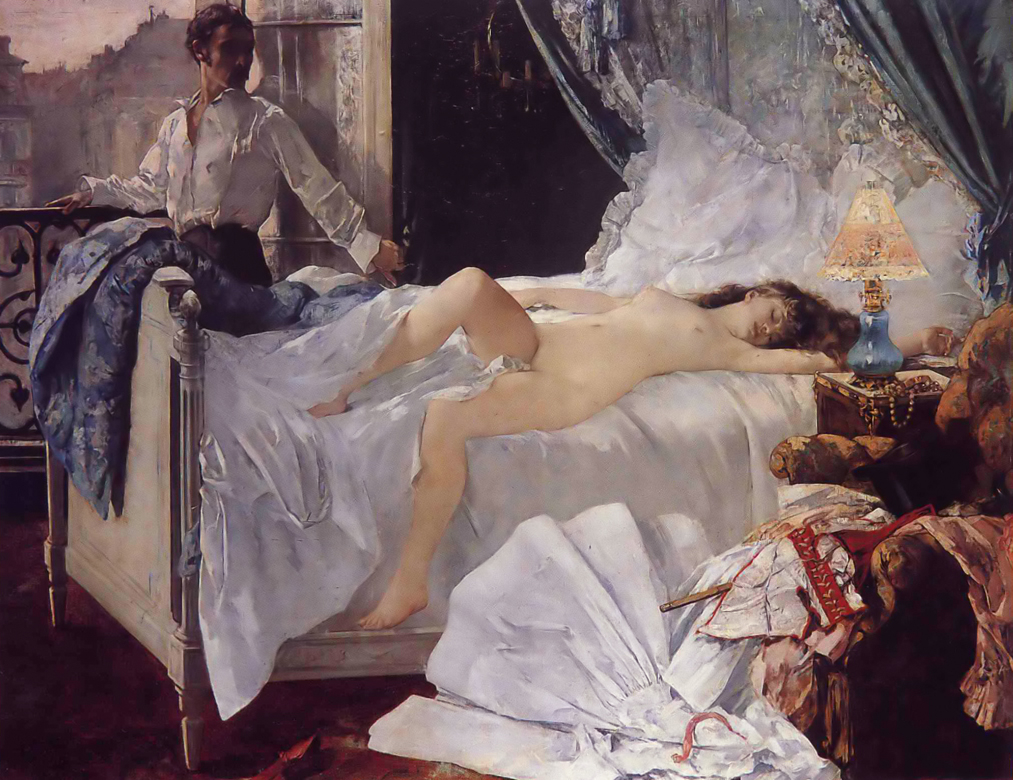
亨利·熱爾韋《蘿拉》，1878年，現藏於波爾多美術館
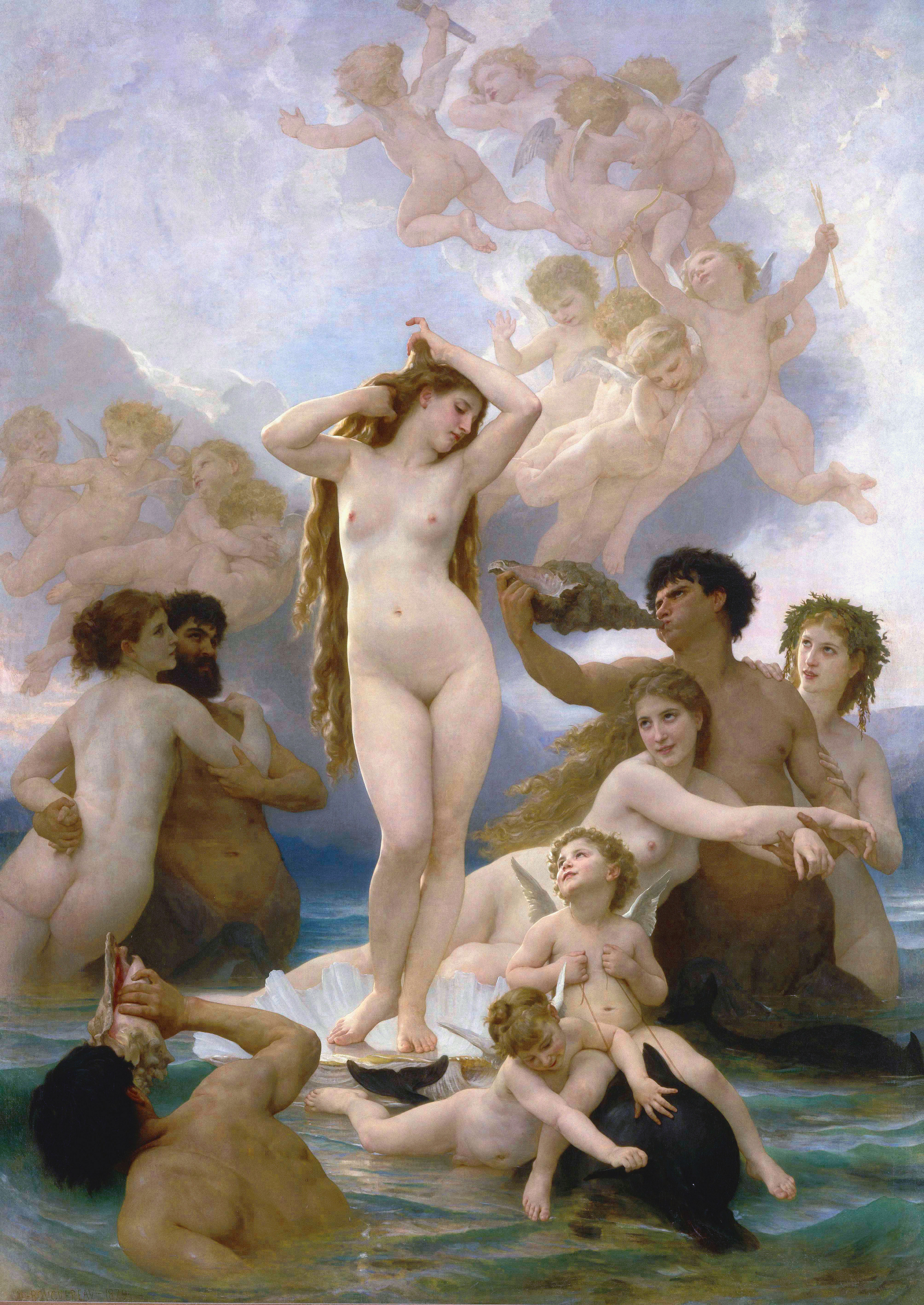
威廉·阿道夫·布格羅《維納斯的誕生》，1879年，現藏於奧塞美術館
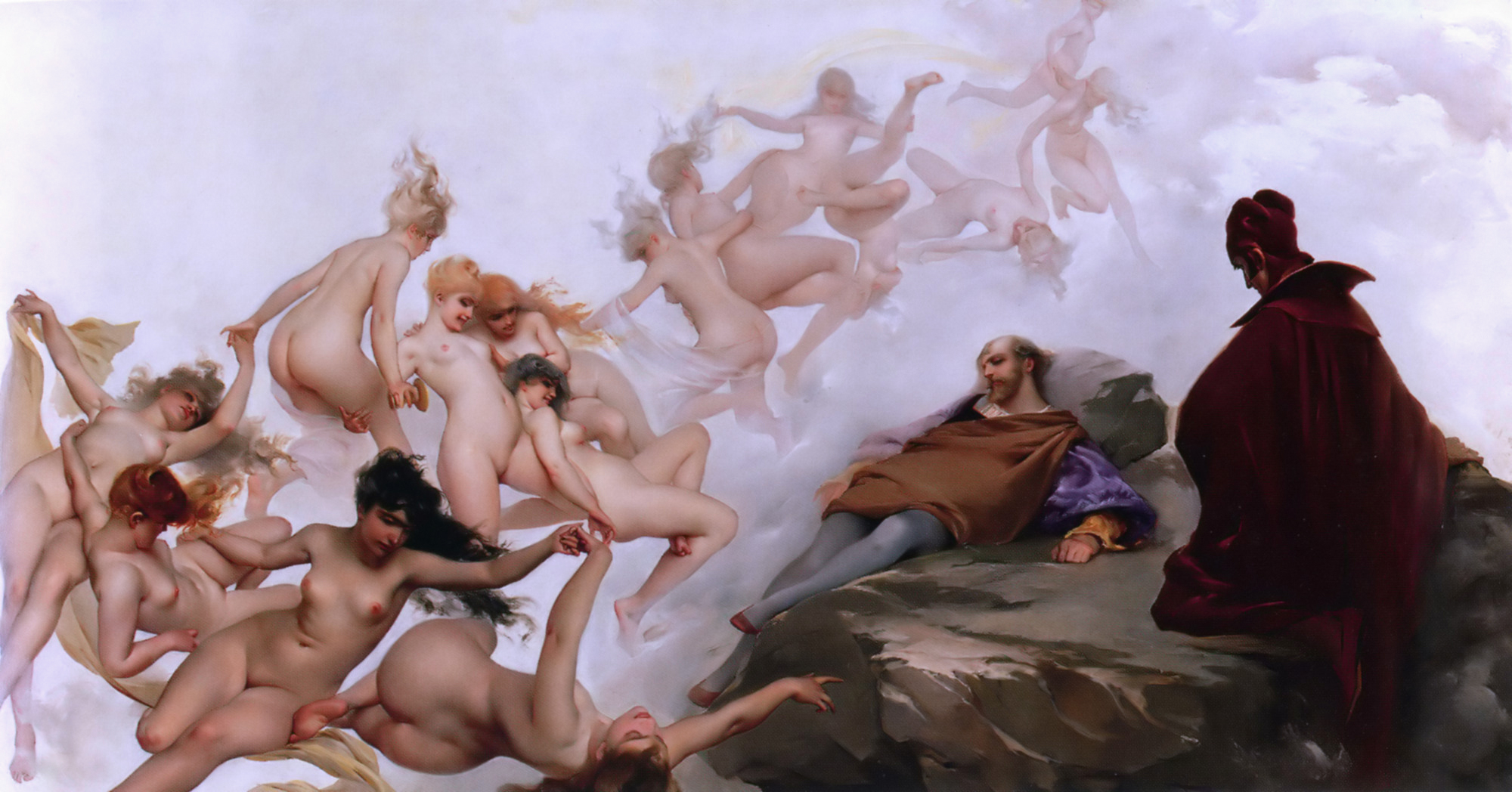
路易斯·里卡多·費瑞羅（英语：Luis Ricardo Falero）《浮士德的夢》，1880年
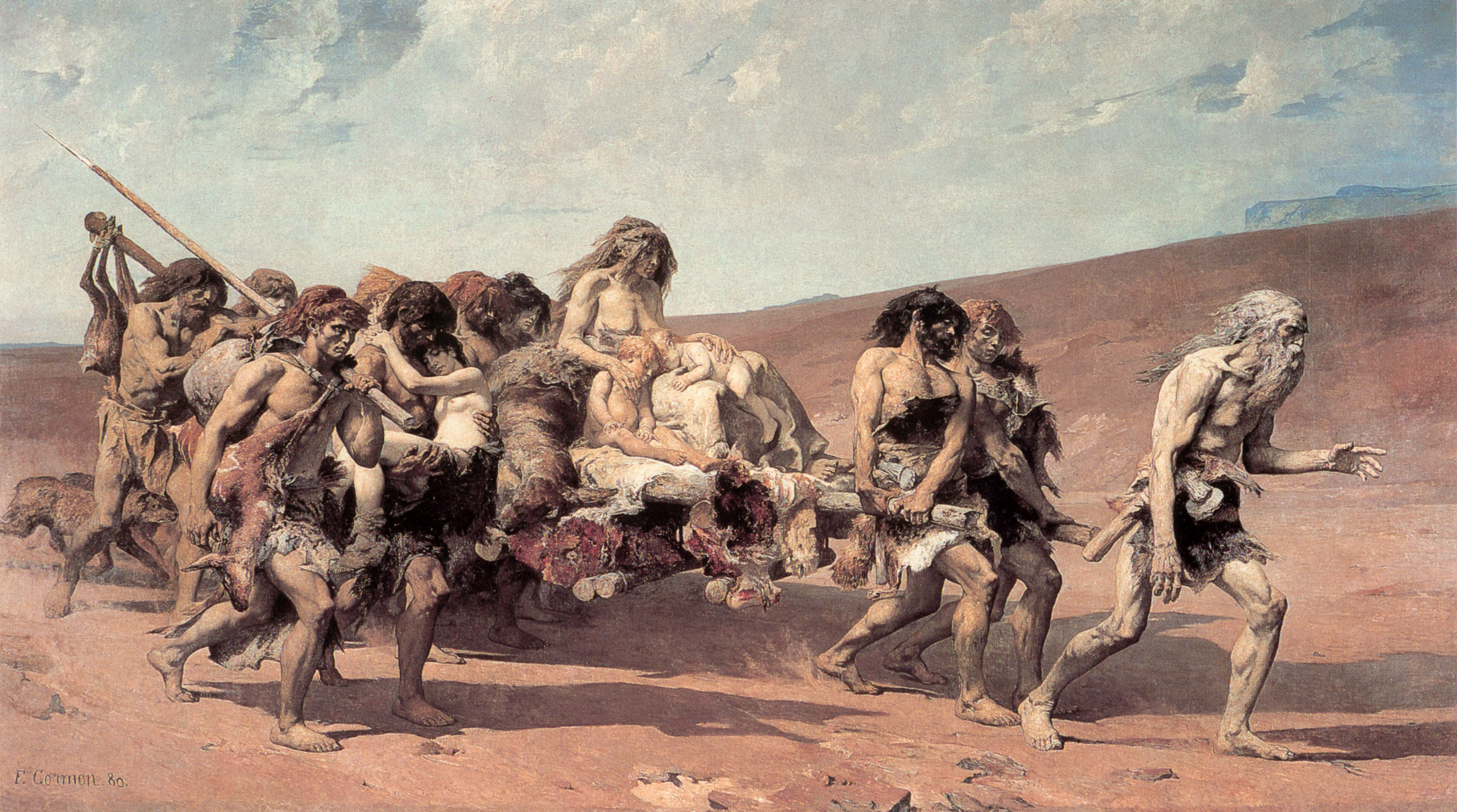
費爾南·科爾蒙《該隱逃亡》，1880年，現藏於奧賽美術館
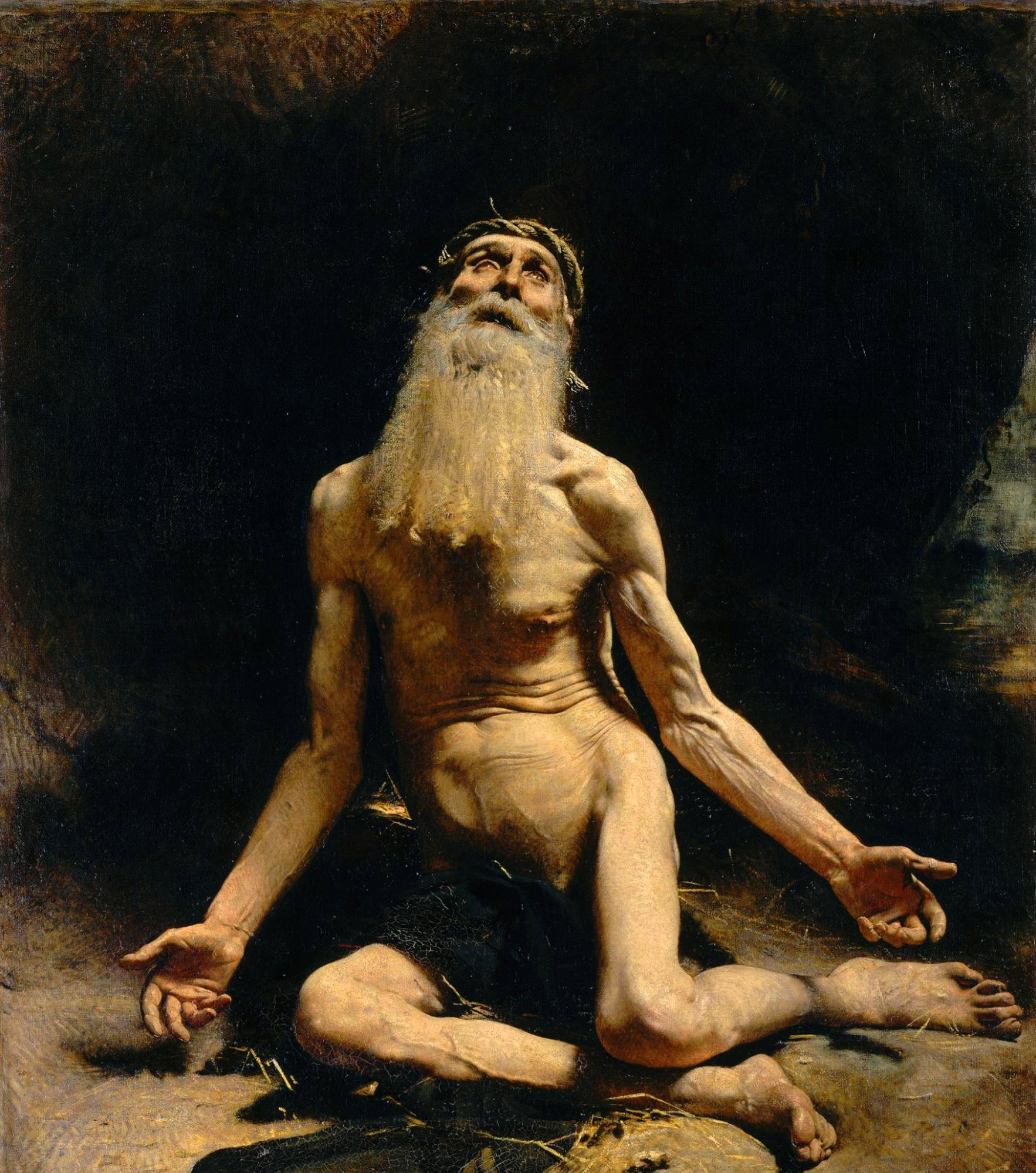
里歐·博納《一無所有的約伯》，1880年
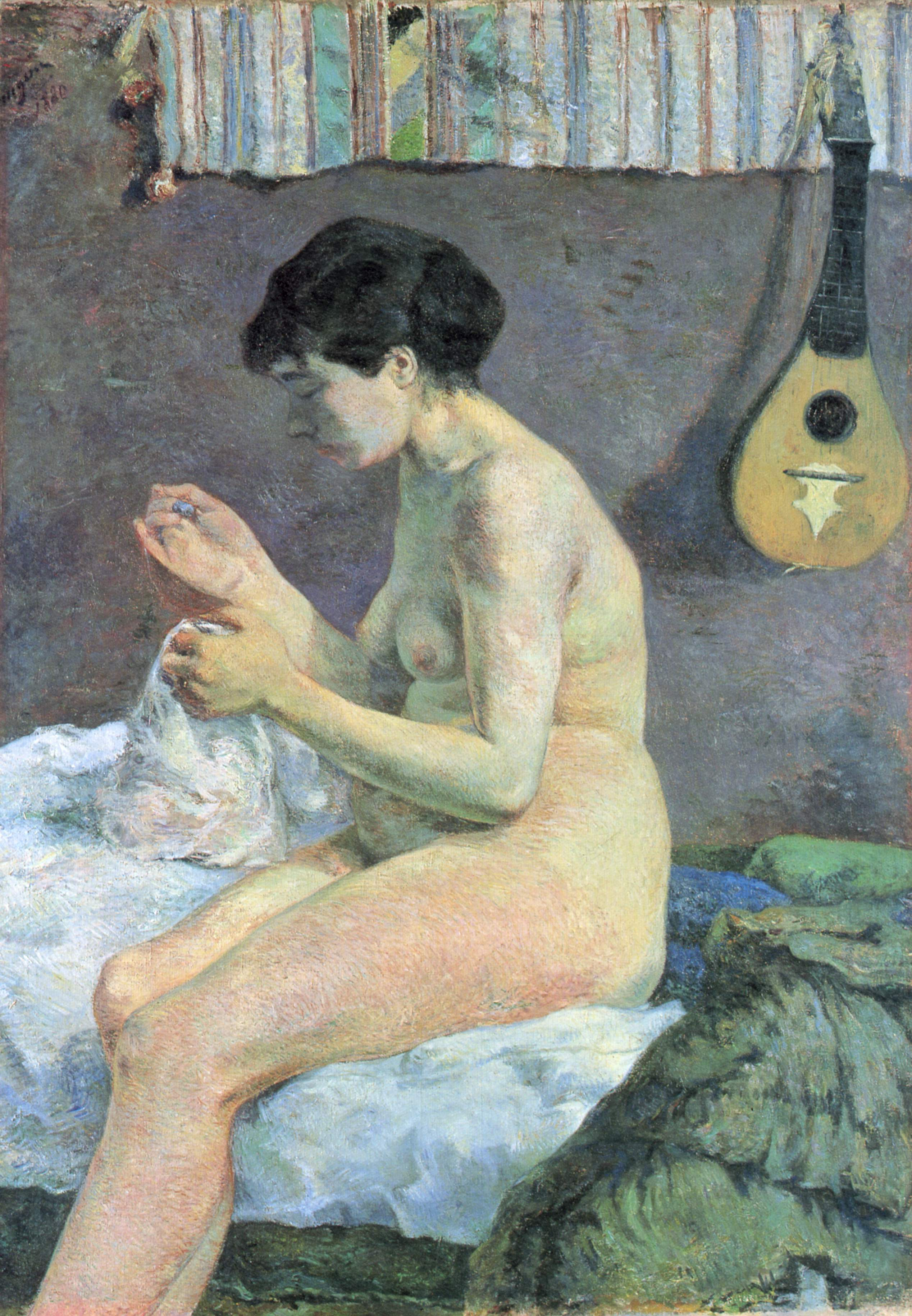
保羅·高更《裸體畫習作（縫衣的蘇珊娜）》，1880年
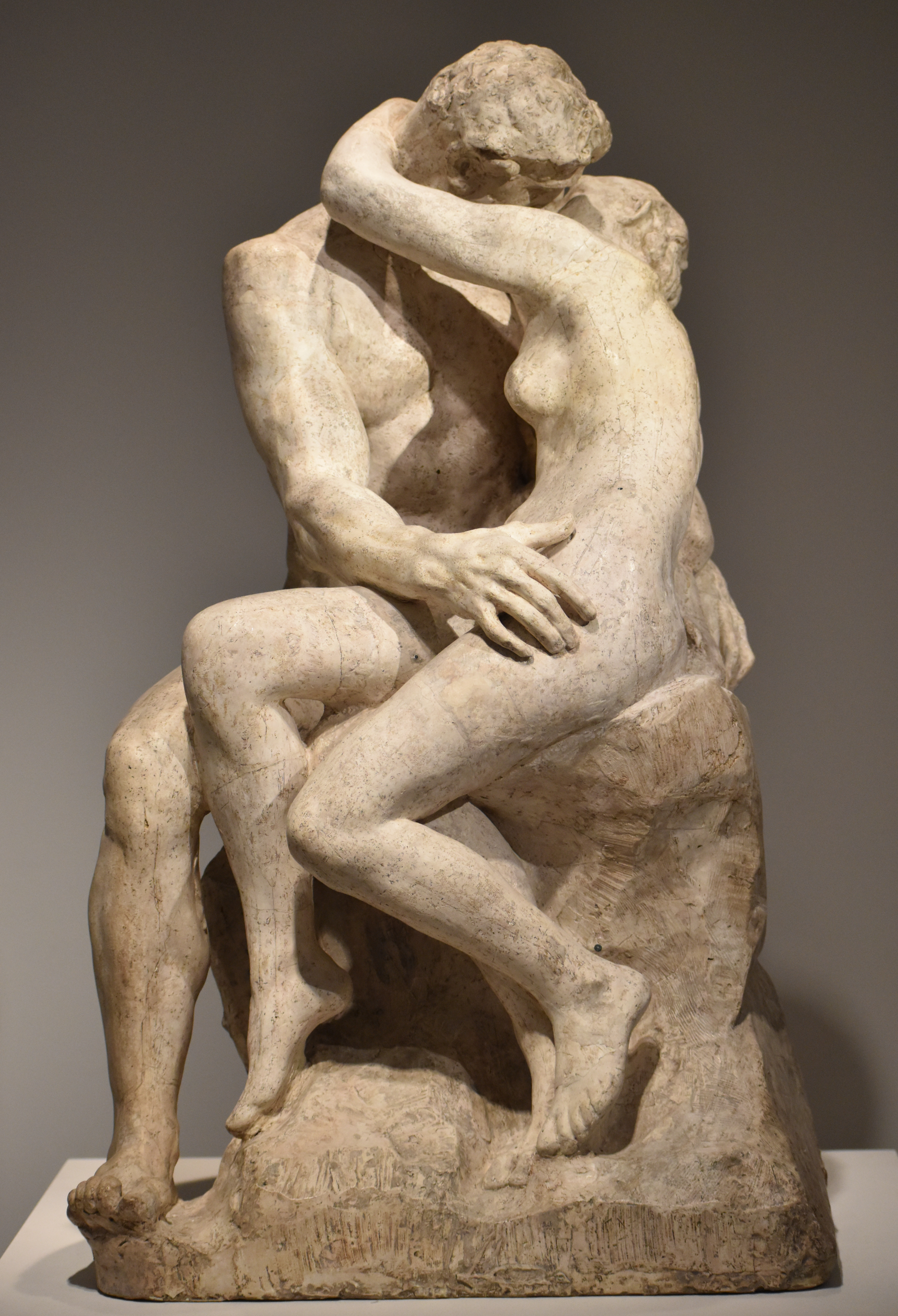
奥古斯特·罗丹《吻（英语：The Kiss (Rodin sculpture)）》，1881至1882年
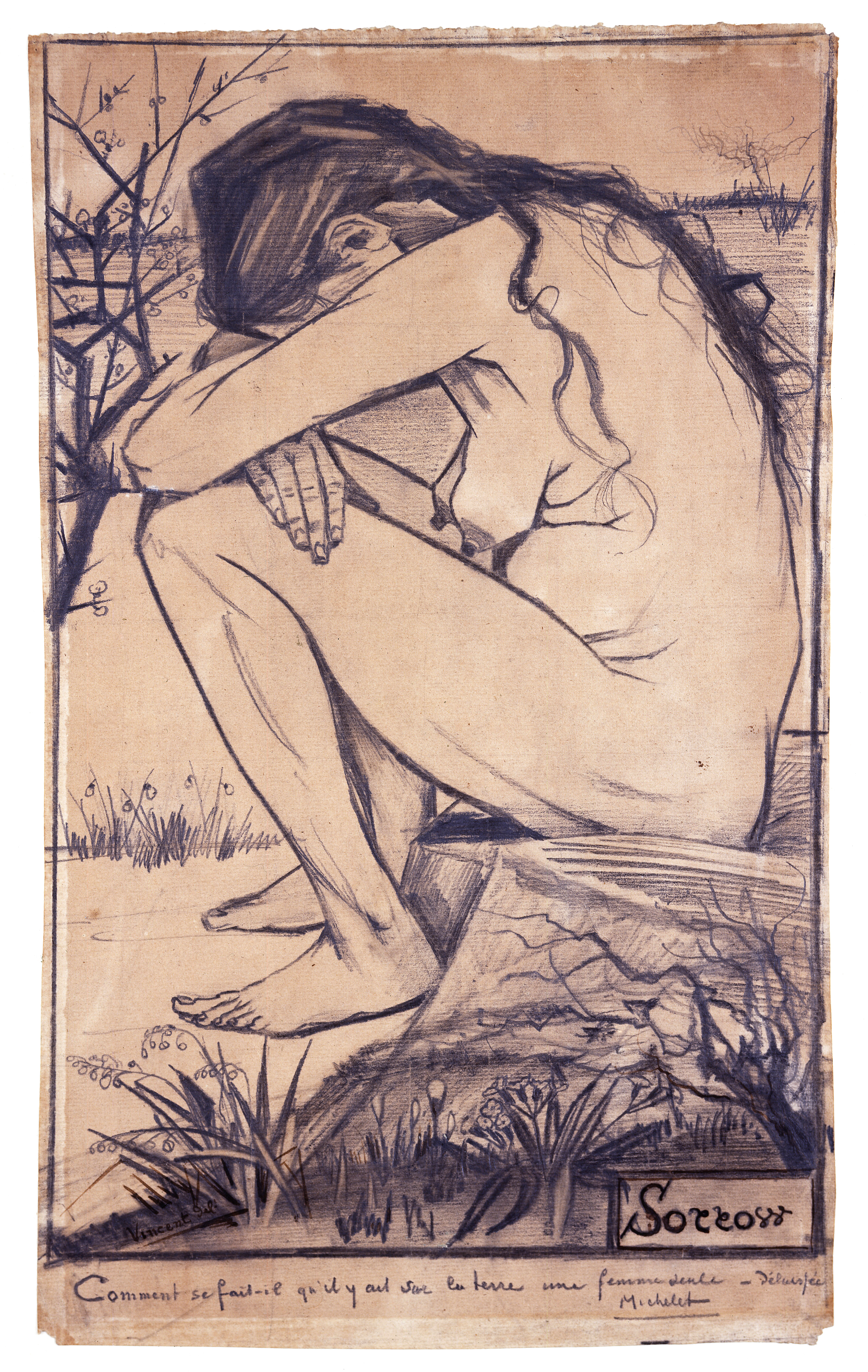
文森特·梵高《憂愁》，1882年，現藏於沃索爾新藝術畫廊
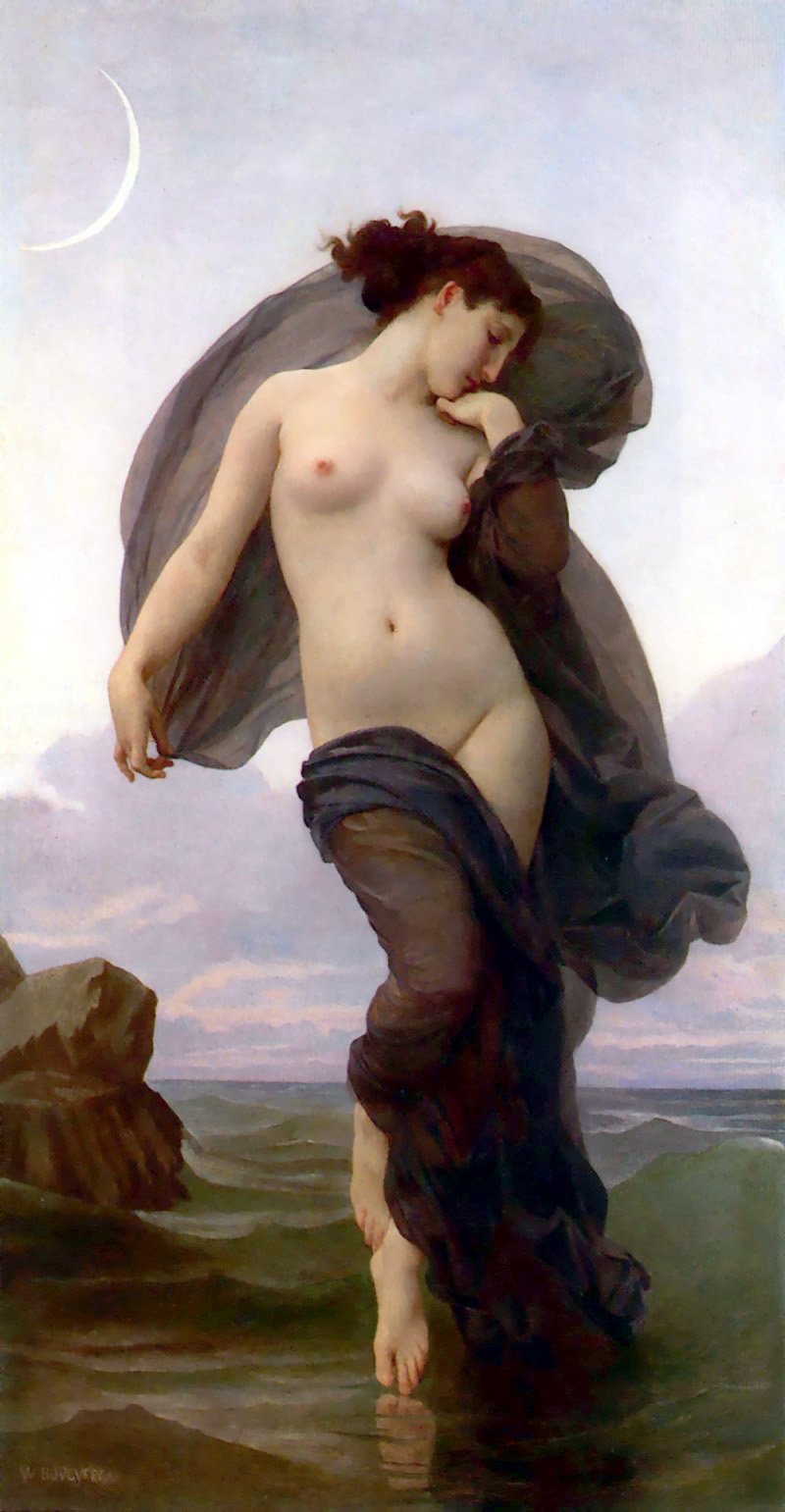
威廉·阿道夫·布格羅《暮色心境》，1882年，現藏於哈瓦那國家美術博物館
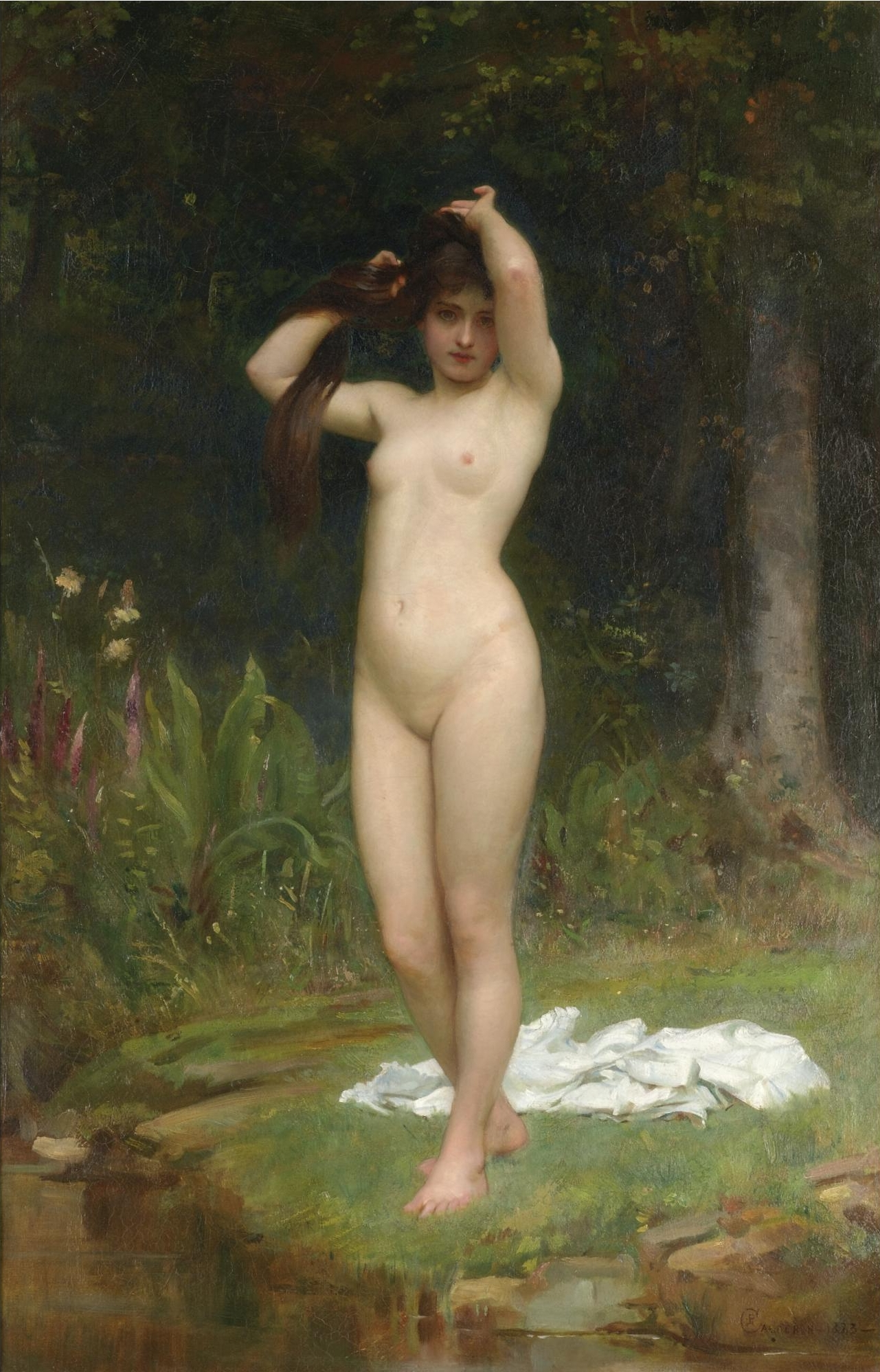
菲利普·赫莫傑因斯·卡爾德隆（英语：Philip Hermogenes Calderon）《森林寧芙》，1883年，私人收藏
皮耶-奧古斯特·雷諾瓦《風景裡的裸女》，1883年，現藏於橘園美術館
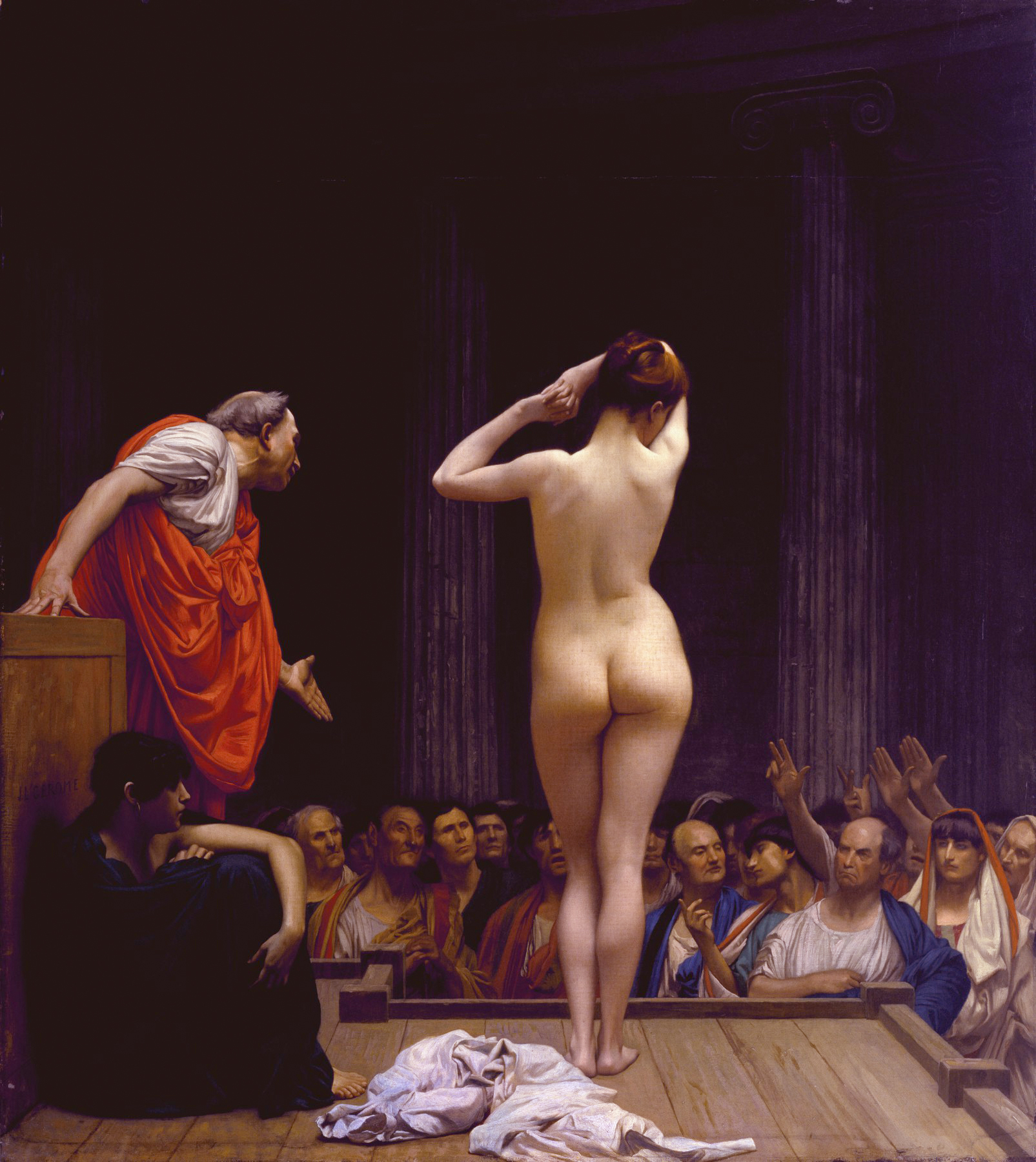
讓-里奧·傑洛姆《羅馬一個奴隸拍賣市場》，約1884年，現藏於Walters Art Museum
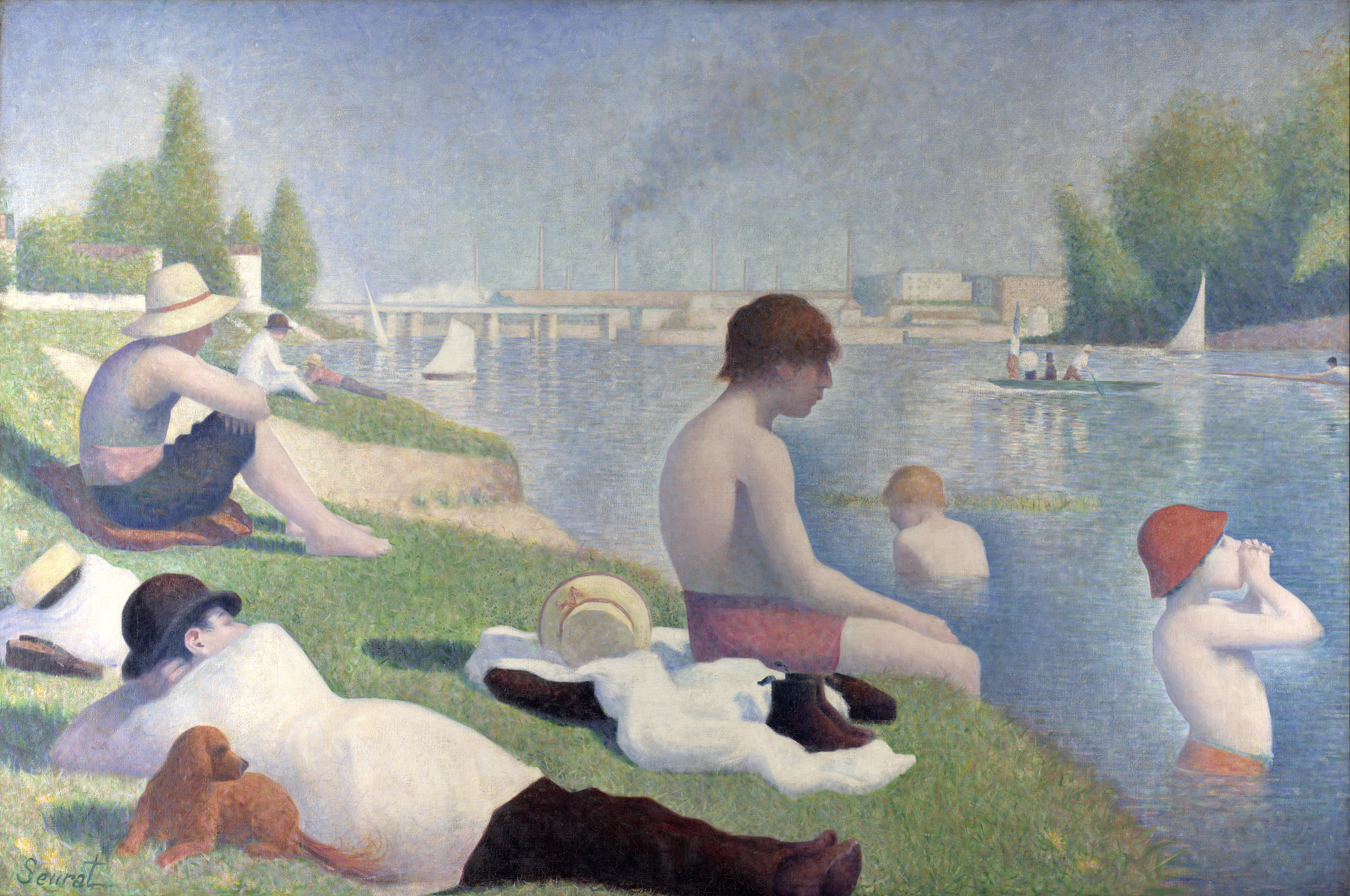
喬治·秀拉《阿尼埃爾浴場》，1884年（1887年再潤飾），現藏於倫敦國家美術館
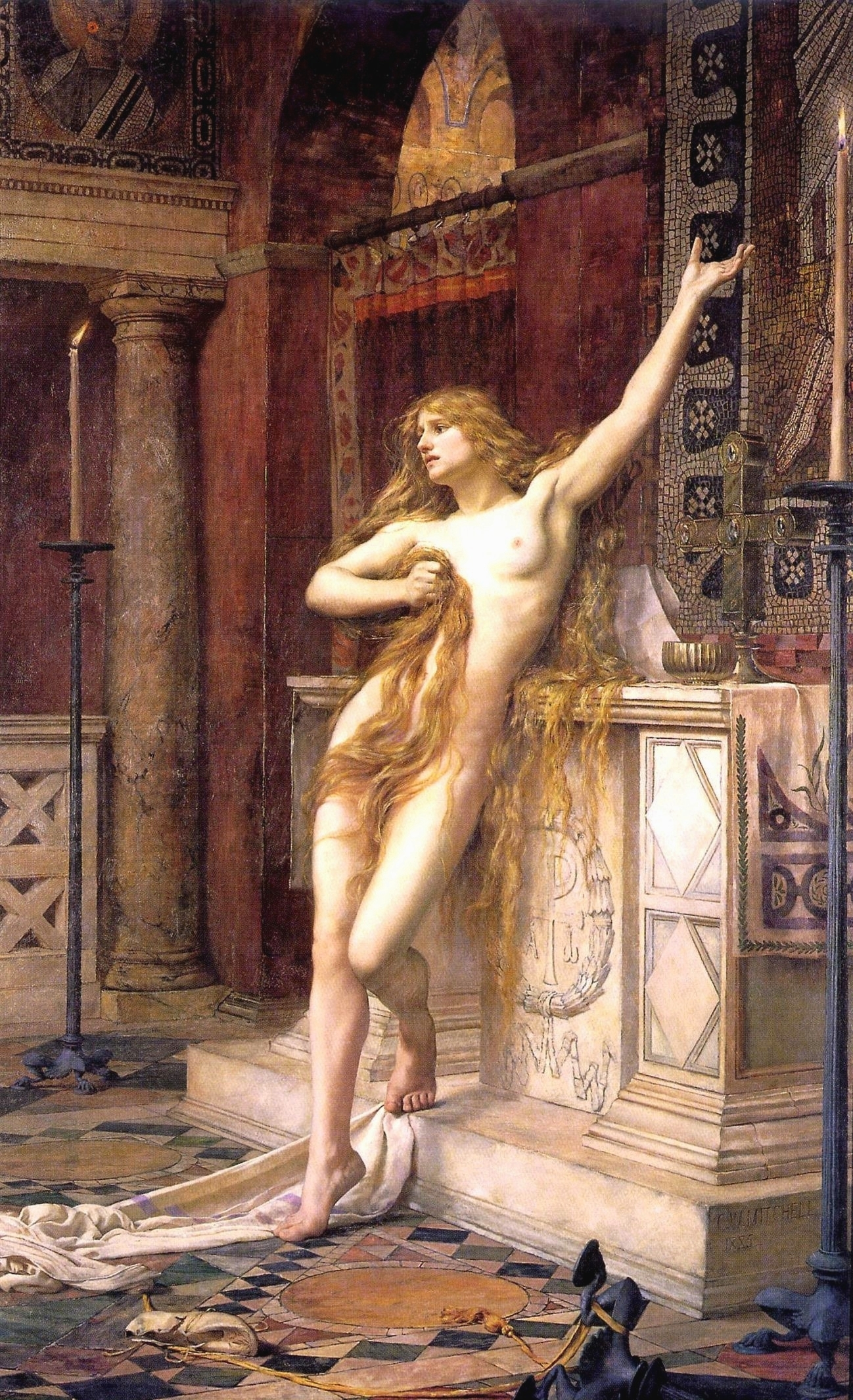
查爾斯·威廉·米切爾（英语：Charles William Mitchell）《希帕提婭》，1885年，藏於Laing Art Gallery
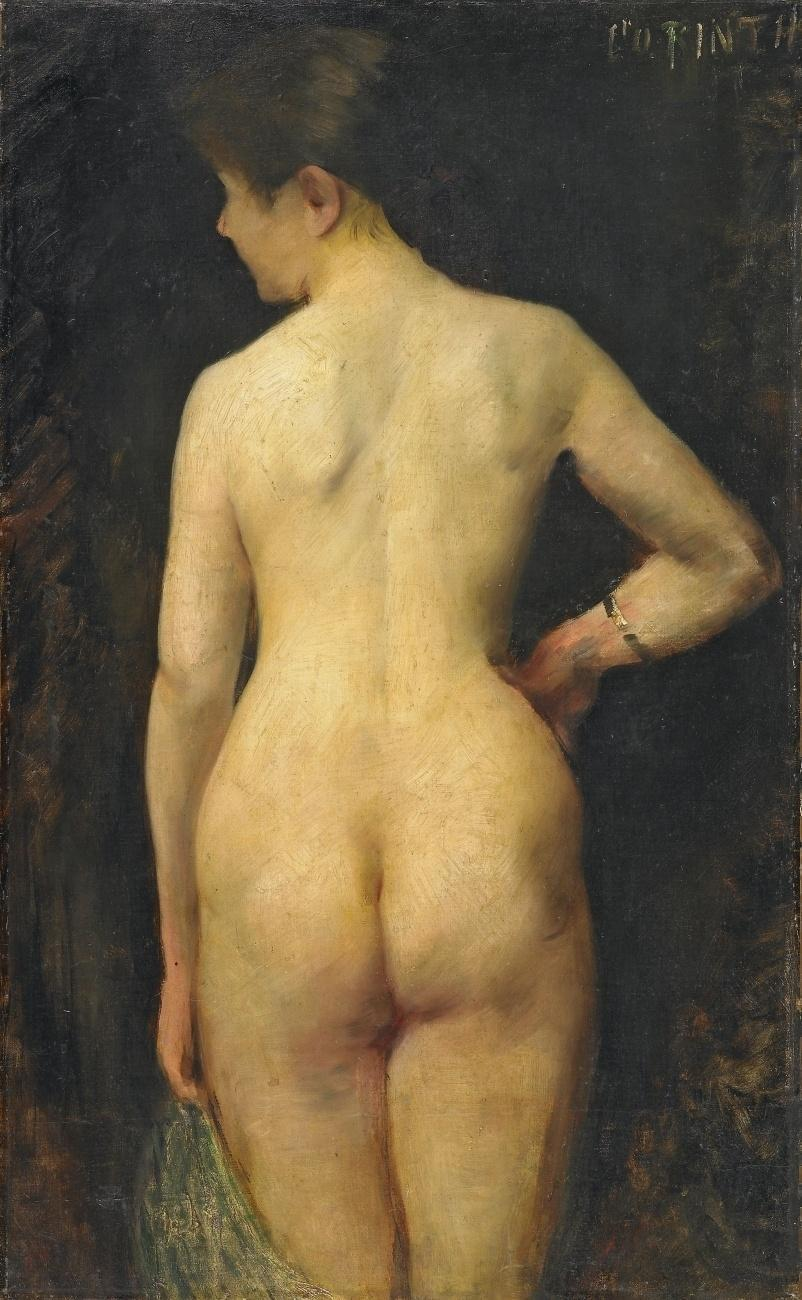
路易斯·科林斯（英语：Lovis Corinth）《背對的裸女》，1885年，私人收藏
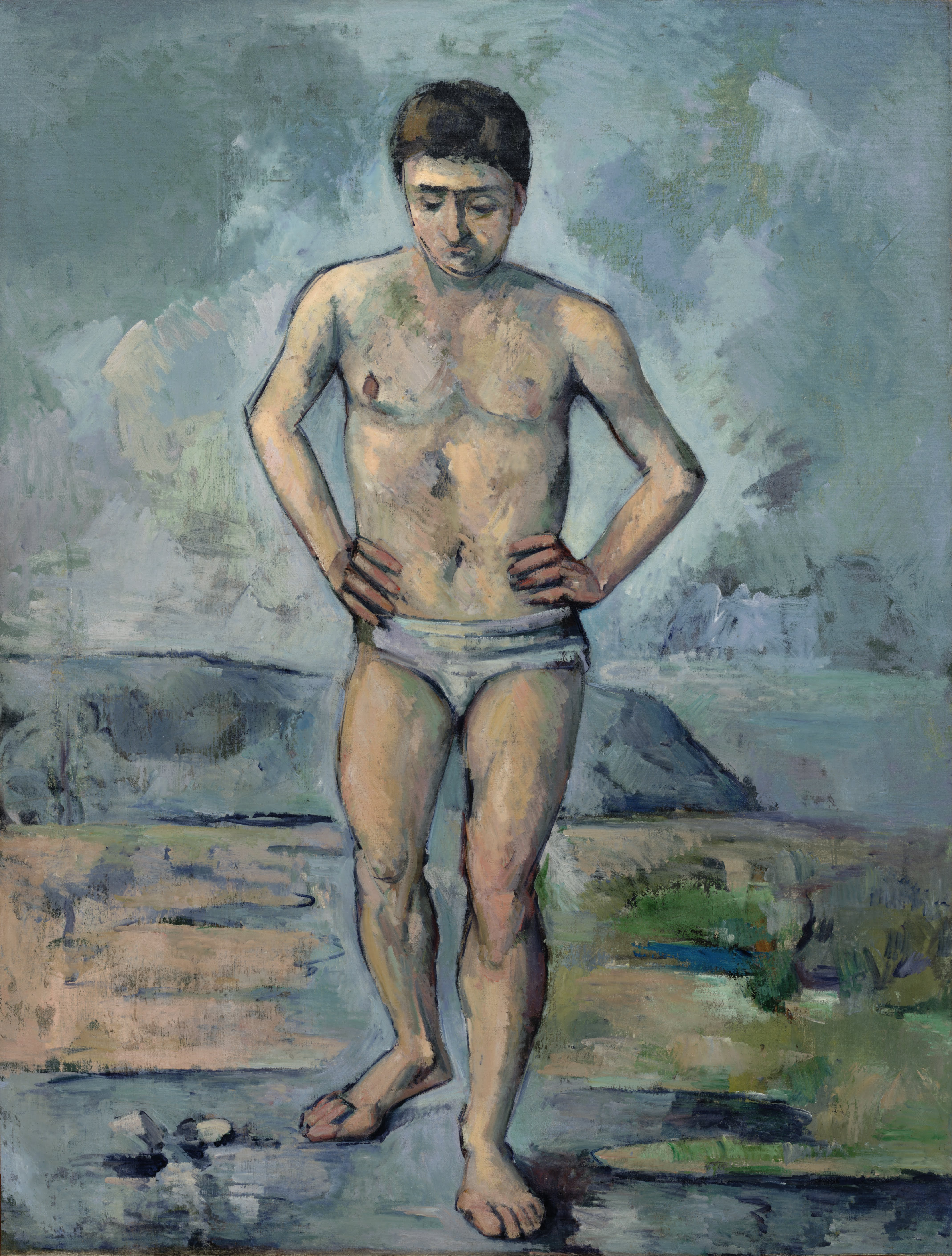
保羅·塞尚《泳者》，1885年，現藏於現代藝術博物館
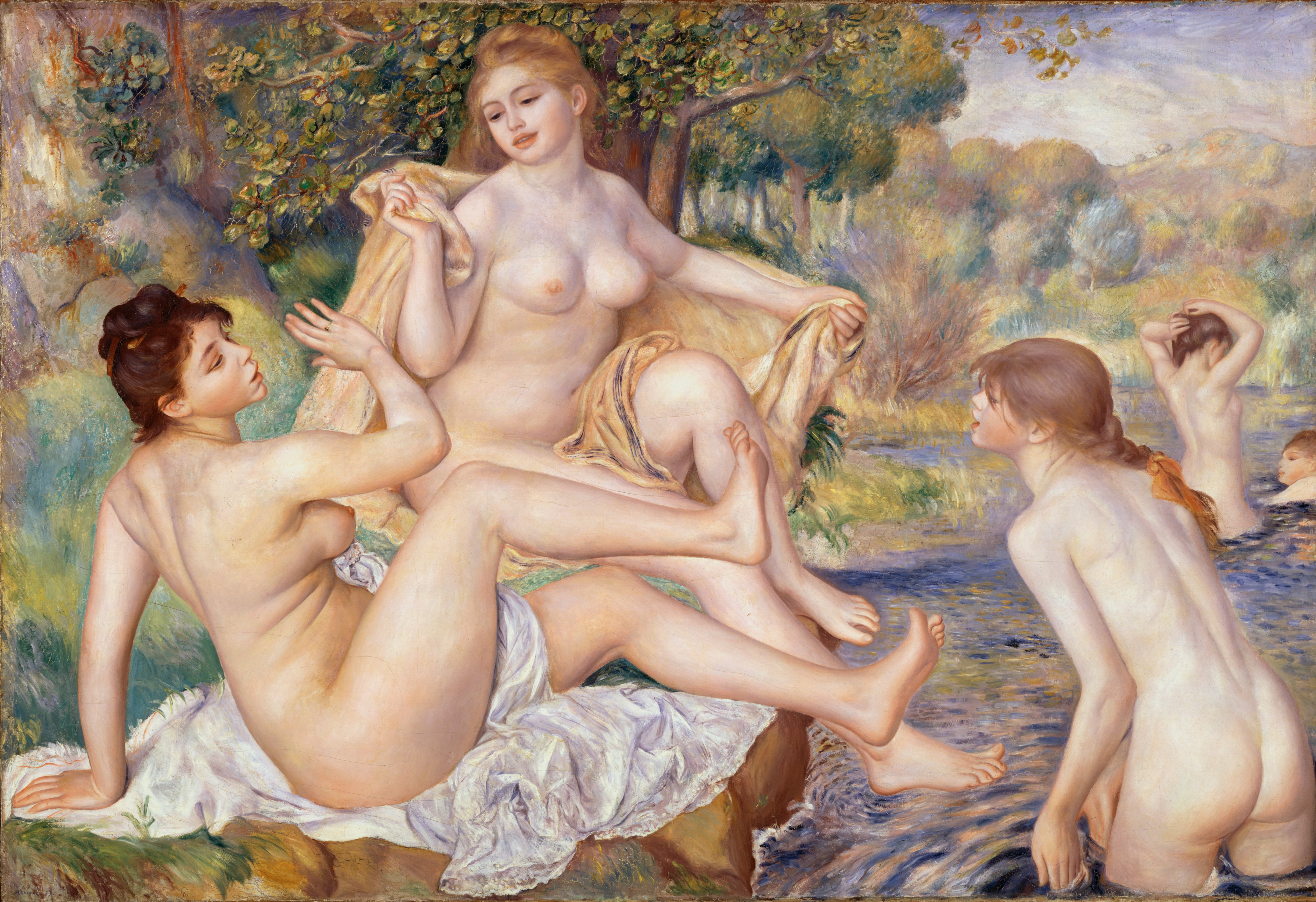
皮耶-奧古斯特·雷諾瓦《浴女們》，1884至1887年，現藏於費城藝術博物館
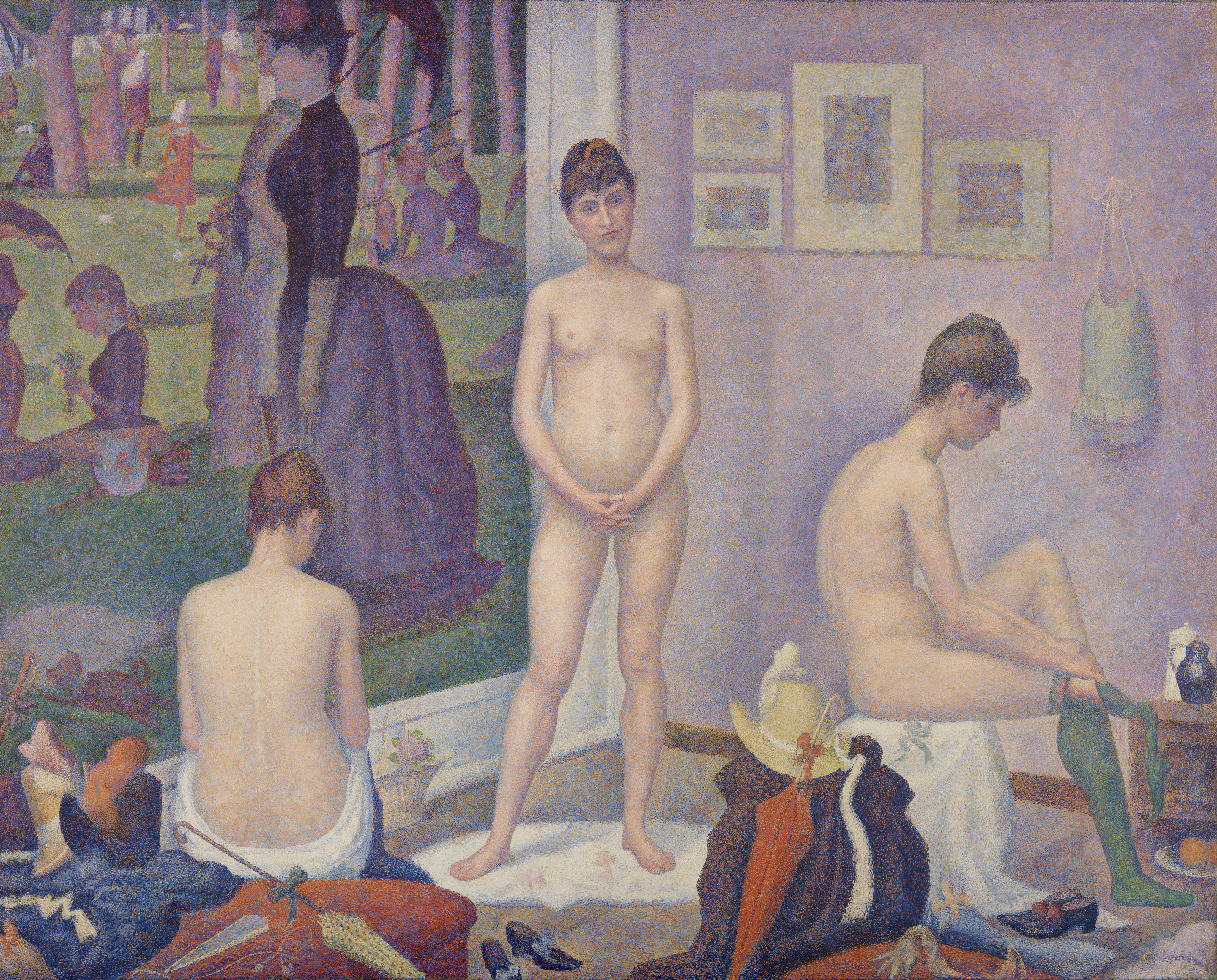
喬治·秀拉《女模特》，1887至1888年（背景為秀拉另一作品《大碗島的星期天下午》）
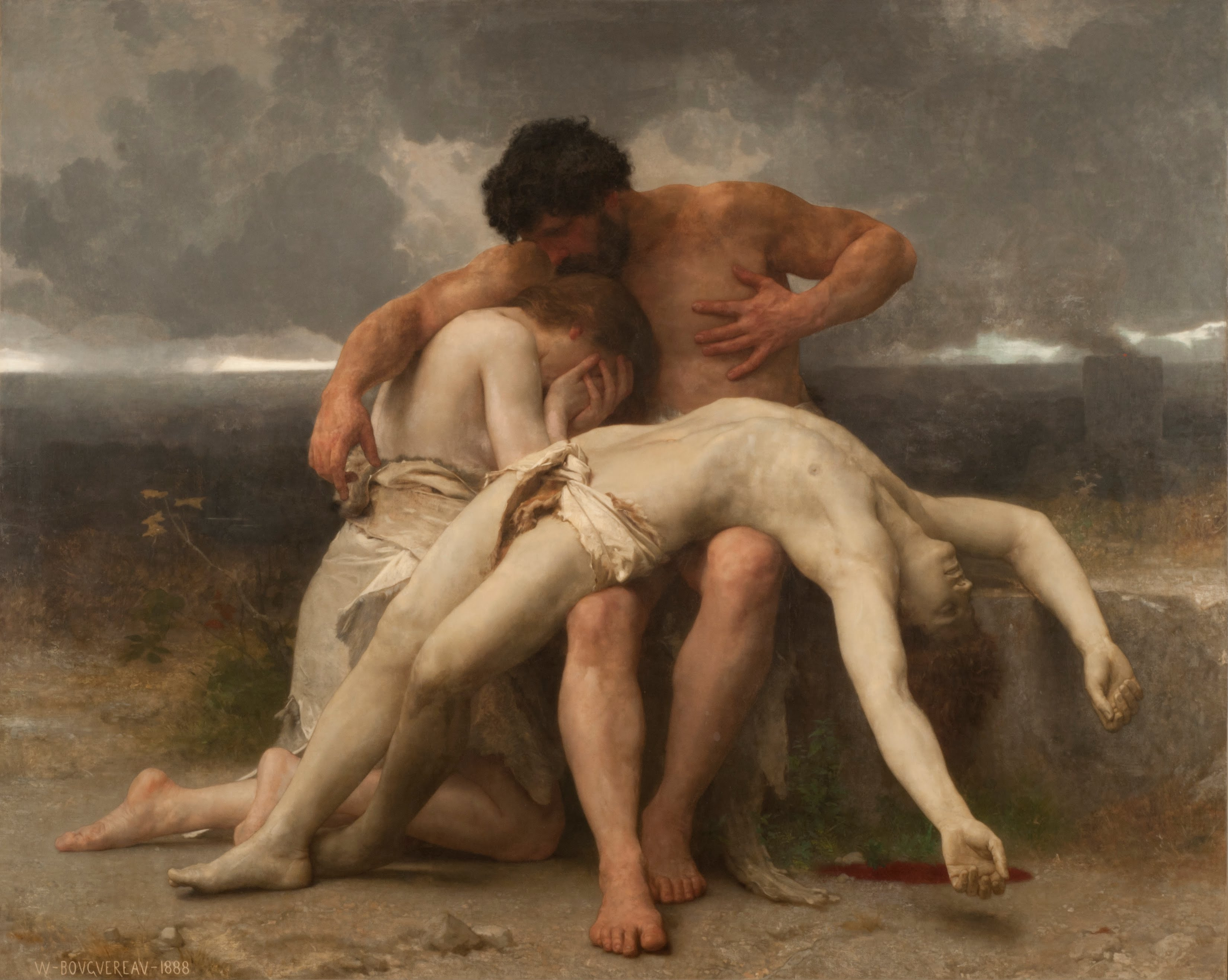
威廉·阿道夫·布格羅《第一次的哀悼》，1888年，現藏於國立貝拉斯藝術博物館
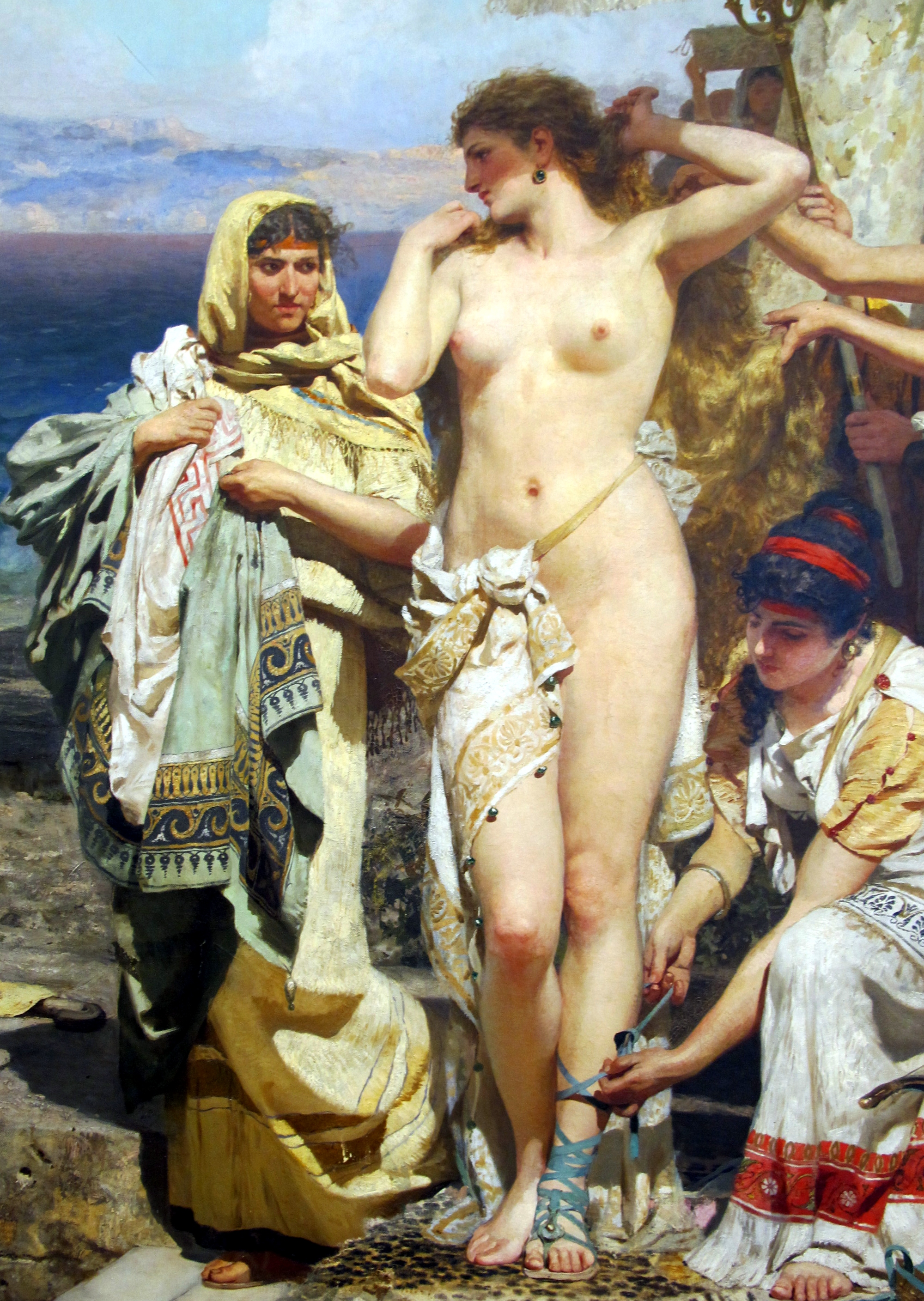
亨里克·希米拉茲基（英语：Henryk Siemiradzki）《芙里尼在埃萊夫西納的海神祭上》，1889年，現藏於俄羅斯博物館
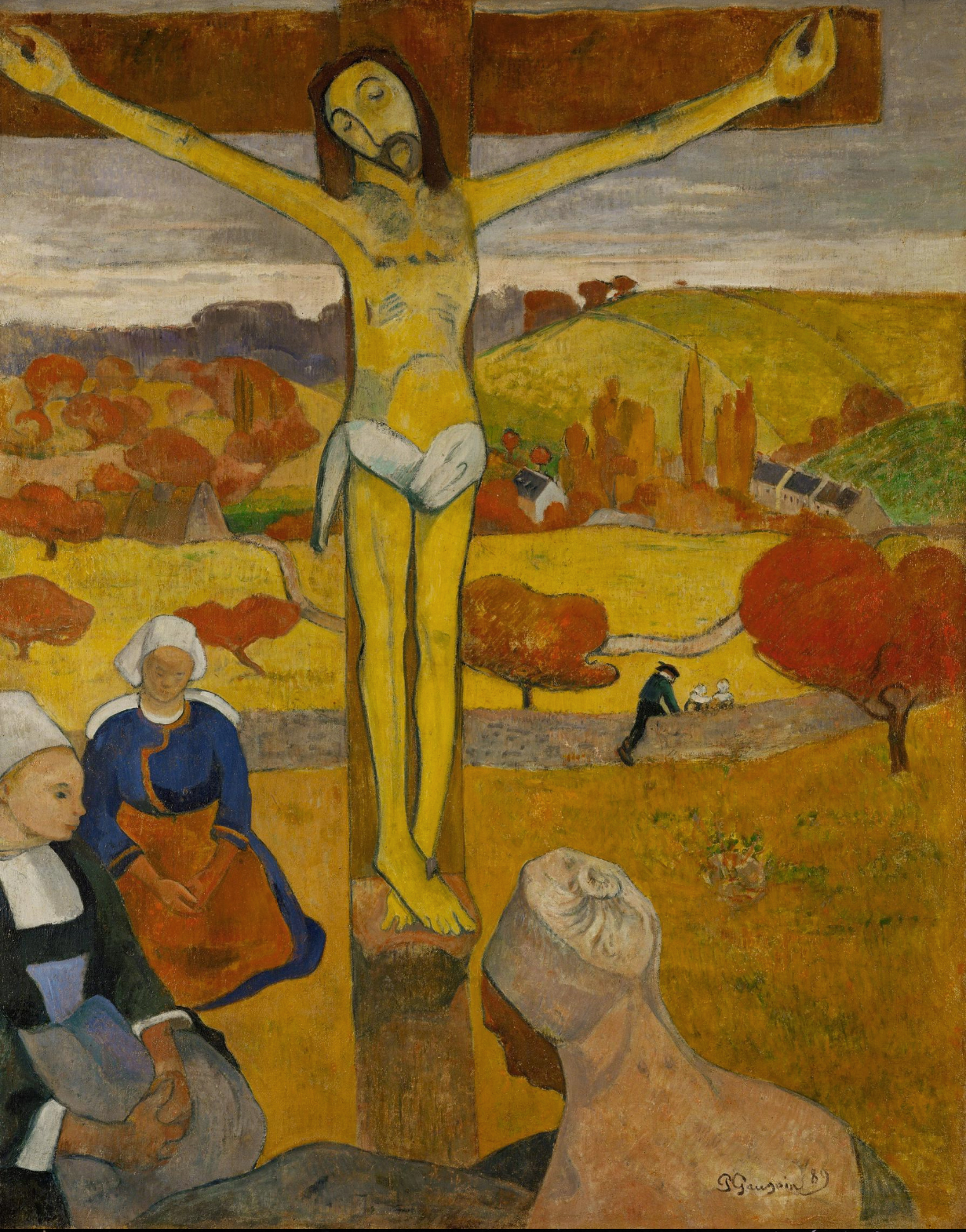
保羅·高更《黃色的基督》，1889年，現藏於奥尔布赖特-诺克斯美术馆
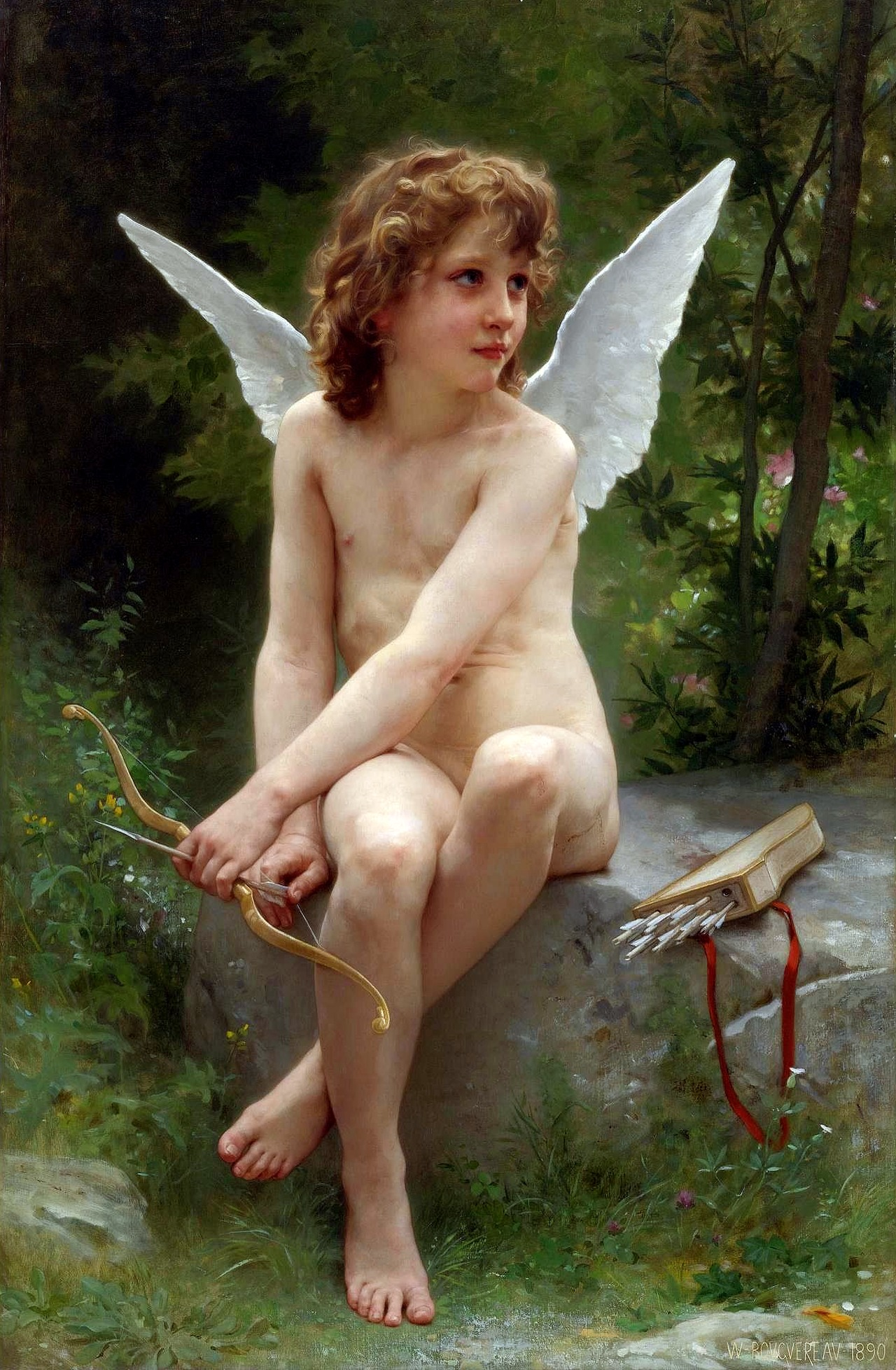
威廉·阿道夫·布格羅《愛神尋找目標》，1890年，Collection of Fred and Sherry Ross
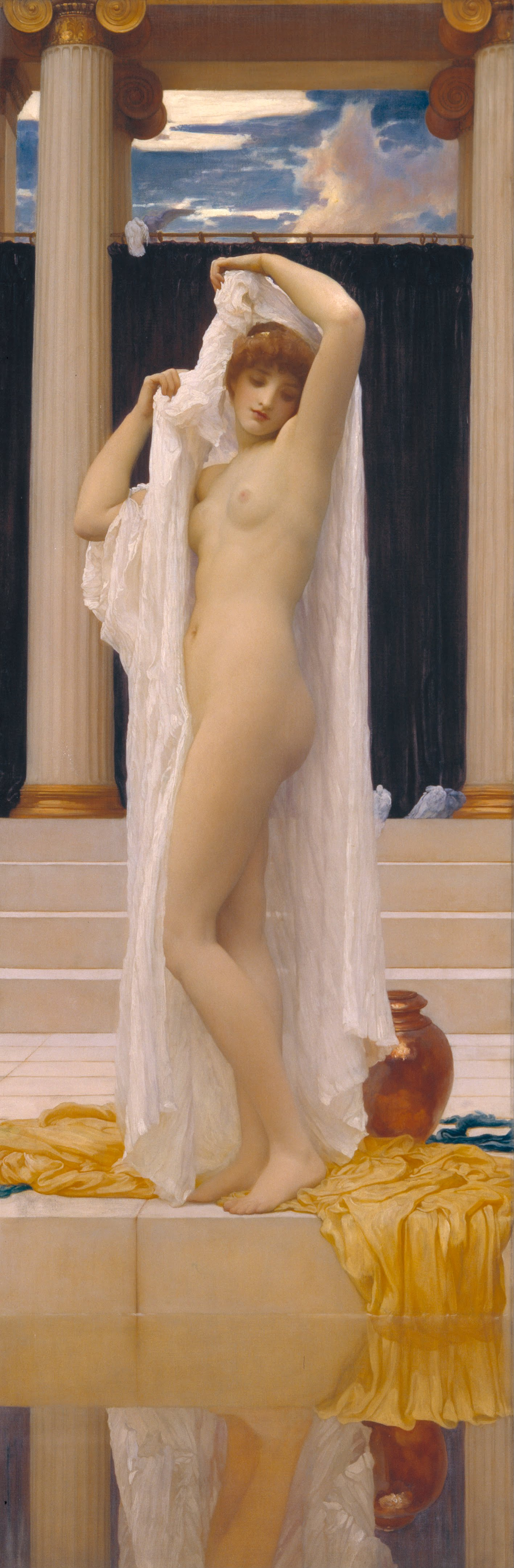
弗雷德里克·雷頓爵士《賽姬出浴》，1890年，現藏於泰特不列顛
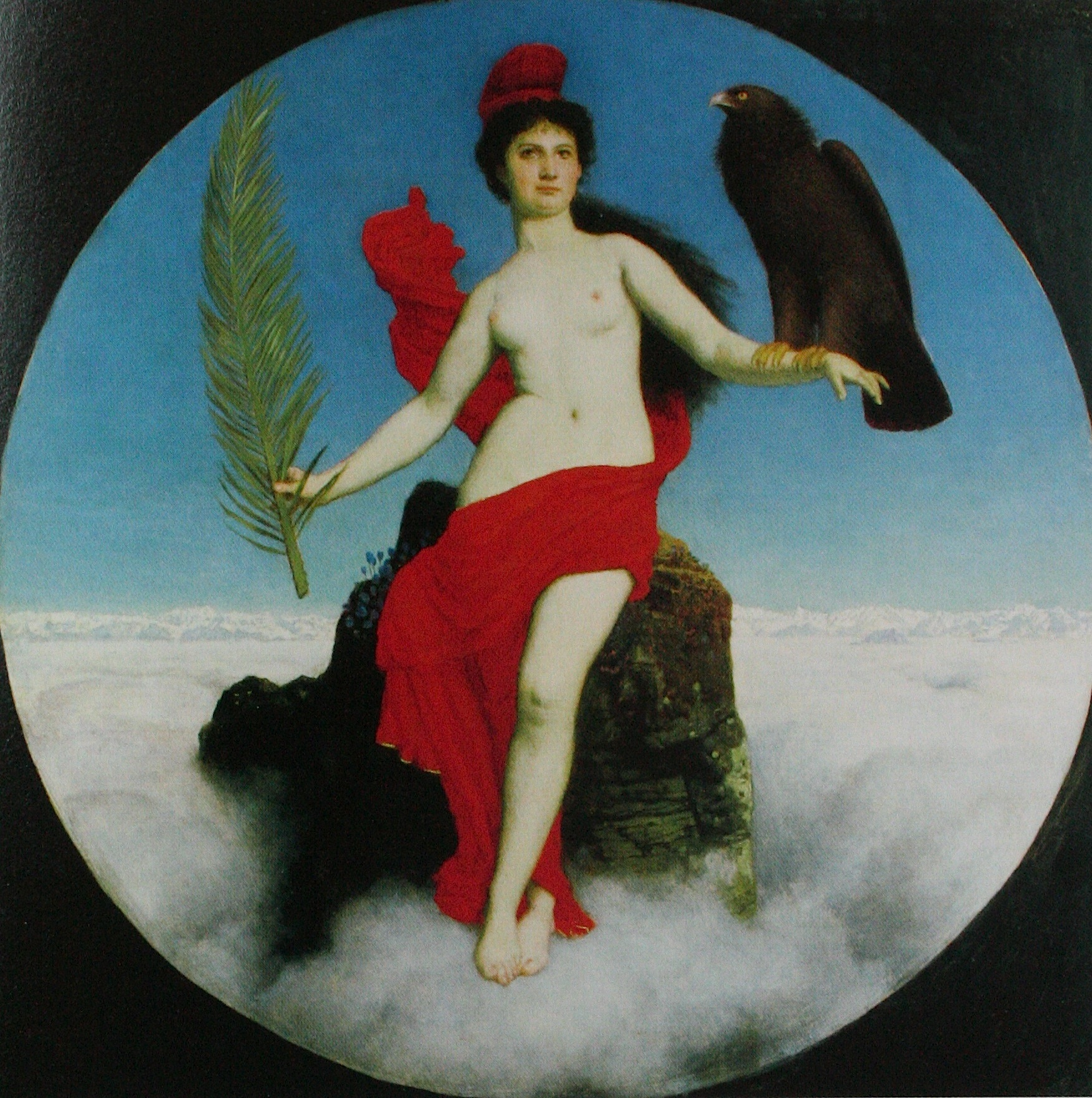
阿諾德·勃克林《自由》，1891年，現藏於舊國家美術館
約翰·柯里爾《莉莉斯》，1892年，現藏於Atkinson Art Gallery and Library
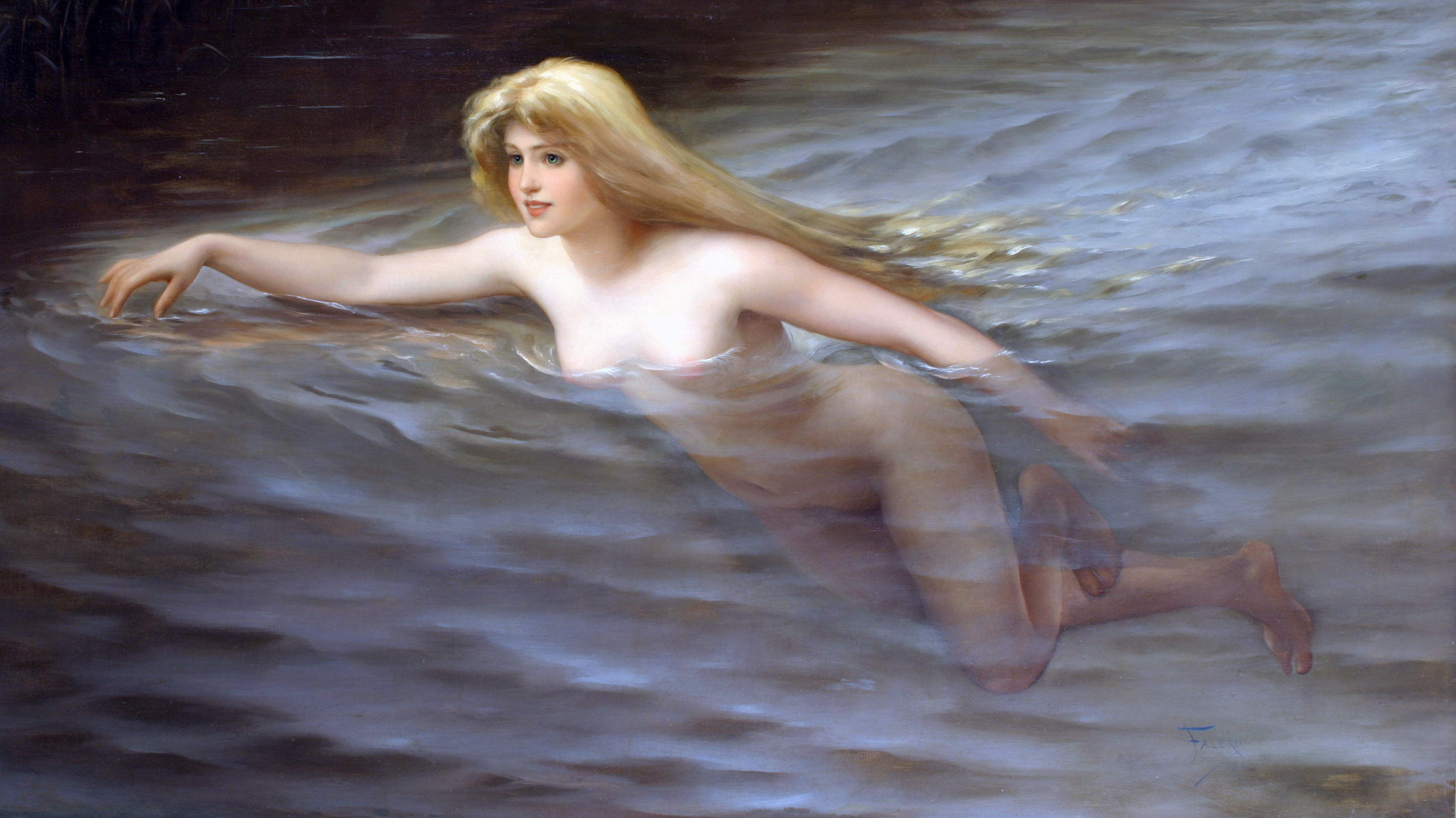
路易斯·里卡多·費瑞羅《水寧芙》，1892年
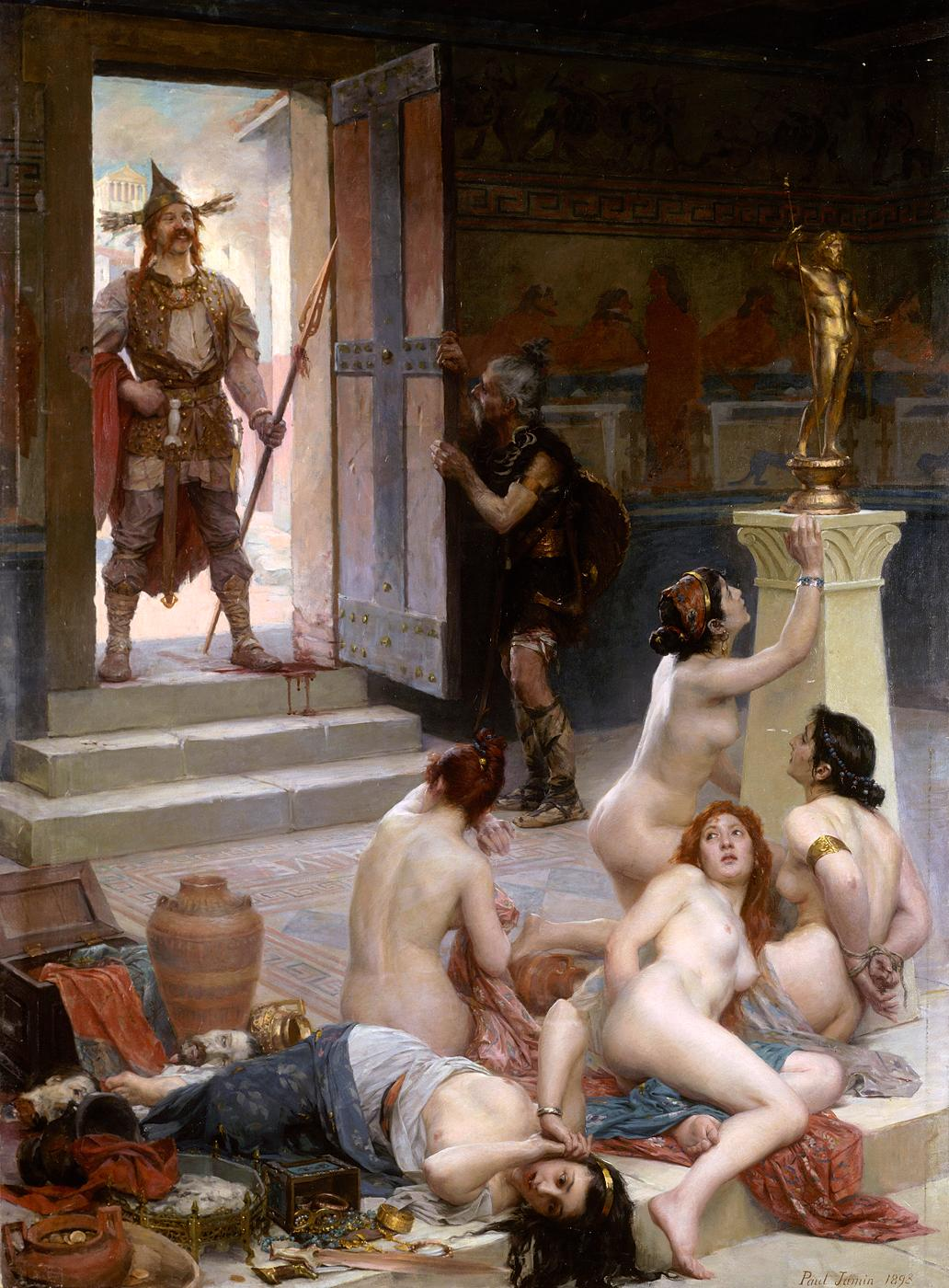
保羅·約瑟夫·亞曼（英语：Paul Joseph Jamin）《布倫努斯和他的戰利品》，1893年
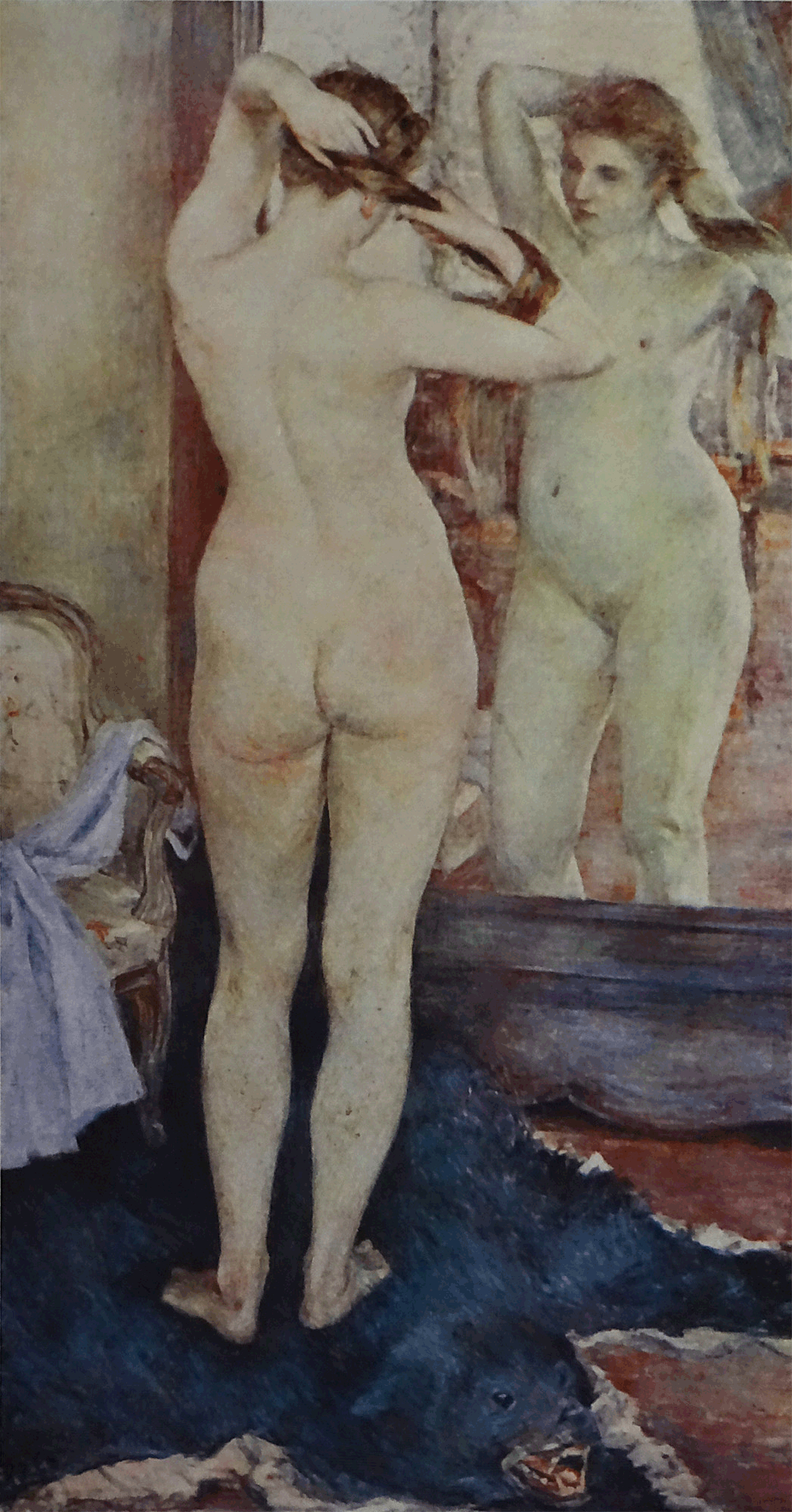
黑田清輝《朝妝》，1893年，原作毀於二次世界大戰
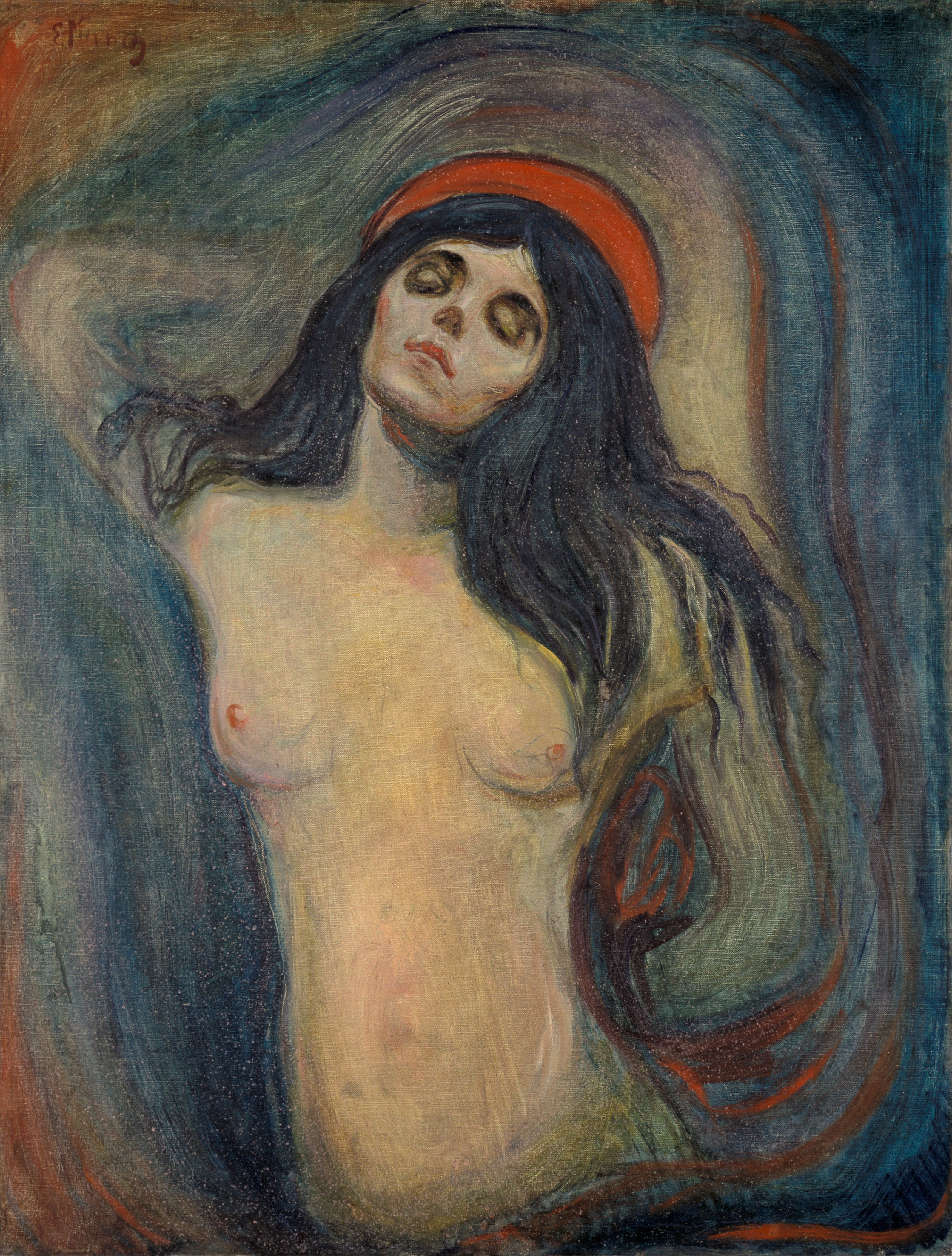
愛德華·蒙克《聖母》，1894年，現藏於孟克美術館
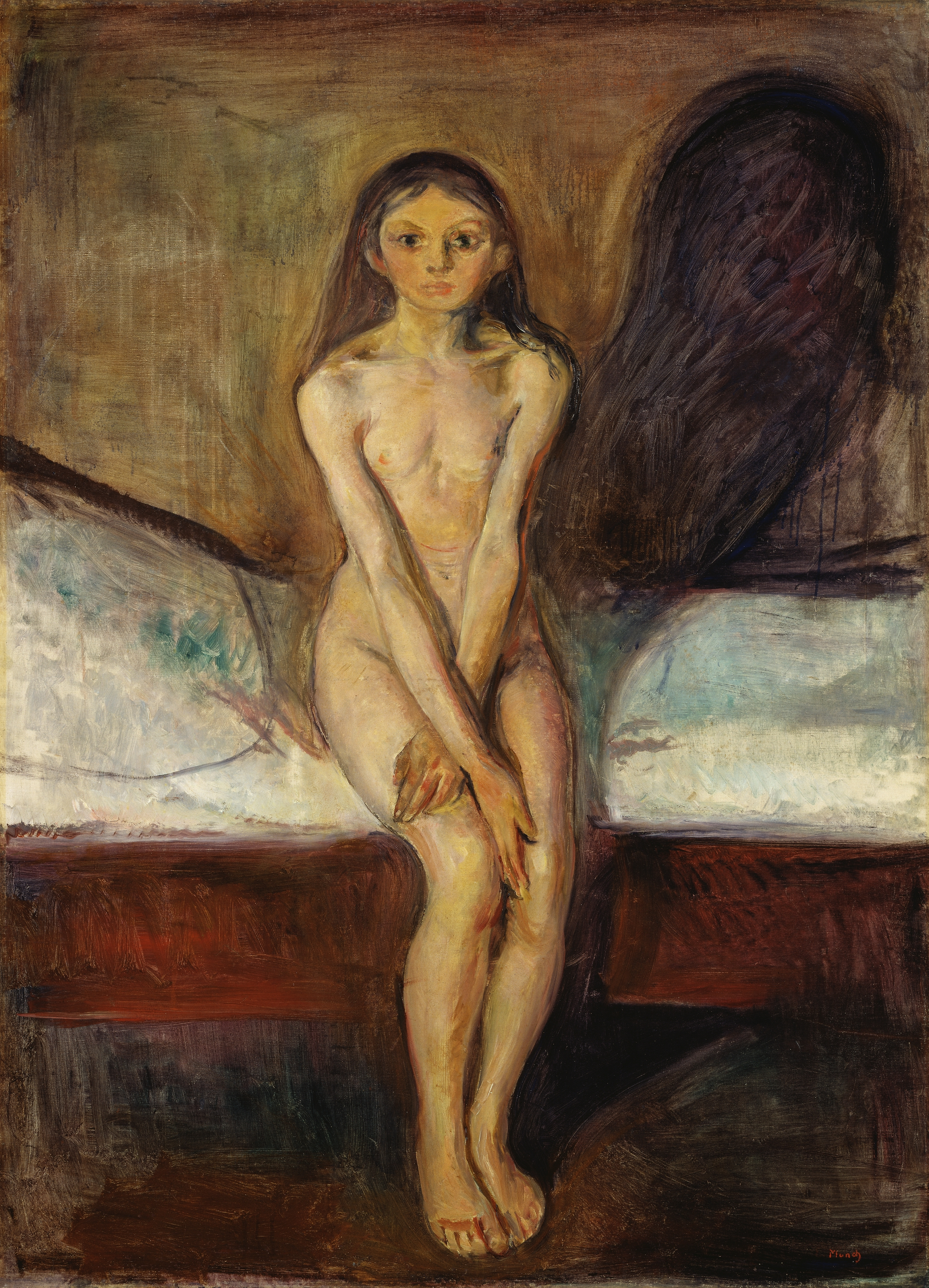
愛德華·蒙克《青春期》，1894至1895年，現藏於挪威國家美術館
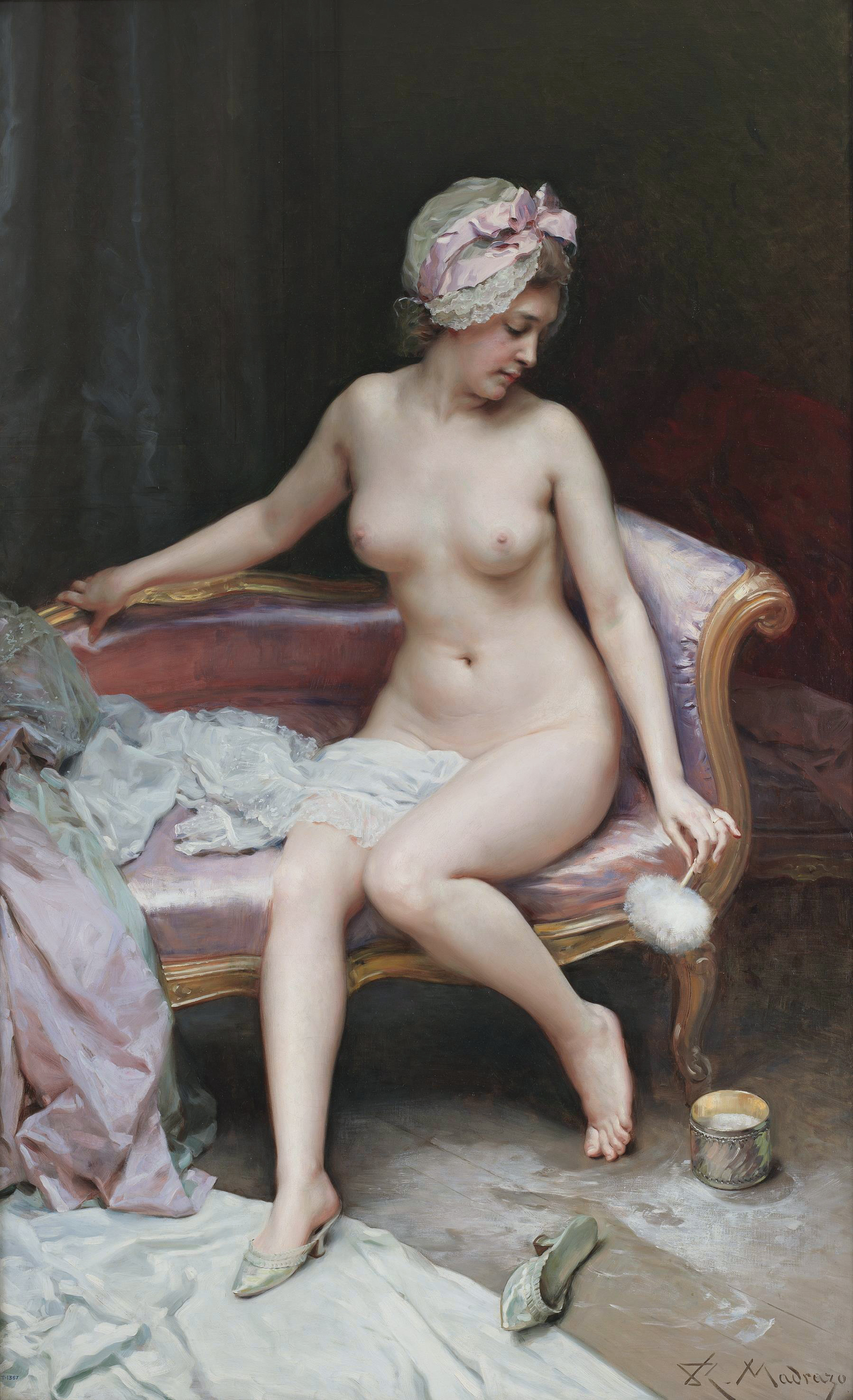
雷蒙多·馬德拉索《沐浴後》，約1895年，現藏於普拉多博物館
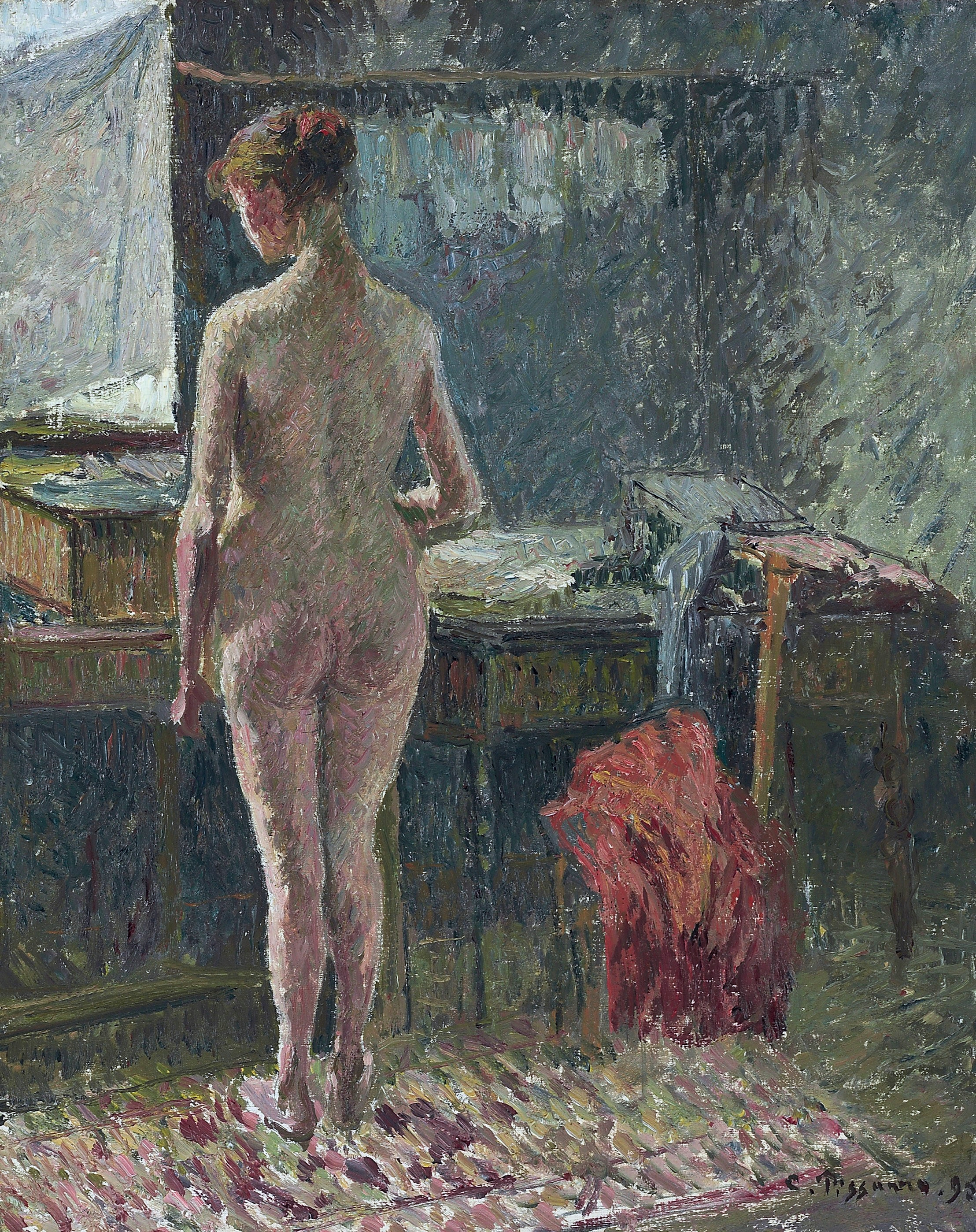
卡米耶·畢沙羅《室內的裸女》，1895年
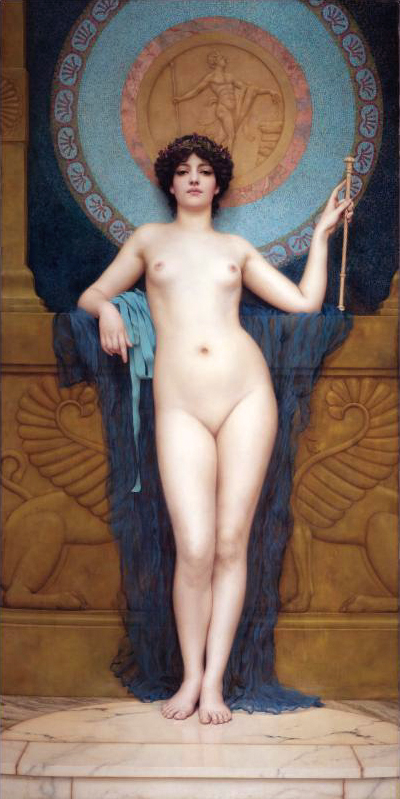
約翰·威廉·高多德《坎帕斯佩》，1896年，私人收藏
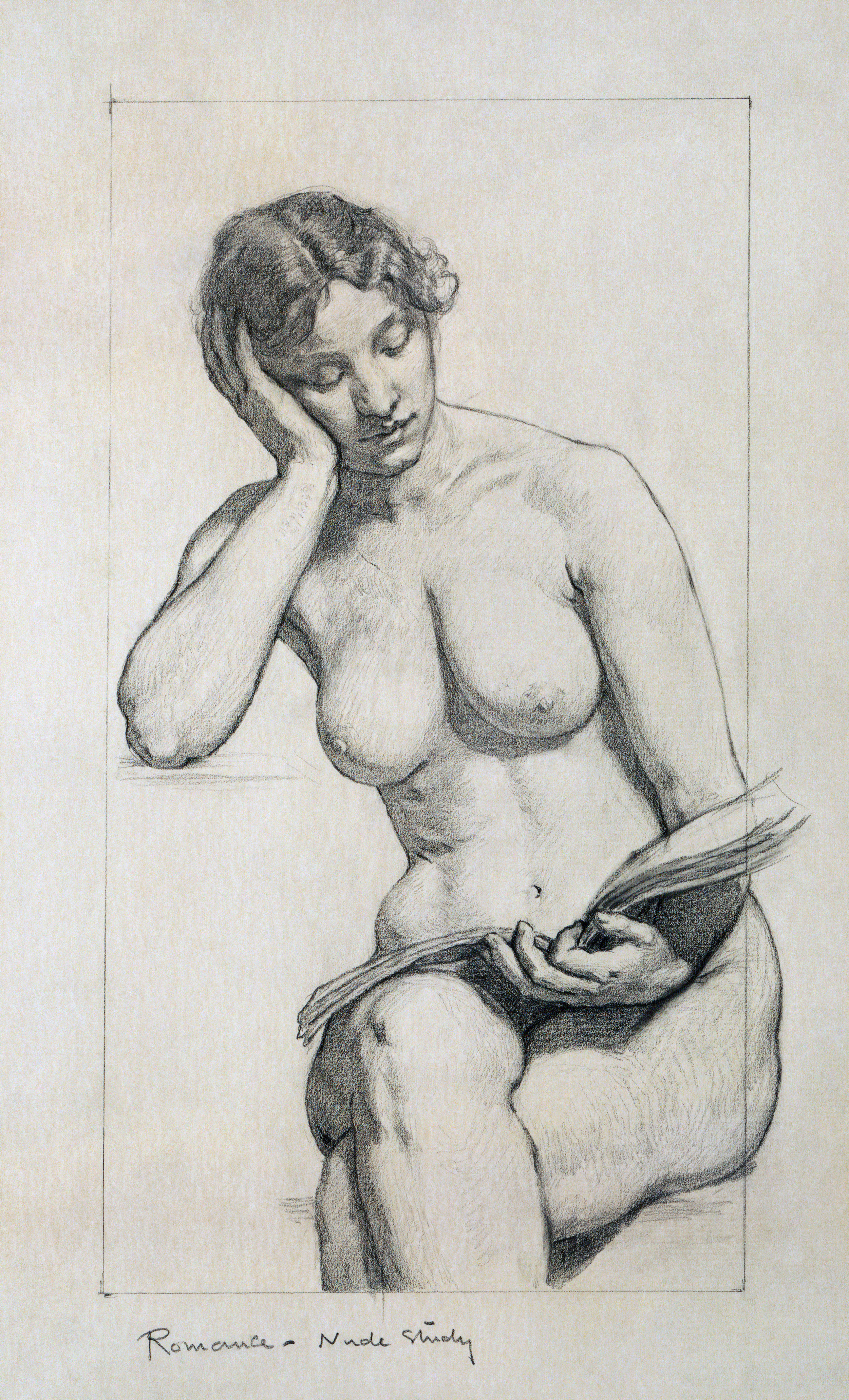
凱尼恩·考克斯裸體石墨畫習作，1896年
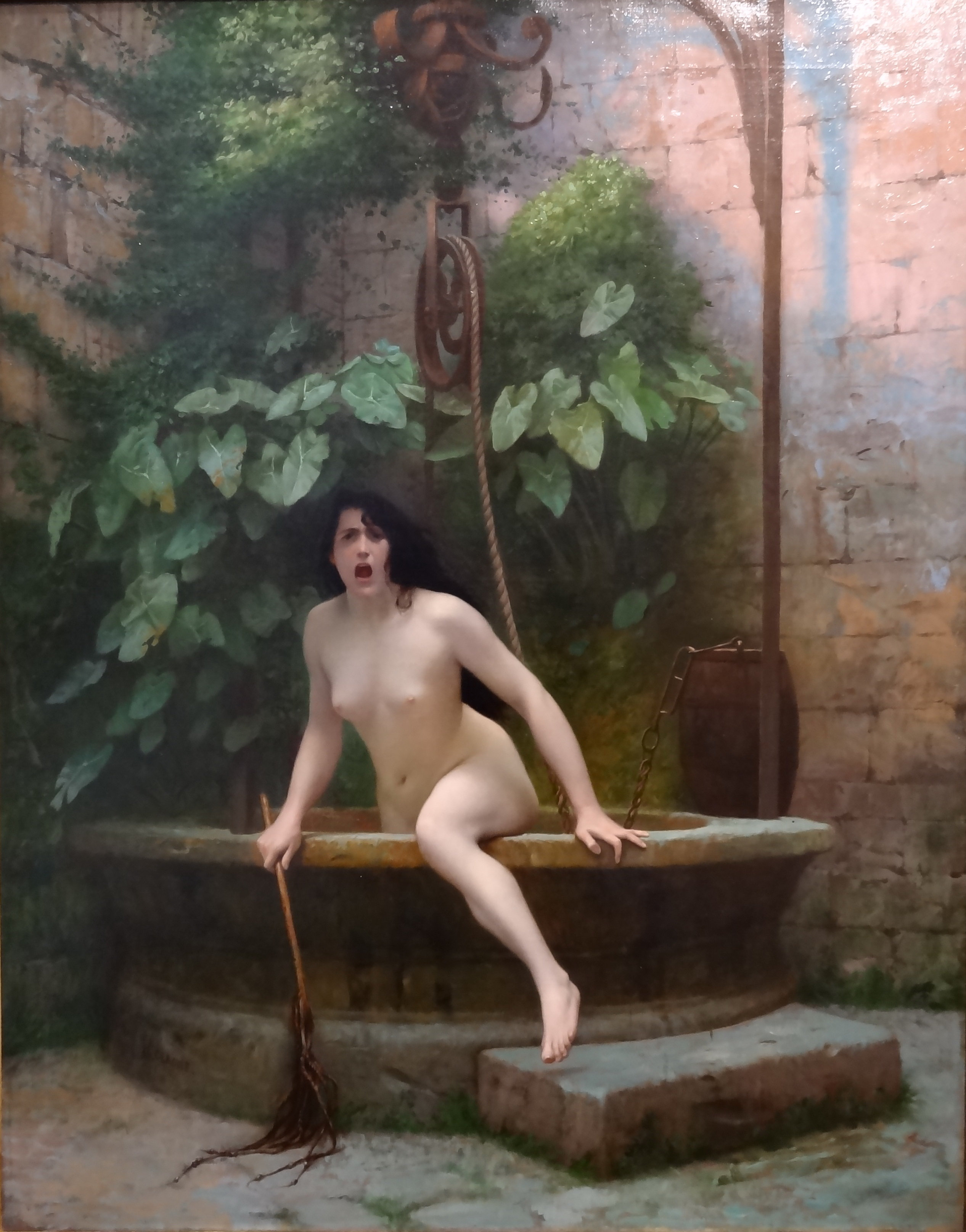
讓-里奧·傑洛姆《執鞭的真理從井裡爬出》，1896年
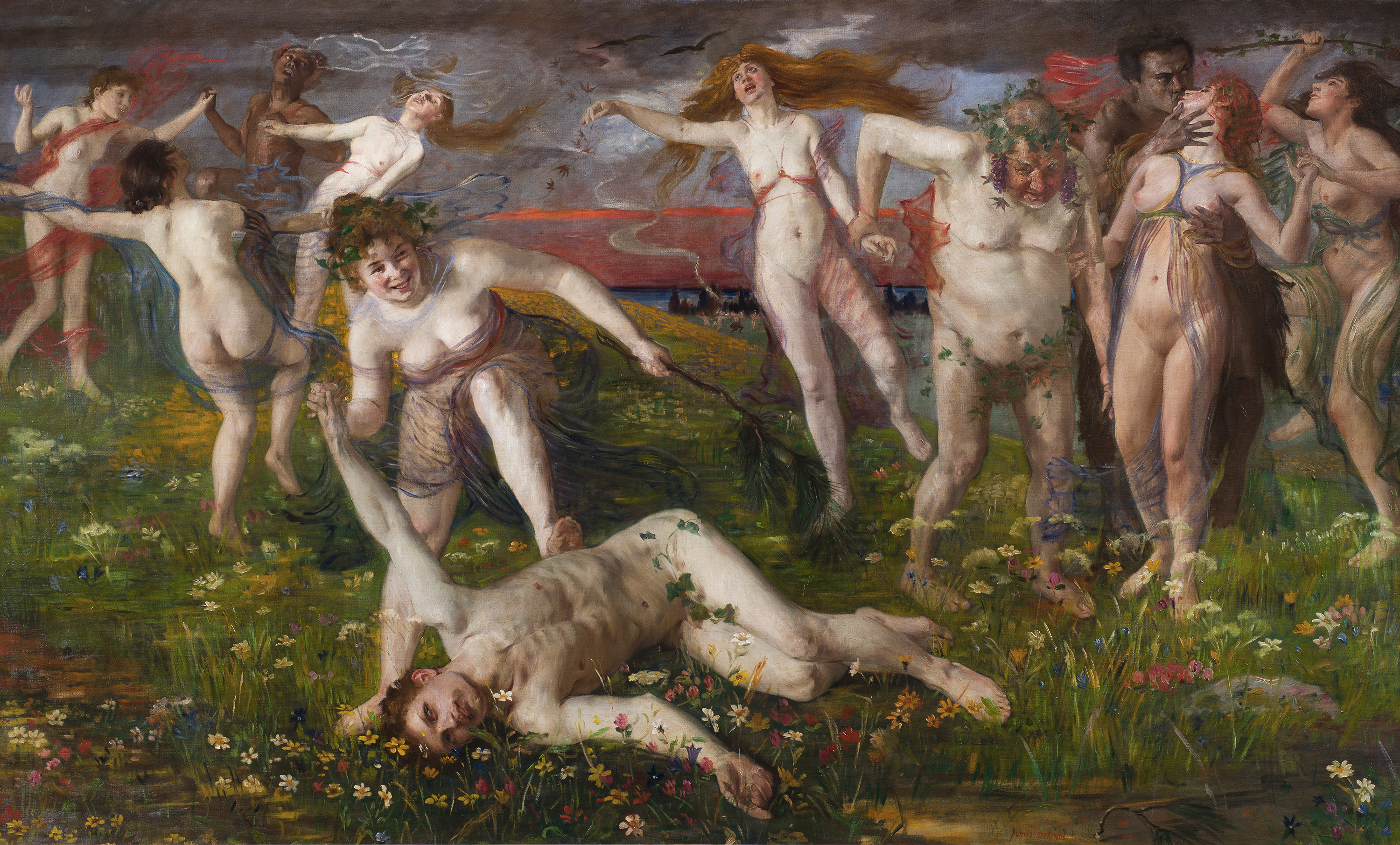
路易斯·科林斯《酒神祭》，1896年
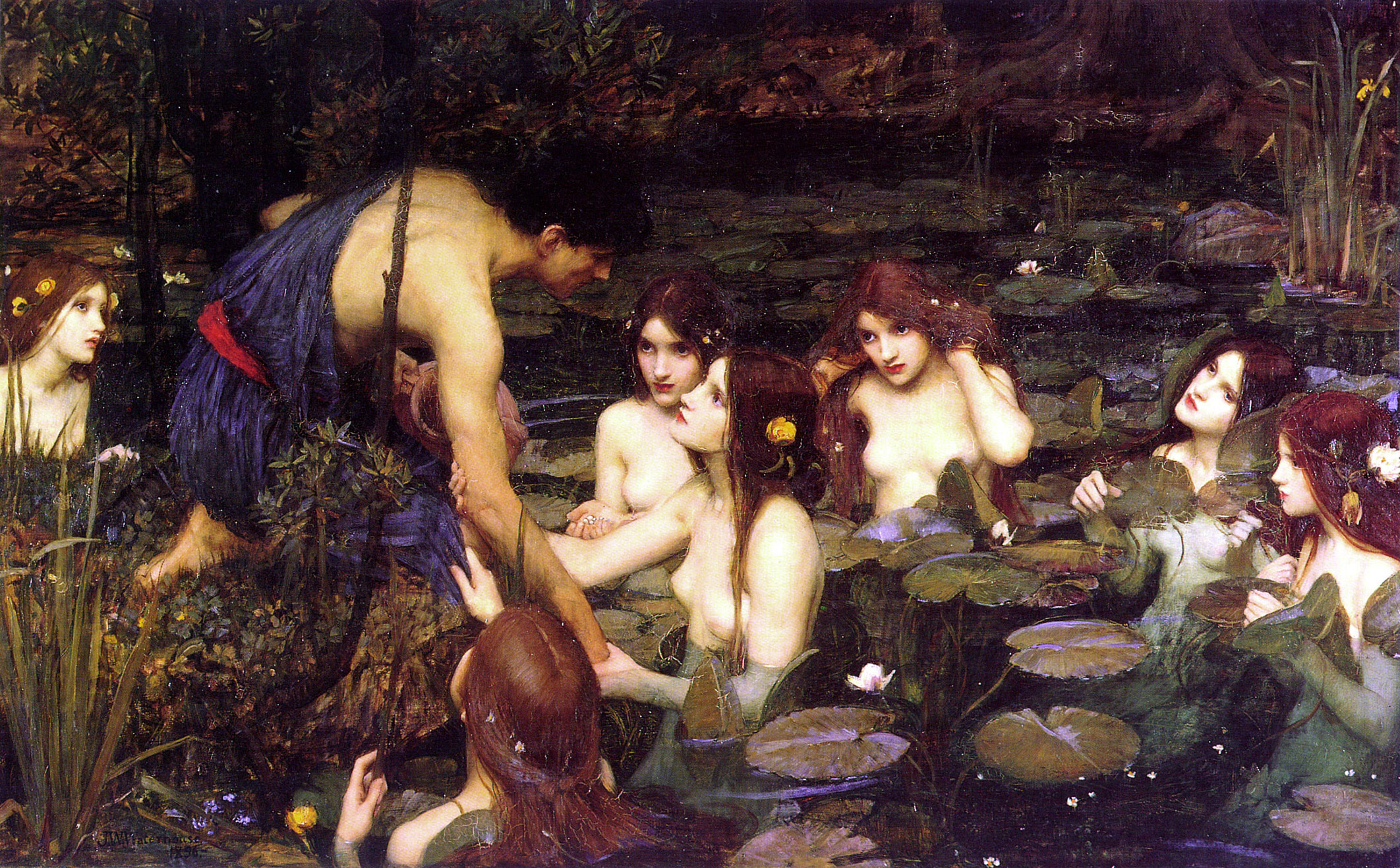
約翰·威廉·沃特豪斯《海拉斯與寧芙們》，1896年，現藏於曼徹斯特美術館
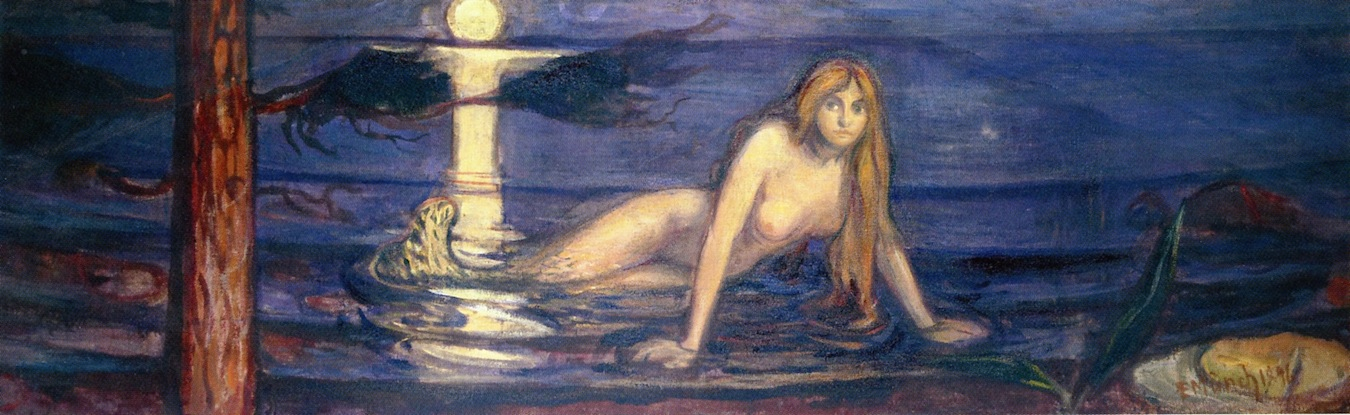
愛德華·蒙克《人魚》，1896年，現藏於費城藝術博物館
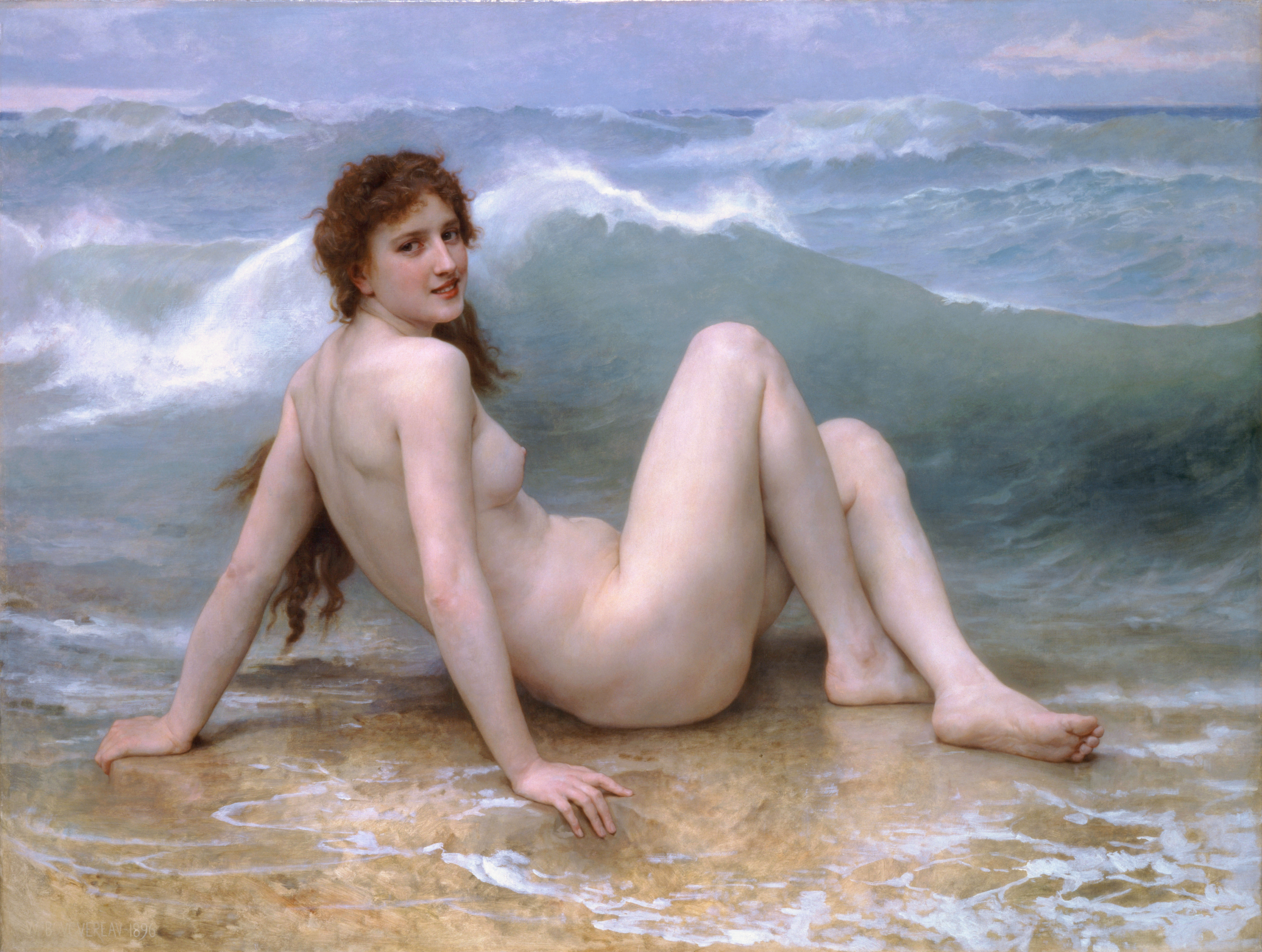
威廉·阿道夫·布格羅《波浪》，1896年，私人收藏
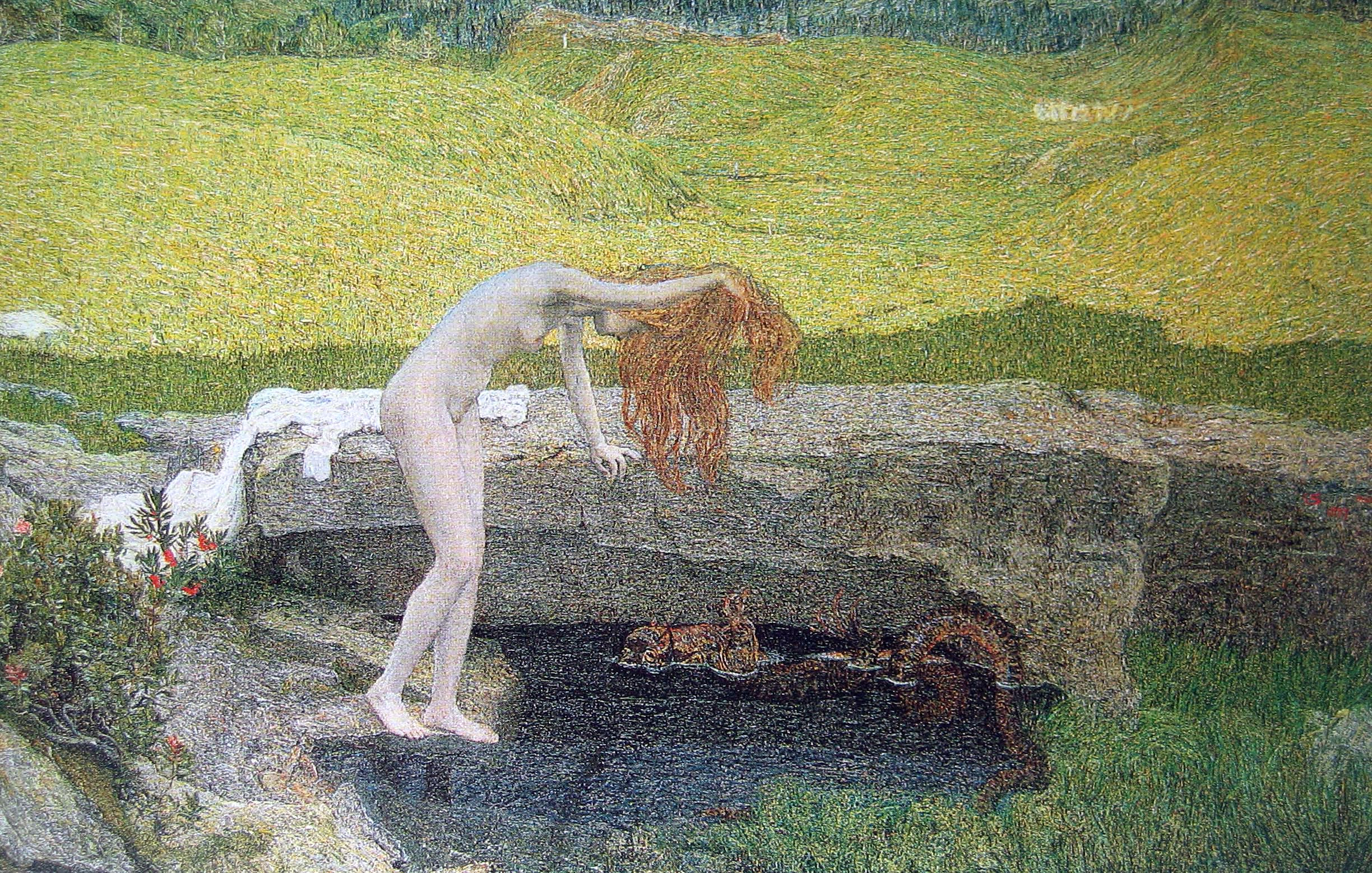
喬瓦尼·塞岡蒂尼《梳妝台》（Vanity），1897年，現藏於蘇黎世美術館
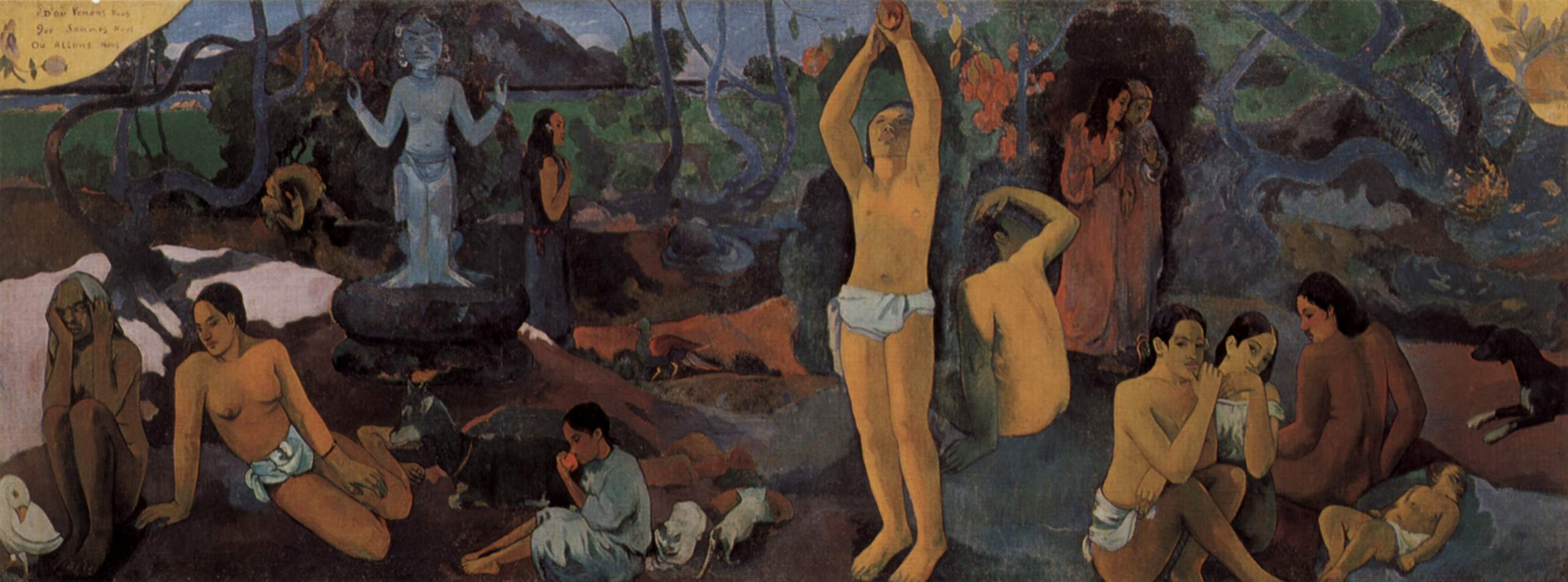
保羅·高更《我們從何處來？我們是誰？我們向何處去？》，1897年底，現藏於波士頓美術館
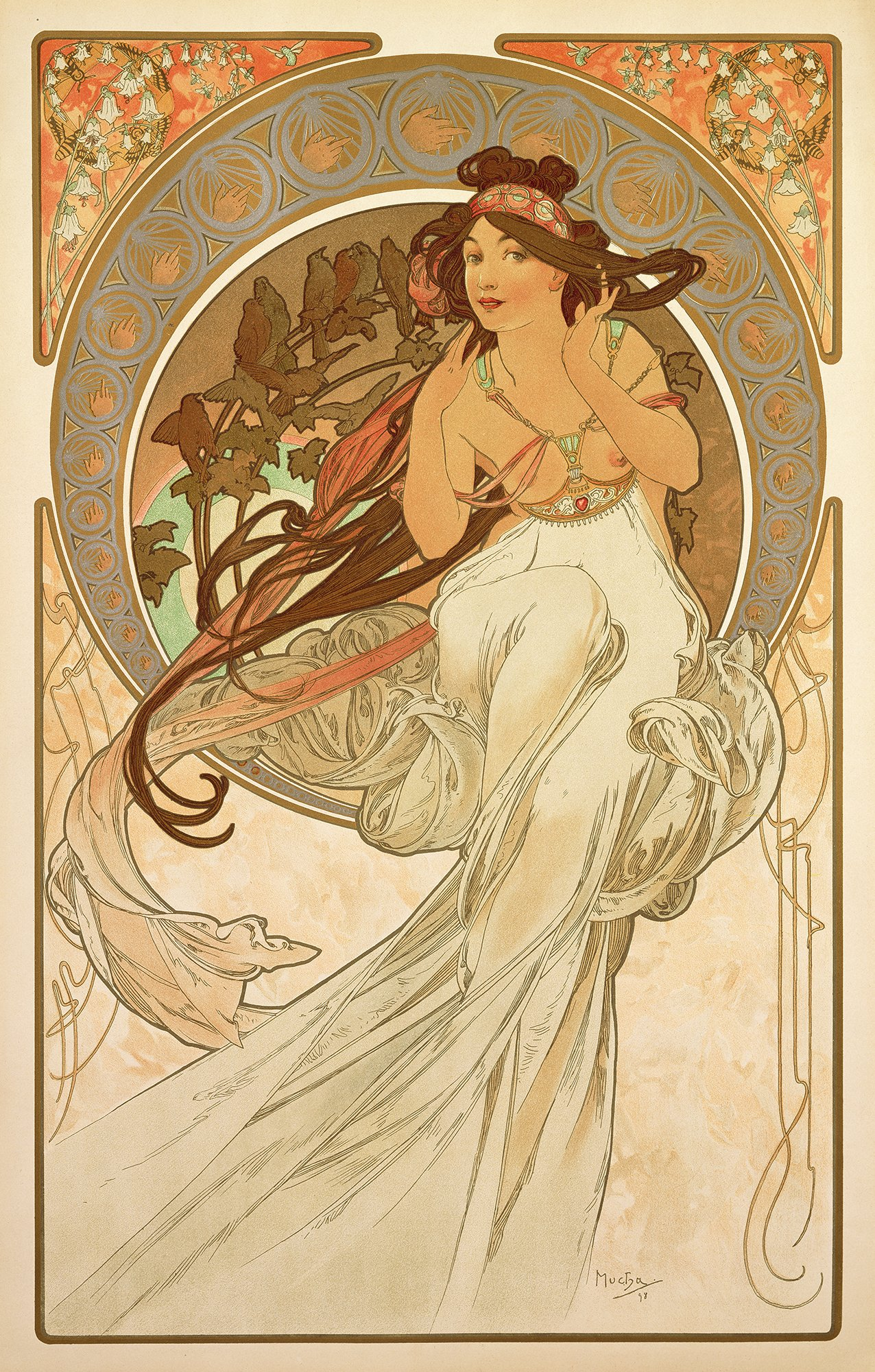
阿爾豐斯·慕夏藝術組畫之《音樂》，1898年
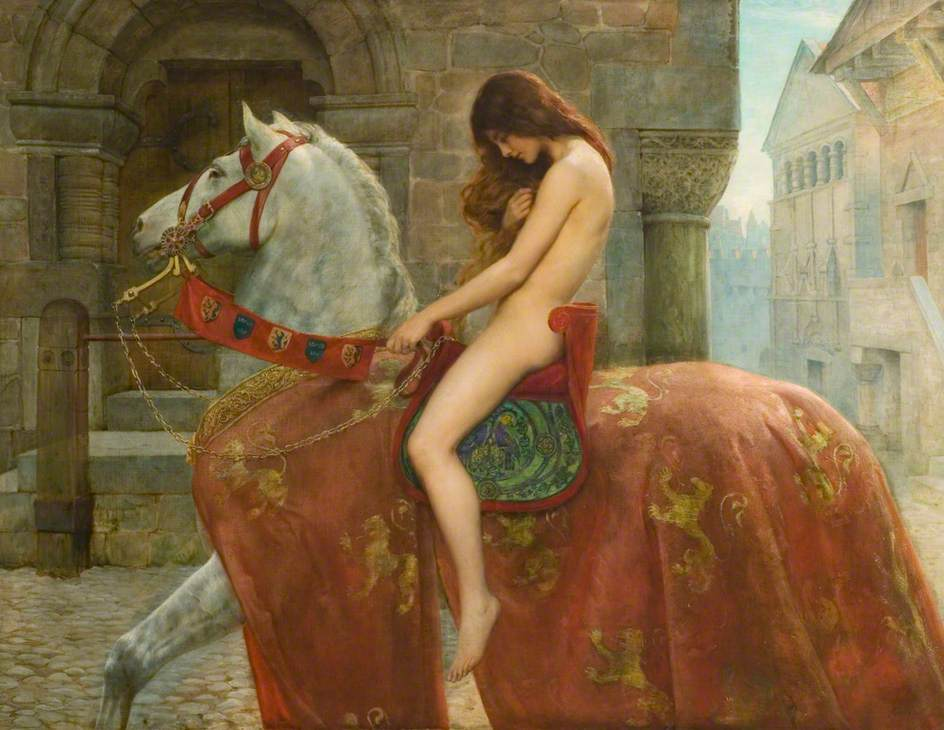
約翰·柯里爾《戈黛娃夫人》，約1898年，現藏於赫伯特藝廊暨博物館（英语：Herbert Art Gallery and Museum）
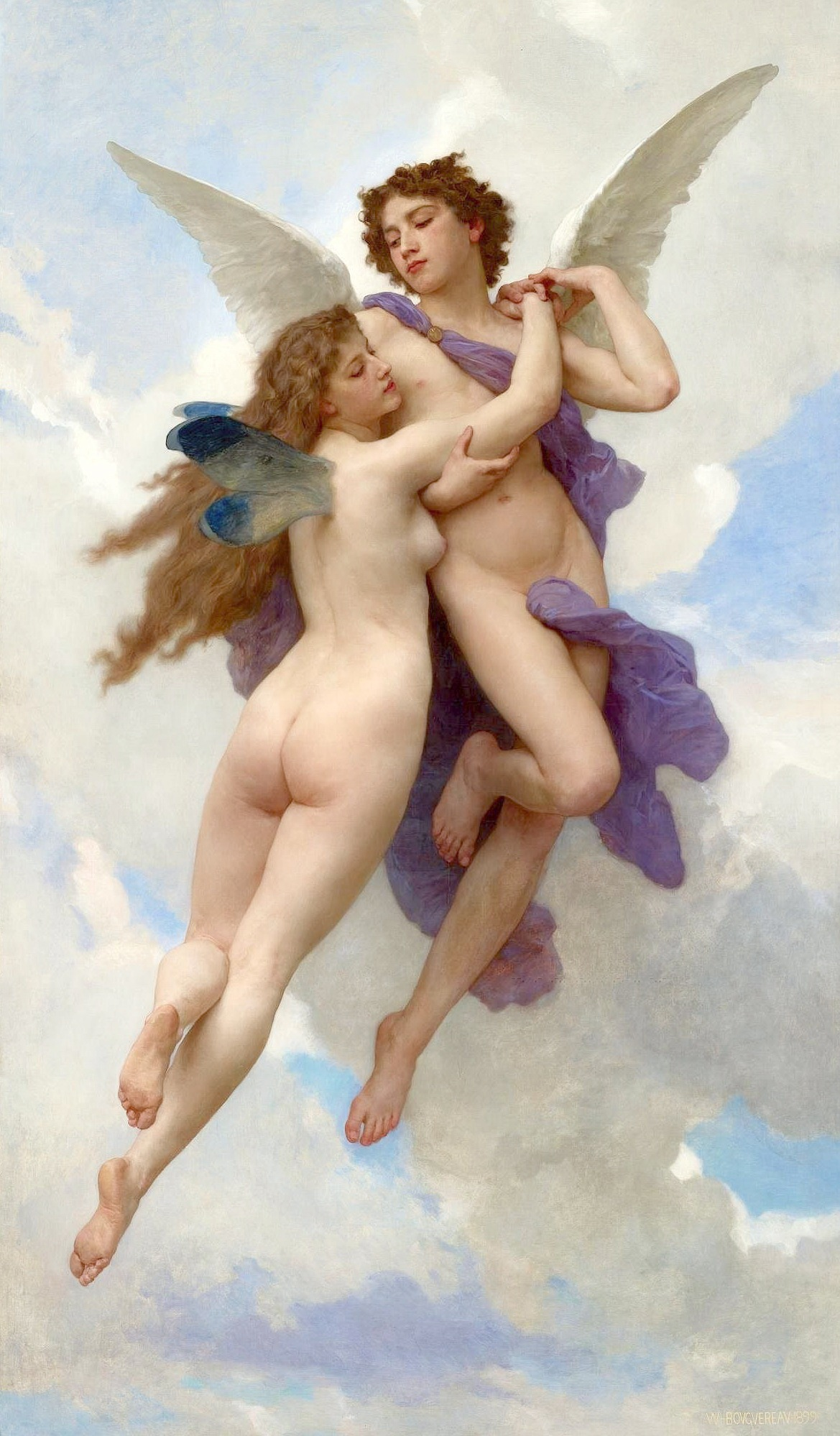
威廉·阿道夫·布格羅《愛神與賽姬》，1899年，私人收藏
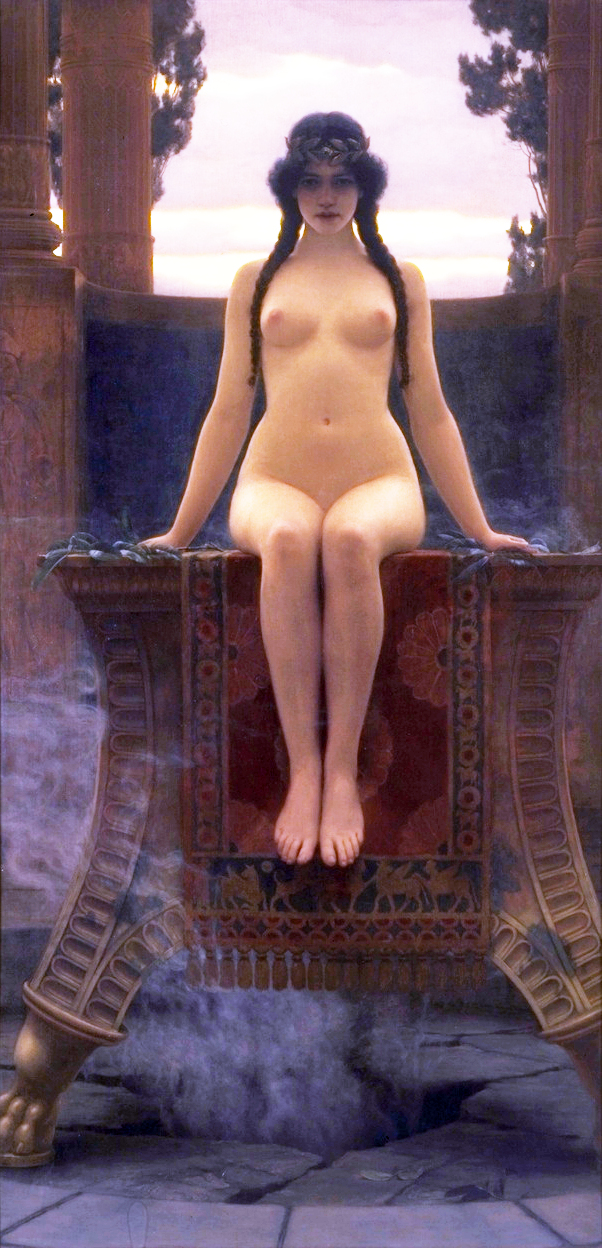
約翰·威廉·高多德《德爾菲神諭（女祭司）》，1899年
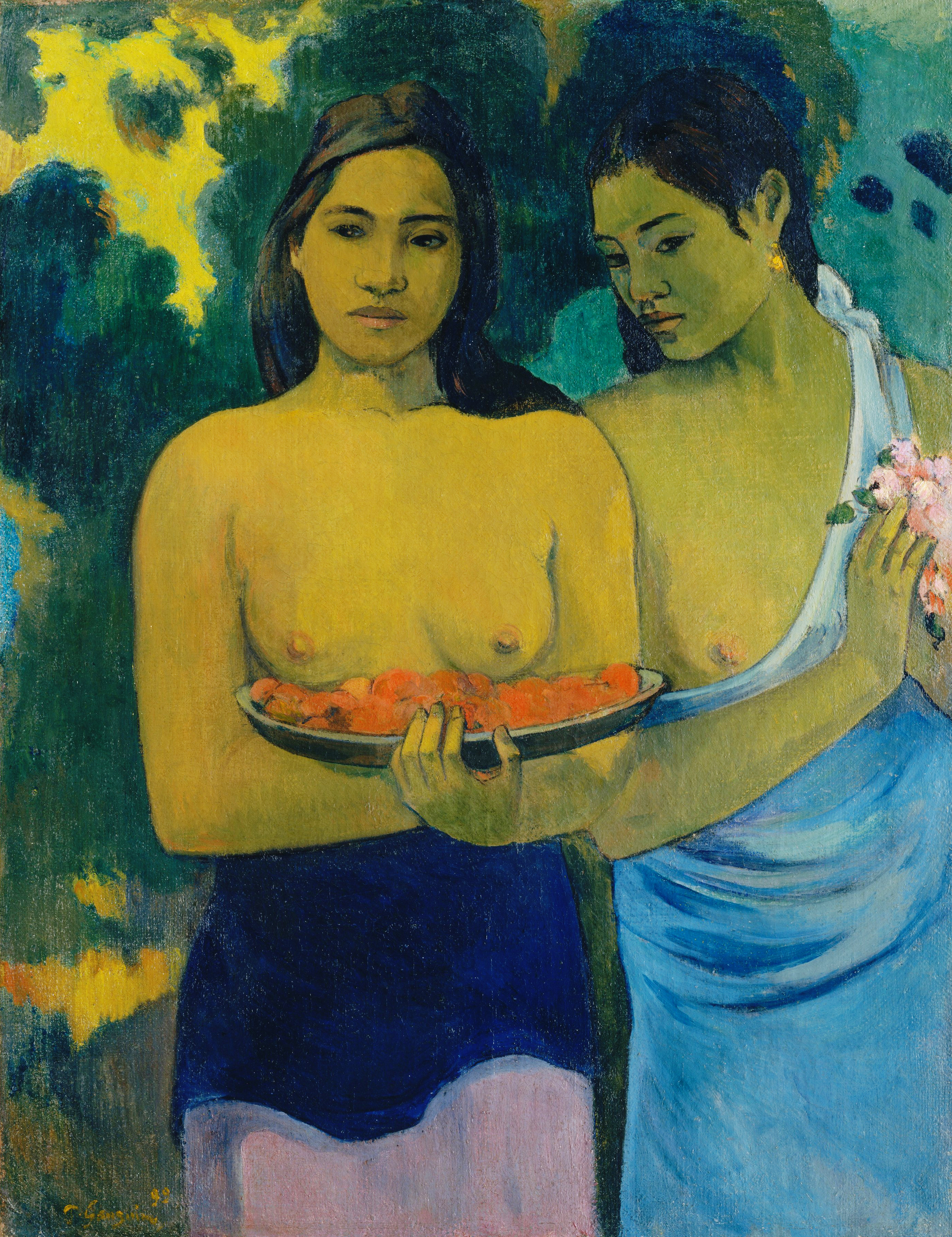
保羅·高更《兩個大溪地女人》，1899年，現藏於大都會藝術博物館
黑田清輝《智・感・情》，1899年，現藏於黑田紀念館
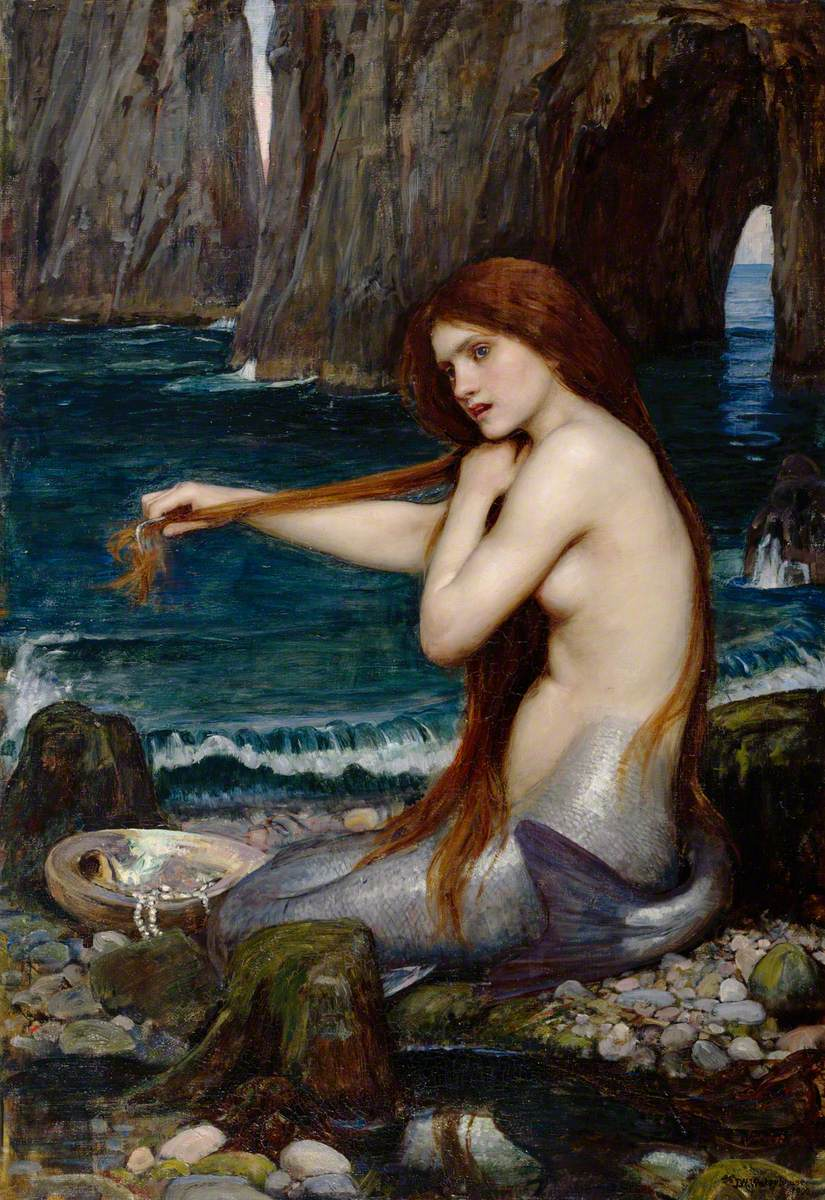
約翰·威廉·沃特豪斯《人魚》，1900年，現藏於皇家藝術研究院
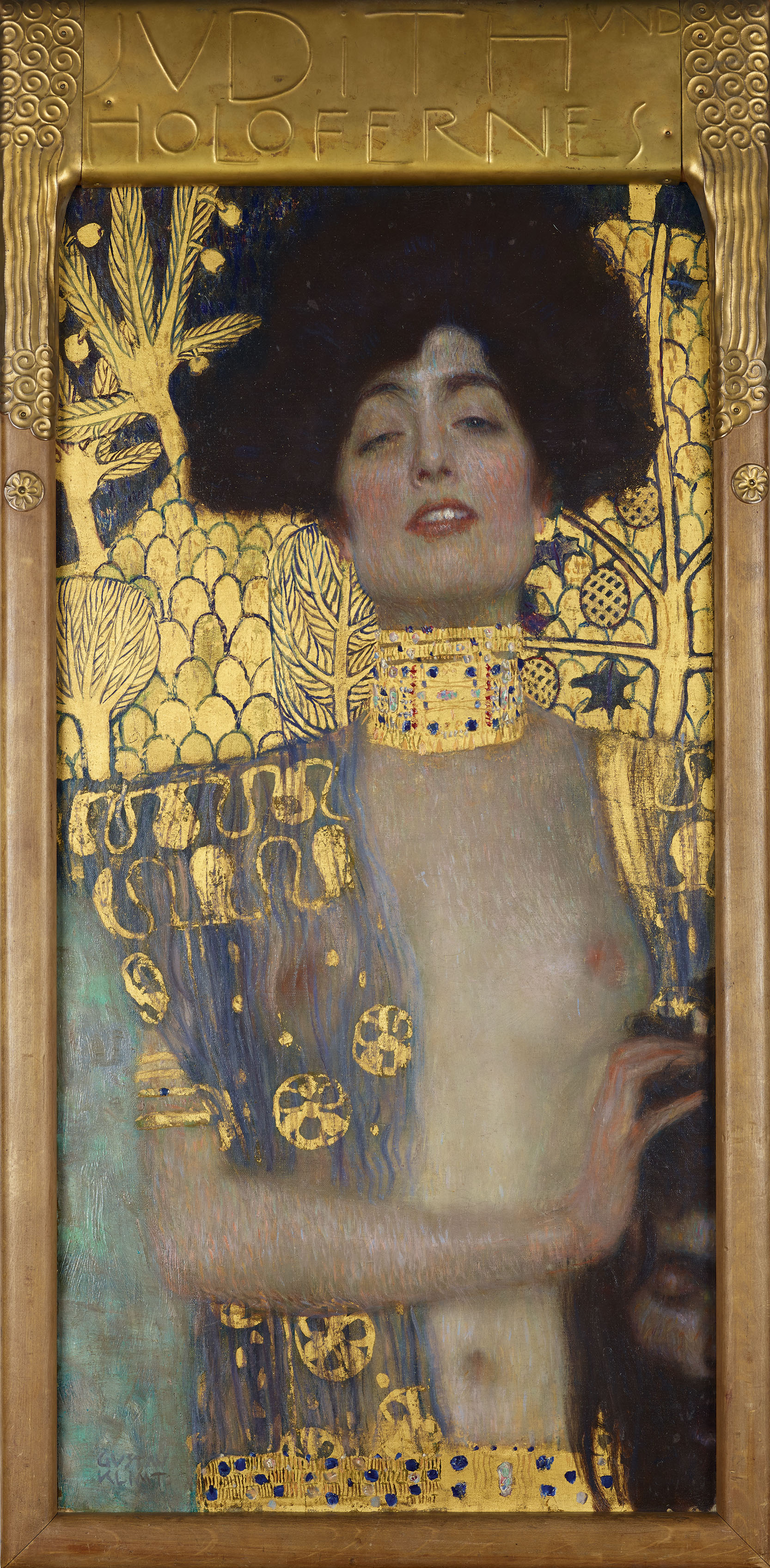
古斯塔夫·克林姆《赫勒弗尼斯的頭與友弟德》，1901年，現藏於奧地利美景宮美術館
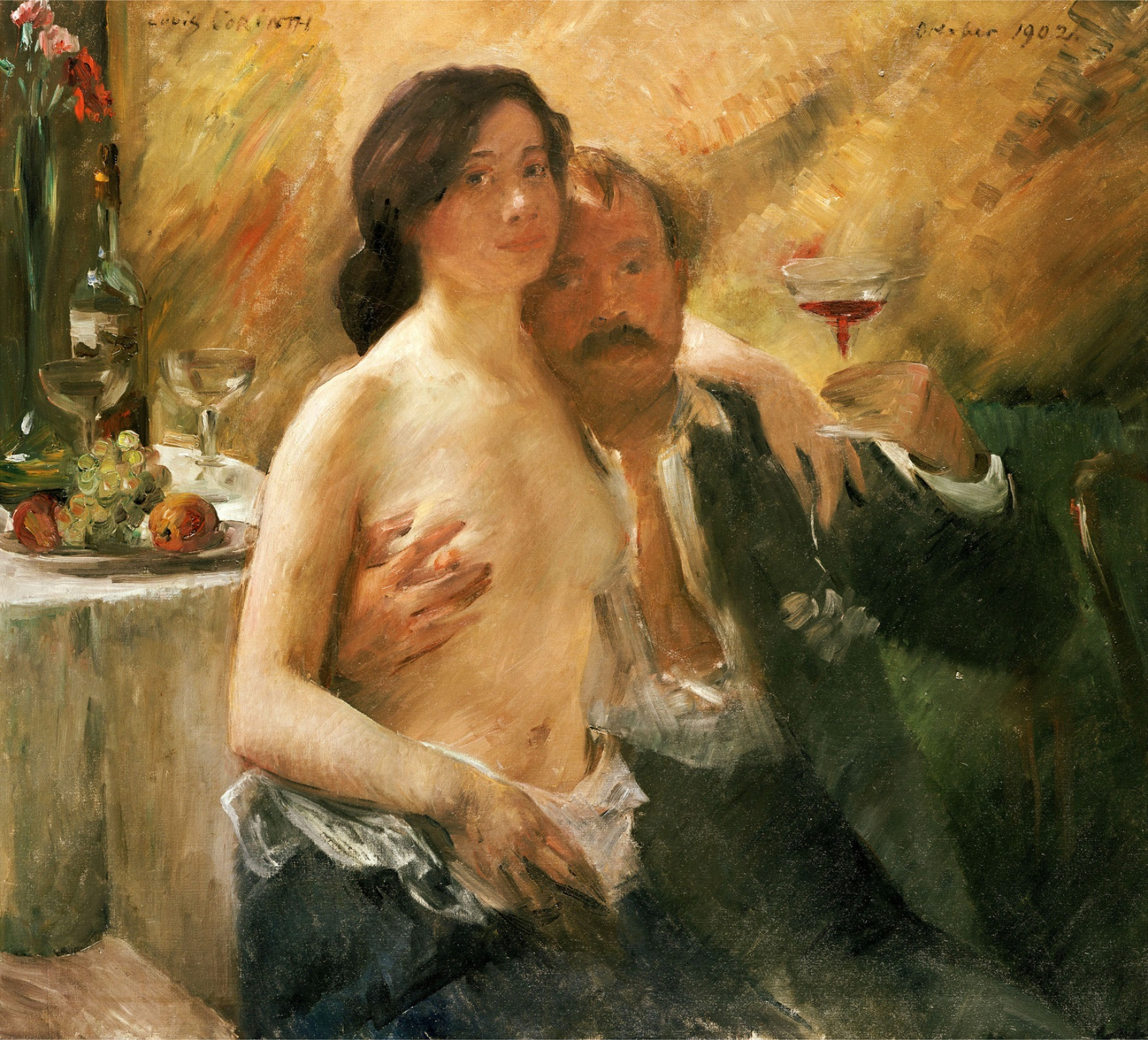
路易斯·科林斯《自畫像（和其妻夏綠蒂與一隻高腳杯）》，1902年，私人收藏
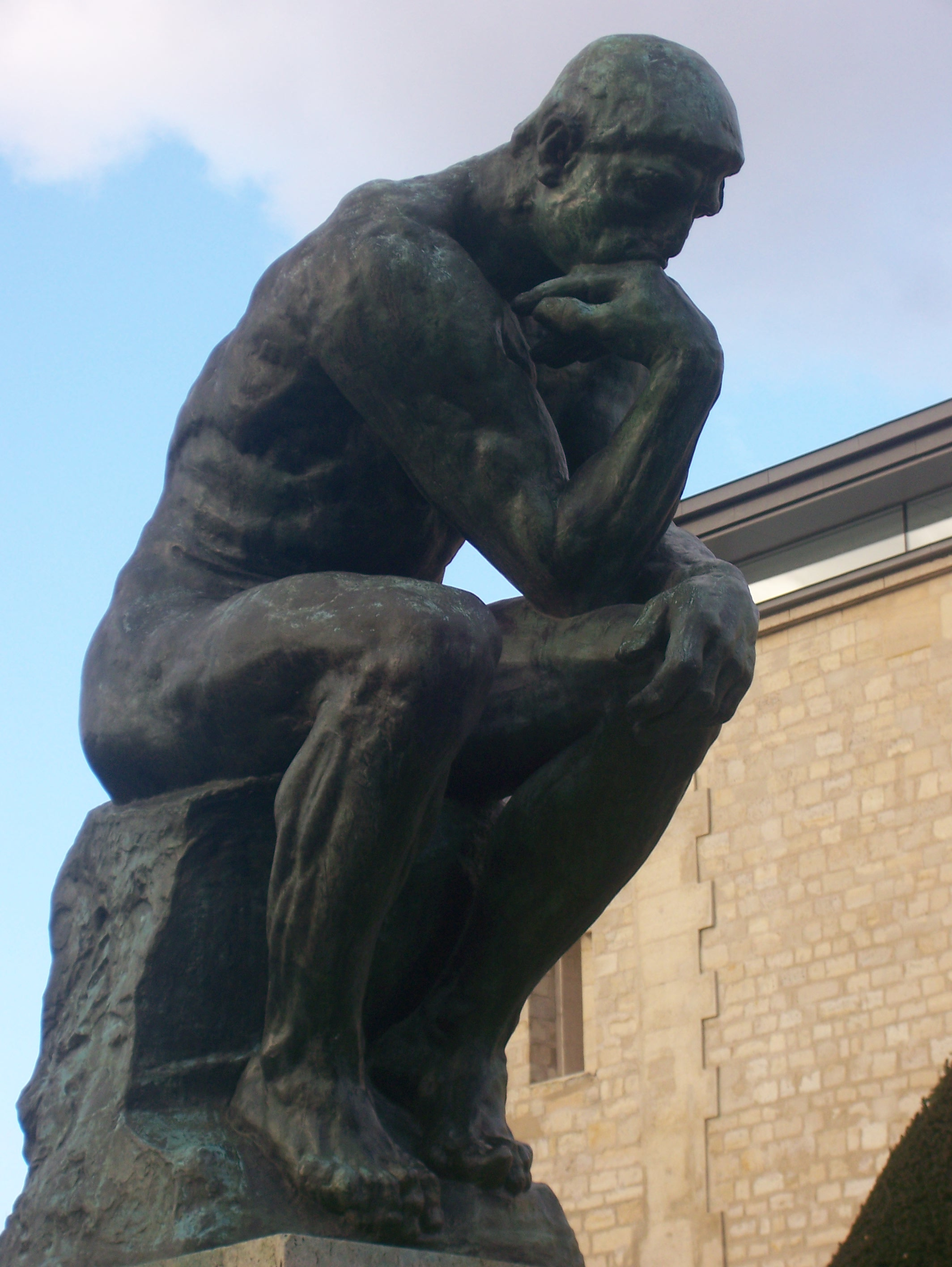
奧古斯特·羅丹《沉思者》，1902年，現藏於羅丹美術館
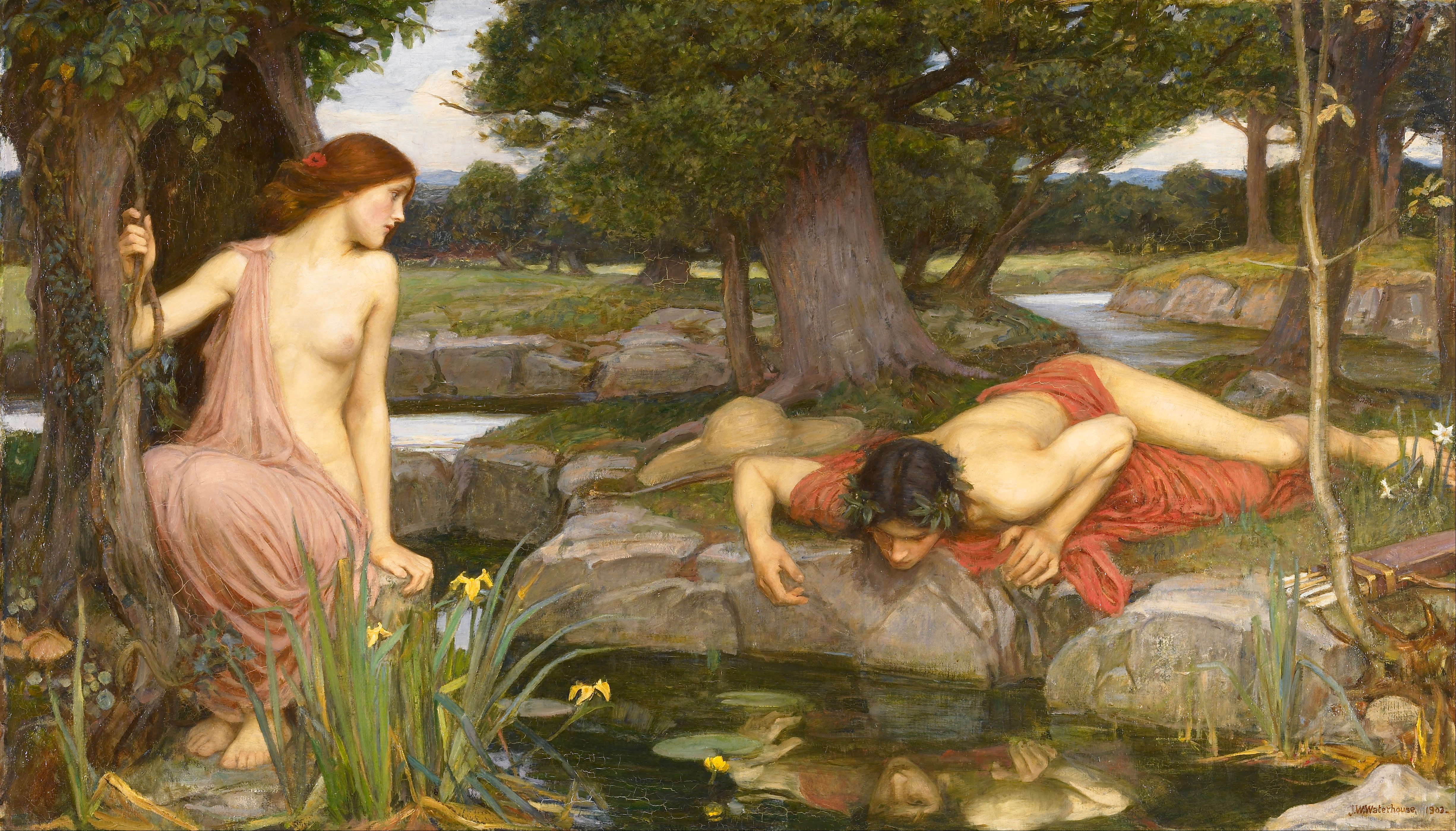
約翰·威廉·沃特豪斯《回聲女神與納西瑟斯（水仙）》，1903年，現藏於沃克美術館
巴勃羅·畢卡索《人生（或譯生活）》，1903年，現藏於克利夫蘭藝術博物館
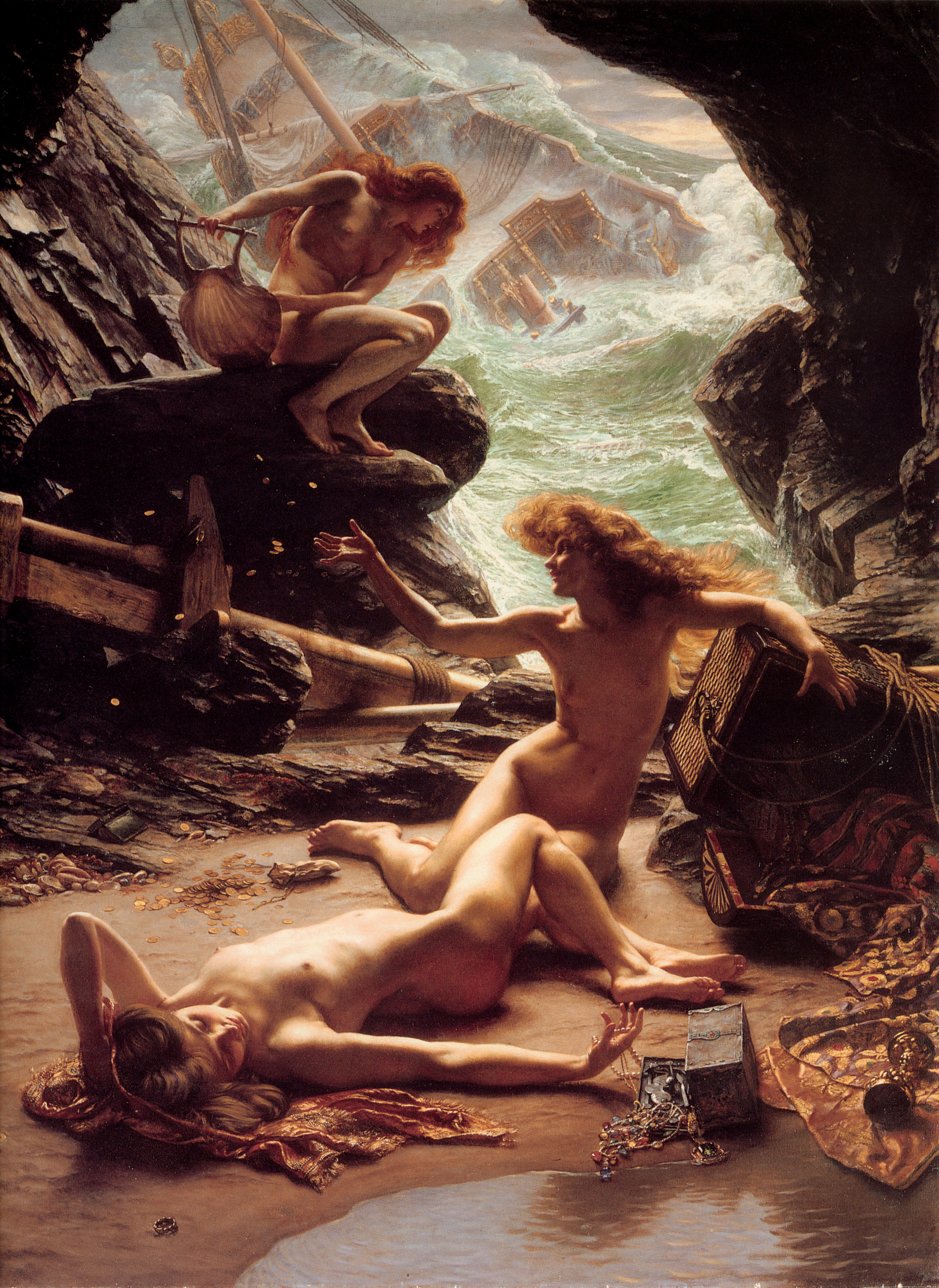
愛德華·波因特《風暴寧芙的巢穴》，1903年，私人收藏
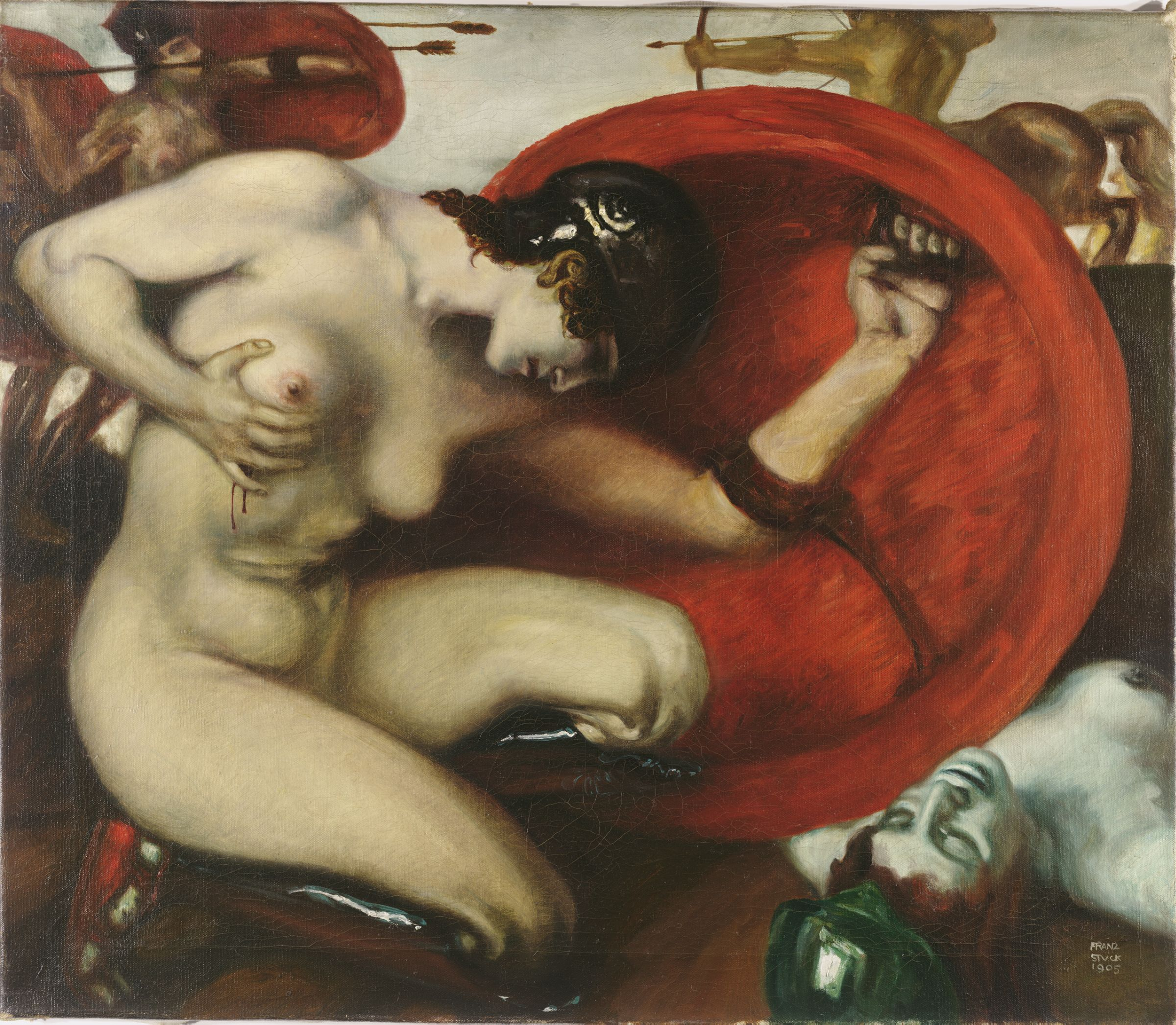
弗朗茨·冯·施图克《負傷的亞馬遜人》，1904或1905年，現藏於哈佛藝術博物館
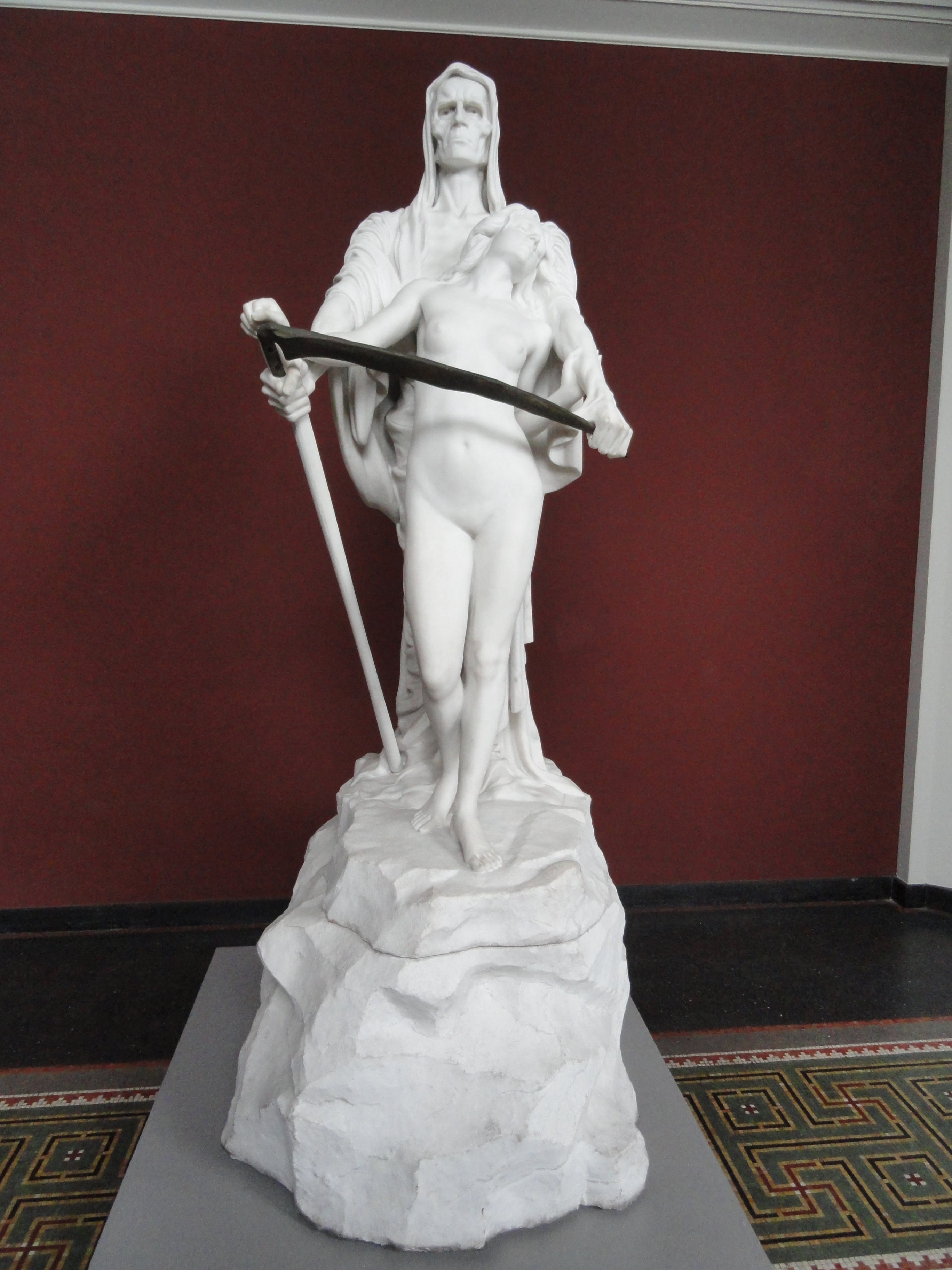
俄娜·柏奇（英语：Elna Borch）《死神與少女》，1905年
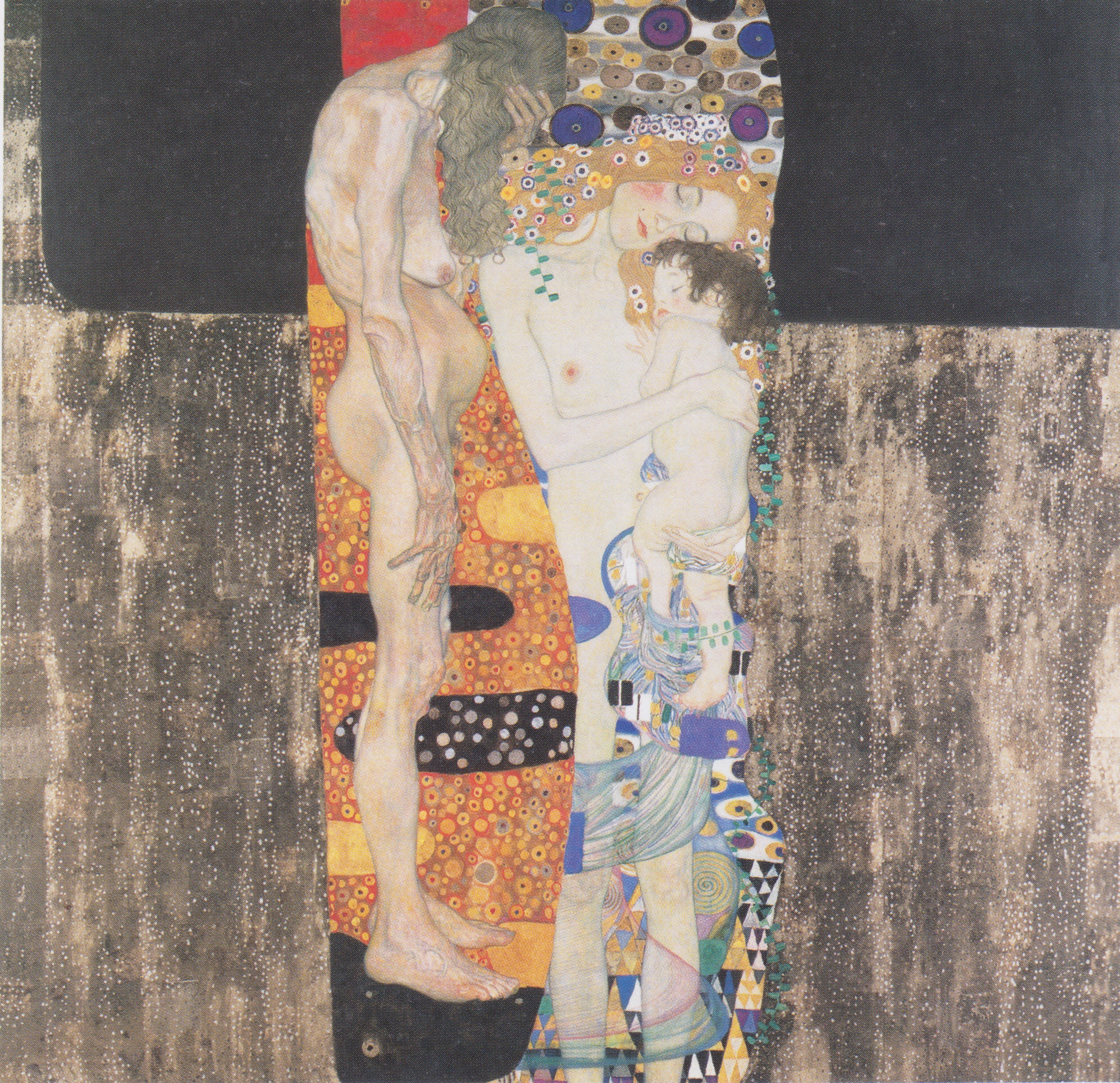
古斯塔夫·克林姆《女人的三個時期》，1905年，現藏於國立現代藝術美術館
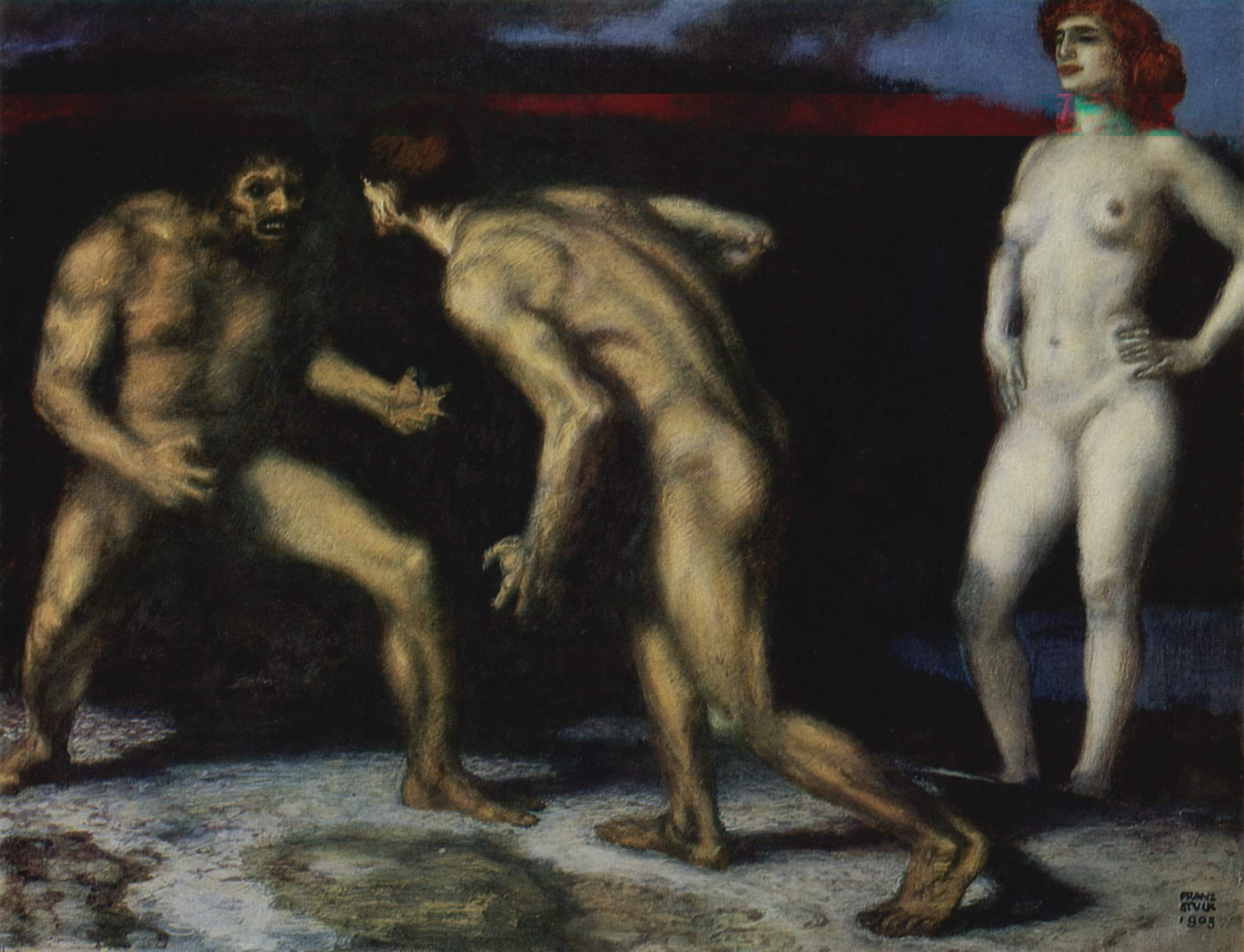
弗朗茨·冯·施图克《爭奪女人》，1905年，現藏於埃爾米塔日博物館
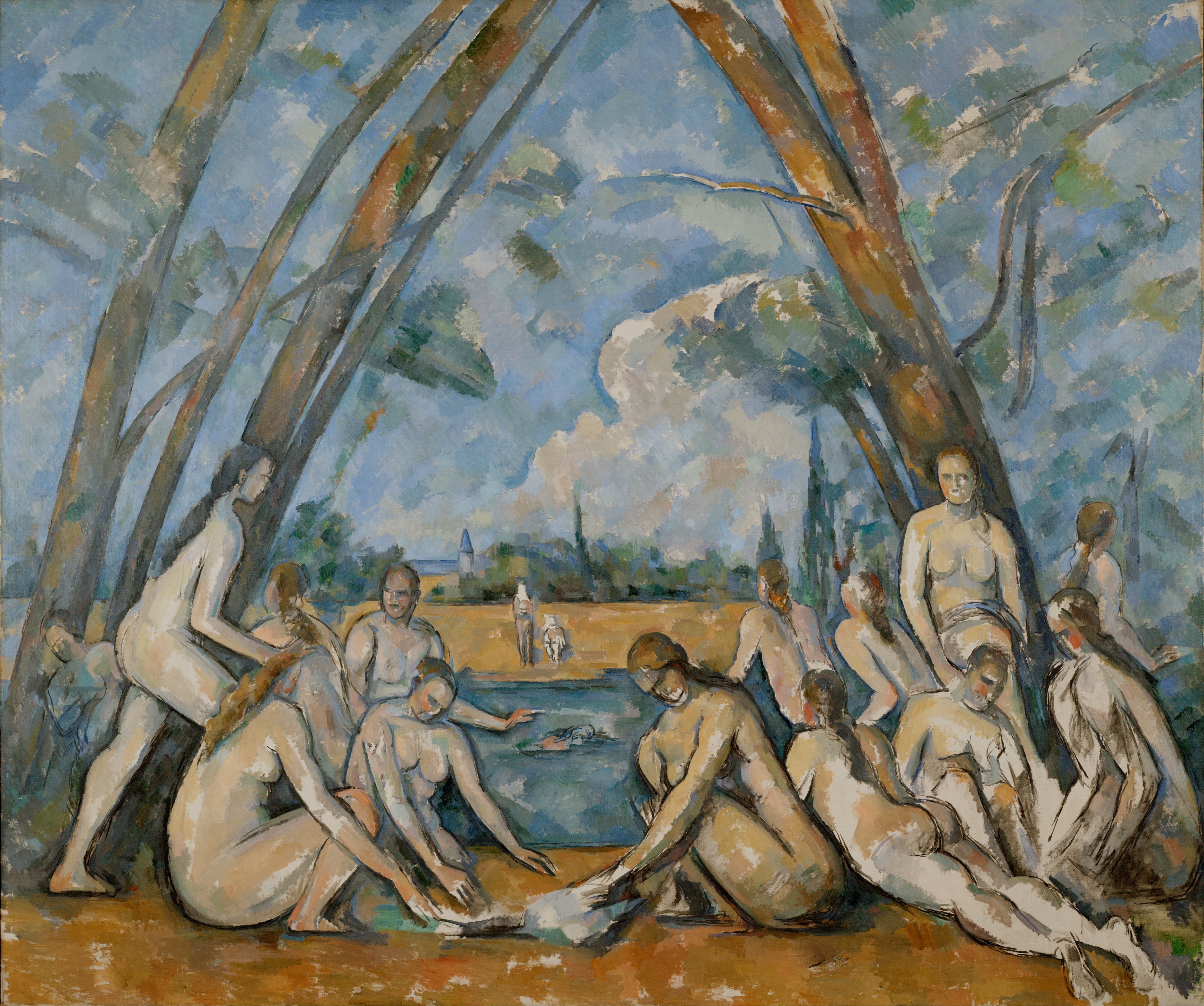
保羅·塞尚《浴者》，1900至1906年，現藏於費城藝術博物館
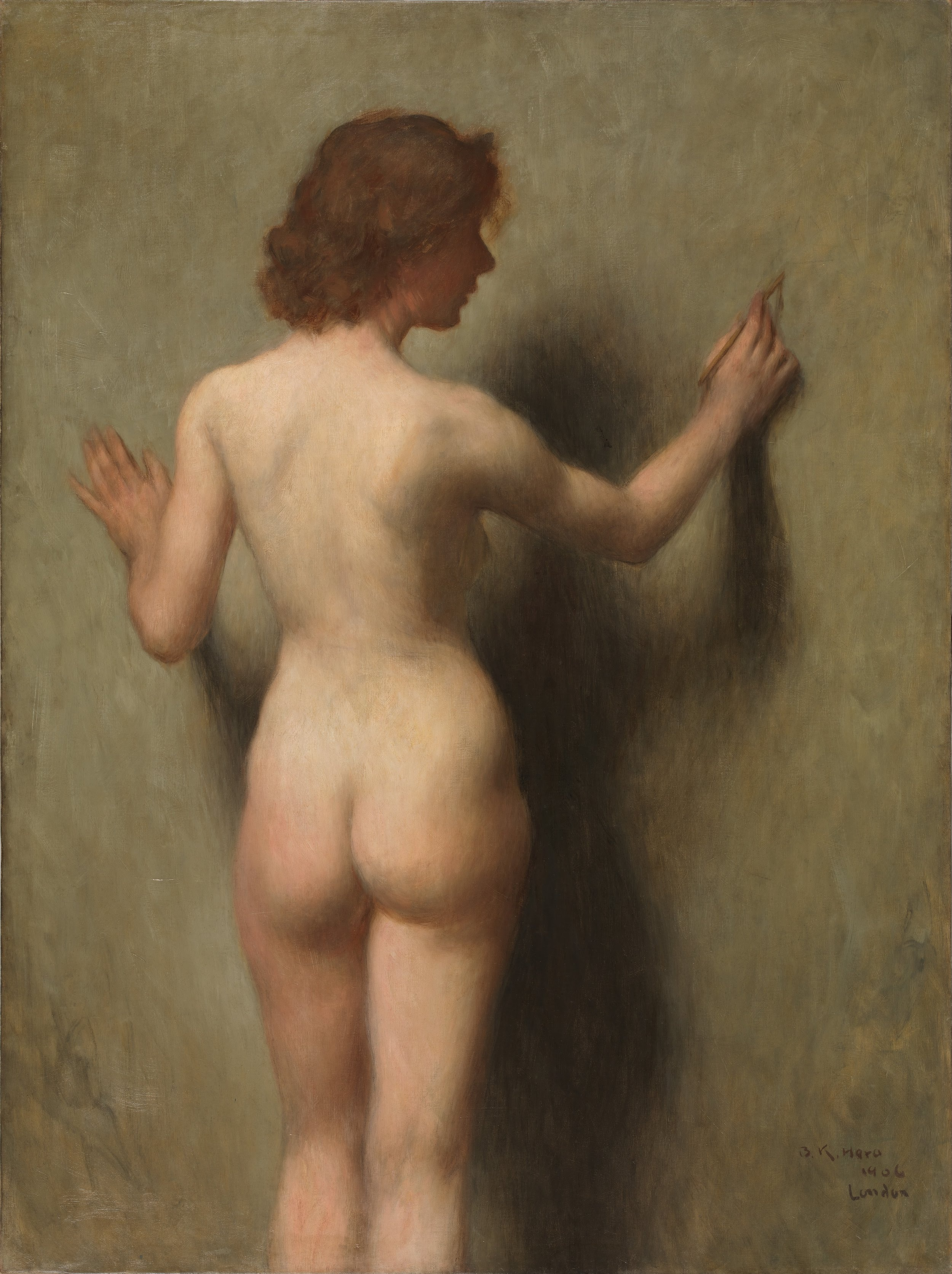
原撫松（日语：原撫松）《裸婦》，1906年
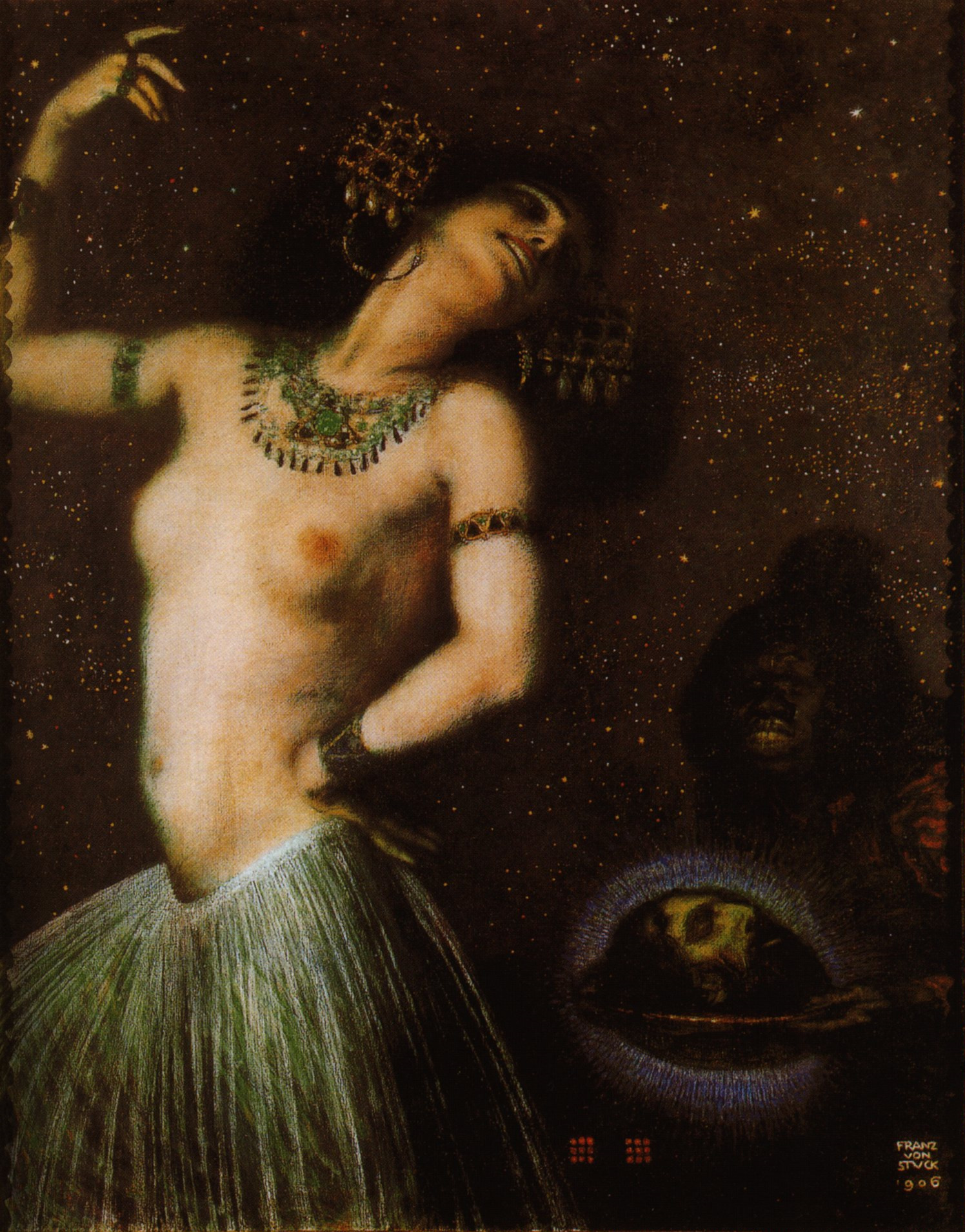
弗朗茨·馮·施圖克《莎樂美》，1906年，現藏於倫巴赫之家市立畫廊
巴勃羅·畢卡索《亞維農的少女》，1907年，現藏於現代藝術博物館
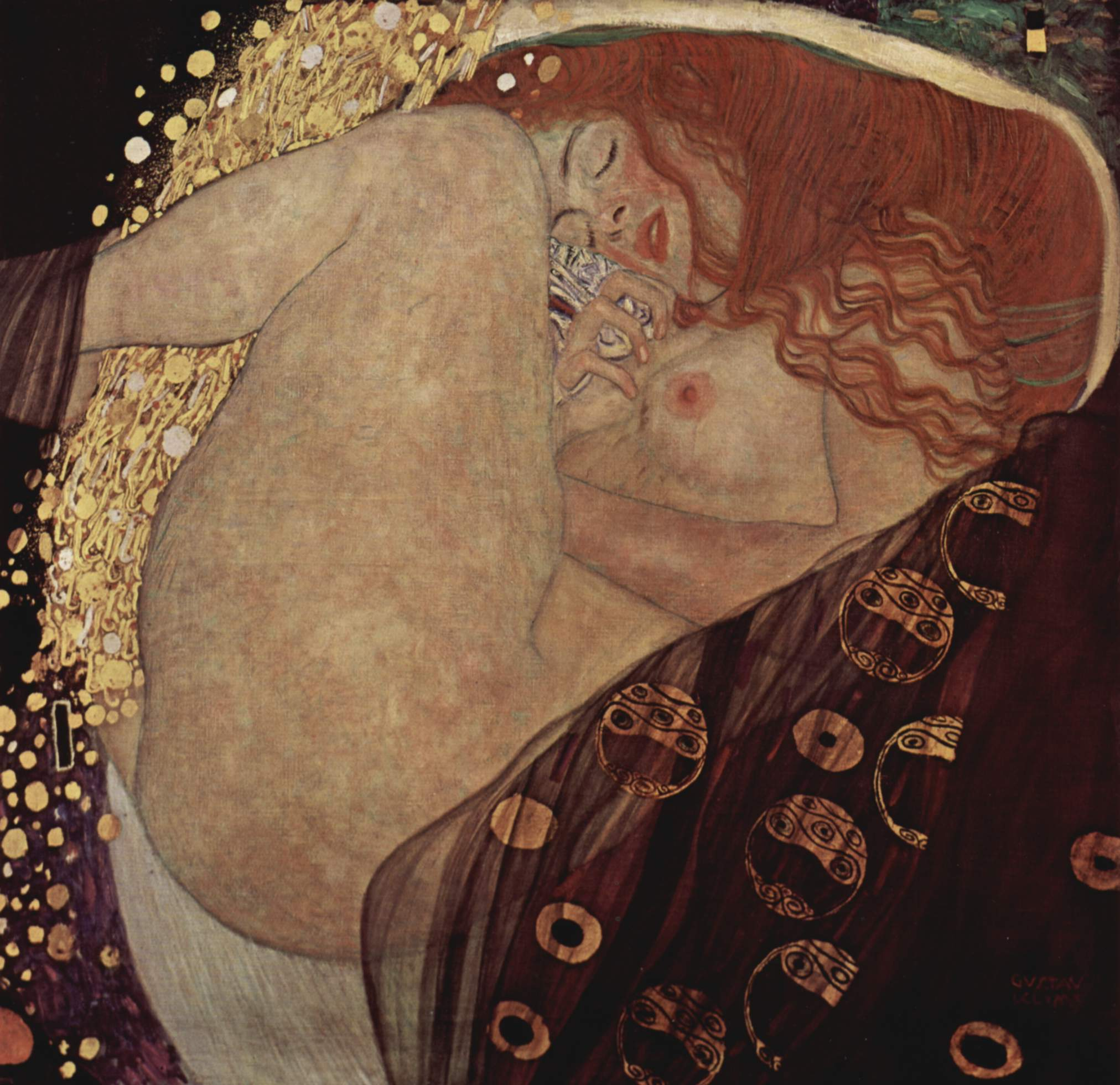
古斯塔夫·克林姆《達那厄》，1907至1908年
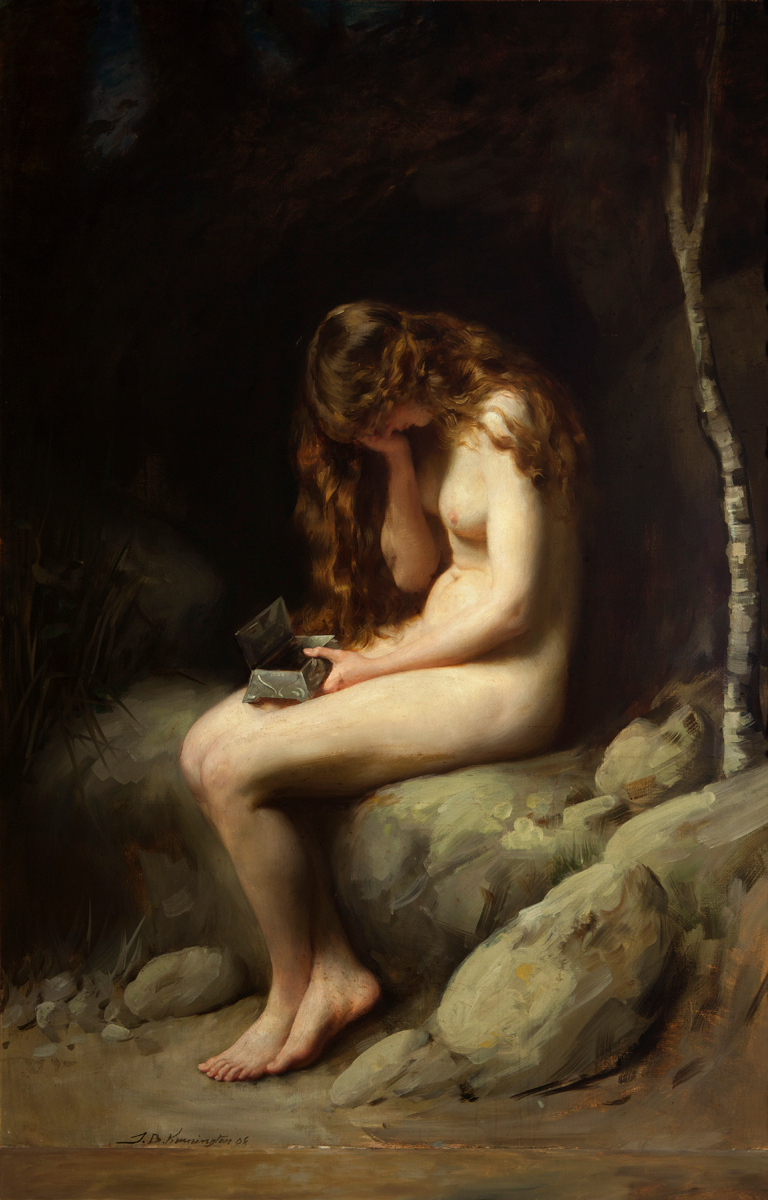
托馬斯·班傑明·肯寧頓（英语：Thomas Benjamin Kennington）《潘朵拉》，1908年
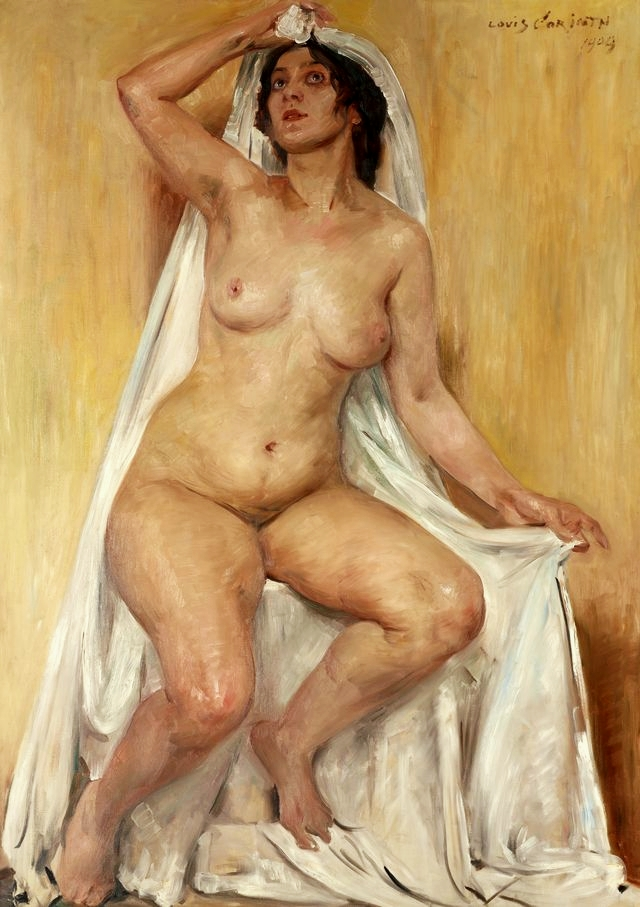
路易斯·科林斯《裸女》，1909年，現藏於格但斯克國家博物館
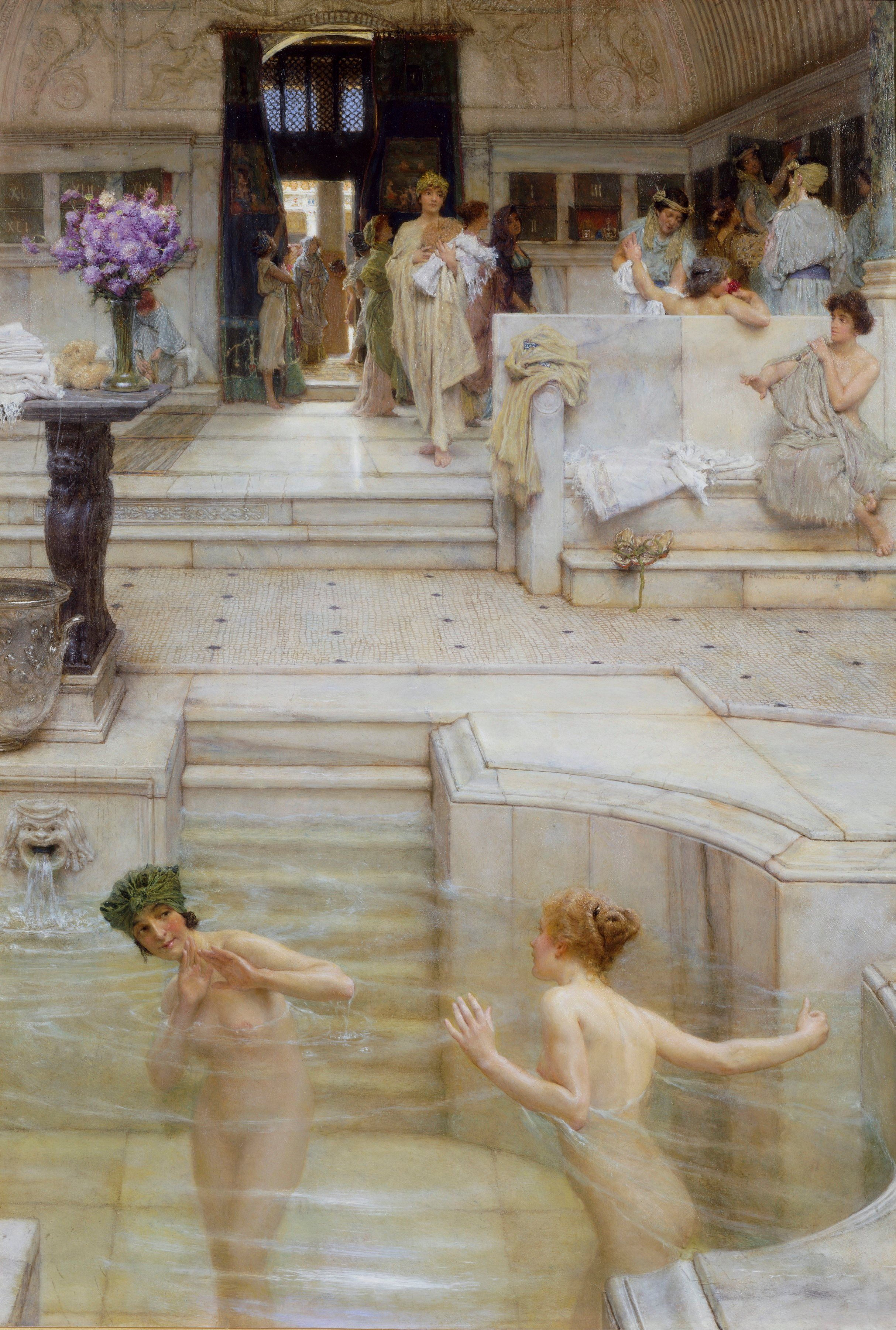
勞倫斯·阿爾瑪-塔德瑪《洗浴風俗》，1909年，現藏於泰特不列顛
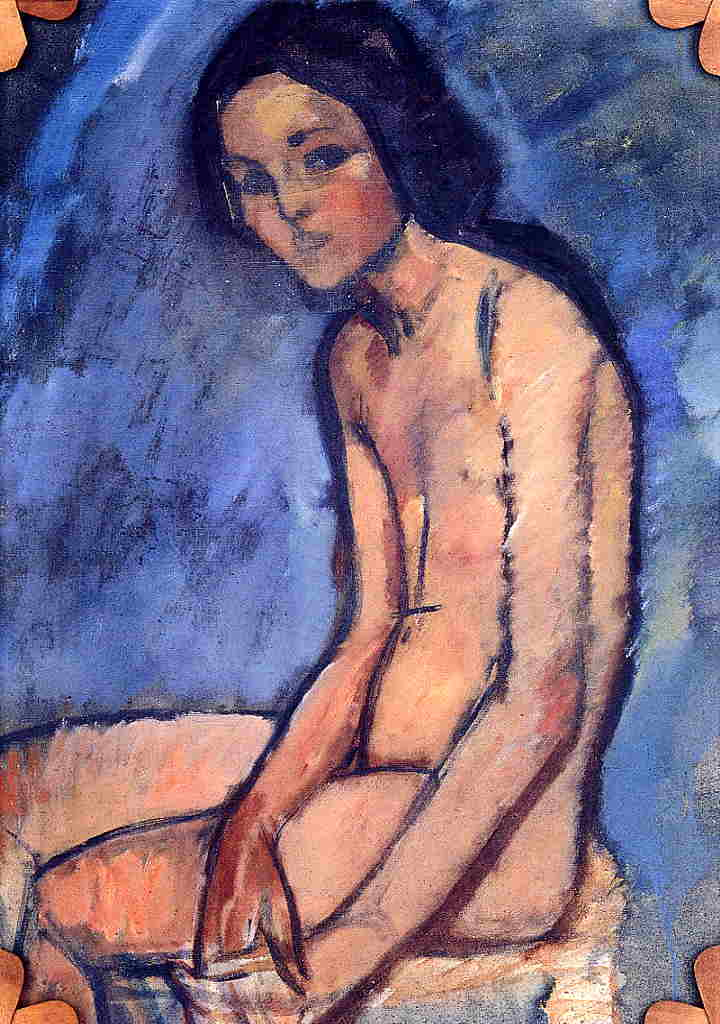
阿梅代奥·莫迪利亚尼《坐著的女孩》，1909年，私人收藏
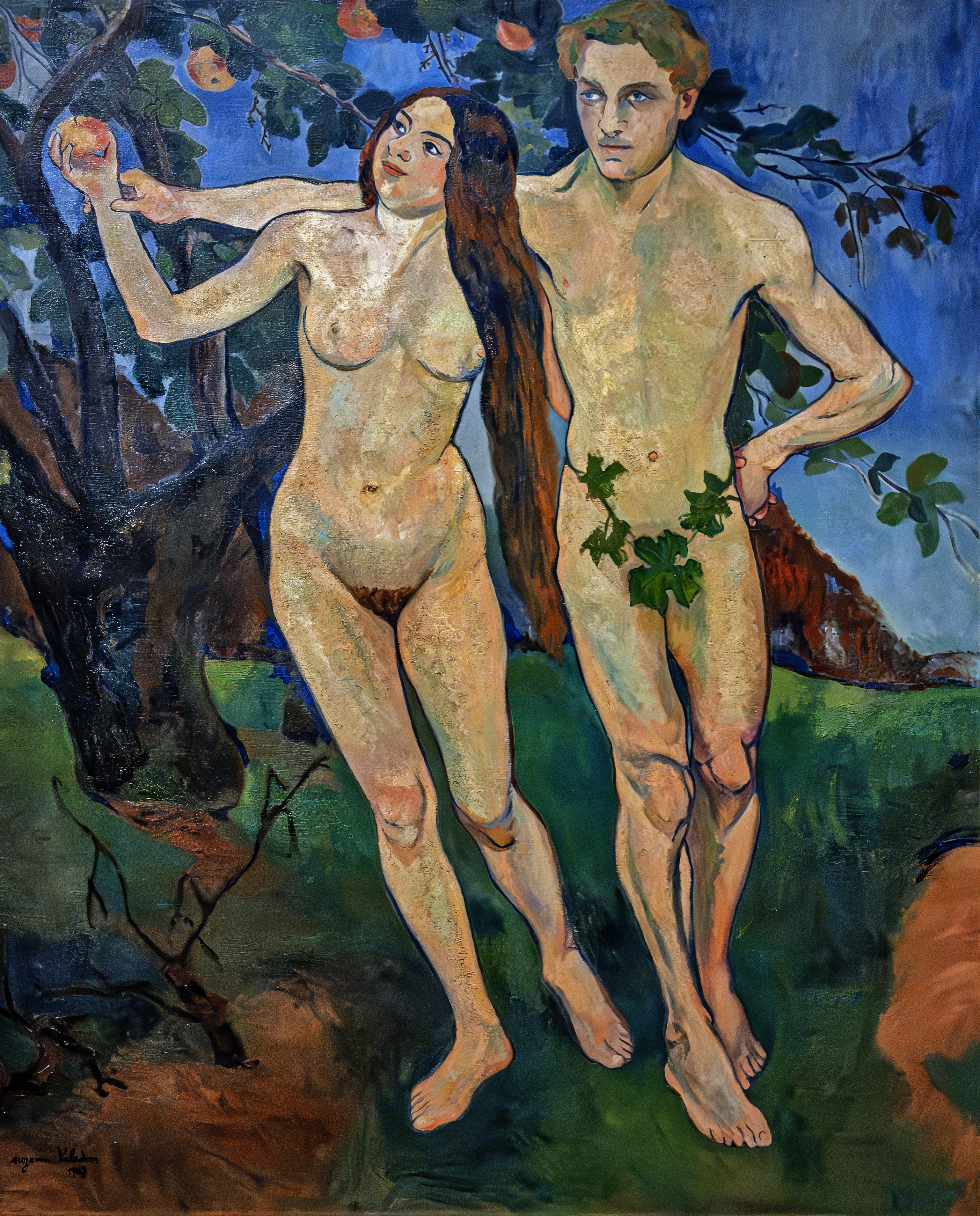
蘇珊·瓦拉東《亞當與夏娃》，1909年
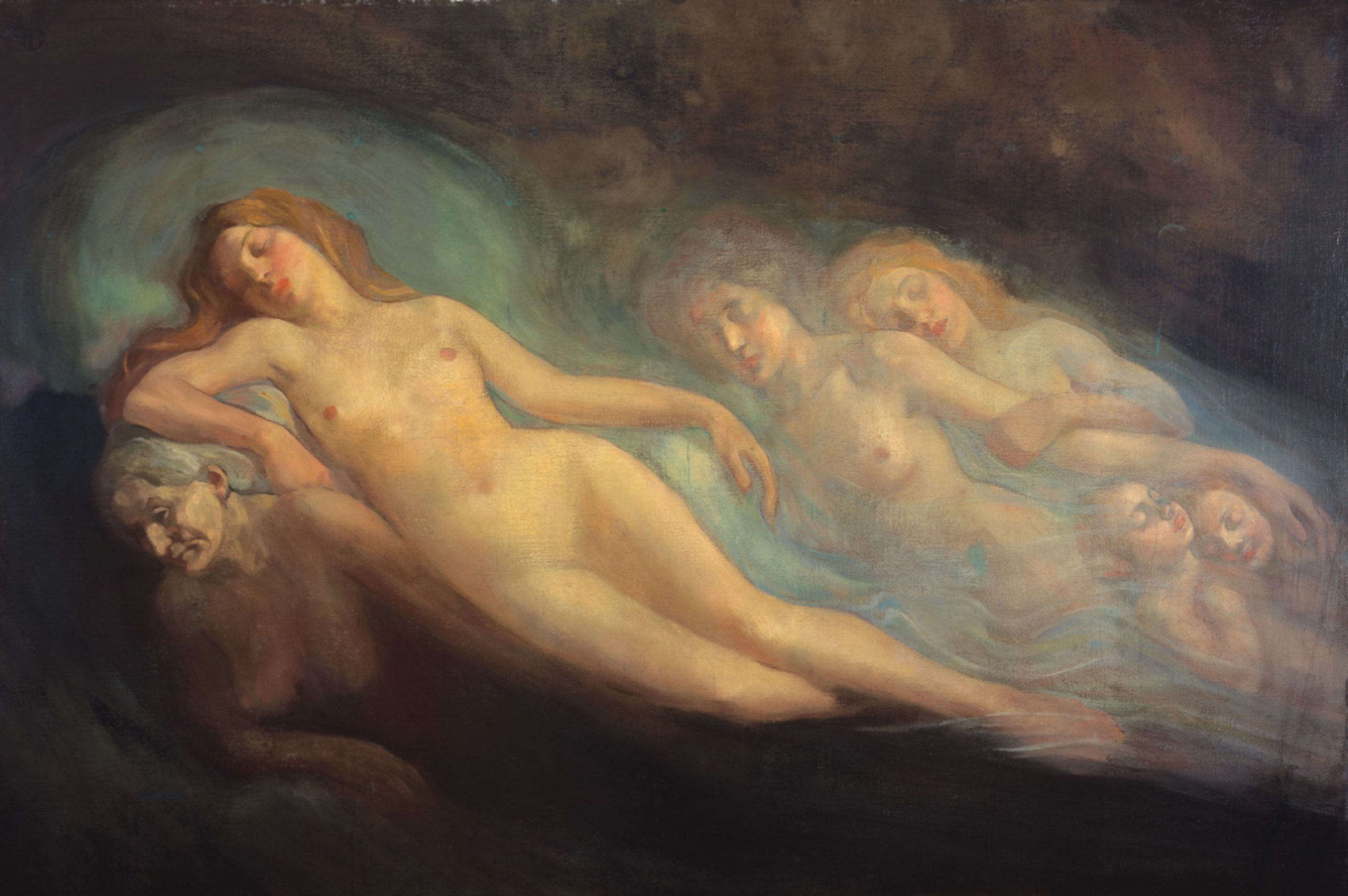
紀伯倫·哈利勒·紀伯倫《女人的幾個時期》，1910年，現藏於索馬亞博物館
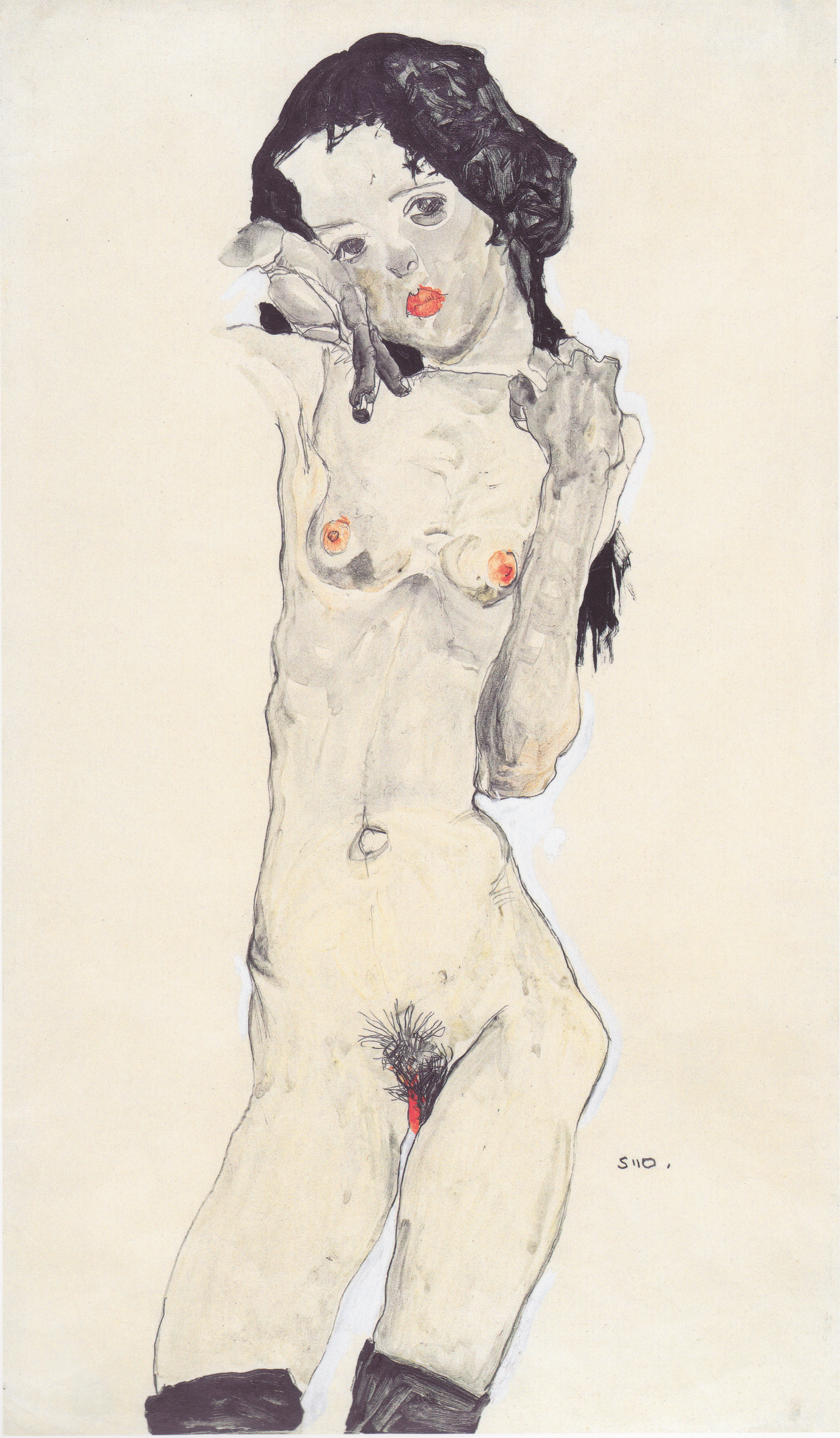
埃貢·席勒《光著身子的黑髮女孩》，1910年，現藏於阿爾貝蒂娜博物館
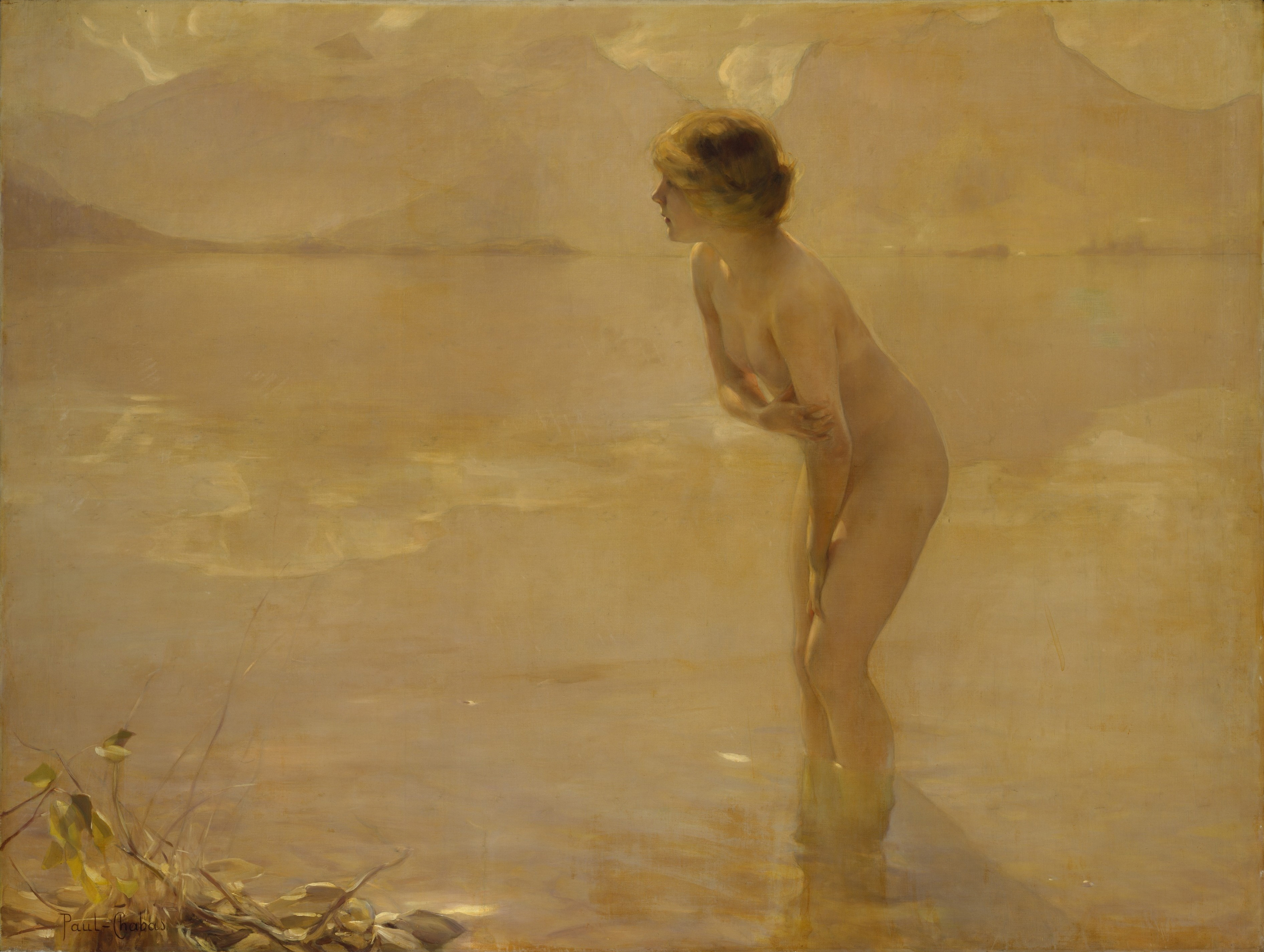
保羅·埃米爾·查瓦斯（英语：Paul Émile Chabas）《九月早晨》，1911年，現藏於大都會藝術博物館
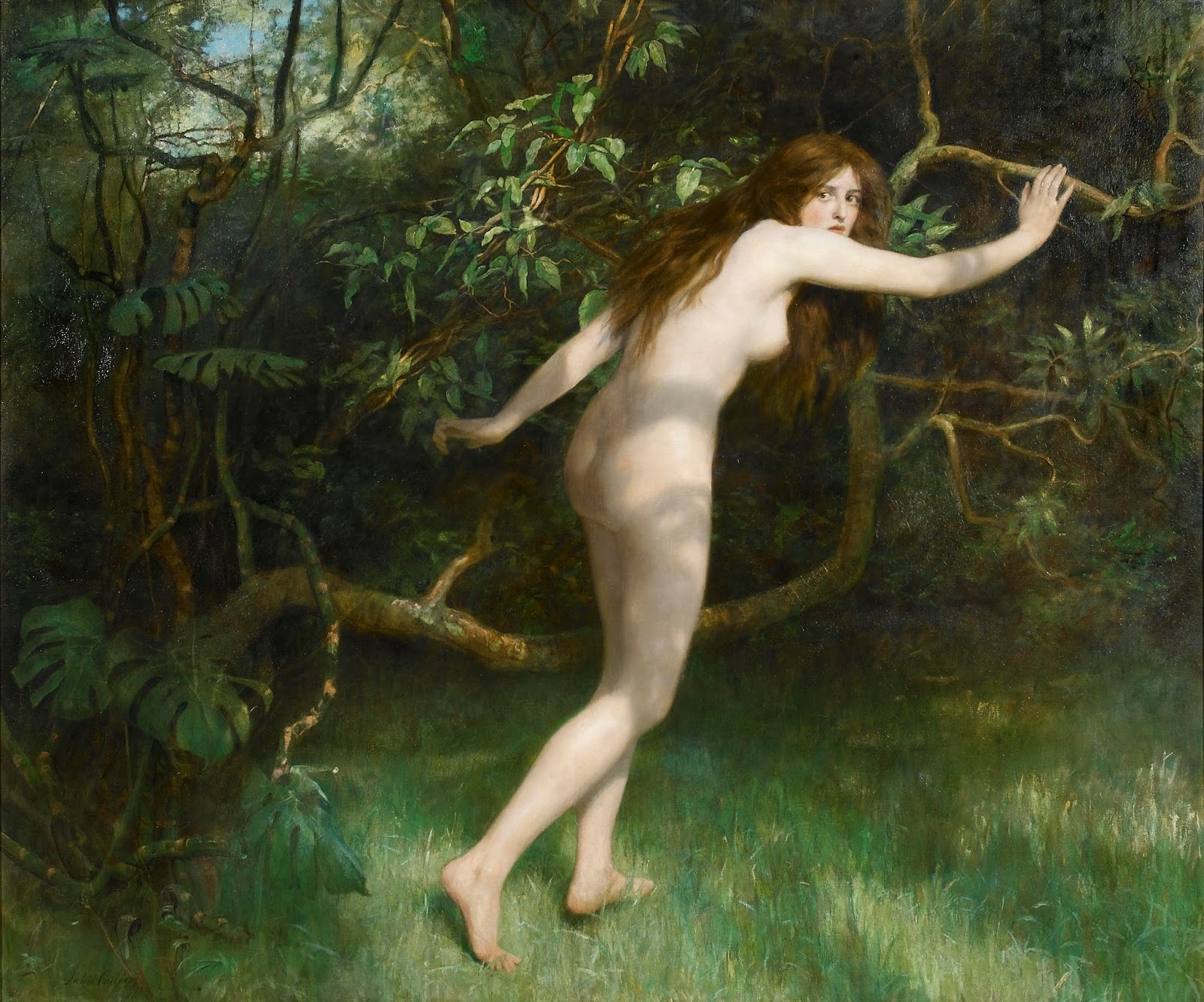
約翰·柯里爾《夏娃》，1911年，私人收藏
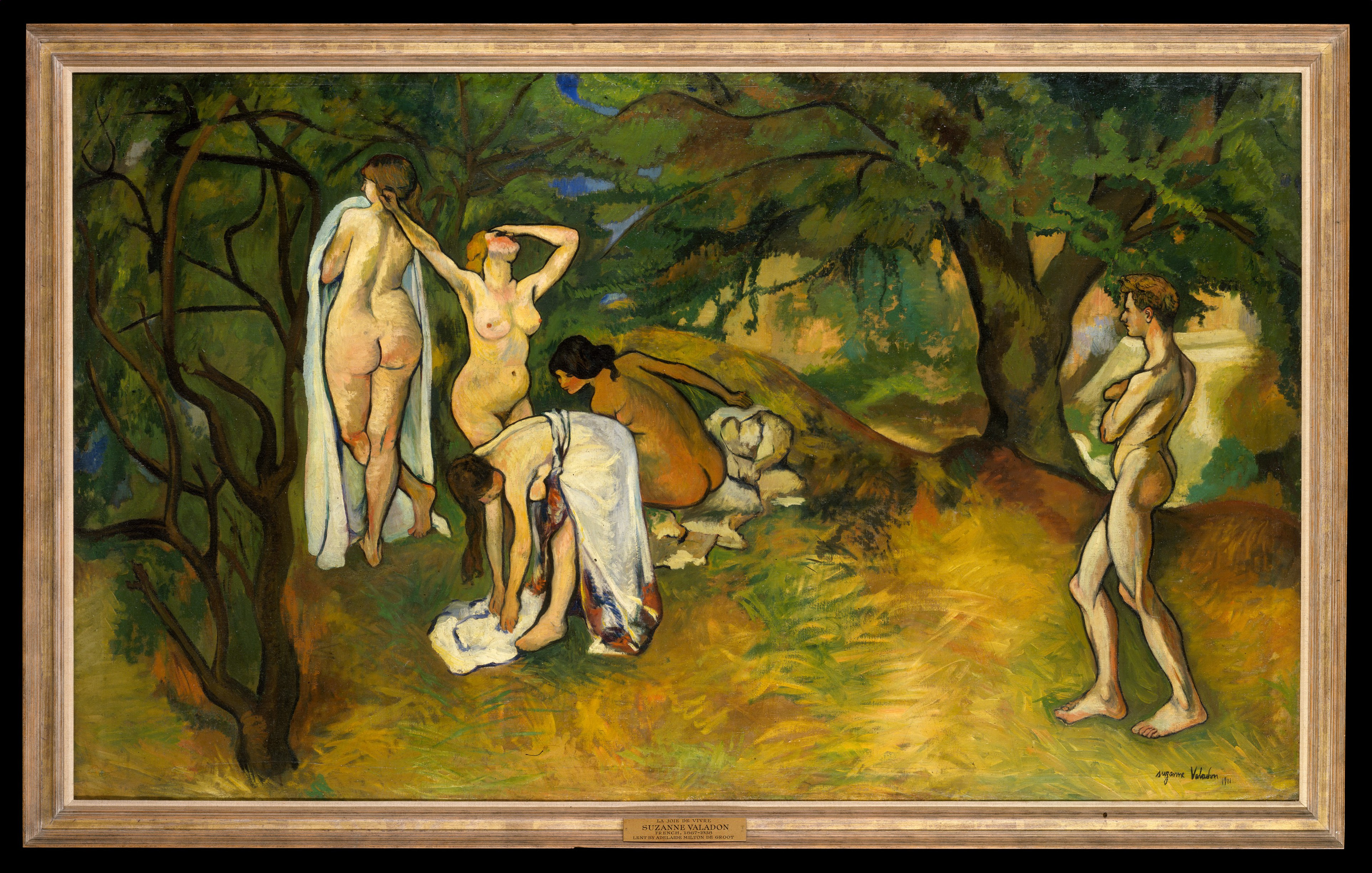
蘇珊·瓦拉東《生之喜悅》，1911年，現藏於大都會藝術博物館
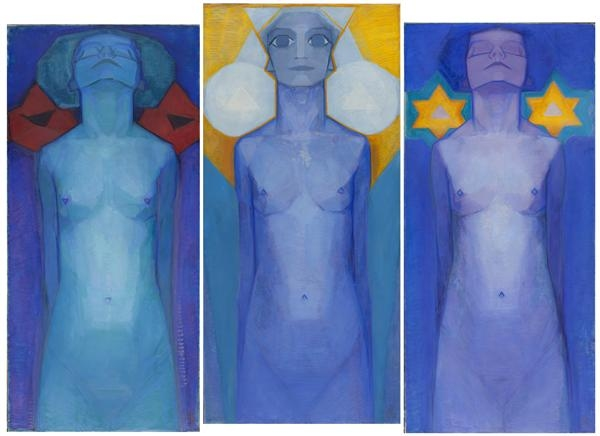
皮特·蒙德里安《演化》三聯畫，1911年，現藏於海牙市立美術館
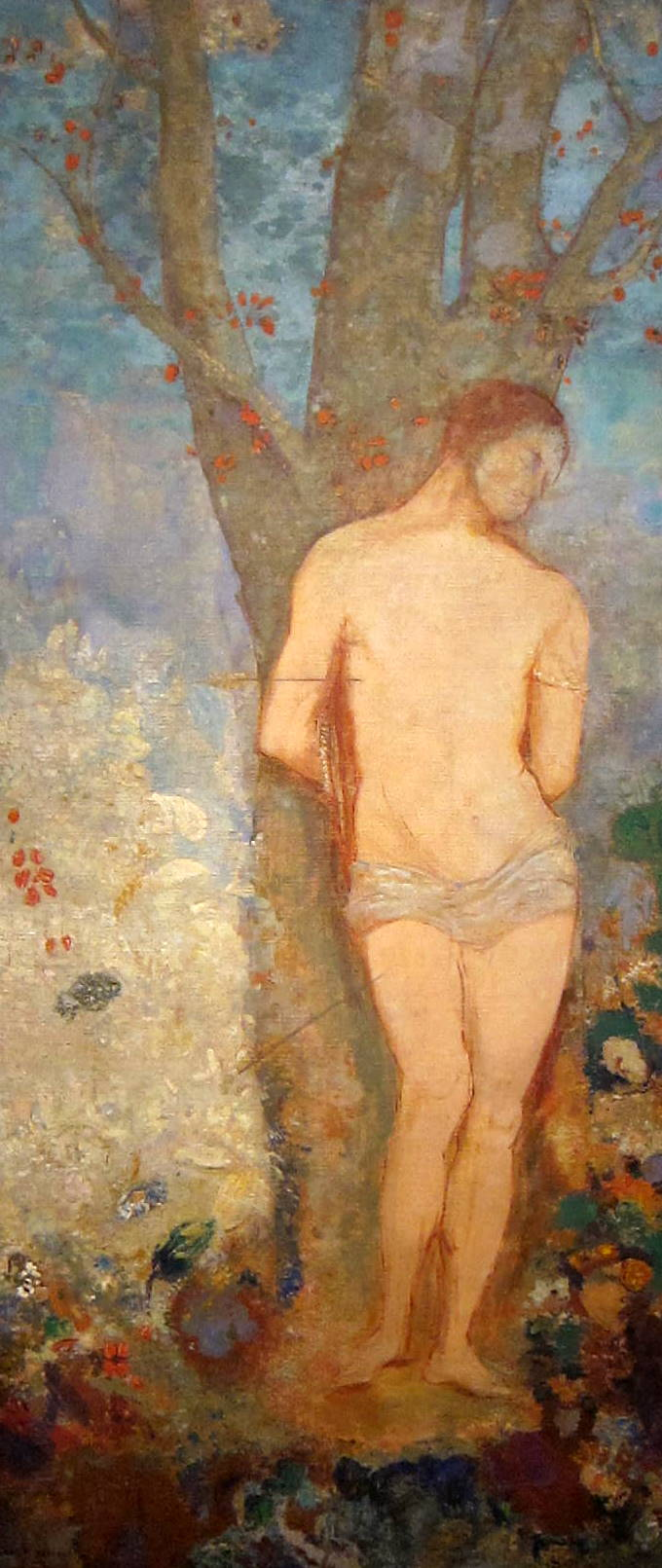
奥迪隆·雷東《聖巴斯弟盎》，1910至1912年，現藏於華盛頓國家藝廊
馬歇爾·杜尚《下樓的裸女二號》，1912年，現藏於費城藝術博物館
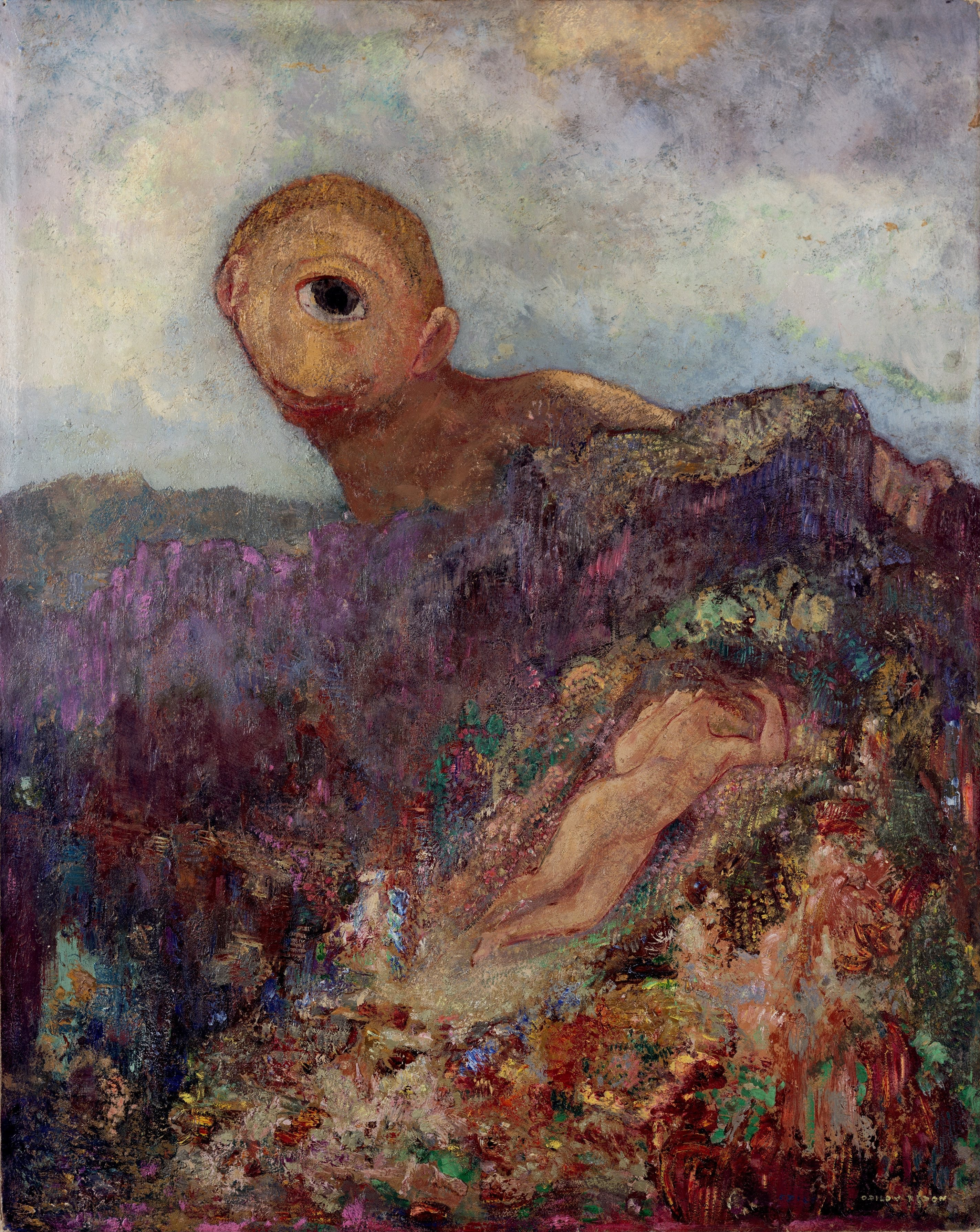
奥迪隆·雷東《獨眼巨人》，1914年，現藏於克勒勒-米勒博物館
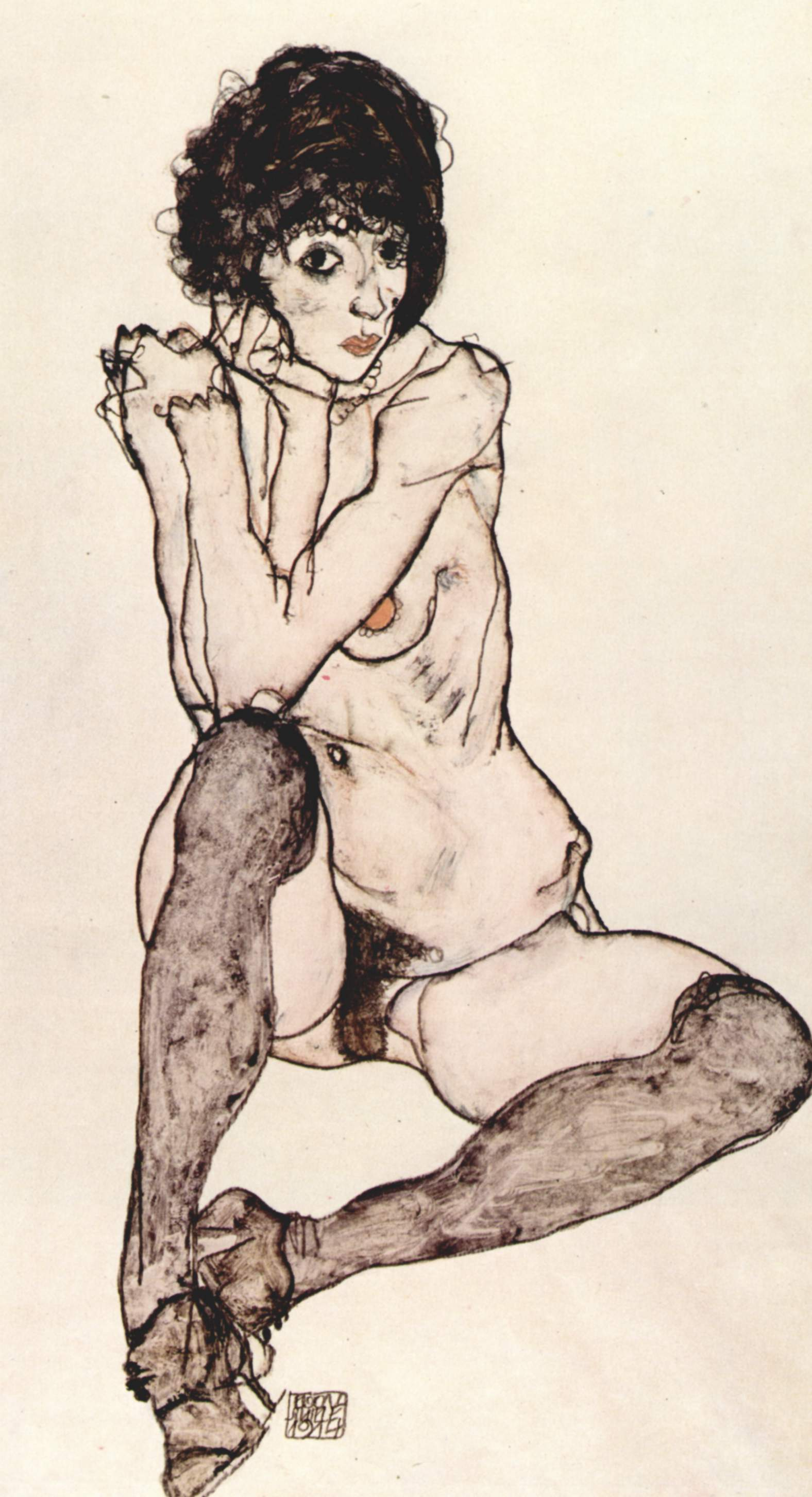
埃貢·席勒《坐著的裸女》，1914年，現藏於阿爾貝蒂娜博物館
奥迪隆·雷東《潘多拉》，1914年，現藏於大都會藝術博物館
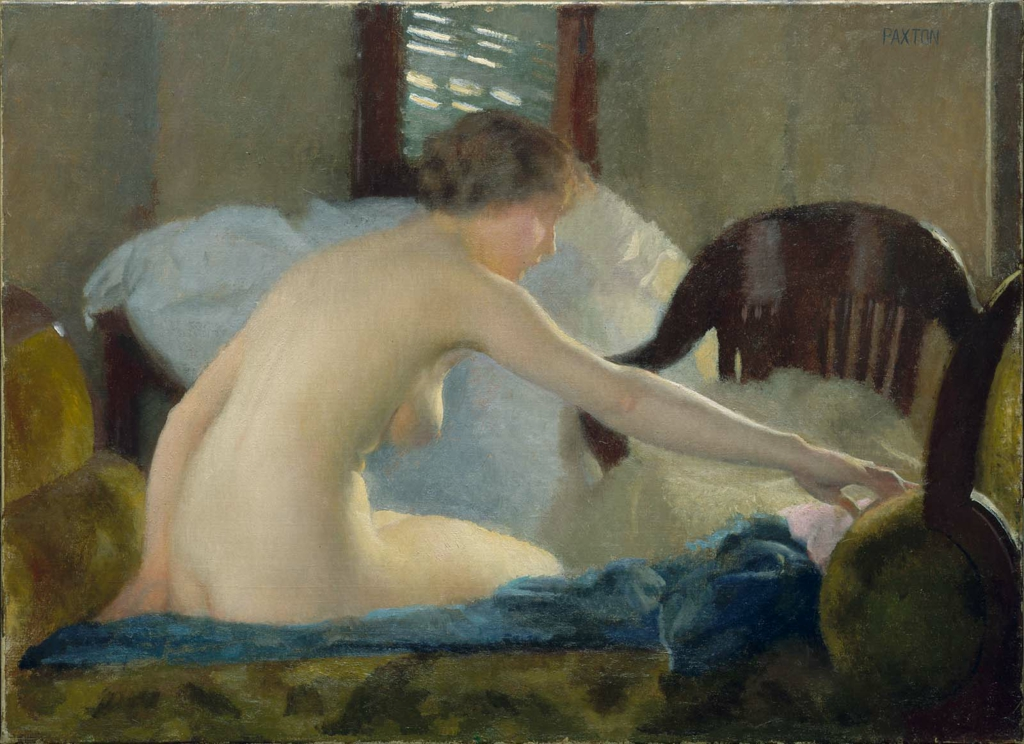
威廉·麥葛雷格·帕克斯頓（英语：William McGregor Paxton）《裸女》，1915年，現藏於波士頓美術館
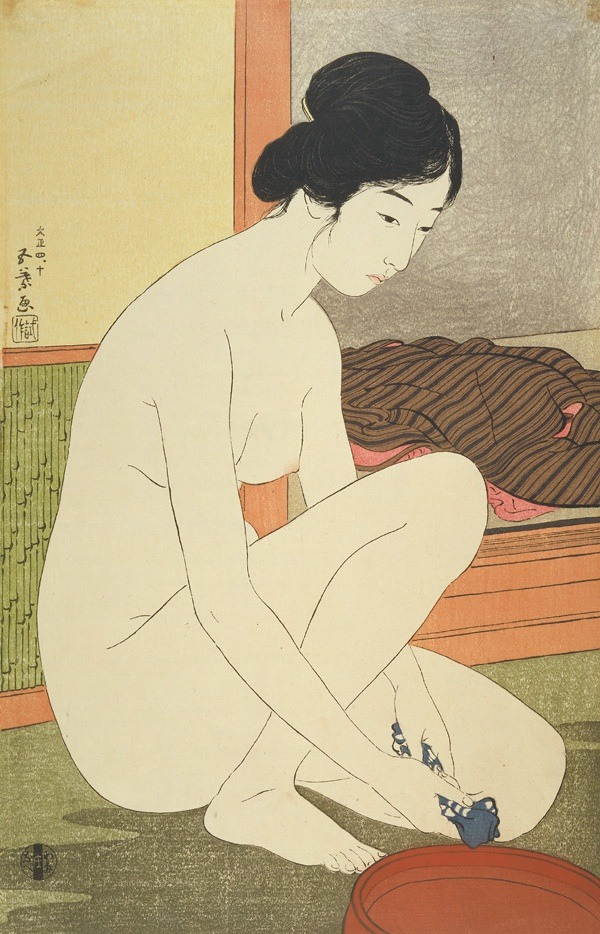
橋口五葉（日语：橋口五葉）《湯浴み》（入浴），1915年
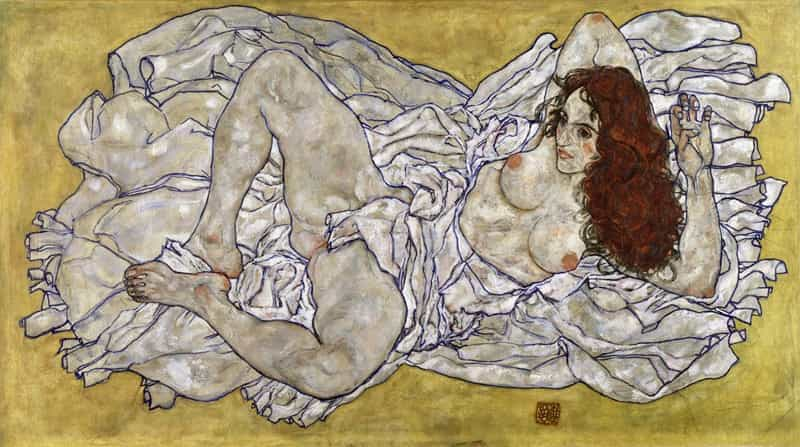
埃貢·席勒《橫躺的女子》，1917年，現藏於利奧波德博物館
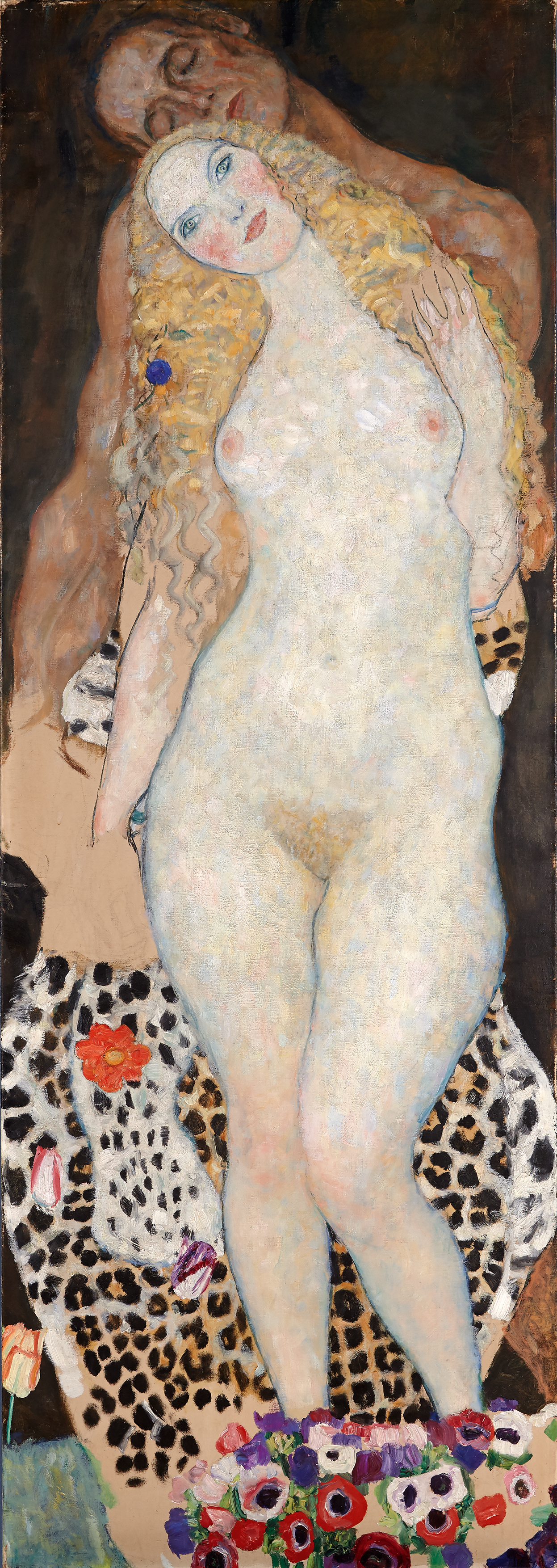
古斯塔夫·克林姆《亞當與夏娃》，1917至1918年，現藏於奧地利美景宮美術館
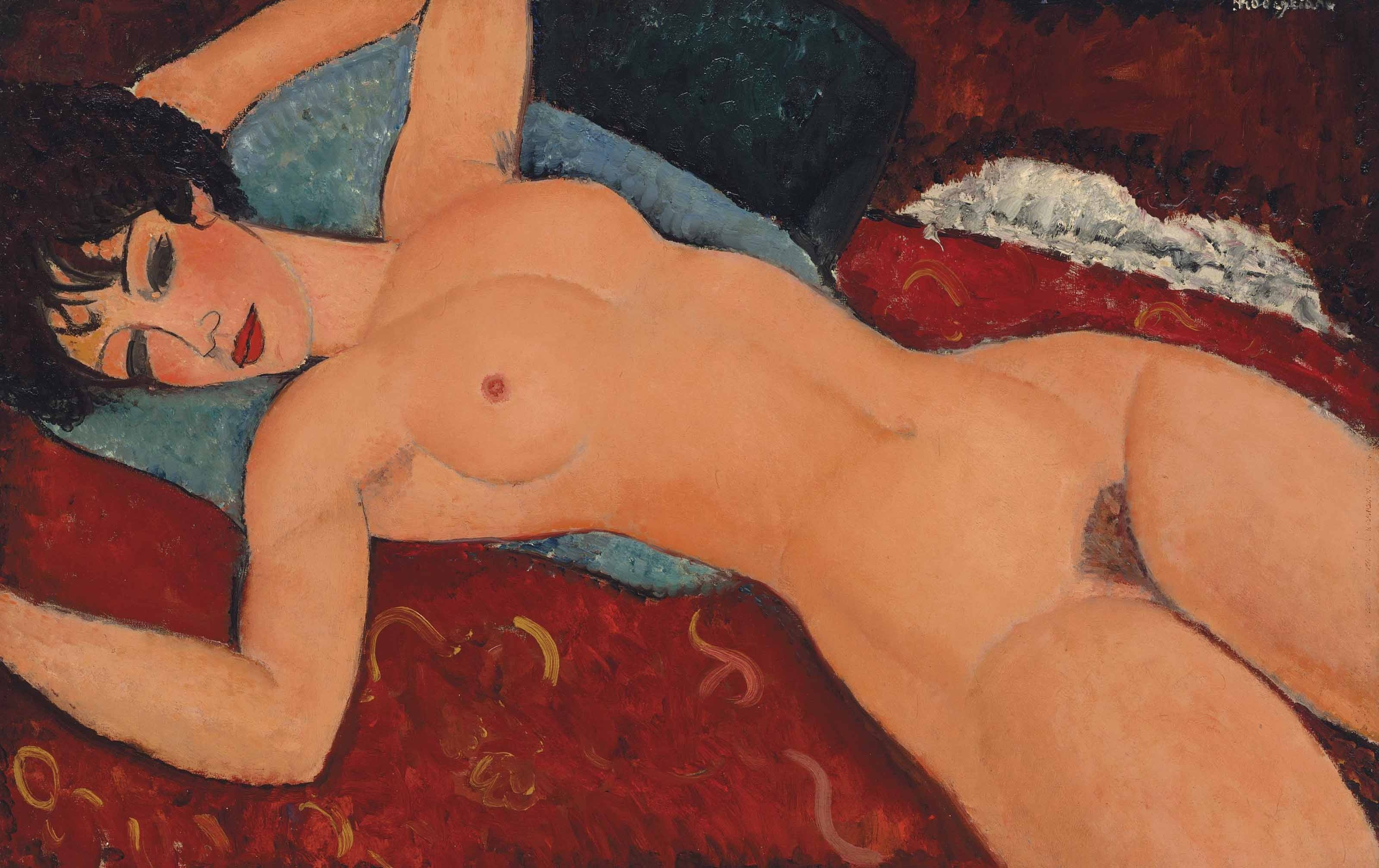
阿梅代奥·莫迪利亚尼《斜躺的裸女》，1917至1918年，私人收藏
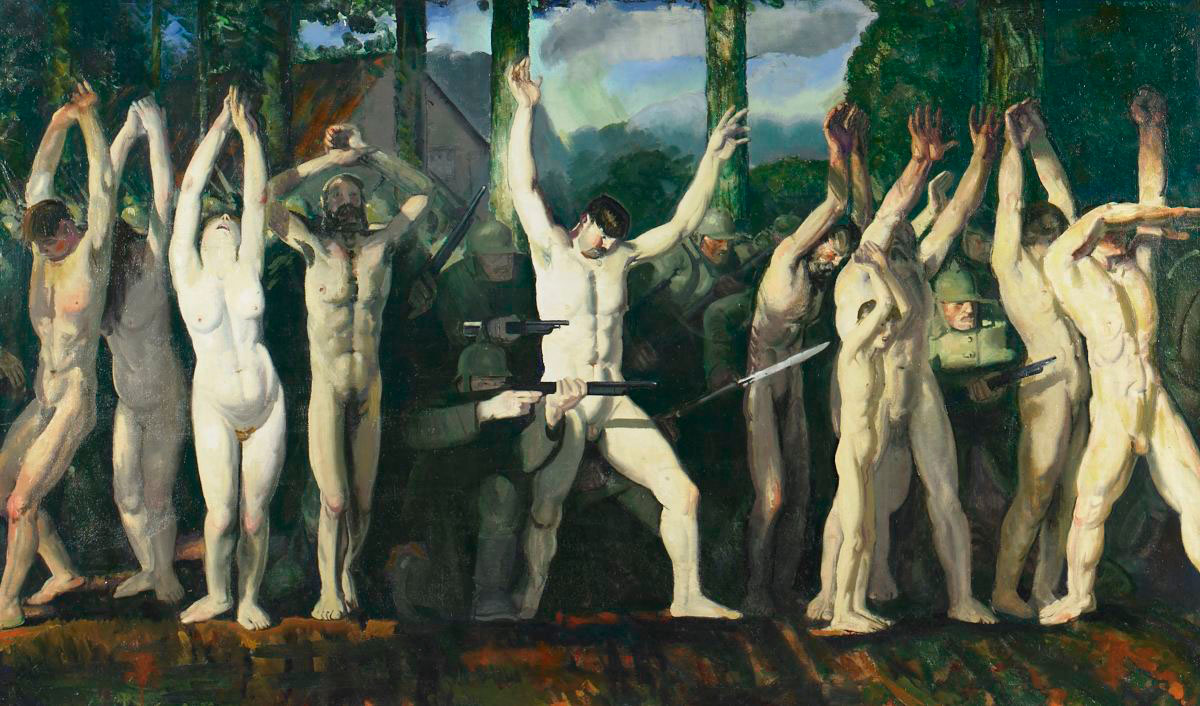
喬治·貝婁斯（英语：George Bellows）《人肉拒馬》，1918年10月，現藏於伯明罕藝術博物館
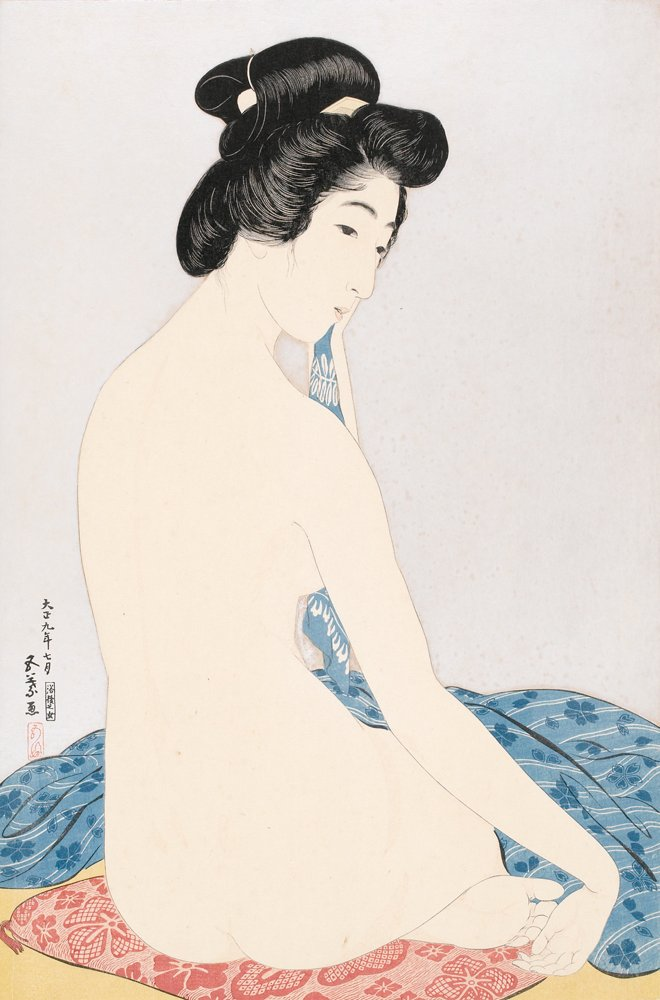
橋口五葉《洗浴後》，1920年，現藏於檀香山藝術博物館
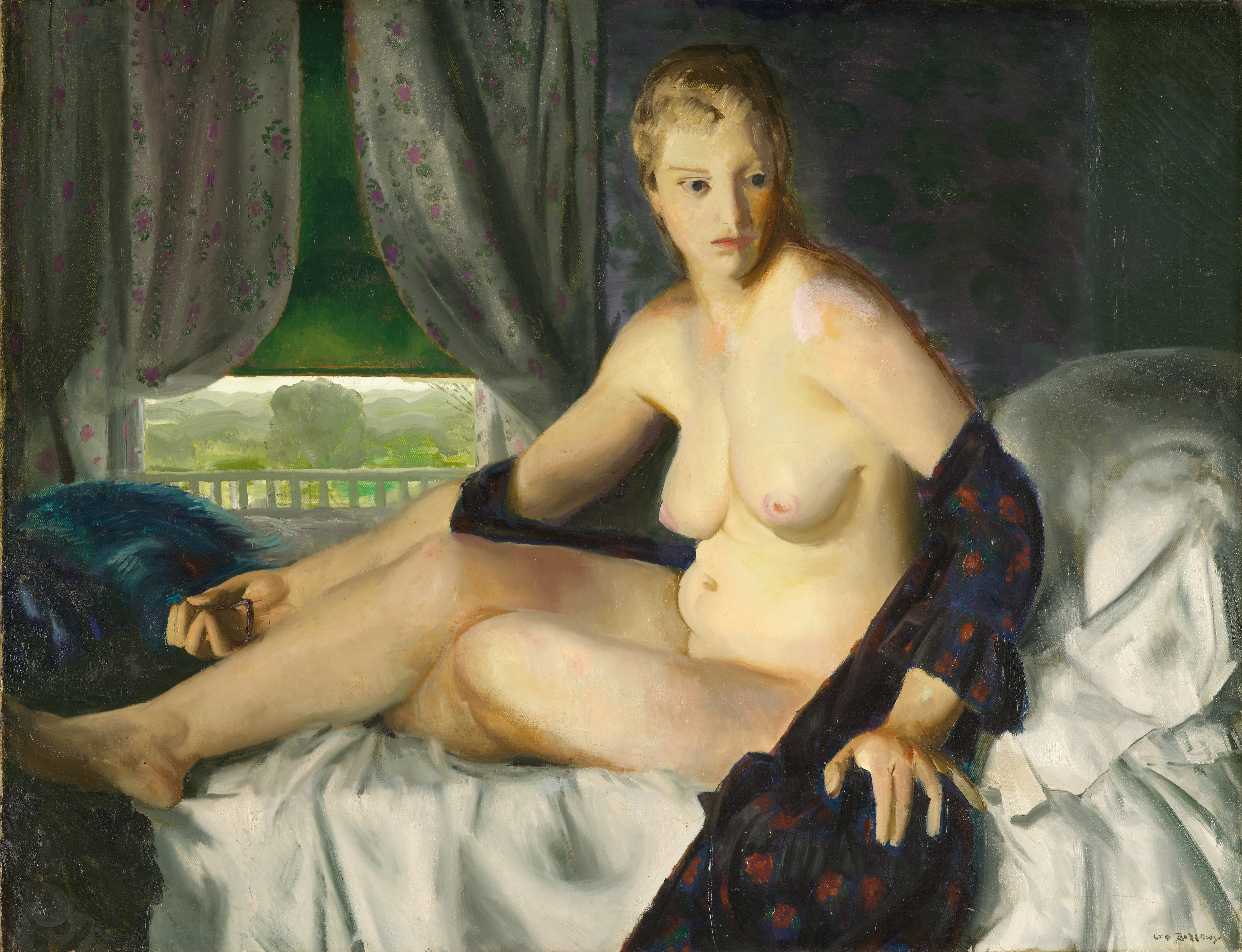
喬治·貝婁斯《持扇的裸女》，1920年7月，現藏於北卡羅來納藝術博物館
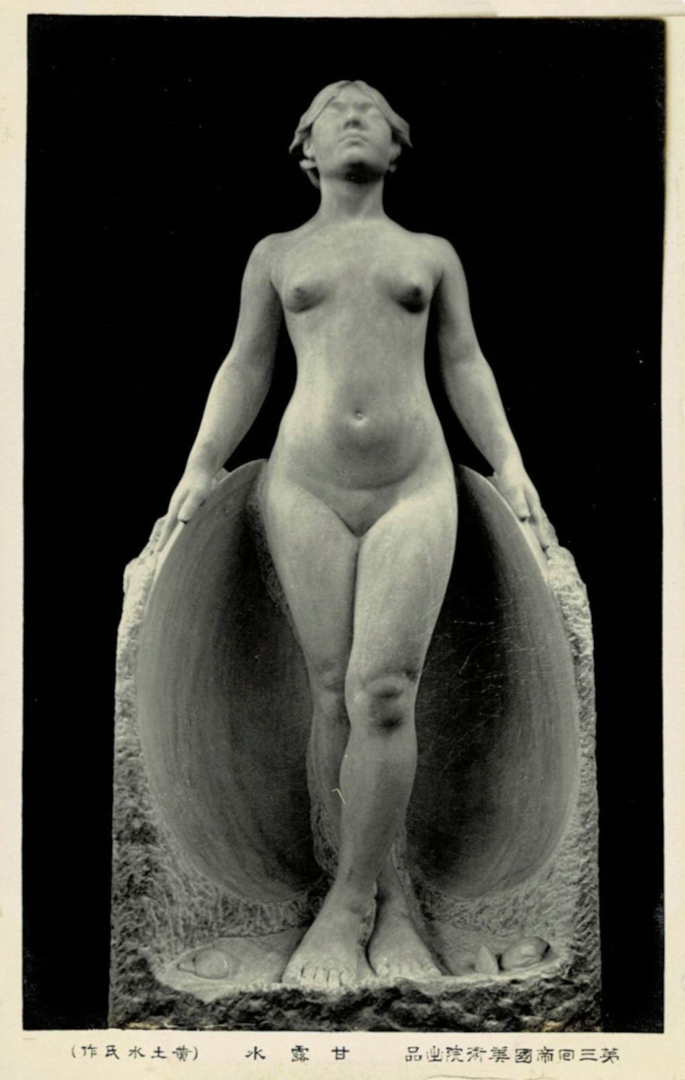
黃土水《甘露水》，1919至1921年，現由中華民國文化部典藏
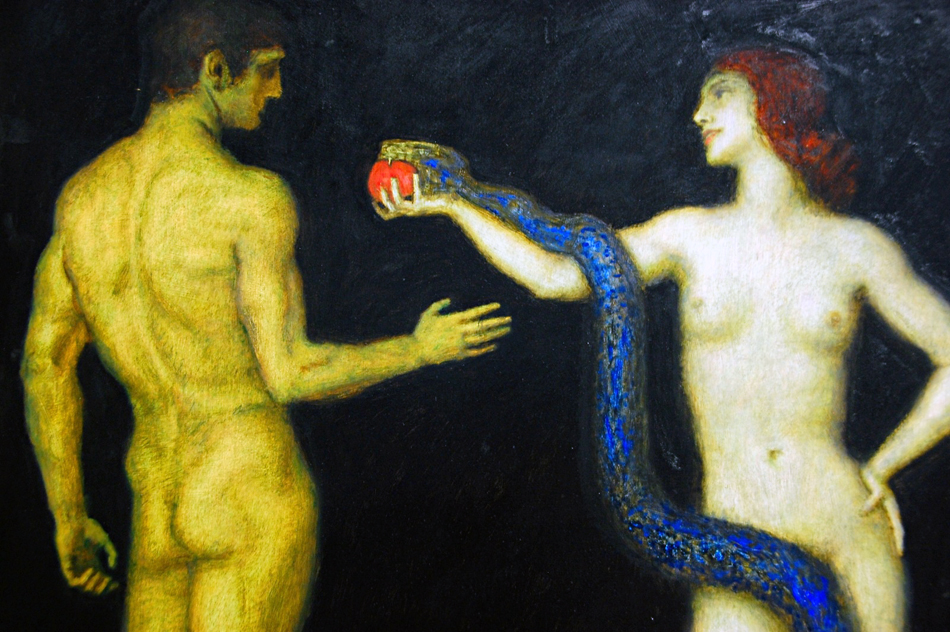
弗朗茨·馮·施圖克《亞當與夏娃》，1920或1921年
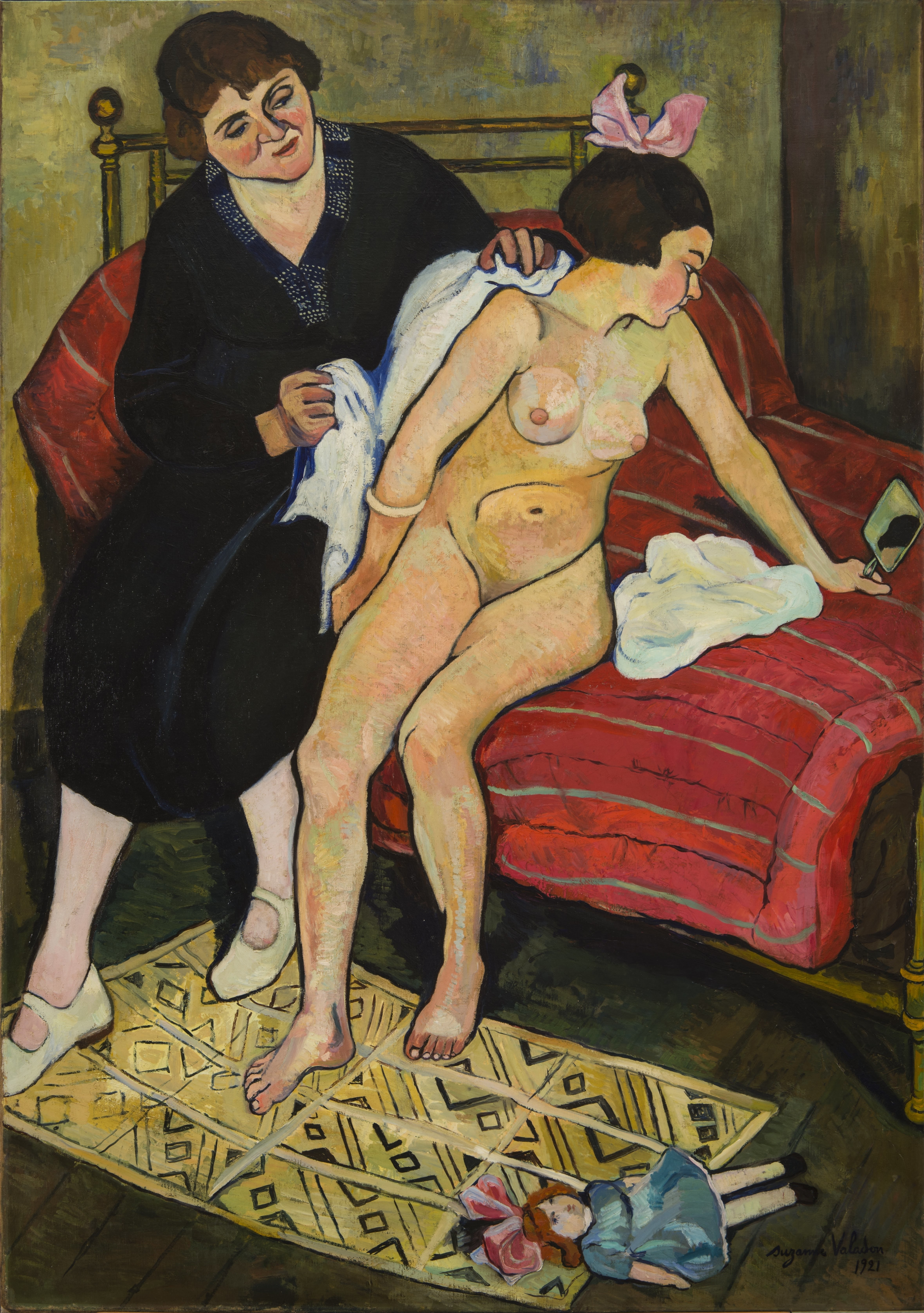
蘇珊·瓦拉東《被遺棄的娃娃》，1921年，現藏於國際女性藝術博物館
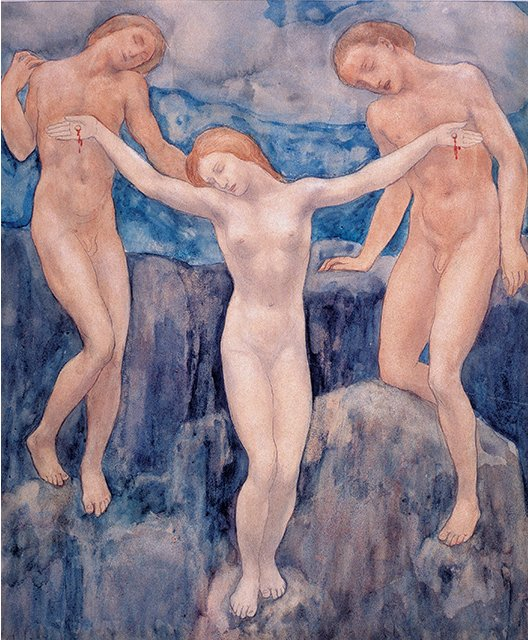
紀伯倫·哈利勒·紀伯倫《苦痛》，1923年
潘玉良《裸女》，1930年
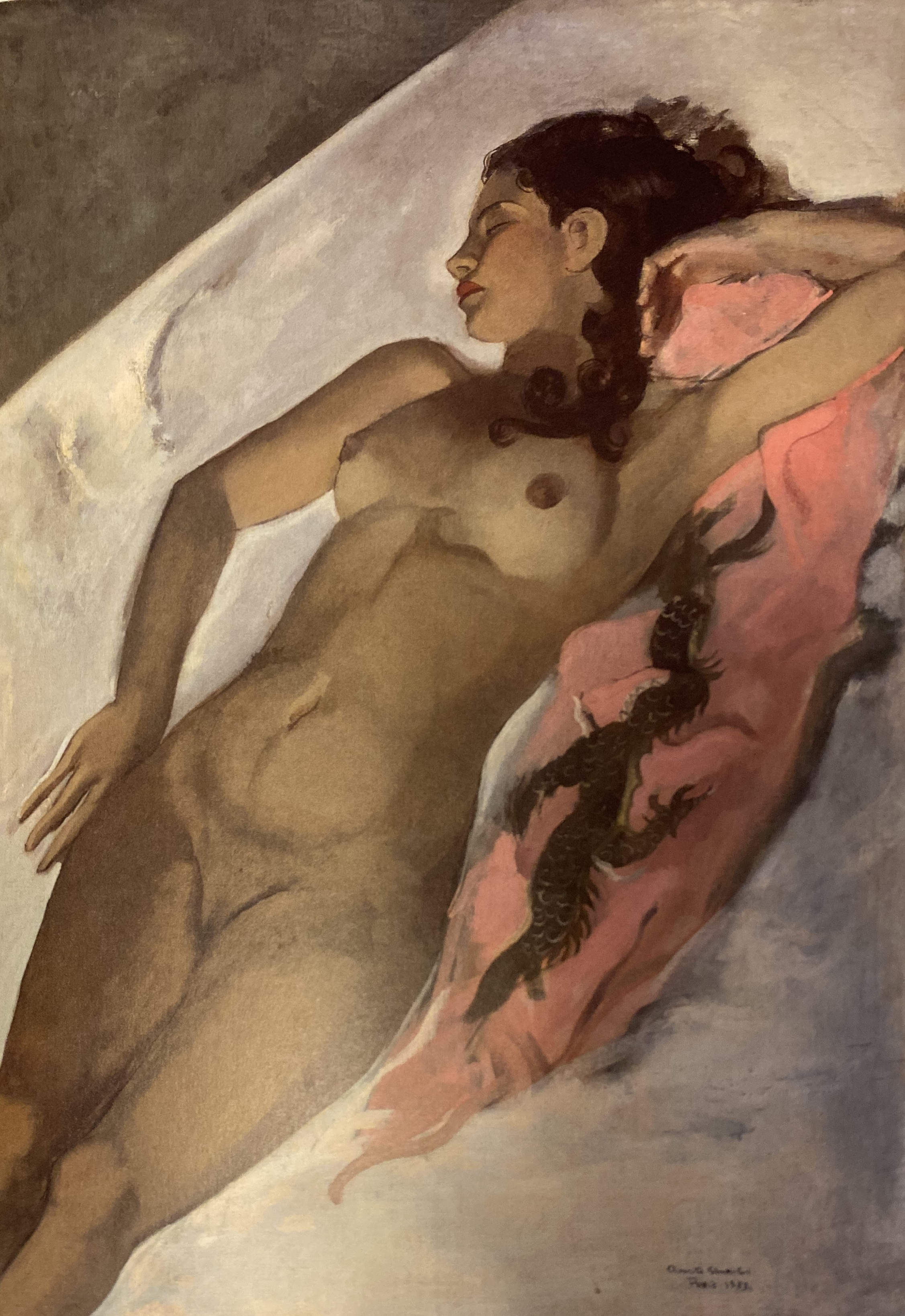
阿姆麗塔·謝爾-吉爾《睡覺》，1932年
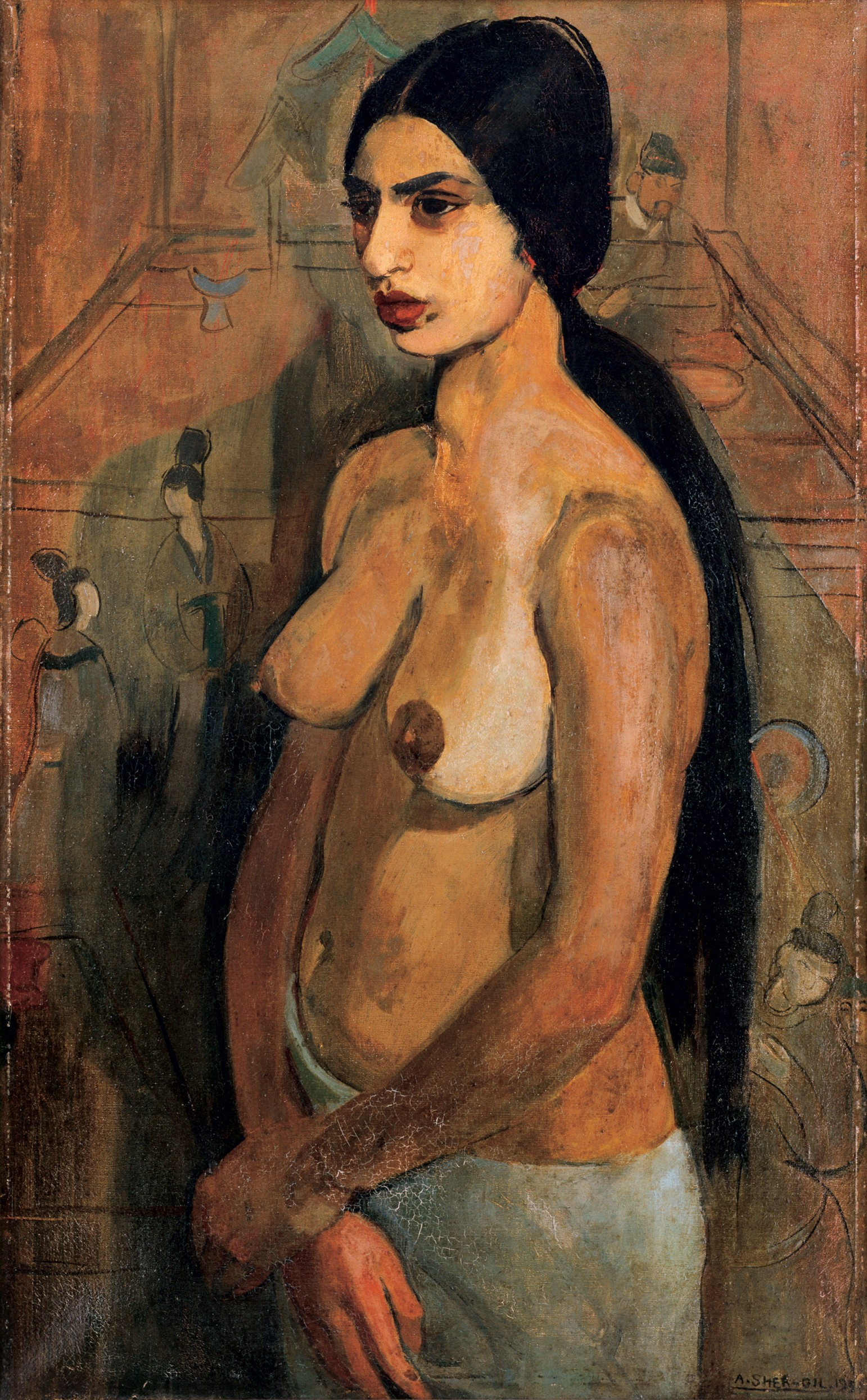
阿姆麗塔·謝爾-吉爾《扮成大溪地人的自畫像》，1934年
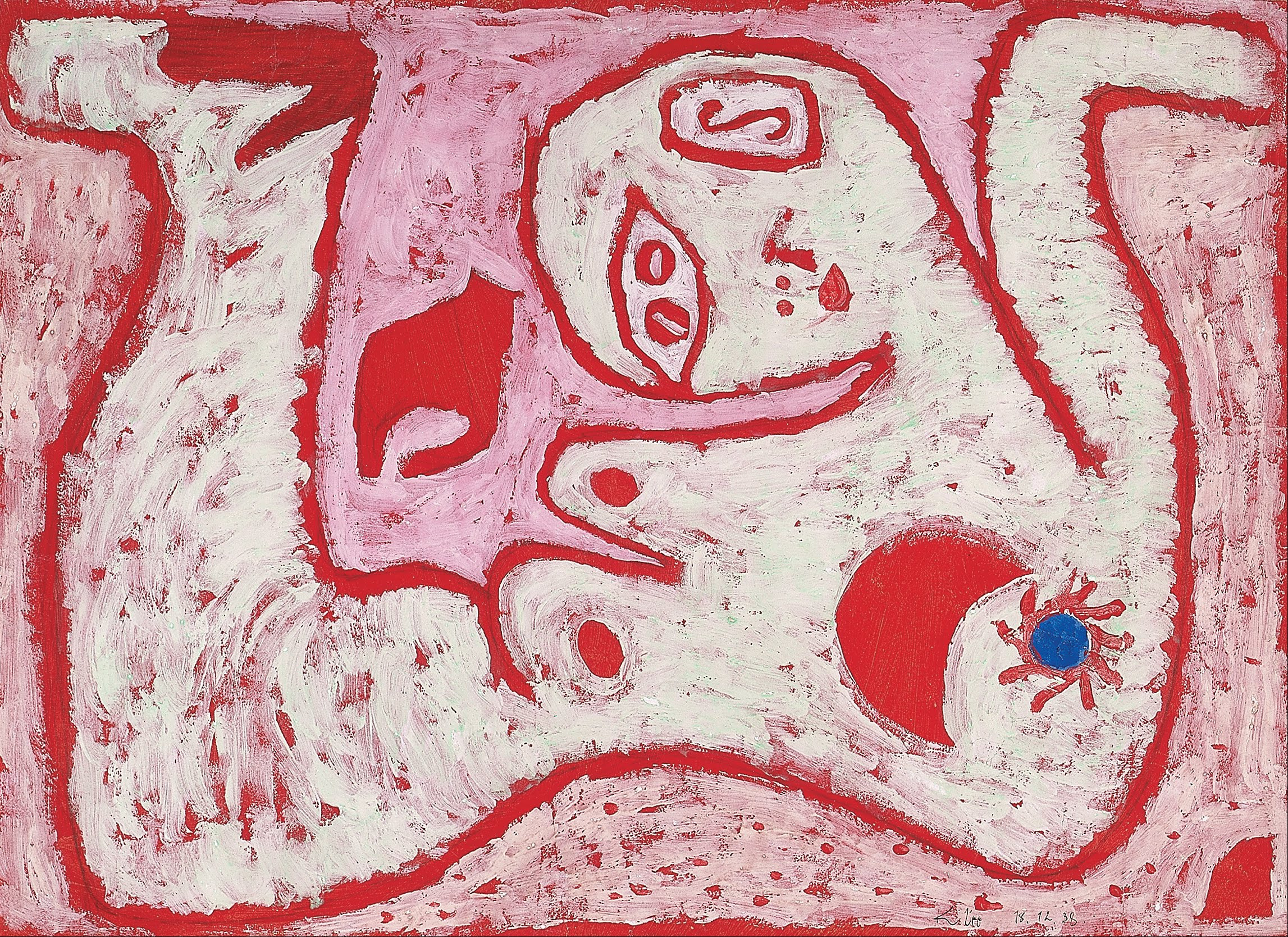
保羅·克利《一個獻神的女子》，1938年，現藏於貝耶勒基金會

- 巴勃羅·畢卡索《兩兄弟 （页面存档备份，存于）》、《男孩牽馬 （页面存档备份，存于）》，1905或1906年
- 亨利·馬蒂斯《生之喜悅（英语：Le bonheur de vivre）》，1905年10月至1906年3月、《舞蹈（英语：Dance (Matisse)）》，1909至1910年
- 瓦西里·康定斯基《Nude （页面存档备份，存于）》，1911年
- 馬克·夏卡爾《向阿波里奈爾致敬》，1911至1912年
- 藤田嗣治《タピスリーの裸婦 （页面存档备份，存于）》，1923年，京都國立近代美術館藏
- 李石樵《橫臥裸婦》，1936年
- 芙烈達·卡蘿《破碎的脊柱（英语：The Broken Column）》，1944年
- 保羅·德爾沃《沉睡的維納斯》，1944年
- 薩爾瓦多·達利《飛行的蜜蜂所引起的夢醒來的前一秒（英语：Dream Caused by the Flight of a Bee Around a Pomegranate a Second Before Awakening）》，1944年、《雷達-阿朵米卡》，1949年
- 理察·哈密爾頓《是什麼讓今日的住家變得如此不同，如此吸引人？（英语：Just what is it that makes today's homes so different, so appealing?）》，1956年
- 常玉《曲腿裸女 （页面存档备份，存于）》，1965年4月
- 李石樵《三美圖》，1971、1975年
- 李石樵《湖邊出浴》，1981年
- 孟祿丁、張群合作《在新时代--亚当·夏娃的启示》，1985年
- 盧西安·弗洛伊德《站在布堆旁》，1988年
- 盧西安·弗洛伊德《熟睡的救濟金管理員（英语：Benefits Supervisor Sleeping）》，1995年

### 攝影
早期的摄影师也有以人體藝術著名的，像伊莫金·坎宁安、露丝·伯恩哈德、安妮·布里奇曼、爱德华·韦斯顿和阿尔佛雷德·斯蒂格利兹。
许多摄影家都以数字裸体来表现他们的人體藝術作品，早期这方面的集大成者就是杰瑞·艾文埃姆。

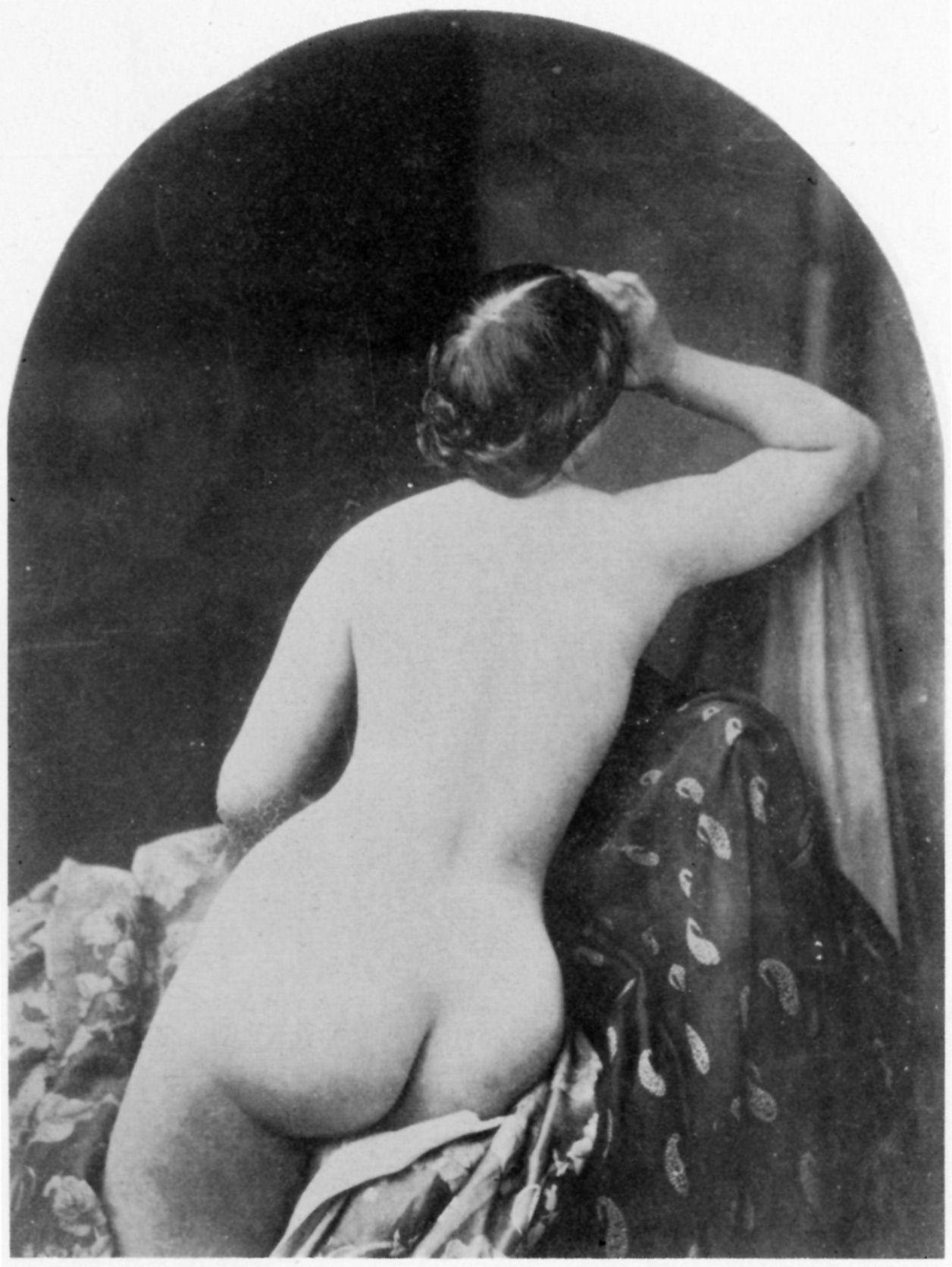
奧斯卡·古斯塔夫·雷蘭德（英语：Oscar Gustave Rejlander）《阿里阿德涅》，約1857年
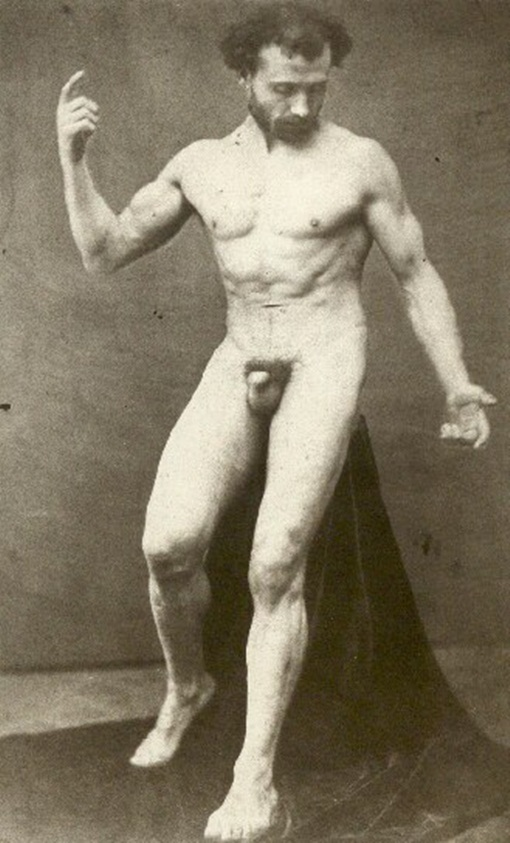
約1865年
埃德沃德·邁布里奇《下樓的女人》，1887年
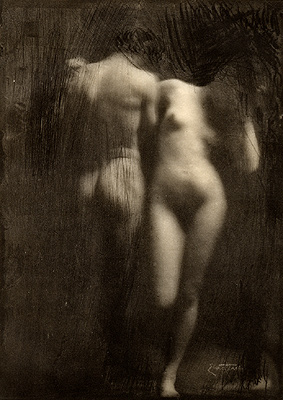
弗蘭克·尤金《亞當和夏娃》，攝於1898年
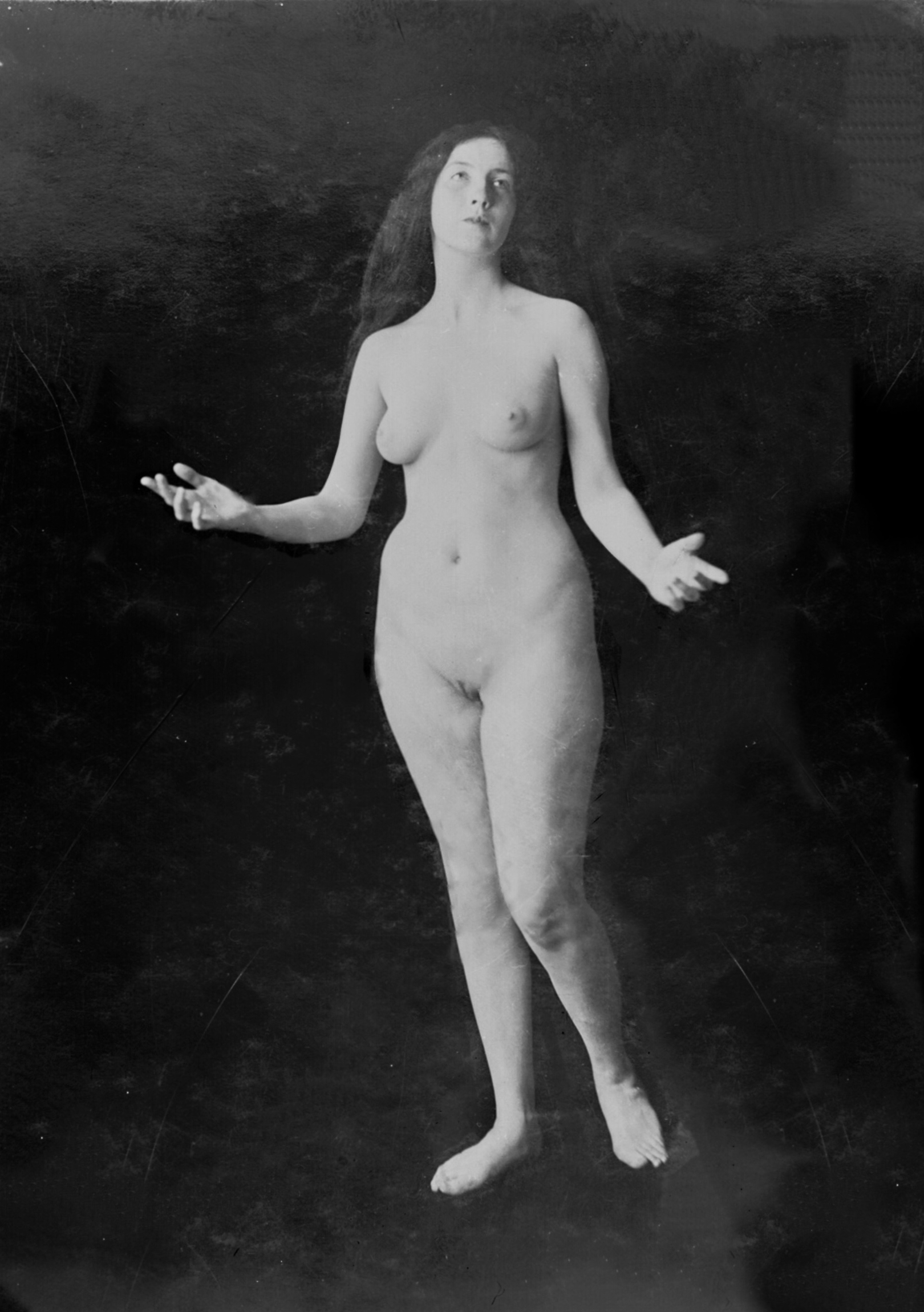
奥黛丽·芒森（英语：Audrey Munson），1910年代
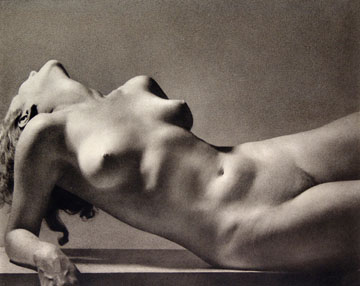
約1935年

术语“数码裸体”是用于人体裸体构成图像面积1/4二维艺术品的对象，而非直接的色情。不包括与任何人或者有显著点裸体的面孔有关联的主题。人类裸体形式提出，揭示人类作为一种艺术对象，而不是涉及對方的社会关系和行为模式的个人。这被经常应用于摄影，而不是任何的而为艺术形式，数码裸体是完全有别于所有色情艺术的裸體藝術的子集，只适用于二维艺术形式。
露丝·伯恩哈德是最早将自己的作品描述为人體藝術的摄影家。她特别指出她从未拍摄过从镜头里看到的裸体主题。對這位95岁老艺术家的采访，她透過比较自己和乔克·斯特格斯的裸体摄影表明自己的观点。

## 题材

### 圣经体系
- 亚当和夏娃

Cranach the Elder作品（页面存档备份，存于）
- 阿伯拉罕和Hagar

Pedro_AMérico_1879（页面存档备份，存于）
- Jacob and Rachel

雅各